# Liste der Kulturdenkmale in Berlin-Mitte/Spandauer Vorstadt
Auf dieser Seite sind die Kulturdenkmale im Stadtviertel Spandauer Vorstadt im Berliner Ortsteil Mitte aufgelistet. Diese Liste ist Teil der Liste der Kulturdenkmale in Berlin-Mitte. Grundlage ist die Denkmalliste des Landes Berlin, die auf Basis des Berliner Denkmalschutzgesetzes erstmals am 28. September 1995 bekannt gemacht wurde und seither durch das Landesdenkmalamt Berlin geführt und aktualisiert wird.

## Denkmalbereiche (Ensembles)
| Nr.      | Lage | Offizielle Bezeichnung | Bestandteile / Beschreibung | Bild                                |
| -------- | --- | --- | --- | ----------------------------------- |
| 09011331 | Spandauer Vorstadt begrenzt im Norden durch die Torstraße 6/230 und Weydingerstraße 20/22 im Süden durch S-Bahn, Spree, Dircksenstraße 32–51 und Neue Promenade / Am Zwirngraben im Osten durch die Karl-Liebknecht-Straße 15/33 und im Westen durch die Friedrichstraße 105–118 (Lage) | Spandauer Vorstadt Gesamtanlagen siehe: Gipsstraße 23A Große Hamburger Straße 5–11, 29–31 Linienstraße 16–21... Rosa-Luxemburg-Straße 30 Rosenthaler Straße 40–41 Spandauer Vorstadt Tucholskystraße 2 Baudenkmale siehe: Almstadtstraße 11, 16, 18, 43 Alte Schönhauser Straße 46, 48–49 Am Zwirngraben, S-Bahnhof Börse Auguststraße 9; 11–13; 14–16; 19, 21; 23; 24–25; 26B; 36; 53; 56–57; 69; 74; 76; 89; 90 Friedrichstraße 107; 112A Gipsstraße 11 Gormannstraße 12 Große Hamburger Straße 13–14; 15–16; 17; 19A; zwischen 25 und 26, Gedenkstätte; 27; 28; 29–31; Sophienkirche, 37 Hirtenstraße 4 Joachimstraße 6; 10; 11; 11A; 14; 15; 16; 20; 21 Johannisstraße 2 Karl-Liebknecht-Straße 27–29 Kleine Alexanderstraße 1–4 Kleine Präsidentenstraße 3 Kleine Rosenthaler Straße 2–3 Koppenplatz 6; 11; 12; 13 Krausnickstraße 3–3A Linienstraße 49; 62; 101; 110; 128–129, 137; 144; 145; 147; 150; 153; 154A; 155, 158; 159; 162; 206 Max-Beer-Straße 2/4 Monbijoupark, Büste Chamisso Monbijouplatz 12 Monbijoustraße 2; 4, 4A Mulackstraße 22; 23 Münzstraße 8; 14/16; 18; 21/23 Neue Promenade 3; 5 Neue Schönhauser Straße 8; 10; 12; 13; 14; 15; 19; 20 Oranienburger Straße, S-Bahnhof; 1–3; 4; 23; 27; 28; 30; 31; 34; 35–36, 50; 54; 71–72; 73–76; 84, 86 Rosenthaler Platz, U-Bahnhof Rosa-Luxemburg-Platz, U-Bahnhof; 2–3 Rosa-Luxemburg-Straße 2/4; 14; 15; 39/41 Rosenthaler Straße 13; 31; 36; 37; 38; 39, 51; 72A Rückerstraße 4 Sophienstraße 2; 3; 5; 8; 9; 11; 18–18A; 22–22A; 28–29 Steinstraße 19; 21 Torstraße 138; 146; 164; 222 Tucholskystr. 6/14; 9; 22; 24; 31/33; 40 Weinmeisterstraße, U-Bahnhof; 15; 16–17 Weydingerstraße 18; 20/22 Ziegelstraße 5–9; 10–11; 12 Gartendenkmale siehe: Große Hamburger Straße (zwischen 25 und 26) Alter jüdischer Friedhof; 29–30 Kleine Rosenthaler Straße 3 Koppenplatz 11 Münzstraße 21/23 | Weitere Bestandteile des Ensembles: | Weitere Bestandteile des Ensembles: |
| 09011331 | Spandauer Vorstadt begrenzt im Norden durch die Torstraße 6/230 und Weydingerstraße 20/22 im Süden durch S-Bahn, Spree, Dircksenstraße 32–51 und Neue Promenade / Am Zwirngraben im Osten durch die Karl-Liebknecht-Straße 15/33 und im Westen durch die Friedrichstraße 105–118 (Lage) | Spandauer Vorstadt Gesamtanlagen siehe: Gipsstraße 23A Große Hamburger Straße 5–11, 29–31 Linienstraße 16–21... Rosa-Luxemburg-Straße 30 Rosenthaler Straße 40–41 Spandauer Vorstadt Tucholskystraße 2 Baudenkmale siehe: Almstadtstraße 11, 16, 18, 43 Alte Schönhauser Straße 46, 48–49 Am Zwirngraben, S-Bahnhof Börse Auguststraße 9; 11–13; 14–16; 19, 21; 23; 24–25; 26B; 36; 53; 56–57; 69; 74; 76; 89; 90 Friedrichstraße 107; 112A Gipsstraße 11 Gormannstraße 12 Große Hamburger Straße 13–14; 15–16; 17; 19A; zwischen 25 und 26, Gedenkstätte; 27; 28; 29–31; Sophienkirche, 37 Hirtenstraße 4 Joachimstraße 6; 10; 11; 11A; 14; 15; 16; 20; 21 Johannisstraße 2 Karl-Liebknecht-Straße 27–29 Kleine Alexanderstraße 1–4 Kleine Präsidentenstraße 3 Kleine Rosenthaler Straße 2–3 Koppenplatz 6; 11; 12; 13 Krausnickstraße 3–3A Linienstraße 49; 62; 101; 110; 128–129, 137; 144; 145; 147; 150; 153; 154A; 155, 158; 159; 162; 206 Max-Beer-Straße 2/4 Monbijoupark, Büste Chamisso Monbijouplatz 12 Monbijoustraße 2; 4, 4A Mulackstraße 22; 23 Münzstraße 8; 14/16; 18; 21/23 Neue Promenade 3; 5 Neue Schönhauser Straße 8; 10; 12; 13; 14; 15; 19; 20 Oranienburger Straße, S-Bahnhof; 1–3; 4; 23; 27; 28; 30; 31; 34; 35–36, 50; 54; 71–72; 73–76; 84, 86 Rosenthaler Platz, U-Bahnhof Rosa-Luxemburg-Platz, U-Bahnhof; 2–3 Rosa-Luxemburg-Straße 2/4; 14; 15; 39/41 Rosenthaler Straße 13; 31; 36; 37; 38; 39, 51; 72A Rückerstraße 4 Sophienstraße 2; 3; 5; 8; 9; 11; 18–18A; 22–22A; 28–29 Steinstraße 19; 21 Torstraße 138; 146; 164; 222 Tucholskystr. 6/14; 9; 22; 24; 31/33; 40 Weinmeisterstraße, U-Bahnhof; 15; 16–17 Weydingerstraße 18; 20/22 Ziegelstraße 5–9; 10–11; 12 Gartendenkmale siehe: Große Hamburger Straße (zwischen 25 und 26) Alter jüdischer Friedhof; 29–30 Kleine Rosenthaler Straße 3 Koppenplatz 11 Münzstraße 21/23 | 09035067 – Ackerstraße 1 / Linienstraße 89, Mietshaus, 1878 |                                     |
| 09011331 | Spandauer Vorstadt begrenzt im Norden durch die Torstraße 6/230 und Weydingerstraße 20/22 im Süden durch S-Bahn, Spree, Dircksenstraße 32–51 und Neue Promenade / Am Zwirngraben im Osten durch die Karl-Liebknecht-Straße 15/33 und im Westen durch die Friedrichstraße 105–118 (Lage) | Spandauer Vorstadt Gesamtanlagen siehe: Gipsstraße 23A Große Hamburger Straße 5–11, 29–31 Linienstraße 16–21... Rosa-Luxemburg-Straße 30 Rosenthaler Straße 40–41 Spandauer Vorstadt Tucholskystraße 2 Baudenkmale siehe: Almstadtstraße 11, 16, 18, 43 Alte Schönhauser Straße 46, 48–49 Am Zwirngraben, S-Bahnhof Börse Auguststraße 9; 11–13; 14–16; 19, 21; 23; 24–25; 26B; 36; 53; 56–57; 69; 74; 76; 89; 90 Friedrichstraße 107; 112A Gipsstraße 11 Gormannstraße 12 Große Hamburger Straße 13–14; 15–16; 17; 19A; zwischen 25 und 26, Gedenkstätte; 27; 28; 29–31; Sophienkirche, 37 Hirtenstraße 4 Joachimstraße 6; 10; 11; 11A; 14; 15; 16; 20; 21 Johannisstraße 2 Karl-Liebknecht-Straße 27–29 Kleine Alexanderstraße 1–4 Kleine Präsidentenstraße 3 Kleine Rosenthaler Straße 2–3 Koppenplatz 6; 11; 12; 13 Krausnickstraße 3–3A Linienstraße 49; 62; 101; 110; 128–129, 137; 144; 145; 147; 150; 153; 154A; 155, 158; 159; 162; 206 Max-Beer-Straße 2/4 Monbijoupark, Büste Chamisso Monbijouplatz 12 Monbijoustraße 2; 4, 4A Mulackstraße 22; 23 Münzstraße 8; 14/16; 18; 21/23 Neue Promenade 3; 5 Neue Schönhauser Straße 8; 10; 12; 13; 14; 15; 19; 20 Oranienburger Straße, S-Bahnhof; 1–3; 4; 23; 27; 28; 30; 31; 34; 35–36, 50; 54; 71–72; 73–76; 84, 86 Rosenthaler Platz, U-Bahnhof Rosa-Luxemburg-Platz, U-Bahnhof; 2–3 Rosa-Luxemburg-Straße 2/4; 14; 15; 39/41 Rosenthaler Straße 13; 31; 36; 37; 38; 39, 51; 72A Rückerstraße 4 Sophienstraße 2; 3; 5; 8; 9; 11; 18–18A; 22–22A; 28–29 Steinstraße 19; 21 Torstraße 138; 146; 164; 222 Tucholskystr. 6/14; 9; 22; 24; 31/33; 40 Weinmeisterstraße, U-Bahnhof; 15; 16–17 Weydingerstraße 18; 20/22 Ziegelstraße 5–9; 10–11; 12 Gartendenkmale siehe: Große Hamburger Straße (zwischen 25 und 26) Alter jüdischer Friedhof; 29–30 Kleine Rosenthaler Straße 3 Koppenplatz 11 Münzstraße 21/23 | 09011332 – Ackerstraße 1A, Mietshaus, 1879 |                                     |
| 09011331 | Spandauer Vorstadt begrenzt im Norden durch die Torstraße 6/230 und Weydingerstraße 20/22 im Süden durch S-Bahn, Spree, Dircksenstraße 32–51 und Neue Promenade / Am Zwirngraben im Osten durch die Karl-Liebknecht-Straße 15/33 und im Westen durch die Friedrichstraße 105–118 (Lage) | Spandauer Vorstadt Gesamtanlagen siehe: Gipsstraße 23A Große Hamburger Straße 5–11, 29–31 Linienstraße 16–21... Rosa-Luxemburg-Straße 30 Rosenthaler Straße 40–41 Spandauer Vorstadt Tucholskystraße 2 Baudenkmale siehe: Almstadtstraße 11, 16, 18, 43 Alte Schönhauser Straße 46, 48–49 Am Zwirngraben, S-Bahnhof Börse Auguststraße 9; 11–13; 14–16; 19, 21; 23; 24–25; 26B; 36; 53; 56–57; 69; 74; 76; 89; 90 Friedrichstraße 107; 112A Gipsstraße 11 Gormannstraße 12 Große Hamburger Straße 13–14; 15–16; 17; 19A; zwischen 25 und 26, Gedenkstätte; 27; 28; 29–31; Sophienkirche, 37 Hirtenstraße 4 Joachimstraße 6; 10; 11; 11A; 14; 15; 16; 20; 21 Johannisstraße 2 Karl-Liebknecht-Straße 27–29 Kleine Alexanderstraße 1–4 Kleine Präsidentenstraße 3 Kleine Rosenthaler Straße 2–3 Koppenplatz 6; 11; 12; 13 Krausnickstraße 3–3A Linienstraße 49; 62; 101; 110; 128–129, 137; 144; 145; 147; 150; 153; 154A; 155, 158; 159; 162; 206 Max-Beer-Straße 2/4 Monbijoupark, Büste Chamisso Monbijouplatz 12 Monbijoustraße 2; 4, 4A Mulackstraße 22; 23 Münzstraße 8; 14/16; 18; 21/23 Neue Promenade 3; 5 Neue Schönhauser Straße 8; 10; 12; 13; 14; 15; 19; 20 Oranienburger Straße, S-Bahnhof; 1–3; 4; 23; 27; 28; 30; 31; 34; 35–36, 50; 54; 71–72; 73–76; 84, 86 Rosenthaler Platz, U-Bahnhof Rosa-Luxemburg-Platz, U-Bahnhof; 2–3 Rosa-Luxemburg-Straße 2/4; 14; 15; 39/41 Rosenthaler Straße 13; 31; 36; 37; 38; 39, 51; 72A Rückerstraße 4 Sophienstraße 2; 3; 5; 8; 9; 11; 18–18A; 22–22A; 28–29 Steinstraße 19; 21 Torstraße 138; 146; 164; 222 Tucholskystr. 6/14; 9; 22; 24; 31/33; 40 Weinmeisterstraße, U-Bahnhof; 15; 16–17 Weydingerstraße 18; 20/22 Ziegelstraße 5–9; 10–11; 12 Gartendenkmale siehe: Große Hamburger Straße (zwischen 25 und 26) Alter jüdischer Friedhof; 29–30 Kleine Rosenthaler Straße 3 Koppenplatz 11 Münzstraße 21/23 | 09080141 – Ackerstraße 173, Mietshaus, 1878 |                                     |
| 09011331 | Spandauer Vorstadt begrenzt im Norden durch die Torstraße 6/230 und Weydingerstraße 20/22 im Süden durch S-Bahn, Spree, Dircksenstraße 32–51 und Neue Promenade / Am Zwirngraben im Osten durch die Karl-Liebknecht-Straße 15/33 und im Westen durch die Friedrichstraße 105–118 (Lage) | Spandauer Vorstadt Gesamtanlagen siehe: Gipsstraße 23A Große Hamburger Straße 5–11, 29–31 Linienstraße 16–21... Rosa-Luxemburg-Straße 30 Rosenthaler Straße 40–41 Spandauer Vorstadt Tucholskystraße 2 Baudenkmale siehe: Almstadtstraße 11, 16, 18, 43 Alte Schönhauser Straße 46, 48–49 Am Zwirngraben, S-Bahnhof Börse Auguststraße 9; 11–13; 14–16; 19, 21; 23; 24–25; 26B; 36; 53; 56–57; 69; 74; 76; 89; 90 Friedrichstraße 107; 112A Gipsstraße 11 Gormannstraße 12 Große Hamburger Straße 13–14; 15–16; 17; 19A; zwischen 25 und 26, Gedenkstätte; 27; 28; 29–31; Sophienkirche, 37 Hirtenstraße 4 Joachimstraße 6; 10; 11; 11A; 14; 15; 16; 20; 21 Johannisstraße 2 Karl-Liebknecht-Straße 27–29 Kleine Alexanderstraße 1–4 Kleine Präsidentenstraße 3 Kleine Rosenthaler Straße 2–3 Koppenplatz 6; 11; 12; 13 Krausnickstraße 3–3A Linienstraße 49; 62; 101; 110; 128–129, 137; 144; 145; 147; 150; 153; 154A; 155, 158; 159; 162; 206 Max-Beer-Straße 2/4 Monbijoupark, Büste Chamisso Monbijouplatz 12 Monbijoustraße 2; 4, 4A Mulackstraße 22; 23 Münzstraße 8; 14/16; 18; 21/23 Neue Promenade 3; 5 Neue Schönhauser Straße 8; 10; 12; 13; 14; 15; 19; 20 Oranienburger Straße, S-Bahnhof; 1–3; 4; 23; 27; 28; 30; 31; 34; 35–36, 50; 54; 71–72; 73–76; 84, 86 Rosenthaler Platz, U-Bahnhof Rosa-Luxemburg-Platz, U-Bahnhof; 2–3 Rosa-Luxemburg-Straße 2/4; 14; 15; 39/41 Rosenthaler Straße 13; 31; 36; 37; 38; 39, 51; 72A Rückerstraße 4 Sophienstraße 2; 3; 5; 8; 9; 11; 18–18A; 22–22A; 28–29 Steinstraße 19; 21 Torstraße 138; 146; 164; 222 Tucholskystr. 6/14; 9; 22; 24; 31/33; 40 Weinmeisterstraße, U-Bahnhof; 15; 16–17 Weydingerstraße 18; 20/22 Ziegelstraße 5–9; 10–11; 12 Gartendenkmale siehe: Große Hamburger Straße (zwischen 25 und 26) Alter jüdischer Friedhof; 29–30 Kleine Rosenthaler Straße 3 Koppenplatz 11 Münzstraße 21/23 | 09020014 – Almstadtstraße 5, Mietshaus, 1888 von Hermann Jansen und Salow, Möller & Stegemann |                                     |
| 09011331 | Spandauer Vorstadt begrenzt im Norden durch die Torstraße 6/230 und Weydingerstraße 20/22 im Süden durch S-Bahn, Spree, Dircksenstraße 32–51 und Neue Promenade / Am Zwirngraben im Osten durch die Karl-Liebknecht-Straße 15/33 und im Westen durch die Friedrichstraße 105–118 (Lage) | Spandauer Vorstadt Gesamtanlagen siehe: Gipsstraße 23A Große Hamburger Straße 5–11, 29–31 Linienstraße 16–21... Rosa-Luxemburg-Straße 30 Rosenthaler Straße 40–41 Spandauer Vorstadt Tucholskystraße 2 Baudenkmale siehe: Almstadtstraße 11, 16, 18, 43 Alte Schönhauser Straße 46, 48–49 Am Zwirngraben, S-Bahnhof Börse Auguststraße 9; 11–13; 14–16; 19, 21; 23; 24–25; 26B; 36; 53; 56–57; 69; 74; 76; 89; 90 Friedrichstraße 107; 112A Gipsstraße 11 Gormannstraße 12 Große Hamburger Straße 13–14; 15–16; 17; 19A; zwischen 25 und 26, Gedenkstätte; 27; 28; 29–31; Sophienkirche, 37 Hirtenstraße 4 Joachimstraße 6; 10; 11; 11A; 14; 15; 16; 20; 21 Johannisstraße 2 Karl-Liebknecht-Straße 27–29 Kleine Alexanderstraße 1–4 Kleine Präsidentenstraße 3 Kleine Rosenthaler Straße 2–3 Koppenplatz 6; 11; 12; 13 Krausnickstraße 3–3A Linienstraße 49; 62; 101; 110; 128–129, 137; 144; 145; 147; 150; 153; 154A; 155, 158; 159; 162; 206 Max-Beer-Straße 2/4 Monbijoupark, Büste Chamisso Monbijouplatz 12 Monbijoustraße 2; 4, 4A Mulackstraße 22; 23 Münzstraße 8; 14/16; 18; 21/23 Neue Promenade 3; 5 Neue Schönhauser Straße 8; 10; 12; 13; 14; 15; 19; 20 Oranienburger Straße, S-Bahnhof; 1–3; 4; 23; 27; 28; 30; 31; 34; 35–36, 50; 54; 71–72; 73–76; 84, 86 Rosenthaler Platz, U-Bahnhof Rosa-Luxemburg-Platz, U-Bahnhof; 2–3 Rosa-Luxemburg-Straße 2/4; 14; 15; 39/41 Rosenthaler Straße 13; 31; 36; 37; 38; 39, 51; 72A Rückerstraße 4 Sophienstraße 2; 3; 5; 8; 9; 11; 18–18A; 22–22A; 28–29 Steinstraße 19; 21 Torstraße 138; 146; 164; 222 Tucholskystr. 6/14; 9; 22; 24; 31/33; 40 Weinmeisterstraße, U-Bahnhof; 15; 16–17 Weydingerstraße 18; 20/22 Ziegelstraße 5–9; 10–11; 12 Gartendenkmale siehe: Große Hamburger Straße (zwischen 25 und 26) Alter jüdischer Friedhof; 29–30 Kleine Rosenthaler Straße 3 Koppenplatz 11 Münzstraße 21/23 | 09020015 – Almstadtstraße 6, Mietshaus, um 1840 |                                     |
| 09011331 | Spandauer Vorstadt begrenzt im Norden durch die Torstraße 6/230 und Weydingerstraße 20/22 im Süden durch S-Bahn, Spree, Dircksenstraße 32–51 und Neue Promenade / Am Zwirngraben im Osten durch die Karl-Liebknecht-Straße 15/33 und im Westen durch die Friedrichstraße 105–118 (Lage) | Spandauer Vorstadt Gesamtanlagen siehe: Gipsstraße 23A Große Hamburger Straße 5–11, 29–31 Linienstraße 16–21... Rosa-Luxemburg-Straße 30 Rosenthaler Straße 40–41 Spandauer Vorstadt Tucholskystraße 2 Baudenkmale siehe: Almstadtstraße 11, 16, 18, 43 Alte Schönhauser Straße 46, 48–49 Am Zwirngraben, S-Bahnhof Börse Auguststraße 9; 11–13; 14–16; 19, 21; 23; 24–25; 26B; 36; 53; 56–57; 69; 74; 76; 89; 90 Friedrichstraße 107; 112A Gipsstraße 11 Gormannstraße 12 Große Hamburger Straße 13–14; 15–16; 17; 19A; zwischen 25 und 26, Gedenkstätte; 27; 28; 29–31; Sophienkirche, 37 Hirtenstraße 4 Joachimstraße 6; 10; 11; 11A; 14; 15; 16; 20; 21 Johannisstraße 2 Karl-Liebknecht-Straße 27–29 Kleine Alexanderstraße 1–4 Kleine Präsidentenstraße 3 Kleine Rosenthaler Straße 2–3 Koppenplatz 6; 11; 12; 13 Krausnickstraße 3–3A Linienstraße 49; 62; 101; 110; 128–129, 137; 144; 145; 147; 150; 153; 154A; 155, 158; 159; 162; 206 Max-Beer-Straße 2/4 Monbijoupark, Büste Chamisso Monbijouplatz 12 Monbijoustraße 2; 4, 4A Mulackstraße 22; 23 Münzstraße 8; 14/16; 18; 21/23 Neue Promenade 3; 5 Neue Schönhauser Straße 8; 10; 12; 13; 14; 15; 19; 20 Oranienburger Straße, S-Bahnhof; 1–3; 4; 23; 27; 28; 30; 31; 34; 35–36, 50; 54; 71–72; 73–76; 84, 86 Rosenthaler Platz, U-Bahnhof Rosa-Luxemburg-Platz, U-Bahnhof; 2–3 Rosa-Luxemburg-Straße 2/4; 14; 15; 39/41 Rosenthaler Straße 13; 31; 36; 37; 38; 39, 51; 72A Rückerstraße 4 Sophienstraße 2; 3; 5; 8; 9; 11; 18–18A; 22–22A; 28–29 Steinstraße 19; 21 Torstraße 138; 146; 164; 222 Tucholskystr. 6/14; 9; 22; 24; 31/33; 40 Weinmeisterstraße, U-Bahnhof; 15; 16–17 Weydingerstraße 18; 20/22 Ziegelstraße 5–9; 10–11; 12 Gartendenkmale siehe: Große Hamburger Straße (zwischen 25 und 26) Alter jüdischer Friedhof; 29–30 Kleine Rosenthaler Straße 3 Koppenplatz 11 Münzstraße 21/23 | 09020017 – Almstadtstraße 8, Mietshaus, 1841 |                                     |
| 09011331 | Spandauer Vorstadt begrenzt im Norden durch die Torstraße 6/230 und Weydingerstraße 20/22 im Süden durch S-Bahn, Spree, Dircksenstraße 32–51 und Neue Promenade / Am Zwirngraben im Osten durch die Karl-Liebknecht-Straße 15/33 und im Westen durch die Friedrichstraße 105–118 (Lage) | Spandauer Vorstadt Gesamtanlagen siehe: Gipsstraße 23A Große Hamburger Straße 5–11, 29–31 Linienstraße 16–21... Rosa-Luxemburg-Straße 30 Rosenthaler Straße 40–41 Spandauer Vorstadt Tucholskystraße 2 Baudenkmale siehe: Almstadtstraße 11, 16, 18, 43 Alte Schönhauser Straße 46, 48–49 Am Zwirngraben, S-Bahnhof Börse Auguststraße 9; 11–13; 14–16; 19, 21; 23; 24–25; 26B; 36; 53; 56–57; 69; 74; 76; 89; 90 Friedrichstraße 107; 112A Gipsstraße 11 Gormannstraße 12 Große Hamburger Straße 13–14; 15–16; 17; 19A; zwischen 25 und 26, Gedenkstätte; 27; 28; 29–31; Sophienkirche, 37 Hirtenstraße 4 Joachimstraße 6; 10; 11; 11A; 14; 15; 16; 20; 21 Johannisstraße 2 Karl-Liebknecht-Straße 27–29 Kleine Alexanderstraße 1–4 Kleine Präsidentenstraße 3 Kleine Rosenthaler Straße 2–3 Koppenplatz 6; 11; 12; 13 Krausnickstraße 3–3A Linienstraße 49; 62; 101; 110; 128–129, 137; 144; 145; 147; 150; 153; 154A; 155, 158; 159; 162; 206 Max-Beer-Straße 2/4 Monbijoupark, Büste Chamisso Monbijouplatz 12 Monbijoustraße 2; 4, 4A Mulackstraße 22; 23 Münzstraße 8; 14/16; 18; 21/23 Neue Promenade 3; 5 Neue Schönhauser Straße 8; 10; 12; 13; 14; 15; 19; 20 Oranienburger Straße, S-Bahnhof; 1–3; 4; 23; 27; 28; 30; 31; 34; 35–36, 50; 54; 71–72; 73–76; 84, 86 Rosenthaler Platz, U-Bahnhof Rosa-Luxemburg-Platz, U-Bahnhof; 2–3 Rosa-Luxemburg-Straße 2/4; 14; 15; 39/41 Rosenthaler Straße 13; 31; 36; 37; 38; 39, 51; 72A Rückerstraße 4 Sophienstraße 2; 3; 5; 8; 9; 11; 18–18A; 22–22A; 28–29 Steinstraße 19; 21 Torstraße 138; 146; 164; 222 Tucholskystr. 6/14; 9; 22; 24; 31/33; 40 Weinmeisterstraße, U-Bahnhof; 15; 16–17 Weydingerstraße 18; 20/22 Ziegelstraße 5–9; 10–11; 12 Gartendenkmale siehe: Große Hamburger Straße (zwischen 25 und 26) Alter jüdischer Friedhof; 29–30 Kleine Rosenthaler Straße 3 Koppenplatz 11 Münzstraße 21/23 | 09020018 – Almstadtstraße 10, Mietshaus, 1841 |                                     |
| 09011331 | Spandauer Vorstadt begrenzt im Norden durch die Torstraße 6/230 und Weydingerstraße 20/22 im Süden durch S-Bahn, Spree, Dircksenstraße 32–51 und Neue Promenade / Am Zwirngraben im Osten durch die Karl-Liebknecht-Straße 15/33 und im Westen durch die Friedrichstraße 105–118 (Lage) | Spandauer Vorstadt Gesamtanlagen siehe: Gipsstraße 23A Große Hamburger Straße 5–11, 29–31 Linienstraße 16–21... Rosa-Luxemburg-Straße 30 Rosenthaler Straße 40–41 Spandauer Vorstadt Tucholskystraße 2 Baudenkmale siehe: Almstadtstraße 11, 16, 18, 43 Alte Schönhauser Straße 46, 48–49 Am Zwirngraben, S-Bahnhof Börse Auguststraße 9; 11–13; 14–16; 19, 21; 23; 24–25; 26B; 36; 53; 56–57; 69; 74; 76; 89; 90 Friedrichstraße 107; 112A Gipsstraße 11 Gormannstraße 12 Große Hamburger Straße 13–14; 15–16; 17; 19A; zwischen 25 und 26, Gedenkstätte; 27; 28; 29–31; Sophienkirche, 37 Hirtenstraße 4 Joachimstraße 6; 10; 11; 11A; 14; 15; 16; 20; 21 Johannisstraße 2 Karl-Liebknecht-Straße 27–29 Kleine Alexanderstraße 1–4 Kleine Präsidentenstraße 3 Kleine Rosenthaler Straße 2–3 Koppenplatz 6; 11; 12; 13 Krausnickstraße 3–3A Linienstraße 49; 62; 101; 110; 128–129, 137; 144; 145; 147; 150; 153; 154A; 155, 158; 159; 162; 206 Max-Beer-Straße 2/4 Monbijoupark, Büste Chamisso Monbijouplatz 12 Monbijoustraße 2; 4, 4A Mulackstraße 22; 23 Münzstraße 8; 14/16; 18; 21/23 Neue Promenade 3; 5 Neue Schönhauser Straße 8; 10; 12; 13; 14; 15; 19; 20 Oranienburger Straße, S-Bahnhof; 1–3; 4; 23; 27; 28; 30; 31; 34; 35–36, 50; 54; 71–72; 73–76; 84, 86 Rosenthaler Platz, U-Bahnhof Rosa-Luxemburg-Platz, U-Bahnhof; 2–3 Rosa-Luxemburg-Straße 2/4; 14; 15; 39/41 Rosenthaler Straße 13; 31; 36; 37; 38; 39, 51; 72A Rückerstraße 4 Sophienstraße 2; 3; 5; 8; 9; 11; 18–18A; 22–22A; 28–29 Steinstraße 19; 21 Torstraße 138; 146; 164; 222 Tucholskystr. 6/14; 9; 22; 24; 31/33; 40 Weinmeisterstraße, U-Bahnhof; 15; 16–17 Weydingerstraße 18; 20/22 Ziegelstraße 5–9; 10–11; 12 Gartendenkmale siehe: Große Hamburger Straße (zwischen 25 und 26) Alter jüdischer Friedhof; 29–30 Kleine Rosenthaler Straße 3 Koppenplatz 11 Münzstraße 21/23 | 09020022 – Almstadtstraße 19, Mietshaus, um 1840 |                                     |
| 09011331 | Spandauer Vorstadt begrenzt im Norden durch die Torstraße 6/230 und Weydingerstraße 20/22 im Süden durch S-Bahn, Spree, Dircksenstraße 32–51 und Neue Promenade / Am Zwirngraben im Osten durch die Karl-Liebknecht-Straße 15/33 und im Westen durch die Friedrichstraße 105–118 (Lage) | Spandauer Vorstadt Gesamtanlagen siehe: Gipsstraße 23A Große Hamburger Straße 5–11, 29–31 Linienstraße 16–21... Rosa-Luxemburg-Straße 30 Rosenthaler Straße 40–41 Spandauer Vorstadt Tucholskystraße 2 Baudenkmale siehe: Almstadtstraße 11, 16, 18, 43 Alte Schönhauser Straße 46, 48–49 Am Zwirngraben, S-Bahnhof Börse Auguststraße 9; 11–13; 14–16; 19, 21; 23; 24–25; 26B; 36; 53; 56–57; 69; 74; 76; 89; 90 Friedrichstraße 107; 112A Gipsstraße 11 Gormannstraße 12 Große Hamburger Straße 13–14; 15–16; 17; 19A; zwischen 25 und 26, Gedenkstätte; 27; 28; 29–31; Sophienkirche, 37 Hirtenstraße 4 Joachimstraße 6; 10; 11; 11A; 14; 15; 16; 20; 21 Johannisstraße 2 Karl-Liebknecht-Straße 27–29 Kleine Alexanderstraße 1–4 Kleine Präsidentenstraße 3 Kleine Rosenthaler Straße 2–3 Koppenplatz 6; 11; 12; 13 Krausnickstraße 3–3A Linienstraße 49; 62; 101; 110; 128–129, 137; 144; 145; 147; 150; 153; 154A; 155, 158; 159; 162; 206 Max-Beer-Straße 2/4 Monbijoupark, Büste Chamisso Monbijouplatz 12 Monbijoustraße 2; 4, 4A Mulackstraße 22; 23 Münzstraße 8; 14/16; 18; 21/23 Neue Promenade 3; 5 Neue Schönhauser Straße 8; 10; 12; 13; 14; 15; 19; 20 Oranienburger Straße, S-Bahnhof; 1–3; 4; 23; 27; 28; 30; 31; 34; 35–36, 50; 54; 71–72; 73–76; 84, 86 Rosenthaler Platz, U-Bahnhof Rosa-Luxemburg-Platz, U-Bahnhof; 2–3 Rosa-Luxemburg-Straße 2/4; 14; 15; 39/41 Rosenthaler Straße 13; 31; 36; 37; 38; 39, 51; 72A Rückerstraße 4 Sophienstraße 2; 3; 5; 8; 9; 11; 18–18A; 22–22A; 28–29 Steinstraße 19; 21 Torstraße 138; 146; 164; 222 Tucholskystr. 6/14; 9; 22; 24; 31/33; 40 Weinmeisterstraße, U-Bahnhof; 15; 16–17 Weydingerstraße 18; 20/22 Ziegelstraße 5–9; 10–11; 12 Gartendenkmale siehe: Große Hamburger Straße (zwischen 25 und 26) Alter jüdischer Friedhof; 29–30 Kleine Rosenthaler Straße 3 Koppenplatz 11 Münzstraße 21/23 | 09020023 – Almstadtstraße 20, Mietshaus, um 1870 |                                     |
| 09011331 | Spandauer Vorstadt begrenzt im Norden durch die Torstraße 6/230 und Weydingerstraße 20/22 im Süden durch S-Bahn, Spree, Dircksenstraße 32–51 und Neue Promenade / Am Zwirngraben im Osten durch die Karl-Liebknecht-Straße 15/33 und im Westen durch die Friedrichstraße 105–118 (Lage) | Spandauer Vorstadt Gesamtanlagen siehe: Gipsstraße 23A Große Hamburger Straße 5–11, 29–31 Linienstraße 16–21... Rosa-Luxemburg-Straße 30 Rosenthaler Straße 40–41 Spandauer Vorstadt Tucholskystraße 2 Baudenkmale siehe: Almstadtstraße 11, 16, 18, 43 Alte Schönhauser Straße 46, 48–49 Am Zwirngraben, S-Bahnhof Börse Auguststraße 9; 11–13; 14–16; 19, 21; 23; 24–25; 26B; 36; 53; 56–57; 69; 74; 76; 89; 90 Friedrichstraße 107; 112A Gipsstraße 11 Gormannstraße 12 Große Hamburger Straße 13–14; 15–16; 17; 19A; zwischen 25 und 26, Gedenkstätte; 27; 28; 29–31; Sophienkirche, 37 Hirtenstraße 4 Joachimstraße 6; 10; 11; 11A; 14; 15; 16; 20; 21 Johannisstraße 2 Karl-Liebknecht-Straße 27–29 Kleine Alexanderstraße 1–4 Kleine Präsidentenstraße 3 Kleine Rosenthaler Straße 2–3 Koppenplatz 6; 11; 12; 13 Krausnickstraße 3–3A Linienstraße 49; 62; 101; 110; 128–129, 137; 144; 145; 147; 150; 153; 154A; 155, 158; 159; 162; 206 Max-Beer-Straße 2/4 Monbijoupark, Büste Chamisso Monbijouplatz 12 Monbijoustraße 2; 4, 4A Mulackstraße 22; 23 Münzstraße 8; 14/16; 18; 21/23 Neue Promenade 3; 5 Neue Schönhauser Straße 8; 10; 12; 13; 14; 15; 19; 20 Oranienburger Straße, S-Bahnhof; 1–3; 4; 23; 27; 28; 30; 31; 34; 35–36, 50; 54; 71–72; 73–76; 84, 86 Rosenthaler Platz, U-Bahnhof Rosa-Luxemburg-Platz, U-Bahnhof; 2–3 Rosa-Luxemburg-Straße 2/4; 14; 15; 39/41 Rosenthaler Straße 13; 31; 36; 37; 38; 39, 51; 72A Rückerstraße 4 Sophienstraße 2; 3; 5; 8; 9; 11; 18–18A; 22–22A; 28–29 Steinstraße 19; 21 Torstraße 138; 146; 164; 222 Tucholskystr. 6/14; 9; 22; 24; 31/33; 40 Weinmeisterstraße, U-Bahnhof; 15; 16–17 Weydingerstraße 18; 20/22 Ziegelstraße 5–9; 10–11; 12 Gartendenkmale siehe: Große Hamburger Straße (zwischen 25 und 26) Alter jüdischer Friedhof; 29–30 Kleine Rosenthaler Straße 3 Koppenplatz 11 Münzstraße 21/23 | 09020024 – Almstadtstraße 21, Mietshaus, um 1850 |                                     |
| 09011331 | Spandauer Vorstadt begrenzt im Norden durch die Torstraße 6/230 und Weydingerstraße 20/22 im Süden durch S-Bahn, Spree, Dircksenstraße 32–51 und Neue Promenade / Am Zwirngraben im Osten durch die Karl-Liebknecht-Straße 15/33 und im Westen durch die Friedrichstraße 105–118 (Lage) | Spandauer Vorstadt Gesamtanlagen siehe: Gipsstraße 23A Große Hamburger Straße 5–11, 29–31 Linienstraße 16–21... Rosa-Luxemburg-Straße 30 Rosenthaler Straße 40–41 Spandauer Vorstadt Tucholskystraße 2 Baudenkmale siehe: Almstadtstraße 11, 16, 18, 43 Alte Schönhauser Straße 46, 48–49 Am Zwirngraben, S-Bahnhof Börse Auguststraße 9; 11–13; 14–16; 19, 21; 23; 24–25; 26B; 36; 53; 56–57; 69; 74; 76; 89; 90 Friedrichstraße 107; 112A Gipsstraße 11 Gormannstraße 12 Große Hamburger Straße 13–14; 15–16; 17; 19A; zwischen 25 und 26, Gedenkstätte; 27; 28; 29–31; Sophienkirche, 37 Hirtenstraße 4 Joachimstraße 6; 10; 11; 11A; 14; 15; 16; 20; 21 Johannisstraße 2 Karl-Liebknecht-Straße 27–29 Kleine Alexanderstraße 1–4 Kleine Präsidentenstraße 3 Kleine Rosenthaler Straße 2–3 Koppenplatz 6; 11; 12; 13 Krausnickstraße 3–3A Linienstraße 49; 62; 101; 110; 128–129, 137; 144; 145; 147; 150; 153; 154A; 155, 158; 159; 162; 206 Max-Beer-Straße 2/4 Monbijoupark, Büste Chamisso Monbijouplatz 12 Monbijoustraße 2; 4, 4A Mulackstraße 22; 23 Münzstraße 8; 14/16; 18; 21/23 Neue Promenade 3; 5 Neue Schönhauser Straße 8; 10; 12; 13; 14; 15; 19; 20 Oranienburger Straße, S-Bahnhof; 1–3; 4; 23; 27; 28; 30; 31; 34; 35–36, 50; 54; 71–72; 73–76; 84, 86 Rosenthaler Platz, U-Bahnhof Rosa-Luxemburg-Platz, U-Bahnhof; 2–3 Rosa-Luxemburg-Straße 2/4; 14; 15; 39/41 Rosenthaler Straße 13; 31; 36; 37; 38; 39, 51; 72A Rückerstraße 4 Sophienstraße 2; 3; 5; 8; 9; 11; 18–18A; 22–22A; 28–29 Steinstraße 19; 21 Torstraße 138; 146; 164; 222 Tucholskystr. 6/14; 9; 22; 24; 31/33; 40 Weinmeisterstraße, U-Bahnhof; 15; 16–17 Weydingerstraße 18; 20/22 Ziegelstraße 5–9; 10–11; 12 Gartendenkmale siehe: Große Hamburger Straße (zwischen 25 und 26) Alter jüdischer Friedhof; 29–30 Kleine Rosenthaler Straße 3 Koppenplatz 11 Münzstraße 21/23 | 09020025 – Almstadtstraße 23, Mietshaus, 1885 von den Gebrüdern Reimann |                                     |
| 09011331 | Spandauer Vorstadt begrenzt im Norden durch die Torstraße 6/230 und Weydingerstraße 20/22 im Süden durch S-Bahn, Spree, Dircksenstraße 32–51 und Neue Promenade / Am Zwirngraben im Osten durch die Karl-Liebknecht-Straße 15/33 und im Westen durch die Friedrichstraße 105–118 (Lage) | Spandauer Vorstadt Gesamtanlagen siehe: Gipsstraße 23A Große Hamburger Straße 5–11, 29–31 Linienstraße 16–21... Rosa-Luxemburg-Straße 30 Rosenthaler Straße 40–41 Spandauer Vorstadt Tucholskystraße 2 Baudenkmale siehe: Almstadtstraße 11, 16, 18, 43 Alte Schönhauser Straße 46, 48–49 Am Zwirngraben, S-Bahnhof Börse Auguststraße 9; 11–13; 14–16; 19, 21; 23; 24–25; 26B; 36; 53; 56–57; 69; 74; 76; 89; 90 Friedrichstraße 107; 112A Gipsstraße 11 Gormannstraße 12 Große Hamburger Straße 13–14; 15–16; 17; 19A; zwischen 25 und 26, Gedenkstätte; 27; 28; 29–31; Sophienkirche, 37 Hirtenstraße 4 Joachimstraße 6; 10; 11; 11A; 14; 15; 16; 20; 21 Johannisstraße 2 Karl-Liebknecht-Straße 27–29 Kleine Alexanderstraße 1–4 Kleine Präsidentenstraße 3 Kleine Rosenthaler Straße 2–3 Koppenplatz 6; 11; 12; 13 Krausnickstraße 3–3A Linienstraße 49; 62; 101; 110; 128–129, 137; 144; 145; 147; 150; 153; 154A; 155, 158; 159; 162; 206 Max-Beer-Straße 2/4 Monbijoupark, Büste Chamisso Monbijouplatz 12 Monbijoustraße 2; 4, 4A Mulackstraße 22; 23 Münzstraße 8; 14/16; 18; 21/23 Neue Promenade 3; 5 Neue Schönhauser Straße 8; 10; 12; 13; 14; 15; 19; 20 Oranienburger Straße, S-Bahnhof; 1–3; 4; 23; 27; 28; 30; 31; 34; 35–36, 50; 54; 71–72; 73–76; 84, 86 Rosenthaler Platz, U-Bahnhof Rosa-Luxemburg-Platz, U-Bahnhof; 2–3 Rosa-Luxemburg-Straße 2/4; 14; 15; 39/41 Rosenthaler Straße 13; 31; 36; 37; 38; 39, 51; 72A Rückerstraße 4 Sophienstraße 2; 3; 5; 8; 9; 11; 18–18A; 22–22A; 28–29 Steinstraße 19; 21 Torstraße 138; 146; 164; 222 Tucholskystr. 6/14; 9; 22; 24; 31/33; 40 Weinmeisterstraße, U-Bahnhof; 15; 16–17 Weydingerstraße 18; 20/22 Ziegelstraße 5–9; 10–11; 12 Gartendenkmale siehe: Große Hamburger Straße (zwischen 25 und 26) Alter jüdischer Friedhof; 29–30 Kleine Rosenthaler Straße 3 Koppenplatz 11 Münzstraße 21/23 | 09020026 – Almstadtstraße 24, Mietshaus, 1889 von Hermann Jansen |                                     |
| 09011331 | Spandauer Vorstadt begrenzt im Norden durch die Torstraße 6/230 und Weydingerstraße 20/22 im Süden durch S-Bahn, Spree, Dircksenstraße 32–51 und Neue Promenade / Am Zwirngraben im Osten durch die Karl-Liebknecht-Straße 15/33 und im Westen durch die Friedrichstraße 105–118 (Lage) | Spandauer Vorstadt Gesamtanlagen siehe: Gipsstraße 23A Große Hamburger Straße 5–11, 29–31 Linienstraße 16–21... Rosa-Luxemburg-Straße 30 Rosenthaler Straße 40–41 Spandauer Vorstadt Tucholskystraße 2 Baudenkmale siehe: Almstadtstraße 11, 16, 18, 43 Alte Schönhauser Straße 46, 48–49 Am Zwirngraben, S-Bahnhof Börse Auguststraße 9; 11–13; 14–16; 19, 21; 23; 24–25; 26B; 36; 53; 56–57; 69; 74; 76; 89; 90 Friedrichstraße 107; 112A Gipsstraße 11 Gormannstraße 12 Große Hamburger Straße 13–14; 15–16; 17; 19A; zwischen 25 und 26, Gedenkstätte; 27; 28; 29–31; Sophienkirche, 37 Hirtenstraße 4 Joachimstraße 6; 10; 11; 11A; 14; 15; 16; 20; 21 Johannisstraße 2 Karl-Liebknecht-Straße 27–29 Kleine Alexanderstraße 1–4 Kleine Präsidentenstraße 3 Kleine Rosenthaler Straße 2–3 Koppenplatz 6; 11; 12; 13 Krausnickstraße 3–3A Linienstraße 49; 62; 101; 110; 128–129, 137; 144; 145; 147; 150; 153; 154A; 155, 158; 159; 162; 206 Max-Beer-Straße 2/4 Monbijoupark, Büste Chamisso Monbijouplatz 12 Monbijoustraße 2; 4, 4A Mulackstraße 22; 23 Münzstraße 8; 14/16; 18; 21/23 Neue Promenade 3; 5 Neue Schönhauser Straße 8; 10; 12; 13; 14; 15; 19; 20 Oranienburger Straße, S-Bahnhof; 1–3; 4; 23; 27; 28; 30; 31; 34; 35–36, 50; 54; 71–72; 73–76; 84, 86 Rosenthaler Platz, U-Bahnhof Rosa-Luxemburg-Platz, U-Bahnhof; 2–3 Rosa-Luxemburg-Straße 2/4; 14; 15; 39/41 Rosenthaler Straße 13; 31; 36; 37; 38; 39, 51; 72A Rückerstraße 4 Sophienstraße 2; 3; 5; 8; 9; 11; 18–18A; 22–22A; 28–29 Steinstraße 19; 21 Torstraße 138; 146; 164; 222 Tucholskystr. 6/14; 9; 22; 24; 31/33; 40 Weinmeisterstraße, U-Bahnhof; 15; 16–17 Weydingerstraße 18; 20/22 Ziegelstraße 5–9; 10–11; 12 Gartendenkmale siehe: Große Hamburger Straße (zwischen 25 und 26) Alter jüdischer Friedhof; 29–30 Kleine Rosenthaler Straße 3 Koppenplatz 11 Münzstraße 21/23 | 09020027 – Almstadtstraße 25, Mietshaus, um 1830 |                                     |
| 09011331 | Spandauer Vorstadt begrenzt im Norden durch die Torstraße 6/230 und Weydingerstraße 20/22 im Süden durch S-Bahn, Spree, Dircksenstraße 32–51 und Neue Promenade / Am Zwirngraben im Osten durch die Karl-Liebknecht-Straße 15/33 und im Westen durch die Friedrichstraße 105–118 (Lage) | Spandauer Vorstadt Gesamtanlagen siehe: Gipsstraße 23A Große Hamburger Straße 5–11, 29–31 Linienstraße 16–21... Rosa-Luxemburg-Straße 30 Rosenthaler Straße 40–41 Spandauer Vorstadt Tucholskystraße 2 Baudenkmale siehe: Almstadtstraße 11, 16, 18, 43 Alte Schönhauser Straße 46, 48–49 Am Zwirngraben, S-Bahnhof Börse Auguststraße 9; 11–13; 14–16; 19, 21; 23; 24–25; 26B; 36; 53; 56–57; 69; 74; 76; 89; 90 Friedrichstraße 107; 112A Gipsstraße 11 Gormannstraße 12 Große Hamburger Straße 13–14; 15–16; 17; 19A; zwischen 25 und 26, Gedenkstätte; 27; 28; 29–31; Sophienkirche, 37 Hirtenstraße 4 Joachimstraße 6; 10; 11; 11A; 14; 15; 16; 20; 21 Johannisstraße 2 Karl-Liebknecht-Straße 27–29 Kleine Alexanderstraße 1–4 Kleine Präsidentenstraße 3 Kleine Rosenthaler Straße 2–3 Koppenplatz 6; 11; 12; 13 Krausnickstraße 3–3A Linienstraße 49; 62; 101; 110; 128–129, 137; 144; 145; 147; 150; 153; 154A; 155, 158; 159; 162; 206 Max-Beer-Straße 2/4 Monbijoupark, Büste Chamisso Monbijouplatz 12 Monbijoustraße 2; 4, 4A Mulackstraße 22; 23 Münzstraße 8; 14/16; 18; 21/23 Neue Promenade 3; 5 Neue Schönhauser Straße 8; 10; 12; 13; 14; 15; 19; 20 Oranienburger Straße, S-Bahnhof; 1–3; 4; 23; 27; 28; 30; 31; 34; 35–36, 50; 54; 71–72; 73–76; 84, 86 Rosenthaler Platz, U-Bahnhof Rosa-Luxemburg-Platz, U-Bahnhof; 2–3 Rosa-Luxemburg-Straße 2/4; 14; 15; 39/41 Rosenthaler Straße 13; 31; 36; 37; 38; 39, 51; 72A Rückerstraße 4 Sophienstraße 2; 3; 5; 8; 9; 11; 18–18A; 22–22A; 28–29 Steinstraße 19; 21 Torstraße 138; 146; 164; 222 Tucholskystr. 6/14; 9; 22; 24; 31/33; 40 Weinmeisterstraße, U-Bahnhof; 15; 16–17 Weydingerstraße 18; 20/22 Ziegelstraße 5–9; 10–11; 12 Gartendenkmale siehe: Große Hamburger Straße (zwischen 25 und 26) Alter jüdischer Friedhof; 29–30 Kleine Rosenthaler Straße 3 Koppenplatz 11 Münzstraße 21/23 | 09012521 – Almstadtstraße 33, Mietshaus, um 1890 |                                     |
| 09011331 | Spandauer Vorstadt begrenzt im Norden durch die Torstraße 6/230 und Weydingerstraße 20/22 im Süden durch S-Bahn, Spree, Dircksenstraße 32–51 und Neue Promenade / Am Zwirngraben im Osten durch die Karl-Liebknecht-Straße 15/33 und im Westen durch die Friedrichstraße 105–118 (Lage) | Spandauer Vorstadt Gesamtanlagen siehe: Gipsstraße 23A Große Hamburger Straße 5–11, 29–31 Linienstraße 16–21... Rosa-Luxemburg-Straße 30 Rosenthaler Straße 40–41 Spandauer Vorstadt Tucholskystraße 2 Baudenkmale siehe: Almstadtstraße 11, 16, 18, 43 Alte Schönhauser Straße 46, 48–49 Am Zwirngraben, S-Bahnhof Börse Auguststraße 9; 11–13; 14–16; 19, 21; 23; 24–25; 26B; 36; 53; 56–57; 69; 74; 76; 89; 90 Friedrichstraße 107; 112A Gipsstraße 11 Gormannstraße 12 Große Hamburger Straße 13–14; 15–16; 17; 19A; zwischen 25 und 26, Gedenkstätte; 27; 28; 29–31; Sophienkirche, 37 Hirtenstraße 4 Joachimstraße 6; 10; 11; 11A; 14; 15; 16; 20; 21 Johannisstraße 2 Karl-Liebknecht-Straße 27–29 Kleine Alexanderstraße 1–4 Kleine Präsidentenstraße 3 Kleine Rosenthaler Straße 2–3 Koppenplatz 6; 11; 12; 13 Krausnickstraße 3–3A Linienstraße 49; 62; 101; 110; 128–129, 137; 144; 145; 147; 150; 153; 154A; 155, 158; 159; 162; 206 Max-Beer-Straße 2/4 Monbijoupark, Büste Chamisso Monbijouplatz 12 Monbijoustraße 2; 4, 4A Mulackstraße 22; 23 Münzstraße 8; 14/16; 18; 21/23 Neue Promenade 3; 5 Neue Schönhauser Straße 8; 10; 12; 13; 14; 15; 19; 20 Oranienburger Straße, S-Bahnhof; 1–3; 4; 23; 27; 28; 30; 31; 34; 35–36, 50; 54; 71–72; 73–76; 84, 86 Rosenthaler Platz, U-Bahnhof Rosa-Luxemburg-Platz, U-Bahnhof; 2–3 Rosa-Luxemburg-Straße 2/4; 14; 15; 39/41 Rosenthaler Straße 13; 31; 36; 37; 38; 39, 51; 72A Rückerstraße 4 Sophienstraße 2; 3; 5; 8; 9; 11; 18–18A; 22–22A; 28–29 Steinstraße 19; 21 Torstraße 138; 146; 164; 222 Tucholskystr. 6/14; 9; 22; 24; 31/33; 40 Weinmeisterstraße, U-Bahnhof; 15; 16–17 Weydingerstraße 18; 20/22 Ziegelstraße 5–9; 10–11; 12 Gartendenkmale siehe: Große Hamburger Straße (zwischen 25 und 26) Alter jüdischer Friedhof; 29–30 Kleine Rosenthaler Straße 3 Koppenplatz 11 Münzstraße 21/23 | 09012522 – Almstadtstraße 35, Mietshaus, um 1890 |                                     |
| 09011331 | Spandauer Vorstadt begrenzt im Norden durch die Torstraße 6/230 und Weydingerstraße 20/22 im Süden durch S-Bahn, Spree, Dircksenstraße 32–51 und Neue Promenade / Am Zwirngraben im Osten durch die Karl-Liebknecht-Straße 15/33 und im Westen durch die Friedrichstraße 105–118 (Lage) | Spandauer Vorstadt Gesamtanlagen siehe: Gipsstraße 23A Große Hamburger Straße 5–11, 29–31 Linienstraße 16–21... Rosa-Luxemburg-Straße 30 Rosenthaler Straße 40–41 Spandauer Vorstadt Tucholskystraße 2 Baudenkmale siehe: Almstadtstraße 11, 16, 18, 43 Alte Schönhauser Straße 46, 48–49 Am Zwirngraben, S-Bahnhof Börse Auguststraße 9; 11–13; 14–16; 19, 21; 23; 24–25; 26B; 36; 53; 56–57; 69; 74; 76; 89; 90 Friedrichstraße 107; 112A Gipsstraße 11 Gormannstraße 12 Große Hamburger Straße 13–14; 15–16; 17; 19A; zwischen 25 und 26, Gedenkstätte; 27; 28; 29–31; Sophienkirche, 37 Hirtenstraße 4 Joachimstraße 6; 10; 11; 11A; 14; 15; 16; 20; 21 Johannisstraße 2 Karl-Liebknecht-Straße 27–29 Kleine Alexanderstraße 1–4 Kleine Präsidentenstraße 3 Kleine Rosenthaler Straße 2–3 Koppenplatz 6; 11; 12; 13 Krausnickstraße 3–3A Linienstraße 49; 62; 101; 110; 128–129, 137; 144; 145; 147; 150; 153; 154A; 155, 158; 159; 162; 206 Max-Beer-Straße 2/4 Monbijoupark, Büste Chamisso Monbijouplatz 12 Monbijoustraße 2; 4, 4A Mulackstraße 22; 23 Münzstraße 8; 14/16; 18; 21/23 Neue Promenade 3; 5 Neue Schönhauser Straße 8; 10; 12; 13; 14; 15; 19; 20 Oranienburger Straße, S-Bahnhof; 1–3; 4; 23; 27; 28; 30; 31; 34; 35–36, 50; 54; 71–72; 73–76; 84, 86 Rosenthaler Platz, U-Bahnhof Rosa-Luxemburg-Platz, U-Bahnhof; 2–3 Rosa-Luxemburg-Straße 2/4; 14; 15; 39/41 Rosenthaler Straße 13; 31; 36; 37; 38; 39, 51; 72A Rückerstraße 4 Sophienstraße 2; 3; 5; 8; 9; 11; 18–18A; 22–22A; 28–29 Steinstraße 19; 21 Torstraße 138; 146; 164; 222 Tucholskystr. 6/14; 9; 22; 24; 31/33; 40 Weinmeisterstraße, U-Bahnhof; 15; 16–17 Weydingerstraße 18; 20/22 Ziegelstraße 5–9; 10–11; 12 Gartendenkmale siehe: Große Hamburger Straße (zwischen 25 und 26) Alter jüdischer Friedhof; 29–30 Kleine Rosenthaler Straße 3 Koppenplatz 11 Münzstraße 21/23 | 09035004 – Alte Schönhauser Straße 4, Mietshaus, 1887 |                                     |
| 09011331 | Spandauer Vorstadt begrenzt im Norden durch die Torstraße 6/230 und Weydingerstraße 20/22 im Süden durch S-Bahn, Spree, Dircksenstraße 32–51 und Neue Promenade / Am Zwirngraben im Osten durch die Karl-Liebknecht-Straße 15/33 und im Westen durch die Friedrichstraße 105–118 (Lage) | Spandauer Vorstadt Gesamtanlagen siehe: Gipsstraße 23A Große Hamburger Straße 5–11, 29–31 Linienstraße 16–21... Rosa-Luxemburg-Straße 30 Rosenthaler Straße 40–41 Spandauer Vorstadt Tucholskystraße 2 Baudenkmale siehe: Almstadtstraße 11, 16, 18, 43 Alte Schönhauser Straße 46, 48–49 Am Zwirngraben, S-Bahnhof Börse Auguststraße 9; 11–13; 14–16; 19, 21; 23; 24–25; 26B; 36; 53; 56–57; 69; 74; 76; 89; 90 Friedrichstraße 107; 112A Gipsstraße 11 Gormannstraße 12 Große Hamburger Straße 13–14; 15–16; 17; 19A; zwischen 25 und 26, Gedenkstätte; 27; 28; 29–31; Sophienkirche, 37 Hirtenstraße 4 Joachimstraße 6; 10; 11; 11A; 14; 15; 16; 20; 21 Johannisstraße 2 Karl-Liebknecht-Straße 27–29 Kleine Alexanderstraße 1–4 Kleine Präsidentenstraße 3 Kleine Rosenthaler Straße 2–3 Koppenplatz 6; 11; 12; 13 Krausnickstraße 3–3A Linienstraße 49; 62; 101; 110; 128–129, 137; 144; 145; 147; 150; 153; 154A; 155, 158; 159; 162; 206 Max-Beer-Straße 2/4 Monbijoupark, Büste Chamisso Monbijouplatz 12 Monbijoustraße 2; 4, 4A Mulackstraße 22; 23 Münzstraße 8; 14/16; 18; 21/23 Neue Promenade 3; 5 Neue Schönhauser Straße 8; 10; 12; 13; 14; 15; 19; 20 Oranienburger Straße, S-Bahnhof; 1–3; 4; 23; 27; 28; 30; 31; 34; 35–36, 50; 54; 71–72; 73–76; 84, 86 Rosenthaler Platz, U-Bahnhof Rosa-Luxemburg-Platz, U-Bahnhof; 2–3 Rosa-Luxemburg-Straße 2/4; 14; 15; 39/41 Rosenthaler Straße 13; 31; 36; 37; 38; 39, 51; 72A Rückerstraße 4 Sophienstraße 2; 3; 5; 8; 9; 11; 18–18A; 22–22A; 28–29 Steinstraße 19; 21 Torstraße 138; 146; 164; 222 Tucholskystr. 6/14; 9; 22; 24; 31/33; 40 Weinmeisterstraße, U-Bahnhof; 15; 16–17 Weydingerstraße 18; 20/22 Ziegelstraße 5–9; 10–11; 12 Gartendenkmale siehe: Große Hamburger Straße (zwischen 25 und 26) Alter jüdischer Friedhof; 29–30 Kleine Rosenthaler Straße 3 Koppenplatz 11 Münzstraße 21/23 | 09035005 – Alte Schönhauser Straße 6, Mietshaus, 1879 |                                     |
| 09011331 | Spandauer Vorstadt begrenzt im Norden durch die Torstraße 6/230 und Weydingerstraße 20/22 im Süden durch S-Bahn, Spree, Dircksenstraße 32–51 und Neue Promenade / Am Zwirngraben im Osten durch die Karl-Liebknecht-Straße 15/33 und im Westen durch die Friedrichstraße 105–118 (Lage) | Spandauer Vorstadt Gesamtanlagen siehe: Gipsstraße 23A Große Hamburger Straße 5–11, 29–31 Linienstraße 16–21... Rosa-Luxemburg-Straße 30 Rosenthaler Straße 40–41 Spandauer Vorstadt Tucholskystraße 2 Baudenkmale siehe: Almstadtstraße 11, 16, 18, 43 Alte Schönhauser Straße 46, 48–49 Am Zwirngraben, S-Bahnhof Börse Auguststraße 9; 11–13; 14–16; 19, 21; 23; 24–25; 26B; 36; 53; 56–57; 69; 74; 76; 89; 90 Friedrichstraße 107; 112A Gipsstraße 11 Gormannstraße 12 Große Hamburger Straße 13–14; 15–16; 17; 19A; zwischen 25 und 26, Gedenkstätte; 27; 28; 29–31; Sophienkirche, 37 Hirtenstraße 4 Joachimstraße 6; 10; 11; 11A; 14; 15; 16; 20; 21 Johannisstraße 2 Karl-Liebknecht-Straße 27–29 Kleine Alexanderstraße 1–4 Kleine Präsidentenstraße 3 Kleine Rosenthaler Straße 2–3 Koppenplatz 6; 11; 12; 13 Krausnickstraße 3–3A Linienstraße 49; 62; 101; 110; 128–129, 137; 144; 145; 147; 150; 153; 154A; 155, 158; 159; 162; 206 Max-Beer-Straße 2/4 Monbijoupark, Büste Chamisso Monbijouplatz 12 Monbijoustraße 2; 4, 4A Mulackstraße 22; 23 Münzstraße 8; 14/16; 18; 21/23 Neue Promenade 3; 5 Neue Schönhauser Straße 8; 10; 12; 13; 14; 15; 19; 20 Oranienburger Straße, S-Bahnhof; 1–3; 4; 23; 27; 28; 30; 31; 34; 35–36, 50; 54; 71–72; 73–76; 84, 86 Rosenthaler Platz, U-Bahnhof Rosa-Luxemburg-Platz, U-Bahnhof; 2–3 Rosa-Luxemburg-Straße 2/4; 14; 15; 39/41 Rosenthaler Straße 13; 31; 36; 37; 38; 39, 51; 72A Rückerstraße 4 Sophienstraße 2; 3; 5; 8; 9; 11; 18–18A; 22–22A; 28–29 Steinstraße 19; 21 Torstraße 138; 146; 164; 222 Tucholskystr. 6/14; 9; 22; 24; 31/33; 40 Weinmeisterstraße, U-Bahnhof; 15; 16–17 Weydingerstraße 18; 20/22 Ziegelstraße 5–9; 10–11; 12 Gartendenkmale siehe: Große Hamburger Straße (zwischen 25 und 26) Alter jüdischer Friedhof; 29–30 Kleine Rosenthaler Straße 3 Koppenplatz 11 Münzstraße 21/23 | 09035006 – Alte Schönhauser Straße 7, Mietshaus, um 1890 |                                     |
| 09011331 | Spandauer Vorstadt begrenzt im Norden durch die Torstraße 6/230 und Weydingerstraße 20/22 im Süden durch S-Bahn, Spree, Dircksenstraße 32–51 und Neue Promenade / Am Zwirngraben im Osten durch die Karl-Liebknecht-Straße 15/33 und im Westen durch die Friedrichstraße 105–118 (Lage) | Spandauer Vorstadt Gesamtanlagen siehe: Gipsstraße 23A Große Hamburger Straße 5–11, 29–31 Linienstraße 16–21... Rosa-Luxemburg-Straße 30 Rosenthaler Straße 40–41 Spandauer Vorstadt Tucholskystraße 2 Baudenkmale siehe: Almstadtstraße 11, 16, 18, 43 Alte Schönhauser Straße 46, 48–49 Am Zwirngraben, S-Bahnhof Börse Auguststraße 9; 11–13; 14–16; 19, 21; 23; 24–25; 26B; 36; 53; 56–57; 69; 74; 76; 89; 90 Friedrichstraße 107; 112A Gipsstraße 11 Gormannstraße 12 Große Hamburger Straße 13–14; 15–16; 17; 19A; zwischen 25 und 26, Gedenkstätte; 27; 28; 29–31; Sophienkirche, 37 Hirtenstraße 4 Joachimstraße 6; 10; 11; 11A; 14; 15; 16; 20; 21 Johannisstraße 2 Karl-Liebknecht-Straße 27–29 Kleine Alexanderstraße 1–4 Kleine Präsidentenstraße 3 Kleine Rosenthaler Straße 2–3 Koppenplatz 6; 11; 12; 13 Krausnickstraße 3–3A Linienstraße 49; 62; 101; 110; 128–129, 137; 144; 145; 147; 150; 153; 154A; 155, 158; 159; 162; 206 Max-Beer-Straße 2/4 Monbijoupark, Büste Chamisso Monbijouplatz 12 Monbijoustraße 2; 4, 4A Mulackstraße 22; 23 Münzstraße 8; 14/16; 18; 21/23 Neue Promenade 3; 5 Neue Schönhauser Straße 8; 10; 12; 13; 14; 15; 19; 20 Oranienburger Straße, S-Bahnhof; 1–3; 4; 23; 27; 28; 30; 31; 34; 35–36, 50; 54; 71–72; 73–76; 84, 86 Rosenthaler Platz, U-Bahnhof Rosa-Luxemburg-Platz, U-Bahnhof; 2–3 Rosa-Luxemburg-Straße 2/4; 14; 15; 39/41 Rosenthaler Straße 13; 31; 36; 37; 38; 39, 51; 72A Rückerstraße 4 Sophienstraße 2; 3; 5; 8; 9; 11; 18–18A; 22–22A; 28–29 Steinstraße 19; 21 Torstraße 138; 146; 164; 222 Tucholskystr. 6/14; 9; 22; 24; 31/33; 40 Weinmeisterstraße, U-Bahnhof; 15; 16–17 Weydingerstraße 18; 20/22 Ziegelstraße 5–9; 10–11; 12 Gartendenkmale siehe: Große Hamburger Straße (zwischen 25 und 26) Alter jüdischer Friedhof; 29–30 Kleine Rosenthaler Straße 3 Koppenplatz 11 Münzstraße 21/23 | 09035010 – Alte Schönhauser Straße 13, Mietshaus, um 1830 |                                     |
| 09011331 | Spandauer Vorstadt begrenzt im Norden durch die Torstraße 6/230 und Weydingerstraße 20/22 im Süden durch S-Bahn, Spree, Dircksenstraße 32–51 und Neue Promenade / Am Zwirngraben im Osten durch die Karl-Liebknecht-Straße 15/33 und im Westen durch die Friedrichstraße 105–118 (Lage) | Spandauer Vorstadt Gesamtanlagen siehe: Gipsstraße 23A Große Hamburger Straße 5–11, 29–31 Linienstraße 16–21... Rosa-Luxemburg-Straße 30 Rosenthaler Straße 40–41 Spandauer Vorstadt Tucholskystraße 2 Baudenkmale siehe: Almstadtstraße 11, 16, 18, 43 Alte Schönhauser Straße 46, 48–49 Am Zwirngraben, S-Bahnhof Börse Auguststraße 9; 11–13; 14–16; 19, 21; 23; 24–25; 26B; 36; 53; 56–57; 69; 74; 76; 89; 90 Friedrichstraße 107; 112A Gipsstraße 11 Gormannstraße 12 Große Hamburger Straße 13–14; 15–16; 17; 19A; zwischen 25 und 26, Gedenkstätte; 27; 28; 29–31; Sophienkirche, 37 Hirtenstraße 4 Joachimstraße 6; 10; 11; 11A; 14; 15; 16; 20; 21 Johannisstraße 2 Karl-Liebknecht-Straße 27–29 Kleine Alexanderstraße 1–4 Kleine Präsidentenstraße 3 Kleine Rosenthaler Straße 2–3 Koppenplatz 6; 11; 12; 13 Krausnickstraße 3–3A Linienstraße 49; 62; 101; 110; 128–129, 137; 144; 145; 147; 150; 153; 154A; 155, 158; 159; 162; 206 Max-Beer-Straße 2/4 Monbijoupark, Büste Chamisso Monbijouplatz 12 Monbijoustraße 2; 4, 4A Mulackstraße 22; 23 Münzstraße 8; 14/16; 18; 21/23 Neue Promenade 3; 5 Neue Schönhauser Straße 8; 10; 12; 13; 14; 15; 19; 20 Oranienburger Straße, S-Bahnhof; 1–3; 4; 23; 27; 28; 30; 31; 34; 35–36, 50; 54; 71–72; 73–76; 84, 86 Rosenthaler Platz, U-Bahnhof Rosa-Luxemburg-Platz, U-Bahnhof; 2–3 Rosa-Luxemburg-Straße 2/4; 14; 15; 39/41 Rosenthaler Straße 13; 31; 36; 37; 38; 39, 51; 72A Rückerstraße 4 Sophienstraße 2; 3; 5; 8; 9; 11; 18–18A; 22–22A; 28–29 Steinstraße 19; 21 Torstraße 138; 146; 164; 222 Tucholskystr. 6/14; 9; 22; 24; 31/33; 40 Weinmeisterstraße, U-Bahnhof; 15; 16–17 Weydingerstraße 18; 20/22 Ziegelstraße 5–9; 10–11; 12 Gartendenkmale siehe: Große Hamburger Straße (zwischen 25 und 26) Alter jüdischer Friedhof; 29–30 Kleine Rosenthaler Straße 3 Koppenplatz 11 Münzstraße 21/23 | 09035011 – Alte Schönhauser Straße 14, Mietshaus, um 1890 |                                     |
| 09011331 | Spandauer Vorstadt begrenzt im Norden durch die Torstraße 6/230 und Weydingerstraße 20/22 im Süden durch S-Bahn, Spree, Dircksenstraße 32–51 und Neue Promenade / Am Zwirngraben im Osten durch die Karl-Liebknecht-Straße 15/33 und im Westen durch die Friedrichstraße 105–118 (Lage) | Spandauer Vorstadt Gesamtanlagen siehe: Gipsstraße 23A Große Hamburger Straße 5–11, 29–31 Linienstraße 16–21... Rosa-Luxemburg-Straße 30 Rosenthaler Straße 40–41 Spandauer Vorstadt Tucholskystraße 2 Baudenkmale siehe: Almstadtstraße 11, 16, 18, 43 Alte Schönhauser Straße 46, 48–49 Am Zwirngraben, S-Bahnhof Börse Auguststraße 9; 11–13; 14–16; 19, 21; 23; 24–25; 26B; 36; 53; 56–57; 69; 74; 76; 89; 90 Friedrichstraße 107; 112A Gipsstraße 11 Gormannstraße 12 Große Hamburger Straße 13–14; 15–16; 17; 19A; zwischen 25 und 26, Gedenkstätte; 27; 28; 29–31; Sophienkirche, 37 Hirtenstraße 4 Joachimstraße 6; 10; 11; 11A; 14; 15; 16; 20; 21 Johannisstraße 2 Karl-Liebknecht-Straße 27–29 Kleine Alexanderstraße 1–4 Kleine Präsidentenstraße 3 Kleine Rosenthaler Straße 2–3 Koppenplatz 6; 11; 12; 13 Krausnickstraße 3–3A Linienstraße 49; 62; 101; 110; 128–129, 137; 144; 145; 147; 150; 153; 154A; 155, 158; 159; 162; 206 Max-Beer-Straße 2/4 Monbijoupark, Büste Chamisso Monbijouplatz 12 Monbijoustraße 2; 4, 4A Mulackstraße 22; 23 Münzstraße 8; 14/16; 18; 21/23 Neue Promenade 3; 5 Neue Schönhauser Straße 8; 10; 12; 13; 14; 15; 19; 20 Oranienburger Straße, S-Bahnhof; 1–3; 4; 23; 27; 28; 30; 31; 34; 35–36, 50; 54; 71–72; 73–76; 84, 86 Rosenthaler Platz, U-Bahnhof Rosa-Luxemburg-Platz, U-Bahnhof; 2–3 Rosa-Luxemburg-Straße 2/4; 14; 15; 39/41 Rosenthaler Straße 13; 31; 36; 37; 38; 39, 51; 72A Rückerstraße 4 Sophienstraße 2; 3; 5; 8; 9; 11; 18–18A; 22–22A; 28–29 Steinstraße 19; 21 Torstraße 138; 146; 164; 222 Tucholskystr. 6/14; 9; 22; 24; 31/33; 40 Weinmeisterstraße, U-Bahnhof; 15; 16–17 Weydingerstraße 18; 20/22 Ziegelstraße 5–9; 10–11; 12 Gartendenkmale siehe: Große Hamburger Straße (zwischen 25 und 26) Alter jüdischer Friedhof; 29–30 Kleine Rosenthaler Straße 3 Koppenplatz 11 Münzstraße 21/23 | 09035012 – Alte Schönhauser Straße 23–24, Doppelmietshaus, 1842, Umbau 1865 |                                     |
| 09011331 | Spandauer Vorstadt begrenzt im Norden durch die Torstraße 6/230 und Weydingerstraße 20/22 im Süden durch S-Bahn, Spree, Dircksenstraße 32–51 und Neue Promenade / Am Zwirngraben im Osten durch die Karl-Liebknecht-Straße 15/33 und im Westen durch die Friedrichstraße 105–118 (Lage) | Spandauer Vorstadt Gesamtanlagen siehe: Gipsstraße 23A Große Hamburger Straße 5–11, 29–31 Linienstraße 16–21... Rosa-Luxemburg-Straße 30 Rosenthaler Straße 40–41 Spandauer Vorstadt Tucholskystraße 2 Baudenkmale siehe: Almstadtstraße 11, 16, 18, 43 Alte Schönhauser Straße 46, 48–49 Am Zwirngraben, S-Bahnhof Börse Auguststraße 9; 11–13; 14–16; 19, 21; 23; 24–25; 26B; 36; 53; 56–57; 69; 74; 76; 89; 90 Friedrichstraße 107; 112A Gipsstraße 11 Gormannstraße 12 Große Hamburger Straße 13–14; 15–16; 17; 19A; zwischen 25 und 26, Gedenkstätte; 27; 28; 29–31; Sophienkirche, 37 Hirtenstraße 4 Joachimstraße 6; 10; 11; 11A; 14; 15; 16; 20; 21 Johannisstraße 2 Karl-Liebknecht-Straße 27–29 Kleine Alexanderstraße 1–4 Kleine Präsidentenstraße 3 Kleine Rosenthaler Straße 2–3 Koppenplatz 6; 11; 12; 13 Krausnickstraße 3–3A Linienstraße 49; 62; 101; 110; 128–129, 137; 144; 145; 147; 150; 153; 154A; 155, 158; 159; 162; 206 Max-Beer-Straße 2/4 Monbijoupark, Büste Chamisso Monbijouplatz 12 Monbijoustraße 2; 4, 4A Mulackstraße 22; 23 Münzstraße 8; 14/16; 18; 21/23 Neue Promenade 3; 5 Neue Schönhauser Straße 8; 10; 12; 13; 14; 15; 19; 20 Oranienburger Straße, S-Bahnhof; 1–3; 4; 23; 27; 28; 30; 31; 34; 35–36, 50; 54; 71–72; 73–76; 84, 86 Rosenthaler Platz, U-Bahnhof Rosa-Luxemburg-Platz, U-Bahnhof; 2–3 Rosa-Luxemburg-Straße 2/4; 14; 15; 39/41 Rosenthaler Straße 13; 31; 36; 37; 38; 39, 51; 72A Rückerstraße 4 Sophienstraße 2; 3; 5; 8; 9; 11; 18–18A; 22–22A; 28–29 Steinstraße 19; 21 Torstraße 138; 146; 164; 222 Tucholskystr. 6/14; 9; 22; 24; 31/33; 40 Weinmeisterstraße, U-Bahnhof; 15; 16–17 Weydingerstraße 18; 20/22 Ziegelstraße 5–9; 10–11; 12 Gartendenkmale siehe: Große Hamburger Straße (zwischen 25 und 26) Alter jüdischer Friedhof; 29–30 Kleine Rosenthaler Straße 3 Koppenplatz 11 Münzstraße 21/23 | 09035013 – Alte Schönhauser Straße 25, Mietshaus, 1895 |                                     |
| 09011331 | Spandauer Vorstadt begrenzt im Norden durch die Torstraße 6/230 und Weydingerstraße 20/22 im Süden durch S-Bahn, Spree, Dircksenstraße 32–51 und Neue Promenade / Am Zwirngraben im Osten durch die Karl-Liebknecht-Straße 15/33 und im Westen durch die Friedrichstraße 105–118 (Lage) | Spandauer Vorstadt Gesamtanlagen siehe: Gipsstraße 23A Große Hamburger Straße 5–11, 29–31 Linienstraße 16–21... Rosa-Luxemburg-Straße 30 Rosenthaler Straße 40–41 Spandauer Vorstadt Tucholskystraße 2 Baudenkmale siehe: Almstadtstraße 11, 16, 18, 43 Alte Schönhauser Straße 46, 48–49 Am Zwirngraben, S-Bahnhof Börse Auguststraße 9; 11–13; 14–16; 19, 21; 23; 24–25; 26B; 36; 53; 56–57; 69; 74; 76; 89; 90 Friedrichstraße 107; 112A Gipsstraße 11 Gormannstraße 12 Große Hamburger Straße 13–14; 15–16; 17; 19A; zwischen 25 und 26, Gedenkstätte; 27; 28; 29–31; Sophienkirche, 37 Hirtenstraße 4 Joachimstraße 6; 10; 11; 11A; 14; 15; 16; 20; 21 Johannisstraße 2 Karl-Liebknecht-Straße 27–29 Kleine Alexanderstraße 1–4 Kleine Präsidentenstraße 3 Kleine Rosenthaler Straße 2–3 Koppenplatz 6; 11; 12; 13 Krausnickstraße 3–3A Linienstraße 49; 62; 101; 110; 128–129, 137; 144; 145; 147; 150; 153; 154A; 155, 158; 159; 162; 206 Max-Beer-Straße 2/4 Monbijoupark, Büste Chamisso Monbijouplatz 12 Monbijoustraße 2; 4, 4A Mulackstraße 22; 23 Münzstraße 8; 14/16; 18; 21/23 Neue Promenade 3; 5 Neue Schönhauser Straße 8; 10; 12; 13; 14; 15; 19; 20 Oranienburger Straße, S-Bahnhof; 1–3; 4; 23; 27; 28; 30; 31; 34; 35–36, 50; 54; 71–72; 73–76; 84, 86 Rosenthaler Platz, U-Bahnhof Rosa-Luxemburg-Platz, U-Bahnhof; 2–3 Rosa-Luxemburg-Straße 2/4; 14; 15; 39/41 Rosenthaler Straße 13; 31; 36; 37; 38; 39, 51; 72A Rückerstraße 4 Sophienstraße 2; 3; 5; 8; 9; 11; 18–18A; 22–22A; 28–29 Steinstraße 19; 21 Torstraße 138; 146; 164; 222 Tucholskystr. 6/14; 9; 22; 24; 31/33; 40 Weinmeisterstraße, U-Bahnhof; 15; 16–17 Weydingerstraße 18; 20/22 Ziegelstraße 5–9; 10–11; 12 Gartendenkmale siehe: Große Hamburger Straße (zwischen 25 und 26) Alter jüdischer Friedhof; 29–30 Kleine Rosenthaler Straße 3 Koppenplatz 11 Münzstraße 21/23 | 09035014 – Alte Schönhauser Straße 26, Mietshaus, 1904 |                                     |
| 09011331 | Spandauer Vorstadt begrenzt im Norden durch die Torstraße 6/230 und Weydingerstraße 20/22 im Süden durch S-Bahn, Spree, Dircksenstraße 32–51 und Neue Promenade / Am Zwirngraben im Osten durch die Karl-Liebknecht-Straße 15/33 und im Westen durch die Friedrichstraße 105–118 (Lage) | Spandauer Vorstadt Gesamtanlagen siehe: Gipsstraße 23A Große Hamburger Straße 5–11, 29–31 Linienstraße 16–21... Rosa-Luxemburg-Straße 30 Rosenthaler Straße 40–41 Spandauer Vorstadt Tucholskystraße 2 Baudenkmale siehe: Almstadtstraße 11, 16, 18, 43 Alte Schönhauser Straße 46, 48–49 Am Zwirngraben, S-Bahnhof Börse Auguststraße 9; 11–13; 14–16; 19, 21; 23; 24–25; 26B; 36; 53; 56–57; 69; 74; 76; 89; 90 Friedrichstraße 107; 112A Gipsstraße 11 Gormannstraße 12 Große Hamburger Straße 13–14; 15–16; 17; 19A; zwischen 25 und 26, Gedenkstätte; 27; 28; 29–31; Sophienkirche, 37 Hirtenstraße 4 Joachimstraße 6; 10; 11; 11A; 14; 15; 16; 20; 21 Johannisstraße 2 Karl-Liebknecht-Straße 27–29 Kleine Alexanderstraße 1–4 Kleine Präsidentenstraße 3 Kleine Rosenthaler Straße 2–3 Koppenplatz 6; 11; 12; 13 Krausnickstraße 3–3A Linienstraße 49; 62; 101; 110; 128–129, 137; 144; 145; 147; 150; 153; 154A; 155, 158; 159; 162; 206 Max-Beer-Straße 2/4 Monbijoupark, Büste Chamisso Monbijouplatz 12 Monbijoustraße 2; 4, 4A Mulackstraße 22; 23 Münzstraße 8; 14/16; 18; 21/23 Neue Promenade 3; 5 Neue Schönhauser Straße 8; 10; 12; 13; 14; 15; 19; 20 Oranienburger Straße, S-Bahnhof; 1–3; 4; 23; 27; 28; 30; 31; 34; 35–36, 50; 54; 71–72; 73–76; 84, 86 Rosenthaler Platz, U-Bahnhof Rosa-Luxemburg-Platz, U-Bahnhof; 2–3 Rosa-Luxemburg-Straße 2/4; 14; 15; 39/41 Rosenthaler Straße 13; 31; 36; 37; 38; 39, 51; 72A Rückerstraße 4 Sophienstraße 2; 3; 5; 8; 9; 11; 18–18A; 22–22A; 28–29 Steinstraße 19; 21 Torstraße 138; 146; 164; 222 Tucholskystr. 6/14; 9; 22; 24; 31/33; 40 Weinmeisterstraße, U-Bahnhof; 15; 16–17 Weydingerstraße 18; 20/22 Ziegelstraße 5–9; 10–11; 12 Gartendenkmale siehe: Große Hamburger Straße (zwischen 25 und 26) Alter jüdischer Friedhof; 29–30 Kleine Rosenthaler Straße 3 Koppenplatz 11 Münzstraße 21/23 | Quergebäude um 1895 |                                     |
| 09011331 | Spandauer Vorstadt begrenzt im Norden durch die Torstraße 6/230 und Weydingerstraße 20/22 im Süden durch S-Bahn, Spree, Dircksenstraße 32–51 und Neue Promenade / Am Zwirngraben im Osten durch die Karl-Liebknecht-Straße 15/33 und im Westen durch die Friedrichstraße 105–118 (Lage) | Spandauer Vorstadt Gesamtanlagen siehe: Gipsstraße 23A Große Hamburger Straße 5–11, 29–31 Linienstraße 16–21... Rosa-Luxemburg-Straße 30 Rosenthaler Straße 40–41 Spandauer Vorstadt Tucholskystraße 2 Baudenkmale siehe: Almstadtstraße 11, 16, 18, 43 Alte Schönhauser Straße 46, 48–49 Am Zwirngraben, S-Bahnhof Börse Auguststraße 9; 11–13; 14–16; 19, 21; 23; 24–25; 26B; 36; 53; 56–57; 69; 74; 76; 89; 90 Friedrichstraße 107; 112A Gipsstraße 11 Gormannstraße 12 Große Hamburger Straße 13–14; 15–16; 17; 19A; zwischen 25 und 26, Gedenkstätte; 27; 28; 29–31; Sophienkirche, 37 Hirtenstraße 4 Joachimstraße 6; 10; 11; 11A; 14; 15; 16; 20; 21 Johannisstraße 2 Karl-Liebknecht-Straße 27–29 Kleine Alexanderstraße 1–4 Kleine Präsidentenstraße 3 Kleine Rosenthaler Straße 2–3 Koppenplatz 6; 11; 12; 13 Krausnickstraße 3–3A Linienstraße 49; 62; 101; 110; 128–129, 137; 144; 145; 147; 150; 153; 154A; 155, 158; 159; 162; 206 Max-Beer-Straße 2/4 Monbijoupark, Büste Chamisso Monbijouplatz 12 Monbijoustraße 2; 4, 4A Mulackstraße 22; 23 Münzstraße 8; 14/16; 18; 21/23 Neue Promenade 3; 5 Neue Schönhauser Straße 8; 10; 12; 13; 14; 15; 19; 20 Oranienburger Straße, S-Bahnhof; 1–3; 4; 23; 27; 28; 30; 31; 34; 35–36, 50; 54; 71–72; 73–76; 84, 86 Rosenthaler Platz, U-Bahnhof Rosa-Luxemburg-Platz, U-Bahnhof; 2–3 Rosa-Luxemburg-Straße 2/4; 14; 15; 39/41 Rosenthaler Straße 13; 31; 36; 37; 38; 39, 51; 72A Rückerstraße 4 Sophienstraße 2; 3; 5; 8; 9; 11; 18–18A; 22–22A; 28–29 Steinstraße 19; 21 Torstraße 138; 146; 164; 222 Tucholskystr. 6/14; 9; 22; 24; 31/33; 40 Weinmeisterstraße, U-Bahnhof; 15; 16–17 Weydingerstraße 18; 20/22 Ziegelstraße 5–9; 10–11; 12 Gartendenkmale siehe: Große Hamburger Straße (zwischen 25 und 26) Alter jüdischer Friedhof; 29–30 Kleine Rosenthaler Straße 3 Koppenplatz 11 Münzstraße 21/23 | 09035015 – Alte Schönhauser Straße 27, Mietshaus, 1863 |                                     |
| 09011331 | Spandauer Vorstadt begrenzt im Norden durch die Torstraße 6/230 und Weydingerstraße 20/22 im Süden durch S-Bahn, Spree, Dircksenstraße 32–51 und Neue Promenade / Am Zwirngraben im Osten durch die Karl-Liebknecht-Straße 15/33 und im Westen durch die Friedrichstraße 105–118 (Lage) | Spandauer Vorstadt Gesamtanlagen siehe: Gipsstraße 23A Große Hamburger Straße 5–11, 29–31 Linienstraße 16–21... Rosa-Luxemburg-Straße 30 Rosenthaler Straße 40–41 Spandauer Vorstadt Tucholskystraße 2 Baudenkmale siehe: Almstadtstraße 11, 16, 18, 43 Alte Schönhauser Straße 46, 48–49 Am Zwirngraben, S-Bahnhof Börse Auguststraße 9; 11–13; 14–16; 19, 21; 23; 24–25; 26B; 36; 53; 56–57; 69; 74; 76; 89; 90 Friedrichstraße 107; 112A Gipsstraße 11 Gormannstraße 12 Große Hamburger Straße 13–14; 15–16; 17; 19A; zwischen 25 und 26, Gedenkstätte; 27; 28; 29–31; Sophienkirche, 37 Hirtenstraße 4 Joachimstraße 6; 10; 11; 11A; 14; 15; 16; 20; 21 Johannisstraße 2 Karl-Liebknecht-Straße 27–29 Kleine Alexanderstraße 1–4 Kleine Präsidentenstraße 3 Kleine Rosenthaler Straße 2–3 Koppenplatz 6; 11; 12; 13 Krausnickstraße 3–3A Linienstraße 49; 62; 101; 110; 128–129, 137; 144; 145; 147; 150; 153; 154A; 155, 158; 159; 162; 206 Max-Beer-Straße 2/4 Monbijoupark, Büste Chamisso Monbijouplatz 12 Monbijoustraße 2; 4, 4A Mulackstraße 22; 23 Münzstraße 8; 14/16; 18; 21/23 Neue Promenade 3; 5 Neue Schönhauser Straße 8; 10; 12; 13; 14; 15; 19; 20 Oranienburger Straße, S-Bahnhof; 1–3; 4; 23; 27; 28; 30; 31; 34; 35–36, 50; 54; 71–72; 73–76; 84, 86 Rosenthaler Platz, U-Bahnhof Rosa-Luxemburg-Platz, U-Bahnhof; 2–3 Rosa-Luxemburg-Straße 2/4; 14; 15; 39/41 Rosenthaler Straße 13; 31; 36; 37; 38; 39, 51; 72A Rückerstraße 4 Sophienstraße 2; 3; 5; 8; 9; 11; 18–18A; 22–22A; 28–29 Steinstraße 19; 21 Torstraße 138; 146; 164; 222 Tucholskystr. 6/14; 9; 22; 24; 31/33; 40 Weinmeisterstraße, U-Bahnhof; 15; 16–17 Weydingerstraße 18; 20/22 Ziegelstraße 5–9; 10–11; 12 Gartendenkmale siehe: Große Hamburger Straße (zwischen 25 und 26) Alter jüdischer Friedhof; 29–30 Kleine Rosenthaler Straße 3 Koppenplatz 11 Münzstraße 21/23 | 09035016 – Alte Schönhauser Straße 28, Mietshaus, 1882 |                                     |
| 09011331 | Spandauer Vorstadt begrenzt im Norden durch die Torstraße 6/230 und Weydingerstraße 20/22 im Süden durch S-Bahn, Spree, Dircksenstraße 32–51 und Neue Promenade / Am Zwirngraben im Osten durch die Karl-Liebknecht-Straße 15/33 und im Westen durch die Friedrichstraße 105–118 (Lage) | Spandauer Vorstadt Gesamtanlagen siehe: Gipsstraße 23A Große Hamburger Straße 5–11, 29–31 Linienstraße 16–21... Rosa-Luxemburg-Straße 30 Rosenthaler Straße 40–41 Spandauer Vorstadt Tucholskystraße 2 Baudenkmale siehe: Almstadtstraße 11, 16, 18, 43 Alte Schönhauser Straße 46, 48–49 Am Zwirngraben, S-Bahnhof Börse Auguststraße 9; 11–13; 14–16; 19, 21; 23; 24–25; 26B; 36; 53; 56–57; 69; 74; 76; 89; 90 Friedrichstraße 107; 112A Gipsstraße 11 Gormannstraße 12 Große Hamburger Straße 13–14; 15–16; 17; 19A; zwischen 25 und 26, Gedenkstätte; 27; 28; 29–31; Sophienkirche, 37 Hirtenstraße 4 Joachimstraße 6; 10; 11; 11A; 14; 15; 16; 20; 21 Johannisstraße 2 Karl-Liebknecht-Straße 27–29 Kleine Alexanderstraße 1–4 Kleine Präsidentenstraße 3 Kleine Rosenthaler Straße 2–3 Koppenplatz 6; 11; 12; 13 Krausnickstraße 3–3A Linienstraße 49; 62; 101; 110; 128–129, 137; 144; 145; 147; 150; 153; 154A; 155, 158; 159; 162; 206 Max-Beer-Straße 2/4 Monbijoupark, Büste Chamisso Monbijouplatz 12 Monbijoustraße 2; 4, 4A Mulackstraße 22; 23 Münzstraße 8; 14/16; 18; 21/23 Neue Promenade 3; 5 Neue Schönhauser Straße 8; 10; 12; 13; 14; 15; 19; 20 Oranienburger Straße, S-Bahnhof; 1–3; 4; 23; 27; 28; 30; 31; 34; 35–36, 50; 54; 71–72; 73–76; 84, 86 Rosenthaler Platz, U-Bahnhof Rosa-Luxemburg-Platz, U-Bahnhof; 2–3 Rosa-Luxemburg-Straße 2/4; 14; 15; 39/41 Rosenthaler Straße 13; 31; 36; 37; 38; 39, 51; 72A Rückerstraße 4 Sophienstraße 2; 3; 5; 8; 9; 11; 18–18A; 22–22A; 28–29 Steinstraße 19; 21 Torstraße 138; 146; 164; 222 Tucholskystr. 6/14; 9; 22; 24; 31/33; 40 Weinmeisterstraße, U-Bahnhof; 15; 16–17 Weydingerstraße 18; 20/22 Ziegelstraße 5–9; 10–11; 12 Gartendenkmale siehe: Große Hamburger Straße (zwischen 25 und 26) Alter jüdischer Friedhof; 29–30 Kleine Rosenthaler Straße 3 Koppenplatz 11 Münzstraße 21/23 | 09035017 – Alte Schönhauser Straße 29, Mietshaus, 1886 |                                     |
| 09011331 | Spandauer Vorstadt begrenzt im Norden durch die Torstraße 6/230 und Weydingerstraße 20/22 im Süden durch S-Bahn, Spree, Dircksenstraße 32–51 und Neue Promenade / Am Zwirngraben im Osten durch die Karl-Liebknecht-Straße 15/33 und im Westen durch die Friedrichstraße 105–118 (Lage) | Spandauer Vorstadt Gesamtanlagen siehe: Gipsstraße 23A Große Hamburger Straße 5–11, 29–31 Linienstraße 16–21... Rosa-Luxemburg-Straße 30 Rosenthaler Straße 40–41 Spandauer Vorstadt Tucholskystraße 2 Baudenkmale siehe: Almstadtstraße 11, 16, 18, 43 Alte Schönhauser Straße 46, 48–49 Am Zwirngraben, S-Bahnhof Börse Auguststraße 9; 11–13; 14–16; 19, 21; 23; 24–25; 26B; 36; 53; 56–57; 69; 74; 76; 89; 90 Friedrichstraße 107; 112A Gipsstraße 11 Gormannstraße 12 Große Hamburger Straße 13–14; 15–16; 17; 19A; zwischen 25 und 26, Gedenkstätte; 27; 28; 29–31; Sophienkirche, 37 Hirtenstraße 4 Joachimstraße 6; 10; 11; 11A; 14; 15; 16; 20; 21 Johannisstraße 2 Karl-Liebknecht-Straße 27–29 Kleine Alexanderstraße 1–4 Kleine Präsidentenstraße 3 Kleine Rosenthaler Straße 2–3 Koppenplatz 6; 11; 12; 13 Krausnickstraße 3–3A Linienstraße 49; 62; 101; 110; 128–129, 137; 144; 145; 147; 150; 153; 154A; 155, 158; 159; 162; 206 Max-Beer-Straße 2/4 Monbijoupark, Büste Chamisso Monbijouplatz 12 Monbijoustraße 2; 4, 4A Mulackstraße 22; 23 Münzstraße 8; 14/16; 18; 21/23 Neue Promenade 3; 5 Neue Schönhauser Straße 8; 10; 12; 13; 14; 15; 19; 20 Oranienburger Straße, S-Bahnhof; 1–3; 4; 23; 27; 28; 30; 31; 34; 35–36, 50; 54; 71–72; 73–76; 84, 86 Rosenthaler Platz, U-Bahnhof Rosa-Luxemburg-Platz, U-Bahnhof; 2–3 Rosa-Luxemburg-Straße 2/4; 14; 15; 39/41 Rosenthaler Straße 13; 31; 36; 37; 38; 39, 51; 72A Rückerstraße 4 Sophienstraße 2; 3; 5; 8; 9; 11; 18–18A; 22–22A; 28–29 Steinstraße 19; 21 Torstraße 138; 146; 164; 222 Tucholskystr. 6/14; 9; 22; 24; 31/33; 40 Weinmeisterstraße, U-Bahnhof; 15; 16–17 Weydingerstraße 18; 20/22 Ziegelstraße 5–9; 10–11; 12 Gartendenkmale siehe: Große Hamburger Straße (zwischen 25 und 26) Alter jüdischer Friedhof; 29–30 Kleine Rosenthaler Straße 3 Koppenplatz 11 Münzstraße 21/23 | 09011334 – Alte Schönhauser Straße 33–34, Mietshaus, 1892 |                                     |
| 09011331 | Spandauer Vorstadt begrenzt im Norden durch die Torstraße 6/230 und Weydingerstraße 20/22 im Süden durch S-Bahn, Spree, Dircksenstraße 32–51 und Neue Promenade / Am Zwirngraben im Osten durch die Karl-Liebknecht-Straße 15/33 und im Westen durch die Friedrichstraße 105–118 (Lage) | Spandauer Vorstadt Gesamtanlagen siehe: Gipsstraße 23A Große Hamburger Straße 5–11, 29–31 Linienstraße 16–21... Rosa-Luxemburg-Straße 30 Rosenthaler Straße 40–41 Spandauer Vorstadt Tucholskystraße 2 Baudenkmale siehe: Almstadtstraße 11, 16, 18, 43 Alte Schönhauser Straße 46, 48–49 Am Zwirngraben, S-Bahnhof Börse Auguststraße 9; 11–13; 14–16; 19, 21; 23; 24–25; 26B; 36; 53; 56–57; 69; 74; 76; 89; 90 Friedrichstraße 107; 112A Gipsstraße 11 Gormannstraße 12 Große Hamburger Straße 13–14; 15–16; 17; 19A; zwischen 25 und 26, Gedenkstätte; 27; 28; 29–31; Sophienkirche, 37 Hirtenstraße 4 Joachimstraße 6; 10; 11; 11A; 14; 15; 16; 20; 21 Johannisstraße 2 Karl-Liebknecht-Straße 27–29 Kleine Alexanderstraße 1–4 Kleine Präsidentenstraße 3 Kleine Rosenthaler Straße 2–3 Koppenplatz 6; 11; 12; 13 Krausnickstraße 3–3A Linienstraße 49; 62; 101; 110; 128–129, 137; 144; 145; 147; 150; 153; 154A; 155, 158; 159; 162; 206 Max-Beer-Straße 2/4 Monbijoupark, Büste Chamisso Monbijouplatz 12 Monbijoustraße 2; 4, 4A Mulackstraße 22; 23 Münzstraße 8; 14/16; 18; 21/23 Neue Promenade 3; 5 Neue Schönhauser Straße 8; 10; 12; 13; 14; 15; 19; 20 Oranienburger Straße, S-Bahnhof; 1–3; 4; 23; 27; 28; 30; 31; 34; 35–36, 50; 54; 71–72; 73–76; 84, 86 Rosenthaler Platz, U-Bahnhof Rosa-Luxemburg-Platz, U-Bahnhof; 2–3 Rosa-Luxemburg-Straße 2/4; 14; 15; 39/41 Rosenthaler Straße 13; 31; 36; 37; 38; 39, 51; 72A Rückerstraße 4 Sophienstraße 2; 3; 5; 8; 9; 11; 18–18A; 22–22A; 28–29 Steinstraße 19; 21 Torstraße 138; 146; 164; 222 Tucholskystr. 6/14; 9; 22; 24; 31/33; 40 Weinmeisterstraße, U-Bahnhof; 15; 16–17 Weydingerstraße 18; 20/22 Ziegelstraße 5–9; 10–11; 12 Gartendenkmale siehe: Große Hamburger Straße (zwischen 25 und 26) Alter jüdischer Friedhof; 29–30 Kleine Rosenthaler Straße 3 Koppenplatz 11 Münzstraße 21/23 | 09011335 – Alte Schönhauser Straße 35, Mietshaus, 1884 |                                     |
| 09011331 | Spandauer Vorstadt begrenzt im Norden durch die Torstraße 6/230 und Weydingerstraße 20/22 im Süden durch S-Bahn, Spree, Dircksenstraße 32–51 und Neue Promenade / Am Zwirngraben im Osten durch die Karl-Liebknecht-Straße 15/33 und im Westen durch die Friedrichstraße 105–118 (Lage) | Spandauer Vorstadt Gesamtanlagen siehe: Gipsstraße 23A Große Hamburger Straße 5–11, 29–31 Linienstraße 16–21... Rosa-Luxemburg-Straße 30 Rosenthaler Straße 40–41 Spandauer Vorstadt Tucholskystraße 2 Baudenkmale siehe: Almstadtstraße 11, 16, 18, 43 Alte Schönhauser Straße 46, 48–49 Am Zwirngraben, S-Bahnhof Börse Auguststraße 9; 11–13; 14–16; 19, 21; 23; 24–25; 26B; 36; 53; 56–57; 69; 74; 76; 89; 90 Friedrichstraße 107; 112A Gipsstraße 11 Gormannstraße 12 Große Hamburger Straße 13–14; 15–16; 17; 19A; zwischen 25 und 26, Gedenkstätte; 27; 28; 29–31; Sophienkirche, 37 Hirtenstraße 4 Joachimstraße 6; 10; 11; 11A; 14; 15; 16; 20; 21 Johannisstraße 2 Karl-Liebknecht-Straße 27–29 Kleine Alexanderstraße 1–4 Kleine Präsidentenstraße 3 Kleine Rosenthaler Straße 2–3 Koppenplatz 6; 11; 12; 13 Krausnickstraße 3–3A Linienstraße 49; 62; 101; 110; 128–129, 137; 144; 145; 147; 150; 153; 154A; 155, 158; 159; 162; 206 Max-Beer-Straße 2/4 Monbijoupark, Büste Chamisso Monbijouplatz 12 Monbijoustraße 2; 4, 4A Mulackstraße 22; 23 Münzstraße 8; 14/16; 18; 21/23 Neue Promenade 3; 5 Neue Schönhauser Straße 8; 10; 12; 13; 14; 15; 19; 20 Oranienburger Straße, S-Bahnhof; 1–3; 4; 23; 27; 28; 30; 31; 34; 35–36, 50; 54; 71–72; 73–76; 84, 86 Rosenthaler Platz, U-Bahnhof Rosa-Luxemburg-Platz, U-Bahnhof; 2–3 Rosa-Luxemburg-Straße 2/4; 14; 15; 39/41 Rosenthaler Straße 13; 31; 36; 37; 38; 39, 51; 72A Rückerstraße 4 Sophienstraße 2; 3; 5; 8; 9; 11; 18–18A; 22–22A; 28–29 Steinstraße 19; 21 Torstraße 138; 146; 164; 222 Tucholskystr. 6/14; 9; 22; 24; 31/33; 40 Weinmeisterstraße, U-Bahnhof; 15; 16–17 Weydingerstraße 18; 20/22 Ziegelstraße 5–9; 10–11; 12 Gartendenkmale siehe: Große Hamburger Straße (zwischen 25 und 26) Alter jüdischer Friedhof; 29–30 Kleine Rosenthaler Straße 3 Koppenplatz 11 Münzstraße 21/23 | 09011336 – Alte Schönhauser Straße 36–37, Mietshaus, 1876 |                                     |
| 09011331 | Spandauer Vorstadt begrenzt im Norden durch die Torstraße 6/230 und Weydingerstraße 20/22 im Süden durch S-Bahn, Spree, Dircksenstraße 32–51 und Neue Promenade / Am Zwirngraben im Osten durch die Karl-Liebknecht-Straße 15/33 und im Westen durch die Friedrichstraße 105–118 (Lage) | Spandauer Vorstadt Gesamtanlagen siehe: Gipsstraße 23A Große Hamburger Straße 5–11, 29–31 Linienstraße 16–21... Rosa-Luxemburg-Straße 30 Rosenthaler Straße 40–41 Spandauer Vorstadt Tucholskystraße 2 Baudenkmale siehe: Almstadtstraße 11, 16, 18, 43 Alte Schönhauser Straße 46, 48–49 Am Zwirngraben, S-Bahnhof Börse Auguststraße 9; 11–13; 14–16; 19, 21; 23; 24–25; 26B; 36; 53; 56–57; 69; 74; 76; 89; 90 Friedrichstraße 107; 112A Gipsstraße 11 Gormannstraße 12 Große Hamburger Straße 13–14; 15–16; 17; 19A; zwischen 25 und 26, Gedenkstätte; 27; 28; 29–31; Sophienkirche, 37 Hirtenstraße 4 Joachimstraße 6; 10; 11; 11A; 14; 15; 16; 20; 21 Johannisstraße 2 Karl-Liebknecht-Straße 27–29 Kleine Alexanderstraße 1–4 Kleine Präsidentenstraße 3 Kleine Rosenthaler Straße 2–3 Koppenplatz 6; 11; 12; 13 Krausnickstraße 3–3A Linienstraße 49; 62; 101; 110; 128–129, 137; 144; 145; 147; 150; 153; 154A; 155, 158; 159; 162; 206 Max-Beer-Straße 2/4 Monbijoupark, Büste Chamisso Monbijouplatz 12 Monbijoustraße 2; 4, 4A Mulackstraße 22; 23 Münzstraße 8; 14/16; 18; 21/23 Neue Promenade 3; 5 Neue Schönhauser Straße 8; 10; 12; 13; 14; 15; 19; 20 Oranienburger Straße, S-Bahnhof; 1–3; 4; 23; 27; 28; 30; 31; 34; 35–36, 50; 54; 71–72; 73–76; 84, 86 Rosenthaler Platz, U-Bahnhof Rosa-Luxemburg-Platz, U-Bahnhof; 2–3 Rosa-Luxemburg-Straße 2/4; 14; 15; 39/41 Rosenthaler Straße 13; 31; 36; 37; 38; 39, 51; 72A Rückerstraße 4 Sophienstraße 2; 3; 5; 8; 9; 11; 18–18A; 22–22A; 28–29 Steinstraße 19; 21 Torstraße 138; 146; 164; 222 Tucholskystr. 6/14; 9; 22; 24; 31/33; 40 Weinmeisterstraße, U-Bahnhof; 15; 16–17 Weydingerstraße 18; 20/22 Ziegelstraße 5–9; 10–11; 12 Gartendenkmale siehe: Große Hamburger Straße (zwischen 25 und 26) Alter jüdischer Friedhof; 29–30 Kleine Rosenthaler Straße 3 Koppenplatz 11 Münzstraße 21/23 | 09011337 – Alte Schönhauser Straße 38, Mietshaus, um 1875 |                                     |
| 09011331 | Spandauer Vorstadt begrenzt im Norden durch die Torstraße 6/230 und Weydingerstraße 20/22 im Süden durch S-Bahn, Spree, Dircksenstraße 32–51 und Neue Promenade / Am Zwirngraben im Osten durch die Karl-Liebknecht-Straße 15/33 und im Westen durch die Friedrichstraße 105–118 (Lage) | Spandauer Vorstadt Gesamtanlagen siehe: Gipsstraße 23A Große Hamburger Straße 5–11, 29–31 Linienstraße 16–21... Rosa-Luxemburg-Straße 30 Rosenthaler Straße 40–41 Spandauer Vorstadt Tucholskystraße 2 Baudenkmale siehe: Almstadtstraße 11, 16, 18, 43 Alte Schönhauser Straße 46, 48–49 Am Zwirngraben, S-Bahnhof Börse Auguststraße 9; 11–13; 14–16; 19, 21; 23; 24–25; 26B; 36; 53; 56–57; 69; 74; 76; 89; 90 Friedrichstraße 107; 112A Gipsstraße 11 Gormannstraße 12 Große Hamburger Straße 13–14; 15–16; 17; 19A; zwischen 25 und 26, Gedenkstätte; 27; 28; 29–31; Sophienkirche, 37 Hirtenstraße 4 Joachimstraße 6; 10; 11; 11A; 14; 15; 16; 20; 21 Johannisstraße 2 Karl-Liebknecht-Straße 27–29 Kleine Alexanderstraße 1–4 Kleine Präsidentenstraße 3 Kleine Rosenthaler Straße 2–3 Koppenplatz 6; 11; 12; 13 Krausnickstraße 3–3A Linienstraße 49; 62; 101; 110; 128–129, 137; 144; 145; 147; 150; 153; 154A; 155, 158; 159; 162; 206 Max-Beer-Straße 2/4 Monbijoupark, Büste Chamisso Monbijouplatz 12 Monbijoustraße 2; 4, 4A Mulackstraße 22; 23 Münzstraße 8; 14/16; 18; 21/23 Neue Promenade 3; 5 Neue Schönhauser Straße 8; 10; 12; 13; 14; 15; 19; 20 Oranienburger Straße, S-Bahnhof; 1–3; 4; 23; 27; 28; 30; 31; 34; 35–36, 50; 54; 71–72; 73–76; 84, 86 Rosenthaler Platz, U-Bahnhof Rosa-Luxemburg-Platz, U-Bahnhof; 2–3 Rosa-Luxemburg-Straße 2/4; 14; 15; 39/41 Rosenthaler Straße 13; 31; 36; 37; 38; 39, 51; 72A Rückerstraße 4 Sophienstraße 2; 3; 5; 8; 9; 11; 18–18A; 22–22A; 28–29 Steinstraße 19; 21 Torstraße 138; 146; 164; 222 Tucholskystr. 6/14; 9; 22; 24; 31/33; 40 Weinmeisterstraße, U-Bahnhof; 15; 16–17 Weydingerstraße 18; 20/22 Ziegelstraße 5–9; 10–11; 12 Gartendenkmale siehe: Große Hamburger Straße (zwischen 25 und 26) Alter jüdischer Friedhof; 29–30 Kleine Rosenthaler Straße 3 Koppenplatz 11 Münzstraße 21/23 | 09035019 – Alte Schönhauser Straße 39–40, Mietshaus, um 1850 |                                     |
| 09011331 | Spandauer Vorstadt begrenzt im Norden durch die Torstraße 6/230 und Weydingerstraße 20/22 im Süden durch S-Bahn, Spree, Dircksenstraße 32–51 und Neue Promenade / Am Zwirngraben im Osten durch die Karl-Liebknecht-Straße 15/33 und im Westen durch die Friedrichstraße 105–118 (Lage) | Spandauer Vorstadt Gesamtanlagen siehe: Gipsstraße 23A Große Hamburger Straße 5–11, 29–31 Linienstraße 16–21... Rosa-Luxemburg-Straße 30 Rosenthaler Straße 40–41 Spandauer Vorstadt Tucholskystraße 2 Baudenkmale siehe: Almstadtstraße 11, 16, 18, 43 Alte Schönhauser Straße 46, 48–49 Am Zwirngraben, S-Bahnhof Börse Auguststraße 9; 11–13; 14–16; 19, 21; 23; 24–25; 26B; 36; 53; 56–57; 69; 74; 76; 89; 90 Friedrichstraße 107; 112A Gipsstraße 11 Gormannstraße 12 Große Hamburger Straße 13–14; 15–16; 17; 19A; zwischen 25 und 26, Gedenkstätte; 27; 28; 29–31; Sophienkirche, 37 Hirtenstraße 4 Joachimstraße 6; 10; 11; 11A; 14; 15; 16; 20; 21 Johannisstraße 2 Karl-Liebknecht-Straße 27–29 Kleine Alexanderstraße 1–4 Kleine Präsidentenstraße 3 Kleine Rosenthaler Straße 2–3 Koppenplatz 6; 11; 12; 13 Krausnickstraße 3–3A Linienstraße 49; 62; 101; 110; 128–129, 137; 144; 145; 147; 150; 153; 154A; 155, 158; 159; 162; 206 Max-Beer-Straße 2/4 Monbijoupark, Büste Chamisso Monbijouplatz 12 Monbijoustraße 2; 4, 4A Mulackstraße 22; 23 Münzstraße 8; 14/16; 18; 21/23 Neue Promenade 3; 5 Neue Schönhauser Straße 8; 10; 12; 13; 14; 15; 19; 20 Oranienburger Straße, S-Bahnhof; 1–3; 4; 23; 27; 28; 30; 31; 34; 35–36, 50; 54; 71–72; 73–76; 84, 86 Rosenthaler Platz, U-Bahnhof Rosa-Luxemburg-Platz, U-Bahnhof; 2–3 Rosa-Luxemburg-Straße 2/4; 14; 15; 39/41 Rosenthaler Straße 13; 31; 36; 37; 38; 39, 51; 72A Rückerstraße 4 Sophienstraße 2; 3; 5; 8; 9; 11; 18–18A; 22–22A; 28–29 Steinstraße 19; 21 Torstraße 138; 146; 164; 222 Tucholskystr. 6/14; 9; 22; 24; 31/33; 40 Weinmeisterstraße, U-Bahnhof; 15; 16–17 Weydingerstraße 18; 20/22 Ziegelstraße 5–9; 10–11; 12 Gartendenkmale siehe: Große Hamburger Straße (zwischen 25 und 26) Alter jüdischer Friedhof; 29–30 Kleine Rosenthaler Straße 3 Koppenplatz 11 Münzstraße 21/23 | 09035018 – Alte Schönhauser Straße 41, Mietshaus, 1864 |                                     |
| 09011331 | Spandauer Vorstadt begrenzt im Norden durch die Torstraße 6/230 und Weydingerstraße 20/22 im Süden durch S-Bahn, Spree, Dircksenstraße 32–51 und Neue Promenade / Am Zwirngraben im Osten durch die Karl-Liebknecht-Straße 15/33 und im Westen durch die Friedrichstraße 105–118 (Lage) | Spandauer Vorstadt Gesamtanlagen siehe: Gipsstraße 23A Große Hamburger Straße 5–11, 29–31 Linienstraße 16–21... Rosa-Luxemburg-Straße 30 Rosenthaler Straße 40–41 Spandauer Vorstadt Tucholskystraße 2 Baudenkmale siehe: Almstadtstraße 11, 16, 18, 43 Alte Schönhauser Straße 46, 48–49 Am Zwirngraben, S-Bahnhof Börse Auguststraße 9; 11–13; 14–16; 19, 21; 23; 24–25; 26B; 36; 53; 56–57; 69; 74; 76; 89; 90 Friedrichstraße 107; 112A Gipsstraße 11 Gormannstraße 12 Große Hamburger Straße 13–14; 15–16; 17; 19A; zwischen 25 und 26, Gedenkstätte; 27; 28; 29–31; Sophienkirche, 37 Hirtenstraße 4 Joachimstraße 6; 10; 11; 11A; 14; 15; 16; 20; 21 Johannisstraße 2 Karl-Liebknecht-Straße 27–29 Kleine Alexanderstraße 1–4 Kleine Präsidentenstraße 3 Kleine Rosenthaler Straße 2–3 Koppenplatz 6; 11; 12; 13 Krausnickstraße 3–3A Linienstraße 49; 62; 101; 110; 128–129, 137; 144; 145; 147; 150; 153; 154A; 155, 158; 159; 162; 206 Max-Beer-Straße 2/4 Monbijoupark, Büste Chamisso Monbijouplatz 12 Monbijoustraße 2; 4, 4A Mulackstraße 22; 23 Münzstraße 8; 14/16; 18; 21/23 Neue Promenade 3; 5 Neue Schönhauser Straße 8; 10; 12; 13; 14; 15; 19; 20 Oranienburger Straße, S-Bahnhof; 1–3; 4; 23; 27; 28; 30; 31; 34; 35–36, 50; 54; 71–72; 73–76; 84, 86 Rosenthaler Platz, U-Bahnhof Rosa-Luxemburg-Platz, U-Bahnhof; 2–3 Rosa-Luxemburg-Straße 2/4; 14; 15; 39/41 Rosenthaler Straße 13; 31; 36; 37; 38; 39, 51; 72A Rückerstraße 4 Sophienstraße 2; 3; 5; 8; 9; 11; 18–18A; 22–22A; 28–29 Steinstraße 19; 21 Torstraße 138; 146; 164; 222 Tucholskystr. 6/14; 9; 22; 24; 31/33; 40 Weinmeisterstraße, U-Bahnhof; 15; 16–17 Weydingerstraße 18; 20/22 Ziegelstraße 5–9; 10–11; 12 Gartendenkmale siehe: Große Hamburger Straße (zwischen 25 und 26) Alter jüdischer Friedhof; 29–30 Kleine Rosenthaler Straße 3 Koppenplatz 11 Münzstraße 21/23 | 09035020 – Alte Schönhauser Straße 44, Mietshaus, 1884 |                                     |
| 09011331 | Spandauer Vorstadt begrenzt im Norden durch die Torstraße 6/230 und Weydingerstraße 20/22 im Süden durch S-Bahn, Spree, Dircksenstraße 32–51 und Neue Promenade / Am Zwirngraben im Osten durch die Karl-Liebknecht-Straße 15/33 und im Westen durch die Friedrichstraße 105–118 (Lage) | Spandauer Vorstadt Gesamtanlagen siehe: Gipsstraße 23A Große Hamburger Straße 5–11, 29–31 Linienstraße 16–21... Rosa-Luxemburg-Straße 30 Rosenthaler Straße 40–41 Spandauer Vorstadt Tucholskystraße 2 Baudenkmale siehe: Almstadtstraße 11, 16, 18, 43 Alte Schönhauser Straße 46, 48–49 Am Zwirngraben, S-Bahnhof Börse Auguststraße 9; 11–13; 14–16; 19, 21; 23; 24–25; 26B; 36; 53; 56–57; 69; 74; 76; 89; 90 Friedrichstraße 107; 112A Gipsstraße 11 Gormannstraße 12 Große Hamburger Straße 13–14; 15–16; 17; 19A; zwischen 25 und 26, Gedenkstätte; 27; 28; 29–31; Sophienkirche, 37 Hirtenstraße 4 Joachimstraße 6; 10; 11; 11A; 14; 15; 16; 20; 21 Johannisstraße 2 Karl-Liebknecht-Straße 27–29 Kleine Alexanderstraße 1–4 Kleine Präsidentenstraße 3 Kleine Rosenthaler Straße 2–3 Koppenplatz 6; 11; 12; 13 Krausnickstraße 3–3A Linienstraße 49; 62; 101; 110; 128–129, 137; 144; 145; 147; 150; 153; 154A; 155, 158; 159; 162; 206 Max-Beer-Straße 2/4 Monbijoupark, Büste Chamisso Monbijouplatz 12 Monbijoustraße 2; 4, 4A Mulackstraße 22; 23 Münzstraße 8; 14/16; 18; 21/23 Neue Promenade 3; 5 Neue Schönhauser Straße 8; 10; 12; 13; 14; 15; 19; 20 Oranienburger Straße, S-Bahnhof; 1–3; 4; 23; 27; 28; 30; 31; 34; 35–36, 50; 54; 71–72; 73–76; 84, 86 Rosenthaler Platz, U-Bahnhof Rosa-Luxemburg-Platz, U-Bahnhof; 2–3 Rosa-Luxemburg-Straße 2/4; 14; 15; 39/41 Rosenthaler Straße 13; 31; 36; 37; 38; 39, 51; 72A Rückerstraße 4 Sophienstraße 2; 3; 5; 8; 9; 11; 18–18A; 22–22A; 28–29 Steinstraße 19; 21 Torstraße 138; 146; 164; 222 Tucholskystr. 6/14; 9; 22; 24; 31/33; 40 Weinmeisterstraße, U-Bahnhof; 15; 16–17 Weydingerstraße 18; 20/22 Ziegelstraße 5–9; 10–11; 12 Gartendenkmale siehe: Große Hamburger Straße (zwischen 25 und 26) Alter jüdischer Friedhof; 29–30 Kleine Rosenthaler Straße 3 Koppenplatz 11 Münzstraße 21/23 | 09035021 – Alte Schönhauser Straße 45, Mietshaus, 1866 |                                     |
| 09011331 | Spandauer Vorstadt begrenzt im Norden durch die Torstraße 6/230 und Weydingerstraße 20/22 im Süden durch S-Bahn, Spree, Dircksenstraße 32–51 und Neue Promenade / Am Zwirngraben im Osten durch die Karl-Liebknecht-Straße 15/33 und im Westen durch die Friedrichstraße 105–118 (Lage) | Spandauer Vorstadt Gesamtanlagen siehe: Gipsstraße 23A Große Hamburger Straße 5–11, 29–31 Linienstraße 16–21... Rosa-Luxemburg-Straße 30 Rosenthaler Straße 40–41 Spandauer Vorstadt Tucholskystraße 2 Baudenkmale siehe: Almstadtstraße 11, 16, 18, 43 Alte Schönhauser Straße 46, 48–49 Am Zwirngraben, S-Bahnhof Börse Auguststraße 9; 11–13; 14–16; 19, 21; 23; 24–25; 26B; 36; 53; 56–57; 69; 74; 76; 89; 90 Friedrichstraße 107; 112A Gipsstraße 11 Gormannstraße 12 Große Hamburger Straße 13–14; 15–16; 17; 19A; zwischen 25 und 26, Gedenkstätte; 27; 28; 29–31; Sophienkirche, 37 Hirtenstraße 4 Joachimstraße 6; 10; 11; 11A; 14; 15; 16; 20; 21 Johannisstraße 2 Karl-Liebknecht-Straße 27–29 Kleine Alexanderstraße 1–4 Kleine Präsidentenstraße 3 Kleine Rosenthaler Straße 2–3 Koppenplatz 6; 11; 12; 13 Krausnickstraße 3–3A Linienstraße 49; 62; 101; 110; 128–129, 137; 144; 145; 147; 150; 153; 154A; 155, 158; 159; 162; 206 Max-Beer-Straße 2/4 Monbijoupark, Büste Chamisso Monbijouplatz 12 Monbijoustraße 2; 4, 4A Mulackstraße 22; 23 Münzstraße 8; 14/16; 18; 21/23 Neue Promenade 3; 5 Neue Schönhauser Straße 8; 10; 12; 13; 14; 15; 19; 20 Oranienburger Straße, S-Bahnhof; 1–3; 4; 23; 27; 28; 30; 31; 34; 35–36, 50; 54; 71–72; 73–76; 84, 86 Rosenthaler Platz, U-Bahnhof Rosa-Luxemburg-Platz, U-Bahnhof; 2–3 Rosa-Luxemburg-Straße 2/4; 14; 15; 39/41 Rosenthaler Straße 13; 31; 36; 37; 38; 39, 51; 72A Rückerstraße 4 Sophienstraße 2; 3; 5; 8; 9; 11; 18–18A; 22–22A; 28–29 Steinstraße 19; 21 Torstraße 138; 146; 164; 222 Tucholskystr. 6/14; 9; 22; 24; 31/33; 40 Weinmeisterstraße, U-Bahnhof; 15; 16–17 Weydingerstraße 18; 20/22 Ziegelstraße 5–9; 10–11; 12 Gartendenkmale siehe: Große Hamburger Straße (zwischen 25 und 26) Alter jüdischer Friedhof; 29–30 Kleine Rosenthaler Straße 3 Koppenplatz 11 Münzstraße 21/23 | 09035023 – Alte Schönhauser Straße 47, Mietshaus, 1911 |                                     |
| 09011331 | Spandauer Vorstadt begrenzt im Norden durch die Torstraße 6/230 und Weydingerstraße 20/22 im Süden durch S-Bahn, Spree, Dircksenstraße 32–51 und Neue Promenade / Am Zwirngraben im Osten durch die Karl-Liebknecht-Straße 15/33 und im Westen durch die Friedrichstraße 105–118 (Lage) | Spandauer Vorstadt Gesamtanlagen siehe: Gipsstraße 23A Große Hamburger Straße 5–11, 29–31 Linienstraße 16–21... Rosa-Luxemburg-Straße 30 Rosenthaler Straße 40–41 Spandauer Vorstadt Tucholskystraße 2 Baudenkmale siehe: Almstadtstraße 11, 16, 18, 43 Alte Schönhauser Straße 46, 48–49 Am Zwirngraben, S-Bahnhof Börse Auguststraße 9; 11–13; 14–16; 19, 21; 23; 24–25; 26B; 36; 53; 56–57; 69; 74; 76; 89; 90 Friedrichstraße 107; 112A Gipsstraße 11 Gormannstraße 12 Große Hamburger Straße 13–14; 15–16; 17; 19A; zwischen 25 und 26, Gedenkstätte; 27; 28; 29–31; Sophienkirche, 37 Hirtenstraße 4 Joachimstraße 6; 10; 11; 11A; 14; 15; 16; 20; 21 Johannisstraße 2 Karl-Liebknecht-Straße 27–29 Kleine Alexanderstraße 1–4 Kleine Präsidentenstraße 3 Kleine Rosenthaler Straße 2–3 Koppenplatz 6; 11; 12; 13 Krausnickstraße 3–3A Linienstraße 49; 62; 101; 110; 128–129, 137; 144; 145; 147; 150; 153; 154A; 155, 158; 159; 162; 206 Max-Beer-Straße 2/4 Monbijoupark, Büste Chamisso Monbijouplatz 12 Monbijoustraße 2; 4, 4A Mulackstraße 22; 23 Münzstraße 8; 14/16; 18; 21/23 Neue Promenade 3; 5 Neue Schönhauser Straße 8; 10; 12; 13; 14; 15; 19; 20 Oranienburger Straße, S-Bahnhof; 1–3; 4; 23; 27; 28; 30; 31; 34; 35–36, 50; 54; 71–72; 73–76; 84, 86 Rosenthaler Platz, U-Bahnhof Rosa-Luxemburg-Platz, U-Bahnhof; 2–3 Rosa-Luxemburg-Straße 2/4; 14; 15; 39/41 Rosenthaler Straße 13; 31; 36; 37; 38; 39, 51; 72A Rückerstraße 4 Sophienstraße 2; 3; 5; 8; 9; 11; 18–18A; 22–22A; 28–29 Steinstraße 19; 21 Torstraße 138; 146; 164; 222 Tucholskystr. 6/14; 9; 22; 24; 31/33; 40 Weinmeisterstraße, U-Bahnhof; 15; 16–17 Weydingerstraße 18; 20/22 Ziegelstraße 5–9; 10–11; 12 Gartendenkmale siehe: Große Hamburger Straße (zwischen 25 und 26) Alter jüdischer Friedhof; 29–30 Kleine Rosenthaler Straße 3 Koppenplatz 11 Münzstraße 21/23 | 09035025 – Alte Schönhauser Straße 60 / Linienstraße, Mietshaus, um 1880 |                                     |
| 09011331 | Spandauer Vorstadt begrenzt im Norden durch die Torstraße 6/230 und Weydingerstraße 20/22 im Süden durch S-Bahn, Spree, Dircksenstraße 32–51 und Neue Promenade / Am Zwirngraben im Osten durch die Karl-Liebknecht-Straße 15/33 und im Westen durch die Friedrichstraße 105–118 (Lage) | Spandauer Vorstadt Gesamtanlagen siehe: Gipsstraße 23A Große Hamburger Straße 5–11, 29–31 Linienstraße 16–21... Rosa-Luxemburg-Straße 30 Rosenthaler Straße 40–41 Spandauer Vorstadt Tucholskystraße 2 Baudenkmale siehe: Almstadtstraße 11, 16, 18, 43 Alte Schönhauser Straße 46, 48–49 Am Zwirngraben, S-Bahnhof Börse Auguststraße 9; 11–13; 14–16; 19, 21; 23; 24–25; 26B; 36; 53; 56–57; 69; 74; 76; 89; 90 Friedrichstraße 107; 112A Gipsstraße 11 Gormannstraße 12 Große Hamburger Straße 13–14; 15–16; 17; 19A; zwischen 25 und 26, Gedenkstätte; 27; 28; 29–31; Sophienkirche, 37 Hirtenstraße 4 Joachimstraße 6; 10; 11; 11A; 14; 15; 16; 20; 21 Johannisstraße 2 Karl-Liebknecht-Straße 27–29 Kleine Alexanderstraße 1–4 Kleine Präsidentenstraße 3 Kleine Rosenthaler Straße 2–3 Koppenplatz 6; 11; 12; 13 Krausnickstraße 3–3A Linienstraße 49; 62; 101; 110; 128–129, 137; 144; 145; 147; 150; 153; 154A; 155, 158; 159; 162; 206 Max-Beer-Straße 2/4 Monbijoupark, Büste Chamisso Monbijouplatz 12 Monbijoustraße 2; 4, 4A Mulackstraße 22; 23 Münzstraße 8; 14/16; 18; 21/23 Neue Promenade 3; 5 Neue Schönhauser Straße 8; 10; 12; 13; 14; 15; 19; 20 Oranienburger Straße, S-Bahnhof; 1–3; 4; 23; 27; 28; 30; 31; 34; 35–36, 50; 54; 71–72; 73–76; 84, 86 Rosenthaler Platz, U-Bahnhof Rosa-Luxemburg-Platz, U-Bahnhof; 2–3 Rosa-Luxemburg-Straße 2/4; 14; 15; 39/41 Rosenthaler Straße 13; 31; 36; 37; 38; 39, 51; 72A Rückerstraße 4 Sophienstraße 2; 3; 5; 8; 9; 11; 18–18A; 22–22A; 28–29 Steinstraße 19; 21 Torstraße 138; 146; 164; 222 Tucholskystr. 6/14; 9; 22; 24; 31/33; 40 Weinmeisterstraße, U-Bahnhof; 15; 16–17 Weydingerstraße 18; 20/22 Ziegelstraße 5–9; 10–11; 12 Gartendenkmale siehe: Große Hamburger Straße (zwischen 25 und 26) Alter jüdischer Friedhof; 29–30 Kleine Rosenthaler Straße 3 Koppenplatz 11 Münzstraße 21/23 | 09040280 – Am Zwirngraben, Litfaßsäule, um 1900 |                                     |
| 09011331 | Spandauer Vorstadt begrenzt im Norden durch die Torstraße 6/230 und Weydingerstraße 20/22 im Süden durch S-Bahn, Spree, Dircksenstraße 32–51 und Neue Promenade / Am Zwirngraben im Osten durch die Karl-Liebknecht-Straße 15/33 und im Westen durch die Friedrichstraße 105–118 (Lage) | Spandauer Vorstadt Gesamtanlagen siehe: Gipsstraße 23A Große Hamburger Straße 5–11, 29–31 Linienstraße 16–21... Rosa-Luxemburg-Straße 30 Rosenthaler Straße 40–41 Spandauer Vorstadt Tucholskystraße 2 Baudenkmale siehe: Almstadtstraße 11, 16, 18, 43 Alte Schönhauser Straße 46, 48–49 Am Zwirngraben, S-Bahnhof Börse Auguststraße 9; 11–13; 14–16; 19, 21; 23; 24–25; 26B; 36; 53; 56–57; 69; 74; 76; 89; 90 Friedrichstraße 107; 112A Gipsstraße 11 Gormannstraße 12 Große Hamburger Straße 13–14; 15–16; 17; 19A; zwischen 25 und 26, Gedenkstätte; 27; 28; 29–31; Sophienkirche, 37 Hirtenstraße 4 Joachimstraße 6; 10; 11; 11A; 14; 15; 16; 20; 21 Johannisstraße 2 Karl-Liebknecht-Straße 27–29 Kleine Alexanderstraße 1–4 Kleine Präsidentenstraße 3 Kleine Rosenthaler Straße 2–3 Koppenplatz 6; 11; 12; 13 Krausnickstraße 3–3A Linienstraße 49; 62; 101; 110; 128–129, 137; 144; 145; 147; 150; 153; 154A; 155, 158; 159; 162; 206 Max-Beer-Straße 2/4 Monbijoupark, Büste Chamisso Monbijouplatz 12 Monbijoustraße 2; 4, 4A Mulackstraße 22; 23 Münzstraße 8; 14/16; 18; 21/23 Neue Promenade 3; 5 Neue Schönhauser Straße 8; 10; 12; 13; 14; 15; 19; 20 Oranienburger Straße, S-Bahnhof; 1–3; 4; 23; 27; 28; 30; 31; 34; 35–36, 50; 54; 71–72; 73–76; 84, 86 Rosenthaler Platz, U-Bahnhof Rosa-Luxemburg-Platz, U-Bahnhof; 2–3 Rosa-Luxemburg-Straße 2/4; 14; 15; 39/41 Rosenthaler Straße 13; 31; 36; 37; 38; 39, 51; 72A Rückerstraße 4 Sophienstraße 2; 3; 5; 8; 9; 11; 18–18A; 22–22A; 28–29 Steinstraße 19; 21 Torstraße 138; 146; 164; 222 Tucholskystr. 6/14; 9; 22; 24; 31/33; 40 Weinmeisterstraße, U-Bahnhof; 15; 16–17 Weydingerstraße 18; 20/22 Ziegelstraße 5–9; 10–11; 12 Gartendenkmale siehe: Große Hamburger Straße (zwischen 25 und 26) Alter jüdischer Friedhof; 29–30 Kleine Rosenthaler Straße 3 Koppenplatz 11 Münzstraße 21/23 | 09035030 – Auguststraße 1–2, Mietshaus, 1864 |                                     |
| 09011331 | Spandauer Vorstadt begrenzt im Norden durch die Torstraße 6/230 und Weydingerstraße 20/22 im Süden durch S-Bahn, Spree, Dircksenstraße 32–51 und Neue Promenade / Am Zwirngraben im Osten durch die Karl-Liebknecht-Straße 15/33 und im Westen durch die Friedrichstraße 105–118 (Lage) | Spandauer Vorstadt Gesamtanlagen siehe: Gipsstraße 23A Große Hamburger Straße 5–11, 29–31 Linienstraße 16–21... Rosa-Luxemburg-Straße 30 Rosenthaler Straße 40–41 Spandauer Vorstadt Tucholskystraße 2 Baudenkmale siehe: Almstadtstraße 11, 16, 18, 43 Alte Schönhauser Straße 46, 48–49 Am Zwirngraben, S-Bahnhof Börse Auguststraße 9; 11–13; 14–16; 19, 21; 23; 24–25; 26B; 36; 53; 56–57; 69; 74; 76; 89; 90 Friedrichstraße 107; 112A Gipsstraße 11 Gormannstraße 12 Große Hamburger Straße 13–14; 15–16; 17; 19A; zwischen 25 und 26, Gedenkstätte; 27; 28; 29–31; Sophienkirche, 37 Hirtenstraße 4 Joachimstraße 6; 10; 11; 11A; 14; 15; 16; 20; 21 Johannisstraße 2 Karl-Liebknecht-Straße 27–29 Kleine Alexanderstraße 1–4 Kleine Präsidentenstraße 3 Kleine Rosenthaler Straße 2–3 Koppenplatz 6; 11; 12; 13 Krausnickstraße 3–3A Linienstraße 49; 62; 101; 110; 128–129, 137; 144; 145; 147; 150; 153; 154A; 155, 158; 159; 162; 206 Max-Beer-Straße 2/4 Monbijoupark, Büste Chamisso Monbijouplatz 12 Monbijoustraße 2; 4, 4A Mulackstraße 22; 23 Münzstraße 8; 14/16; 18; 21/23 Neue Promenade 3; 5 Neue Schönhauser Straße 8; 10; 12; 13; 14; 15; 19; 20 Oranienburger Straße, S-Bahnhof; 1–3; 4; 23; 27; 28; 30; 31; 34; 35–36, 50; 54; 71–72; 73–76; 84, 86 Rosenthaler Platz, U-Bahnhof Rosa-Luxemburg-Platz, U-Bahnhof; 2–3 Rosa-Luxemburg-Straße 2/4; 14; 15; 39/41 Rosenthaler Straße 13; 31; 36; 37; 38; 39, 51; 72A Rückerstraße 4 Sophienstraße 2; 3; 5; 8; 9; 11; 18–18A; 22–22A; 28–29 Steinstraße 19; 21 Torstraße 138; 146; 164; 222 Tucholskystr. 6/14; 9; 22; 24; 31/33; 40 Weinmeisterstraße, U-Bahnhof; 15; 16–17 Weydingerstraße 18; 20/22 Ziegelstraße 5–9; 10–11; 12 Gartendenkmale siehe: Große Hamburger Straße (zwischen 25 und 26) Alter jüdischer Friedhof; 29–30 Kleine Rosenthaler Straße 3 Koppenplatz 11 Münzstraße 21/23 | 09035031 – Auguststraße 3, Mietshaus, 1864 |                                     |
| 09011331 | Spandauer Vorstadt begrenzt im Norden durch die Torstraße 6/230 und Weydingerstraße 20/22 im Süden durch S-Bahn, Spree, Dircksenstraße 32–51 und Neue Promenade / Am Zwirngraben im Osten durch die Karl-Liebknecht-Straße 15/33 und im Westen durch die Friedrichstraße 105–118 (Lage) | Spandauer Vorstadt Gesamtanlagen siehe: Gipsstraße 23A Große Hamburger Straße 5–11, 29–31 Linienstraße 16–21... Rosa-Luxemburg-Straße 30 Rosenthaler Straße 40–41 Spandauer Vorstadt Tucholskystraße 2 Baudenkmale siehe: Almstadtstraße 11, 16, 18, 43 Alte Schönhauser Straße 46, 48–49 Am Zwirngraben, S-Bahnhof Börse Auguststraße 9; 11–13; 14–16; 19, 21; 23; 24–25; 26B; 36; 53; 56–57; 69; 74; 76; 89; 90 Friedrichstraße 107; 112A Gipsstraße 11 Gormannstraße 12 Große Hamburger Straße 13–14; 15–16; 17; 19A; zwischen 25 und 26, Gedenkstätte; 27; 28; 29–31; Sophienkirche, 37 Hirtenstraße 4 Joachimstraße 6; 10; 11; 11A; 14; 15; 16; 20; 21 Johannisstraße 2 Karl-Liebknecht-Straße 27–29 Kleine Alexanderstraße 1–4 Kleine Präsidentenstraße 3 Kleine Rosenthaler Straße 2–3 Koppenplatz 6; 11; 12; 13 Krausnickstraße 3–3A Linienstraße 49; 62; 101; 110; 128–129, 137; 144; 145; 147; 150; 153; 154A; 155, 158; 159; 162; 206 Max-Beer-Straße 2/4 Monbijoupark, Büste Chamisso Monbijouplatz 12 Monbijoustraße 2; 4, 4A Mulackstraße 22; 23 Münzstraße 8; 14/16; 18; 21/23 Neue Promenade 3; 5 Neue Schönhauser Straße 8; 10; 12; 13; 14; 15; 19; 20 Oranienburger Straße, S-Bahnhof; 1–3; 4; 23; 27; 28; 30; 31; 34; 35–36, 50; 54; 71–72; 73–76; 84, 86 Rosenthaler Platz, U-Bahnhof Rosa-Luxemburg-Platz, U-Bahnhof; 2–3 Rosa-Luxemburg-Straße 2/4; 14; 15; 39/41 Rosenthaler Straße 13; 31; 36; 37; 38; 39, 51; 72A Rückerstraße 4 Sophienstraße 2; 3; 5; 8; 9; 11; 18–18A; 22–22A; 28–29 Steinstraße 19; 21 Torstraße 138; 146; 164; 222 Tucholskystr. 6/14; 9; 22; 24; 31/33; 40 Weinmeisterstraße, U-Bahnhof; 15; 16–17 Weydingerstraße 18; 20/22 Ziegelstraße 5–9; 10–11; 12 Gartendenkmale siehe: Große Hamburger Straße (zwischen 25 und 26) Alter jüdischer Friedhof; 29–30 Kleine Rosenthaler Straße 3 Koppenplatz 11 Münzstraße 21/23 | 09035043 – Auguststraße 10, Mietshaus, 1880 |                                     |
| 09011331 | Spandauer Vorstadt begrenzt im Norden durch die Torstraße 6/230 und Weydingerstraße 20/22 im Süden durch S-Bahn, Spree, Dircksenstraße 32–51 und Neue Promenade / Am Zwirngraben im Osten durch die Karl-Liebknecht-Straße 15/33 und im Westen durch die Friedrichstraße 105–118 (Lage) | Spandauer Vorstadt Gesamtanlagen siehe: Gipsstraße 23A Große Hamburger Straße 5–11, 29–31 Linienstraße 16–21... Rosa-Luxemburg-Straße 30 Rosenthaler Straße 40–41 Spandauer Vorstadt Tucholskystraße 2 Baudenkmale siehe: Almstadtstraße 11, 16, 18, 43 Alte Schönhauser Straße 46, 48–49 Am Zwirngraben, S-Bahnhof Börse Auguststraße 9; 11–13; 14–16; 19, 21; 23; 24–25; 26B; 36; 53; 56–57; 69; 74; 76; 89; 90 Friedrichstraße 107; 112A Gipsstraße 11 Gormannstraße 12 Große Hamburger Straße 13–14; 15–16; 17; 19A; zwischen 25 und 26, Gedenkstätte; 27; 28; 29–31; Sophienkirche, 37 Hirtenstraße 4 Joachimstraße 6; 10; 11; 11A; 14; 15; 16; 20; 21 Johannisstraße 2 Karl-Liebknecht-Straße 27–29 Kleine Alexanderstraße 1–4 Kleine Präsidentenstraße 3 Kleine Rosenthaler Straße 2–3 Koppenplatz 6; 11; 12; 13 Krausnickstraße 3–3A Linienstraße 49; 62; 101; 110; 128–129, 137; 144; 145; 147; 150; 153; 154A; 155, 158; 159; 162; 206 Max-Beer-Straße 2/4 Monbijoupark, Büste Chamisso Monbijouplatz 12 Monbijoustraße 2; 4, 4A Mulackstraße 22; 23 Münzstraße 8; 14/16; 18; 21/23 Neue Promenade 3; 5 Neue Schönhauser Straße 8; 10; 12; 13; 14; 15; 19; 20 Oranienburger Straße, S-Bahnhof; 1–3; 4; 23; 27; 28; 30; 31; 34; 35–36, 50; 54; 71–72; 73–76; 84, 86 Rosenthaler Platz, U-Bahnhof Rosa-Luxemburg-Platz, U-Bahnhof; 2–3 Rosa-Luxemburg-Straße 2/4; 14; 15; 39/41 Rosenthaler Straße 13; 31; 36; 37; 38; 39, 51; 72A Rückerstraße 4 Sophienstraße 2; 3; 5; 8; 9; 11; 18–18A; 22–22A; 28–29 Steinstraße 19; 21 Torstraße 138; 146; 164; 222 Tucholskystr. 6/14; 9; 22; 24; 31/33; 40 Weinmeisterstraße, U-Bahnhof; 15; 16–17 Weydingerstraße 18; 20/22 Ziegelstraße 5–9; 10–11; 12 Gartendenkmale siehe: Große Hamburger Straße (zwischen 25 und 26) Alter jüdischer Friedhof; 29–30 Kleine Rosenthaler Straße 3 Koppenplatz 11 Münzstraße 21/23 | 09011338 – Auguststraße 17, Mietshaus, 1865 |                                     |
| 09011331 | Spandauer Vorstadt begrenzt im Norden durch die Torstraße 6/230 und Weydingerstraße 20/22 im Süden durch S-Bahn, Spree, Dircksenstraße 32–51 und Neue Promenade / Am Zwirngraben im Osten durch die Karl-Liebknecht-Straße 15/33 und im Westen durch die Friedrichstraße 105–118 (Lage) | Spandauer Vorstadt Gesamtanlagen siehe: Gipsstraße 23A Große Hamburger Straße 5–11, 29–31 Linienstraße 16–21... Rosa-Luxemburg-Straße 30 Rosenthaler Straße 40–41 Spandauer Vorstadt Tucholskystraße 2 Baudenkmale siehe: Almstadtstraße 11, 16, 18, 43 Alte Schönhauser Straße 46, 48–49 Am Zwirngraben, S-Bahnhof Börse Auguststraße 9; 11–13; 14–16; 19, 21; 23; 24–25; 26B; 36; 53; 56–57; 69; 74; 76; 89; 90 Friedrichstraße 107; 112A Gipsstraße 11 Gormannstraße 12 Große Hamburger Straße 13–14; 15–16; 17; 19A; zwischen 25 und 26, Gedenkstätte; 27; 28; 29–31; Sophienkirche, 37 Hirtenstraße 4 Joachimstraße 6; 10; 11; 11A; 14; 15; 16; 20; 21 Johannisstraße 2 Karl-Liebknecht-Straße 27–29 Kleine Alexanderstraße 1–4 Kleine Präsidentenstraße 3 Kleine Rosenthaler Straße 2–3 Koppenplatz 6; 11; 12; 13 Krausnickstraße 3–3A Linienstraße 49; 62; 101; 110; 128–129, 137; 144; 145; 147; 150; 153; 154A; 155, 158; 159; 162; 206 Max-Beer-Straße 2/4 Monbijoupark, Büste Chamisso Monbijouplatz 12 Monbijoustraße 2; 4, 4A Mulackstraße 22; 23 Münzstraße 8; 14/16; 18; 21/23 Neue Promenade 3; 5 Neue Schönhauser Straße 8; 10; 12; 13; 14; 15; 19; 20 Oranienburger Straße, S-Bahnhof; 1–3; 4; 23; 27; 28; 30; 31; 34; 35–36, 50; 54; 71–72; 73–76; 84, 86 Rosenthaler Platz, U-Bahnhof Rosa-Luxemburg-Platz, U-Bahnhof; 2–3 Rosa-Luxemburg-Straße 2/4; 14; 15; 39/41 Rosenthaler Straße 13; 31; 36; 37; 38; 39, 51; 72A Rückerstraße 4 Sophienstraße 2; 3; 5; 8; 9; 11; 18–18A; 22–22A; 28–29 Steinstraße 19; 21 Torstraße 138; 146; 164; 222 Tucholskystr. 6/14; 9; 22; 24; 31/33; 40 Weinmeisterstraße, U-Bahnhof; 15; 16–17 Weydingerstraße 18; 20/22 Ziegelstraße 5–9; 10–11; 12 Gartendenkmale siehe: Große Hamburger Straße (zwischen 25 und 26) Alter jüdischer Friedhof; 29–30 Kleine Rosenthaler Straße 3 Koppenplatz 11 Münzstraße 21/23 | 09011339 – Auguststraße 18, Mietshaus, 1884 |                                     |
| 09011331 | Spandauer Vorstadt begrenzt im Norden durch die Torstraße 6/230 und Weydingerstraße 20/22 im Süden durch S-Bahn, Spree, Dircksenstraße 32–51 und Neue Promenade / Am Zwirngraben im Osten durch die Karl-Liebknecht-Straße 15/33 und im Westen durch die Friedrichstraße 105–118 (Lage) | Spandauer Vorstadt Gesamtanlagen siehe: Gipsstraße 23A Große Hamburger Straße 5–11, 29–31 Linienstraße 16–21... Rosa-Luxemburg-Straße 30 Rosenthaler Straße 40–41 Spandauer Vorstadt Tucholskystraße 2 Baudenkmale siehe: Almstadtstraße 11, 16, 18, 43 Alte Schönhauser Straße 46, 48–49 Am Zwirngraben, S-Bahnhof Börse Auguststraße 9; 11–13; 14–16; 19, 21; 23; 24–25; 26B; 36; 53; 56–57; 69; 74; 76; 89; 90 Friedrichstraße 107; 112A Gipsstraße 11 Gormannstraße 12 Große Hamburger Straße 13–14; 15–16; 17; 19A; zwischen 25 und 26, Gedenkstätte; 27; 28; 29–31; Sophienkirche, 37 Hirtenstraße 4 Joachimstraße 6; 10; 11; 11A; 14; 15; 16; 20; 21 Johannisstraße 2 Karl-Liebknecht-Straße 27–29 Kleine Alexanderstraße 1–4 Kleine Präsidentenstraße 3 Kleine Rosenthaler Straße 2–3 Koppenplatz 6; 11; 12; 13 Krausnickstraße 3–3A Linienstraße 49; 62; 101; 110; 128–129, 137; 144; 145; 147; 150; 153; 154A; 155, 158; 159; 162; 206 Max-Beer-Straße 2/4 Monbijoupark, Büste Chamisso Monbijouplatz 12 Monbijoustraße 2; 4, 4A Mulackstraße 22; 23 Münzstraße 8; 14/16; 18; 21/23 Neue Promenade 3; 5 Neue Schönhauser Straße 8; 10; 12; 13; 14; 15; 19; 20 Oranienburger Straße, S-Bahnhof; 1–3; 4; 23; 27; 28; 30; 31; 34; 35–36, 50; 54; 71–72; 73–76; 84, 86 Rosenthaler Platz, U-Bahnhof Rosa-Luxemburg-Platz, U-Bahnhof; 2–3 Rosa-Luxemburg-Straße 2/4; 14; 15; 39/41 Rosenthaler Straße 13; 31; 36; 37; 38; 39, 51; 72A Rückerstraße 4 Sophienstraße 2; 3; 5; 8; 9; 11; 18–18A; 22–22A; 28–29 Steinstraße 19; 21 Torstraße 138; 146; 164; 222 Tucholskystr. 6/14; 9; 22; 24; 31/33; 40 Weinmeisterstraße, U-Bahnhof; 15; 16–17 Weydingerstraße 18; 20/22 Ziegelstraße 5–9; 10–11; 12 Gartendenkmale siehe: Große Hamburger Straße (zwischen 25 und 26) Alter jüdischer Friedhof; 29–30 Kleine Rosenthaler Straße 3 Koppenplatz 11 Münzstraße 21/23 | 09035037 – Auguststraße 20, Mietshaus, 1862 |                                     |
| 09011331 | Spandauer Vorstadt begrenzt im Norden durch die Torstraße 6/230 und Weydingerstraße 20/22 im Süden durch S-Bahn, Spree, Dircksenstraße 32–51 und Neue Promenade / Am Zwirngraben im Osten durch die Karl-Liebknecht-Straße 15/33 und im Westen durch die Friedrichstraße 105–118 (Lage) | Spandauer Vorstadt Gesamtanlagen siehe: Gipsstraße 23A Große Hamburger Straße 5–11, 29–31 Linienstraße 16–21... Rosa-Luxemburg-Straße 30 Rosenthaler Straße 40–41 Spandauer Vorstadt Tucholskystraße 2 Baudenkmale siehe: Almstadtstraße 11, 16, 18, 43 Alte Schönhauser Straße 46, 48–49 Am Zwirngraben, S-Bahnhof Börse Auguststraße 9; 11–13; 14–16; 19, 21; 23; 24–25; 26B; 36; 53; 56–57; 69; 74; 76; 89; 90 Friedrichstraße 107; 112A Gipsstraße 11 Gormannstraße 12 Große Hamburger Straße 13–14; 15–16; 17; 19A; zwischen 25 und 26, Gedenkstätte; 27; 28; 29–31; Sophienkirche, 37 Hirtenstraße 4 Joachimstraße 6; 10; 11; 11A; 14; 15; 16; 20; 21 Johannisstraße 2 Karl-Liebknecht-Straße 27–29 Kleine Alexanderstraße 1–4 Kleine Präsidentenstraße 3 Kleine Rosenthaler Straße 2–3 Koppenplatz 6; 11; 12; 13 Krausnickstraße 3–3A Linienstraße 49; 62; 101; 110; 128–129, 137; 144; 145; 147; 150; 153; 154A; 155, 158; 159; 162; 206 Max-Beer-Straße 2/4 Monbijoupark, Büste Chamisso Monbijouplatz 12 Monbijoustraße 2; 4, 4A Mulackstraße 22; 23 Münzstraße 8; 14/16; 18; 21/23 Neue Promenade 3; 5 Neue Schönhauser Straße 8; 10; 12; 13; 14; 15; 19; 20 Oranienburger Straße, S-Bahnhof; 1–3; 4; 23; 27; 28; 30; 31; 34; 35–36, 50; 54; 71–72; 73–76; 84, 86 Rosenthaler Platz, U-Bahnhof Rosa-Luxemburg-Platz, U-Bahnhof; 2–3 Rosa-Luxemburg-Straße 2/4; 14; 15; 39/41 Rosenthaler Straße 13; 31; 36; 37; 38; 39, 51; 72A Rückerstraße 4 Sophienstraße 2; 3; 5; 8; 9; 11; 18–18A; 22–22A; 28–29 Steinstraße 19; 21 Torstraße 138; 146; 164; 222 Tucholskystr. 6/14; 9; 22; 24; 31/33; 40 Weinmeisterstraße, U-Bahnhof; 15; 16–17 Weydingerstraße 18; 20/22 Ziegelstraße 5–9; 10–11; 12 Gartendenkmale siehe: Große Hamburger Straße (zwischen 25 und 26) Alter jüdischer Friedhof; 29–30 Kleine Rosenthaler Straße 3 Koppenplatz 11 Münzstraße 21/23 | 09035039 – Auguststraße 22, Mietshaus, 1895 |                                     |
| 09011331 | Spandauer Vorstadt begrenzt im Norden durch die Torstraße 6/230 und Weydingerstraße 20/22 im Süden durch S-Bahn, Spree, Dircksenstraße 32–51 und Neue Promenade / Am Zwirngraben im Osten durch die Karl-Liebknecht-Straße 15/33 und im Westen durch die Friedrichstraße 105–118 (Lage) | Spandauer Vorstadt Gesamtanlagen siehe: Gipsstraße 23A Große Hamburger Straße 5–11, 29–31 Linienstraße 16–21... Rosa-Luxemburg-Straße 30 Rosenthaler Straße 40–41 Spandauer Vorstadt Tucholskystraße 2 Baudenkmale siehe: Almstadtstraße 11, 16, 18, 43 Alte Schönhauser Straße 46, 48–49 Am Zwirngraben, S-Bahnhof Börse Auguststraße 9; 11–13; 14–16; 19, 21; 23; 24–25; 26B; 36; 53; 56–57; 69; 74; 76; 89; 90 Friedrichstraße 107; 112A Gipsstraße 11 Gormannstraße 12 Große Hamburger Straße 13–14; 15–16; 17; 19A; zwischen 25 und 26, Gedenkstätte; 27; 28; 29–31; Sophienkirche, 37 Hirtenstraße 4 Joachimstraße 6; 10; 11; 11A; 14; 15; 16; 20; 21 Johannisstraße 2 Karl-Liebknecht-Straße 27–29 Kleine Alexanderstraße 1–4 Kleine Präsidentenstraße 3 Kleine Rosenthaler Straße 2–3 Koppenplatz 6; 11; 12; 13 Krausnickstraße 3–3A Linienstraße 49; 62; 101; 110; 128–129, 137; 144; 145; 147; 150; 153; 154A; 155, 158; 159; 162; 206 Max-Beer-Straße 2/4 Monbijoupark, Büste Chamisso Monbijouplatz 12 Monbijoustraße 2; 4, 4A Mulackstraße 22; 23 Münzstraße 8; 14/16; 18; 21/23 Neue Promenade 3; 5 Neue Schönhauser Straße 8; 10; 12; 13; 14; 15; 19; 20 Oranienburger Straße, S-Bahnhof; 1–3; 4; 23; 27; 28; 30; 31; 34; 35–36, 50; 54; 71–72; 73–76; 84, 86 Rosenthaler Platz, U-Bahnhof Rosa-Luxemburg-Platz, U-Bahnhof; 2–3 Rosa-Luxemburg-Straße 2/4; 14; 15; 39/41 Rosenthaler Straße 13; 31; 36; 37; 38; 39, 51; 72A Rückerstraße 4 Sophienstraße 2; 3; 5; 8; 9; 11; 18–18A; 22–22A; 28–29 Steinstraße 19; 21 Torstraße 138; 146; 164; 222 Tucholskystr. 6/14; 9; 22; 24; 31/33; 40 Weinmeisterstraße, U-Bahnhof; 15; 16–17 Weydingerstraße 18; 20/22 Ziegelstraße 5–9; 10–11; 12 Gartendenkmale siehe: Große Hamburger Straße (zwischen 25 und 26) Alter jüdischer Friedhof; 29–30 Kleine Rosenthaler Straße 3 Koppenplatz 11 Münzstraße 21/23 | 09035044 – Auguststraße 26, Mietshaus, 1841, Umbau 1883 |                                     |
| 09011331 | Spandauer Vorstadt begrenzt im Norden durch die Torstraße 6/230 und Weydingerstraße 20/22 im Süden durch S-Bahn, Spree, Dircksenstraße 32–51 und Neue Promenade / Am Zwirngraben im Osten durch die Karl-Liebknecht-Straße 15/33 und im Westen durch die Friedrichstraße 105–118 (Lage) | Spandauer Vorstadt Gesamtanlagen siehe: Gipsstraße 23A Große Hamburger Straße 5–11, 29–31 Linienstraße 16–21... Rosa-Luxemburg-Straße 30 Rosenthaler Straße 40–41 Spandauer Vorstadt Tucholskystraße 2 Baudenkmale siehe: Almstadtstraße 11, 16, 18, 43 Alte Schönhauser Straße 46, 48–49 Am Zwirngraben, S-Bahnhof Börse Auguststraße 9; 11–13; 14–16; 19, 21; 23; 24–25; 26B; 36; 53; 56–57; 69; 74; 76; 89; 90 Friedrichstraße 107; 112A Gipsstraße 11 Gormannstraße 12 Große Hamburger Straße 13–14; 15–16; 17; 19A; zwischen 25 und 26, Gedenkstätte; 27; 28; 29–31; Sophienkirche, 37 Hirtenstraße 4 Joachimstraße 6; 10; 11; 11A; 14; 15; 16; 20; 21 Johannisstraße 2 Karl-Liebknecht-Straße 27–29 Kleine Alexanderstraße 1–4 Kleine Präsidentenstraße 3 Kleine Rosenthaler Straße 2–3 Koppenplatz 6; 11; 12; 13 Krausnickstraße 3–3A Linienstraße 49; 62; 101; 110; 128–129, 137; 144; 145; 147; 150; 153; 154A; 155, 158; 159; 162; 206 Max-Beer-Straße 2/4 Monbijoupark, Büste Chamisso Monbijouplatz 12 Monbijoustraße 2; 4, 4A Mulackstraße 22; 23 Münzstraße 8; 14/16; 18; 21/23 Neue Promenade 3; 5 Neue Schönhauser Straße 8; 10; 12; 13; 14; 15; 19; 20 Oranienburger Straße, S-Bahnhof; 1–3; 4; 23; 27; 28; 30; 31; 34; 35–36, 50; 54; 71–72; 73–76; 84, 86 Rosenthaler Platz, U-Bahnhof Rosa-Luxemburg-Platz, U-Bahnhof; 2–3 Rosa-Luxemburg-Straße 2/4; 14; 15; 39/41 Rosenthaler Straße 13; 31; 36; 37; 38; 39, 51; 72A Rückerstraße 4 Sophienstraße 2; 3; 5; 8; 9; 11; 18–18A; 22–22A; 28–29 Steinstraße 19; 21 Torstraße 138; 146; 164; 222 Tucholskystr. 6/14; 9; 22; 24; 31/33; 40 Weinmeisterstraße, U-Bahnhof; 15; 16–17 Weydingerstraße 18; 20/22 Ziegelstraße 5–9; 10–11; 12 Gartendenkmale siehe: Große Hamburger Straße (zwischen 25 und 26) Alter jüdischer Friedhof; 29–30 Kleine Rosenthaler Straße 3 Koppenplatz 11 Münzstraße 21/23 | Werkstatt, 1841, Umbau 1883 |                                     |
| 09011331 | Spandauer Vorstadt begrenzt im Norden durch die Torstraße 6/230 und Weydingerstraße 20/22 im Süden durch S-Bahn, Spree, Dircksenstraße 32–51 und Neue Promenade / Am Zwirngraben im Osten durch die Karl-Liebknecht-Straße 15/33 und im Westen durch die Friedrichstraße 105–118 (Lage) | Spandauer Vorstadt Gesamtanlagen siehe: Gipsstraße 23A Große Hamburger Straße 5–11, 29–31 Linienstraße 16–21... Rosa-Luxemburg-Straße 30 Rosenthaler Straße 40–41 Spandauer Vorstadt Tucholskystraße 2 Baudenkmale siehe: Almstadtstraße 11, 16, 18, 43 Alte Schönhauser Straße 46, 48–49 Am Zwirngraben, S-Bahnhof Börse Auguststraße 9; 11–13; 14–16; 19, 21; 23; 24–25; 26B; 36; 53; 56–57; 69; 74; 76; 89; 90 Friedrichstraße 107; 112A Gipsstraße 11 Gormannstraße 12 Große Hamburger Straße 13–14; 15–16; 17; 19A; zwischen 25 und 26, Gedenkstätte; 27; 28; 29–31; Sophienkirche, 37 Hirtenstraße 4 Joachimstraße 6; 10; 11; 11A; 14; 15; 16; 20; 21 Johannisstraße 2 Karl-Liebknecht-Straße 27–29 Kleine Alexanderstraße 1–4 Kleine Präsidentenstraße 3 Kleine Rosenthaler Straße 2–3 Koppenplatz 6; 11; 12; 13 Krausnickstraße 3–3A Linienstraße 49; 62; 101; 110; 128–129, 137; 144; 145; 147; 150; 153; 154A; 155, 158; 159; 162; 206 Max-Beer-Straße 2/4 Monbijoupark, Büste Chamisso Monbijouplatz 12 Monbijoustraße 2; 4, 4A Mulackstraße 22; 23 Münzstraße 8; 14/16; 18; 21/23 Neue Promenade 3; 5 Neue Schönhauser Straße 8; 10; 12; 13; 14; 15; 19; 20 Oranienburger Straße, S-Bahnhof; 1–3; 4; 23; 27; 28; 30; 31; 34; 35–36, 50; 54; 71–72; 73–76; 84, 86 Rosenthaler Platz, U-Bahnhof Rosa-Luxemburg-Platz, U-Bahnhof; 2–3 Rosa-Luxemburg-Straße 2/4; 14; 15; 39/41 Rosenthaler Straße 13; 31; 36; 37; 38; 39, 51; 72A Rückerstraße 4 Sophienstraße 2; 3; 5; 8; 9; 11; 18–18A; 22–22A; 28–29 Steinstraße 19; 21 Torstraße 138; 146; 164; 222 Tucholskystr. 6/14; 9; 22; 24; 31/33; 40 Weinmeisterstraße, U-Bahnhof; 15; 16–17 Weydingerstraße 18; 20/22 Ziegelstraße 5–9; 10–11; 12 Gartendenkmale siehe: Große Hamburger Straße (zwischen 25 und 26) Alter jüdischer Friedhof; 29–30 Kleine Rosenthaler Straße 3 Koppenplatz 11 Münzstraße 21/23 | 09011341 – Auguststraße 27, Mietshaus, 1871 |                                     |
| 09011331 | Spandauer Vorstadt begrenzt im Norden durch die Torstraße 6/230 und Weydingerstraße 20/22 im Süden durch S-Bahn, Spree, Dircksenstraße 32–51 und Neue Promenade / Am Zwirngraben im Osten durch die Karl-Liebknecht-Straße 15/33 und im Westen durch die Friedrichstraße 105–118 (Lage) | Spandauer Vorstadt Gesamtanlagen siehe: Gipsstraße 23A Große Hamburger Straße 5–11, 29–31 Linienstraße 16–21... Rosa-Luxemburg-Straße 30 Rosenthaler Straße 40–41 Spandauer Vorstadt Tucholskystraße 2 Baudenkmale siehe: Almstadtstraße 11, 16, 18, 43 Alte Schönhauser Straße 46, 48–49 Am Zwirngraben, S-Bahnhof Börse Auguststraße 9; 11–13; 14–16; 19, 21; 23; 24–25; 26B; 36; 53; 56–57; 69; 74; 76; 89; 90 Friedrichstraße 107; 112A Gipsstraße 11 Gormannstraße 12 Große Hamburger Straße 13–14; 15–16; 17; 19A; zwischen 25 und 26, Gedenkstätte; 27; 28; 29–31; Sophienkirche, 37 Hirtenstraße 4 Joachimstraße 6; 10; 11; 11A; 14; 15; 16; 20; 21 Johannisstraße 2 Karl-Liebknecht-Straße 27–29 Kleine Alexanderstraße 1–4 Kleine Präsidentenstraße 3 Kleine Rosenthaler Straße 2–3 Koppenplatz 6; 11; 12; 13 Krausnickstraße 3–3A Linienstraße 49; 62; 101; 110; 128–129, 137; 144; 145; 147; 150; 153; 154A; 155, 158; 159; 162; 206 Max-Beer-Straße 2/4 Monbijoupark, Büste Chamisso Monbijouplatz 12 Monbijoustraße 2; 4, 4A Mulackstraße 22; 23 Münzstraße 8; 14/16; 18; 21/23 Neue Promenade 3; 5 Neue Schönhauser Straße 8; 10; 12; 13; 14; 15; 19; 20 Oranienburger Straße, S-Bahnhof; 1–3; 4; 23; 27; 28; 30; 31; 34; 35–36, 50; 54; 71–72; 73–76; 84, 86 Rosenthaler Platz, U-Bahnhof Rosa-Luxemburg-Platz, U-Bahnhof; 2–3 Rosa-Luxemburg-Straße 2/4; 14; 15; 39/41 Rosenthaler Straße 13; 31; 36; 37; 38; 39, 51; 72A Rückerstraße 4 Sophienstraße 2; 3; 5; 8; 9; 11; 18–18A; 22–22A; 28–29 Steinstraße 19; 21 Torstraße 138; 146; 164; 222 Tucholskystr. 6/14; 9; 22; 24; 31/33; 40 Weinmeisterstraße, U-Bahnhof; 15; 16–17 Weydingerstraße 18; 20/22 Ziegelstraße 5–9; 10–11; 12 Gartendenkmale siehe: Große Hamburger Straße (zwischen 25 und 26) Alter jüdischer Friedhof; 29–30 Kleine Rosenthaler Straße 3 Koppenplatz 11 Münzstraße 21/23 | 09035047 – Auguststraße 34 / Joachimstraße 8, Mietshaus, 1885 |                                     |
| 09011331 | Spandauer Vorstadt begrenzt im Norden durch die Torstraße 6/230 und Weydingerstraße 20/22 im Süden durch S-Bahn, Spree, Dircksenstraße 32–51 und Neue Promenade / Am Zwirngraben im Osten durch die Karl-Liebknecht-Straße 15/33 und im Westen durch die Friedrichstraße 105–118 (Lage) | Spandauer Vorstadt Gesamtanlagen siehe: Gipsstraße 23A Große Hamburger Straße 5–11, 29–31 Linienstraße 16–21... Rosa-Luxemburg-Straße 30 Rosenthaler Straße 40–41 Spandauer Vorstadt Tucholskystraße 2 Baudenkmale siehe: Almstadtstraße 11, 16, 18, 43 Alte Schönhauser Straße 46, 48–49 Am Zwirngraben, S-Bahnhof Börse Auguststraße 9; 11–13; 14–16; 19, 21; 23; 24–25; 26B; 36; 53; 56–57; 69; 74; 76; 89; 90 Friedrichstraße 107; 112A Gipsstraße 11 Gormannstraße 12 Große Hamburger Straße 13–14; 15–16; 17; 19A; zwischen 25 und 26, Gedenkstätte; 27; 28; 29–31; Sophienkirche, 37 Hirtenstraße 4 Joachimstraße 6; 10; 11; 11A; 14; 15; 16; 20; 21 Johannisstraße 2 Karl-Liebknecht-Straße 27–29 Kleine Alexanderstraße 1–4 Kleine Präsidentenstraße 3 Kleine Rosenthaler Straße 2–3 Koppenplatz 6; 11; 12; 13 Krausnickstraße 3–3A Linienstraße 49; 62; 101; 110; 128–129, 137; 144; 145; 147; 150; 153; 154A; 155, 158; 159; 162; 206 Max-Beer-Straße 2/4 Monbijoupark, Büste Chamisso Monbijouplatz 12 Monbijoustraße 2; 4, 4A Mulackstraße 22; 23 Münzstraße 8; 14/16; 18; 21/23 Neue Promenade 3; 5 Neue Schönhauser Straße 8; 10; 12; 13; 14; 15; 19; 20 Oranienburger Straße, S-Bahnhof; 1–3; 4; 23; 27; 28; 30; 31; 34; 35–36, 50; 54; 71–72; 73–76; 84, 86 Rosenthaler Platz, U-Bahnhof Rosa-Luxemburg-Platz, U-Bahnhof; 2–3 Rosa-Luxemburg-Straße 2/4; 14; 15; 39/41 Rosenthaler Straße 13; 31; 36; 37; 38; 39, 51; 72A Rückerstraße 4 Sophienstraße 2; 3; 5; 8; 9; 11; 18–18A; 22–22A; 28–29 Steinstraße 19; 21 Torstraße 138; 146; 164; 222 Tucholskystr. 6/14; 9; 22; 24; 31/33; 40 Weinmeisterstraße, U-Bahnhof; 15; 16–17 Weydingerstraße 18; 20/22 Ziegelstraße 5–9; 10–11; 12 Gartendenkmale siehe: Große Hamburger Straße (zwischen 25 und 26) Alter jüdischer Friedhof; 29–30 Kleine Rosenthaler Straße 3 Koppenplatz 11 Münzstraße 21/23 | 09035048 – Auguststraße 35, Mietshaus, 1882 |                                     |
| 09011331 | Spandauer Vorstadt begrenzt im Norden durch die Torstraße 6/230 und Weydingerstraße 20/22 im Süden durch S-Bahn, Spree, Dircksenstraße 32–51 und Neue Promenade / Am Zwirngraben im Osten durch die Karl-Liebknecht-Straße 15/33 und im Westen durch die Friedrichstraße 105–118 (Lage) | Spandauer Vorstadt Gesamtanlagen siehe: Gipsstraße 23A Große Hamburger Straße 5–11, 29–31 Linienstraße 16–21... Rosa-Luxemburg-Straße 30 Rosenthaler Straße 40–41 Spandauer Vorstadt Tucholskystraße 2 Baudenkmale siehe: Almstadtstraße 11, 16, 18, 43 Alte Schönhauser Straße 46, 48–49 Am Zwirngraben, S-Bahnhof Börse Auguststraße 9; 11–13; 14–16; 19, 21; 23; 24–25; 26B; 36; 53; 56–57; 69; 74; 76; 89; 90 Friedrichstraße 107; 112A Gipsstraße 11 Gormannstraße 12 Große Hamburger Straße 13–14; 15–16; 17; 19A; zwischen 25 und 26, Gedenkstätte; 27; 28; 29–31; Sophienkirche, 37 Hirtenstraße 4 Joachimstraße 6; 10; 11; 11A; 14; 15; 16; 20; 21 Johannisstraße 2 Karl-Liebknecht-Straße 27–29 Kleine Alexanderstraße 1–4 Kleine Präsidentenstraße 3 Kleine Rosenthaler Straße 2–3 Koppenplatz 6; 11; 12; 13 Krausnickstraße 3–3A Linienstraße 49; 62; 101; 110; 128–129, 137; 144; 145; 147; 150; 153; 154A; 155, 158; 159; 162; 206 Max-Beer-Straße 2/4 Monbijoupark, Büste Chamisso Monbijouplatz 12 Monbijoustraße 2; 4, 4A Mulackstraße 22; 23 Münzstraße 8; 14/16; 18; 21/23 Neue Promenade 3; 5 Neue Schönhauser Straße 8; 10; 12; 13; 14; 15; 19; 20 Oranienburger Straße, S-Bahnhof; 1–3; 4; 23; 27; 28; 30; 31; 34; 35–36, 50; 54; 71–72; 73–76; 84, 86 Rosenthaler Platz, U-Bahnhof Rosa-Luxemburg-Platz, U-Bahnhof; 2–3 Rosa-Luxemburg-Straße 2/4; 14; 15; 39/41 Rosenthaler Straße 13; 31; 36; 37; 38; 39, 51; 72A Rückerstraße 4 Sophienstraße 2; 3; 5; 8; 9; 11; 18–18A; 22–22A; 28–29 Steinstraße 19; 21 Torstraße 138; 146; 164; 222 Tucholskystr. 6/14; 9; 22; 24; 31/33; 40 Weinmeisterstraße, U-Bahnhof; 15; 16–17 Weydingerstraße 18; 20/22 Ziegelstraße 5–9; 10–11; 12 Gartendenkmale siehe: Große Hamburger Straße (zwischen 25 und 26) Alter jüdischer Friedhof; 29–30 Kleine Rosenthaler Straße 3 Koppenplatz 11 Münzstraße 21/23 | 09035050 – Auguststraße 49A / Joachimstraße 9, Mietshaus, um 1910 |                                     |
| 09011331 | Spandauer Vorstadt begrenzt im Norden durch die Torstraße 6/230 und Weydingerstraße 20/22 im Süden durch S-Bahn, Spree, Dircksenstraße 32–51 und Neue Promenade / Am Zwirngraben im Osten durch die Karl-Liebknecht-Straße 15/33 und im Westen durch die Friedrichstraße 105–118 (Lage) | Spandauer Vorstadt Gesamtanlagen siehe: Gipsstraße 23A Große Hamburger Straße 5–11, 29–31 Linienstraße 16–21... Rosa-Luxemburg-Straße 30 Rosenthaler Straße 40–41 Spandauer Vorstadt Tucholskystraße 2 Baudenkmale siehe: Almstadtstraße 11, 16, 18, 43 Alte Schönhauser Straße 46, 48–49 Am Zwirngraben, S-Bahnhof Börse Auguststraße 9; 11–13; 14–16; 19, 21; 23; 24–25; 26B; 36; 53; 56–57; 69; 74; 76; 89; 90 Friedrichstraße 107; 112A Gipsstraße 11 Gormannstraße 12 Große Hamburger Straße 13–14; 15–16; 17; 19A; zwischen 25 und 26, Gedenkstätte; 27; 28; 29–31; Sophienkirche, 37 Hirtenstraße 4 Joachimstraße 6; 10; 11; 11A; 14; 15; 16; 20; 21 Johannisstraße 2 Karl-Liebknecht-Straße 27–29 Kleine Alexanderstraße 1–4 Kleine Präsidentenstraße 3 Kleine Rosenthaler Straße 2–3 Koppenplatz 6; 11; 12; 13 Krausnickstraße 3–3A Linienstraße 49; 62; 101; 110; 128–129, 137; 144; 145; 147; 150; 153; 154A; 155, 158; 159; 162; 206 Max-Beer-Straße 2/4 Monbijoupark, Büste Chamisso Monbijouplatz 12 Monbijoustraße 2; 4, 4A Mulackstraße 22; 23 Münzstraße 8; 14/16; 18; 21/23 Neue Promenade 3; 5 Neue Schönhauser Straße 8; 10; 12; 13; 14; 15; 19; 20 Oranienburger Straße, S-Bahnhof; 1–3; 4; 23; 27; 28; 30; 31; 34; 35–36, 50; 54; 71–72; 73–76; 84, 86 Rosenthaler Platz, U-Bahnhof Rosa-Luxemburg-Platz, U-Bahnhof; 2–3 Rosa-Luxemburg-Straße 2/4; 14; 15; 39/41 Rosenthaler Straße 13; 31; 36; 37; 38; 39, 51; 72A Rückerstraße 4 Sophienstraße 2; 3; 5; 8; 9; 11; 18–18A; 22–22A; 28–29 Steinstraße 19; 21 Torstraße 138; 146; 164; 222 Tucholskystr. 6/14; 9; 22; 24; 31/33; 40 Weinmeisterstraße, U-Bahnhof; 15; 16–17 Weydingerstraße 18; 20/22 Ziegelstraße 5–9; 10–11; 12 Gartendenkmale siehe: Große Hamburger Straße (zwischen 25 und 26) Alter jüdischer Friedhof; 29–30 Kleine Rosenthaler Straße 3 Koppenplatz 11 Münzstraße 21/23 | 09035051 – Auguststraße 50A, Mietshaus, 1830, Umbau 1866 |                                     |
| 09011331 | Spandauer Vorstadt begrenzt im Norden durch die Torstraße 6/230 und Weydingerstraße 20/22 im Süden durch S-Bahn, Spree, Dircksenstraße 32–51 und Neue Promenade / Am Zwirngraben im Osten durch die Karl-Liebknecht-Straße 15/33 und im Westen durch die Friedrichstraße 105–118 (Lage) | Spandauer Vorstadt Gesamtanlagen siehe: Gipsstraße 23A Große Hamburger Straße 5–11, 29–31 Linienstraße 16–21... Rosa-Luxemburg-Straße 30 Rosenthaler Straße 40–41 Spandauer Vorstadt Tucholskystraße 2 Baudenkmale siehe: Almstadtstraße 11, 16, 18, 43 Alte Schönhauser Straße 46, 48–49 Am Zwirngraben, S-Bahnhof Börse Auguststraße 9; 11–13; 14–16; 19, 21; 23; 24–25; 26B; 36; 53; 56–57; 69; 74; 76; 89; 90 Friedrichstraße 107; 112A Gipsstraße 11 Gormannstraße 12 Große Hamburger Straße 13–14; 15–16; 17; 19A; zwischen 25 und 26, Gedenkstätte; 27; 28; 29–31; Sophienkirche, 37 Hirtenstraße 4 Joachimstraße 6; 10; 11; 11A; 14; 15; 16; 20; 21 Johannisstraße 2 Karl-Liebknecht-Straße 27–29 Kleine Alexanderstraße 1–4 Kleine Präsidentenstraße 3 Kleine Rosenthaler Straße 2–3 Koppenplatz 6; 11; 12; 13 Krausnickstraße 3–3A Linienstraße 49; 62; 101; 110; 128–129, 137; 144; 145; 147; 150; 153; 154A; 155, 158; 159; 162; 206 Max-Beer-Straße 2/4 Monbijoupark, Büste Chamisso Monbijouplatz 12 Monbijoustraße 2; 4, 4A Mulackstraße 22; 23 Münzstraße 8; 14/16; 18; 21/23 Neue Promenade 3; 5 Neue Schönhauser Straße 8; 10; 12; 13; 14; 15; 19; 20 Oranienburger Straße, S-Bahnhof; 1–3; 4; 23; 27; 28; 30; 31; 34; 35–36, 50; 54; 71–72; 73–76; 84, 86 Rosenthaler Platz, U-Bahnhof Rosa-Luxemburg-Platz, U-Bahnhof; 2–3 Rosa-Luxemburg-Straße 2/4; 14; 15; 39/41 Rosenthaler Straße 13; 31; 36; 37; 38; 39, 51; 72A Rückerstraße 4 Sophienstraße 2; 3; 5; 8; 9; 11; 18–18A; 22–22A; 28–29 Steinstraße 19; 21 Torstraße 138; 146; 164; 222 Tucholskystr. 6/14; 9; 22; 24; 31/33; 40 Weinmeisterstraße, U-Bahnhof; 15; 16–17 Weydingerstraße 18; 20/22 Ziegelstraße 5–9; 10–11; 12 Gartendenkmale siehe: Große Hamburger Straße (zwischen 25 und 26) Alter jüdischer Friedhof; 29–30 Kleine Rosenthaler Straße 3 Koppenplatz 11 Münzstraße 21/23 | 09035053 – Auguststraße 58 / Große Hamburger Straße, Mietshaus, 1891 |                                     |
| 09011331 | Spandauer Vorstadt begrenzt im Norden durch die Torstraße 6/230 und Weydingerstraße 20/22 im Süden durch S-Bahn, Spree, Dircksenstraße 32–51 und Neue Promenade / Am Zwirngraben im Osten durch die Karl-Liebknecht-Straße 15/33 und im Westen durch die Friedrichstraße 105–118 (Lage) | Spandauer Vorstadt Gesamtanlagen siehe: Gipsstraße 23A Große Hamburger Straße 5–11, 29–31 Linienstraße 16–21... Rosa-Luxemburg-Straße 30 Rosenthaler Straße 40–41 Spandauer Vorstadt Tucholskystraße 2 Baudenkmale siehe: Almstadtstraße 11, 16, 18, 43 Alte Schönhauser Straße 46, 48–49 Am Zwirngraben, S-Bahnhof Börse Auguststraße 9; 11–13; 14–16; 19, 21; 23; 24–25; 26B; 36; 53; 56–57; 69; 74; 76; 89; 90 Friedrichstraße 107; 112A Gipsstraße 11 Gormannstraße 12 Große Hamburger Straße 13–14; 15–16; 17; 19A; zwischen 25 und 26, Gedenkstätte; 27; 28; 29–31; Sophienkirche, 37 Hirtenstraße 4 Joachimstraße 6; 10; 11; 11A; 14; 15; 16; 20; 21 Johannisstraße 2 Karl-Liebknecht-Straße 27–29 Kleine Alexanderstraße 1–4 Kleine Präsidentenstraße 3 Kleine Rosenthaler Straße 2–3 Koppenplatz 6; 11; 12; 13 Krausnickstraße 3–3A Linienstraße 49; 62; 101; 110; 128–129, 137; 144; 145; 147; 150; 153; 154A; 155, 158; 159; 162; 206 Max-Beer-Straße 2/4 Monbijoupark, Büste Chamisso Monbijouplatz 12 Monbijoustraße 2; 4, 4A Mulackstraße 22; 23 Münzstraße 8; 14/16; 18; 21/23 Neue Promenade 3; 5 Neue Schönhauser Straße 8; 10; 12; 13; 14; 15; 19; 20 Oranienburger Straße, S-Bahnhof; 1–3; 4; 23; 27; 28; 30; 31; 34; 35–36, 50; 54; 71–72; 73–76; 84, 86 Rosenthaler Platz, U-Bahnhof Rosa-Luxemburg-Platz, U-Bahnhof; 2–3 Rosa-Luxemburg-Straße 2/4; 14; 15; 39/41 Rosenthaler Straße 13; 31; 36; 37; 38; 39, 51; 72A Rückerstraße 4 Sophienstraße 2; 3; 5; 8; 9; 11; 18–18A; 22–22A; 28–29 Steinstraße 19; 21 Torstraße 138; 146; 164; 222 Tucholskystr. 6/14; 9; 22; 24; 31/33; 40 Weinmeisterstraße, U-Bahnhof; 15; 16–17 Weydingerstraße 18; 20/22 Ziegelstraße 5–9; 10–11; 12 Gartendenkmale siehe: Große Hamburger Straße (zwischen 25 und 26) Alter jüdischer Friedhof; 29–30 Kleine Rosenthaler Straße 3 Koppenplatz 11 Münzstraße 21/23 | 09011342 – Auguststraße 61, Mietshaus, 1880 |                                     |
| 09011331 | Spandauer Vorstadt begrenzt im Norden durch die Torstraße 6/230 und Weydingerstraße 20/22 im Süden durch S-Bahn, Spree, Dircksenstraße 32–51 und Neue Promenade / Am Zwirngraben im Osten durch die Karl-Liebknecht-Straße 15/33 und im Westen durch die Friedrichstraße 105–118 (Lage) | Spandauer Vorstadt Gesamtanlagen siehe: Gipsstraße 23A Große Hamburger Straße 5–11, 29–31 Linienstraße 16–21... Rosa-Luxemburg-Straße 30 Rosenthaler Straße 40–41 Spandauer Vorstadt Tucholskystraße 2 Baudenkmale siehe: Almstadtstraße 11, 16, 18, 43 Alte Schönhauser Straße 46, 48–49 Am Zwirngraben, S-Bahnhof Börse Auguststraße 9; 11–13; 14–16; 19, 21; 23; 24–25; 26B; 36; 53; 56–57; 69; 74; 76; 89; 90 Friedrichstraße 107; 112A Gipsstraße 11 Gormannstraße 12 Große Hamburger Straße 13–14; 15–16; 17; 19A; zwischen 25 und 26, Gedenkstätte; 27; 28; 29–31; Sophienkirche, 37 Hirtenstraße 4 Joachimstraße 6; 10; 11; 11A; 14; 15; 16; 20; 21 Johannisstraße 2 Karl-Liebknecht-Straße 27–29 Kleine Alexanderstraße 1–4 Kleine Präsidentenstraße 3 Kleine Rosenthaler Straße 2–3 Koppenplatz 6; 11; 12; 13 Krausnickstraße 3–3A Linienstraße 49; 62; 101; 110; 128–129, 137; 144; 145; 147; 150; 153; 154A; 155, 158; 159; 162; 206 Max-Beer-Straße 2/4 Monbijoupark, Büste Chamisso Monbijouplatz 12 Monbijoustraße 2; 4, 4A Mulackstraße 22; 23 Münzstraße 8; 14/16; 18; 21/23 Neue Promenade 3; 5 Neue Schönhauser Straße 8; 10; 12; 13; 14; 15; 19; 20 Oranienburger Straße, S-Bahnhof; 1–3; 4; 23; 27; 28; 30; 31; 34; 35–36, 50; 54; 71–72; 73–76; 84, 86 Rosenthaler Platz, U-Bahnhof Rosa-Luxemburg-Platz, U-Bahnhof; 2–3 Rosa-Luxemburg-Straße 2/4; 14; 15; 39/41 Rosenthaler Straße 13; 31; 36; 37; 38; 39, 51; 72A Rückerstraße 4 Sophienstraße 2; 3; 5; 8; 9; 11; 18–18A; 22–22A; 28–29 Steinstraße 19; 21 Torstraße 138; 146; 164; 222 Tucholskystr. 6/14; 9; 22; 24; 31/33; 40 Weinmeisterstraße, U-Bahnhof; 15; 16–17 Weydingerstraße 18; 20/22 Ziegelstraße 5–9; 10–11; 12 Gartendenkmale siehe: Große Hamburger Straße (zwischen 25 und 26) Alter jüdischer Friedhof; 29–30 Kleine Rosenthaler Straße 3 Koppenplatz 11 Münzstraße 21/23 | Gewerbebau, 1880 |                                     |
| 09011331 | Spandauer Vorstadt begrenzt im Norden durch die Torstraße 6/230 und Weydingerstraße 20/22 im Süden durch S-Bahn, Spree, Dircksenstraße 32–51 und Neue Promenade / Am Zwirngraben im Osten durch die Karl-Liebknecht-Straße 15/33 und im Westen durch die Friedrichstraße 105–118 (Lage) | Spandauer Vorstadt Gesamtanlagen siehe: Gipsstraße 23A Große Hamburger Straße 5–11, 29–31 Linienstraße 16–21... Rosa-Luxemburg-Straße 30 Rosenthaler Straße 40–41 Spandauer Vorstadt Tucholskystraße 2 Baudenkmale siehe: Almstadtstraße 11, 16, 18, 43 Alte Schönhauser Straße 46, 48–49 Am Zwirngraben, S-Bahnhof Börse Auguststraße 9; 11–13; 14–16; 19, 21; 23; 24–25; 26B; 36; 53; 56–57; 69; 74; 76; 89; 90 Friedrichstraße 107; 112A Gipsstraße 11 Gormannstraße 12 Große Hamburger Straße 13–14; 15–16; 17; 19A; zwischen 25 und 26, Gedenkstätte; 27; 28; 29–31; Sophienkirche, 37 Hirtenstraße 4 Joachimstraße 6; 10; 11; 11A; 14; 15; 16; 20; 21 Johannisstraße 2 Karl-Liebknecht-Straße 27–29 Kleine Alexanderstraße 1–4 Kleine Präsidentenstraße 3 Kleine Rosenthaler Straße 2–3 Koppenplatz 6; 11; 12; 13 Krausnickstraße 3–3A Linienstraße 49; 62; 101; 110; 128–129, 137; 144; 145; 147; 150; 153; 154A; 155, 158; 159; 162; 206 Max-Beer-Straße 2/4 Monbijoupark, Büste Chamisso Monbijouplatz 12 Monbijoustraße 2; 4, 4A Mulackstraße 22; 23 Münzstraße 8; 14/16; 18; 21/23 Neue Promenade 3; 5 Neue Schönhauser Straße 8; 10; 12; 13; 14; 15; 19; 20 Oranienburger Straße, S-Bahnhof; 1–3; 4; 23; 27; 28; 30; 31; 34; 35–36, 50; 54; 71–72; 73–76; 84, 86 Rosenthaler Platz, U-Bahnhof Rosa-Luxemburg-Platz, U-Bahnhof; 2–3 Rosa-Luxemburg-Straße 2/4; 14; 15; 39/41 Rosenthaler Straße 13; 31; 36; 37; 38; 39, 51; 72A Rückerstraße 4 Sophienstraße 2; 3; 5; 8; 9; 11; 18–18A; 22–22A; 28–29 Steinstraße 19; 21 Torstraße 138; 146; 164; 222 Tucholskystr. 6/14; 9; 22; 24; 31/33; 40 Weinmeisterstraße, U-Bahnhof; 15; 16–17 Weydingerstraße 18; 20/22 Ziegelstraße 5–9; 10–11; 12 Gartendenkmale siehe: Große Hamburger Straße (zwischen 25 und 26) Alter jüdischer Friedhof; 29–30 Kleine Rosenthaler Straße 3 Koppenplatz 11 Münzstraße 21/23 | 09035055 – Auguststraße 63 / Kleine Hamburger Straße, Mietshaus, 1895 |                                     |
| 09011331 | Spandauer Vorstadt begrenzt im Norden durch die Torstraße 6/230 und Weydingerstraße 20/22 im Süden durch S-Bahn, Spree, Dircksenstraße 32–51 und Neue Promenade / Am Zwirngraben im Osten durch die Karl-Liebknecht-Straße 15/33 und im Westen durch die Friedrichstraße 105–118 (Lage) | Spandauer Vorstadt Gesamtanlagen siehe: Gipsstraße 23A Große Hamburger Straße 5–11, 29–31 Linienstraße 16–21... Rosa-Luxemburg-Straße 30 Rosenthaler Straße 40–41 Spandauer Vorstadt Tucholskystraße 2 Baudenkmale siehe: Almstadtstraße 11, 16, 18, 43 Alte Schönhauser Straße 46, 48–49 Am Zwirngraben, S-Bahnhof Börse Auguststraße 9; 11–13; 14–16; 19, 21; 23; 24–25; 26B; 36; 53; 56–57; 69; 74; 76; 89; 90 Friedrichstraße 107; 112A Gipsstraße 11 Gormannstraße 12 Große Hamburger Straße 13–14; 15–16; 17; 19A; zwischen 25 und 26, Gedenkstätte; 27; 28; 29–31; Sophienkirche, 37 Hirtenstraße 4 Joachimstraße 6; 10; 11; 11A; 14; 15; 16; 20; 21 Johannisstraße 2 Karl-Liebknecht-Straße 27–29 Kleine Alexanderstraße 1–4 Kleine Präsidentenstraße 3 Kleine Rosenthaler Straße 2–3 Koppenplatz 6; 11; 12; 13 Krausnickstraße 3–3A Linienstraße 49; 62; 101; 110; 128–129, 137; 144; 145; 147; 150; 153; 154A; 155, 158; 159; 162; 206 Max-Beer-Straße 2/4 Monbijoupark, Büste Chamisso Monbijouplatz 12 Monbijoustraße 2; 4, 4A Mulackstraße 22; 23 Münzstraße 8; 14/16; 18; 21/23 Neue Promenade 3; 5 Neue Schönhauser Straße 8; 10; 12; 13; 14; 15; 19; 20 Oranienburger Straße, S-Bahnhof; 1–3; 4; 23; 27; 28; 30; 31; 34; 35–36, 50; 54; 71–72; 73–76; 84, 86 Rosenthaler Platz, U-Bahnhof Rosa-Luxemburg-Platz, U-Bahnhof; 2–3 Rosa-Luxemburg-Straße 2/4; 14; 15; 39/41 Rosenthaler Straße 13; 31; 36; 37; 38; 39, 51; 72A Rückerstraße 4 Sophienstraße 2; 3; 5; 8; 9; 11; 18–18A; 22–22A; 28–29 Steinstraße 19; 21 Torstraße 138; 146; 164; 222 Tucholskystr. 6/14; 9; 22; 24; 31/33; 40 Weinmeisterstraße, U-Bahnhof; 15; 16–17 Weydingerstraße 18; 20/22 Ziegelstraße 5–9; 10–11; 12 Gartendenkmale siehe: Große Hamburger Straße (zwischen 25 und 26) Alter jüdischer Friedhof; 29–30 Kleine Rosenthaler Straße 3 Koppenplatz 11 Münzstraße 21/23 | 09035056 – Auguststraße 65, Mietshaus, 1885 |                                     |
| 09011331 | Spandauer Vorstadt begrenzt im Norden durch die Torstraße 6/230 und Weydingerstraße 20/22 im Süden durch S-Bahn, Spree, Dircksenstraße 32–51 und Neue Promenade / Am Zwirngraben im Osten durch die Karl-Liebknecht-Straße 15/33 und im Westen durch die Friedrichstraße 105–118 (Lage) | Spandauer Vorstadt Gesamtanlagen siehe: Gipsstraße 23A Große Hamburger Straße 5–11, 29–31 Linienstraße 16–21... Rosa-Luxemburg-Straße 30 Rosenthaler Straße 40–41 Spandauer Vorstadt Tucholskystraße 2 Baudenkmale siehe: Almstadtstraße 11, 16, 18, 43 Alte Schönhauser Straße 46, 48–49 Am Zwirngraben, S-Bahnhof Börse Auguststraße 9; 11–13; 14–16; 19, 21; 23; 24–25; 26B; 36; 53; 56–57; 69; 74; 76; 89; 90 Friedrichstraße 107; 112A Gipsstraße 11 Gormannstraße 12 Große Hamburger Straße 13–14; 15–16; 17; 19A; zwischen 25 und 26, Gedenkstätte; 27; 28; 29–31; Sophienkirche, 37 Hirtenstraße 4 Joachimstraße 6; 10; 11; 11A; 14; 15; 16; 20; 21 Johannisstraße 2 Karl-Liebknecht-Straße 27–29 Kleine Alexanderstraße 1–4 Kleine Präsidentenstraße 3 Kleine Rosenthaler Straße 2–3 Koppenplatz 6; 11; 12; 13 Krausnickstraße 3–3A Linienstraße 49; 62; 101; 110; 128–129, 137; 144; 145; 147; 150; 153; 154A; 155, 158; 159; 162; 206 Max-Beer-Straße 2/4 Monbijoupark, Büste Chamisso Monbijouplatz 12 Monbijoustraße 2; 4, 4A Mulackstraße 22; 23 Münzstraße 8; 14/16; 18; 21/23 Neue Promenade 3; 5 Neue Schönhauser Straße 8; 10; 12; 13; 14; 15; 19; 20 Oranienburger Straße, S-Bahnhof; 1–3; 4; 23; 27; 28; 30; 31; 34; 35–36, 50; 54; 71–72; 73–76; 84, 86 Rosenthaler Platz, U-Bahnhof Rosa-Luxemburg-Platz, U-Bahnhof; 2–3 Rosa-Luxemburg-Straße 2/4; 14; 15; 39/41 Rosenthaler Straße 13; 31; 36; 37; 38; 39, 51; 72A Rückerstraße 4 Sophienstraße 2; 3; 5; 8; 9; 11; 18–18A; 22–22A; 28–29 Steinstraße 19; 21 Torstraße 138; 146; 164; 222 Tucholskystr. 6/14; 9; 22; 24; 31/33; 40 Weinmeisterstraße, U-Bahnhof; 15; 16–17 Weydingerstraße 18; 20/22 Ziegelstraße 5–9; 10–11; 12 Gartendenkmale siehe: Große Hamburger Straße (zwischen 25 und 26) Alter jüdischer Friedhof; 29–30 Kleine Rosenthaler Straße 3 Koppenplatz 11 Münzstraße 21/23 | 09011343 – Auguststraße 70, Mietshaus, 1879 |                                     |
| 09011331 | Spandauer Vorstadt begrenzt im Norden durch die Torstraße 6/230 und Weydingerstraße 20/22 im Süden durch S-Bahn, Spree, Dircksenstraße 32–51 und Neue Promenade / Am Zwirngraben im Osten durch die Karl-Liebknecht-Straße 15/33 und im Westen durch die Friedrichstraße 105–118 (Lage) | Spandauer Vorstadt Gesamtanlagen siehe: Gipsstraße 23A Große Hamburger Straße 5–11, 29–31 Linienstraße 16–21... Rosa-Luxemburg-Straße 30 Rosenthaler Straße 40–41 Spandauer Vorstadt Tucholskystraße 2 Baudenkmale siehe: Almstadtstraße 11, 16, 18, 43 Alte Schönhauser Straße 46, 48–49 Am Zwirngraben, S-Bahnhof Börse Auguststraße 9; 11–13; 14–16; 19, 21; 23; 24–25; 26B; 36; 53; 56–57; 69; 74; 76; 89; 90 Friedrichstraße 107; 112A Gipsstraße 11 Gormannstraße 12 Große Hamburger Straße 13–14; 15–16; 17; 19A; zwischen 25 und 26, Gedenkstätte; 27; 28; 29–31; Sophienkirche, 37 Hirtenstraße 4 Joachimstraße 6; 10; 11; 11A; 14; 15; 16; 20; 21 Johannisstraße 2 Karl-Liebknecht-Straße 27–29 Kleine Alexanderstraße 1–4 Kleine Präsidentenstraße 3 Kleine Rosenthaler Straße 2–3 Koppenplatz 6; 11; 12; 13 Krausnickstraße 3–3A Linienstraße 49; 62; 101; 110; 128–129, 137; 144; 145; 147; 150; 153; 154A; 155, 158; 159; 162; 206 Max-Beer-Straße 2/4 Monbijoupark, Büste Chamisso Monbijouplatz 12 Monbijoustraße 2; 4, 4A Mulackstraße 22; 23 Münzstraße 8; 14/16; 18; 21/23 Neue Promenade 3; 5 Neue Schönhauser Straße 8; 10; 12; 13; 14; 15; 19; 20 Oranienburger Straße, S-Bahnhof; 1–3; 4; 23; 27; 28; 30; 31; 34; 35–36, 50; 54; 71–72; 73–76; 84, 86 Rosenthaler Platz, U-Bahnhof Rosa-Luxemburg-Platz, U-Bahnhof; 2–3 Rosa-Luxemburg-Straße 2/4; 14; 15; 39/41 Rosenthaler Straße 13; 31; 36; 37; 38; 39, 51; 72A Rückerstraße 4 Sophienstraße 2; 3; 5; 8; 9; 11; 18–18A; 22–22A; 28–29 Steinstraße 19; 21 Torstraße 138; 146; 164; 222 Tucholskystr. 6/14; 9; 22; 24; 31/33; 40 Weinmeisterstraße, U-Bahnhof; 15; 16–17 Weydingerstraße 18; 20/22 Ziegelstraße 5–9; 10–11; 12 Gartendenkmale siehe: Große Hamburger Straße (zwischen 25 und 26) Alter jüdischer Friedhof; 29–30 Kleine Rosenthaler Straße 3 Koppenplatz 11 Münzstraße 21/23 | 09011344 – Auguststraße 71, Mietshaus, 1867 |                                     |
| 09011331 | Spandauer Vorstadt begrenzt im Norden durch die Torstraße 6/230 und Weydingerstraße 20/22 im Süden durch S-Bahn, Spree, Dircksenstraße 32–51 und Neue Promenade / Am Zwirngraben im Osten durch die Karl-Liebknecht-Straße 15/33 und im Westen durch die Friedrichstraße 105–118 (Lage) | Spandauer Vorstadt Gesamtanlagen siehe: Gipsstraße 23A Große Hamburger Straße 5–11, 29–31 Linienstraße 16–21... Rosa-Luxemburg-Straße 30 Rosenthaler Straße 40–41 Spandauer Vorstadt Tucholskystraße 2 Baudenkmale siehe: Almstadtstraße 11, 16, 18, 43 Alte Schönhauser Straße 46, 48–49 Am Zwirngraben, S-Bahnhof Börse Auguststraße 9; 11–13; 14–16; 19, 21; 23; 24–25; 26B; 36; 53; 56–57; 69; 74; 76; 89; 90 Friedrichstraße 107; 112A Gipsstraße 11 Gormannstraße 12 Große Hamburger Straße 13–14; 15–16; 17; 19A; zwischen 25 und 26, Gedenkstätte; 27; 28; 29–31; Sophienkirche, 37 Hirtenstraße 4 Joachimstraße 6; 10; 11; 11A; 14; 15; 16; 20; 21 Johannisstraße 2 Karl-Liebknecht-Straße 27–29 Kleine Alexanderstraße 1–4 Kleine Präsidentenstraße 3 Kleine Rosenthaler Straße 2–3 Koppenplatz 6; 11; 12; 13 Krausnickstraße 3–3A Linienstraße 49; 62; 101; 110; 128–129, 137; 144; 145; 147; 150; 153; 154A; 155, 158; 159; 162; 206 Max-Beer-Straße 2/4 Monbijoupark, Büste Chamisso Monbijouplatz 12 Monbijoustraße 2; 4, 4A Mulackstraße 22; 23 Münzstraße 8; 14/16; 18; 21/23 Neue Promenade 3; 5 Neue Schönhauser Straße 8; 10; 12; 13; 14; 15; 19; 20 Oranienburger Straße, S-Bahnhof; 1–3; 4; 23; 27; 28; 30; 31; 34; 35–36, 50; 54; 71–72; 73–76; 84, 86 Rosenthaler Platz, U-Bahnhof Rosa-Luxemburg-Platz, U-Bahnhof; 2–3 Rosa-Luxemburg-Straße 2/4; 14; 15; 39/41 Rosenthaler Straße 13; 31; 36; 37; 38; 39, 51; 72A Rückerstraße 4 Sophienstraße 2; 3; 5; 8; 9; 11; 18–18A; 22–22A; 28–29 Steinstraße 19; 21 Torstraße 138; 146; 164; 222 Tucholskystr. 6/14; 9; 22; 24; 31/33; 40 Weinmeisterstraße, U-Bahnhof; 15; 16–17 Weydingerstraße 18; 20/22 Ziegelstraße 5–9; 10–11; 12 Gartendenkmale siehe: Große Hamburger Straße (zwischen 25 und 26) Alter jüdischer Friedhof; 29–30 Kleine Rosenthaler Straße 3 Koppenplatz 11 Münzstraße 21/23 | 09035085 – Auguststraße 75, Mietshaus, um 1870 |                                     |
| 09011331 | Spandauer Vorstadt begrenzt im Norden durch die Torstraße 6/230 und Weydingerstraße 20/22 im Süden durch S-Bahn, Spree, Dircksenstraße 32–51 und Neue Promenade / Am Zwirngraben im Osten durch die Karl-Liebknecht-Straße 15/33 und im Westen durch die Friedrichstraße 105–118 (Lage) | Spandauer Vorstadt Gesamtanlagen siehe: Gipsstraße 23A Große Hamburger Straße 5–11, 29–31 Linienstraße 16–21... Rosa-Luxemburg-Straße 30 Rosenthaler Straße 40–41 Spandauer Vorstadt Tucholskystraße 2 Baudenkmale siehe: Almstadtstraße 11, 16, 18, 43 Alte Schönhauser Straße 46, 48–49 Am Zwirngraben, S-Bahnhof Börse Auguststraße 9; 11–13; 14–16; 19, 21; 23; 24–25; 26B; 36; 53; 56–57; 69; 74; 76; 89; 90 Friedrichstraße 107; 112A Gipsstraße 11 Gormannstraße 12 Große Hamburger Straße 13–14; 15–16; 17; 19A; zwischen 25 und 26, Gedenkstätte; 27; 28; 29–31; Sophienkirche, 37 Hirtenstraße 4 Joachimstraße 6; 10; 11; 11A; 14; 15; 16; 20; 21 Johannisstraße 2 Karl-Liebknecht-Straße 27–29 Kleine Alexanderstraße 1–4 Kleine Präsidentenstraße 3 Kleine Rosenthaler Straße 2–3 Koppenplatz 6; 11; 12; 13 Krausnickstraße 3–3A Linienstraße 49; 62; 101; 110; 128–129, 137; 144; 145; 147; 150; 153; 154A; 155, 158; 159; 162; 206 Max-Beer-Straße 2/4 Monbijoupark, Büste Chamisso Monbijouplatz 12 Monbijoustraße 2; 4, 4A Mulackstraße 22; 23 Münzstraße 8; 14/16; 18; 21/23 Neue Promenade 3; 5 Neue Schönhauser Straße 8; 10; 12; 13; 14; 15; 19; 20 Oranienburger Straße, S-Bahnhof; 1–3; 4; 23; 27; 28; 30; 31; 34; 35–36, 50; 54; 71–72; 73–76; 84, 86 Rosenthaler Platz, U-Bahnhof Rosa-Luxemburg-Platz, U-Bahnhof; 2–3 Rosa-Luxemburg-Straße 2/4; 14; 15; 39/41 Rosenthaler Straße 13; 31; 36; 37; 38; 39, 51; 72A Rückerstraße 4 Sophienstraße 2; 3; 5; 8; 9; 11; 18–18A; 22–22A; 28–29 Steinstraße 19; 21 Torstraße 138; 146; 164; 222 Tucholskystr. 6/14; 9; 22; 24; 31/33; 40 Weinmeisterstraße, U-Bahnhof; 15; 16–17 Weydingerstraße 18; 20/22 Ziegelstraße 5–9; 10–11; 12 Gartendenkmale siehe: Große Hamburger Straße (zwischen 25 und 26) Alter jüdischer Friedhof; 29–30 Kleine Rosenthaler Straße 3 Koppenplatz 11 Münzstraße 21/23 | 09011345 – Auguststraße 79, Mietshaus, 1886 |                                     |
| 09011331 | Spandauer Vorstadt begrenzt im Norden durch die Torstraße 6/230 und Weydingerstraße 20/22 im Süden durch S-Bahn, Spree, Dircksenstraße 32–51 und Neue Promenade / Am Zwirngraben im Osten durch die Karl-Liebknecht-Straße 15/33 und im Westen durch die Friedrichstraße 105–118 (Lage) | Spandauer Vorstadt Gesamtanlagen siehe: Gipsstraße 23A Große Hamburger Straße 5–11, 29–31 Linienstraße 16–21... Rosa-Luxemburg-Straße 30 Rosenthaler Straße 40–41 Spandauer Vorstadt Tucholskystraße 2 Baudenkmale siehe: Almstadtstraße 11, 16, 18, 43 Alte Schönhauser Straße 46, 48–49 Am Zwirngraben, S-Bahnhof Börse Auguststraße 9; 11–13; 14–16; 19, 21; 23; 24–25; 26B; 36; 53; 56–57; 69; 74; 76; 89; 90 Friedrichstraße 107; 112A Gipsstraße 11 Gormannstraße 12 Große Hamburger Straße 13–14; 15–16; 17; 19A; zwischen 25 und 26, Gedenkstätte; 27; 28; 29–31; Sophienkirche, 37 Hirtenstraße 4 Joachimstraße 6; 10; 11; 11A; 14; 15; 16; 20; 21 Johannisstraße 2 Karl-Liebknecht-Straße 27–29 Kleine Alexanderstraße 1–4 Kleine Präsidentenstraße 3 Kleine Rosenthaler Straße 2–3 Koppenplatz 6; 11; 12; 13 Krausnickstraße 3–3A Linienstraße 49; 62; 101; 110; 128–129, 137; 144; 145; 147; 150; 153; 154A; 155, 158; 159; 162; 206 Max-Beer-Straße 2/4 Monbijoupark, Büste Chamisso Monbijouplatz 12 Monbijoustraße 2; 4, 4A Mulackstraße 22; 23 Münzstraße 8; 14/16; 18; 21/23 Neue Promenade 3; 5 Neue Schönhauser Straße 8; 10; 12; 13; 14; 15; 19; 20 Oranienburger Straße, S-Bahnhof; 1–3; 4; 23; 27; 28; 30; 31; 34; 35–36, 50; 54; 71–72; 73–76; 84, 86 Rosenthaler Platz, U-Bahnhof Rosa-Luxemburg-Platz, U-Bahnhof; 2–3 Rosa-Luxemburg-Straße 2/4; 14; 15; 39/41 Rosenthaler Straße 13; 31; 36; 37; 38; 39, 51; 72A Rückerstraße 4 Sophienstraße 2; 3; 5; 8; 9; 11; 18–18A; 22–22A; 28–29 Steinstraße 19; 21 Torstraße 138; 146; 164; 222 Tucholskystr. 6/14; 9; 22; 24; 31/33; 40 Weinmeisterstraße, U-Bahnhof; 15; 16–17 Weydingerstraße 18; 20/22 Ziegelstraße 5–9; 10–11; 12 Gartendenkmale siehe: Große Hamburger Straße (zwischen 25 und 26) Alter jüdischer Friedhof; 29–30 Kleine Rosenthaler Straße 3 Koppenplatz 11 Münzstraße 21/23 | 09035095 – Auguststraße 80–82, Christliches Hospiz, 1908 |                                     |
| 09011331 | Spandauer Vorstadt begrenzt im Norden durch die Torstraße 6/230 und Weydingerstraße 20/22 im Süden durch S-Bahn, Spree, Dircksenstraße 32–51 und Neue Promenade / Am Zwirngraben im Osten durch die Karl-Liebknecht-Straße 15/33 und im Westen durch die Friedrichstraße 105–118 (Lage) | Spandauer Vorstadt Gesamtanlagen siehe: Gipsstraße 23A Große Hamburger Straße 5–11, 29–31 Linienstraße 16–21... Rosa-Luxemburg-Straße 30 Rosenthaler Straße 40–41 Spandauer Vorstadt Tucholskystraße 2 Baudenkmale siehe: Almstadtstraße 11, 16, 18, 43 Alte Schönhauser Straße 46, 48–49 Am Zwirngraben, S-Bahnhof Börse Auguststraße 9; 11–13; 14–16; 19, 21; 23; 24–25; 26B; 36; 53; 56–57; 69; 74; 76; 89; 90 Friedrichstraße 107; 112A Gipsstraße 11 Gormannstraße 12 Große Hamburger Straße 13–14; 15–16; 17; 19A; zwischen 25 und 26, Gedenkstätte; 27; 28; 29–31; Sophienkirche, 37 Hirtenstraße 4 Joachimstraße 6; 10; 11; 11A; 14; 15; 16; 20; 21 Johannisstraße 2 Karl-Liebknecht-Straße 27–29 Kleine Alexanderstraße 1–4 Kleine Präsidentenstraße 3 Kleine Rosenthaler Straße 2–3 Koppenplatz 6; 11; 12; 13 Krausnickstraße 3–3A Linienstraße 49; 62; 101; 110; 128–129, 137; 144; 145; 147; 150; 153; 154A; 155, 158; 159; 162; 206 Max-Beer-Straße 2/4 Monbijoupark, Büste Chamisso Monbijouplatz 12 Monbijoustraße 2; 4, 4A Mulackstraße 22; 23 Münzstraße 8; 14/16; 18; 21/23 Neue Promenade 3; 5 Neue Schönhauser Straße 8; 10; 12; 13; 14; 15; 19; 20 Oranienburger Straße, S-Bahnhof; 1–3; 4; 23; 27; 28; 30; 31; 34; 35–36, 50; 54; 71–72; 73–76; 84, 86 Rosenthaler Platz, U-Bahnhof Rosa-Luxemburg-Platz, U-Bahnhof; 2–3 Rosa-Luxemburg-Straße 2/4; 14; 15; 39/41 Rosenthaler Straße 13; 31; 36; 37; 38; 39, 51; 72A Rückerstraße 4 Sophienstraße 2; 3; 5; 8; 9; 11; 18–18A; 22–22A; 28–29 Steinstraße 19; 21 Torstraße 138; 146; 164; 222 Tucholskystr. 6/14; 9; 22; 24; 31/33; 40 Weinmeisterstraße, U-Bahnhof; 15; 16–17 Weydingerstraße 18; 20/22 Ziegelstraße 5–9; 10–11; 12 Gartendenkmale siehe: Große Hamburger Straße (zwischen 25 und 26) Alter jüdischer Friedhof; 29–30 Kleine Rosenthaler Straße 3 Koppenplatz 11 Münzstraße 21/23 | 09011346 – Auguststraße 83, Mietshaus, 1882 |                                     |
| 09011331 | Spandauer Vorstadt begrenzt im Norden durch die Torstraße 6/230 und Weydingerstraße 20/22 im Süden durch S-Bahn, Spree, Dircksenstraße 32–51 und Neue Promenade / Am Zwirngraben im Osten durch die Karl-Liebknecht-Straße 15/33 und im Westen durch die Friedrichstraße 105–118 (Lage) | Spandauer Vorstadt Gesamtanlagen siehe: Gipsstraße 23A Große Hamburger Straße 5–11, 29–31 Linienstraße 16–21... Rosa-Luxemburg-Straße 30 Rosenthaler Straße 40–41 Spandauer Vorstadt Tucholskystraße 2 Baudenkmale siehe: Almstadtstraße 11, 16, 18, 43 Alte Schönhauser Straße 46, 48–49 Am Zwirngraben, S-Bahnhof Börse Auguststraße 9; 11–13; 14–16; 19, 21; 23; 24–25; 26B; 36; 53; 56–57; 69; 74; 76; 89; 90 Friedrichstraße 107; 112A Gipsstraße 11 Gormannstraße 12 Große Hamburger Straße 13–14; 15–16; 17; 19A; zwischen 25 und 26, Gedenkstätte; 27; 28; 29–31; Sophienkirche, 37 Hirtenstraße 4 Joachimstraße 6; 10; 11; 11A; 14; 15; 16; 20; 21 Johannisstraße 2 Karl-Liebknecht-Straße 27–29 Kleine Alexanderstraße 1–4 Kleine Präsidentenstraße 3 Kleine Rosenthaler Straße 2–3 Koppenplatz 6; 11; 12; 13 Krausnickstraße 3–3A Linienstraße 49; 62; 101; 110; 128–129, 137; 144; 145; 147; 150; 153; 154A; 155, 158; 159; 162; 206 Max-Beer-Straße 2/4 Monbijoupark, Büste Chamisso Monbijouplatz 12 Monbijoustraße 2; 4, 4A Mulackstraße 22; 23 Münzstraße 8; 14/16; 18; 21/23 Neue Promenade 3; 5 Neue Schönhauser Straße 8; 10; 12; 13; 14; 15; 19; 20 Oranienburger Straße, S-Bahnhof; 1–3; 4; 23; 27; 28; 30; 31; 34; 35–36, 50; 54; 71–72; 73–76; 84, 86 Rosenthaler Platz, U-Bahnhof Rosa-Luxemburg-Platz, U-Bahnhof; 2–3 Rosa-Luxemburg-Straße 2/4; 14; 15; 39/41 Rosenthaler Straße 13; 31; 36; 37; 38; 39, 51; 72A Rückerstraße 4 Sophienstraße 2; 3; 5; 8; 9; 11; 18–18A; 22–22A; 28–29 Steinstraße 19; 21 Torstraße 138; 146; 164; 222 Tucholskystr. 6/14; 9; 22; 24; 31/33; 40 Weinmeisterstraße, U-Bahnhof; 15; 16–17 Weydingerstraße 18; 20/22 Ziegelstraße 5–9; 10–11; 12 Gartendenkmale siehe: Große Hamburger Straße (zwischen 25 und 26) Alter jüdischer Friedhof; 29–30 Kleine Rosenthaler Straße 3 Koppenplatz 11 Münzstraße 21/23 | 09011347 – Auguststraße 84, Mietshaus, um 1885 |                                     |
| 09011331 | Spandauer Vorstadt begrenzt im Norden durch die Torstraße 6/230 und Weydingerstraße 20/22 im Süden durch S-Bahn, Spree, Dircksenstraße 32–51 und Neue Promenade / Am Zwirngraben im Osten durch die Karl-Liebknecht-Straße 15/33 und im Westen durch die Friedrichstraße 105–118 (Lage) | Spandauer Vorstadt Gesamtanlagen siehe: Gipsstraße 23A Große Hamburger Straße 5–11, 29–31 Linienstraße 16–21... Rosa-Luxemburg-Straße 30 Rosenthaler Straße 40–41 Spandauer Vorstadt Tucholskystraße 2 Baudenkmale siehe: Almstadtstraße 11, 16, 18, 43 Alte Schönhauser Straße 46, 48–49 Am Zwirngraben, S-Bahnhof Börse Auguststraße 9; 11–13; 14–16; 19, 21; 23; 24–25; 26B; 36; 53; 56–57; 69; 74; 76; 89; 90 Friedrichstraße 107; 112A Gipsstraße 11 Gormannstraße 12 Große Hamburger Straße 13–14; 15–16; 17; 19A; zwischen 25 und 26, Gedenkstätte; 27; 28; 29–31; Sophienkirche, 37 Hirtenstraße 4 Joachimstraße 6; 10; 11; 11A; 14; 15; 16; 20; 21 Johannisstraße 2 Karl-Liebknecht-Straße 27–29 Kleine Alexanderstraße 1–4 Kleine Präsidentenstraße 3 Kleine Rosenthaler Straße 2–3 Koppenplatz 6; 11; 12; 13 Krausnickstraße 3–3A Linienstraße 49; 62; 101; 110; 128–129, 137; 144; 145; 147; 150; 153; 154A; 155, 158; 159; 162; 206 Max-Beer-Straße 2/4 Monbijoupark, Büste Chamisso Monbijouplatz 12 Monbijoustraße 2; 4, 4A Mulackstraße 22; 23 Münzstraße 8; 14/16; 18; 21/23 Neue Promenade 3; 5 Neue Schönhauser Straße 8; 10; 12; 13; 14; 15; 19; 20 Oranienburger Straße, S-Bahnhof; 1–3; 4; 23; 27; 28; 30; 31; 34; 35–36, 50; 54; 71–72; 73–76; 84, 86 Rosenthaler Platz, U-Bahnhof Rosa-Luxemburg-Platz, U-Bahnhof; 2–3 Rosa-Luxemburg-Straße 2/4; 14; 15; 39/41 Rosenthaler Straße 13; 31; 36; 37; 38; 39, 51; 72A Rückerstraße 4 Sophienstraße 2; 3; 5; 8; 9; 11; 18–18A; 22–22A; 28–29 Steinstraße 19; 21 Torstraße 138; 146; 164; 222 Tucholskystr. 6/14; 9; 22; 24; 31/33; 40 Weinmeisterstraße, U-Bahnhof; 15; 16–17 Weydingerstraße 18; 20/22 Ziegelstraße 5–9; 10–11; 12 Gartendenkmale siehe: Große Hamburger Straße (zwischen 25 und 26) Alter jüdischer Friedhof; 29–30 Kleine Rosenthaler Straße 3 Koppenplatz 11 Münzstraße 21/23 | 09011348 – Auguststraße 85, Mietshaus, 1884 |                                     |
| 09011331 | Spandauer Vorstadt begrenzt im Norden durch die Torstraße 6/230 und Weydingerstraße 20/22 im Süden durch S-Bahn, Spree, Dircksenstraße 32–51 und Neue Promenade / Am Zwirngraben im Osten durch die Karl-Liebknecht-Straße 15/33 und im Westen durch die Friedrichstraße 105–118 (Lage) | Spandauer Vorstadt Gesamtanlagen siehe: Gipsstraße 23A Große Hamburger Straße 5–11, 29–31 Linienstraße 16–21... Rosa-Luxemburg-Straße 30 Rosenthaler Straße 40–41 Spandauer Vorstadt Tucholskystraße 2 Baudenkmale siehe: Almstadtstraße 11, 16, 18, 43 Alte Schönhauser Straße 46, 48–49 Am Zwirngraben, S-Bahnhof Börse Auguststraße 9; 11–13; 14–16; 19, 21; 23; 24–25; 26B; 36; 53; 56–57; 69; 74; 76; 89; 90 Friedrichstraße 107; 112A Gipsstraße 11 Gormannstraße 12 Große Hamburger Straße 13–14; 15–16; 17; 19A; zwischen 25 und 26, Gedenkstätte; 27; 28; 29–31; Sophienkirche, 37 Hirtenstraße 4 Joachimstraße 6; 10; 11; 11A; 14; 15; 16; 20; 21 Johannisstraße 2 Karl-Liebknecht-Straße 27–29 Kleine Alexanderstraße 1–4 Kleine Präsidentenstraße 3 Kleine Rosenthaler Straße 2–3 Koppenplatz 6; 11; 12; 13 Krausnickstraße 3–3A Linienstraße 49; 62; 101; 110; 128–129, 137; 144; 145; 147; 150; 153; 154A; 155, 158; 159; 162; 206 Max-Beer-Straße 2/4 Monbijoupark, Büste Chamisso Monbijouplatz 12 Monbijoustraße 2; 4, 4A Mulackstraße 22; 23 Münzstraße 8; 14/16; 18; 21/23 Neue Promenade 3; 5 Neue Schönhauser Straße 8; 10; 12; 13; 14; 15; 19; 20 Oranienburger Straße, S-Bahnhof; 1–3; 4; 23; 27; 28; 30; 31; 34; 35–36, 50; 54; 71–72; 73–76; 84, 86 Rosenthaler Platz, U-Bahnhof Rosa-Luxemburg-Platz, U-Bahnhof; 2–3 Rosa-Luxemburg-Straße 2/4; 14; 15; 39/41 Rosenthaler Straße 13; 31; 36; 37; 38; 39, 51; 72A Rückerstraße 4 Sophienstraße 2; 3; 5; 8; 9; 11; 18–18A; 22–22A; 28–29 Steinstraße 19; 21 Torstraße 138; 146; 164; 222 Tucholskystr. 6/14; 9; 22; 24; 31/33; 40 Weinmeisterstraße, U-Bahnhof; 15; 16–17 Weydingerstraße 18; 20/22 Ziegelstraße 5–9; 10–11; 12 Gartendenkmale siehe: Große Hamburger Straße (zwischen 25 und 26) Alter jüdischer Friedhof; 29–30 Kleine Rosenthaler Straße 3 Koppenplatz 11 Münzstraße 21/23 | 09011349 – Auguststraße 86, Mietshaus, 1884 |                                     |
| 09011331 | Spandauer Vorstadt begrenzt im Norden durch die Torstraße 6/230 und Weydingerstraße 20/22 im Süden durch S-Bahn, Spree, Dircksenstraße 32–51 und Neue Promenade / Am Zwirngraben im Osten durch die Karl-Liebknecht-Straße 15/33 und im Westen durch die Friedrichstraße 105–118 (Lage) | Spandauer Vorstadt Gesamtanlagen siehe: Gipsstraße 23A Große Hamburger Straße 5–11, 29–31 Linienstraße 16–21... Rosa-Luxemburg-Straße 30 Rosenthaler Straße 40–41 Spandauer Vorstadt Tucholskystraße 2 Baudenkmale siehe: Almstadtstraße 11, 16, 18, 43 Alte Schönhauser Straße 46, 48–49 Am Zwirngraben, S-Bahnhof Börse Auguststraße 9; 11–13; 14–16; 19, 21; 23; 24–25; 26B; 36; 53; 56–57; 69; 74; 76; 89; 90 Friedrichstraße 107; 112A Gipsstraße 11 Gormannstraße 12 Große Hamburger Straße 13–14; 15–16; 17; 19A; zwischen 25 und 26, Gedenkstätte; 27; 28; 29–31; Sophienkirche, 37 Hirtenstraße 4 Joachimstraße 6; 10; 11; 11A; 14; 15; 16; 20; 21 Johannisstraße 2 Karl-Liebknecht-Straße 27–29 Kleine Alexanderstraße 1–4 Kleine Präsidentenstraße 3 Kleine Rosenthaler Straße 2–3 Koppenplatz 6; 11; 12; 13 Krausnickstraße 3–3A Linienstraße 49; 62; 101; 110; 128–129, 137; 144; 145; 147; 150; 153; 154A; 155, 158; 159; 162; 206 Max-Beer-Straße 2/4 Monbijoupark, Büste Chamisso Monbijouplatz 12 Monbijoustraße 2; 4, 4A Mulackstraße 22; 23 Münzstraße 8; 14/16; 18; 21/23 Neue Promenade 3; 5 Neue Schönhauser Straße 8; 10; 12; 13; 14; 15; 19; 20 Oranienburger Straße, S-Bahnhof; 1–3; 4; 23; 27; 28; 30; 31; 34; 35–36, 50; 54; 71–72; 73–76; 84, 86 Rosenthaler Platz, U-Bahnhof Rosa-Luxemburg-Platz, U-Bahnhof; 2–3 Rosa-Luxemburg-Straße 2/4; 14; 15; 39/41 Rosenthaler Straße 13; 31; 36; 37; 38; 39, 51; 72A Rückerstraße 4 Sophienstraße 2; 3; 5; 8; 9; 11; 18–18A; 22–22A; 28–29 Steinstraße 19; 21 Torstraße 138; 146; 164; 222 Tucholskystr. 6/14; 9; 22; 24; 31/33; 40 Weinmeisterstraße, U-Bahnhof; 15; 16–17 Weydingerstraße 18; 20/22 Ziegelstraße 5–9; 10–11; 12 Gartendenkmale siehe: Große Hamburger Straße (zwischen 25 und 26) Alter jüdischer Friedhof; 29–30 Kleine Rosenthaler Straße 3 Koppenplatz 11 Münzstraße 21/23 | 09011350 – Auguststraße 87, Mietshaus (Hofgebäude), 1881 |                                     |
| 09011331 | Spandauer Vorstadt begrenzt im Norden durch die Torstraße 6/230 und Weydingerstraße 20/22 im Süden durch S-Bahn, Spree, Dircksenstraße 32–51 und Neue Promenade / Am Zwirngraben im Osten durch die Karl-Liebknecht-Straße 15/33 und im Westen durch die Friedrichstraße 105–118 (Lage) | Spandauer Vorstadt Gesamtanlagen siehe: Gipsstraße 23A Große Hamburger Straße 5–11, 29–31 Linienstraße 16–21... Rosa-Luxemburg-Straße 30 Rosenthaler Straße 40–41 Spandauer Vorstadt Tucholskystraße 2 Baudenkmale siehe: Almstadtstraße 11, 16, 18, 43 Alte Schönhauser Straße 46, 48–49 Am Zwirngraben, S-Bahnhof Börse Auguststraße 9; 11–13; 14–16; 19, 21; 23; 24–25; 26B; 36; 53; 56–57; 69; 74; 76; 89; 90 Friedrichstraße 107; 112A Gipsstraße 11 Gormannstraße 12 Große Hamburger Straße 13–14; 15–16; 17; 19A; zwischen 25 und 26, Gedenkstätte; 27; 28; 29–31; Sophienkirche, 37 Hirtenstraße 4 Joachimstraße 6; 10; 11; 11A; 14; 15; 16; 20; 21 Johannisstraße 2 Karl-Liebknecht-Straße 27–29 Kleine Alexanderstraße 1–4 Kleine Präsidentenstraße 3 Kleine Rosenthaler Straße 2–3 Koppenplatz 6; 11; 12; 13 Krausnickstraße 3–3A Linienstraße 49; 62; 101; 110; 128–129, 137; 144; 145; 147; 150; 153; 154A; 155, 158; 159; 162; 206 Max-Beer-Straße 2/4 Monbijoupark, Büste Chamisso Monbijouplatz 12 Monbijoustraße 2; 4, 4A Mulackstraße 22; 23 Münzstraße 8; 14/16; 18; 21/23 Neue Promenade 3; 5 Neue Schönhauser Straße 8; 10; 12; 13; 14; 15; 19; 20 Oranienburger Straße, S-Bahnhof; 1–3; 4; 23; 27; 28; 30; 31; 34; 35–36, 50; 54; 71–72; 73–76; 84, 86 Rosenthaler Platz, U-Bahnhof Rosa-Luxemburg-Platz, U-Bahnhof; 2–3 Rosa-Luxemburg-Straße 2/4; 14; 15; 39/41 Rosenthaler Straße 13; 31; 36; 37; 38; 39, 51; 72A Rückerstraße 4 Sophienstraße 2; 3; 5; 8; 9; 11; 18–18A; 22–22A; 28–29 Steinstraße 19; 21 Torstraße 138; 146; 164; 222 Tucholskystr. 6/14; 9; 22; 24; 31/33; 40 Weinmeisterstraße, U-Bahnhof; 15; 16–17 Weydingerstraße 18; 20/22 Ziegelstraße 5–9; 10–11; 12 Gartendenkmale siehe: Große Hamburger Straße (zwischen 25 und 26) Alter jüdischer Friedhof; 29–30 Kleine Rosenthaler Straße 3 Koppenplatz 11 Münzstraße 21/23 | 09035097 – Auguststraße 88, Mietshaus, 1886 |                                     |
| 09011331 | Spandauer Vorstadt begrenzt im Norden durch die Torstraße 6/230 und Weydingerstraße 20/22 im Süden durch S-Bahn, Spree, Dircksenstraße 32–51 und Neue Promenade / Am Zwirngraben im Osten durch die Karl-Liebknecht-Straße 15/33 und im Westen durch die Friedrichstraße 105–118 (Lage) | Spandauer Vorstadt Gesamtanlagen siehe: Gipsstraße 23A Große Hamburger Straße 5–11, 29–31 Linienstraße 16–21... Rosa-Luxemburg-Straße 30 Rosenthaler Straße 40–41 Spandauer Vorstadt Tucholskystraße 2 Baudenkmale siehe: Almstadtstraße 11, 16, 18, 43 Alte Schönhauser Straße 46, 48–49 Am Zwirngraben, S-Bahnhof Börse Auguststraße 9; 11–13; 14–16; 19, 21; 23; 24–25; 26B; 36; 53; 56–57; 69; 74; 76; 89; 90 Friedrichstraße 107; 112A Gipsstraße 11 Gormannstraße 12 Große Hamburger Straße 13–14; 15–16; 17; 19A; zwischen 25 und 26, Gedenkstätte; 27; 28; 29–31; Sophienkirche, 37 Hirtenstraße 4 Joachimstraße 6; 10; 11; 11A; 14; 15; 16; 20; 21 Johannisstraße 2 Karl-Liebknecht-Straße 27–29 Kleine Alexanderstraße 1–4 Kleine Präsidentenstraße 3 Kleine Rosenthaler Straße 2–3 Koppenplatz 6; 11; 12; 13 Krausnickstraße 3–3A Linienstraße 49; 62; 101; 110; 128–129, 137; 144; 145; 147; 150; 153; 154A; 155, 158; 159; 162; 206 Max-Beer-Straße 2/4 Monbijoupark, Büste Chamisso Monbijouplatz 12 Monbijoustraße 2; 4, 4A Mulackstraße 22; 23 Münzstraße 8; 14/16; 18; 21/23 Neue Promenade 3; 5 Neue Schönhauser Straße 8; 10; 12; 13; 14; 15; 19; 20 Oranienburger Straße, S-Bahnhof; 1–3; 4; 23; 27; 28; 30; 31; 34; 35–36, 50; 54; 71–72; 73–76; 84, 86 Rosenthaler Platz, U-Bahnhof Rosa-Luxemburg-Platz, U-Bahnhof; 2–3 Rosa-Luxemburg-Straße 2/4; 14; 15; 39/41 Rosenthaler Straße 13; 31; 36; 37; 38; 39, 51; 72A Rückerstraße 4 Sophienstraße 2; 3; 5; 8; 9; 11; 18–18A; 22–22A; 28–29 Steinstraße 19; 21 Torstraße 138; 146; 164; 222 Tucholskystr. 6/14; 9; 22; 24; 31/33; 40 Weinmeisterstraße, U-Bahnhof; 15; 16–17 Weydingerstraße 18; 20/22 Ziegelstraße 5–9; 10–11; 12 Gartendenkmale siehe: Große Hamburger Straße (zwischen 25 und 26) Alter jüdischer Friedhof; 29–30 Kleine Rosenthaler Straße 3 Koppenplatz 11 Münzstraße 21/23 | 09035100 – Auguststraße 91, Mietshaus, 1885 |                                     |
| 09011331 | Spandauer Vorstadt begrenzt im Norden durch die Torstraße 6/230 und Weydingerstraße 20/22 im Süden durch S-Bahn, Spree, Dircksenstraße 32–51 und Neue Promenade / Am Zwirngraben im Osten durch die Karl-Liebknecht-Straße 15/33 und im Westen durch die Friedrichstraße 105–118 (Lage) | Spandauer Vorstadt Gesamtanlagen siehe: Gipsstraße 23A Große Hamburger Straße 5–11, 29–31 Linienstraße 16–21... Rosa-Luxemburg-Straße 30 Rosenthaler Straße 40–41 Spandauer Vorstadt Tucholskystraße 2 Baudenkmale siehe: Almstadtstraße 11, 16, 18, 43 Alte Schönhauser Straße 46, 48–49 Am Zwirngraben, S-Bahnhof Börse Auguststraße 9; 11–13; 14–16; 19, 21; 23; 24–25; 26B; 36; 53; 56–57; 69; 74; 76; 89; 90 Friedrichstraße 107; 112A Gipsstraße 11 Gormannstraße 12 Große Hamburger Straße 13–14; 15–16; 17; 19A; zwischen 25 und 26, Gedenkstätte; 27; 28; 29–31; Sophienkirche, 37 Hirtenstraße 4 Joachimstraße 6; 10; 11; 11A; 14; 15; 16; 20; 21 Johannisstraße 2 Karl-Liebknecht-Straße 27–29 Kleine Alexanderstraße 1–4 Kleine Präsidentenstraße 3 Kleine Rosenthaler Straße 2–3 Koppenplatz 6; 11; 12; 13 Krausnickstraße 3–3A Linienstraße 49; 62; 101; 110; 128–129, 137; 144; 145; 147; 150; 153; 154A; 155, 158; 159; 162; 206 Max-Beer-Straße 2/4 Monbijoupark, Büste Chamisso Monbijouplatz 12 Monbijoustraße 2; 4, 4A Mulackstraße 22; 23 Münzstraße 8; 14/16; 18; 21/23 Neue Promenade 3; 5 Neue Schönhauser Straße 8; 10; 12; 13; 14; 15; 19; 20 Oranienburger Straße, S-Bahnhof; 1–3; 4; 23; 27; 28; 30; 31; 34; 35–36, 50; 54; 71–72; 73–76; 84, 86 Rosenthaler Platz, U-Bahnhof Rosa-Luxemburg-Platz, U-Bahnhof; 2–3 Rosa-Luxemburg-Straße 2/4; 14; 15; 39/41 Rosenthaler Straße 13; 31; 36; 37; 38; 39, 51; 72A Rückerstraße 4 Sophienstraße 2; 3; 5; 8; 9; 11; 18–18A; 22–22A; 28–29 Steinstraße 19; 21 Torstraße 138; 146; 164; 222 Tucholskystr. 6/14; 9; 22; 24; 31/33; 40 Weinmeisterstraße, U-Bahnhof; 15; 16–17 Weydingerstraße 18; 20/22 Ziegelstraße 5–9; 10–11; 12 Gartendenkmale siehe: Große Hamburger Straße (zwischen 25 und 26) Alter jüdischer Friedhof; 29–30 Kleine Rosenthaler Straße 3 Koppenplatz 11 Münzstraße 21/23 | 09035101 – Auguststraße 92, Mietshaus, um 1880 |                                     |
| 09011331 | Spandauer Vorstadt begrenzt im Norden durch die Torstraße 6/230 und Weydingerstraße 20/22 im Süden durch S-Bahn, Spree, Dircksenstraße 32–51 und Neue Promenade / Am Zwirngraben im Osten durch die Karl-Liebknecht-Straße 15/33 und im Westen durch die Friedrichstraße 105–118 (Lage) | Spandauer Vorstadt Gesamtanlagen siehe: Gipsstraße 23A Große Hamburger Straße 5–11, 29–31 Linienstraße 16–21... Rosa-Luxemburg-Straße 30 Rosenthaler Straße 40–41 Spandauer Vorstadt Tucholskystraße 2 Baudenkmale siehe: Almstadtstraße 11, 16, 18, 43 Alte Schönhauser Straße 46, 48–49 Am Zwirngraben, S-Bahnhof Börse Auguststraße 9; 11–13; 14–16; 19, 21; 23; 24–25; 26B; 36; 53; 56–57; 69; 74; 76; 89; 90 Friedrichstraße 107; 112A Gipsstraße 11 Gormannstraße 12 Große Hamburger Straße 13–14; 15–16; 17; 19A; zwischen 25 und 26, Gedenkstätte; 27; 28; 29–31; Sophienkirche, 37 Hirtenstraße 4 Joachimstraße 6; 10; 11; 11A; 14; 15; 16; 20; 21 Johannisstraße 2 Karl-Liebknecht-Straße 27–29 Kleine Alexanderstraße 1–4 Kleine Präsidentenstraße 3 Kleine Rosenthaler Straße 2–3 Koppenplatz 6; 11; 12; 13 Krausnickstraße 3–3A Linienstraße 49; 62; 101; 110; 128–129, 137; 144; 145; 147; 150; 153; 154A; 155, 158; 159; 162; 206 Max-Beer-Straße 2/4 Monbijoupark, Büste Chamisso Monbijouplatz 12 Monbijoustraße 2; 4, 4A Mulackstraße 22; 23 Münzstraße 8; 14/16; 18; 21/23 Neue Promenade 3; 5 Neue Schönhauser Straße 8; 10; 12; 13; 14; 15; 19; 20 Oranienburger Straße, S-Bahnhof; 1–3; 4; 23; 27; 28; 30; 31; 34; 35–36, 50; 54; 71–72; 73–76; 84, 86 Rosenthaler Platz, U-Bahnhof Rosa-Luxemburg-Platz, U-Bahnhof; 2–3 Rosa-Luxemburg-Straße 2/4; 14; 15; 39/41 Rosenthaler Straße 13; 31; 36; 37; 38; 39, 51; 72A Rückerstraße 4 Sophienstraße 2; 3; 5; 8; 9; 11; 18–18A; 22–22A; 28–29 Steinstraße 19; 21 Torstraße 138; 146; 164; 222 Tucholskystr. 6/14; 9; 22; 24; 31/33; 40 Weinmeisterstraße, U-Bahnhof; 15; 16–17 Weydingerstraße 18; 20/22 Ziegelstraße 5–9; 10–11; 12 Gartendenkmale siehe: Große Hamburger Straße (zwischen 25 und 26) Alter jüdischer Friedhof; 29–30 Kleine Rosenthaler Straße 3 Koppenplatz 11 Münzstraße 21/23 | 09011351 – Dircksenstraße 37, Mietshaus, um 1885 |                                     |
| 09011331 | Spandauer Vorstadt begrenzt im Norden durch die Torstraße 6/230 und Weydingerstraße 20/22 im Süden durch S-Bahn, Spree, Dircksenstraße 32–51 und Neue Promenade / Am Zwirngraben im Osten durch die Karl-Liebknecht-Straße 15/33 und im Westen durch die Friedrichstraße 105–118 (Lage) | Spandauer Vorstadt Gesamtanlagen siehe: Gipsstraße 23A Große Hamburger Straße 5–11, 29–31 Linienstraße 16–21... Rosa-Luxemburg-Straße 30 Rosenthaler Straße 40–41 Spandauer Vorstadt Tucholskystraße 2 Baudenkmale siehe: Almstadtstraße 11, 16, 18, 43 Alte Schönhauser Straße 46, 48–49 Am Zwirngraben, S-Bahnhof Börse Auguststraße 9; 11–13; 14–16; 19, 21; 23; 24–25; 26B; 36; 53; 56–57; 69; 74; 76; 89; 90 Friedrichstraße 107; 112A Gipsstraße 11 Gormannstraße 12 Große Hamburger Straße 13–14; 15–16; 17; 19A; zwischen 25 und 26, Gedenkstätte; 27; 28; 29–31; Sophienkirche, 37 Hirtenstraße 4 Joachimstraße 6; 10; 11; 11A; 14; 15; 16; 20; 21 Johannisstraße 2 Karl-Liebknecht-Straße 27–29 Kleine Alexanderstraße 1–4 Kleine Präsidentenstraße 3 Kleine Rosenthaler Straße 2–3 Koppenplatz 6; 11; 12; 13 Krausnickstraße 3–3A Linienstraße 49; 62; 101; 110; 128–129, 137; 144; 145; 147; 150; 153; 154A; 155, 158; 159; 162; 206 Max-Beer-Straße 2/4 Monbijoupark, Büste Chamisso Monbijouplatz 12 Monbijoustraße 2; 4, 4A Mulackstraße 22; 23 Münzstraße 8; 14/16; 18; 21/23 Neue Promenade 3; 5 Neue Schönhauser Straße 8; 10; 12; 13; 14; 15; 19; 20 Oranienburger Straße, S-Bahnhof; 1–3; 4; 23; 27; 28; 30; 31; 34; 35–36, 50; 54; 71–72; 73–76; 84, 86 Rosenthaler Platz, U-Bahnhof Rosa-Luxemburg-Platz, U-Bahnhof; 2–3 Rosa-Luxemburg-Straße 2/4; 14; 15; 39/41 Rosenthaler Straße 13; 31; 36; 37; 38; 39, 51; 72A Rückerstraße 4 Sophienstraße 2; 3; 5; 8; 9; 11; 18–18A; 22–22A; 28–29 Steinstraße 19; 21 Torstraße 138; 146; 164; 222 Tucholskystr. 6/14; 9; 22; 24; 31/33; 40 Weinmeisterstraße, U-Bahnhof; 15; 16–17 Weydingerstraße 18; 20/22 Ziegelstraße 5–9; 10–11; 12 Gartendenkmale siehe: Große Hamburger Straße (zwischen 25 und 26) Alter jüdischer Friedhof; 29–30 Kleine Rosenthaler Straße 3 Koppenplatz 11 Münzstraße 21/23 | 09011352 – Dircksenstraße 40 / Rochstraße 6, Mietshaus, 1881 |                                     |
| 09011331 | Spandauer Vorstadt begrenzt im Norden durch die Torstraße 6/230 und Weydingerstraße 20/22 im Süden durch S-Bahn, Spree, Dircksenstraße 32–51 und Neue Promenade / Am Zwirngraben im Osten durch die Karl-Liebknecht-Straße 15/33 und im Westen durch die Friedrichstraße 105–118 (Lage) | Spandauer Vorstadt Gesamtanlagen siehe: Gipsstraße 23A Große Hamburger Straße 5–11, 29–31 Linienstraße 16–21... Rosa-Luxemburg-Straße 30 Rosenthaler Straße 40–41 Spandauer Vorstadt Tucholskystraße 2 Baudenkmale siehe: Almstadtstraße 11, 16, 18, 43 Alte Schönhauser Straße 46, 48–49 Am Zwirngraben, S-Bahnhof Börse Auguststraße 9; 11–13; 14–16; 19, 21; 23; 24–25; 26B; 36; 53; 56–57; 69; 74; 76; 89; 90 Friedrichstraße 107; 112A Gipsstraße 11 Gormannstraße 12 Große Hamburger Straße 13–14; 15–16; 17; 19A; zwischen 25 und 26, Gedenkstätte; 27; 28; 29–31; Sophienkirche, 37 Hirtenstraße 4 Joachimstraße 6; 10; 11; 11A; 14; 15; 16; 20; 21 Johannisstraße 2 Karl-Liebknecht-Straße 27–29 Kleine Alexanderstraße 1–4 Kleine Präsidentenstraße 3 Kleine Rosenthaler Straße 2–3 Koppenplatz 6; 11; 12; 13 Krausnickstraße 3–3A Linienstraße 49; 62; 101; 110; 128–129, 137; 144; 145; 147; 150; 153; 154A; 155, 158; 159; 162; 206 Max-Beer-Straße 2/4 Monbijoupark, Büste Chamisso Monbijouplatz 12 Monbijoustraße 2; 4, 4A Mulackstraße 22; 23 Münzstraße 8; 14/16; 18; 21/23 Neue Promenade 3; 5 Neue Schönhauser Straße 8; 10; 12; 13; 14; 15; 19; 20 Oranienburger Straße, S-Bahnhof; 1–3; 4; 23; 27; 28; 30; 31; 34; 35–36, 50; 54; 71–72; 73–76; 84, 86 Rosenthaler Platz, U-Bahnhof Rosa-Luxemburg-Platz, U-Bahnhof; 2–3 Rosa-Luxemburg-Straße 2/4; 14; 15; 39/41 Rosenthaler Straße 13; 31; 36; 37; 38; 39, 51; 72A Rückerstraße 4 Sophienstraße 2; 3; 5; 8; 9; 11; 18–18A; 22–22A; 28–29 Steinstraße 19; 21 Torstraße 138; 146; 164; 222 Tucholskystr. 6/14; 9; 22; 24; 31/33; 40 Weinmeisterstraße, U-Bahnhof; 15; 16–17 Weydingerstraße 18; 20/22 Ziegelstraße 5–9; 10–11; 12 Gartendenkmale siehe: Große Hamburger Straße (zwischen 25 und 26) Alter jüdischer Friedhof; 29–30 Kleine Rosenthaler Straße 3 Koppenplatz 11 Münzstraße 21/23 | 09011353 – Dircksenstraße 41, Mietshaus, um 1895 |                                     |
| 09011331 | Spandauer Vorstadt begrenzt im Norden durch die Torstraße 6/230 und Weydingerstraße 20/22 im Süden durch S-Bahn, Spree, Dircksenstraße 32–51 und Neue Promenade / Am Zwirngraben im Osten durch die Karl-Liebknecht-Straße 15/33 und im Westen durch die Friedrichstraße 105–118 (Lage) | Spandauer Vorstadt Gesamtanlagen siehe: Gipsstraße 23A Große Hamburger Straße 5–11, 29–31 Linienstraße 16–21... Rosa-Luxemburg-Straße 30 Rosenthaler Straße 40–41 Spandauer Vorstadt Tucholskystraße 2 Baudenkmale siehe: Almstadtstraße 11, 16, 18, 43 Alte Schönhauser Straße 46, 48–49 Am Zwirngraben, S-Bahnhof Börse Auguststraße 9; 11–13; 14–16; 19, 21; 23; 24–25; 26B; 36; 53; 56–57; 69; 74; 76; 89; 90 Friedrichstraße 107; 112A Gipsstraße 11 Gormannstraße 12 Große Hamburger Straße 13–14; 15–16; 17; 19A; zwischen 25 und 26, Gedenkstätte; 27; 28; 29–31; Sophienkirche, 37 Hirtenstraße 4 Joachimstraße 6; 10; 11; 11A; 14; 15; 16; 20; 21 Johannisstraße 2 Karl-Liebknecht-Straße 27–29 Kleine Alexanderstraße 1–4 Kleine Präsidentenstraße 3 Kleine Rosenthaler Straße 2–3 Koppenplatz 6; 11; 12; 13 Krausnickstraße 3–3A Linienstraße 49; 62; 101; 110; 128–129, 137; 144; 145; 147; 150; 153; 154A; 155, 158; 159; 162; 206 Max-Beer-Straße 2/4 Monbijoupark, Büste Chamisso Monbijouplatz 12 Monbijoustraße 2; 4, 4A Mulackstraße 22; 23 Münzstraße 8; 14/16; 18; 21/23 Neue Promenade 3; 5 Neue Schönhauser Straße 8; 10; 12; 13; 14; 15; 19; 20 Oranienburger Straße, S-Bahnhof; 1–3; 4; 23; 27; 28; 30; 31; 34; 35–36, 50; 54; 71–72; 73–76; 84, 86 Rosenthaler Platz, U-Bahnhof Rosa-Luxemburg-Platz, U-Bahnhof; 2–3 Rosa-Luxemburg-Straße 2/4; 14; 15; 39/41 Rosenthaler Straße 13; 31; 36; 37; 38; 39, 51; 72A Rückerstraße 4 Sophienstraße 2; 3; 5; 8; 9; 11; 18–18A; 22–22A; 28–29 Steinstraße 19; 21 Torstraße 138; 146; 164; 222 Tucholskystr. 6/14; 9; 22; 24; 31/33; 40 Weinmeisterstraße, U-Bahnhof; 15; 16–17 Weydingerstraße 18; 20/22 Ziegelstraße 5–9; 10–11; 12 Gartendenkmale siehe: Große Hamburger Straße (zwischen 25 und 26) Alter jüdischer Friedhof; 29–30 Kleine Rosenthaler Straße 3 Koppenplatz 11 Münzstraße 21/23 | Gewerbebau, um 1895 |                                     |
| 09011331 | Spandauer Vorstadt begrenzt im Norden durch die Torstraße 6/230 und Weydingerstraße 20/22 im Süden durch S-Bahn, Spree, Dircksenstraße 32–51 und Neue Promenade / Am Zwirngraben im Osten durch die Karl-Liebknecht-Straße 15/33 und im Westen durch die Friedrichstraße 105–118 (Lage) | Spandauer Vorstadt Gesamtanlagen siehe: Gipsstraße 23A Große Hamburger Straße 5–11, 29–31 Linienstraße 16–21... Rosa-Luxemburg-Straße 30 Rosenthaler Straße 40–41 Spandauer Vorstadt Tucholskystraße 2 Baudenkmale siehe: Almstadtstraße 11, 16, 18, 43 Alte Schönhauser Straße 46, 48–49 Am Zwirngraben, S-Bahnhof Börse Auguststraße 9; 11–13; 14–16; 19, 21; 23; 24–25; 26B; 36; 53; 56–57; 69; 74; 76; 89; 90 Friedrichstraße 107; 112A Gipsstraße 11 Gormannstraße 12 Große Hamburger Straße 13–14; 15–16; 17; 19A; zwischen 25 und 26, Gedenkstätte; 27; 28; 29–31; Sophienkirche, 37 Hirtenstraße 4 Joachimstraße 6; 10; 11; 11A; 14; 15; 16; 20; 21 Johannisstraße 2 Karl-Liebknecht-Straße 27–29 Kleine Alexanderstraße 1–4 Kleine Präsidentenstraße 3 Kleine Rosenthaler Straße 2–3 Koppenplatz 6; 11; 12; 13 Krausnickstraße 3–3A Linienstraße 49; 62; 101; 110; 128–129, 137; 144; 145; 147; 150; 153; 154A; 155, 158; 159; 162; 206 Max-Beer-Straße 2/4 Monbijoupark, Büste Chamisso Monbijouplatz 12 Monbijoustraße 2; 4, 4A Mulackstraße 22; 23 Münzstraße 8; 14/16; 18; 21/23 Neue Promenade 3; 5 Neue Schönhauser Straße 8; 10; 12; 13; 14; 15; 19; 20 Oranienburger Straße, S-Bahnhof; 1–3; 4; 23; 27; 28; 30; 31; 34; 35–36, 50; 54; 71–72; 73–76; 84, 86 Rosenthaler Platz, U-Bahnhof Rosa-Luxemburg-Platz, U-Bahnhof; 2–3 Rosa-Luxemburg-Straße 2/4; 14; 15; 39/41 Rosenthaler Straße 13; 31; 36; 37; 38; 39, 51; 72A Rückerstraße 4 Sophienstraße 2; 3; 5; 8; 9; 11; 18–18A; 22–22A; 28–29 Steinstraße 19; 21 Torstraße 138; 146; 164; 222 Tucholskystr. 6/14; 9; 22; 24; 31/33; 40 Weinmeisterstraße, U-Bahnhof; 15; 16–17 Weydingerstraße 18; 20/22 Ziegelstraße 5–9; 10–11; 12 Gartendenkmale siehe: Große Hamburger Straße (zwischen 25 und 26) Alter jüdischer Friedhof; 29–30 Kleine Rosenthaler Straße 3 Koppenplatz 11 Münzstraße 21/23 | 09035103 – Dircksenstraße 45, Mietshaus, um 1895 |                                     |
| 09011331 | Spandauer Vorstadt begrenzt im Norden durch die Torstraße 6/230 und Weydingerstraße 20/22 im Süden durch S-Bahn, Spree, Dircksenstraße 32–51 und Neue Promenade / Am Zwirngraben im Osten durch die Karl-Liebknecht-Straße 15/33 und im Westen durch die Friedrichstraße 105–118 (Lage) | Spandauer Vorstadt Gesamtanlagen siehe: Gipsstraße 23A Große Hamburger Straße 5–11, 29–31 Linienstraße 16–21... Rosa-Luxemburg-Straße 30 Rosenthaler Straße 40–41 Spandauer Vorstadt Tucholskystraße 2 Baudenkmale siehe: Almstadtstraße 11, 16, 18, 43 Alte Schönhauser Straße 46, 48–49 Am Zwirngraben, S-Bahnhof Börse Auguststraße 9; 11–13; 14–16; 19, 21; 23; 24–25; 26B; 36; 53; 56–57; 69; 74; 76; 89; 90 Friedrichstraße 107; 112A Gipsstraße 11 Gormannstraße 12 Große Hamburger Straße 13–14; 15–16; 17; 19A; zwischen 25 und 26, Gedenkstätte; 27; 28; 29–31; Sophienkirche, 37 Hirtenstraße 4 Joachimstraße 6; 10; 11; 11A; 14; 15; 16; 20; 21 Johannisstraße 2 Karl-Liebknecht-Straße 27–29 Kleine Alexanderstraße 1–4 Kleine Präsidentenstraße 3 Kleine Rosenthaler Straße 2–3 Koppenplatz 6; 11; 12; 13 Krausnickstraße 3–3A Linienstraße 49; 62; 101; 110; 128–129, 137; 144; 145; 147; 150; 153; 154A; 155, 158; 159; 162; 206 Max-Beer-Straße 2/4 Monbijoupark, Büste Chamisso Monbijouplatz 12 Monbijoustraße 2; 4, 4A Mulackstraße 22; 23 Münzstraße 8; 14/16; 18; 21/23 Neue Promenade 3; 5 Neue Schönhauser Straße 8; 10; 12; 13; 14; 15; 19; 20 Oranienburger Straße, S-Bahnhof; 1–3; 4; 23; 27; 28; 30; 31; 34; 35–36, 50; 54; 71–72; 73–76; 84, 86 Rosenthaler Platz, U-Bahnhof Rosa-Luxemburg-Platz, U-Bahnhof; 2–3 Rosa-Luxemburg-Straße 2/4; 14; 15; 39/41 Rosenthaler Straße 13; 31; 36; 37; 38; 39, 51; 72A Rückerstraße 4 Sophienstraße 2; 3; 5; 8; 9; 11; 18–18A; 22–22A; 28–29 Steinstraße 19; 21 Torstraße 138; 146; 164; 222 Tucholskystr. 6/14; 9; 22; 24; 31/33; 40 Weinmeisterstraße, U-Bahnhof; 15; 16–17 Weydingerstraße 18; 20/22 Ziegelstraße 5–9; 10–11; 12 Gartendenkmale siehe: Große Hamburger Straße (zwischen 25 und 26) Alter jüdischer Friedhof; 29–30 Kleine Rosenthaler Straße 3 Koppenplatz 11 Münzstraße 21/23 | 09035104 – Dircksenstraße 46, Mietshaus, um 1895 |                                     |
| 09011331 | Spandauer Vorstadt begrenzt im Norden durch die Torstraße 6/230 und Weydingerstraße 20/22 im Süden durch S-Bahn, Spree, Dircksenstraße 32–51 und Neue Promenade / Am Zwirngraben im Osten durch die Karl-Liebknecht-Straße 15/33 und im Westen durch die Friedrichstraße 105–118 (Lage) | Spandauer Vorstadt Gesamtanlagen siehe: Gipsstraße 23A Große Hamburger Straße 5–11, 29–31 Linienstraße 16–21... Rosa-Luxemburg-Straße 30 Rosenthaler Straße 40–41 Spandauer Vorstadt Tucholskystraße 2 Baudenkmale siehe: Almstadtstraße 11, 16, 18, 43 Alte Schönhauser Straße 46, 48–49 Am Zwirngraben, S-Bahnhof Börse Auguststraße 9; 11–13; 14–16; 19, 21; 23; 24–25; 26B; 36; 53; 56–57; 69; 74; 76; 89; 90 Friedrichstraße 107; 112A Gipsstraße 11 Gormannstraße 12 Große Hamburger Straße 13–14; 15–16; 17; 19A; zwischen 25 und 26, Gedenkstätte; 27; 28; 29–31; Sophienkirche, 37 Hirtenstraße 4 Joachimstraße 6; 10; 11; 11A; 14; 15; 16; 20; 21 Johannisstraße 2 Karl-Liebknecht-Straße 27–29 Kleine Alexanderstraße 1–4 Kleine Präsidentenstraße 3 Kleine Rosenthaler Straße 2–3 Koppenplatz 6; 11; 12; 13 Krausnickstraße 3–3A Linienstraße 49; 62; 101; 110; 128–129, 137; 144; 145; 147; 150; 153; 154A; 155, 158; 159; 162; 206 Max-Beer-Straße 2/4 Monbijoupark, Büste Chamisso Monbijouplatz 12 Monbijoustraße 2; 4, 4A Mulackstraße 22; 23 Münzstraße 8; 14/16; 18; 21/23 Neue Promenade 3; 5 Neue Schönhauser Straße 8; 10; 12; 13; 14; 15; 19; 20 Oranienburger Straße, S-Bahnhof; 1–3; 4; 23; 27; 28; 30; 31; 34; 35–36, 50; 54; 71–72; 73–76; 84, 86 Rosenthaler Platz, U-Bahnhof Rosa-Luxemburg-Platz, U-Bahnhof; 2–3 Rosa-Luxemburg-Straße 2/4; 14; 15; 39/41 Rosenthaler Straße 13; 31; 36; 37; 38; 39, 51; 72A Rückerstraße 4 Sophienstraße 2; 3; 5; 8; 9; 11; 18–18A; 22–22A; 28–29 Steinstraße 19; 21 Torstraße 138; 146; 164; 222 Tucholskystr. 6/14; 9; 22; 24; 31/33; 40 Weinmeisterstraße, U-Bahnhof; 15; 16–17 Weydingerstraße 18; 20/22 Ziegelstraße 5–9; 10–11; 12 Gartendenkmale siehe: Große Hamburger Straße (zwischen 25 und 26) Alter jüdischer Friedhof; 29–30 Kleine Rosenthaler Straße 3 Koppenplatz 11 Münzstraße 21/23 | 09035105 – Dircksenstraße 47, Mietshaus, um 1890 |                                     |
| 09011331 | Spandauer Vorstadt begrenzt im Norden durch die Torstraße 6/230 und Weydingerstraße 20/22 im Süden durch S-Bahn, Spree, Dircksenstraße 32–51 und Neue Promenade / Am Zwirngraben im Osten durch die Karl-Liebknecht-Straße 15/33 und im Westen durch die Friedrichstraße 105–118 (Lage) | Spandauer Vorstadt Gesamtanlagen siehe: Gipsstraße 23A Große Hamburger Straße 5–11, 29–31 Linienstraße 16–21... Rosa-Luxemburg-Straße 30 Rosenthaler Straße 40–41 Spandauer Vorstadt Tucholskystraße 2 Baudenkmale siehe: Almstadtstraße 11, 16, 18, 43 Alte Schönhauser Straße 46, 48–49 Am Zwirngraben, S-Bahnhof Börse Auguststraße 9; 11–13; 14–16; 19, 21; 23; 24–25; 26B; 36; 53; 56–57; 69; 74; 76; 89; 90 Friedrichstraße 107; 112A Gipsstraße 11 Gormannstraße 12 Große Hamburger Straße 13–14; 15–16; 17; 19A; zwischen 25 und 26, Gedenkstätte; 27; 28; 29–31; Sophienkirche, 37 Hirtenstraße 4 Joachimstraße 6; 10; 11; 11A; 14; 15; 16; 20; 21 Johannisstraße 2 Karl-Liebknecht-Straße 27–29 Kleine Alexanderstraße 1–4 Kleine Präsidentenstraße 3 Kleine Rosenthaler Straße 2–3 Koppenplatz 6; 11; 12; 13 Krausnickstraße 3–3A Linienstraße 49; 62; 101; 110; 128–129, 137; 144; 145; 147; 150; 153; 154A; 155, 158; 159; 162; 206 Max-Beer-Straße 2/4 Monbijoupark, Büste Chamisso Monbijouplatz 12 Monbijoustraße 2; 4, 4A Mulackstraße 22; 23 Münzstraße 8; 14/16; 18; 21/23 Neue Promenade 3; 5 Neue Schönhauser Straße 8; 10; 12; 13; 14; 15; 19; 20 Oranienburger Straße, S-Bahnhof; 1–3; 4; 23; 27; 28; 30; 31; 34; 35–36, 50; 54; 71–72; 73–76; 84, 86 Rosenthaler Platz, U-Bahnhof Rosa-Luxemburg-Platz, U-Bahnhof; 2–3 Rosa-Luxemburg-Straße 2/4; 14; 15; 39/41 Rosenthaler Straße 13; 31; 36; 37; 38; 39, 51; 72A Rückerstraße 4 Sophienstraße 2; 3; 5; 8; 9; 11; 18–18A; 22–22A; 28–29 Steinstraße 19; 21 Torstraße 138; 146; 164; 222 Tucholskystr. 6/14; 9; 22; 24; 31/33; 40 Weinmeisterstraße, U-Bahnhof; 15; 16–17 Weydingerstraße 18; 20/22 Ziegelstraße 5–9; 10–11; 12 Gartendenkmale siehe: Große Hamburger Straße (zwischen 25 und 26) Alter jüdischer Friedhof; 29–30 Kleine Rosenthaler Straße 3 Koppenplatz 11 Münzstraße 21/23 | Gewerbebau, um 1890 |                                     |
| 09011331 | Spandauer Vorstadt begrenzt im Norden durch die Torstraße 6/230 und Weydingerstraße 20/22 im Süden durch S-Bahn, Spree, Dircksenstraße 32–51 und Neue Promenade / Am Zwirngraben im Osten durch die Karl-Liebknecht-Straße 15/33 und im Westen durch die Friedrichstraße 105–118 (Lage) | Spandauer Vorstadt Gesamtanlagen siehe: Gipsstraße 23A Große Hamburger Straße 5–11, 29–31 Linienstraße 16–21... Rosa-Luxemburg-Straße 30 Rosenthaler Straße 40–41 Spandauer Vorstadt Tucholskystraße 2 Baudenkmale siehe: Almstadtstraße 11, 16, 18, 43 Alte Schönhauser Straße 46, 48–49 Am Zwirngraben, S-Bahnhof Börse Auguststraße 9; 11–13; 14–16; 19, 21; 23; 24–25; 26B; 36; 53; 56–57; 69; 74; 76; 89; 90 Friedrichstraße 107; 112A Gipsstraße 11 Gormannstraße 12 Große Hamburger Straße 13–14; 15–16; 17; 19A; zwischen 25 und 26, Gedenkstätte; 27; 28; 29–31; Sophienkirche, 37 Hirtenstraße 4 Joachimstraße 6; 10; 11; 11A; 14; 15; 16; 20; 21 Johannisstraße 2 Karl-Liebknecht-Straße 27–29 Kleine Alexanderstraße 1–4 Kleine Präsidentenstraße 3 Kleine Rosenthaler Straße 2–3 Koppenplatz 6; 11; 12; 13 Krausnickstraße 3–3A Linienstraße 49; 62; 101; 110; 128–129, 137; 144; 145; 147; 150; 153; 154A; 155, 158; 159; 162; 206 Max-Beer-Straße 2/4 Monbijoupark, Büste Chamisso Monbijouplatz 12 Monbijoustraße 2; 4, 4A Mulackstraße 22; 23 Münzstraße 8; 14/16; 18; 21/23 Neue Promenade 3; 5 Neue Schönhauser Straße 8; 10; 12; 13; 14; 15; 19; 20 Oranienburger Straße, S-Bahnhof; 1–3; 4; 23; 27; 28; 30; 31; 34; 35–36, 50; 54; 71–72; 73–76; 84, 86 Rosenthaler Platz, U-Bahnhof Rosa-Luxemburg-Platz, U-Bahnhof; 2–3 Rosa-Luxemburg-Straße 2/4; 14; 15; 39/41 Rosenthaler Straße 13; 31; 36; 37; 38; 39, 51; 72A Rückerstraße 4 Sophienstraße 2; 3; 5; 8; 9; 11; 18–18A; 22–22A; 28–29 Steinstraße 19; 21 Torstraße 138; 146; 164; 222 Tucholskystr. 6/14; 9; 22; 24; 31/33; 40 Weinmeisterstraße, U-Bahnhof; 15; 16–17 Weydingerstraße 18; 20/22 Ziegelstraße 5–9; 10–11; 12 Gartendenkmale siehe: Große Hamburger Straße (zwischen 25 und 26) Alter jüdischer Friedhof; 29–30 Kleine Rosenthaler Straße 3 Koppenplatz 11 Münzstraße 21/23 | 09035125 – Friedrichstraße 112B, Mietshaus, 1894 |                                     |
| 09011331 | Spandauer Vorstadt begrenzt im Norden durch die Torstraße 6/230 und Weydingerstraße 20/22 im Süden durch S-Bahn, Spree, Dircksenstraße 32–51 und Neue Promenade / Am Zwirngraben im Osten durch die Karl-Liebknecht-Straße 15/33 und im Westen durch die Friedrichstraße 105–118 (Lage) | Spandauer Vorstadt Gesamtanlagen siehe: Gipsstraße 23A Große Hamburger Straße 5–11, 29–31 Linienstraße 16–21... Rosa-Luxemburg-Straße 30 Rosenthaler Straße 40–41 Spandauer Vorstadt Tucholskystraße 2 Baudenkmale siehe: Almstadtstraße 11, 16, 18, 43 Alte Schönhauser Straße 46, 48–49 Am Zwirngraben, S-Bahnhof Börse Auguststraße 9; 11–13; 14–16; 19, 21; 23; 24–25; 26B; 36; 53; 56–57; 69; 74; 76; 89; 90 Friedrichstraße 107; 112A Gipsstraße 11 Gormannstraße 12 Große Hamburger Straße 13–14; 15–16; 17; 19A; zwischen 25 und 26, Gedenkstätte; 27; 28; 29–31; Sophienkirche, 37 Hirtenstraße 4 Joachimstraße 6; 10; 11; 11A; 14; 15; 16; 20; 21 Johannisstraße 2 Karl-Liebknecht-Straße 27–29 Kleine Alexanderstraße 1–4 Kleine Präsidentenstraße 3 Kleine Rosenthaler Straße 2–3 Koppenplatz 6; 11; 12; 13 Krausnickstraße 3–3A Linienstraße 49; 62; 101; 110; 128–129, 137; 144; 145; 147; 150; 153; 154A; 155, 158; 159; 162; 206 Max-Beer-Straße 2/4 Monbijoupark, Büste Chamisso Monbijouplatz 12 Monbijoustraße 2; 4, 4A Mulackstraße 22; 23 Münzstraße 8; 14/16; 18; 21/23 Neue Promenade 3; 5 Neue Schönhauser Straße 8; 10; 12; 13; 14; 15; 19; 20 Oranienburger Straße, S-Bahnhof; 1–3; 4; 23; 27; 28; 30; 31; 34; 35–36, 50; 54; 71–72; 73–76; 84, 86 Rosenthaler Platz, U-Bahnhof Rosa-Luxemburg-Platz, U-Bahnhof; 2–3 Rosa-Luxemburg-Straße 2/4; 14; 15; 39/41 Rosenthaler Straße 13; 31; 36; 37; 38; 39, 51; 72A Rückerstraße 4 Sophienstraße 2; 3; 5; 8; 9; 11; 18–18A; 22–22A; 28–29 Steinstraße 19; 21 Torstraße 138; 146; 164; 222 Tucholskystr. 6/14; 9; 22; 24; 31/33; 40 Weinmeisterstraße, U-Bahnhof; 15; 16–17 Weydingerstraße 18; 20/22 Ziegelstraße 5–9; 10–11; 12 Gartendenkmale siehe: Große Hamburger Straße (zwischen 25 und 26) Alter jüdischer Friedhof; 29–30 Kleine Rosenthaler Straße 3 Koppenplatz 11 Münzstraße 21/23 | 09035126 – Friedrichstraße 113, Mietshaus, 1873, Aufstockung um 1930 |                                     |
| 09011331 | Spandauer Vorstadt begrenzt im Norden durch die Torstraße 6/230 und Weydingerstraße 20/22 im Süden durch S-Bahn, Spree, Dircksenstraße 32–51 und Neue Promenade / Am Zwirngraben im Osten durch die Karl-Liebknecht-Straße 15/33 und im Westen durch die Friedrichstraße 105–118 (Lage) | Spandauer Vorstadt Gesamtanlagen siehe: Gipsstraße 23A Große Hamburger Straße 5–11, 29–31 Linienstraße 16–21... Rosa-Luxemburg-Straße 30 Rosenthaler Straße 40–41 Spandauer Vorstadt Tucholskystraße 2 Baudenkmale siehe: Almstadtstraße 11, 16, 18, 43 Alte Schönhauser Straße 46, 48–49 Am Zwirngraben, S-Bahnhof Börse Auguststraße 9; 11–13; 14–16; 19, 21; 23; 24–25; 26B; 36; 53; 56–57; 69; 74; 76; 89; 90 Friedrichstraße 107; 112A Gipsstraße 11 Gormannstraße 12 Große Hamburger Straße 13–14; 15–16; 17; 19A; zwischen 25 und 26, Gedenkstätte; 27; 28; 29–31; Sophienkirche, 37 Hirtenstraße 4 Joachimstraße 6; 10; 11; 11A; 14; 15; 16; 20; 21 Johannisstraße 2 Karl-Liebknecht-Straße 27–29 Kleine Alexanderstraße 1–4 Kleine Präsidentenstraße 3 Kleine Rosenthaler Straße 2–3 Koppenplatz 6; 11; 12; 13 Krausnickstraße 3–3A Linienstraße 49; 62; 101; 110; 128–129, 137; 144; 145; 147; 150; 153; 154A; 155, 158; 159; 162; 206 Max-Beer-Straße 2/4 Monbijoupark, Büste Chamisso Monbijouplatz 12 Monbijoustraße 2; 4, 4A Mulackstraße 22; 23 Münzstraße 8; 14/16; 18; 21/23 Neue Promenade 3; 5 Neue Schönhauser Straße 8; 10; 12; 13; 14; 15; 19; 20 Oranienburger Straße, S-Bahnhof; 1–3; 4; 23; 27; 28; 30; 31; 34; 35–36, 50; 54; 71–72; 73–76; 84, 86 Rosenthaler Platz, U-Bahnhof Rosa-Luxemburg-Platz, U-Bahnhof; 2–3 Rosa-Luxemburg-Straße 2/4; 14; 15; 39/41 Rosenthaler Straße 13; 31; 36; 37; 38; 39, 51; 72A Rückerstraße 4 Sophienstraße 2; 3; 5; 8; 9; 11; 18–18A; 22–22A; 28–29 Steinstraße 19; 21 Torstraße 138; 146; 164; 222 Tucholskystr. 6/14; 9; 22; 24; 31/33; 40 Weinmeisterstraße, U-Bahnhof; 15; 16–17 Weydingerstraße 18; 20/22 Ziegelstraße 5–9; 10–11; 12 Gartendenkmale siehe: Große Hamburger Straße (zwischen 25 und 26) Alter jüdischer Friedhof; 29–30 Kleine Rosenthaler Straße 3 Koppenplatz 11 Münzstraße 21/23 | 09035127 – Friedrichstraße 113A / Oranienburger Straße 51, Wohn- und Geschäftshaus, 1892 |                                     |
| 09011331 | Spandauer Vorstadt begrenzt im Norden durch die Torstraße 6/230 und Weydingerstraße 20/22 im Süden durch S-Bahn, Spree, Dircksenstraße 32–51 und Neue Promenade / Am Zwirngraben im Osten durch die Karl-Liebknecht-Straße 15/33 und im Westen durch die Friedrichstraße 105–118 (Lage) | Spandauer Vorstadt Gesamtanlagen siehe: Gipsstraße 23A Große Hamburger Straße 5–11, 29–31 Linienstraße 16–21... Rosa-Luxemburg-Straße 30 Rosenthaler Straße 40–41 Spandauer Vorstadt Tucholskystraße 2 Baudenkmale siehe: Almstadtstraße 11, 16, 18, 43 Alte Schönhauser Straße 46, 48–49 Am Zwirngraben, S-Bahnhof Börse Auguststraße 9; 11–13; 14–16; 19, 21; 23; 24–25; 26B; 36; 53; 56–57; 69; 74; 76; 89; 90 Friedrichstraße 107; 112A Gipsstraße 11 Gormannstraße 12 Große Hamburger Straße 13–14; 15–16; 17; 19A; zwischen 25 und 26, Gedenkstätte; 27; 28; 29–31; Sophienkirche, 37 Hirtenstraße 4 Joachimstraße 6; 10; 11; 11A; 14; 15; 16; 20; 21 Johannisstraße 2 Karl-Liebknecht-Straße 27–29 Kleine Alexanderstraße 1–4 Kleine Präsidentenstraße 3 Kleine Rosenthaler Straße 2–3 Koppenplatz 6; 11; 12; 13 Krausnickstraße 3–3A Linienstraße 49; 62; 101; 110; 128–129, 137; 144; 145; 147; 150; 153; 154A; 155, 158; 159; 162; 206 Max-Beer-Straße 2/4 Monbijoupark, Büste Chamisso Monbijouplatz 12 Monbijoustraße 2; 4, 4A Mulackstraße 22; 23 Münzstraße 8; 14/16; 18; 21/23 Neue Promenade 3; 5 Neue Schönhauser Straße 8; 10; 12; 13; 14; 15; 19; 20 Oranienburger Straße, S-Bahnhof; 1–3; 4; 23; 27; 28; 30; 31; 34; 35–36, 50; 54; 71–72; 73–76; 84, 86 Rosenthaler Platz, U-Bahnhof Rosa-Luxemburg-Platz, U-Bahnhof; 2–3 Rosa-Luxemburg-Straße 2/4; 14; 15; 39/41 Rosenthaler Straße 13; 31; 36; 37; 38; 39, 51; 72A Rückerstraße 4 Sophienstraße 2; 3; 5; 8; 9; 11; 18–18A; 22–22A; 28–29 Steinstraße 19; 21 Torstraße 138; 146; 164; 222 Tucholskystr. 6/14; 9; 22; 24; 31/33; 40 Weinmeisterstraße, U-Bahnhof; 15; 16–17 Weydingerstraße 18; 20/22 Ziegelstraße 5–9; 10–11; 12 Gartendenkmale siehe: Große Hamburger Straße (zwischen 25 und 26) Alter jüdischer Friedhof; 29–30 Kleine Rosenthaler Straße 3 Koppenplatz 11 Münzstraße 21/23 | 09035128 – Friedrichstraße 114 / Linienstraße 135, Mietshaus, 1867 |                                     |
| 09011331 | Spandauer Vorstadt begrenzt im Norden durch die Torstraße 6/230 und Weydingerstraße 20/22 im Süden durch S-Bahn, Spree, Dircksenstraße 32–51 und Neue Promenade / Am Zwirngraben im Osten durch die Karl-Liebknecht-Straße 15/33 und im Westen durch die Friedrichstraße 105–118 (Lage) | Spandauer Vorstadt Gesamtanlagen siehe: Gipsstraße 23A Große Hamburger Straße 5–11, 29–31 Linienstraße 16–21... Rosa-Luxemburg-Straße 30 Rosenthaler Straße 40–41 Spandauer Vorstadt Tucholskystraße 2 Baudenkmale siehe: Almstadtstraße 11, 16, 18, 43 Alte Schönhauser Straße 46, 48–49 Am Zwirngraben, S-Bahnhof Börse Auguststraße 9; 11–13; 14–16; 19, 21; 23; 24–25; 26B; 36; 53; 56–57; 69; 74; 76; 89; 90 Friedrichstraße 107; 112A Gipsstraße 11 Gormannstraße 12 Große Hamburger Straße 13–14; 15–16; 17; 19A; zwischen 25 und 26, Gedenkstätte; 27; 28; 29–31; Sophienkirche, 37 Hirtenstraße 4 Joachimstraße 6; 10; 11; 11A; 14; 15; 16; 20; 21 Johannisstraße 2 Karl-Liebknecht-Straße 27–29 Kleine Alexanderstraße 1–4 Kleine Präsidentenstraße 3 Kleine Rosenthaler Straße 2–3 Koppenplatz 6; 11; 12; 13 Krausnickstraße 3–3A Linienstraße 49; 62; 101; 110; 128–129, 137; 144; 145; 147; 150; 153; 154A; 155, 158; 159; 162; 206 Max-Beer-Straße 2/4 Monbijoupark, Büste Chamisso Monbijouplatz 12 Monbijoustraße 2; 4, 4A Mulackstraße 22; 23 Münzstraße 8; 14/16; 18; 21/23 Neue Promenade 3; 5 Neue Schönhauser Straße 8; 10; 12; 13; 14; 15; 19; 20 Oranienburger Straße, S-Bahnhof; 1–3; 4; 23; 27; 28; 30; 31; 34; 35–36, 50; 54; 71–72; 73–76; 84, 86 Rosenthaler Platz, U-Bahnhof Rosa-Luxemburg-Platz, U-Bahnhof; 2–3 Rosa-Luxemburg-Straße 2/4; 14; 15; 39/41 Rosenthaler Straße 13; 31; 36; 37; 38; 39, 51; 72A Rückerstraße 4 Sophienstraße 2; 3; 5; 8; 9; 11; 18–18A; 22–22A; 28–29 Steinstraße 19; 21 Torstraße 138; 146; 164; 222 Tucholskystr. 6/14; 9; 22; 24; 31/33; 40 Weinmeisterstraße, U-Bahnhof; 15; 16–17 Weydingerstraße 18; 20/22 Ziegelstraße 5–9; 10–11; 12 Gartendenkmale siehe: Große Hamburger Straße (zwischen 25 und 26) Alter jüdischer Friedhof; 29–30 Kleine Rosenthaler Straße 3 Koppenplatz 11 Münzstraße 21/23 | 09035129 – Friedrichstraße 114A, Mietshaus, 1864 |                                     |
| 09011331 | Spandauer Vorstadt begrenzt im Norden durch die Torstraße 6/230 und Weydingerstraße 20/22 im Süden durch S-Bahn, Spree, Dircksenstraße 32–51 und Neue Promenade / Am Zwirngraben im Osten durch die Karl-Liebknecht-Straße 15/33 und im Westen durch die Friedrichstraße 105–118 (Lage) | Spandauer Vorstadt Gesamtanlagen siehe: Gipsstraße 23A Große Hamburger Straße 5–11, 29–31 Linienstraße 16–21... Rosa-Luxemburg-Straße 30 Rosenthaler Straße 40–41 Spandauer Vorstadt Tucholskystraße 2 Baudenkmale siehe: Almstadtstraße 11, 16, 18, 43 Alte Schönhauser Straße 46, 48–49 Am Zwirngraben, S-Bahnhof Börse Auguststraße 9; 11–13; 14–16; 19, 21; 23; 24–25; 26B; 36; 53; 56–57; 69; 74; 76; 89; 90 Friedrichstraße 107; 112A Gipsstraße 11 Gormannstraße 12 Große Hamburger Straße 13–14; 15–16; 17; 19A; zwischen 25 und 26, Gedenkstätte; 27; 28; 29–31; Sophienkirche, 37 Hirtenstraße 4 Joachimstraße 6; 10; 11; 11A; 14; 15; 16; 20; 21 Johannisstraße 2 Karl-Liebknecht-Straße 27–29 Kleine Alexanderstraße 1–4 Kleine Präsidentenstraße 3 Kleine Rosenthaler Straße 2–3 Koppenplatz 6; 11; 12; 13 Krausnickstraße 3–3A Linienstraße 49; 62; 101; 110; 128–129, 137; 144; 145; 147; 150; 153; 154A; 155, 158; 159; 162; 206 Max-Beer-Straße 2/4 Monbijoupark, Büste Chamisso Monbijouplatz 12 Monbijoustraße 2; 4, 4A Mulackstraße 22; 23 Münzstraße 8; 14/16; 18; 21/23 Neue Promenade 3; 5 Neue Schönhauser Straße 8; 10; 12; 13; 14; 15; 19; 20 Oranienburger Straße, S-Bahnhof; 1–3; 4; 23; 27; 28; 30; 31; 34; 35–36, 50; 54; 71–72; 73–76; 84, 86 Rosenthaler Platz, U-Bahnhof Rosa-Luxemburg-Platz, U-Bahnhof; 2–3 Rosa-Luxemburg-Straße 2/4; 14; 15; 39/41 Rosenthaler Straße 13; 31; 36; 37; 38; 39, 51; 72A Rückerstraße 4 Sophienstraße 2; 3; 5; 8; 9; 11; 18–18A; 22–22A; 28–29 Steinstraße 19; 21 Torstraße 138; 146; 164; 222 Tucholskystr. 6/14; 9; 22; 24; 31/33; 40 Weinmeisterstraße, U-Bahnhof; 15; 16–17 Weydingerstraße 18; 20/22 Ziegelstraße 5–9; 10–11; 12 Gartendenkmale siehe: Große Hamburger Straße (zwischen 25 und 26) Alter jüdischer Friedhof; 29–30 Kleine Rosenthaler Straße 3 Koppenplatz 11 Münzstraße 21/23 | 09035130 – Friedrichstraße 115, Mietshaus, 1866 |                                     |
| 09011331 | Spandauer Vorstadt begrenzt im Norden durch die Torstraße 6/230 und Weydingerstraße 20/22 im Süden durch S-Bahn, Spree, Dircksenstraße 32–51 und Neue Promenade / Am Zwirngraben im Osten durch die Karl-Liebknecht-Straße 15/33 und im Westen durch die Friedrichstraße 105–118 (Lage) | Spandauer Vorstadt Gesamtanlagen siehe: Gipsstraße 23A Große Hamburger Straße 5–11, 29–31 Linienstraße 16–21... Rosa-Luxemburg-Straße 30 Rosenthaler Straße 40–41 Spandauer Vorstadt Tucholskystraße 2 Baudenkmale siehe: Almstadtstraße 11, 16, 18, 43 Alte Schönhauser Straße 46, 48–49 Am Zwirngraben, S-Bahnhof Börse Auguststraße 9; 11–13; 14–16; 19, 21; 23; 24–25; 26B; 36; 53; 56–57; 69; 74; 76; 89; 90 Friedrichstraße 107; 112A Gipsstraße 11 Gormannstraße 12 Große Hamburger Straße 13–14; 15–16; 17; 19A; zwischen 25 und 26, Gedenkstätte; 27; 28; 29–31; Sophienkirche, 37 Hirtenstraße 4 Joachimstraße 6; 10; 11; 11A; 14; 15; 16; 20; 21 Johannisstraße 2 Karl-Liebknecht-Straße 27–29 Kleine Alexanderstraße 1–4 Kleine Präsidentenstraße 3 Kleine Rosenthaler Straße 2–3 Koppenplatz 6; 11; 12; 13 Krausnickstraße 3–3A Linienstraße 49; 62; 101; 110; 128–129, 137; 144; 145; 147; 150; 153; 154A; 155, 158; 159; 162; 206 Max-Beer-Straße 2/4 Monbijoupark, Büste Chamisso Monbijouplatz 12 Monbijoustraße 2; 4, 4A Mulackstraße 22; 23 Münzstraße 8; 14/16; 18; 21/23 Neue Promenade 3; 5 Neue Schönhauser Straße 8; 10; 12; 13; 14; 15; 19; 20 Oranienburger Straße, S-Bahnhof; 1–3; 4; 23; 27; 28; 30; 31; 34; 35–36, 50; 54; 71–72; 73–76; 84, 86 Rosenthaler Platz, U-Bahnhof Rosa-Luxemburg-Platz, U-Bahnhof; 2–3 Rosa-Luxemburg-Straße 2/4; 14; 15; 39/41 Rosenthaler Straße 13; 31; 36; 37; 38; 39, 51; 72A Rückerstraße 4 Sophienstraße 2; 3; 5; 8; 9; 11; 18–18A; 22–22A; 28–29 Steinstraße 19; 21 Torstraße 138; 146; 164; 222 Tucholskystr. 6/14; 9; 22; 24; 31/33; 40 Weinmeisterstraße, U-Bahnhof; 15; 16–17 Weydingerstraße 18; 20/22 Ziegelstraße 5–9; 10–11; 12 Gartendenkmale siehe: Große Hamburger Straße (zwischen 25 und 26) Alter jüdischer Friedhof; 29–30 Kleine Rosenthaler Straße 3 Koppenplatz 11 Münzstraße 21/23 | 09035148 – Gipsstraße 2, Mietshaus, 1890 |                                     |
| 09011331 | Spandauer Vorstadt begrenzt im Norden durch die Torstraße 6/230 und Weydingerstraße 20/22 im Süden durch S-Bahn, Spree, Dircksenstraße 32–51 und Neue Promenade / Am Zwirngraben im Osten durch die Karl-Liebknecht-Straße 15/33 und im Westen durch die Friedrichstraße 105–118 (Lage) | Spandauer Vorstadt Gesamtanlagen siehe: Gipsstraße 23A Große Hamburger Straße 5–11, 29–31 Linienstraße 16–21... Rosa-Luxemburg-Straße 30 Rosenthaler Straße 40–41 Spandauer Vorstadt Tucholskystraße 2 Baudenkmale siehe: Almstadtstraße 11, 16, 18, 43 Alte Schönhauser Straße 46, 48–49 Am Zwirngraben, S-Bahnhof Börse Auguststraße 9; 11–13; 14–16; 19, 21; 23; 24–25; 26B; 36; 53; 56–57; 69; 74; 76; 89; 90 Friedrichstraße 107; 112A Gipsstraße 11 Gormannstraße 12 Große Hamburger Straße 13–14; 15–16; 17; 19A; zwischen 25 und 26, Gedenkstätte; 27; 28; 29–31; Sophienkirche, 37 Hirtenstraße 4 Joachimstraße 6; 10; 11; 11A; 14; 15; 16; 20; 21 Johannisstraße 2 Karl-Liebknecht-Straße 27–29 Kleine Alexanderstraße 1–4 Kleine Präsidentenstraße 3 Kleine Rosenthaler Straße 2–3 Koppenplatz 6; 11; 12; 13 Krausnickstraße 3–3A Linienstraße 49; 62; 101; 110; 128–129, 137; 144; 145; 147; 150; 153; 154A; 155, 158; 159; 162; 206 Max-Beer-Straße 2/4 Monbijoupark, Büste Chamisso Monbijouplatz 12 Monbijoustraße 2; 4, 4A Mulackstraße 22; 23 Münzstraße 8; 14/16; 18; 21/23 Neue Promenade 3; 5 Neue Schönhauser Straße 8; 10; 12; 13; 14; 15; 19; 20 Oranienburger Straße, S-Bahnhof; 1–3; 4; 23; 27; 28; 30; 31; 34; 35–36, 50; 54; 71–72; 73–76; 84, 86 Rosenthaler Platz, U-Bahnhof Rosa-Luxemburg-Platz, U-Bahnhof; 2–3 Rosa-Luxemburg-Straße 2/4; 14; 15; 39/41 Rosenthaler Straße 13; 31; 36; 37; 38; 39, 51; 72A Rückerstraße 4 Sophienstraße 2; 3; 5; 8; 9; 11; 18–18A; 22–22A; 28–29 Steinstraße 19; 21 Torstraße 138; 146; 164; 222 Tucholskystr. 6/14; 9; 22; 24; 31/33; 40 Weinmeisterstraße, U-Bahnhof; 15; 16–17 Weydingerstraße 18; 20/22 Ziegelstraße 5–9; 10–11; 12 Gartendenkmale siehe: Große Hamburger Straße (zwischen 25 und 26) Alter jüdischer Friedhof; 29–30 Kleine Rosenthaler Straße 3 Koppenplatz 11 Münzstraße 21/23 | 09035149 – Gipsstraße 3, ehem. Katholisches Hospital (heute Musikschule), Vorderhaus, 1836 |                                     |
| 09011331 | Spandauer Vorstadt begrenzt im Norden durch die Torstraße 6/230 und Weydingerstraße 20/22 im Süden durch S-Bahn, Spree, Dircksenstraße 32–51 und Neue Promenade / Am Zwirngraben im Osten durch die Karl-Liebknecht-Straße 15/33 und im Westen durch die Friedrichstraße 105–118 (Lage) | Spandauer Vorstadt Gesamtanlagen siehe: Gipsstraße 23A Große Hamburger Straße 5–11, 29–31 Linienstraße 16–21... Rosa-Luxemburg-Straße 30 Rosenthaler Straße 40–41 Spandauer Vorstadt Tucholskystraße 2 Baudenkmale siehe: Almstadtstraße 11, 16, 18, 43 Alte Schönhauser Straße 46, 48–49 Am Zwirngraben, S-Bahnhof Börse Auguststraße 9; 11–13; 14–16; 19, 21; 23; 24–25; 26B; 36; 53; 56–57; 69; 74; 76; 89; 90 Friedrichstraße 107; 112A Gipsstraße 11 Gormannstraße 12 Große Hamburger Straße 13–14; 15–16; 17; 19A; zwischen 25 und 26, Gedenkstätte; 27; 28; 29–31; Sophienkirche, 37 Hirtenstraße 4 Joachimstraße 6; 10; 11; 11A; 14; 15; 16; 20; 21 Johannisstraße 2 Karl-Liebknecht-Straße 27–29 Kleine Alexanderstraße 1–4 Kleine Präsidentenstraße 3 Kleine Rosenthaler Straße 2–3 Koppenplatz 6; 11; 12; 13 Krausnickstraße 3–3A Linienstraße 49; 62; 101; 110; 128–129, 137; 144; 145; 147; 150; 153; 154A; 155, 158; 159; 162; 206 Max-Beer-Straße 2/4 Monbijoupark, Büste Chamisso Monbijouplatz 12 Monbijoustraße 2; 4, 4A Mulackstraße 22; 23 Münzstraße 8; 14/16; 18; 21/23 Neue Promenade 3; 5 Neue Schönhauser Straße 8; 10; 12; 13; 14; 15; 19; 20 Oranienburger Straße, S-Bahnhof; 1–3; 4; 23; 27; 28; 30; 31; 34; 35–36, 50; 54; 71–72; 73–76; 84, 86 Rosenthaler Platz, U-Bahnhof Rosa-Luxemburg-Platz, U-Bahnhof; 2–3 Rosa-Luxemburg-Straße 2/4; 14; 15; 39/41 Rosenthaler Straße 13; 31; 36; 37; 38; 39, 51; 72A Rückerstraße 4 Sophienstraße 2; 3; 5; 8; 9; 11; 18–18A; 22–22A; 28–29 Steinstraße 19; 21 Torstraße 138; 146; 164; 222 Tucholskystr. 6/14; 9; 22; 24; 31/33; 40 Weinmeisterstraße, U-Bahnhof; 15; 16–17 Weydingerstraße 18; 20/22 Ziegelstraße 5–9; 10–11; 12 Gartendenkmale siehe: Große Hamburger Straße (zwischen 25 und 26) Alter jüdischer Friedhof; 29–30 Kleine Rosenthaler Straße 3 Koppenplatz 11 Münzstraße 21/23 | rechter Seitenflügel, 1823 |                                     |
| 09011331 | Spandauer Vorstadt begrenzt im Norden durch die Torstraße 6/230 und Weydingerstraße 20/22 im Süden durch S-Bahn, Spree, Dircksenstraße 32–51 und Neue Promenade / Am Zwirngraben im Osten durch die Karl-Liebknecht-Straße 15/33 und im Westen durch die Friedrichstraße 105–118 (Lage) | Spandauer Vorstadt Gesamtanlagen siehe: Gipsstraße 23A Große Hamburger Straße 5–11, 29–31 Linienstraße 16–21... Rosa-Luxemburg-Straße 30 Rosenthaler Straße 40–41 Spandauer Vorstadt Tucholskystraße 2 Baudenkmale siehe: Almstadtstraße 11, 16, 18, 43 Alte Schönhauser Straße 46, 48–49 Am Zwirngraben, S-Bahnhof Börse Auguststraße 9; 11–13; 14–16; 19, 21; 23; 24–25; 26B; 36; 53; 56–57; 69; 74; 76; 89; 90 Friedrichstraße 107; 112A Gipsstraße 11 Gormannstraße 12 Große Hamburger Straße 13–14; 15–16; 17; 19A; zwischen 25 und 26, Gedenkstätte; 27; 28; 29–31; Sophienkirche, 37 Hirtenstraße 4 Joachimstraße 6; 10; 11; 11A; 14; 15; 16; 20; 21 Johannisstraße 2 Karl-Liebknecht-Straße 27–29 Kleine Alexanderstraße 1–4 Kleine Präsidentenstraße 3 Kleine Rosenthaler Straße 2–3 Koppenplatz 6; 11; 12; 13 Krausnickstraße 3–3A Linienstraße 49; 62; 101; 110; 128–129, 137; 144; 145; 147; 150; 153; 154A; 155, 158; 159; 162; 206 Max-Beer-Straße 2/4 Monbijoupark, Büste Chamisso Monbijouplatz 12 Monbijoustraße 2; 4, 4A Mulackstraße 22; 23 Münzstraße 8; 14/16; 18; 21/23 Neue Promenade 3; 5 Neue Schönhauser Straße 8; 10; 12; 13; 14; 15; 19; 20 Oranienburger Straße, S-Bahnhof; 1–3; 4; 23; 27; 28; 30; 31; 34; 35–36, 50; 54; 71–72; 73–76; 84, 86 Rosenthaler Platz, U-Bahnhof Rosa-Luxemburg-Platz, U-Bahnhof; 2–3 Rosa-Luxemburg-Straße 2/4; 14; 15; 39/41 Rosenthaler Straße 13; 31; 36; 37; 38; 39, 51; 72A Rückerstraße 4 Sophienstraße 2; 3; 5; 8; 9; 11; 18–18A; 22–22A; 28–29 Steinstraße 19; 21 Torstraße 138; 146; 164; 222 Tucholskystr. 6/14; 9; 22; 24; 31/33; 40 Weinmeisterstraße, U-Bahnhof; 15; 16–17 Weydingerstraße 18; 20/22 Ziegelstraße 5–9; 10–11; 12 Gartendenkmale siehe: Große Hamburger Straße (zwischen 25 und 26) Alter jüdischer Friedhof; 29–30 Kleine Rosenthaler Straße 3 Koppenplatz 11 Münzstraße 21/23 | 09035150 – Gipsstraße 4, Mietshaus, 1867, Fassadenrekonstruktion um 1980 |                                     |
| 09011331 | Spandauer Vorstadt begrenzt im Norden durch die Torstraße 6/230 und Weydingerstraße 20/22 im Süden durch S-Bahn, Spree, Dircksenstraße 32–51 und Neue Promenade / Am Zwirngraben im Osten durch die Karl-Liebknecht-Straße 15/33 und im Westen durch die Friedrichstraße 105–118 (Lage) | Spandauer Vorstadt Gesamtanlagen siehe: Gipsstraße 23A Große Hamburger Straße 5–11, 29–31 Linienstraße 16–21... Rosa-Luxemburg-Straße 30 Rosenthaler Straße 40–41 Spandauer Vorstadt Tucholskystraße 2 Baudenkmale siehe: Almstadtstraße 11, 16, 18, 43 Alte Schönhauser Straße 46, 48–49 Am Zwirngraben, S-Bahnhof Börse Auguststraße 9; 11–13; 14–16; 19, 21; 23; 24–25; 26B; 36; 53; 56–57; 69; 74; 76; 89; 90 Friedrichstraße 107; 112A Gipsstraße 11 Gormannstraße 12 Große Hamburger Straße 13–14; 15–16; 17; 19A; zwischen 25 und 26, Gedenkstätte; 27; 28; 29–31; Sophienkirche, 37 Hirtenstraße 4 Joachimstraße 6; 10; 11; 11A; 14; 15; 16; 20; 21 Johannisstraße 2 Karl-Liebknecht-Straße 27–29 Kleine Alexanderstraße 1–4 Kleine Präsidentenstraße 3 Kleine Rosenthaler Straße 2–3 Koppenplatz 6; 11; 12; 13 Krausnickstraße 3–3A Linienstraße 49; 62; 101; 110; 128–129, 137; 144; 145; 147; 150; 153; 154A; 155, 158; 159; 162; 206 Max-Beer-Straße 2/4 Monbijoupark, Büste Chamisso Monbijouplatz 12 Monbijoustraße 2; 4, 4A Mulackstraße 22; 23 Münzstraße 8; 14/16; 18; 21/23 Neue Promenade 3; 5 Neue Schönhauser Straße 8; 10; 12; 13; 14; 15; 19; 20 Oranienburger Straße, S-Bahnhof; 1–3; 4; 23; 27; 28; 30; 31; 34; 35–36, 50; 54; 71–72; 73–76; 84, 86 Rosenthaler Platz, U-Bahnhof Rosa-Luxemburg-Platz, U-Bahnhof; 2–3 Rosa-Luxemburg-Straße 2/4; 14; 15; 39/41 Rosenthaler Straße 13; 31; 36; 37; 38; 39, 51; 72A Rückerstraße 4 Sophienstraße 2; 3; 5; 8; 9; 11; 18–18A; 22–22A; 28–29 Steinstraße 19; 21 Torstraße 138; 146; 164; 222 Tucholskystr. 6/14; 9; 22; 24; 31/33; 40 Weinmeisterstraße, U-Bahnhof; 15; 16–17 Weydingerstraße 18; 20/22 Ziegelstraße 5–9; 10–11; 12 Gartendenkmale siehe: Große Hamburger Straße (zwischen 25 und 26) Alter jüdischer Friedhof; 29–30 Kleine Rosenthaler Straße 3 Koppenplatz 11 Münzstraße 21/23 | 09035152 – Gipsstraße 6, Mietshaus, 1865, Fassadenrekonstruktion um 1980 |                                     |
| 09011331 | Spandauer Vorstadt begrenzt im Norden durch die Torstraße 6/230 und Weydingerstraße 20/22 im Süden durch S-Bahn, Spree, Dircksenstraße 32–51 und Neue Promenade / Am Zwirngraben im Osten durch die Karl-Liebknecht-Straße 15/33 und im Westen durch die Friedrichstraße 105–118 (Lage) | Spandauer Vorstadt Gesamtanlagen siehe: Gipsstraße 23A Große Hamburger Straße 5–11, 29–31 Linienstraße 16–21... Rosa-Luxemburg-Straße 30 Rosenthaler Straße 40–41 Spandauer Vorstadt Tucholskystraße 2 Baudenkmale siehe: Almstadtstraße 11, 16, 18, 43 Alte Schönhauser Straße 46, 48–49 Am Zwirngraben, S-Bahnhof Börse Auguststraße 9; 11–13; 14–16; 19, 21; 23; 24–25; 26B; 36; 53; 56–57; 69; 74; 76; 89; 90 Friedrichstraße 107; 112A Gipsstraße 11 Gormannstraße 12 Große Hamburger Straße 13–14; 15–16; 17; 19A; zwischen 25 und 26, Gedenkstätte; 27; 28; 29–31; Sophienkirche, 37 Hirtenstraße 4 Joachimstraße 6; 10; 11; 11A; 14; 15; 16; 20; 21 Johannisstraße 2 Karl-Liebknecht-Straße 27–29 Kleine Alexanderstraße 1–4 Kleine Präsidentenstraße 3 Kleine Rosenthaler Straße 2–3 Koppenplatz 6; 11; 12; 13 Krausnickstraße 3–3A Linienstraße 49; 62; 101; 110; 128–129, 137; 144; 145; 147; 150; 153; 154A; 155, 158; 159; 162; 206 Max-Beer-Straße 2/4 Monbijoupark, Büste Chamisso Monbijouplatz 12 Monbijoustraße 2; 4, 4A Mulackstraße 22; 23 Münzstraße 8; 14/16; 18; 21/23 Neue Promenade 3; 5 Neue Schönhauser Straße 8; 10; 12; 13; 14; 15; 19; 20 Oranienburger Straße, S-Bahnhof; 1–3; 4; 23; 27; 28; 30; 31; 34; 35–36, 50; 54; 71–72; 73–76; 84, 86 Rosenthaler Platz, U-Bahnhof Rosa-Luxemburg-Platz, U-Bahnhof; 2–3 Rosa-Luxemburg-Straße 2/4; 14; 15; 39/41 Rosenthaler Straße 13; 31; 36; 37; 38; 39, 51; 72A Rückerstraße 4 Sophienstraße 2; 3; 5; 8; 9; 11; 18–18A; 22–22A; 28–29 Steinstraße 19; 21 Torstraße 138; 146; 164; 222 Tucholskystr. 6/14; 9; 22; 24; 31/33; 40 Weinmeisterstraße, U-Bahnhof; 15; 16–17 Weydingerstraße 18; 20/22 Ziegelstraße 5–9; 10–11; 12 Gartendenkmale siehe: Große Hamburger Straße (zwischen 25 und 26) Alter jüdischer Friedhof; 29–30 Kleine Rosenthaler Straße 3 Koppenplatz 11 Münzstraße 21/23 | 09035153 – Gipsstraße 7, Mietshaus, 1909 von Gustav Frädrich |                                     |
| 09011331 | Spandauer Vorstadt begrenzt im Norden durch die Torstraße 6/230 und Weydingerstraße 20/22 im Süden durch S-Bahn, Spree, Dircksenstraße 32–51 und Neue Promenade / Am Zwirngraben im Osten durch die Karl-Liebknecht-Straße 15/33 und im Westen durch die Friedrichstraße 105–118 (Lage) | Spandauer Vorstadt Gesamtanlagen siehe: Gipsstraße 23A Große Hamburger Straße 5–11, 29–31 Linienstraße 16–21... Rosa-Luxemburg-Straße 30 Rosenthaler Straße 40–41 Spandauer Vorstadt Tucholskystraße 2 Baudenkmale siehe: Almstadtstraße 11, 16, 18, 43 Alte Schönhauser Straße 46, 48–49 Am Zwirngraben, S-Bahnhof Börse Auguststraße 9; 11–13; 14–16; 19, 21; 23; 24–25; 26B; 36; 53; 56–57; 69; 74; 76; 89; 90 Friedrichstraße 107; 112A Gipsstraße 11 Gormannstraße 12 Große Hamburger Straße 13–14; 15–16; 17; 19A; zwischen 25 und 26, Gedenkstätte; 27; 28; 29–31; Sophienkirche, 37 Hirtenstraße 4 Joachimstraße 6; 10; 11; 11A; 14; 15; 16; 20; 21 Johannisstraße 2 Karl-Liebknecht-Straße 27–29 Kleine Alexanderstraße 1–4 Kleine Präsidentenstraße 3 Kleine Rosenthaler Straße 2–3 Koppenplatz 6; 11; 12; 13 Krausnickstraße 3–3A Linienstraße 49; 62; 101; 110; 128–129, 137; 144; 145; 147; 150; 153; 154A; 155, 158; 159; 162; 206 Max-Beer-Straße 2/4 Monbijoupark, Büste Chamisso Monbijouplatz 12 Monbijoustraße 2; 4, 4A Mulackstraße 22; 23 Münzstraße 8; 14/16; 18; 21/23 Neue Promenade 3; 5 Neue Schönhauser Straße 8; 10; 12; 13; 14; 15; 19; 20 Oranienburger Straße, S-Bahnhof; 1–3; 4; 23; 27; 28; 30; 31; 34; 35–36, 50; 54; 71–72; 73–76; 84, 86 Rosenthaler Platz, U-Bahnhof Rosa-Luxemburg-Platz, U-Bahnhof; 2–3 Rosa-Luxemburg-Straße 2/4; 14; 15; 39/41 Rosenthaler Straße 13; 31; 36; 37; 38; 39, 51; 72A Rückerstraße 4 Sophienstraße 2; 3; 5; 8; 9; 11; 18–18A; 22–22A; 28–29 Steinstraße 19; 21 Torstraße 138; 146; 164; 222 Tucholskystr. 6/14; 9; 22; 24; 31/33; 40 Weinmeisterstraße, U-Bahnhof; 15; 16–17 Weydingerstraße 18; 20/22 Ziegelstraße 5–9; 10–11; 12 Gartendenkmale siehe: Große Hamburger Straße (zwischen 25 und 26) Alter jüdischer Friedhof; 29–30 Kleine Rosenthaler Straße 3 Koppenplatz 11 Münzstraße 21/23 | 09035154 – Gipsstraße 8, Mietshaus, 1838, Fassadenrekonstruktion um 1980 |                                     |
| 09011331 | Spandauer Vorstadt begrenzt im Norden durch die Torstraße 6/230 und Weydingerstraße 20/22 im Süden durch S-Bahn, Spree, Dircksenstraße 32–51 und Neue Promenade / Am Zwirngraben im Osten durch die Karl-Liebknecht-Straße 15/33 und im Westen durch die Friedrichstraße 105–118 (Lage) | Spandauer Vorstadt Gesamtanlagen siehe: Gipsstraße 23A Große Hamburger Straße 5–11, 29–31 Linienstraße 16–21... Rosa-Luxemburg-Straße 30 Rosenthaler Straße 40–41 Spandauer Vorstadt Tucholskystraße 2 Baudenkmale siehe: Almstadtstraße 11, 16, 18, 43 Alte Schönhauser Straße 46, 48–49 Am Zwirngraben, S-Bahnhof Börse Auguststraße 9; 11–13; 14–16; 19, 21; 23; 24–25; 26B; 36; 53; 56–57; 69; 74; 76; 89; 90 Friedrichstraße 107; 112A Gipsstraße 11 Gormannstraße 12 Große Hamburger Straße 13–14; 15–16; 17; 19A; zwischen 25 und 26, Gedenkstätte; 27; 28; 29–31; Sophienkirche, 37 Hirtenstraße 4 Joachimstraße 6; 10; 11; 11A; 14; 15; 16; 20; 21 Johannisstraße 2 Karl-Liebknecht-Straße 27–29 Kleine Alexanderstraße 1–4 Kleine Präsidentenstraße 3 Kleine Rosenthaler Straße 2–3 Koppenplatz 6; 11; 12; 13 Krausnickstraße 3–3A Linienstraße 49; 62; 101; 110; 128–129, 137; 144; 145; 147; 150; 153; 154A; 155, 158; 159; 162; 206 Max-Beer-Straße 2/4 Monbijoupark, Büste Chamisso Monbijouplatz 12 Monbijoustraße 2; 4, 4A Mulackstraße 22; 23 Münzstraße 8; 14/16; 18; 21/23 Neue Promenade 3; 5 Neue Schönhauser Straße 8; 10; 12; 13; 14; 15; 19; 20 Oranienburger Straße, S-Bahnhof; 1–3; 4; 23; 27; 28; 30; 31; 34; 35–36, 50; 54; 71–72; 73–76; 84, 86 Rosenthaler Platz, U-Bahnhof Rosa-Luxemburg-Platz, U-Bahnhof; 2–3 Rosa-Luxemburg-Straße 2/4; 14; 15; 39/41 Rosenthaler Straße 13; 31; 36; 37; 38; 39, 51; 72A Rückerstraße 4 Sophienstraße 2; 3; 5; 8; 9; 11; 18–18A; 22–22A; 28–29 Steinstraße 19; 21 Torstraße 138; 146; 164; 222 Tucholskystr. 6/14; 9; 22; 24; 31/33; 40 Weinmeisterstraße, U-Bahnhof; 15; 16–17 Weydingerstraße 18; 20/22 Ziegelstraße 5–9; 10–11; 12 Gartendenkmale siehe: Große Hamburger Straße (zwischen 25 und 26) Alter jüdischer Friedhof; 29–30 Kleine Rosenthaler Straße 3 Koppenplatz 11 Münzstraße 21/23 | 09035155 – Gipsstraße 9, Mietshaus, vor 1880 |                                     |
| 09011331 | Spandauer Vorstadt begrenzt im Norden durch die Torstraße 6/230 und Weydingerstraße 20/22 im Süden durch S-Bahn, Spree, Dircksenstraße 32–51 und Neue Promenade / Am Zwirngraben im Osten durch die Karl-Liebknecht-Straße 15/33 und im Westen durch die Friedrichstraße 105–118 (Lage) | Spandauer Vorstadt Gesamtanlagen siehe: Gipsstraße 23A Große Hamburger Straße 5–11, 29–31 Linienstraße 16–21... Rosa-Luxemburg-Straße 30 Rosenthaler Straße 40–41 Spandauer Vorstadt Tucholskystraße 2 Baudenkmale siehe: Almstadtstraße 11, 16, 18, 43 Alte Schönhauser Straße 46, 48–49 Am Zwirngraben, S-Bahnhof Börse Auguststraße 9; 11–13; 14–16; 19, 21; 23; 24–25; 26B; 36; 53; 56–57; 69; 74; 76; 89; 90 Friedrichstraße 107; 112A Gipsstraße 11 Gormannstraße 12 Große Hamburger Straße 13–14; 15–16; 17; 19A; zwischen 25 und 26, Gedenkstätte; 27; 28; 29–31; Sophienkirche, 37 Hirtenstraße 4 Joachimstraße 6; 10; 11; 11A; 14; 15; 16; 20; 21 Johannisstraße 2 Karl-Liebknecht-Straße 27–29 Kleine Alexanderstraße 1–4 Kleine Präsidentenstraße 3 Kleine Rosenthaler Straße 2–3 Koppenplatz 6; 11; 12; 13 Krausnickstraße 3–3A Linienstraße 49; 62; 101; 110; 128–129, 137; 144; 145; 147; 150; 153; 154A; 155, 158; 159; 162; 206 Max-Beer-Straße 2/4 Monbijoupark, Büste Chamisso Monbijouplatz 12 Monbijoustraße 2; 4, 4A Mulackstraße 22; 23 Münzstraße 8; 14/16; 18; 21/23 Neue Promenade 3; 5 Neue Schönhauser Straße 8; 10; 12; 13; 14; 15; 19; 20 Oranienburger Straße, S-Bahnhof; 1–3; 4; 23; 27; 28; 30; 31; 34; 35–36, 50; 54; 71–72; 73–76; 84, 86 Rosenthaler Platz, U-Bahnhof Rosa-Luxemburg-Platz, U-Bahnhof; 2–3 Rosa-Luxemburg-Straße 2/4; 14; 15; 39/41 Rosenthaler Straße 13; 31; 36; 37; 38; 39, 51; 72A Rückerstraße 4 Sophienstraße 2; 3; 5; 8; 9; 11; 18–18A; 22–22A; 28–29 Steinstraße 19; 21 Torstraße 138; 146; 164; 222 Tucholskystr. 6/14; 9; 22; 24; 31/33; 40 Weinmeisterstraße, U-Bahnhof; 15; 16–17 Weydingerstraße 18; 20/22 Ziegelstraße 5–9; 10–11; 12 Gartendenkmale siehe: Große Hamburger Straße (zwischen 25 und 26) Alter jüdischer Friedhof; 29–30 Kleine Rosenthaler Straße 3 Koppenplatz 11 Münzstraße 21/23 | 09035156 – Gipsstraße 10, Mietshaus, vor 1863 |                                     |
| 09011331 | Spandauer Vorstadt begrenzt im Norden durch die Torstraße 6/230 und Weydingerstraße 20/22 im Süden durch S-Bahn, Spree, Dircksenstraße 32–51 und Neue Promenade / Am Zwirngraben im Osten durch die Karl-Liebknecht-Straße 15/33 und im Westen durch die Friedrichstraße 105–118 (Lage) | Spandauer Vorstadt Gesamtanlagen siehe: Gipsstraße 23A Große Hamburger Straße 5–11, 29–31 Linienstraße 16–21... Rosa-Luxemburg-Straße 30 Rosenthaler Straße 40–41 Spandauer Vorstadt Tucholskystraße 2 Baudenkmale siehe: Almstadtstraße 11, 16, 18, 43 Alte Schönhauser Straße 46, 48–49 Am Zwirngraben, S-Bahnhof Börse Auguststraße 9; 11–13; 14–16; 19, 21; 23; 24–25; 26B; 36; 53; 56–57; 69; 74; 76; 89; 90 Friedrichstraße 107; 112A Gipsstraße 11 Gormannstraße 12 Große Hamburger Straße 13–14; 15–16; 17; 19A; zwischen 25 und 26, Gedenkstätte; 27; 28; 29–31; Sophienkirche, 37 Hirtenstraße 4 Joachimstraße 6; 10; 11; 11A; 14; 15; 16; 20; 21 Johannisstraße 2 Karl-Liebknecht-Straße 27–29 Kleine Alexanderstraße 1–4 Kleine Präsidentenstraße 3 Kleine Rosenthaler Straße 2–3 Koppenplatz 6; 11; 12; 13 Krausnickstraße 3–3A Linienstraße 49; 62; 101; 110; 128–129, 137; 144; 145; 147; 150; 153; 154A; 155, 158; 159; 162; 206 Max-Beer-Straße 2/4 Monbijoupark, Büste Chamisso Monbijouplatz 12 Monbijoustraße 2; 4, 4A Mulackstraße 22; 23 Münzstraße 8; 14/16; 18; 21/23 Neue Promenade 3; 5 Neue Schönhauser Straße 8; 10; 12; 13; 14; 15; 19; 20 Oranienburger Straße, S-Bahnhof; 1–3; 4; 23; 27; 28; 30; 31; 34; 35–36, 50; 54; 71–72; 73–76; 84, 86 Rosenthaler Platz, U-Bahnhof Rosa-Luxemburg-Platz, U-Bahnhof; 2–3 Rosa-Luxemburg-Straße 2/4; 14; 15; 39/41 Rosenthaler Straße 13; 31; 36; 37; 38; 39, 51; 72A Rückerstraße 4 Sophienstraße 2; 3; 5; 8; 9; 11; 18–18A; 22–22A; 28–29 Steinstraße 19; 21 Torstraße 138; 146; 164; 222 Tucholskystr. 6/14; 9; 22; 24; 31/33; 40 Weinmeisterstraße, U-Bahnhof; 15; 16–17 Weydingerstraße 18; 20/22 Ziegelstraße 5–9; 10–11; 12 Gartendenkmale siehe: Große Hamburger Straße (zwischen 25 und 26) Alter jüdischer Friedhof; 29–30 Kleine Rosenthaler Straße 3 Koppenplatz 11 Münzstraße 21/23 | Fabrik, vor 1863 |                                     |
| 09011331 | Spandauer Vorstadt begrenzt im Norden durch die Torstraße 6/230 und Weydingerstraße 20/22 im Süden durch S-Bahn, Spree, Dircksenstraße 32–51 und Neue Promenade / Am Zwirngraben im Osten durch die Karl-Liebknecht-Straße 15/33 und im Westen durch die Friedrichstraße 105–118 (Lage) | Spandauer Vorstadt Gesamtanlagen siehe: Gipsstraße 23A Große Hamburger Straße 5–11, 29–31 Linienstraße 16–21... Rosa-Luxemburg-Straße 30 Rosenthaler Straße 40–41 Spandauer Vorstadt Tucholskystraße 2 Baudenkmale siehe: Almstadtstraße 11, 16, 18, 43 Alte Schönhauser Straße 46, 48–49 Am Zwirngraben, S-Bahnhof Börse Auguststraße 9; 11–13; 14–16; 19, 21; 23; 24–25; 26B; 36; 53; 56–57; 69; 74; 76; 89; 90 Friedrichstraße 107; 112A Gipsstraße 11 Gormannstraße 12 Große Hamburger Straße 13–14; 15–16; 17; 19A; zwischen 25 und 26, Gedenkstätte; 27; 28; 29–31; Sophienkirche, 37 Hirtenstraße 4 Joachimstraße 6; 10; 11; 11A; 14; 15; 16; 20; 21 Johannisstraße 2 Karl-Liebknecht-Straße 27–29 Kleine Alexanderstraße 1–4 Kleine Präsidentenstraße 3 Kleine Rosenthaler Straße 2–3 Koppenplatz 6; 11; 12; 13 Krausnickstraße 3–3A Linienstraße 49; 62; 101; 110; 128–129, 137; 144; 145; 147; 150; 153; 154A; 155, 158; 159; 162; 206 Max-Beer-Straße 2/4 Monbijoupark, Büste Chamisso Monbijouplatz 12 Monbijoustraße 2; 4, 4A Mulackstraße 22; 23 Münzstraße 8; 14/16; 18; 21/23 Neue Promenade 3; 5 Neue Schönhauser Straße 8; 10; 12; 13; 14; 15; 19; 20 Oranienburger Straße, S-Bahnhof; 1–3; 4; 23; 27; 28; 30; 31; 34; 35–36, 50; 54; 71–72; 73–76; 84, 86 Rosenthaler Platz, U-Bahnhof Rosa-Luxemburg-Platz, U-Bahnhof; 2–3 Rosa-Luxemburg-Straße 2/4; 14; 15; 39/41 Rosenthaler Straße 13; 31; 36; 37; 38; 39, 51; 72A Rückerstraße 4 Sophienstraße 2; 3; 5; 8; 9; 11; 18–18A; 22–22A; 28–29 Steinstraße 19; 21 Torstraße 138; 146; 164; 222 Tucholskystr. 6/14; 9; 22; 24; 31/33; 40 Weinmeisterstraße, U-Bahnhof; 15; 16–17 Weydingerstraße 18; 20/22 Ziegelstraße 5–9; 10–11; 12 Gartendenkmale siehe: Große Hamburger Straße (zwischen 25 und 26) Alter jüdischer Friedhof; 29–30 Kleine Rosenthaler Straße 3 Koppenplatz 11 Münzstraße 21/23 | 09035162 – Gipsstraße 13, Mietshaus, 1863, Aufstockung 1887 |                                     |
| 09011331 | Spandauer Vorstadt begrenzt im Norden durch die Torstraße 6/230 und Weydingerstraße 20/22 im Süden durch S-Bahn, Spree, Dircksenstraße 32–51 und Neue Promenade / Am Zwirngraben im Osten durch die Karl-Liebknecht-Straße 15/33 und im Westen durch die Friedrichstraße 105–118 (Lage) | Spandauer Vorstadt Gesamtanlagen siehe: Gipsstraße 23A Große Hamburger Straße 5–11, 29–31 Linienstraße 16–21... Rosa-Luxemburg-Straße 30 Rosenthaler Straße 40–41 Spandauer Vorstadt Tucholskystraße 2 Baudenkmale siehe: Almstadtstraße 11, 16, 18, 43 Alte Schönhauser Straße 46, 48–49 Am Zwirngraben, S-Bahnhof Börse Auguststraße 9; 11–13; 14–16; 19, 21; 23; 24–25; 26B; 36; 53; 56–57; 69; 74; 76; 89; 90 Friedrichstraße 107; 112A Gipsstraße 11 Gormannstraße 12 Große Hamburger Straße 13–14; 15–16; 17; 19A; zwischen 25 und 26, Gedenkstätte; 27; 28; 29–31; Sophienkirche, 37 Hirtenstraße 4 Joachimstraße 6; 10; 11; 11A; 14; 15; 16; 20; 21 Johannisstraße 2 Karl-Liebknecht-Straße 27–29 Kleine Alexanderstraße 1–4 Kleine Präsidentenstraße 3 Kleine Rosenthaler Straße 2–3 Koppenplatz 6; 11; 12; 13 Krausnickstraße 3–3A Linienstraße 49; 62; 101; 110; 128–129, 137; 144; 145; 147; 150; 153; 154A; 155, 158; 159; 162; 206 Max-Beer-Straße 2/4 Monbijoupark, Büste Chamisso Monbijouplatz 12 Monbijoustraße 2; 4, 4A Mulackstraße 22; 23 Münzstraße 8; 14/16; 18; 21/23 Neue Promenade 3; 5 Neue Schönhauser Straße 8; 10; 12; 13; 14; 15; 19; 20 Oranienburger Straße, S-Bahnhof; 1–3; 4; 23; 27; 28; 30; 31; 34; 35–36, 50; 54; 71–72; 73–76; 84, 86 Rosenthaler Platz, U-Bahnhof Rosa-Luxemburg-Platz, U-Bahnhof; 2–3 Rosa-Luxemburg-Straße 2/4; 14; 15; 39/41 Rosenthaler Straße 13; 31; 36; 37; 38; 39, 51; 72A Rückerstraße 4 Sophienstraße 2; 3; 5; 8; 9; 11; 18–18A; 22–22A; 28–29 Steinstraße 19; 21 Torstraße 138; 146; 164; 222 Tucholskystr. 6/14; 9; 22; 24; 31/33; 40 Weinmeisterstraße, U-Bahnhof; 15; 16–17 Weydingerstraße 18; 20/22 Ziegelstraße 5–9; 10–11; 12 Gartendenkmale siehe: Große Hamburger Straße (zwischen 25 und 26) Alter jüdischer Friedhof; 29–30 Kleine Rosenthaler Straße 3 Koppenplatz 11 Münzstraße 21/23 | 09035163 – Gipsstraße 14, Mietshaus, 1880 |                                     |
| 09011331 | Spandauer Vorstadt begrenzt im Norden durch die Torstraße 6/230 und Weydingerstraße 20/22 im Süden durch S-Bahn, Spree, Dircksenstraße 32–51 und Neue Promenade / Am Zwirngraben im Osten durch die Karl-Liebknecht-Straße 15/33 und im Westen durch die Friedrichstraße 105–118 (Lage) | Spandauer Vorstadt Gesamtanlagen siehe: Gipsstraße 23A Große Hamburger Straße 5–11, 29–31 Linienstraße 16–21... Rosa-Luxemburg-Straße 30 Rosenthaler Straße 40–41 Spandauer Vorstadt Tucholskystraße 2 Baudenkmale siehe: Almstadtstraße 11, 16, 18, 43 Alte Schönhauser Straße 46, 48–49 Am Zwirngraben, S-Bahnhof Börse Auguststraße 9; 11–13; 14–16; 19, 21; 23; 24–25; 26B; 36; 53; 56–57; 69; 74; 76; 89; 90 Friedrichstraße 107; 112A Gipsstraße 11 Gormannstraße 12 Große Hamburger Straße 13–14; 15–16; 17; 19A; zwischen 25 und 26, Gedenkstätte; 27; 28; 29–31; Sophienkirche, 37 Hirtenstraße 4 Joachimstraße 6; 10; 11; 11A; 14; 15; 16; 20; 21 Johannisstraße 2 Karl-Liebknecht-Straße 27–29 Kleine Alexanderstraße 1–4 Kleine Präsidentenstraße 3 Kleine Rosenthaler Straße 2–3 Koppenplatz 6; 11; 12; 13 Krausnickstraße 3–3A Linienstraße 49; 62; 101; 110; 128–129, 137; 144; 145; 147; 150; 153; 154A; 155, 158; 159; 162; 206 Max-Beer-Straße 2/4 Monbijoupark, Büste Chamisso Monbijouplatz 12 Monbijoustraße 2; 4, 4A Mulackstraße 22; 23 Münzstraße 8; 14/16; 18; 21/23 Neue Promenade 3; 5 Neue Schönhauser Straße 8; 10; 12; 13; 14; 15; 19; 20 Oranienburger Straße, S-Bahnhof; 1–3; 4; 23; 27; 28; 30; 31; 34; 35–36, 50; 54; 71–72; 73–76; 84, 86 Rosenthaler Platz, U-Bahnhof Rosa-Luxemburg-Platz, U-Bahnhof; 2–3 Rosa-Luxemburg-Straße 2/4; 14; 15; 39/41 Rosenthaler Straße 13; 31; 36; 37; 38; 39, 51; 72A Rückerstraße 4 Sophienstraße 2; 3; 5; 8; 9; 11; 18–18A; 22–22A; 28–29 Steinstraße 19; 21 Torstraße 138; 146; 164; 222 Tucholskystr. 6/14; 9; 22; 24; 31/33; 40 Weinmeisterstraße, U-Bahnhof; 15; 16–17 Weydingerstraße 18; 20/22 Ziegelstraße 5–9; 10–11; 12 Gartendenkmale siehe: Große Hamburger Straße (zwischen 25 und 26) Alter jüdischer Friedhof; 29–30 Kleine Rosenthaler Straße 3 Koppenplatz 11 Münzstraße 21/23 | 09035164 – Gipsstraße 15, Mietshaus, 1834 |                                     |
| 09011331 | Spandauer Vorstadt begrenzt im Norden durch die Torstraße 6/230 und Weydingerstraße 20/22 im Süden durch S-Bahn, Spree, Dircksenstraße 32–51 und Neue Promenade / Am Zwirngraben im Osten durch die Karl-Liebknecht-Straße 15/33 und im Westen durch die Friedrichstraße 105–118 (Lage) | Spandauer Vorstadt Gesamtanlagen siehe: Gipsstraße 23A Große Hamburger Straße 5–11, 29–31 Linienstraße 16–21... Rosa-Luxemburg-Straße 30 Rosenthaler Straße 40–41 Spandauer Vorstadt Tucholskystraße 2 Baudenkmale siehe: Almstadtstraße 11, 16, 18, 43 Alte Schönhauser Straße 46, 48–49 Am Zwirngraben, S-Bahnhof Börse Auguststraße 9; 11–13; 14–16; 19, 21; 23; 24–25; 26B; 36; 53; 56–57; 69; 74; 76; 89; 90 Friedrichstraße 107; 112A Gipsstraße 11 Gormannstraße 12 Große Hamburger Straße 13–14; 15–16; 17; 19A; zwischen 25 und 26, Gedenkstätte; 27; 28; 29–31; Sophienkirche, 37 Hirtenstraße 4 Joachimstraße 6; 10; 11; 11A; 14; 15; 16; 20; 21 Johannisstraße 2 Karl-Liebknecht-Straße 27–29 Kleine Alexanderstraße 1–4 Kleine Präsidentenstraße 3 Kleine Rosenthaler Straße 2–3 Koppenplatz 6; 11; 12; 13 Krausnickstraße 3–3A Linienstraße 49; 62; 101; 110; 128–129, 137; 144; 145; 147; 150; 153; 154A; 155, 158; 159; 162; 206 Max-Beer-Straße 2/4 Monbijoupark, Büste Chamisso Monbijouplatz 12 Monbijoustraße 2; 4, 4A Mulackstraße 22; 23 Münzstraße 8; 14/16; 18; 21/23 Neue Promenade 3; 5 Neue Schönhauser Straße 8; 10; 12; 13; 14; 15; 19; 20 Oranienburger Straße, S-Bahnhof; 1–3; 4; 23; 27; 28; 30; 31; 34; 35–36, 50; 54; 71–72; 73–76; 84, 86 Rosenthaler Platz, U-Bahnhof Rosa-Luxemburg-Platz, U-Bahnhof; 2–3 Rosa-Luxemburg-Straße 2/4; 14; 15; 39/41 Rosenthaler Straße 13; 31; 36; 37; 38; 39, 51; 72A Rückerstraße 4 Sophienstraße 2; 3; 5; 8; 9; 11; 18–18A; 22–22A; 28–29 Steinstraße 19; 21 Torstraße 138; 146; 164; 222 Tucholskystr. 6/14; 9; 22; 24; 31/33; 40 Weinmeisterstraße, U-Bahnhof; 15; 16–17 Weydingerstraße 18; 20/22 Ziegelstraße 5–9; 10–11; 12 Gartendenkmale siehe: Große Hamburger Straße (zwischen 25 und 26) Alter jüdischer Friedhof; 29–30 Kleine Rosenthaler Straße 3 Koppenplatz 11 Münzstraße 21/23 | 09035159 – Gipsstraße 17, Mietshaus, 1872 |                                     |
| 09011331 | Spandauer Vorstadt begrenzt im Norden durch die Torstraße 6/230 und Weydingerstraße 20/22 im Süden durch S-Bahn, Spree, Dircksenstraße 32–51 und Neue Promenade / Am Zwirngraben im Osten durch die Karl-Liebknecht-Straße 15/33 und im Westen durch die Friedrichstraße 105–118 (Lage) | Spandauer Vorstadt Gesamtanlagen siehe: Gipsstraße 23A Große Hamburger Straße 5–11, 29–31 Linienstraße 16–21... Rosa-Luxemburg-Straße 30 Rosenthaler Straße 40–41 Spandauer Vorstadt Tucholskystraße 2 Baudenkmale siehe: Almstadtstraße 11, 16, 18, 43 Alte Schönhauser Straße 46, 48–49 Am Zwirngraben, S-Bahnhof Börse Auguststraße 9; 11–13; 14–16; 19, 21; 23; 24–25; 26B; 36; 53; 56–57; 69; 74; 76; 89; 90 Friedrichstraße 107; 112A Gipsstraße 11 Gormannstraße 12 Große Hamburger Straße 13–14; 15–16; 17; 19A; zwischen 25 und 26, Gedenkstätte; 27; 28; 29–31; Sophienkirche, 37 Hirtenstraße 4 Joachimstraße 6; 10; 11; 11A; 14; 15; 16; 20; 21 Johannisstraße 2 Karl-Liebknecht-Straße 27–29 Kleine Alexanderstraße 1–4 Kleine Präsidentenstraße 3 Kleine Rosenthaler Straße 2–3 Koppenplatz 6; 11; 12; 13 Krausnickstraße 3–3A Linienstraße 49; 62; 101; 110; 128–129, 137; 144; 145; 147; 150; 153; 154A; 155, 158; 159; 162; 206 Max-Beer-Straße 2/4 Monbijoupark, Büste Chamisso Monbijouplatz 12 Monbijoustraße 2; 4, 4A Mulackstraße 22; 23 Münzstraße 8; 14/16; 18; 21/23 Neue Promenade 3; 5 Neue Schönhauser Straße 8; 10; 12; 13; 14; 15; 19; 20 Oranienburger Straße, S-Bahnhof; 1–3; 4; 23; 27; 28; 30; 31; 34; 35–36, 50; 54; 71–72; 73–76; 84, 86 Rosenthaler Platz, U-Bahnhof Rosa-Luxemburg-Platz, U-Bahnhof; 2–3 Rosa-Luxemburg-Straße 2/4; 14; 15; 39/41 Rosenthaler Straße 13; 31; 36; 37; 38; 39, 51; 72A Rückerstraße 4 Sophienstraße 2; 3; 5; 8; 9; 11; 18–18A; 22–22A; 28–29 Steinstraße 19; 21 Torstraße 138; 146; 164; 222 Tucholskystr. 6/14; 9; 22; 24; 31/33; 40 Weinmeisterstraße, U-Bahnhof; 15; 16–17 Weydingerstraße 18; 20/22 Ziegelstraße 5–9; 10–11; 12 Gartendenkmale siehe: Große Hamburger Straße (zwischen 25 und 26) Alter jüdischer Friedhof; 29–30 Kleine Rosenthaler Straße 3 Koppenplatz 11 Münzstraße 21/23 | 09035165 – Gipsstraße 23, Mietshaus, 1845, Umbau (Fassadenüberformung) 1871 |                                     |
| 09011331 | Spandauer Vorstadt begrenzt im Norden durch die Torstraße 6/230 und Weydingerstraße 20/22 im Süden durch S-Bahn, Spree, Dircksenstraße 32–51 und Neue Promenade / Am Zwirngraben im Osten durch die Karl-Liebknecht-Straße 15/33 und im Westen durch die Friedrichstraße 105–118 (Lage) | Spandauer Vorstadt Gesamtanlagen siehe: Gipsstraße 23A Große Hamburger Straße 5–11, 29–31 Linienstraße 16–21... Rosa-Luxemburg-Straße 30 Rosenthaler Straße 40–41 Spandauer Vorstadt Tucholskystraße 2 Baudenkmale siehe: Almstadtstraße 11, 16, 18, 43 Alte Schönhauser Straße 46, 48–49 Am Zwirngraben, S-Bahnhof Börse Auguststraße 9; 11–13; 14–16; 19, 21; 23; 24–25; 26B; 36; 53; 56–57; 69; 74; 76; 89; 90 Friedrichstraße 107; 112A Gipsstraße 11 Gormannstraße 12 Große Hamburger Straße 13–14; 15–16; 17; 19A; zwischen 25 und 26, Gedenkstätte; 27; 28; 29–31; Sophienkirche, 37 Hirtenstraße 4 Joachimstraße 6; 10; 11; 11A; 14; 15; 16; 20; 21 Johannisstraße 2 Karl-Liebknecht-Straße 27–29 Kleine Alexanderstraße 1–4 Kleine Präsidentenstraße 3 Kleine Rosenthaler Straße 2–3 Koppenplatz 6; 11; 12; 13 Krausnickstraße 3–3A Linienstraße 49; 62; 101; 110; 128–129, 137; 144; 145; 147; 150; 153; 154A; 155, 158; 159; 162; 206 Max-Beer-Straße 2/4 Monbijoupark, Büste Chamisso Monbijouplatz 12 Monbijoustraße 2; 4, 4A Mulackstraße 22; 23 Münzstraße 8; 14/16; 18; 21/23 Neue Promenade 3; 5 Neue Schönhauser Straße 8; 10; 12; 13; 14; 15; 19; 20 Oranienburger Straße, S-Bahnhof; 1–3; 4; 23; 27; 28; 30; 31; 34; 35–36, 50; 54; 71–72; 73–76; 84, 86 Rosenthaler Platz, U-Bahnhof Rosa-Luxemburg-Platz, U-Bahnhof; 2–3 Rosa-Luxemburg-Straße 2/4; 14; 15; 39/41 Rosenthaler Straße 13; 31; 36; 37; 38; 39, 51; 72A Rückerstraße 4 Sophienstraße 2; 3; 5; 8; 9; 11; 18–18A; 22–22A; 28–29 Steinstraße 19; 21 Torstraße 138; 146; 164; 222 Tucholskystr. 6/14; 9; 22; 24; 31/33; 40 Weinmeisterstraße, U-Bahnhof; 15; 16–17 Weydingerstraße 18; 20/22 Ziegelstraße 5–9; 10–11; 12 Gartendenkmale siehe: Große Hamburger Straße (zwischen 25 und 26) Alter jüdischer Friedhof; 29–30 Kleine Rosenthaler Straße 3 Koppenplatz 11 Münzstraße 21/23 | 09035158 – Gipsstraße 27, Mietshaus, vor 1876 |                                     |
| 09011331 | Spandauer Vorstadt begrenzt im Norden durch die Torstraße 6/230 und Weydingerstraße 20/22 im Süden durch S-Bahn, Spree, Dircksenstraße 32–51 und Neue Promenade / Am Zwirngraben im Osten durch die Karl-Liebknecht-Straße 15/33 und im Westen durch die Friedrichstraße 105–118 (Lage) | Spandauer Vorstadt Gesamtanlagen siehe: Gipsstraße 23A Große Hamburger Straße 5–11, 29–31 Linienstraße 16–21... Rosa-Luxemburg-Straße 30 Rosenthaler Straße 40–41 Spandauer Vorstadt Tucholskystraße 2 Baudenkmale siehe: Almstadtstraße 11, 16, 18, 43 Alte Schönhauser Straße 46, 48–49 Am Zwirngraben, S-Bahnhof Börse Auguststraße 9; 11–13; 14–16; 19, 21; 23; 24–25; 26B; 36; 53; 56–57; 69; 74; 76; 89; 90 Friedrichstraße 107; 112A Gipsstraße 11 Gormannstraße 12 Große Hamburger Straße 13–14; 15–16; 17; 19A; zwischen 25 und 26, Gedenkstätte; 27; 28; 29–31; Sophienkirche, 37 Hirtenstraße 4 Joachimstraße 6; 10; 11; 11A; 14; 15; 16; 20; 21 Johannisstraße 2 Karl-Liebknecht-Straße 27–29 Kleine Alexanderstraße 1–4 Kleine Präsidentenstraße 3 Kleine Rosenthaler Straße 2–3 Koppenplatz 6; 11; 12; 13 Krausnickstraße 3–3A Linienstraße 49; 62; 101; 110; 128–129, 137; 144; 145; 147; 150; 153; 154A; 155, 158; 159; 162; 206 Max-Beer-Straße 2/4 Monbijoupark, Büste Chamisso Monbijouplatz 12 Monbijoustraße 2; 4, 4A Mulackstraße 22; 23 Münzstraße 8; 14/16; 18; 21/23 Neue Promenade 3; 5 Neue Schönhauser Straße 8; 10; 12; 13; 14; 15; 19; 20 Oranienburger Straße, S-Bahnhof; 1–3; 4; 23; 27; 28; 30; 31; 34; 35–36, 50; 54; 71–72; 73–76; 84, 86 Rosenthaler Platz, U-Bahnhof Rosa-Luxemburg-Platz, U-Bahnhof; 2–3 Rosa-Luxemburg-Straße 2/4; 14; 15; 39/41 Rosenthaler Straße 13; 31; 36; 37; 38; 39, 51; 72A Rückerstraße 4 Sophienstraße 2; 3; 5; 8; 9; 11; 18–18A; 22–22A; 28–29 Steinstraße 19; 21 Torstraße 138; 146; 164; 222 Tucholskystr. 6/14; 9; 22; 24; 31/33; 40 Weinmeisterstraße, U-Bahnhof; 15; 16–17 Weydingerstraße 18; 20/22 Ziegelstraße 5–9; 10–11; 12 Gartendenkmale siehe: Große Hamburger Straße (zwischen 25 und 26) Alter jüdischer Friedhof; 29–30 Kleine Rosenthaler Straße 3 Koppenplatz 11 Münzstraße 21/23 | 09035167 – Gormannstraße 5, Mietshaus, 1883 |                                     |
| 09011331 | Spandauer Vorstadt begrenzt im Norden durch die Torstraße 6/230 und Weydingerstraße 20/22 im Süden durch S-Bahn, Spree, Dircksenstraße 32–51 und Neue Promenade / Am Zwirngraben im Osten durch die Karl-Liebknecht-Straße 15/33 und im Westen durch die Friedrichstraße 105–118 (Lage) | Spandauer Vorstadt Gesamtanlagen siehe: Gipsstraße 23A Große Hamburger Straße 5–11, 29–31 Linienstraße 16–21... Rosa-Luxemburg-Straße 30 Rosenthaler Straße 40–41 Spandauer Vorstadt Tucholskystraße 2 Baudenkmale siehe: Almstadtstraße 11, 16, 18, 43 Alte Schönhauser Straße 46, 48–49 Am Zwirngraben, S-Bahnhof Börse Auguststraße 9; 11–13; 14–16; 19, 21; 23; 24–25; 26B; 36; 53; 56–57; 69; 74; 76; 89; 90 Friedrichstraße 107; 112A Gipsstraße 11 Gormannstraße 12 Große Hamburger Straße 13–14; 15–16; 17; 19A; zwischen 25 und 26, Gedenkstätte; 27; 28; 29–31; Sophienkirche, 37 Hirtenstraße 4 Joachimstraße 6; 10; 11; 11A; 14; 15; 16; 20; 21 Johannisstraße 2 Karl-Liebknecht-Straße 27–29 Kleine Alexanderstraße 1–4 Kleine Präsidentenstraße 3 Kleine Rosenthaler Straße 2–3 Koppenplatz 6; 11; 12; 13 Krausnickstraße 3–3A Linienstraße 49; 62; 101; 110; 128–129, 137; 144; 145; 147; 150; 153; 154A; 155, 158; 159; 162; 206 Max-Beer-Straße 2/4 Monbijoupark, Büste Chamisso Monbijouplatz 12 Monbijoustraße 2; 4, 4A Mulackstraße 22; 23 Münzstraße 8; 14/16; 18; 21/23 Neue Promenade 3; 5 Neue Schönhauser Straße 8; 10; 12; 13; 14; 15; 19; 20 Oranienburger Straße, S-Bahnhof; 1–3; 4; 23; 27; 28; 30; 31; 34; 35–36, 50; 54; 71–72; 73–76; 84, 86 Rosenthaler Platz, U-Bahnhof Rosa-Luxemburg-Platz, U-Bahnhof; 2–3 Rosa-Luxemburg-Straße 2/4; 14; 15; 39/41 Rosenthaler Straße 13; 31; 36; 37; 38; 39, 51; 72A Rückerstraße 4 Sophienstraße 2; 3; 5; 8; 9; 11; 18–18A; 22–22A; 28–29 Steinstraße 19; 21 Torstraße 138; 146; 164; 222 Tucholskystr. 6/14; 9; 22; 24; 31/33; 40 Weinmeisterstraße, U-Bahnhof; 15; 16–17 Weydingerstraße 18; 20/22 Ziegelstraße 5–9; 10–11; 12 Gartendenkmale siehe: Große Hamburger Straße (zwischen 25 und 26) Alter jüdischer Friedhof; 29–30 Kleine Rosenthaler Straße 3 Koppenplatz 11 Münzstraße 21/23 | 09035177 – Gormannstraße 6 / Steinstraße, Mietshaus, 1926 |                                     |
| 09011331 | Spandauer Vorstadt begrenzt im Norden durch die Torstraße 6/230 und Weydingerstraße 20/22 im Süden durch S-Bahn, Spree, Dircksenstraße 32–51 und Neue Promenade / Am Zwirngraben im Osten durch die Karl-Liebknecht-Straße 15/33 und im Westen durch die Friedrichstraße 105–118 (Lage) | Spandauer Vorstadt Gesamtanlagen siehe: Gipsstraße 23A Große Hamburger Straße 5–11, 29–31 Linienstraße 16–21... Rosa-Luxemburg-Straße 30 Rosenthaler Straße 40–41 Spandauer Vorstadt Tucholskystraße 2 Baudenkmale siehe: Almstadtstraße 11, 16, 18, 43 Alte Schönhauser Straße 46, 48–49 Am Zwirngraben, S-Bahnhof Börse Auguststraße 9; 11–13; 14–16; 19, 21; 23; 24–25; 26B; 36; 53; 56–57; 69; 74; 76; 89; 90 Friedrichstraße 107; 112A Gipsstraße 11 Gormannstraße 12 Große Hamburger Straße 13–14; 15–16; 17; 19A; zwischen 25 und 26, Gedenkstätte; 27; 28; 29–31; Sophienkirche, 37 Hirtenstraße 4 Joachimstraße 6; 10; 11; 11A; 14; 15; 16; 20; 21 Johannisstraße 2 Karl-Liebknecht-Straße 27–29 Kleine Alexanderstraße 1–4 Kleine Präsidentenstraße 3 Kleine Rosenthaler Straße 2–3 Koppenplatz 6; 11; 12; 13 Krausnickstraße 3–3A Linienstraße 49; 62; 101; 110; 128–129, 137; 144; 145; 147; 150; 153; 154A; 155, 158; 159; 162; 206 Max-Beer-Straße 2/4 Monbijoupark, Büste Chamisso Monbijouplatz 12 Monbijoustraße 2; 4, 4A Mulackstraße 22; 23 Münzstraße 8; 14/16; 18; 21/23 Neue Promenade 3; 5 Neue Schönhauser Straße 8; 10; 12; 13; 14; 15; 19; 20 Oranienburger Straße, S-Bahnhof; 1–3; 4; 23; 27; 28; 30; 31; 34; 35–36, 50; 54; 71–72; 73–76; 84, 86 Rosenthaler Platz, U-Bahnhof Rosa-Luxemburg-Platz, U-Bahnhof; 2–3 Rosa-Luxemburg-Straße 2/4; 14; 15; 39/41 Rosenthaler Straße 13; 31; 36; 37; 38; 39, 51; 72A Rückerstraße 4 Sophienstraße 2; 3; 5; 8; 9; 11; 18–18A; 22–22A; 28–29 Steinstraße 19; 21 Torstraße 138; 146; 164; 222 Tucholskystr. 6/14; 9; 22; 24; 31/33; 40 Weinmeisterstraße, U-Bahnhof; 15; 16–17 Weydingerstraße 18; 20/22 Ziegelstraße 5–9; 10–11; 12 Gartendenkmale siehe: Große Hamburger Straße (zwischen 25 und 26) Alter jüdischer Friedhof; 29–30 Kleine Rosenthaler Straße 3 Koppenplatz 11 Münzstraße 21/23 | 09035176 – Gormannstraße 7 / Steinstraße 17, Mietshaus, 1878 |                                     |
| 09011331 | Spandauer Vorstadt begrenzt im Norden durch die Torstraße 6/230 und Weydingerstraße 20/22 im Süden durch S-Bahn, Spree, Dircksenstraße 32–51 und Neue Promenade / Am Zwirngraben im Osten durch die Karl-Liebknecht-Straße 15/33 und im Westen durch die Friedrichstraße 105–118 (Lage) | Spandauer Vorstadt Gesamtanlagen siehe: Gipsstraße 23A Große Hamburger Straße 5–11, 29–31 Linienstraße 16–21... Rosa-Luxemburg-Straße 30 Rosenthaler Straße 40–41 Spandauer Vorstadt Tucholskystraße 2 Baudenkmale siehe: Almstadtstraße 11, 16, 18, 43 Alte Schönhauser Straße 46, 48–49 Am Zwirngraben, S-Bahnhof Börse Auguststraße 9; 11–13; 14–16; 19, 21; 23; 24–25; 26B; 36; 53; 56–57; 69; 74; 76; 89; 90 Friedrichstraße 107; 112A Gipsstraße 11 Gormannstraße 12 Große Hamburger Straße 13–14; 15–16; 17; 19A; zwischen 25 und 26, Gedenkstätte; 27; 28; 29–31; Sophienkirche, 37 Hirtenstraße 4 Joachimstraße 6; 10; 11; 11A; 14; 15; 16; 20; 21 Johannisstraße 2 Karl-Liebknecht-Straße 27–29 Kleine Alexanderstraße 1–4 Kleine Präsidentenstraße 3 Kleine Rosenthaler Straße 2–3 Koppenplatz 6; 11; 12; 13 Krausnickstraße 3–3A Linienstraße 49; 62; 101; 110; 128–129, 137; 144; 145; 147; 150; 153; 154A; 155, 158; 159; 162; 206 Max-Beer-Straße 2/4 Monbijoupark, Büste Chamisso Monbijouplatz 12 Monbijoustraße 2; 4, 4A Mulackstraße 22; 23 Münzstraße 8; 14/16; 18; 21/23 Neue Promenade 3; 5 Neue Schönhauser Straße 8; 10; 12; 13; 14; 15; 19; 20 Oranienburger Straße, S-Bahnhof; 1–3; 4; 23; 27; 28; 30; 31; 34; 35–36, 50; 54; 71–72; 73–76; 84, 86 Rosenthaler Platz, U-Bahnhof Rosa-Luxemburg-Platz, U-Bahnhof; 2–3 Rosa-Luxemburg-Straße 2/4; 14; 15; 39/41 Rosenthaler Straße 13; 31; 36; 37; 38; 39, 51; 72A Rückerstraße 4 Sophienstraße 2; 3; 5; 8; 9; 11; 18–18A; 22–22A; 28–29 Steinstraße 19; 21 Torstraße 138; 146; 164; 222 Tucholskystr. 6/14; 9; 22; 24; 31/33; 40 Weinmeisterstraße, U-Bahnhof; 15; 16–17 Weydingerstraße 18; 20/22 Ziegelstraße 5–9; 10–11; 12 Gartendenkmale siehe: Große Hamburger Straße (zwischen 25 und 26) Alter jüdischer Friedhof; 29–30 Kleine Rosenthaler Straße 3 Koppenplatz 11 Münzstraße 21/23 | 09035179 – Gormannstraße 11 / Mulackstraße 14A, Mietshaus, 1882 |                                     |
| 09011331 | Spandauer Vorstadt begrenzt im Norden durch die Torstraße 6/230 und Weydingerstraße 20/22 im Süden durch S-Bahn, Spree, Dircksenstraße 32–51 und Neue Promenade / Am Zwirngraben im Osten durch die Karl-Liebknecht-Straße 15/33 und im Westen durch die Friedrichstraße 105–118 (Lage) | Spandauer Vorstadt Gesamtanlagen siehe: Gipsstraße 23A Große Hamburger Straße 5–11, 29–31 Linienstraße 16–21... Rosa-Luxemburg-Straße 30 Rosenthaler Straße 40–41 Spandauer Vorstadt Tucholskystraße 2 Baudenkmale siehe: Almstadtstraße 11, 16, 18, 43 Alte Schönhauser Straße 46, 48–49 Am Zwirngraben, S-Bahnhof Börse Auguststraße 9; 11–13; 14–16; 19, 21; 23; 24–25; 26B; 36; 53; 56–57; 69; 74; 76; 89; 90 Friedrichstraße 107; 112A Gipsstraße 11 Gormannstraße 12 Große Hamburger Straße 13–14; 15–16; 17; 19A; zwischen 25 und 26, Gedenkstätte; 27; 28; 29–31; Sophienkirche, 37 Hirtenstraße 4 Joachimstraße 6; 10; 11; 11A; 14; 15; 16; 20; 21 Johannisstraße 2 Karl-Liebknecht-Straße 27–29 Kleine Alexanderstraße 1–4 Kleine Präsidentenstraße 3 Kleine Rosenthaler Straße 2–3 Koppenplatz 6; 11; 12; 13 Krausnickstraße 3–3A Linienstraße 49; 62; 101; 110; 128–129, 137; 144; 145; 147; 150; 153; 154A; 155, 158; 159; 162; 206 Max-Beer-Straße 2/4 Monbijoupark, Büste Chamisso Monbijouplatz 12 Monbijoustraße 2; 4, 4A Mulackstraße 22; 23 Münzstraße 8; 14/16; 18; 21/23 Neue Promenade 3; 5 Neue Schönhauser Straße 8; 10; 12; 13; 14; 15; 19; 20 Oranienburger Straße, S-Bahnhof; 1–3; 4; 23; 27; 28; 30; 31; 34; 35–36, 50; 54; 71–72; 73–76; 84, 86 Rosenthaler Platz, U-Bahnhof Rosa-Luxemburg-Platz, U-Bahnhof; 2–3 Rosa-Luxemburg-Straße 2/4; 14; 15; 39/41 Rosenthaler Straße 13; 31; 36; 37; 38; 39, 51; 72A Rückerstraße 4 Sophienstraße 2; 3; 5; 8; 9; 11; 18–18A; 22–22A; 28–29 Steinstraße 19; 21 Torstraße 138; 146; 164; 222 Tucholskystr. 6/14; 9; 22; 24; 31/33; 40 Weinmeisterstraße, U-Bahnhof; 15; 16–17 Weydingerstraße 18; 20/22 Ziegelstraße 5–9; 10–11; 12 Gartendenkmale siehe: Große Hamburger Straße (zwischen 25 und 26) Alter jüdischer Friedhof; 29–30 Kleine Rosenthaler Straße 3 Koppenplatz 11 Münzstraße 21/23 | 09035181 – Gormannstraße 13, ehem. „Central-Arbeits-Nachweis“ (heute Sporthalle), vor 1910 von Carl Koeppen |                                     |
| 09011331 | Spandauer Vorstadt begrenzt im Norden durch die Torstraße 6/230 und Weydingerstraße 20/22 im Süden durch S-Bahn, Spree, Dircksenstraße 32–51 und Neue Promenade / Am Zwirngraben im Osten durch die Karl-Liebknecht-Straße 15/33 und im Westen durch die Friedrichstraße 105–118 (Lage) | Spandauer Vorstadt Gesamtanlagen siehe: Gipsstraße 23A Große Hamburger Straße 5–11, 29–31 Linienstraße 16–21... Rosa-Luxemburg-Straße 30 Rosenthaler Straße 40–41 Spandauer Vorstadt Tucholskystraße 2 Baudenkmale siehe: Almstadtstraße 11, 16, 18, 43 Alte Schönhauser Straße 46, 48–49 Am Zwirngraben, S-Bahnhof Börse Auguststraße 9; 11–13; 14–16; 19, 21; 23; 24–25; 26B; 36; 53; 56–57; 69; 74; 76; 89; 90 Friedrichstraße 107; 112A Gipsstraße 11 Gormannstraße 12 Große Hamburger Straße 13–14; 15–16; 17; 19A; zwischen 25 und 26, Gedenkstätte; 27; 28; 29–31; Sophienkirche, 37 Hirtenstraße 4 Joachimstraße 6; 10; 11; 11A; 14; 15; 16; 20; 21 Johannisstraße 2 Karl-Liebknecht-Straße 27–29 Kleine Alexanderstraße 1–4 Kleine Präsidentenstraße 3 Kleine Rosenthaler Straße 2–3 Koppenplatz 6; 11; 12; 13 Krausnickstraße 3–3A Linienstraße 49; 62; 101; 110; 128–129, 137; 144; 145; 147; 150; 153; 154A; 155, 158; 159; 162; 206 Max-Beer-Straße 2/4 Monbijoupark, Büste Chamisso Monbijouplatz 12 Monbijoustraße 2; 4, 4A Mulackstraße 22; 23 Münzstraße 8; 14/16; 18; 21/23 Neue Promenade 3; 5 Neue Schönhauser Straße 8; 10; 12; 13; 14; 15; 19; 20 Oranienburger Straße, S-Bahnhof; 1–3; 4; 23; 27; 28; 30; 31; 34; 35–36, 50; 54; 71–72; 73–76; 84, 86 Rosenthaler Platz, U-Bahnhof Rosa-Luxemburg-Platz, U-Bahnhof; 2–3 Rosa-Luxemburg-Straße 2/4; 14; 15; 39/41 Rosenthaler Straße 13; 31; 36; 37; 38; 39, 51; 72A Rückerstraße 4 Sophienstraße 2; 3; 5; 8; 9; 11; 18–18A; 22–22A; 28–29 Steinstraße 19; 21 Torstraße 138; 146; 164; 222 Tucholskystr. 6/14; 9; 22; 24; 31/33; 40 Weinmeisterstraße, U-Bahnhof; 15; 16–17 Weydingerstraße 18; 20/22 Ziegelstraße 5–9; 10–11; 12 Gartendenkmale siehe: Große Hamburger Straße (zwischen 25 und 26) Alter jüdischer Friedhof; 29–30 Kleine Rosenthaler Straße 3 Koppenplatz 11 Münzstraße 21/23 | 09011354 – Gormannstraße 14, Fabrikgebäude, um 1900 – Fabrikgebäude von der Firma: Oberdick&Kilb, Heringe und Sardellen – Unternehmer/Inhaber waren: Heinrich Oberdick und Hugo Kilb - Unternehmen war im Großhandel tätig |                                     |
| 09011331 | Spandauer Vorstadt begrenzt im Norden durch die Torstraße 6/230 und Weydingerstraße 20/22 im Süden durch S-Bahn, Spree, Dircksenstraße 32–51 und Neue Promenade / Am Zwirngraben im Osten durch die Karl-Liebknecht-Straße 15/33 und im Westen durch die Friedrichstraße 105–118 (Lage) | Spandauer Vorstadt Gesamtanlagen siehe: Gipsstraße 23A Große Hamburger Straße 5–11, 29–31 Linienstraße 16–21... Rosa-Luxemburg-Straße 30 Rosenthaler Straße 40–41 Spandauer Vorstadt Tucholskystraße 2 Baudenkmale siehe: Almstadtstraße 11, 16, 18, 43 Alte Schönhauser Straße 46, 48–49 Am Zwirngraben, S-Bahnhof Börse Auguststraße 9; 11–13; 14–16; 19, 21; 23; 24–25; 26B; 36; 53; 56–57; 69; 74; 76; 89; 90 Friedrichstraße 107; 112A Gipsstraße 11 Gormannstraße 12 Große Hamburger Straße 13–14; 15–16; 17; 19A; zwischen 25 und 26, Gedenkstätte; 27; 28; 29–31; Sophienkirche, 37 Hirtenstraße 4 Joachimstraße 6; 10; 11; 11A; 14; 15; 16; 20; 21 Johannisstraße 2 Karl-Liebknecht-Straße 27–29 Kleine Alexanderstraße 1–4 Kleine Präsidentenstraße 3 Kleine Rosenthaler Straße 2–3 Koppenplatz 6; 11; 12; 13 Krausnickstraße 3–3A Linienstraße 49; 62; 101; 110; 128–129, 137; 144; 145; 147; 150; 153; 154A; 155, 158; 159; 162; 206 Max-Beer-Straße 2/4 Monbijoupark, Büste Chamisso Monbijouplatz 12 Monbijoustraße 2; 4, 4A Mulackstraße 22; 23 Münzstraße 8; 14/16; 18; 21/23 Neue Promenade 3; 5 Neue Schönhauser Straße 8; 10; 12; 13; 14; 15; 19; 20 Oranienburger Straße, S-Bahnhof; 1–3; 4; 23; 27; 28; 30; 31; 34; 35–36, 50; 54; 71–72; 73–76; 84, 86 Rosenthaler Platz, U-Bahnhof Rosa-Luxemburg-Platz, U-Bahnhof; 2–3 Rosa-Luxemburg-Straße 2/4; 14; 15; 39/41 Rosenthaler Straße 13; 31; 36; 37; 38; 39, 51; 72A Rückerstraße 4 Sophienstraße 2; 3; 5; 8; 9; 11; 18–18A; 22–22A; 28–29 Steinstraße 19; 21 Torstraße 138; 146; 164; 222 Tucholskystr. 6/14; 9; 22; 24; 31/33; 40 Weinmeisterstraße, U-Bahnhof; 15; 16–17 Weydingerstraße 18; 20/22 Ziegelstraße 5–9; 10–11; 12 Gartendenkmale siehe: Große Hamburger Straße (zwischen 25 und 26) Alter jüdischer Friedhof; 29–30 Kleine Rosenthaler Straße 3 Koppenplatz 11 Münzstraße 21/23 | 09011355 – Gormannstraße 19 / Torstraße 90, Mietshaus, um 1900 |                                     |
| 09011331 | Spandauer Vorstadt begrenzt im Norden durch die Torstraße 6/230 und Weydingerstraße 20/22 im Süden durch S-Bahn, Spree, Dircksenstraße 32–51 und Neue Promenade / Am Zwirngraben im Osten durch die Karl-Liebknecht-Straße 15/33 und im Westen durch die Friedrichstraße 105–118 (Lage) | Spandauer Vorstadt Gesamtanlagen siehe: Gipsstraße 23A Große Hamburger Straße 5–11, 29–31 Linienstraße 16–21... Rosa-Luxemburg-Straße 30 Rosenthaler Straße 40–41 Spandauer Vorstadt Tucholskystraße 2 Baudenkmale siehe: Almstadtstraße 11, 16, 18, 43 Alte Schönhauser Straße 46, 48–49 Am Zwirngraben, S-Bahnhof Börse Auguststraße 9; 11–13; 14–16; 19, 21; 23; 24–25; 26B; 36; 53; 56–57; 69; 74; 76; 89; 90 Friedrichstraße 107; 112A Gipsstraße 11 Gormannstraße 12 Große Hamburger Straße 13–14; 15–16; 17; 19A; zwischen 25 und 26, Gedenkstätte; 27; 28; 29–31; Sophienkirche, 37 Hirtenstraße 4 Joachimstraße 6; 10; 11; 11A; 14; 15; 16; 20; 21 Johannisstraße 2 Karl-Liebknecht-Straße 27–29 Kleine Alexanderstraße 1–4 Kleine Präsidentenstraße 3 Kleine Rosenthaler Straße 2–3 Koppenplatz 6; 11; 12; 13 Krausnickstraße 3–3A Linienstraße 49; 62; 101; 110; 128–129, 137; 144; 145; 147; 150; 153; 154A; 155, 158; 159; 162; 206 Max-Beer-Straße 2/4 Monbijoupark, Büste Chamisso Monbijouplatz 12 Monbijoustraße 2; 4, 4A Mulackstraße 22; 23 Münzstraße 8; 14/16; 18; 21/23 Neue Promenade 3; 5 Neue Schönhauser Straße 8; 10; 12; 13; 14; 15; 19; 20 Oranienburger Straße, S-Bahnhof; 1–3; 4; 23; 27; 28; 30; 31; 34; 35–36, 50; 54; 71–72; 73–76; 84, 86 Rosenthaler Platz, U-Bahnhof Rosa-Luxemburg-Platz, U-Bahnhof; 2–3 Rosa-Luxemburg-Straße 2/4; 14; 15; 39/41 Rosenthaler Straße 13; 31; 36; 37; 38; 39, 51; 72A Rückerstraße 4 Sophienstraße 2; 3; 5; 8; 9; 11; 18–18A; 22–22A; 28–29 Steinstraße 19; 21 Torstraße 138; 146; 164; 222 Tucholskystr. 6/14; 9; 22; 24; 31/33; 40 Weinmeisterstraße, U-Bahnhof; 15; 16–17 Weydingerstraße 18; 20/22 Ziegelstraße 5–9; 10–11; 12 Gartendenkmale siehe: Große Hamburger Straße (zwischen 25 und 26) Alter jüdischer Friedhof; 29–30 Kleine Rosenthaler Straße 3 Koppenplatz 11 Münzstraße 21/23 | 09011356 – Gormannstraße 19A / Linienstraße 61, Mietshaus, um 1900 |                                     |
| 09011331 | Spandauer Vorstadt begrenzt im Norden durch die Torstraße 6/230 und Weydingerstraße 20/22 im Süden durch S-Bahn, Spree, Dircksenstraße 32–51 und Neue Promenade / Am Zwirngraben im Osten durch die Karl-Liebknecht-Straße 15/33 und im Westen durch die Friedrichstraße 105–118 (Lage) | Spandauer Vorstadt Gesamtanlagen siehe: Gipsstraße 23A Große Hamburger Straße 5–11, 29–31 Linienstraße 16–21... Rosa-Luxemburg-Straße 30 Rosenthaler Straße 40–41 Spandauer Vorstadt Tucholskystraße 2 Baudenkmale siehe: Almstadtstraße 11, 16, 18, 43 Alte Schönhauser Straße 46, 48–49 Am Zwirngraben, S-Bahnhof Börse Auguststraße 9; 11–13; 14–16; 19, 21; 23; 24–25; 26B; 36; 53; 56–57; 69; 74; 76; 89; 90 Friedrichstraße 107; 112A Gipsstraße 11 Gormannstraße 12 Große Hamburger Straße 13–14; 15–16; 17; 19A; zwischen 25 und 26, Gedenkstätte; 27; 28; 29–31; Sophienkirche, 37 Hirtenstraße 4 Joachimstraße 6; 10; 11; 11A; 14; 15; 16; 20; 21 Johannisstraße 2 Karl-Liebknecht-Straße 27–29 Kleine Alexanderstraße 1–4 Kleine Präsidentenstraße 3 Kleine Rosenthaler Straße 2–3 Koppenplatz 6; 11; 12; 13 Krausnickstraße 3–3A Linienstraße 49; 62; 101; 110; 128–129, 137; 144; 145; 147; 150; 153; 154A; 155, 158; 159; 162; 206 Max-Beer-Straße 2/4 Monbijoupark, Büste Chamisso Monbijouplatz 12 Monbijoustraße 2; 4, 4A Mulackstraße 22; 23 Münzstraße 8; 14/16; 18; 21/23 Neue Promenade 3; 5 Neue Schönhauser Straße 8; 10; 12; 13; 14; 15; 19; 20 Oranienburger Straße, S-Bahnhof; 1–3; 4; 23; 27; 28; 30; 31; 34; 35–36, 50; 54; 71–72; 73–76; 84, 86 Rosenthaler Platz, U-Bahnhof Rosa-Luxemburg-Platz, U-Bahnhof; 2–3 Rosa-Luxemburg-Straße 2/4; 14; 15; 39/41 Rosenthaler Straße 13; 31; 36; 37; 38; 39, 51; 72A Rückerstraße 4 Sophienstraße 2; 3; 5; 8; 9; 11; 18–18A; 22–22A; 28–29 Steinstraße 19; 21 Torstraße 138; 146; 164; 222 Tucholskystr. 6/14; 9; 22; 24; 31/33; 40 Weinmeisterstraße, U-Bahnhof; 15; 16–17 Weydingerstraße 18; 20/22 Ziegelstraße 5–9; 10–11; 12 Gartendenkmale siehe: Große Hamburger Straße (zwischen 25 und 26) Alter jüdischer Friedhof; 29–30 Kleine Rosenthaler Straße 3 Koppenplatz 11 Münzstraße 21/23 | 09035182 – Gormannstraße 20A, Mietshaus, 1885 |                                     |
| 09011331 | Spandauer Vorstadt begrenzt im Norden durch die Torstraße 6/230 und Weydingerstraße 20/22 im Süden durch S-Bahn, Spree, Dircksenstraße 32–51 und Neue Promenade / Am Zwirngraben im Osten durch die Karl-Liebknecht-Straße 15/33 und im Westen durch die Friedrichstraße 105–118 (Lage) | Spandauer Vorstadt Gesamtanlagen siehe: Gipsstraße 23A Große Hamburger Straße 5–11, 29–31 Linienstraße 16–21... Rosa-Luxemburg-Straße 30 Rosenthaler Straße 40–41 Spandauer Vorstadt Tucholskystraße 2 Baudenkmale siehe: Almstadtstraße 11, 16, 18, 43 Alte Schönhauser Straße 46, 48–49 Am Zwirngraben, S-Bahnhof Börse Auguststraße 9; 11–13; 14–16; 19, 21; 23; 24–25; 26B; 36; 53; 56–57; 69; 74; 76; 89; 90 Friedrichstraße 107; 112A Gipsstraße 11 Gormannstraße 12 Große Hamburger Straße 13–14; 15–16; 17; 19A; zwischen 25 und 26, Gedenkstätte; 27; 28; 29–31; Sophienkirche, 37 Hirtenstraße 4 Joachimstraße 6; 10; 11; 11A; 14; 15; 16; 20; 21 Johannisstraße 2 Karl-Liebknecht-Straße 27–29 Kleine Alexanderstraße 1–4 Kleine Präsidentenstraße 3 Kleine Rosenthaler Straße 2–3 Koppenplatz 6; 11; 12; 13 Krausnickstraße 3–3A Linienstraße 49; 62; 101; 110; 128–129, 137; 144; 145; 147; 150; 153; 154A; 155, 158; 159; 162; 206 Max-Beer-Straße 2/4 Monbijoupark, Büste Chamisso Monbijouplatz 12 Monbijoustraße 2; 4, 4A Mulackstraße 22; 23 Münzstraße 8; 14/16; 18; 21/23 Neue Promenade 3; 5 Neue Schönhauser Straße 8; 10; 12; 13; 14; 15; 19; 20 Oranienburger Straße, S-Bahnhof; 1–3; 4; 23; 27; 28; 30; 31; 34; 35–36, 50; 54; 71–72; 73–76; 84, 86 Rosenthaler Platz, U-Bahnhof Rosa-Luxemburg-Platz, U-Bahnhof; 2–3 Rosa-Luxemburg-Straße 2/4; 14; 15; 39/41 Rosenthaler Straße 13; 31; 36; 37; 38; 39, 51; 72A Rückerstraße 4 Sophienstraße 2; 3; 5; 8; 9; 11; 18–18A; 22–22A; 28–29 Steinstraße 19; 21 Torstraße 138; 146; 164; 222 Tucholskystr. 6/14; 9; 22; 24; 31/33; 40 Weinmeisterstraße, U-Bahnhof; 15; 16–17 Weydingerstraße 18; 20/22 Ziegelstraße 5–9; 10–11; 12 Gartendenkmale siehe: Große Hamburger Straße (zwischen 25 und 26) Alter jüdischer Friedhof; 29–30 Kleine Rosenthaler Straße 3 Koppenplatz 11 Münzstraße 21/23 | 09035183 – Gormannstraße 21, Mietshaus, 1854 |                                     |
| 09011331 | Spandauer Vorstadt begrenzt im Norden durch die Torstraße 6/230 und Weydingerstraße 20/22 im Süden durch S-Bahn, Spree, Dircksenstraße 32–51 und Neue Promenade / Am Zwirngraben im Osten durch die Karl-Liebknecht-Straße 15/33 und im Westen durch die Friedrichstraße 105–118 (Lage) | Spandauer Vorstadt Gesamtanlagen siehe: Gipsstraße 23A Große Hamburger Straße 5–11, 29–31 Linienstraße 16–21... Rosa-Luxemburg-Straße 30 Rosenthaler Straße 40–41 Spandauer Vorstadt Tucholskystraße 2 Baudenkmale siehe: Almstadtstraße 11, 16, 18, 43 Alte Schönhauser Straße 46, 48–49 Am Zwirngraben, S-Bahnhof Börse Auguststraße 9; 11–13; 14–16; 19, 21; 23; 24–25; 26B; 36; 53; 56–57; 69; 74; 76; 89; 90 Friedrichstraße 107; 112A Gipsstraße 11 Gormannstraße 12 Große Hamburger Straße 13–14; 15–16; 17; 19A; zwischen 25 und 26, Gedenkstätte; 27; 28; 29–31; Sophienkirche, 37 Hirtenstraße 4 Joachimstraße 6; 10; 11; 11A; 14; 15; 16; 20; 21 Johannisstraße 2 Karl-Liebknecht-Straße 27–29 Kleine Alexanderstraße 1–4 Kleine Präsidentenstraße 3 Kleine Rosenthaler Straße 2–3 Koppenplatz 6; 11; 12; 13 Krausnickstraße 3–3A Linienstraße 49; 62; 101; 110; 128–129, 137; 144; 145; 147; 150; 153; 154A; 155, 158; 159; 162; 206 Max-Beer-Straße 2/4 Monbijoupark, Büste Chamisso Monbijouplatz 12 Monbijoustraße 2; 4, 4A Mulackstraße 22; 23 Münzstraße 8; 14/16; 18; 21/23 Neue Promenade 3; 5 Neue Schönhauser Straße 8; 10; 12; 13; 14; 15; 19; 20 Oranienburger Straße, S-Bahnhof; 1–3; 4; 23; 27; 28; 30; 31; 34; 35–36, 50; 54; 71–72; 73–76; 84, 86 Rosenthaler Platz, U-Bahnhof Rosa-Luxemburg-Platz, U-Bahnhof; 2–3 Rosa-Luxemburg-Straße 2/4; 14; 15; 39/41 Rosenthaler Straße 13; 31; 36; 37; 38; 39, 51; 72A Rückerstraße 4 Sophienstraße 2; 3; 5; 8; 9; 11; 18–18A; 22–22A; 28–29 Steinstraße 19; 21 Torstraße 138; 146; 164; 222 Tucholskystr. 6/14; 9; 22; 24; 31/33; 40 Weinmeisterstraße, U-Bahnhof; 15; 16–17 Weydingerstraße 18; 20/22 Ziegelstraße 5–9; 10–11; 12 Gartendenkmale siehe: Große Hamburger Straße (zwischen 25 und 26) Alter jüdischer Friedhof; 29–30 Kleine Rosenthaler Straße 3 Koppenplatz 11 Münzstraße 21/23 | 09035184 – Gormannstraße 22, Wohn- und Geschäftshaus, 1910 von Ferdinand Fritz |                                     |
| 09011331 | Spandauer Vorstadt begrenzt im Norden durch die Torstraße 6/230 und Weydingerstraße 20/22 im Süden durch S-Bahn, Spree, Dircksenstraße 32–51 und Neue Promenade / Am Zwirngraben im Osten durch die Karl-Liebknecht-Straße 15/33 und im Westen durch die Friedrichstraße 105–118 (Lage) | Spandauer Vorstadt Gesamtanlagen siehe: Gipsstraße 23A Große Hamburger Straße 5–11, 29–31 Linienstraße 16–21... Rosa-Luxemburg-Straße 30 Rosenthaler Straße 40–41 Spandauer Vorstadt Tucholskystraße 2 Baudenkmale siehe: Almstadtstraße 11, 16, 18, 43 Alte Schönhauser Straße 46, 48–49 Am Zwirngraben, S-Bahnhof Börse Auguststraße 9; 11–13; 14–16; 19, 21; 23; 24–25; 26B; 36; 53; 56–57; 69; 74; 76; 89; 90 Friedrichstraße 107; 112A Gipsstraße 11 Gormannstraße 12 Große Hamburger Straße 13–14; 15–16; 17; 19A; zwischen 25 und 26, Gedenkstätte; 27; 28; 29–31; Sophienkirche, 37 Hirtenstraße 4 Joachimstraße 6; 10; 11; 11A; 14; 15; 16; 20; 21 Johannisstraße 2 Karl-Liebknecht-Straße 27–29 Kleine Alexanderstraße 1–4 Kleine Präsidentenstraße 3 Kleine Rosenthaler Straße 2–3 Koppenplatz 6; 11; 12; 13 Krausnickstraße 3–3A Linienstraße 49; 62; 101; 110; 128–129, 137; 144; 145; 147; 150; 153; 154A; 155, 158; 159; 162; 206 Max-Beer-Straße 2/4 Monbijoupark, Büste Chamisso Monbijouplatz 12 Monbijoustraße 2; 4, 4A Mulackstraße 22; 23 Münzstraße 8; 14/16; 18; 21/23 Neue Promenade 3; 5 Neue Schönhauser Straße 8; 10; 12; 13; 14; 15; 19; 20 Oranienburger Straße, S-Bahnhof; 1–3; 4; 23; 27; 28; 30; 31; 34; 35–36, 50; 54; 71–72; 73–76; 84, 86 Rosenthaler Platz, U-Bahnhof Rosa-Luxemburg-Platz, U-Bahnhof; 2–3 Rosa-Luxemburg-Straße 2/4; 14; 15; 39/41 Rosenthaler Straße 13; 31; 36; 37; 38; 39, 51; 72A Rückerstraße 4 Sophienstraße 2; 3; 5; 8; 9; 11; 18–18A; 22–22A; 28–29 Steinstraße 19; 21 Torstraße 138; 146; 164; 222 Tucholskystr. 6/14; 9; 22; 24; 31/33; 40 Weinmeisterstraße, U-Bahnhof; 15; 16–17 Weydingerstraße 18; 20/22 Ziegelstraße 5–9; 10–11; 12 Gartendenkmale siehe: Große Hamburger Straße (zwischen 25 und 26) Alter jüdischer Friedhof; 29–30 Kleine Rosenthaler Straße 3 Koppenplatz 11 Münzstraße 21/23 | 09035185 – Gormannstraße 23, Mietshaus, 1881 |                                     |
| 09011331 | Spandauer Vorstadt begrenzt im Norden durch die Torstraße 6/230 und Weydingerstraße 20/22 im Süden durch S-Bahn, Spree, Dircksenstraße 32–51 und Neue Promenade / Am Zwirngraben im Osten durch die Karl-Liebknecht-Straße 15/33 und im Westen durch die Friedrichstraße 105–118 (Lage) | Spandauer Vorstadt Gesamtanlagen siehe: Gipsstraße 23A Große Hamburger Straße 5–11, 29–31 Linienstraße 16–21... Rosa-Luxemburg-Straße 30 Rosenthaler Straße 40–41 Spandauer Vorstadt Tucholskystraße 2 Baudenkmale siehe: Almstadtstraße 11, 16, 18, 43 Alte Schönhauser Straße 46, 48–49 Am Zwirngraben, S-Bahnhof Börse Auguststraße 9; 11–13; 14–16; 19, 21; 23; 24–25; 26B; 36; 53; 56–57; 69; 74; 76; 89; 90 Friedrichstraße 107; 112A Gipsstraße 11 Gormannstraße 12 Große Hamburger Straße 13–14; 15–16; 17; 19A; zwischen 25 und 26, Gedenkstätte; 27; 28; 29–31; Sophienkirche, 37 Hirtenstraße 4 Joachimstraße 6; 10; 11; 11A; 14; 15; 16; 20; 21 Johannisstraße 2 Karl-Liebknecht-Straße 27–29 Kleine Alexanderstraße 1–4 Kleine Präsidentenstraße 3 Kleine Rosenthaler Straße 2–3 Koppenplatz 6; 11; 12; 13 Krausnickstraße 3–3A Linienstraße 49; 62; 101; 110; 128–129, 137; 144; 145; 147; 150; 153; 154A; 155, 158; 159; 162; 206 Max-Beer-Straße 2/4 Monbijoupark, Büste Chamisso Monbijouplatz 12 Monbijoustraße 2; 4, 4A Mulackstraße 22; 23 Münzstraße 8; 14/16; 18; 21/23 Neue Promenade 3; 5 Neue Schönhauser Straße 8; 10; 12; 13; 14; 15; 19; 20 Oranienburger Straße, S-Bahnhof; 1–3; 4; 23; 27; 28; 30; 31; 34; 35–36, 50; 54; 71–72; 73–76; 84, 86 Rosenthaler Platz, U-Bahnhof Rosa-Luxemburg-Platz, U-Bahnhof; 2–3 Rosa-Luxemburg-Straße 2/4; 14; 15; 39/41 Rosenthaler Straße 13; 31; 36; 37; 38; 39, 51; 72A Rückerstraße 4 Sophienstraße 2; 3; 5; 8; 9; 11; 18–18A; 22–22A; 28–29 Steinstraße 19; 21 Torstraße 138; 146; 164; 222 Tucholskystr. 6/14; 9; 22; 24; 31/33; 40 Weinmeisterstraße, U-Bahnhof; 15; 16–17 Weydingerstraße 18; 20/22 Ziegelstraße 5–9; 10–11; 12 Gartendenkmale siehe: Große Hamburger Straße (zwischen 25 und 26) Alter jüdischer Friedhof; 29–30 Kleine Rosenthaler Straße 3 Koppenplatz 11 Münzstraße 21/23 | 09035209 – Gormannstraße 25–26 / Steinstraße 18, Mietshaus, um 1900 |                                     |
| 09011331 | Spandauer Vorstadt begrenzt im Norden durch die Torstraße 6/230 und Weydingerstraße 20/22 im Süden durch S-Bahn, Spree, Dircksenstraße 32–51 und Neue Promenade / Am Zwirngraben im Osten durch die Karl-Liebknecht-Straße 15/33 und im Westen durch die Friedrichstraße 105–118 (Lage) | Spandauer Vorstadt Gesamtanlagen siehe: Gipsstraße 23A Große Hamburger Straße 5–11, 29–31 Linienstraße 16–21... Rosa-Luxemburg-Straße 30 Rosenthaler Straße 40–41 Spandauer Vorstadt Tucholskystraße 2 Baudenkmale siehe: Almstadtstraße 11, 16, 18, 43 Alte Schönhauser Straße 46, 48–49 Am Zwirngraben, S-Bahnhof Börse Auguststraße 9; 11–13; 14–16; 19, 21; 23; 24–25; 26B; 36; 53; 56–57; 69; 74; 76; 89; 90 Friedrichstraße 107; 112A Gipsstraße 11 Gormannstraße 12 Große Hamburger Straße 13–14; 15–16; 17; 19A; zwischen 25 und 26, Gedenkstätte; 27; 28; 29–31; Sophienkirche, 37 Hirtenstraße 4 Joachimstraße 6; 10; 11; 11A; 14; 15; 16; 20; 21 Johannisstraße 2 Karl-Liebknecht-Straße 27–29 Kleine Alexanderstraße 1–4 Kleine Präsidentenstraße 3 Kleine Rosenthaler Straße 2–3 Koppenplatz 6; 11; 12; 13 Krausnickstraße 3–3A Linienstraße 49; 62; 101; 110; 128–129, 137; 144; 145; 147; 150; 153; 154A; 155, 158; 159; 162; 206 Max-Beer-Straße 2/4 Monbijoupark, Büste Chamisso Monbijouplatz 12 Monbijoustraße 2; 4, 4A Mulackstraße 22; 23 Münzstraße 8; 14/16; 18; 21/23 Neue Promenade 3; 5 Neue Schönhauser Straße 8; 10; 12; 13; 14; 15; 19; 20 Oranienburger Straße, S-Bahnhof; 1–3; 4; 23; 27; 28; 30; 31; 34; 35–36, 50; 54; 71–72; 73–76; 84, 86 Rosenthaler Platz, U-Bahnhof Rosa-Luxemburg-Platz, U-Bahnhof; 2–3 Rosa-Luxemburg-Straße 2/4; 14; 15; 39/41 Rosenthaler Straße 13; 31; 36; 37; 38; 39, 51; 72A Rückerstraße 4 Sophienstraße 2; 3; 5; 8; 9; 11; 18–18A; 22–22A; 28–29 Steinstraße 19; 21 Torstraße 138; 146; 164; 222 Tucholskystr. 6/14; 9; 22; 24; 31/33; 40 Weinmeisterstraße, U-Bahnhof; 15; 16–17 Weydingerstraße 18; 20/22 Ziegelstraße 5–9; 10–11; 12 Gartendenkmale siehe: Große Hamburger Straße (zwischen 25 und 26) Alter jüdischer Friedhof; 29–30 Kleine Rosenthaler Straße 3 Koppenplatz 11 Münzstraße 21/23 | 09010134 – Große Hamburger Straße 2, Mietshaus, um 1875 |                                     |
| 09011331 | Spandauer Vorstadt begrenzt im Norden durch die Torstraße 6/230 und Weydingerstraße 20/22 im Süden durch S-Bahn, Spree, Dircksenstraße 32–51 und Neue Promenade / Am Zwirngraben im Osten durch die Karl-Liebknecht-Straße 15/33 und im Westen durch die Friedrichstraße 105–118 (Lage) | Spandauer Vorstadt Gesamtanlagen siehe: Gipsstraße 23A Große Hamburger Straße 5–11, 29–31 Linienstraße 16–21... Rosa-Luxemburg-Straße 30 Rosenthaler Straße 40–41 Spandauer Vorstadt Tucholskystraße 2 Baudenkmale siehe: Almstadtstraße 11, 16, 18, 43 Alte Schönhauser Straße 46, 48–49 Am Zwirngraben, S-Bahnhof Börse Auguststraße 9; 11–13; 14–16; 19, 21; 23; 24–25; 26B; 36; 53; 56–57; 69; 74; 76; 89; 90 Friedrichstraße 107; 112A Gipsstraße 11 Gormannstraße 12 Große Hamburger Straße 13–14; 15–16; 17; 19A; zwischen 25 und 26, Gedenkstätte; 27; 28; 29–31; Sophienkirche, 37 Hirtenstraße 4 Joachimstraße 6; 10; 11; 11A; 14; 15; 16; 20; 21 Johannisstraße 2 Karl-Liebknecht-Straße 27–29 Kleine Alexanderstraße 1–4 Kleine Präsidentenstraße 3 Kleine Rosenthaler Straße 2–3 Koppenplatz 6; 11; 12; 13 Krausnickstraße 3–3A Linienstraße 49; 62; 101; 110; 128–129, 137; 144; 145; 147; 150; 153; 154A; 155, 158; 159; 162; 206 Max-Beer-Straße 2/4 Monbijoupark, Büste Chamisso Monbijouplatz 12 Monbijoustraße 2; 4, 4A Mulackstraße 22; 23 Münzstraße 8; 14/16; 18; 21/23 Neue Promenade 3; 5 Neue Schönhauser Straße 8; 10; 12; 13; 14; 15; 19; 20 Oranienburger Straße, S-Bahnhof; 1–3; 4; 23; 27; 28; 30; 31; 34; 35–36, 50; 54; 71–72; 73–76; 84, 86 Rosenthaler Platz, U-Bahnhof Rosa-Luxemburg-Platz, U-Bahnhof; 2–3 Rosa-Luxemburg-Straße 2/4; 14; 15; 39/41 Rosenthaler Straße 13; 31; 36; 37; 38; 39, 51; 72A Rückerstraße 4 Sophienstraße 2; 3; 5; 8; 9; 11; 18–18A; 22–22A; 28–29 Steinstraße 19; 21 Torstraße 138; 146; 164; 222 Tucholskystr. 6/14; 9; 22; 24; 31/33; 40 Weinmeisterstraße, U-Bahnhof; 15; 16–17 Weydingerstraße 18; 20/22 Ziegelstraße 5–9; 10–11; 12 Gartendenkmale siehe: Große Hamburger Straße (zwischen 25 und 26) Alter jüdischer Friedhof; 29–30 Kleine Rosenthaler Straße 3 Koppenplatz 11 Münzstraße 21/23 | 09010136 – Große Hamburger Straße 4, Mietshaus, um 1865 |                                     |
| 09011331 | Spandauer Vorstadt begrenzt im Norden durch die Torstraße 6/230 und Weydingerstraße 20/22 im Süden durch S-Bahn, Spree, Dircksenstraße 32–51 und Neue Promenade / Am Zwirngraben im Osten durch die Karl-Liebknecht-Straße 15/33 und im Westen durch die Friedrichstraße 105–118 (Lage) | Spandauer Vorstadt Gesamtanlagen siehe: Gipsstraße 23A Große Hamburger Straße 5–11, 29–31 Linienstraße 16–21... Rosa-Luxemburg-Straße 30 Rosenthaler Straße 40–41 Spandauer Vorstadt Tucholskystraße 2 Baudenkmale siehe: Almstadtstraße 11, 16, 18, 43 Alte Schönhauser Straße 46, 48–49 Am Zwirngraben, S-Bahnhof Börse Auguststraße 9; 11–13; 14–16; 19, 21; 23; 24–25; 26B; 36; 53; 56–57; 69; 74; 76; 89; 90 Friedrichstraße 107; 112A Gipsstraße 11 Gormannstraße 12 Große Hamburger Straße 13–14; 15–16; 17; 19A; zwischen 25 und 26, Gedenkstätte; 27; 28; 29–31; Sophienkirche, 37 Hirtenstraße 4 Joachimstraße 6; 10; 11; 11A; 14; 15; 16; 20; 21 Johannisstraße 2 Karl-Liebknecht-Straße 27–29 Kleine Alexanderstraße 1–4 Kleine Präsidentenstraße 3 Kleine Rosenthaler Straße 2–3 Koppenplatz 6; 11; 12; 13 Krausnickstraße 3–3A Linienstraße 49; 62; 101; 110; 128–129, 137; 144; 145; 147; 150; 153; 154A; 155, 158; 159; 162; 206 Max-Beer-Straße 2/4 Monbijoupark, Büste Chamisso Monbijouplatz 12 Monbijoustraße 2; 4, 4A Mulackstraße 22; 23 Münzstraße 8; 14/16; 18; 21/23 Neue Promenade 3; 5 Neue Schönhauser Straße 8; 10; 12; 13; 14; 15; 19; 20 Oranienburger Straße, S-Bahnhof; 1–3; 4; 23; 27; 28; 30; 31; 34; 35–36, 50; 54; 71–72; 73–76; 84, 86 Rosenthaler Platz, U-Bahnhof Rosa-Luxemburg-Platz, U-Bahnhof; 2–3 Rosa-Luxemburg-Straße 2/4; 14; 15; 39/41 Rosenthaler Straße 13; 31; 36; 37; 38; 39, 51; 72A Rückerstraße 4 Sophienstraße 2; 3; 5; 8; 9; 11; 18–18A; 22–22A; 28–29 Steinstraße 19; 21 Torstraße 138; 146; 164; 222 Tucholskystr. 6/14; 9; 22; 24; 31/33; 40 Weinmeisterstraße, U-Bahnhof; 15; 16–17 Weydingerstraße 18; 20/22 Ziegelstraße 5–9; 10–11; 12 Gartendenkmale siehe: Große Hamburger Straße (zwischen 25 und 26) Alter jüdischer Friedhof; 29–30 Kleine Rosenthaler Straße 3 Koppenplatz 11 Münzstraße 21/23 | 09035225 – Große Hamburger Straße 12 / Krausnickstraße 12A, um 1885 |                                     |
| 09011331 | Spandauer Vorstadt begrenzt im Norden durch die Torstraße 6/230 und Weydingerstraße 20/22 im Süden durch S-Bahn, Spree, Dircksenstraße 32–51 und Neue Promenade / Am Zwirngraben im Osten durch die Karl-Liebknecht-Straße 15/33 und im Westen durch die Friedrichstraße 105–118 (Lage) | Spandauer Vorstadt Gesamtanlagen siehe: Gipsstraße 23A Große Hamburger Straße 5–11, 29–31 Linienstraße 16–21... Rosa-Luxemburg-Straße 30 Rosenthaler Straße 40–41 Spandauer Vorstadt Tucholskystraße 2 Baudenkmale siehe: Almstadtstraße 11, 16, 18, 43 Alte Schönhauser Straße 46, 48–49 Am Zwirngraben, S-Bahnhof Börse Auguststraße 9; 11–13; 14–16; 19, 21; 23; 24–25; 26B; 36; 53; 56–57; 69; 74; 76; 89; 90 Friedrichstraße 107; 112A Gipsstraße 11 Gormannstraße 12 Große Hamburger Straße 13–14; 15–16; 17; 19A; zwischen 25 und 26, Gedenkstätte; 27; 28; 29–31; Sophienkirche, 37 Hirtenstraße 4 Joachimstraße 6; 10; 11; 11A; 14; 15; 16; 20; 21 Johannisstraße 2 Karl-Liebknecht-Straße 27–29 Kleine Alexanderstraße 1–4 Kleine Präsidentenstraße 3 Kleine Rosenthaler Straße 2–3 Koppenplatz 6; 11; 12; 13 Krausnickstraße 3–3A Linienstraße 49; 62; 101; 110; 128–129, 137; 144; 145; 147; 150; 153; 154A; 155, 158; 159; 162; 206 Max-Beer-Straße 2/4 Monbijoupark, Büste Chamisso Monbijouplatz 12 Monbijoustraße 2; 4, 4A Mulackstraße 22; 23 Münzstraße 8; 14/16; 18; 21/23 Neue Promenade 3; 5 Neue Schönhauser Straße 8; 10; 12; 13; 14; 15; 19; 20 Oranienburger Straße, S-Bahnhof; 1–3; 4; 23; 27; 28; 30; 31; 34; 35–36, 50; 54; 71–72; 73–76; 84, 86 Rosenthaler Platz, U-Bahnhof Rosa-Luxemburg-Platz, U-Bahnhof; 2–3 Rosa-Luxemburg-Straße 2/4; 14; 15; 39/41 Rosenthaler Straße 13; 31; 36; 37; 38; 39, 51; 72A Rückerstraße 4 Sophienstraße 2; 3; 5; 8; 9; 11; 18–18A; 22–22A; 28–29 Steinstraße 19; 21 Torstraße 138; 146; 164; 222 Tucholskystr. 6/14; 9; 22; 24; 31/33; 40 Weinmeisterstraße, U-Bahnhof; 15; 16–17 Weydingerstraße 18; 20/22 Ziegelstraße 5–9; 10–11; 12 Gartendenkmale siehe: Große Hamburger Straße (zwischen 25 und 26) Alter jüdischer Friedhof; 29–30 Kleine Rosenthaler Straße 3 Koppenplatz 11 Münzstraße 21/23 | 09035217 – Große Hamburger Straße 18–19, Mietshaus, 1864 |                                     |
| 09011331 | Spandauer Vorstadt begrenzt im Norden durch die Torstraße 6/230 und Weydingerstraße 20/22 im Süden durch S-Bahn, Spree, Dircksenstraße 32–51 und Neue Promenade / Am Zwirngraben im Osten durch die Karl-Liebknecht-Straße 15/33 und im Westen durch die Friedrichstraße 105–118 (Lage) | Spandauer Vorstadt Gesamtanlagen siehe: Gipsstraße 23A Große Hamburger Straße 5–11, 29–31 Linienstraße 16–21... Rosa-Luxemburg-Straße 30 Rosenthaler Straße 40–41 Spandauer Vorstadt Tucholskystraße 2 Baudenkmale siehe: Almstadtstraße 11, 16, 18, 43 Alte Schönhauser Straße 46, 48–49 Am Zwirngraben, S-Bahnhof Börse Auguststraße 9; 11–13; 14–16; 19, 21; 23; 24–25; 26B; 36; 53; 56–57; 69; 74; 76; 89; 90 Friedrichstraße 107; 112A Gipsstraße 11 Gormannstraße 12 Große Hamburger Straße 13–14; 15–16; 17; 19A; zwischen 25 und 26, Gedenkstätte; 27; 28; 29–31; Sophienkirche, 37 Hirtenstraße 4 Joachimstraße 6; 10; 11; 11A; 14; 15; 16; 20; 21 Johannisstraße 2 Karl-Liebknecht-Straße 27–29 Kleine Alexanderstraße 1–4 Kleine Präsidentenstraße 3 Kleine Rosenthaler Straße 2–3 Koppenplatz 6; 11; 12; 13 Krausnickstraße 3–3A Linienstraße 49; 62; 101; 110; 128–129, 137; 144; 145; 147; 150; 153; 154A; 155, 158; 159; 162; 206 Max-Beer-Straße 2/4 Monbijoupark, Büste Chamisso Monbijouplatz 12 Monbijoustraße 2; 4, 4A Mulackstraße 22; 23 Münzstraße 8; 14/16; 18; 21/23 Neue Promenade 3; 5 Neue Schönhauser Straße 8; 10; 12; 13; 14; 15; 19; 20 Oranienburger Straße, S-Bahnhof; 1–3; 4; 23; 27; 28; 30; 31; 34; 35–36, 50; 54; 71–72; 73–76; 84, 86 Rosenthaler Platz, U-Bahnhof Rosa-Luxemburg-Platz, U-Bahnhof; 2–3 Rosa-Luxemburg-Straße 2/4; 14; 15; 39/41 Rosenthaler Straße 13; 31; 36; 37; 38; 39, 51; 72A Rückerstraße 4 Sophienstraße 2; 3; 5; 8; 9; 11; 18–18A; 22–22A; 28–29 Steinstraße 19; 21 Torstraße 138; 146; 164; 222 Tucholskystr. 6/14; 9; 22; 24; 31/33; 40 Weinmeisterstraße, U-Bahnhof; 15; 16–17 Weydingerstraße 18; 20/22 Ziegelstraße 5–9; 10–11; 12 Gartendenkmale siehe: Große Hamburger Straße (zwischen 25 und 26) Alter jüdischer Friedhof; 29–30 Kleine Rosenthaler Straße 3 Koppenplatz 11 Münzstraße 21/23 | 09035231 – Große Hamburger Straße 24, Mietshaus, 1867 |                                     |
| 09011331 | Spandauer Vorstadt begrenzt im Norden durch die Torstraße 6/230 und Weydingerstraße 20/22 im Süden durch S-Bahn, Spree, Dircksenstraße 32–51 und Neue Promenade / Am Zwirngraben im Osten durch die Karl-Liebknecht-Straße 15/33 und im Westen durch die Friedrichstraße 105–118 (Lage) | Spandauer Vorstadt Gesamtanlagen siehe: Gipsstraße 23A Große Hamburger Straße 5–11, 29–31 Linienstraße 16–21... Rosa-Luxemburg-Straße 30 Rosenthaler Straße 40–41 Spandauer Vorstadt Tucholskystraße 2 Baudenkmale siehe: Almstadtstraße 11, 16, 18, 43 Alte Schönhauser Straße 46, 48–49 Am Zwirngraben, S-Bahnhof Börse Auguststraße 9; 11–13; 14–16; 19, 21; 23; 24–25; 26B; 36; 53; 56–57; 69; 74; 76; 89; 90 Friedrichstraße 107; 112A Gipsstraße 11 Gormannstraße 12 Große Hamburger Straße 13–14; 15–16; 17; 19A; zwischen 25 und 26, Gedenkstätte; 27; 28; 29–31; Sophienkirche, 37 Hirtenstraße 4 Joachimstraße 6; 10; 11; 11A; 14; 15; 16; 20; 21 Johannisstraße 2 Karl-Liebknecht-Straße 27–29 Kleine Alexanderstraße 1–4 Kleine Präsidentenstraße 3 Kleine Rosenthaler Straße 2–3 Koppenplatz 6; 11; 12; 13 Krausnickstraße 3–3A Linienstraße 49; 62; 101; 110; 128–129, 137; 144; 145; 147; 150; 153; 154A; 155, 158; 159; 162; 206 Max-Beer-Straße 2/4 Monbijoupark, Büste Chamisso Monbijouplatz 12 Monbijoustraße 2; 4, 4A Mulackstraße 22; 23 Münzstraße 8; 14/16; 18; 21/23 Neue Promenade 3; 5 Neue Schönhauser Straße 8; 10; 12; 13; 14; 15; 19; 20 Oranienburger Straße, S-Bahnhof; 1–3; 4; 23; 27; 28; 30; 31; 34; 35–36, 50; 54; 71–72; 73–76; 84, 86 Rosenthaler Platz, U-Bahnhof Rosa-Luxemburg-Platz, U-Bahnhof; 2–3 Rosa-Luxemburg-Straße 2/4; 14; 15; 39/41 Rosenthaler Straße 13; 31; 36; 37; 38; 39, 51; 72A Rückerstraße 4 Sophienstraße 2; 3; 5; 8; 9; 11; 18–18A; 22–22A; 28–29 Steinstraße 19; 21 Torstraße 138; 146; 164; 222 Tucholskystr. 6/14; 9; 22; 24; 31/33; 40 Weinmeisterstraße, U-Bahnhof; 15; 16–17 Weydingerstraße 18; 20/22 Ziegelstraße 5–9; 10–11; 12 Gartendenkmale siehe: Große Hamburger Straße (zwischen 25 und 26) Alter jüdischer Friedhof; 29–30 Kleine Rosenthaler Straße 3 Koppenplatz 11 Münzstraße 21/23 | 09035232 – Große Hamburger Straße 25, Mietshaus, 1864 |                                     |
| 09011331 | Spandauer Vorstadt begrenzt im Norden durch die Torstraße 6/230 und Weydingerstraße 20/22 im Süden durch S-Bahn, Spree, Dircksenstraße 32–51 und Neue Promenade / Am Zwirngraben im Osten durch die Karl-Liebknecht-Straße 15/33 und im Westen durch die Friedrichstraße 105–118 (Lage) | Spandauer Vorstadt Gesamtanlagen siehe: Gipsstraße 23A Große Hamburger Straße 5–11, 29–31 Linienstraße 16–21... Rosa-Luxemburg-Straße 30 Rosenthaler Straße 40–41 Spandauer Vorstadt Tucholskystraße 2 Baudenkmale siehe: Almstadtstraße 11, 16, 18, 43 Alte Schönhauser Straße 46, 48–49 Am Zwirngraben, S-Bahnhof Börse Auguststraße 9; 11–13; 14–16; 19, 21; 23; 24–25; 26B; 36; 53; 56–57; 69; 74; 76; 89; 90 Friedrichstraße 107; 112A Gipsstraße 11 Gormannstraße 12 Große Hamburger Straße 13–14; 15–16; 17; 19A; zwischen 25 und 26, Gedenkstätte; 27; 28; 29–31; Sophienkirche, 37 Hirtenstraße 4 Joachimstraße 6; 10; 11; 11A; 14; 15; 16; 20; 21 Johannisstraße 2 Karl-Liebknecht-Straße 27–29 Kleine Alexanderstraße 1–4 Kleine Präsidentenstraße 3 Kleine Rosenthaler Straße 2–3 Koppenplatz 6; 11; 12; 13 Krausnickstraße 3–3A Linienstraße 49; 62; 101; 110; 128–129, 137; 144; 145; 147; 150; 153; 154A; 155, 158; 159; 162; 206 Max-Beer-Straße 2/4 Monbijoupark, Büste Chamisso Monbijouplatz 12 Monbijoustraße 2; 4, 4A Mulackstraße 22; 23 Münzstraße 8; 14/16; 18; 21/23 Neue Promenade 3; 5 Neue Schönhauser Straße 8; 10; 12; 13; 14; 15; 19; 20 Oranienburger Straße, S-Bahnhof; 1–3; 4; 23; 27; 28; 30; 31; 34; 35–36, 50; 54; 71–72; 73–76; 84, 86 Rosenthaler Platz, U-Bahnhof Rosa-Luxemburg-Platz, U-Bahnhof; 2–3 Rosa-Luxemburg-Straße 2/4; 14; 15; 39/41 Rosenthaler Straße 13; 31; 36; 37; 38; 39, 51; 72A Rückerstraße 4 Sophienstraße 2; 3; 5; 8; 9; 11; 18–18A; 22–22A; 28–29 Steinstraße 19; 21 Torstraße 138; 146; 164; 222 Tucholskystr. 6/14; 9; 22; 24; 31/33; 40 Weinmeisterstraße, U-Bahnhof; 15; 16–17 Weydingerstraße 18; 20/22 Ziegelstraße 5–9; 10–11; 12 Gartendenkmale siehe: Große Hamburger Straße (zwischen 25 und 26) Alter jüdischer Friedhof; 29–30 Kleine Rosenthaler Straße 3 Koppenplatz 11 Münzstraße 21/23 | 09035238 – Große Hamburger Straße 32, Mietshaus, 1886 |                                     |
| 09011331 | Spandauer Vorstadt begrenzt im Norden durch die Torstraße 6/230 und Weydingerstraße 20/22 im Süden durch S-Bahn, Spree, Dircksenstraße 32–51 und Neue Promenade / Am Zwirngraben im Osten durch die Karl-Liebknecht-Straße 15/33 und im Westen durch die Friedrichstraße 105–118 (Lage) | Spandauer Vorstadt Gesamtanlagen siehe: Gipsstraße 23A Große Hamburger Straße 5–11, 29–31 Linienstraße 16–21... Rosa-Luxemburg-Straße 30 Rosenthaler Straße 40–41 Spandauer Vorstadt Tucholskystraße 2 Baudenkmale siehe: Almstadtstraße 11, 16, 18, 43 Alte Schönhauser Straße 46, 48–49 Am Zwirngraben, S-Bahnhof Börse Auguststraße 9; 11–13; 14–16; 19, 21; 23; 24–25; 26B; 36; 53; 56–57; 69; 74; 76; 89; 90 Friedrichstraße 107; 112A Gipsstraße 11 Gormannstraße 12 Große Hamburger Straße 13–14; 15–16; 17; 19A; zwischen 25 und 26, Gedenkstätte; 27; 28; 29–31; Sophienkirche, 37 Hirtenstraße 4 Joachimstraße 6; 10; 11; 11A; 14; 15; 16; 20; 21 Johannisstraße 2 Karl-Liebknecht-Straße 27–29 Kleine Alexanderstraße 1–4 Kleine Präsidentenstraße 3 Kleine Rosenthaler Straße 2–3 Koppenplatz 6; 11; 12; 13 Krausnickstraße 3–3A Linienstraße 49; 62; 101; 110; 128–129, 137; 144; 145; 147; 150; 153; 154A; 155, 158; 159; 162; 206 Max-Beer-Straße 2/4 Monbijoupark, Büste Chamisso Monbijouplatz 12 Monbijoustraße 2; 4, 4A Mulackstraße 22; 23 Münzstraße 8; 14/16; 18; 21/23 Neue Promenade 3; 5 Neue Schönhauser Straße 8; 10; 12; 13; 14; 15; 19; 20 Oranienburger Straße, S-Bahnhof; 1–3; 4; 23; 27; 28; 30; 31; 34; 35–36, 50; 54; 71–72; 73–76; 84, 86 Rosenthaler Platz, U-Bahnhof Rosa-Luxemburg-Platz, U-Bahnhof; 2–3 Rosa-Luxemburg-Straße 2/4; 14; 15; 39/41 Rosenthaler Straße 13; 31; 36; 37; 38; 39, 51; 72A Rückerstraße 4 Sophienstraße 2; 3; 5; 8; 9; 11; 18–18A; 22–22A; 28–29 Steinstraße 19; 21 Torstraße 138; 146; 164; 222 Tucholskystr. 6/14; 9; 22; 24; 31/33; 40 Weinmeisterstraße, U-Bahnhof; 15; 16–17 Weydingerstraße 18; 20/22 Ziegelstraße 5–9; 10–11; 12 Gartendenkmale siehe: Große Hamburger Straße (zwischen 25 und 26) Alter jüdischer Friedhof; 29–30 Kleine Rosenthaler Straße 3 Koppenplatz 11 Münzstraße 21/23 | 09035240 – Große Hamburger Straße 33, Mietshaus, 1882 |                                     |
| 09011331 | Spandauer Vorstadt begrenzt im Norden durch die Torstraße 6/230 und Weydingerstraße 20/22 im Süden durch S-Bahn, Spree, Dircksenstraße 32–51 und Neue Promenade / Am Zwirngraben im Osten durch die Karl-Liebknecht-Straße 15/33 und im Westen durch die Friedrichstraße 105–118 (Lage) | Spandauer Vorstadt Gesamtanlagen siehe: Gipsstraße 23A Große Hamburger Straße 5–11, 29–31 Linienstraße 16–21... Rosa-Luxemburg-Straße 30 Rosenthaler Straße 40–41 Spandauer Vorstadt Tucholskystraße 2 Baudenkmale siehe: Almstadtstraße 11, 16, 18, 43 Alte Schönhauser Straße 46, 48–49 Am Zwirngraben, S-Bahnhof Börse Auguststraße 9; 11–13; 14–16; 19, 21; 23; 24–25; 26B; 36; 53; 56–57; 69; 74; 76; 89; 90 Friedrichstraße 107; 112A Gipsstraße 11 Gormannstraße 12 Große Hamburger Straße 13–14; 15–16; 17; 19A; zwischen 25 und 26, Gedenkstätte; 27; 28; 29–31; Sophienkirche, 37 Hirtenstraße 4 Joachimstraße 6; 10; 11; 11A; 14; 15; 16; 20; 21 Johannisstraße 2 Karl-Liebknecht-Straße 27–29 Kleine Alexanderstraße 1–4 Kleine Präsidentenstraße 3 Kleine Rosenthaler Straße 2–3 Koppenplatz 6; 11; 12; 13 Krausnickstraße 3–3A Linienstraße 49; 62; 101; 110; 128–129, 137; 144; 145; 147; 150; 153; 154A; 155, 158; 159; 162; 206 Max-Beer-Straße 2/4 Monbijoupark, Büste Chamisso Monbijouplatz 12 Monbijoustraße 2; 4, 4A Mulackstraße 22; 23 Münzstraße 8; 14/16; 18; 21/23 Neue Promenade 3; 5 Neue Schönhauser Straße 8; 10; 12; 13; 14; 15; 19; 20 Oranienburger Straße, S-Bahnhof; 1–3; 4; 23; 27; 28; 30; 31; 34; 35–36, 50; 54; 71–72; 73–76; 84, 86 Rosenthaler Platz, U-Bahnhof Rosa-Luxemburg-Platz, U-Bahnhof; 2–3 Rosa-Luxemburg-Straße 2/4; 14; 15; 39/41 Rosenthaler Straße 13; 31; 36; 37; 38; 39, 51; 72A Rückerstraße 4 Sophienstraße 2; 3; 5; 8; 9; 11; 18–18A; 22–22A; 28–29 Steinstraße 19; 21 Torstraße 138; 146; 164; 222 Tucholskystr. 6/14; 9; 22; 24; 31/33; 40 Weinmeisterstraße, U-Bahnhof; 15; 16–17 Weydingerstraße 18; 20/22 Ziegelstraße 5–9; 10–11; 12 Gartendenkmale siehe: Große Hamburger Straße (zwischen 25 und 26) Alter jüdischer Friedhof; 29–30 Kleine Rosenthaler Straße 3 Koppenplatz 11 Münzstraße 21/23 | 09035241 – Große Hamburger Straße 34, Mietshaus, 1862 |                                     |
| 09011331 | Spandauer Vorstadt begrenzt im Norden durch die Torstraße 6/230 und Weydingerstraße 20/22 im Süden durch S-Bahn, Spree, Dircksenstraße 32–51 und Neue Promenade / Am Zwirngraben im Osten durch die Karl-Liebknecht-Straße 15/33 und im Westen durch die Friedrichstraße 105–118 (Lage) | Spandauer Vorstadt Gesamtanlagen siehe: Gipsstraße 23A Große Hamburger Straße 5–11, 29–31 Linienstraße 16–21... Rosa-Luxemburg-Straße 30 Rosenthaler Straße 40–41 Spandauer Vorstadt Tucholskystraße 2 Baudenkmale siehe: Almstadtstraße 11, 16, 18, 43 Alte Schönhauser Straße 46, 48–49 Am Zwirngraben, S-Bahnhof Börse Auguststraße 9; 11–13; 14–16; 19, 21; 23; 24–25; 26B; 36; 53; 56–57; 69; 74; 76; 89; 90 Friedrichstraße 107; 112A Gipsstraße 11 Gormannstraße 12 Große Hamburger Straße 13–14; 15–16; 17; 19A; zwischen 25 und 26, Gedenkstätte; 27; 28; 29–31; Sophienkirche, 37 Hirtenstraße 4 Joachimstraße 6; 10; 11; 11A; 14; 15; 16; 20; 21 Johannisstraße 2 Karl-Liebknecht-Straße 27–29 Kleine Alexanderstraße 1–4 Kleine Präsidentenstraße 3 Kleine Rosenthaler Straße 2–3 Koppenplatz 6; 11; 12; 13 Krausnickstraße 3–3A Linienstraße 49; 62; 101; 110; 128–129, 137; 144; 145; 147; 150; 153; 154A; 155, 158; 159; 162; 206 Max-Beer-Straße 2/4 Monbijoupark, Büste Chamisso Monbijouplatz 12 Monbijoustraße 2; 4, 4A Mulackstraße 22; 23 Münzstraße 8; 14/16; 18; 21/23 Neue Promenade 3; 5 Neue Schönhauser Straße 8; 10; 12; 13; 14; 15; 19; 20 Oranienburger Straße, S-Bahnhof; 1–3; 4; 23; 27; 28; 30; 31; 34; 35–36, 50; 54; 71–72; 73–76; 84, 86 Rosenthaler Platz, U-Bahnhof Rosa-Luxemburg-Platz, U-Bahnhof; 2–3 Rosa-Luxemburg-Straße 2/4; 14; 15; 39/41 Rosenthaler Straße 13; 31; 36; 37; 38; 39, 51; 72A Rückerstraße 4 Sophienstraße 2; 3; 5; 8; 9; 11; 18–18A; 22–22A; 28–29 Steinstraße 19; 21 Torstraße 138; 146; 164; 222 Tucholskystr. 6/14; 9; 22; 24; 31/33; 40 Weinmeisterstraße, U-Bahnhof; 15; 16–17 Weydingerstraße 18; 20/22 Ziegelstraße 5–9; 10–11; 12 Gartendenkmale siehe: Große Hamburger Straße (zwischen 25 und 26) Alter jüdischer Friedhof; 29–30 Kleine Rosenthaler Straße 3 Koppenplatz 11 Münzstraße 21/23 | 09035242 – Große Hamburger Straße 35, Mietshaus, 1840 |                                     |
| 09011331 | Spandauer Vorstadt begrenzt im Norden durch die Torstraße 6/230 und Weydingerstraße 20/22 im Süden durch S-Bahn, Spree, Dircksenstraße 32–51 und Neue Promenade / Am Zwirngraben im Osten durch die Karl-Liebknecht-Straße 15/33 und im Westen durch die Friedrichstraße 105–118 (Lage) | Spandauer Vorstadt Gesamtanlagen siehe: Gipsstraße 23A Große Hamburger Straße 5–11, 29–31 Linienstraße 16–21... Rosa-Luxemburg-Straße 30 Rosenthaler Straße 40–41 Spandauer Vorstadt Tucholskystraße 2 Baudenkmale siehe: Almstadtstraße 11, 16, 18, 43 Alte Schönhauser Straße 46, 48–49 Am Zwirngraben, S-Bahnhof Börse Auguststraße 9; 11–13; 14–16; 19, 21; 23; 24–25; 26B; 36; 53; 56–57; 69; 74; 76; 89; 90 Friedrichstraße 107; 112A Gipsstraße 11 Gormannstraße 12 Große Hamburger Straße 13–14; 15–16; 17; 19A; zwischen 25 und 26, Gedenkstätte; 27; 28; 29–31; Sophienkirche, 37 Hirtenstraße 4 Joachimstraße 6; 10; 11; 11A; 14; 15; 16; 20; 21 Johannisstraße 2 Karl-Liebknecht-Straße 27–29 Kleine Alexanderstraße 1–4 Kleine Präsidentenstraße 3 Kleine Rosenthaler Straße 2–3 Koppenplatz 6; 11; 12; 13 Krausnickstraße 3–3A Linienstraße 49; 62; 101; 110; 128–129, 137; 144; 145; 147; 150; 153; 154A; 155, 158; 159; 162; 206 Max-Beer-Straße 2/4 Monbijoupark, Büste Chamisso Monbijouplatz 12 Monbijoustraße 2; 4, 4A Mulackstraße 22; 23 Münzstraße 8; 14/16; 18; 21/23 Neue Promenade 3; 5 Neue Schönhauser Straße 8; 10; 12; 13; 14; 15; 19; 20 Oranienburger Straße, S-Bahnhof; 1–3; 4; 23; 27; 28; 30; 31; 34; 35–36, 50; 54; 71–72; 73–76; 84, 86 Rosenthaler Platz, U-Bahnhof Rosa-Luxemburg-Platz, U-Bahnhof; 2–3 Rosa-Luxemburg-Straße 2/4; 14; 15; 39/41 Rosenthaler Straße 13; 31; 36; 37; 38; 39, 51; 72A Rückerstraße 4 Sophienstraße 2; 3; 5; 8; 9; 11; 18–18A; 22–22A; 28–29 Steinstraße 19; 21 Torstraße 138; 146; 164; 222 Tucholskystr. 6/14; 9; 22; 24; 31/33; 40 Weinmeisterstraße, U-Bahnhof; 15; 16–17 Weydingerstraße 18; 20/22 Ziegelstraße 5–9; 10–11; 12 Gartendenkmale siehe: Große Hamburger Straße (zwischen 25 und 26) Alter jüdischer Friedhof; 29–30 Kleine Rosenthaler Straße 3 Koppenplatz 11 Münzstraße 21/23 | 09035243 – Große Hamburger Straße 36, Mietshaus, 1838 |                                     |
| 09011331 | Spandauer Vorstadt begrenzt im Norden durch die Torstraße 6/230 und Weydingerstraße 20/22 im Süden durch S-Bahn, Spree, Dircksenstraße 32–51 und Neue Promenade / Am Zwirngraben im Osten durch die Karl-Liebknecht-Straße 15/33 und im Westen durch die Friedrichstraße 105–118 (Lage) | Spandauer Vorstadt Gesamtanlagen siehe: Gipsstraße 23A Große Hamburger Straße 5–11, 29–31 Linienstraße 16–21... Rosa-Luxemburg-Straße 30 Rosenthaler Straße 40–41 Spandauer Vorstadt Tucholskystraße 2 Baudenkmale siehe: Almstadtstraße 11, 16, 18, 43 Alte Schönhauser Straße 46, 48–49 Am Zwirngraben, S-Bahnhof Börse Auguststraße 9; 11–13; 14–16; 19, 21; 23; 24–25; 26B; 36; 53; 56–57; 69; 74; 76; 89; 90 Friedrichstraße 107; 112A Gipsstraße 11 Gormannstraße 12 Große Hamburger Straße 13–14; 15–16; 17; 19A; zwischen 25 und 26, Gedenkstätte; 27; 28; 29–31; Sophienkirche, 37 Hirtenstraße 4 Joachimstraße 6; 10; 11; 11A; 14; 15; 16; 20; 21 Johannisstraße 2 Karl-Liebknecht-Straße 27–29 Kleine Alexanderstraße 1–4 Kleine Präsidentenstraße 3 Kleine Rosenthaler Straße 2–3 Koppenplatz 6; 11; 12; 13 Krausnickstraße 3–3A Linienstraße 49; 62; 101; 110; 128–129, 137; 144; 145; 147; 150; 153; 154A; 155, 158; 159; 162; 206 Max-Beer-Straße 2/4 Monbijoupark, Büste Chamisso Monbijouplatz 12 Monbijoustraße 2; 4, 4A Mulackstraße 22; 23 Münzstraße 8; 14/16; 18; 21/23 Neue Promenade 3; 5 Neue Schönhauser Straße 8; 10; 12; 13; 14; 15; 19; 20 Oranienburger Straße, S-Bahnhof; 1–3; 4; 23; 27; 28; 30; 31; 34; 35–36, 50; 54; 71–72; 73–76; 84, 86 Rosenthaler Platz, U-Bahnhof Rosa-Luxemburg-Platz, U-Bahnhof; 2–3 Rosa-Luxemburg-Straße 2/4; 14; 15; 39/41 Rosenthaler Straße 13; 31; 36; 37; 38; 39, 51; 72A Rückerstraße 4 Sophienstraße 2; 3; 5; 8; 9; 11; 18–18A; 22–22A; 28–29 Steinstraße 19; 21 Torstraße 138; 146; 164; 222 Tucholskystr. 6/14; 9; 22; 24; 31/33; 40 Weinmeisterstraße, U-Bahnhof; 15; 16–17 Weydingerstraße 18; 20/22 Ziegelstraße 5–9; 10–11; 12 Gartendenkmale siehe: Große Hamburger Straße (zwischen 25 und 26) Alter jüdischer Friedhof; 29–30 Kleine Rosenthaler Straße 3 Koppenplatz 11 Münzstraße 21/23 | 09035244 – Große Hamburger Straße 36A, Mietshaus, 1838 |                                     |
| 09011331 | Spandauer Vorstadt begrenzt im Norden durch die Torstraße 6/230 und Weydingerstraße 20/22 im Süden durch S-Bahn, Spree, Dircksenstraße 32–51 und Neue Promenade / Am Zwirngraben im Osten durch die Karl-Liebknecht-Straße 15/33 und im Westen durch die Friedrichstraße 105–118 (Lage) | Spandauer Vorstadt Gesamtanlagen siehe: Gipsstraße 23A Große Hamburger Straße 5–11, 29–31 Linienstraße 16–21... Rosa-Luxemburg-Straße 30 Rosenthaler Straße 40–41 Spandauer Vorstadt Tucholskystraße 2 Baudenkmale siehe: Almstadtstraße 11, 16, 18, 43 Alte Schönhauser Straße 46, 48–49 Am Zwirngraben, S-Bahnhof Börse Auguststraße 9; 11–13; 14–16; 19, 21; 23; 24–25; 26B; 36; 53; 56–57; 69; 74; 76; 89; 90 Friedrichstraße 107; 112A Gipsstraße 11 Gormannstraße 12 Große Hamburger Straße 13–14; 15–16; 17; 19A; zwischen 25 und 26, Gedenkstätte; 27; 28; 29–31; Sophienkirche, 37 Hirtenstraße 4 Joachimstraße 6; 10; 11; 11A; 14; 15; 16; 20; 21 Johannisstraße 2 Karl-Liebknecht-Straße 27–29 Kleine Alexanderstraße 1–4 Kleine Präsidentenstraße 3 Kleine Rosenthaler Straße 2–3 Koppenplatz 6; 11; 12; 13 Krausnickstraße 3–3A Linienstraße 49; 62; 101; 110; 128–129, 137; 144; 145; 147; 150; 153; 154A; 155, 158; 159; 162; 206 Max-Beer-Straße 2/4 Monbijoupark, Büste Chamisso Monbijouplatz 12 Monbijoustraße 2; 4, 4A Mulackstraße 22; 23 Münzstraße 8; 14/16; 18; 21/23 Neue Promenade 3; 5 Neue Schönhauser Straße 8; 10; 12; 13; 14; 15; 19; 20 Oranienburger Straße, S-Bahnhof; 1–3; 4; 23; 27; 28; 30; 31; 34; 35–36, 50; 54; 71–72; 73–76; 84, 86 Rosenthaler Platz, U-Bahnhof Rosa-Luxemburg-Platz, U-Bahnhof; 2–3 Rosa-Luxemburg-Straße 2/4; 14; 15; 39/41 Rosenthaler Straße 13; 31; 36; 37; 38; 39, 51; 72A Rückerstraße 4 Sophienstraße 2; 3; 5; 8; 9; 11; 18–18A; 22–22A; 28–29 Steinstraße 19; 21 Torstraße 138; 146; 164; 222 Tucholskystr. 6/14; 9; 22; 24; 31/33; 40 Weinmeisterstraße, U-Bahnhof; 15; 16–17 Weydingerstraße 18; 20/22 Ziegelstraße 5–9; 10–11; 12 Gartendenkmale siehe: Große Hamburger Straße (zwischen 25 und 26) Alter jüdischer Friedhof; 29–30 Kleine Rosenthaler Straße 3 Koppenplatz 11 Münzstraße 21/23 | 09080052 – Hirtenstraße 12A, Mietshaus, 1885 |                                     |
| 09011331 | Spandauer Vorstadt begrenzt im Norden durch die Torstraße 6/230 und Weydingerstraße 20/22 im Süden durch S-Bahn, Spree, Dircksenstraße 32–51 und Neue Promenade / Am Zwirngraben im Osten durch die Karl-Liebknecht-Straße 15/33 und im Westen durch die Friedrichstraße 105–118 (Lage) | Spandauer Vorstadt Gesamtanlagen siehe: Gipsstraße 23A Große Hamburger Straße 5–11, 29–31 Linienstraße 16–21... Rosa-Luxemburg-Straße 30 Rosenthaler Straße 40–41 Spandauer Vorstadt Tucholskystraße 2 Baudenkmale siehe: Almstadtstraße 11, 16, 18, 43 Alte Schönhauser Straße 46, 48–49 Am Zwirngraben, S-Bahnhof Börse Auguststraße 9; 11–13; 14–16; 19, 21; 23; 24–25; 26B; 36; 53; 56–57; 69; 74; 76; 89; 90 Friedrichstraße 107; 112A Gipsstraße 11 Gormannstraße 12 Große Hamburger Straße 13–14; 15–16; 17; 19A; zwischen 25 und 26, Gedenkstätte; 27; 28; 29–31; Sophienkirche, 37 Hirtenstraße 4 Joachimstraße 6; 10; 11; 11A; 14; 15; 16; 20; 21 Johannisstraße 2 Karl-Liebknecht-Straße 27–29 Kleine Alexanderstraße 1–4 Kleine Präsidentenstraße 3 Kleine Rosenthaler Straße 2–3 Koppenplatz 6; 11; 12; 13 Krausnickstraße 3–3A Linienstraße 49; 62; 101; 110; 128–129, 137; 144; 145; 147; 150; 153; 154A; 155, 158; 159; 162; 206 Max-Beer-Straße 2/4 Monbijoupark, Büste Chamisso Monbijouplatz 12 Monbijoustraße 2; 4, 4A Mulackstraße 22; 23 Münzstraße 8; 14/16; 18; 21/23 Neue Promenade 3; 5 Neue Schönhauser Straße 8; 10; 12; 13; 14; 15; 19; 20 Oranienburger Straße, S-Bahnhof; 1–3; 4; 23; 27; 28; 30; 31; 34; 35–36, 50; 54; 71–72; 73–76; 84, 86 Rosenthaler Platz, U-Bahnhof Rosa-Luxemburg-Platz, U-Bahnhof; 2–3 Rosa-Luxemburg-Straße 2/4; 14; 15; 39/41 Rosenthaler Straße 13; 31; 36; 37; 38; 39, 51; 72A Rückerstraße 4 Sophienstraße 2; 3; 5; 8; 9; 11; 18–18A; 22–22A; 28–29 Steinstraße 19; 21 Torstraße 138; 146; 164; 222 Tucholskystr. 6/14; 9; 22; 24; 31/33; 40 Weinmeisterstraße, U-Bahnhof; 15; 16–17 Weydingerstraße 18; 20/22 Ziegelstraße 5–9; 10–11; 12 Gartendenkmale siehe: Große Hamburger Straße (zwischen 25 und 26) Alter jüdischer Friedhof; 29–30 Kleine Rosenthaler Straße 3 Koppenplatz 11 Münzstraße 21/23 | 09080042 – Hirtenstraße 13, Mietshaus, um 1935 |                                     |
| 09011331 | Spandauer Vorstadt begrenzt im Norden durch die Torstraße 6/230 und Weydingerstraße 20/22 im Süden durch S-Bahn, Spree, Dircksenstraße 32–51 und Neue Promenade / Am Zwirngraben im Osten durch die Karl-Liebknecht-Straße 15/33 und im Westen durch die Friedrichstraße 105–118 (Lage) | Spandauer Vorstadt Gesamtanlagen siehe: Gipsstraße 23A Große Hamburger Straße 5–11, 29–31 Linienstraße 16–21... Rosa-Luxemburg-Straße 30 Rosenthaler Straße 40–41 Spandauer Vorstadt Tucholskystraße 2 Baudenkmale siehe: Almstadtstraße 11, 16, 18, 43 Alte Schönhauser Straße 46, 48–49 Am Zwirngraben, S-Bahnhof Börse Auguststraße 9; 11–13; 14–16; 19, 21; 23; 24–25; 26B; 36; 53; 56–57; 69; 74; 76; 89; 90 Friedrichstraße 107; 112A Gipsstraße 11 Gormannstraße 12 Große Hamburger Straße 13–14; 15–16; 17; 19A; zwischen 25 und 26, Gedenkstätte; 27; 28; 29–31; Sophienkirche, 37 Hirtenstraße 4 Joachimstraße 6; 10; 11; 11A; 14; 15; 16; 20; 21 Johannisstraße 2 Karl-Liebknecht-Straße 27–29 Kleine Alexanderstraße 1–4 Kleine Präsidentenstraße 3 Kleine Rosenthaler Straße 2–3 Koppenplatz 6; 11; 12; 13 Krausnickstraße 3–3A Linienstraße 49; 62; 101; 110; 128–129, 137; 144; 145; 147; 150; 153; 154A; 155, 158; 159; 162; 206 Max-Beer-Straße 2/4 Monbijoupark, Büste Chamisso Monbijouplatz 12 Monbijoustraße 2; 4, 4A Mulackstraße 22; 23 Münzstraße 8; 14/16; 18; 21/23 Neue Promenade 3; 5 Neue Schönhauser Straße 8; 10; 12; 13; 14; 15; 19; 20 Oranienburger Straße, S-Bahnhof; 1–3; 4; 23; 27; 28; 30; 31; 34; 35–36, 50; 54; 71–72; 73–76; 84, 86 Rosenthaler Platz, U-Bahnhof Rosa-Luxemburg-Platz, U-Bahnhof; 2–3 Rosa-Luxemburg-Straße 2/4; 14; 15; 39/41 Rosenthaler Straße 13; 31; 36; 37; 38; 39, 51; 72A Rückerstraße 4 Sophienstraße 2; 3; 5; 8; 9; 11; 18–18A; 22–22A; 28–29 Steinstraße 19; 21 Torstraße 138; 146; 164; 222 Tucholskystr. 6/14; 9; 22; 24; 31/33; 40 Weinmeisterstraße, U-Bahnhof; 15; 16–17 Weydingerstraße 18; 20/22 Ziegelstraße 5–9; 10–11; 12 Gartendenkmale siehe: Große Hamburger Straße (zwischen 25 und 26) Alter jüdischer Friedhof; 29–30 Kleine Rosenthaler Straße 3 Koppenplatz 11 Münzstraße 21/23 | 09080388 – Hirtenstraße 16, Mietshaus, um 1860, Umbau um 1885 |                                     |
| 09011331 | Spandauer Vorstadt begrenzt im Norden durch die Torstraße 6/230 und Weydingerstraße 20/22 im Süden durch S-Bahn, Spree, Dircksenstraße 32–51 und Neue Promenade / Am Zwirngraben im Osten durch die Karl-Liebknecht-Straße 15/33 und im Westen durch die Friedrichstraße 105–118 (Lage) | Spandauer Vorstadt Gesamtanlagen siehe: Gipsstraße 23A Große Hamburger Straße 5–11, 29–31 Linienstraße 16–21... Rosa-Luxemburg-Straße 30 Rosenthaler Straße 40–41 Spandauer Vorstadt Tucholskystraße 2 Baudenkmale siehe: Almstadtstraße 11, 16, 18, 43 Alte Schönhauser Straße 46, 48–49 Am Zwirngraben, S-Bahnhof Börse Auguststraße 9; 11–13; 14–16; 19, 21; 23; 24–25; 26B; 36; 53; 56–57; 69; 74; 76; 89; 90 Friedrichstraße 107; 112A Gipsstraße 11 Gormannstraße 12 Große Hamburger Straße 13–14; 15–16; 17; 19A; zwischen 25 und 26, Gedenkstätte; 27; 28; 29–31; Sophienkirche, 37 Hirtenstraße 4 Joachimstraße 6; 10; 11; 11A; 14; 15; 16; 20; 21 Johannisstraße 2 Karl-Liebknecht-Straße 27–29 Kleine Alexanderstraße 1–4 Kleine Präsidentenstraße 3 Kleine Rosenthaler Straße 2–3 Koppenplatz 6; 11; 12; 13 Krausnickstraße 3–3A Linienstraße 49; 62; 101; 110; 128–129, 137; 144; 145; 147; 150; 153; 154A; 155, 158; 159; 162; 206 Max-Beer-Straße 2/4 Monbijoupark, Büste Chamisso Monbijouplatz 12 Monbijoustraße 2; 4, 4A Mulackstraße 22; 23 Münzstraße 8; 14/16; 18; 21/23 Neue Promenade 3; 5 Neue Schönhauser Straße 8; 10; 12; 13; 14; 15; 19; 20 Oranienburger Straße, S-Bahnhof; 1–3; 4; 23; 27; 28; 30; 31; 34; 35–36, 50; 54; 71–72; 73–76; 84, 86 Rosenthaler Platz, U-Bahnhof Rosa-Luxemburg-Platz, U-Bahnhof; 2–3 Rosa-Luxemburg-Straße 2/4; 14; 15; 39/41 Rosenthaler Straße 13; 31; 36; 37; 38; 39, 51; 72A Rückerstraße 4 Sophienstraße 2; 3; 5; 8; 9; 11; 18–18A; 22–22A; 28–29 Steinstraße 19; 21 Torstraße 138; 146; 164; 222 Tucholskystr. 6/14; 9; 22; 24; 31/33; 40 Weinmeisterstraße, U-Bahnhof; 15; 16–17 Weydingerstraße 18; 20/22 Ziegelstraße 5–9; 10–11; 12 Gartendenkmale siehe: Große Hamburger Straße (zwischen 25 und 26) Alter jüdischer Friedhof; 29–30 Kleine Rosenthaler Straße 3 Koppenplatz 11 Münzstraße 21/23 | 09080394 – Hirtenstraße 17, Mietshaus, um 1860, Umbau um 1885 |                                     |
| 09011331 | Spandauer Vorstadt begrenzt im Norden durch die Torstraße 6/230 und Weydingerstraße 20/22 im Süden durch S-Bahn, Spree, Dircksenstraße 32–51 und Neue Promenade / Am Zwirngraben im Osten durch die Karl-Liebknecht-Straße 15/33 und im Westen durch die Friedrichstraße 105–118 (Lage) | Spandauer Vorstadt Gesamtanlagen siehe: Gipsstraße 23A Große Hamburger Straße 5–11, 29–31 Linienstraße 16–21... Rosa-Luxemburg-Straße 30 Rosenthaler Straße 40–41 Spandauer Vorstadt Tucholskystraße 2 Baudenkmale siehe: Almstadtstraße 11, 16, 18, 43 Alte Schönhauser Straße 46, 48–49 Am Zwirngraben, S-Bahnhof Börse Auguststraße 9; 11–13; 14–16; 19, 21; 23; 24–25; 26B; 36; 53; 56–57; 69; 74; 76; 89; 90 Friedrichstraße 107; 112A Gipsstraße 11 Gormannstraße 12 Große Hamburger Straße 13–14; 15–16; 17; 19A; zwischen 25 und 26, Gedenkstätte; 27; 28; 29–31; Sophienkirche, 37 Hirtenstraße 4 Joachimstraße 6; 10; 11; 11A; 14; 15; 16; 20; 21 Johannisstraße 2 Karl-Liebknecht-Straße 27–29 Kleine Alexanderstraße 1–4 Kleine Präsidentenstraße 3 Kleine Rosenthaler Straße 2–3 Koppenplatz 6; 11; 12; 13 Krausnickstraße 3–3A Linienstraße 49; 62; 101; 110; 128–129, 137; 144; 145; 147; 150; 153; 154A; 155, 158; 159; 162; 206 Max-Beer-Straße 2/4 Monbijoupark, Büste Chamisso Monbijouplatz 12 Monbijoustraße 2; 4, 4A Mulackstraße 22; 23 Münzstraße 8; 14/16; 18; 21/23 Neue Promenade 3; 5 Neue Schönhauser Straße 8; 10; 12; 13; 14; 15; 19; 20 Oranienburger Straße, S-Bahnhof; 1–3; 4; 23; 27; 28; 30; 31; 34; 35–36, 50; 54; 71–72; 73–76; 84, 86 Rosenthaler Platz, U-Bahnhof Rosa-Luxemburg-Platz, U-Bahnhof; 2–3 Rosa-Luxemburg-Straße 2/4; 14; 15; 39/41 Rosenthaler Straße 13; 31; 36; 37; 38; 39, 51; 72A Rückerstraße 4 Sophienstraße 2; 3; 5; 8; 9; 11; 18–18A; 22–22A; 28–29 Steinstraße 19; 21 Torstraße 138; 146; 164; 222 Tucholskystr. 6/14; 9; 22; 24; 31/33; 40 Weinmeisterstraße, U-Bahnhof; 15; 16–17 Weydingerstraße 18; 20/22 Ziegelstraße 5–9; 10–11; 12 Gartendenkmale siehe: Große Hamburger Straße (zwischen 25 und 26) Alter jüdischer Friedhof; 29–30 Kleine Rosenthaler Straße 3 Koppenplatz 11 Münzstraße 21/23 | 09080053 – Hirtenstraße 18, Mietshaus, um 1860, Umbau um 1885 |                                     |
| 09011331 | Spandauer Vorstadt begrenzt im Norden durch die Torstraße 6/230 und Weydingerstraße 20/22 im Süden durch S-Bahn, Spree, Dircksenstraße 32–51 und Neue Promenade / Am Zwirngraben im Osten durch die Karl-Liebknecht-Straße 15/33 und im Westen durch die Friedrichstraße 105–118 (Lage) | Spandauer Vorstadt Gesamtanlagen siehe: Gipsstraße 23A Große Hamburger Straße 5–11, 29–31 Linienstraße 16–21... Rosa-Luxemburg-Straße 30 Rosenthaler Straße 40–41 Spandauer Vorstadt Tucholskystraße 2 Baudenkmale siehe: Almstadtstraße 11, 16, 18, 43 Alte Schönhauser Straße 46, 48–49 Am Zwirngraben, S-Bahnhof Börse Auguststraße 9; 11–13; 14–16; 19, 21; 23; 24–25; 26B; 36; 53; 56–57; 69; 74; 76; 89; 90 Friedrichstraße 107; 112A Gipsstraße 11 Gormannstraße 12 Große Hamburger Straße 13–14; 15–16; 17; 19A; zwischen 25 und 26, Gedenkstätte; 27; 28; 29–31; Sophienkirche, 37 Hirtenstraße 4 Joachimstraße 6; 10; 11; 11A; 14; 15; 16; 20; 21 Johannisstraße 2 Karl-Liebknecht-Straße 27–29 Kleine Alexanderstraße 1–4 Kleine Präsidentenstraße 3 Kleine Rosenthaler Straße 2–3 Koppenplatz 6; 11; 12; 13 Krausnickstraße 3–3A Linienstraße 49; 62; 101; 110; 128–129, 137; 144; 145; 147; 150; 153; 154A; 155, 158; 159; 162; 206 Max-Beer-Straße 2/4 Monbijoupark, Büste Chamisso Monbijouplatz 12 Monbijoustraße 2; 4, 4A Mulackstraße 22; 23 Münzstraße 8; 14/16; 18; 21/23 Neue Promenade 3; 5 Neue Schönhauser Straße 8; 10; 12; 13; 14; 15; 19; 20 Oranienburger Straße, S-Bahnhof; 1–3; 4; 23; 27; 28; 30; 31; 34; 35–36, 50; 54; 71–72; 73–76; 84, 86 Rosenthaler Platz, U-Bahnhof Rosa-Luxemburg-Platz, U-Bahnhof; 2–3 Rosa-Luxemburg-Straße 2/4; 14; 15; 39/41 Rosenthaler Straße 13; 31; 36; 37; 38; 39, 51; 72A Rückerstraße 4 Sophienstraße 2; 3; 5; 8; 9; 11; 18–18A; 22–22A; 28–29 Steinstraße 19; 21 Torstraße 138; 146; 164; 222 Tucholskystr. 6/14; 9; 22; 24; 31/33; 40 Weinmeisterstraße, U-Bahnhof; 15; 16–17 Weydingerstraße 18; 20/22 Ziegelstraße 5–9; 10–11; 12 Gartendenkmale siehe: Große Hamburger Straße (zwischen 25 und 26) Alter jüdischer Friedhof; 29–30 Kleine Rosenthaler Straße 3 Koppenplatz 11 Münzstraße 21/23 | 09035160 – Joachimstraße 2, Mietshaus, 1840 |                                     |
| 09011331 | Spandauer Vorstadt begrenzt im Norden durch die Torstraße 6/230 und Weydingerstraße 20/22 im Süden durch S-Bahn, Spree, Dircksenstraße 32–51 und Neue Promenade / Am Zwirngraben im Osten durch die Karl-Liebknecht-Straße 15/33 und im Westen durch die Friedrichstraße 105–118 (Lage) | Spandauer Vorstadt Gesamtanlagen siehe: Gipsstraße 23A Große Hamburger Straße 5–11, 29–31 Linienstraße 16–21... Rosa-Luxemburg-Straße 30 Rosenthaler Straße 40–41 Spandauer Vorstadt Tucholskystraße 2 Baudenkmale siehe: Almstadtstraße 11, 16, 18, 43 Alte Schönhauser Straße 46, 48–49 Am Zwirngraben, S-Bahnhof Börse Auguststraße 9; 11–13; 14–16; 19, 21; 23; 24–25; 26B; 36; 53; 56–57; 69; 74; 76; 89; 90 Friedrichstraße 107; 112A Gipsstraße 11 Gormannstraße 12 Große Hamburger Straße 13–14; 15–16; 17; 19A; zwischen 25 und 26, Gedenkstätte; 27; 28; 29–31; Sophienkirche, 37 Hirtenstraße 4 Joachimstraße 6; 10; 11; 11A; 14; 15; 16; 20; 21 Johannisstraße 2 Karl-Liebknecht-Straße 27–29 Kleine Alexanderstraße 1–4 Kleine Präsidentenstraße 3 Kleine Rosenthaler Straße 2–3 Koppenplatz 6; 11; 12; 13 Krausnickstraße 3–3A Linienstraße 49; 62; 101; 110; 128–129, 137; 144; 145; 147; 150; 153; 154A; 155, 158; 159; 162; 206 Max-Beer-Straße 2/4 Monbijoupark, Büste Chamisso Monbijouplatz 12 Monbijoustraße 2; 4, 4A Mulackstraße 22; 23 Münzstraße 8; 14/16; 18; 21/23 Neue Promenade 3; 5 Neue Schönhauser Straße 8; 10; 12; 13; 14; 15; 19; 20 Oranienburger Straße, S-Bahnhof; 1–3; 4; 23; 27; 28; 30; 31; 34; 35–36, 50; 54; 71–72; 73–76; 84, 86 Rosenthaler Platz, U-Bahnhof Rosa-Luxemburg-Platz, U-Bahnhof; 2–3 Rosa-Luxemburg-Straße 2/4; 14; 15; 39/41 Rosenthaler Straße 13; 31; 36; 37; 38; 39, 51; 72A Rückerstraße 4 Sophienstraße 2; 3; 5; 8; 9; 11; 18–18A; 22–22A; 28–29 Steinstraße 19; 21 Torstraße 138; 146; 164; 222 Tucholskystr. 6/14; 9; 22; 24; 31/33; 40 Weinmeisterstraße, U-Bahnhof; 15; 16–17 Weydingerstraße 18; 20/22 Ziegelstraße 5–9; 10–11; 12 Gartendenkmale siehe: Große Hamburger Straße (zwischen 25 und 26) Alter jüdischer Friedhof; 29–30 Kleine Rosenthaler Straße 3 Koppenplatz 11 Münzstraße 21/23 | 09035260 – Joachimstraße 11, Fabrikgebäude, um 1890 |                                     |
| 09011331 | Spandauer Vorstadt begrenzt im Norden durch die Torstraße 6/230 und Weydingerstraße 20/22 im Süden durch S-Bahn, Spree, Dircksenstraße 32–51 und Neue Promenade / Am Zwirngraben im Osten durch die Karl-Liebknecht-Straße 15/33 und im Westen durch die Friedrichstraße 105–118 (Lage) | Spandauer Vorstadt Gesamtanlagen siehe: Gipsstraße 23A Große Hamburger Straße 5–11, 29–31 Linienstraße 16–21... Rosa-Luxemburg-Straße 30 Rosenthaler Straße 40–41 Spandauer Vorstadt Tucholskystraße 2 Baudenkmale siehe: Almstadtstraße 11, 16, 18, 43 Alte Schönhauser Straße 46, 48–49 Am Zwirngraben, S-Bahnhof Börse Auguststraße 9; 11–13; 14–16; 19, 21; 23; 24–25; 26B; 36; 53; 56–57; 69; 74; 76; 89; 90 Friedrichstraße 107; 112A Gipsstraße 11 Gormannstraße 12 Große Hamburger Straße 13–14; 15–16; 17; 19A; zwischen 25 und 26, Gedenkstätte; 27; 28; 29–31; Sophienkirche, 37 Hirtenstraße 4 Joachimstraße 6; 10; 11; 11A; 14; 15; 16; 20; 21 Johannisstraße 2 Karl-Liebknecht-Straße 27–29 Kleine Alexanderstraße 1–4 Kleine Präsidentenstraße 3 Kleine Rosenthaler Straße 2–3 Koppenplatz 6; 11; 12; 13 Krausnickstraße 3–3A Linienstraße 49; 62; 101; 110; 128–129, 137; 144; 145; 147; 150; 153; 154A; 155, 158; 159; 162; 206 Max-Beer-Straße 2/4 Monbijoupark, Büste Chamisso Monbijouplatz 12 Monbijoustraße 2; 4, 4A Mulackstraße 22; 23 Münzstraße 8; 14/16; 18; 21/23 Neue Promenade 3; 5 Neue Schönhauser Straße 8; 10; 12; 13; 14; 15; 19; 20 Oranienburger Straße, S-Bahnhof; 1–3; 4; 23; 27; 28; 30; 31; 34; 35–36, 50; 54; 71–72; 73–76; 84, 86 Rosenthaler Platz, U-Bahnhof Rosa-Luxemburg-Platz, U-Bahnhof; 2–3 Rosa-Luxemburg-Straße 2/4; 14; 15; 39/41 Rosenthaler Straße 13; 31; 36; 37; 38; 39, 51; 72A Rückerstraße 4 Sophienstraße 2; 3; 5; 8; 9; 11; 18–18A; 22–22A; 28–29 Steinstraße 19; 21 Torstraße 138; 146; 164; 222 Tucholskystr. 6/14; 9; 22; 24; 31/33; 40 Weinmeisterstraße, U-Bahnhof; 15; 16–17 Weydingerstraße 18; 20/22 Ziegelstraße 5–9; 10–11; 12 Gartendenkmale siehe: Große Hamburger Straße (zwischen 25 und 26) Alter jüdischer Friedhof; 29–30 Kleine Rosenthaler Straße 3 Koppenplatz 11 Münzstraße 21/23 | 09010064 – Joachimstraße 11A, Quergebäude und Gewerbebau, um 1890 |                                     |
| 09011331 | Spandauer Vorstadt begrenzt im Norden durch die Torstraße 6/230 und Weydingerstraße 20/22 im Süden durch S-Bahn, Spree, Dircksenstraße 32–51 und Neue Promenade / Am Zwirngraben im Osten durch die Karl-Liebknecht-Straße 15/33 und im Westen durch die Friedrichstraße 105–118 (Lage) | Spandauer Vorstadt Gesamtanlagen siehe: Gipsstraße 23A Große Hamburger Straße 5–11, 29–31 Linienstraße 16–21... Rosa-Luxemburg-Straße 30 Rosenthaler Straße 40–41 Spandauer Vorstadt Tucholskystraße 2 Baudenkmale siehe: Almstadtstraße 11, 16, 18, 43 Alte Schönhauser Straße 46, 48–49 Am Zwirngraben, S-Bahnhof Börse Auguststraße 9; 11–13; 14–16; 19, 21; 23; 24–25; 26B; 36; 53; 56–57; 69; 74; 76; 89; 90 Friedrichstraße 107; 112A Gipsstraße 11 Gormannstraße 12 Große Hamburger Straße 13–14; 15–16; 17; 19A; zwischen 25 und 26, Gedenkstätte; 27; 28; 29–31; Sophienkirche, 37 Hirtenstraße 4 Joachimstraße 6; 10; 11; 11A; 14; 15; 16; 20; 21 Johannisstraße 2 Karl-Liebknecht-Straße 27–29 Kleine Alexanderstraße 1–4 Kleine Präsidentenstraße 3 Kleine Rosenthaler Straße 2–3 Koppenplatz 6; 11; 12; 13 Krausnickstraße 3–3A Linienstraße 49; 62; 101; 110; 128–129, 137; 144; 145; 147; 150; 153; 154A; 155, 158; 159; 162; 206 Max-Beer-Straße 2/4 Monbijoupark, Büste Chamisso Monbijouplatz 12 Monbijoustraße 2; 4, 4A Mulackstraße 22; 23 Münzstraße 8; 14/16; 18; 21/23 Neue Promenade 3; 5 Neue Schönhauser Straße 8; 10; 12; 13; 14; 15; 19; 20 Oranienburger Straße, S-Bahnhof; 1–3; 4; 23; 27; 28; 30; 31; 34; 35–36, 50; 54; 71–72; 73–76; 84, 86 Rosenthaler Platz, U-Bahnhof Rosa-Luxemburg-Platz, U-Bahnhof; 2–3 Rosa-Luxemburg-Straße 2/4; 14; 15; 39/41 Rosenthaler Straße 13; 31; 36; 37; 38; 39, 51; 72A Rückerstraße 4 Sophienstraße 2; 3; 5; 8; 9; 11; 18–18A; 22–22A; 28–29 Steinstraße 19; 21 Torstraße 138; 146; 164; 222 Tucholskystr. 6/14; 9; 22; 24; 31/33; 40 Weinmeisterstraße, U-Bahnhof; 15; 16–17 Weydingerstraße 18; 20/22 Ziegelstraße 5–9; 10–11; 12 Gartendenkmale siehe: Große Hamburger Straße (zwischen 25 und 26) Alter jüdischer Friedhof; 29–30 Kleine Rosenthaler Straße 3 Koppenplatz 11 Münzstraße 21/23 | 09011359 – Johannisstraße 5, Gewerbebau (Seitengebäude), um 1895 |                                     |
| 09011331 | Spandauer Vorstadt begrenzt im Norden durch die Torstraße 6/230 und Weydingerstraße 20/22 im Süden durch S-Bahn, Spree, Dircksenstraße 32–51 und Neue Promenade / Am Zwirngraben im Osten durch die Karl-Liebknecht-Straße 15/33 und im Westen durch die Friedrichstraße 105–118 (Lage) | Spandauer Vorstadt Gesamtanlagen siehe: Gipsstraße 23A Große Hamburger Straße 5–11, 29–31 Linienstraße 16–21... Rosa-Luxemburg-Straße 30 Rosenthaler Straße 40–41 Spandauer Vorstadt Tucholskystraße 2 Baudenkmale siehe: Almstadtstraße 11, 16, 18, 43 Alte Schönhauser Straße 46, 48–49 Am Zwirngraben, S-Bahnhof Börse Auguststraße 9; 11–13; 14–16; 19, 21; 23; 24–25; 26B; 36; 53; 56–57; 69; 74; 76; 89; 90 Friedrichstraße 107; 112A Gipsstraße 11 Gormannstraße 12 Große Hamburger Straße 13–14; 15–16; 17; 19A; zwischen 25 und 26, Gedenkstätte; 27; 28; 29–31; Sophienkirche, 37 Hirtenstraße 4 Joachimstraße 6; 10; 11; 11A; 14; 15; 16; 20; 21 Johannisstraße 2 Karl-Liebknecht-Straße 27–29 Kleine Alexanderstraße 1–4 Kleine Präsidentenstraße 3 Kleine Rosenthaler Straße 2–3 Koppenplatz 6; 11; 12; 13 Krausnickstraße 3–3A Linienstraße 49; 62; 101; 110; 128–129, 137; 144; 145; 147; 150; 153; 154A; 155, 158; 159; 162; 206 Max-Beer-Straße 2/4 Monbijoupark, Büste Chamisso Monbijouplatz 12 Monbijoustraße 2; 4, 4A Mulackstraße 22; 23 Münzstraße 8; 14/16; 18; 21/23 Neue Promenade 3; 5 Neue Schönhauser Straße 8; 10; 12; 13; 14; 15; 19; 20 Oranienburger Straße, S-Bahnhof; 1–3; 4; 23; 27; 28; 30; 31; 34; 35–36, 50; 54; 71–72; 73–76; 84, 86 Rosenthaler Platz, U-Bahnhof Rosa-Luxemburg-Platz, U-Bahnhof; 2–3 Rosa-Luxemburg-Straße 2/4; 14; 15; 39/41 Rosenthaler Straße 13; 31; 36; 37; 38; 39, 51; 72A Rückerstraße 4 Sophienstraße 2; 3; 5; 8; 9; 11; 18–18A; 22–22A; 28–29 Steinstraße 19; 21 Torstraße 138; 146; 164; 222 Tucholskystr. 6/14; 9; 22; 24; 31/33; 40 Weinmeisterstraße, U-Bahnhof; 15; 16–17 Weydingerstraße 18; 20/22 Ziegelstraße 5–9; 10–11; 12 Gartendenkmale siehe: Große Hamburger Straße (zwischen 25 und 26) Alter jüdischer Friedhof; 29–30 Kleine Rosenthaler Straße 3 Koppenplatz 11 Münzstraße 21/23 | 09035272 – Johannisstraße 8 / Tucholskystraße 11, Mietshaus, 1882 |                                     |
| 09011331 | Spandauer Vorstadt begrenzt im Norden durch die Torstraße 6/230 und Weydingerstraße 20/22 im Süden durch S-Bahn, Spree, Dircksenstraße 32–51 und Neue Promenade / Am Zwirngraben im Osten durch die Karl-Liebknecht-Straße 15/33 und im Westen durch die Friedrichstraße 105–118 (Lage) | Spandauer Vorstadt Gesamtanlagen siehe: Gipsstraße 23A Große Hamburger Straße 5–11, 29–31 Linienstraße 16–21... Rosa-Luxemburg-Straße 30 Rosenthaler Straße 40–41 Spandauer Vorstadt Tucholskystraße 2 Baudenkmale siehe: Almstadtstraße 11, 16, 18, 43 Alte Schönhauser Straße 46, 48–49 Am Zwirngraben, S-Bahnhof Börse Auguststraße 9; 11–13; 14–16; 19, 21; 23; 24–25; 26B; 36; 53; 56–57; 69; 74; 76; 89; 90 Friedrichstraße 107; 112A Gipsstraße 11 Gormannstraße 12 Große Hamburger Straße 13–14; 15–16; 17; 19A; zwischen 25 und 26, Gedenkstätte; 27; 28; 29–31; Sophienkirche, 37 Hirtenstraße 4 Joachimstraße 6; 10; 11; 11A; 14; 15; 16; 20; 21 Johannisstraße 2 Karl-Liebknecht-Straße 27–29 Kleine Alexanderstraße 1–4 Kleine Präsidentenstraße 3 Kleine Rosenthaler Straße 2–3 Koppenplatz 6; 11; 12; 13 Krausnickstraße 3–3A Linienstraße 49; 62; 101; 110; 128–129, 137; 144; 145; 147; 150; 153; 154A; 155, 158; 159; 162; 206 Max-Beer-Straße 2/4 Monbijoupark, Büste Chamisso Monbijouplatz 12 Monbijoustraße 2; 4, 4A Mulackstraße 22; 23 Münzstraße 8; 14/16; 18; 21/23 Neue Promenade 3; 5 Neue Schönhauser Straße 8; 10; 12; 13; 14; 15; 19; 20 Oranienburger Straße, S-Bahnhof; 1–3; 4; 23; 27; 28; 30; 31; 34; 35–36, 50; 54; 71–72; 73–76; 84, 86 Rosenthaler Platz, U-Bahnhof Rosa-Luxemburg-Platz, U-Bahnhof; 2–3 Rosa-Luxemburg-Straße 2/4; 14; 15; 39/41 Rosenthaler Straße 13; 31; 36; 37; 38; 39, 51; 72A Rückerstraße 4 Sophienstraße 2; 3; 5; 8; 9; 11; 18–18A; 22–22A; 28–29 Steinstraße 19; 21 Torstraße 138; 146; 164; 222 Tucholskystr. 6/14; 9; 22; 24; 31/33; 40 Weinmeisterstraße, U-Bahnhof; 15; 16–17 Weydingerstraße 18; 20/22 Ziegelstraße 5–9; 10–11; 12 Gartendenkmale siehe: Große Hamburger Straße (zwischen 25 und 26) Alter jüdischer Friedhof; 29–30 Kleine Rosenthaler Straße 3 Koppenplatz 11 Münzstraße 21/23 | 09035273 – Johannisstraße 9 / Tucholskystraße 13, Mietshaus, 1880 |                                     |
| 09011331 | Spandauer Vorstadt begrenzt im Norden durch die Torstraße 6/230 und Weydingerstraße 20/22 im Süden durch S-Bahn, Spree, Dircksenstraße 32–51 und Neue Promenade / Am Zwirngraben im Osten durch die Karl-Liebknecht-Straße 15/33 und im Westen durch die Friedrichstraße 105–118 (Lage) | Spandauer Vorstadt Gesamtanlagen siehe: Gipsstraße 23A Große Hamburger Straße 5–11, 29–31 Linienstraße 16–21... Rosa-Luxemburg-Straße 30 Rosenthaler Straße 40–41 Spandauer Vorstadt Tucholskystraße 2 Baudenkmale siehe: Almstadtstraße 11, 16, 18, 43 Alte Schönhauser Straße 46, 48–49 Am Zwirngraben, S-Bahnhof Börse Auguststraße 9; 11–13; 14–16; 19, 21; 23; 24–25; 26B; 36; 53; 56–57; 69; 74; 76; 89; 90 Friedrichstraße 107; 112A Gipsstraße 11 Gormannstraße 12 Große Hamburger Straße 13–14; 15–16; 17; 19A; zwischen 25 und 26, Gedenkstätte; 27; 28; 29–31; Sophienkirche, 37 Hirtenstraße 4 Joachimstraße 6; 10; 11; 11A; 14; 15; 16; 20; 21 Johannisstraße 2 Karl-Liebknecht-Straße 27–29 Kleine Alexanderstraße 1–4 Kleine Präsidentenstraße 3 Kleine Rosenthaler Straße 2–3 Koppenplatz 6; 11; 12; 13 Krausnickstraße 3–3A Linienstraße 49; 62; 101; 110; 128–129, 137; 144; 145; 147; 150; 153; 154A; 155, 158; 159; 162; 206 Max-Beer-Straße 2/4 Monbijoupark, Büste Chamisso Monbijouplatz 12 Monbijoustraße 2; 4, 4A Mulackstraße 22; 23 Münzstraße 8; 14/16; 18; 21/23 Neue Promenade 3; 5 Neue Schönhauser Straße 8; 10; 12; 13; 14; 15; 19; 20 Oranienburger Straße, S-Bahnhof; 1–3; 4; 23; 27; 28; 30; 31; 34; 35–36, 50; 54; 71–72; 73–76; 84, 86 Rosenthaler Platz, U-Bahnhof Rosa-Luxemburg-Platz, U-Bahnhof; 2–3 Rosa-Luxemburg-Straße 2/4; 14; 15; 39/41 Rosenthaler Straße 13; 31; 36; 37; 38; 39, 51; 72A Rückerstraße 4 Sophienstraße 2; 3; 5; 8; 9; 11; 18–18A; 22–22A; 28–29 Steinstraße 19; 21 Torstraße 138; 146; 164; 222 Tucholskystr. 6/14; 9; 22; 24; 31/33; 40 Weinmeisterstraße, U-Bahnhof; 15; 16–17 Weydingerstraße 18; 20/22 Ziegelstraße 5–9; 10–11; 12 Gartendenkmale siehe: Große Hamburger Straße (zwischen 25 und 26) Alter jüdischer Friedhof; 29–30 Kleine Rosenthaler Straße 3 Koppenplatz 11 Münzstraße 21/23 | 09035274 – Johannisstraße 10, Mietshaus, 1884 |                                     |
| 09011331 | Spandauer Vorstadt begrenzt im Norden durch die Torstraße 6/230 und Weydingerstraße 20/22 im Süden durch S-Bahn, Spree, Dircksenstraße 32–51 und Neue Promenade / Am Zwirngraben im Osten durch die Karl-Liebknecht-Straße 15/33 und im Westen durch die Friedrichstraße 105–118 (Lage) | Spandauer Vorstadt Gesamtanlagen siehe: Gipsstraße 23A Große Hamburger Straße 5–11, 29–31 Linienstraße 16–21... Rosa-Luxemburg-Straße 30 Rosenthaler Straße 40–41 Spandauer Vorstadt Tucholskystraße 2 Baudenkmale siehe: Almstadtstraße 11, 16, 18, 43 Alte Schönhauser Straße 46, 48–49 Am Zwirngraben, S-Bahnhof Börse Auguststraße 9; 11–13; 14–16; 19, 21; 23; 24–25; 26B; 36; 53; 56–57; 69; 74; 76; 89; 90 Friedrichstraße 107; 112A Gipsstraße 11 Gormannstraße 12 Große Hamburger Straße 13–14; 15–16; 17; 19A; zwischen 25 und 26, Gedenkstätte; 27; 28; 29–31; Sophienkirche, 37 Hirtenstraße 4 Joachimstraße 6; 10; 11; 11A; 14; 15; 16; 20; 21 Johannisstraße 2 Karl-Liebknecht-Straße 27–29 Kleine Alexanderstraße 1–4 Kleine Präsidentenstraße 3 Kleine Rosenthaler Straße 2–3 Koppenplatz 6; 11; 12; 13 Krausnickstraße 3–3A Linienstraße 49; 62; 101; 110; 128–129, 137; 144; 145; 147; 150; 153; 154A; 155, 158; 159; 162; 206 Max-Beer-Straße 2/4 Monbijoupark, Büste Chamisso Monbijouplatz 12 Monbijoustraße 2; 4, 4A Mulackstraße 22; 23 Münzstraße 8; 14/16; 18; 21/23 Neue Promenade 3; 5 Neue Schönhauser Straße 8; 10; 12; 13; 14; 15; 19; 20 Oranienburger Straße, S-Bahnhof; 1–3; 4; 23; 27; 28; 30; 31; 34; 35–36, 50; 54; 71–72; 73–76; 84, 86 Rosenthaler Platz, U-Bahnhof Rosa-Luxemburg-Platz, U-Bahnhof; 2–3 Rosa-Luxemburg-Straße 2/4; 14; 15; 39/41 Rosenthaler Straße 13; 31; 36; 37; 38; 39, 51; 72A Rückerstraße 4 Sophienstraße 2; 3; 5; 8; 9; 11; 18–18A; 22–22A; 28–29 Steinstraße 19; 21 Torstraße 138; 146; 164; 222 Tucholskystr. 6/14; 9; 22; 24; 31/33; 40 Weinmeisterstraße, U-Bahnhof; 15; 16–17 Weydingerstraße 18; 20/22 Ziegelstraße 5–9; 10–11; 12 Gartendenkmale siehe: Große Hamburger Straße (zwischen 25 und 26) Alter jüdischer Friedhof; 29–30 Kleine Rosenthaler Straße 3 Koppenplatz 11 Münzstraße 21/23 | 09035278 – Johannisstraße 11, Poliklinik, um 1895, Umbau um 1930 |                                     |
| 09011331 | Spandauer Vorstadt begrenzt im Norden durch die Torstraße 6/230 und Weydingerstraße 20/22 im Süden durch S-Bahn, Spree, Dircksenstraße 32–51 und Neue Promenade / Am Zwirngraben im Osten durch die Karl-Liebknecht-Straße 15/33 und im Westen durch die Friedrichstraße 105–118 (Lage) | Spandauer Vorstadt Gesamtanlagen siehe: Gipsstraße 23A Große Hamburger Straße 5–11, 29–31 Linienstraße 16–21... Rosa-Luxemburg-Straße 30 Rosenthaler Straße 40–41 Spandauer Vorstadt Tucholskystraße 2 Baudenkmale siehe: Almstadtstraße 11, 16, 18, 43 Alte Schönhauser Straße 46, 48–49 Am Zwirngraben, S-Bahnhof Börse Auguststraße 9; 11–13; 14–16; 19, 21; 23; 24–25; 26B; 36; 53; 56–57; 69; 74; 76; 89; 90 Friedrichstraße 107; 112A Gipsstraße 11 Gormannstraße 12 Große Hamburger Straße 13–14; 15–16; 17; 19A; zwischen 25 und 26, Gedenkstätte; 27; 28; 29–31; Sophienkirche, 37 Hirtenstraße 4 Joachimstraße 6; 10; 11; 11A; 14; 15; 16; 20; 21 Johannisstraße 2 Karl-Liebknecht-Straße 27–29 Kleine Alexanderstraße 1–4 Kleine Präsidentenstraße 3 Kleine Rosenthaler Straße 2–3 Koppenplatz 6; 11; 12; 13 Krausnickstraße 3–3A Linienstraße 49; 62; 101; 110; 128–129, 137; 144; 145; 147; 150; 153; 154A; 155, 158; 159; 162; 206 Max-Beer-Straße 2/4 Monbijoupark, Büste Chamisso Monbijouplatz 12 Monbijoustraße 2; 4, 4A Mulackstraße 22; 23 Münzstraße 8; 14/16; 18; 21/23 Neue Promenade 3; 5 Neue Schönhauser Straße 8; 10; 12; 13; 14; 15; 19; 20 Oranienburger Straße, S-Bahnhof; 1–3; 4; 23; 27; 28; 30; 31; 34; 35–36, 50; 54; 71–72; 73–76; 84, 86 Rosenthaler Platz, U-Bahnhof Rosa-Luxemburg-Platz, U-Bahnhof; 2–3 Rosa-Luxemburg-Straße 2/4; 14; 15; 39/41 Rosenthaler Straße 13; 31; 36; 37; 38; 39, 51; 72A Rückerstraße 4 Sophienstraße 2; 3; 5; 8; 9; 11; 18–18A; 22–22A; 28–29 Steinstraße 19; 21 Torstraße 138; 146; 164; 222 Tucholskystr. 6/14; 9; 22; 24; 31/33; 40 Weinmeisterstraße, U-Bahnhof; 15; 16–17 Weydingerstraße 18; 20/22 Ziegelstraße 5–9; 10–11; 12 Gartendenkmale siehe: Große Hamburger Straße (zwischen 25 und 26) Alter jüdischer Friedhof; 29–30 Kleine Rosenthaler Straße 3 Koppenplatz 11 Münzstraße 21/23 | 09035279 – Johannisstraße 12, Mietshaus, 1840 |                                     |
| 09011331 | Spandauer Vorstadt begrenzt im Norden durch die Torstraße 6/230 und Weydingerstraße 20/22 im Süden durch S-Bahn, Spree, Dircksenstraße 32–51 und Neue Promenade / Am Zwirngraben im Osten durch die Karl-Liebknecht-Straße 15/33 und im Westen durch die Friedrichstraße 105–118 (Lage) | Spandauer Vorstadt Gesamtanlagen siehe: Gipsstraße 23A Große Hamburger Straße 5–11, 29–31 Linienstraße 16–21... Rosa-Luxemburg-Straße 30 Rosenthaler Straße 40–41 Spandauer Vorstadt Tucholskystraße 2 Baudenkmale siehe: Almstadtstraße 11, 16, 18, 43 Alte Schönhauser Straße 46, 48–49 Am Zwirngraben, S-Bahnhof Börse Auguststraße 9; 11–13; 14–16; 19, 21; 23; 24–25; 26B; 36; 53; 56–57; 69; 74; 76; 89; 90 Friedrichstraße 107; 112A Gipsstraße 11 Gormannstraße 12 Große Hamburger Straße 13–14; 15–16; 17; 19A; zwischen 25 und 26, Gedenkstätte; 27; 28; 29–31; Sophienkirche, 37 Hirtenstraße 4 Joachimstraße 6; 10; 11; 11A; 14; 15; 16; 20; 21 Johannisstraße 2 Karl-Liebknecht-Straße 27–29 Kleine Alexanderstraße 1–4 Kleine Präsidentenstraße 3 Kleine Rosenthaler Straße 2–3 Koppenplatz 6; 11; 12; 13 Krausnickstraße 3–3A Linienstraße 49; 62; 101; 110; 128–129, 137; 144; 145; 147; 150; 153; 154A; 155, 158; 159; 162; 206 Max-Beer-Straße 2/4 Monbijoupark, Büste Chamisso Monbijouplatz 12 Monbijoustraße 2; 4, 4A Mulackstraße 22; 23 Münzstraße 8; 14/16; 18; 21/23 Neue Promenade 3; 5 Neue Schönhauser Straße 8; 10; 12; 13; 14; 15; 19; 20 Oranienburger Straße, S-Bahnhof; 1–3; 4; 23; 27; 28; 30; 31; 34; 35–36, 50; 54; 71–72; 73–76; 84, 86 Rosenthaler Platz, U-Bahnhof Rosa-Luxemburg-Platz, U-Bahnhof; 2–3 Rosa-Luxemburg-Straße 2/4; 14; 15; 39/41 Rosenthaler Straße 13; 31; 36; 37; 38; 39, 51; 72A Rückerstraße 4 Sophienstraße 2; 3; 5; 8; 9; 11; 18–18A; 22–22A; 28–29 Steinstraße 19; 21 Torstraße 138; 146; 164; 222 Tucholskystr. 6/14; 9; 22; 24; 31/33; 40 Weinmeisterstraße, U-Bahnhof; 15; 16–17 Weydingerstraße 18; 20/22 Ziegelstraße 5–9; 10–11; 12 Gartendenkmale siehe: Große Hamburger Straße (zwischen 25 und 26) Alter jüdischer Friedhof; 29–30 Kleine Rosenthaler Straße 3 Koppenplatz 11 Münzstraße 21/23 | 09035280 – Johannisstraße 20–21, Hotel Johannishof, 1908 |                                     |
| 09011331 | Spandauer Vorstadt begrenzt im Norden durch die Torstraße 6/230 und Weydingerstraße 20/22 im Süden durch S-Bahn, Spree, Dircksenstraße 32–51 und Neue Promenade / Am Zwirngraben im Osten durch die Karl-Liebknecht-Straße 15/33 und im Westen durch die Friedrichstraße 105–118 (Lage) | Spandauer Vorstadt Gesamtanlagen siehe: Gipsstraße 23A Große Hamburger Straße 5–11, 29–31 Linienstraße 16–21... Rosa-Luxemburg-Straße 30 Rosenthaler Straße 40–41 Spandauer Vorstadt Tucholskystraße 2 Baudenkmale siehe: Almstadtstraße 11, 16, 18, 43 Alte Schönhauser Straße 46, 48–49 Am Zwirngraben, S-Bahnhof Börse Auguststraße 9; 11–13; 14–16; 19, 21; 23; 24–25; 26B; 36; 53; 56–57; 69; 74; 76; 89; 90 Friedrichstraße 107; 112A Gipsstraße 11 Gormannstraße 12 Große Hamburger Straße 13–14; 15–16; 17; 19A; zwischen 25 und 26, Gedenkstätte; 27; 28; 29–31; Sophienkirche, 37 Hirtenstraße 4 Joachimstraße 6; 10; 11; 11A; 14; 15; 16; 20; 21 Johannisstraße 2 Karl-Liebknecht-Straße 27–29 Kleine Alexanderstraße 1–4 Kleine Präsidentenstraße 3 Kleine Rosenthaler Straße 2–3 Koppenplatz 6; 11; 12; 13 Krausnickstraße 3–3A Linienstraße 49; 62; 101; 110; 128–129, 137; 144; 145; 147; 150; 153; 154A; 155, 158; 159; 162; 206 Max-Beer-Straße 2/4 Monbijoupark, Büste Chamisso Monbijouplatz 12 Monbijoustraße 2; 4, 4A Mulackstraße 22; 23 Münzstraße 8; 14/16; 18; 21/23 Neue Promenade 3; 5 Neue Schönhauser Straße 8; 10; 12; 13; 14; 15; 19; 20 Oranienburger Straße, S-Bahnhof; 1–3; 4; 23; 27; 28; 30; 31; 34; 35–36, 50; 54; 71–72; 73–76; 84, 86 Rosenthaler Platz, U-Bahnhof Rosa-Luxemburg-Platz, U-Bahnhof; 2–3 Rosa-Luxemburg-Straße 2/4; 14; 15; 39/41 Rosenthaler Straße 13; 31; 36; 37; 38; 39, 51; 72A Rückerstraße 4 Sophienstraße 2; 3; 5; 8; 9; 11; 18–18A; 22–22A; 28–29 Steinstraße 19; 21 Torstraße 138; 146; 164; 222 Tucholskystr. 6/14; 9; 22; 24; 31/33; 40 Weinmeisterstraße, U-Bahnhof; 15; 16–17 Weydingerstraße 18; 20/22 Ziegelstraße 5–9; 10–11; 12 Gartendenkmale siehe: Große Hamburger Straße (zwischen 25 und 26) Alter jüdischer Friedhof; 29–30 Kleine Rosenthaler Straße 3 Koppenplatz 11 Münzstraße 21/23 | 09035270 – Kalkscheunenstraße 3, Mietshaus, 1839 |                                     |
| 09011331 | Spandauer Vorstadt begrenzt im Norden durch die Torstraße 6/230 und Weydingerstraße 20/22 im Süden durch S-Bahn, Spree, Dircksenstraße 32–51 und Neue Promenade / Am Zwirngraben im Osten durch die Karl-Liebknecht-Straße 15/33 und im Westen durch die Friedrichstraße 105–118 (Lage) | Spandauer Vorstadt Gesamtanlagen siehe: Gipsstraße 23A Große Hamburger Straße 5–11, 29–31 Linienstraße 16–21... Rosa-Luxemburg-Straße 30 Rosenthaler Straße 40–41 Spandauer Vorstadt Tucholskystraße 2 Baudenkmale siehe: Almstadtstraße 11, 16, 18, 43 Alte Schönhauser Straße 46, 48–49 Am Zwirngraben, S-Bahnhof Börse Auguststraße 9; 11–13; 14–16; 19, 21; 23; 24–25; 26B; 36; 53; 56–57; 69; 74; 76; 89; 90 Friedrichstraße 107; 112A Gipsstraße 11 Gormannstraße 12 Große Hamburger Straße 13–14; 15–16; 17; 19A; zwischen 25 und 26, Gedenkstätte; 27; 28; 29–31; Sophienkirche, 37 Hirtenstraße 4 Joachimstraße 6; 10; 11; 11A; 14; 15; 16; 20; 21 Johannisstraße 2 Karl-Liebknecht-Straße 27–29 Kleine Alexanderstraße 1–4 Kleine Präsidentenstraße 3 Kleine Rosenthaler Straße 2–3 Koppenplatz 6; 11; 12; 13 Krausnickstraße 3–3A Linienstraße 49; 62; 101; 110; 128–129, 137; 144; 145; 147; 150; 153; 154A; 155, 158; 159; 162; 206 Max-Beer-Straße 2/4 Monbijoupark, Büste Chamisso Monbijouplatz 12 Monbijoustraße 2; 4, 4A Mulackstraße 22; 23 Münzstraße 8; 14/16; 18; 21/23 Neue Promenade 3; 5 Neue Schönhauser Straße 8; 10; 12; 13; 14; 15; 19; 20 Oranienburger Straße, S-Bahnhof; 1–3; 4; 23; 27; 28; 30; 31; 34; 35–36, 50; 54; 71–72; 73–76; 84, 86 Rosenthaler Platz, U-Bahnhof Rosa-Luxemburg-Platz, U-Bahnhof; 2–3 Rosa-Luxemburg-Straße 2/4; 14; 15; 39/41 Rosenthaler Straße 13; 31; 36; 37; 38; 39, 51; 72A Rückerstraße 4 Sophienstraße 2; 3; 5; 8; 9; 11; 18–18A; 22–22A; 28–29 Steinstraße 19; 21 Torstraße 138; 146; 164; 222 Tucholskystr. 6/14; 9; 22; 24; 31/33; 40 Weinmeisterstraße, U-Bahnhof; 15; 16–17 Weydingerstraße 18; 20/22 Ziegelstraße 5–9; 10–11; 12 Gartendenkmale siehe: Große Hamburger Straße (zwischen 25 und 26) Alter jüdischer Friedhof; 29–30 Kleine Rosenthaler Straße 3 Koppenplatz 11 Münzstraße 21/23 | 09011382 – Kleine Auguststraße 2–3, Mietshaus, 1881 |                                     |
| 09011331 | Spandauer Vorstadt begrenzt im Norden durch die Torstraße 6/230 und Weydingerstraße 20/22 im Süden durch S-Bahn, Spree, Dircksenstraße 32–51 und Neue Promenade / Am Zwirngraben im Osten durch die Karl-Liebknecht-Straße 15/33 und im Westen durch die Friedrichstraße 105–118 (Lage) | Spandauer Vorstadt Gesamtanlagen siehe: Gipsstraße 23A Große Hamburger Straße 5–11, 29–31 Linienstraße 16–21... Rosa-Luxemburg-Straße 30 Rosenthaler Straße 40–41 Spandauer Vorstadt Tucholskystraße 2 Baudenkmale siehe: Almstadtstraße 11, 16, 18, 43 Alte Schönhauser Straße 46, 48–49 Am Zwirngraben, S-Bahnhof Börse Auguststraße 9; 11–13; 14–16; 19, 21; 23; 24–25; 26B; 36; 53; 56–57; 69; 74; 76; 89; 90 Friedrichstraße 107; 112A Gipsstraße 11 Gormannstraße 12 Große Hamburger Straße 13–14; 15–16; 17; 19A; zwischen 25 und 26, Gedenkstätte; 27; 28; 29–31; Sophienkirche, 37 Hirtenstraße 4 Joachimstraße 6; 10; 11; 11A; 14; 15; 16; 20; 21 Johannisstraße 2 Karl-Liebknecht-Straße 27–29 Kleine Alexanderstraße 1–4 Kleine Präsidentenstraße 3 Kleine Rosenthaler Straße 2–3 Koppenplatz 6; 11; 12; 13 Krausnickstraße 3–3A Linienstraße 49; 62; 101; 110; 128–129, 137; 144; 145; 147; 150; 153; 154A; 155, 158; 159; 162; 206 Max-Beer-Straße 2/4 Monbijoupark, Büste Chamisso Monbijouplatz 12 Monbijoustraße 2; 4, 4A Mulackstraße 22; 23 Münzstraße 8; 14/16; 18; 21/23 Neue Promenade 3; 5 Neue Schönhauser Straße 8; 10; 12; 13; 14; 15; 19; 20 Oranienburger Straße, S-Bahnhof; 1–3; 4; 23; 27; 28; 30; 31; 34; 35–36, 50; 54; 71–72; 73–76; 84, 86 Rosenthaler Platz, U-Bahnhof Rosa-Luxemburg-Platz, U-Bahnhof; 2–3 Rosa-Luxemburg-Straße 2/4; 14; 15; 39/41 Rosenthaler Straße 13; 31; 36; 37; 38; 39, 51; 72A Rückerstraße 4 Sophienstraße 2; 3; 5; 8; 9; 11; 18–18A; 22–22A; 28–29 Steinstraße 19; 21 Torstraße 138; 146; 164; 222 Tucholskystr. 6/14; 9; 22; 24; 31/33; 40 Weinmeisterstraße, U-Bahnhof; 15; 16–17 Weydingerstraße 18; 20/22 Ziegelstraße 5–9; 10–11; 12 Gartendenkmale siehe: Große Hamburger Straße (zwischen 25 und 26) Alter jüdischer Friedhof; 29–30 Kleine Rosenthaler Straße 3 Koppenplatz 11 Münzstraße 21/23 | 09035080 – Kleine Auguststraße 4–4A, Mietshaus, um 1880 |                                     |
| 09011331 | Spandauer Vorstadt begrenzt im Norden durch die Torstraße 6/230 und Weydingerstraße 20/22 im Süden durch S-Bahn, Spree, Dircksenstraße 32–51 und Neue Promenade / Am Zwirngraben im Osten durch die Karl-Liebknecht-Straße 15/33 und im Westen durch die Friedrichstraße 105–118 (Lage) | Spandauer Vorstadt Gesamtanlagen siehe: Gipsstraße 23A Große Hamburger Straße 5–11, 29–31 Linienstraße 16–21... Rosa-Luxemburg-Straße 30 Rosenthaler Straße 40–41 Spandauer Vorstadt Tucholskystraße 2 Baudenkmale siehe: Almstadtstraße 11, 16, 18, 43 Alte Schönhauser Straße 46, 48–49 Am Zwirngraben, S-Bahnhof Börse Auguststraße 9; 11–13; 14–16; 19, 21; 23; 24–25; 26B; 36; 53; 56–57; 69; 74; 76; 89; 90 Friedrichstraße 107; 112A Gipsstraße 11 Gormannstraße 12 Große Hamburger Straße 13–14; 15–16; 17; 19A; zwischen 25 und 26, Gedenkstätte; 27; 28; 29–31; Sophienkirche, 37 Hirtenstraße 4 Joachimstraße 6; 10; 11; 11A; 14; 15; 16; 20; 21 Johannisstraße 2 Karl-Liebknecht-Straße 27–29 Kleine Alexanderstraße 1–4 Kleine Präsidentenstraße 3 Kleine Rosenthaler Straße 2–3 Koppenplatz 6; 11; 12; 13 Krausnickstraße 3–3A Linienstraße 49; 62; 101; 110; 128–129, 137; 144; 145; 147; 150; 153; 154A; 155, 158; 159; 162; 206 Max-Beer-Straße 2/4 Monbijoupark, Büste Chamisso Monbijouplatz 12 Monbijoustraße 2; 4, 4A Mulackstraße 22; 23 Münzstraße 8; 14/16; 18; 21/23 Neue Promenade 3; 5 Neue Schönhauser Straße 8; 10; 12; 13; 14; 15; 19; 20 Oranienburger Straße, S-Bahnhof; 1–3; 4; 23; 27; 28; 30; 31; 34; 35–36, 50; 54; 71–72; 73–76; 84, 86 Rosenthaler Platz, U-Bahnhof Rosa-Luxemburg-Platz, U-Bahnhof; 2–3 Rosa-Luxemburg-Straße 2/4; 14; 15; 39/41 Rosenthaler Straße 13; 31; 36; 37; 38; 39, 51; 72A Rückerstraße 4 Sophienstraße 2; 3; 5; 8; 9; 11; 18–18A; 22–22A; 28–29 Steinstraße 19; 21 Torstraße 138; 146; 164; 222 Tucholskystr. 6/14; 9; 22; 24; 31/33; 40 Weinmeisterstraße, U-Bahnhof; 15; 16–17 Weydingerstraße 18; 20/22 Ziegelstraße 5–9; 10–11; 12 Gartendenkmale siehe: Große Hamburger Straße (zwischen 25 und 26) Alter jüdischer Friedhof; 29–30 Kleine Rosenthaler Straße 3 Koppenplatz 11 Münzstraße 21/23 | 09011383 – Kleine Auguststraße 5, Mietshaus, um 1880 |                                     |
| 09011331 | Spandauer Vorstadt begrenzt im Norden durch die Torstraße 6/230 und Weydingerstraße 20/22 im Süden durch S-Bahn, Spree, Dircksenstraße 32–51 und Neue Promenade / Am Zwirngraben im Osten durch die Karl-Liebknecht-Straße 15/33 und im Westen durch die Friedrichstraße 105–118 (Lage) | Spandauer Vorstadt Gesamtanlagen siehe: Gipsstraße 23A Große Hamburger Straße 5–11, 29–31 Linienstraße 16–21... Rosa-Luxemburg-Straße 30 Rosenthaler Straße 40–41 Spandauer Vorstadt Tucholskystraße 2 Baudenkmale siehe: Almstadtstraße 11, 16, 18, 43 Alte Schönhauser Straße 46, 48–49 Am Zwirngraben, S-Bahnhof Börse Auguststraße 9; 11–13; 14–16; 19, 21; 23; 24–25; 26B; 36; 53; 56–57; 69; 74; 76; 89; 90 Friedrichstraße 107; 112A Gipsstraße 11 Gormannstraße 12 Große Hamburger Straße 13–14; 15–16; 17; 19A; zwischen 25 und 26, Gedenkstätte; 27; 28; 29–31; Sophienkirche, 37 Hirtenstraße 4 Joachimstraße 6; 10; 11; 11A; 14; 15; 16; 20; 21 Johannisstraße 2 Karl-Liebknecht-Straße 27–29 Kleine Alexanderstraße 1–4 Kleine Präsidentenstraße 3 Kleine Rosenthaler Straße 2–3 Koppenplatz 6; 11; 12; 13 Krausnickstraße 3–3A Linienstraße 49; 62; 101; 110; 128–129, 137; 144; 145; 147; 150; 153; 154A; 155, 158; 159; 162; 206 Max-Beer-Straße 2/4 Monbijoupark, Büste Chamisso Monbijouplatz 12 Monbijoustraße 2; 4, 4A Mulackstraße 22; 23 Münzstraße 8; 14/16; 18; 21/23 Neue Promenade 3; 5 Neue Schönhauser Straße 8; 10; 12; 13; 14; 15; 19; 20 Oranienburger Straße, S-Bahnhof; 1–3; 4; 23; 27; 28; 30; 31; 34; 35–36, 50; 54; 71–72; 73–76; 84, 86 Rosenthaler Platz, U-Bahnhof Rosa-Luxemburg-Platz, U-Bahnhof; 2–3 Rosa-Luxemburg-Straße 2/4; 14; 15; 39/41 Rosenthaler Straße 13; 31; 36; 37; 38; 39, 51; 72A Rückerstraße 4 Sophienstraße 2; 3; 5; 8; 9; 11; 18–18A; 22–22A; 28–29 Steinstraße 19; 21 Torstraße 138; 146; 164; 222 Tucholskystr. 6/14; 9; 22; 24; 31/33; 40 Weinmeisterstraße, U-Bahnhof; 15; 16–17 Weydingerstraße 18; 20/22 Ziegelstraße 5–9; 10–11; 12 Gartendenkmale siehe: Große Hamburger Straße (zwischen 25 und 26) Alter jüdischer Friedhof; 29–30 Kleine Rosenthaler Straße 3 Koppenplatz 11 Münzstraße 21/23 | 09011384 – Kleine Auguststraße 6, Mietshaus, 1835 |                                     |
| 09011331 | Spandauer Vorstadt begrenzt im Norden durch die Torstraße 6/230 und Weydingerstraße 20/22 im Süden durch S-Bahn, Spree, Dircksenstraße 32–51 und Neue Promenade / Am Zwirngraben im Osten durch die Karl-Liebknecht-Straße 15/33 und im Westen durch die Friedrichstraße 105–118 (Lage) | Spandauer Vorstadt Gesamtanlagen siehe: Gipsstraße 23A Große Hamburger Straße 5–11, 29–31 Linienstraße 16–21... Rosa-Luxemburg-Straße 30 Rosenthaler Straße 40–41 Spandauer Vorstadt Tucholskystraße 2 Baudenkmale siehe: Almstadtstraße 11, 16, 18, 43 Alte Schönhauser Straße 46, 48–49 Am Zwirngraben, S-Bahnhof Börse Auguststraße 9; 11–13; 14–16; 19, 21; 23; 24–25; 26B; 36; 53; 56–57; 69; 74; 76; 89; 90 Friedrichstraße 107; 112A Gipsstraße 11 Gormannstraße 12 Große Hamburger Straße 13–14; 15–16; 17; 19A; zwischen 25 und 26, Gedenkstätte; 27; 28; 29–31; Sophienkirche, 37 Hirtenstraße 4 Joachimstraße 6; 10; 11; 11A; 14; 15; 16; 20; 21 Johannisstraße 2 Karl-Liebknecht-Straße 27–29 Kleine Alexanderstraße 1–4 Kleine Präsidentenstraße 3 Kleine Rosenthaler Straße 2–3 Koppenplatz 6; 11; 12; 13 Krausnickstraße 3–3A Linienstraße 49; 62; 101; 110; 128–129, 137; 144; 145; 147; 150; 153; 154A; 155, 158; 159; 162; 206 Max-Beer-Straße 2/4 Monbijoupark, Büste Chamisso Monbijouplatz 12 Monbijoustraße 2; 4, 4A Mulackstraße 22; 23 Münzstraße 8; 14/16; 18; 21/23 Neue Promenade 3; 5 Neue Schönhauser Straße 8; 10; 12; 13; 14; 15; 19; 20 Oranienburger Straße, S-Bahnhof; 1–3; 4; 23; 27; 28; 30; 31; 34; 35–36, 50; 54; 71–72; 73–76; 84, 86 Rosenthaler Platz, U-Bahnhof Rosa-Luxemburg-Platz, U-Bahnhof; 2–3 Rosa-Luxemburg-Straße 2/4; 14; 15; 39/41 Rosenthaler Straße 13; 31; 36; 37; 38; 39, 51; 72A Rückerstraße 4 Sophienstraße 2; 3; 5; 8; 9; 11; 18–18A; 22–22A; 28–29 Steinstraße 19; 21 Torstraße 138; 146; 164; 222 Tucholskystr. 6/14; 9; 22; 24; 31/33; 40 Weinmeisterstraße, U-Bahnhof; 15; 16–17 Weydingerstraße 18; 20/22 Ziegelstraße 5–9; 10–11; 12 Gartendenkmale siehe: Große Hamburger Straße (zwischen 25 und 26) Alter jüdischer Friedhof; 29–30 Kleine Rosenthaler Straße 3 Koppenplatz 11 Münzstraße 21/23 | 09011361 – Kleine Auguststraße 9, Mietshaus, 1869 |                                     |
| 09011331 | Spandauer Vorstadt begrenzt im Norden durch die Torstraße 6/230 und Weydingerstraße 20/22 im Süden durch S-Bahn, Spree, Dircksenstraße 32–51 und Neue Promenade / Am Zwirngraben im Osten durch die Karl-Liebknecht-Straße 15/33 und im Westen durch die Friedrichstraße 105–118 (Lage) | Spandauer Vorstadt Gesamtanlagen siehe: Gipsstraße 23A Große Hamburger Straße 5–11, 29–31 Linienstraße 16–21... Rosa-Luxemburg-Straße 30 Rosenthaler Straße 40–41 Spandauer Vorstadt Tucholskystraße 2 Baudenkmale siehe: Almstadtstraße 11, 16, 18, 43 Alte Schönhauser Straße 46, 48–49 Am Zwirngraben, S-Bahnhof Börse Auguststraße 9; 11–13; 14–16; 19, 21; 23; 24–25; 26B; 36; 53; 56–57; 69; 74; 76; 89; 90 Friedrichstraße 107; 112A Gipsstraße 11 Gormannstraße 12 Große Hamburger Straße 13–14; 15–16; 17; 19A; zwischen 25 und 26, Gedenkstätte; 27; 28; 29–31; Sophienkirche, 37 Hirtenstraße 4 Joachimstraße 6; 10; 11; 11A; 14; 15; 16; 20; 21 Johannisstraße 2 Karl-Liebknecht-Straße 27–29 Kleine Alexanderstraße 1–4 Kleine Präsidentenstraße 3 Kleine Rosenthaler Straße 2–3 Koppenplatz 6; 11; 12; 13 Krausnickstraße 3–3A Linienstraße 49; 62; 101; 110; 128–129, 137; 144; 145; 147; 150; 153; 154A; 155, 158; 159; 162; 206 Max-Beer-Straße 2/4 Monbijoupark, Büste Chamisso Monbijouplatz 12 Monbijoustraße 2; 4, 4A Mulackstraße 22; 23 Münzstraße 8; 14/16; 18; 21/23 Neue Promenade 3; 5 Neue Schönhauser Straße 8; 10; 12; 13; 14; 15; 19; 20 Oranienburger Straße, S-Bahnhof; 1–3; 4; 23; 27; 28; 30; 31; 34; 35–36, 50; 54; 71–72; 73–76; 84, 86 Rosenthaler Platz, U-Bahnhof Rosa-Luxemburg-Platz, U-Bahnhof; 2–3 Rosa-Luxemburg-Straße 2/4; 14; 15; 39/41 Rosenthaler Straße 13; 31; 36; 37; 38; 39, 51; 72A Rückerstraße 4 Sophienstraße 2; 3; 5; 8; 9; 11; 18–18A; 22–22A; 28–29 Steinstraße 19; 21 Torstraße 138; 146; 164; 222 Tucholskystr. 6/14; 9; 22; 24; 31/33; 40 Weinmeisterstraße, U-Bahnhof; 15; 16–17 Weydingerstraße 18; 20/22 Ziegelstraße 5–9; 10–11; 12 Gartendenkmale siehe: Große Hamburger Straße (zwischen 25 und 26) Alter jüdischer Friedhof; 29–30 Kleine Rosenthaler Straße 3 Koppenplatz 11 Münzstraße 21/23 | Remise, 1869 |                                     |
| 09011331 | Spandauer Vorstadt begrenzt im Norden durch die Torstraße 6/230 und Weydingerstraße 20/22 im Süden durch S-Bahn, Spree, Dircksenstraße 32–51 und Neue Promenade / Am Zwirngraben im Osten durch die Karl-Liebknecht-Straße 15/33 und im Westen durch die Friedrichstraße 105–118 (Lage) | Spandauer Vorstadt Gesamtanlagen siehe: Gipsstraße 23A Große Hamburger Straße 5–11, 29–31 Linienstraße 16–21... Rosa-Luxemburg-Straße 30 Rosenthaler Straße 40–41 Spandauer Vorstadt Tucholskystraße 2 Baudenkmale siehe: Almstadtstraße 11, 16, 18, 43 Alte Schönhauser Straße 46, 48–49 Am Zwirngraben, S-Bahnhof Börse Auguststraße 9; 11–13; 14–16; 19, 21; 23; 24–25; 26B; 36; 53; 56–57; 69; 74; 76; 89; 90 Friedrichstraße 107; 112A Gipsstraße 11 Gormannstraße 12 Große Hamburger Straße 13–14; 15–16; 17; 19A; zwischen 25 und 26, Gedenkstätte; 27; 28; 29–31; Sophienkirche, 37 Hirtenstraße 4 Joachimstraße 6; 10; 11; 11A; 14; 15; 16; 20; 21 Johannisstraße 2 Karl-Liebknecht-Straße 27–29 Kleine Alexanderstraße 1–4 Kleine Präsidentenstraße 3 Kleine Rosenthaler Straße 2–3 Koppenplatz 6; 11; 12; 13 Krausnickstraße 3–3A Linienstraße 49; 62; 101; 110; 128–129, 137; 144; 145; 147; 150; 153; 154A; 155, 158; 159; 162; 206 Max-Beer-Straße 2/4 Monbijoupark, Büste Chamisso Monbijouplatz 12 Monbijoustraße 2; 4, 4A Mulackstraße 22; 23 Münzstraße 8; 14/16; 18; 21/23 Neue Promenade 3; 5 Neue Schönhauser Straße 8; 10; 12; 13; 14; 15; 19; 20 Oranienburger Straße, S-Bahnhof; 1–3; 4; 23; 27; 28; 30; 31; 34; 35–36, 50; 54; 71–72; 73–76; 84, 86 Rosenthaler Platz, U-Bahnhof Rosa-Luxemburg-Platz, U-Bahnhof; 2–3 Rosa-Luxemburg-Straße 2/4; 14; 15; 39/41 Rosenthaler Straße 13; 31; 36; 37; 38; 39, 51; 72A Rückerstraße 4 Sophienstraße 2; 3; 5; 8; 9; 11; 18–18A; 22–22A; 28–29 Steinstraße 19; 21 Torstraße 138; 146; 164; 222 Tucholskystr. 6/14; 9; 22; 24; 31/33; 40 Weinmeisterstraße, U-Bahnhof; 15; 16–17 Weydingerstraße 18; 20/22 Ziegelstraße 5–9; 10–11; 12 Gartendenkmale siehe: Große Hamburger Straße (zwischen 25 und 26) Alter jüdischer Friedhof; 29–30 Kleine Rosenthaler Straße 3 Koppenplatz 11 Münzstraße 21/23 | 09035304 – Kleine Hamburger Straße 2 / Torstraße 180, Mietshaus, 1846 |                                     |
| 09011331 | Spandauer Vorstadt begrenzt im Norden durch die Torstraße 6/230 und Weydingerstraße 20/22 im Süden durch S-Bahn, Spree, Dircksenstraße 32–51 und Neue Promenade / Am Zwirngraben im Osten durch die Karl-Liebknecht-Straße 15/33 und im Westen durch die Friedrichstraße 105–118 (Lage) | Spandauer Vorstadt Gesamtanlagen siehe: Gipsstraße 23A Große Hamburger Straße 5–11, 29–31 Linienstraße 16–21... Rosa-Luxemburg-Straße 30 Rosenthaler Straße 40–41 Spandauer Vorstadt Tucholskystraße 2 Baudenkmale siehe: Almstadtstraße 11, 16, 18, 43 Alte Schönhauser Straße 46, 48–49 Am Zwirngraben, S-Bahnhof Börse Auguststraße 9; 11–13; 14–16; 19, 21; 23; 24–25; 26B; 36; 53; 56–57; 69; 74; 76; 89; 90 Friedrichstraße 107; 112A Gipsstraße 11 Gormannstraße 12 Große Hamburger Straße 13–14; 15–16; 17; 19A; zwischen 25 und 26, Gedenkstätte; 27; 28; 29–31; Sophienkirche, 37 Hirtenstraße 4 Joachimstraße 6; 10; 11; 11A; 14; 15; 16; 20; 21 Johannisstraße 2 Karl-Liebknecht-Straße 27–29 Kleine Alexanderstraße 1–4 Kleine Präsidentenstraße 3 Kleine Rosenthaler Straße 2–3 Koppenplatz 6; 11; 12; 13 Krausnickstraße 3–3A Linienstraße 49; 62; 101; 110; 128–129, 137; 144; 145; 147; 150; 153; 154A; 155, 158; 159; 162; 206 Max-Beer-Straße 2/4 Monbijoupark, Büste Chamisso Monbijouplatz 12 Monbijoustraße 2; 4, 4A Mulackstraße 22; 23 Münzstraße 8; 14/16; 18; 21/23 Neue Promenade 3; 5 Neue Schönhauser Straße 8; 10; 12; 13; 14; 15; 19; 20 Oranienburger Straße, S-Bahnhof; 1–3; 4; 23; 27; 28; 30; 31; 34; 35–36, 50; 54; 71–72; 73–76; 84, 86 Rosenthaler Platz, U-Bahnhof Rosa-Luxemburg-Platz, U-Bahnhof; 2–3 Rosa-Luxemburg-Straße 2/4; 14; 15; 39/41 Rosenthaler Straße 13; 31; 36; 37; 38; 39, 51; 72A Rückerstraße 4 Sophienstraße 2; 3; 5; 8; 9; 11; 18–18A; 22–22A; 28–29 Steinstraße 19; 21 Torstraße 138; 146; 164; 222 Tucholskystr. 6/14; 9; 22; 24; 31/33; 40 Weinmeisterstraße, U-Bahnhof; 15; 16–17 Weydingerstraße 18; 20/22 Ziegelstraße 5–9; 10–11; 12 Gartendenkmale siehe: Große Hamburger Straße (zwischen 25 und 26) Alter jüdischer Friedhof; 29–30 Kleine Rosenthaler Straße 3 Koppenplatz 11 Münzstraße 21/23 | 09035310 – Kleine Hamburger Straße 3 / Linienstraße 106, Mietshaus, 1841 |                                     |
| 09011331 | Spandauer Vorstadt begrenzt im Norden durch die Torstraße 6/230 und Weydingerstraße 20/22 im Süden durch S-Bahn, Spree, Dircksenstraße 32–51 und Neue Promenade / Am Zwirngraben im Osten durch die Karl-Liebknecht-Straße 15/33 und im Westen durch die Friedrichstraße 105–118 (Lage) | Spandauer Vorstadt Gesamtanlagen siehe: Gipsstraße 23A Große Hamburger Straße 5–11, 29–31 Linienstraße 16–21... Rosa-Luxemburg-Straße 30 Rosenthaler Straße 40–41 Spandauer Vorstadt Tucholskystraße 2 Baudenkmale siehe: Almstadtstraße 11, 16, 18, 43 Alte Schönhauser Straße 46, 48–49 Am Zwirngraben, S-Bahnhof Börse Auguststraße 9; 11–13; 14–16; 19, 21; 23; 24–25; 26B; 36; 53; 56–57; 69; 74; 76; 89; 90 Friedrichstraße 107; 112A Gipsstraße 11 Gormannstraße 12 Große Hamburger Straße 13–14; 15–16; 17; 19A; zwischen 25 und 26, Gedenkstätte; 27; 28; 29–31; Sophienkirche, 37 Hirtenstraße 4 Joachimstraße 6; 10; 11; 11A; 14; 15; 16; 20; 21 Johannisstraße 2 Karl-Liebknecht-Straße 27–29 Kleine Alexanderstraße 1–4 Kleine Präsidentenstraße 3 Kleine Rosenthaler Straße 2–3 Koppenplatz 6; 11; 12; 13 Krausnickstraße 3–3A Linienstraße 49; 62; 101; 110; 128–129, 137; 144; 145; 147; 150; 153; 154A; 155, 158; 159; 162; 206 Max-Beer-Straße 2/4 Monbijoupark, Büste Chamisso Monbijouplatz 12 Monbijoustraße 2; 4, 4A Mulackstraße 22; 23 Münzstraße 8; 14/16; 18; 21/23 Neue Promenade 3; 5 Neue Schönhauser Straße 8; 10; 12; 13; 14; 15; 19; 20 Oranienburger Straße, S-Bahnhof; 1–3; 4; 23; 27; 28; 30; 31; 34; 35–36, 50; 54; 71–72; 73–76; 84, 86 Rosenthaler Platz, U-Bahnhof Rosa-Luxemburg-Platz, U-Bahnhof; 2–3 Rosa-Luxemburg-Straße 2/4; 14; 15; 39/41 Rosenthaler Straße 13; 31; 36; 37; 38; 39, 51; 72A Rückerstraße 4 Sophienstraße 2; 3; 5; 8; 9; 11; 18–18A; 22–22A; 28–29 Steinstraße 19; 21 Torstraße 138; 146; 164; 222 Tucholskystr. 6/14; 9; 22; 24; 31/33; 40 Weinmeisterstraße, U-Bahnhof; 15; 16–17 Weydingerstraße 18; 20/22 Ziegelstraße 5–9; 10–11; 12 Gartendenkmale siehe: Große Hamburger Straße (zwischen 25 und 26) Alter jüdischer Friedhof; 29–30 Kleine Rosenthaler Straße 3 Koppenplatz 11 Münzstraße 21/23 | 09035311 – Kleine Hamburger Straße 4 / Linienstraße 160, Mietshaus, 1838 |                                     |
| 09011331 | Spandauer Vorstadt begrenzt im Norden durch die Torstraße 6/230 und Weydingerstraße 20/22 im Süden durch S-Bahn, Spree, Dircksenstraße 32–51 und Neue Promenade / Am Zwirngraben im Osten durch die Karl-Liebknecht-Straße 15/33 und im Westen durch die Friedrichstraße 105–118 (Lage) | Spandauer Vorstadt Gesamtanlagen siehe: Gipsstraße 23A Große Hamburger Straße 5–11, 29–31 Linienstraße 16–21... Rosa-Luxemburg-Straße 30 Rosenthaler Straße 40–41 Spandauer Vorstadt Tucholskystraße 2 Baudenkmale siehe: Almstadtstraße 11, 16, 18, 43 Alte Schönhauser Straße 46, 48–49 Am Zwirngraben, S-Bahnhof Börse Auguststraße 9; 11–13; 14–16; 19, 21; 23; 24–25; 26B; 36; 53; 56–57; 69; 74; 76; 89; 90 Friedrichstraße 107; 112A Gipsstraße 11 Gormannstraße 12 Große Hamburger Straße 13–14; 15–16; 17; 19A; zwischen 25 und 26, Gedenkstätte; 27; 28; 29–31; Sophienkirche, 37 Hirtenstraße 4 Joachimstraße 6; 10; 11; 11A; 14; 15; 16; 20; 21 Johannisstraße 2 Karl-Liebknecht-Straße 27–29 Kleine Alexanderstraße 1–4 Kleine Präsidentenstraße 3 Kleine Rosenthaler Straße 2–3 Koppenplatz 6; 11; 12; 13 Krausnickstraße 3–3A Linienstraße 49; 62; 101; 110; 128–129, 137; 144; 145; 147; 150; 153; 154A; 155, 158; 159; 162; 206 Max-Beer-Straße 2/4 Monbijoupark, Büste Chamisso Monbijouplatz 12 Monbijoustraße 2; 4, 4A Mulackstraße 22; 23 Münzstraße 8; 14/16; 18; 21/23 Neue Promenade 3; 5 Neue Schönhauser Straße 8; 10; 12; 13; 14; 15; 19; 20 Oranienburger Straße, S-Bahnhof; 1–3; 4; 23; 27; 28; 30; 31; 34; 35–36, 50; 54; 71–72; 73–76; 84, 86 Rosenthaler Platz, U-Bahnhof Rosa-Luxemburg-Platz, U-Bahnhof; 2–3 Rosa-Luxemburg-Straße 2/4; 14; 15; 39/41 Rosenthaler Straße 13; 31; 36; 37; 38; 39, 51; 72A Rückerstraße 4 Sophienstraße 2; 3; 5; 8; 9; 11; 18–18A; 22–22A; 28–29 Steinstraße 19; 21 Torstraße 138; 146; 164; 222 Tucholskystr. 6/14; 9; 22; 24; 31/33; 40 Weinmeisterstraße, U-Bahnhof; 15; 16–17 Weydingerstraße 18; 20/22 Ziegelstraße 5–9; 10–11; 12 Gartendenkmale siehe: Große Hamburger Straße (zwischen 25 und 26) Alter jüdischer Friedhof; 29–30 Kleine Rosenthaler Straße 3 Koppenplatz 11 Münzstraße 21/23 | 09035312 – Kleine Hamburger Straße 5, Mietshaus, 1877 |                                     |
| 09011331 | Spandauer Vorstadt begrenzt im Norden durch die Torstraße 6/230 und Weydingerstraße 20/22 im Süden durch S-Bahn, Spree, Dircksenstraße 32–51 und Neue Promenade / Am Zwirngraben im Osten durch die Karl-Liebknecht-Straße 15/33 und im Westen durch die Friedrichstraße 105–118 (Lage) | Spandauer Vorstadt Gesamtanlagen siehe: Gipsstraße 23A Große Hamburger Straße 5–11, 29–31 Linienstraße 16–21... Rosa-Luxemburg-Straße 30 Rosenthaler Straße 40–41 Spandauer Vorstadt Tucholskystraße 2 Baudenkmale siehe: Almstadtstraße 11, 16, 18, 43 Alte Schönhauser Straße 46, 48–49 Am Zwirngraben, S-Bahnhof Börse Auguststraße 9; 11–13; 14–16; 19, 21; 23; 24–25; 26B; 36; 53; 56–57; 69; 74; 76; 89; 90 Friedrichstraße 107; 112A Gipsstraße 11 Gormannstraße 12 Große Hamburger Straße 13–14; 15–16; 17; 19A; zwischen 25 und 26, Gedenkstätte; 27; 28; 29–31; Sophienkirche, 37 Hirtenstraße 4 Joachimstraße 6; 10; 11; 11A; 14; 15; 16; 20; 21 Johannisstraße 2 Karl-Liebknecht-Straße 27–29 Kleine Alexanderstraße 1–4 Kleine Präsidentenstraße 3 Kleine Rosenthaler Straße 2–3 Koppenplatz 6; 11; 12; 13 Krausnickstraße 3–3A Linienstraße 49; 62; 101; 110; 128–129, 137; 144; 145; 147; 150; 153; 154A; 155, 158; 159; 162; 206 Max-Beer-Straße 2/4 Monbijoupark, Büste Chamisso Monbijouplatz 12 Monbijoustraße 2; 4, 4A Mulackstraße 22; 23 Münzstraße 8; 14/16; 18; 21/23 Neue Promenade 3; 5 Neue Schönhauser Straße 8; 10; 12; 13; 14; 15; 19; 20 Oranienburger Straße, S-Bahnhof; 1–3; 4; 23; 27; 28; 30; 31; 34; 35–36, 50; 54; 71–72; 73–76; 84, 86 Rosenthaler Platz, U-Bahnhof Rosa-Luxemburg-Platz, U-Bahnhof; 2–3 Rosa-Luxemburg-Straße 2/4; 14; 15; 39/41 Rosenthaler Straße 13; 31; 36; 37; 38; 39, 51; 72A Rückerstraße 4 Sophienstraße 2; 3; 5; 8; 9; 11; 18–18A; 22–22A; 28–29 Steinstraße 19; 21 Torstraße 138; 146; 164; 222 Tucholskystr. 6/14; 9; 22; 24; 31/33; 40 Weinmeisterstraße, U-Bahnhof; 15; 16–17 Weydingerstraße 18; 20/22 Ziegelstraße 5–9; 10–11; 12 Gartendenkmale siehe: Große Hamburger Straße (zwischen 25 und 26) Alter jüdischer Friedhof; 29–30 Kleine Rosenthaler Straße 3 Koppenplatz 11 Münzstraße 21/23 | 09035081 – Kleine Hamburger Straße 15, Mietshaus, 1896 |                                     |
| 09011331 | Spandauer Vorstadt begrenzt im Norden durch die Torstraße 6/230 und Weydingerstraße 20/22 im Süden durch S-Bahn, Spree, Dircksenstraße 32–51 und Neue Promenade / Am Zwirngraben im Osten durch die Karl-Liebknecht-Straße 15/33 und im Westen durch die Friedrichstraße 105–118 (Lage) | Spandauer Vorstadt Gesamtanlagen siehe: Gipsstraße 23A Große Hamburger Straße 5–11, 29–31 Linienstraße 16–21... Rosa-Luxemburg-Straße 30 Rosenthaler Straße 40–41 Spandauer Vorstadt Tucholskystraße 2 Baudenkmale siehe: Almstadtstraße 11, 16, 18, 43 Alte Schönhauser Straße 46, 48–49 Am Zwirngraben, S-Bahnhof Börse Auguststraße 9; 11–13; 14–16; 19, 21; 23; 24–25; 26B; 36; 53; 56–57; 69; 74; 76; 89; 90 Friedrichstraße 107; 112A Gipsstraße 11 Gormannstraße 12 Große Hamburger Straße 13–14; 15–16; 17; 19A; zwischen 25 und 26, Gedenkstätte; 27; 28; 29–31; Sophienkirche, 37 Hirtenstraße 4 Joachimstraße 6; 10; 11; 11A; 14; 15; 16; 20; 21 Johannisstraße 2 Karl-Liebknecht-Straße 27–29 Kleine Alexanderstraße 1–4 Kleine Präsidentenstraße 3 Kleine Rosenthaler Straße 2–3 Koppenplatz 6; 11; 12; 13 Krausnickstraße 3–3A Linienstraße 49; 62; 101; 110; 128–129, 137; 144; 145; 147; 150; 153; 154A; 155, 158; 159; 162; 206 Max-Beer-Straße 2/4 Monbijoupark, Büste Chamisso Monbijouplatz 12 Monbijoustraße 2; 4, 4A Mulackstraße 22; 23 Münzstraße 8; 14/16; 18; 21/23 Neue Promenade 3; 5 Neue Schönhauser Straße 8; 10; 12; 13; 14; 15; 19; 20 Oranienburger Straße, S-Bahnhof; 1–3; 4; 23; 27; 28; 30; 31; 34; 35–36, 50; 54; 71–72; 73–76; 84, 86 Rosenthaler Platz, U-Bahnhof Rosa-Luxemburg-Platz, U-Bahnhof; 2–3 Rosa-Luxemburg-Straße 2/4; 14; 15; 39/41 Rosenthaler Straße 13; 31; 36; 37; 38; 39, 51; 72A Rückerstraße 4 Sophienstraße 2; 3; 5; 8; 9; 11; 18–18A; 22–22A; 28–29 Steinstraße 19; 21 Torstraße 138; 146; 164; 222 Tucholskystr. 6/14; 9; 22; 24; 31/33; 40 Weinmeisterstraße, U-Bahnhof; 15; 16–17 Weydingerstraße 18; 20/22 Ziegelstraße 5–9; 10–11; 12 Gartendenkmale siehe: Große Hamburger Straße (zwischen 25 und 26) Alter jüdischer Friedhof; 29–30 Kleine Rosenthaler Straße 3 Koppenplatz 11 Münzstraße 21/23 | 09035082 – Kleine Hamburger Straße 16, Mietshaus, 1894 |                                     |
| 09011331 | Spandauer Vorstadt begrenzt im Norden durch die Torstraße 6/230 und Weydingerstraße 20/22 im Süden durch S-Bahn, Spree, Dircksenstraße 32–51 und Neue Promenade / Am Zwirngraben im Osten durch die Karl-Liebknecht-Straße 15/33 und im Westen durch die Friedrichstraße 105–118 (Lage) | Spandauer Vorstadt Gesamtanlagen siehe: Gipsstraße 23A Große Hamburger Straße 5–11, 29–31 Linienstraße 16–21... Rosa-Luxemburg-Straße 30 Rosenthaler Straße 40–41 Spandauer Vorstadt Tucholskystraße 2 Baudenkmale siehe: Almstadtstraße 11, 16, 18, 43 Alte Schönhauser Straße 46, 48–49 Am Zwirngraben, S-Bahnhof Börse Auguststraße 9; 11–13; 14–16; 19, 21; 23; 24–25; 26B; 36; 53; 56–57; 69; 74; 76; 89; 90 Friedrichstraße 107; 112A Gipsstraße 11 Gormannstraße 12 Große Hamburger Straße 13–14; 15–16; 17; 19A; zwischen 25 und 26, Gedenkstätte; 27; 28; 29–31; Sophienkirche, 37 Hirtenstraße 4 Joachimstraße 6; 10; 11; 11A; 14; 15; 16; 20; 21 Johannisstraße 2 Karl-Liebknecht-Straße 27–29 Kleine Alexanderstraße 1–4 Kleine Präsidentenstraße 3 Kleine Rosenthaler Straße 2–3 Koppenplatz 6; 11; 12; 13 Krausnickstraße 3–3A Linienstraße 49; 62; 101; 110; 128–129, 137; 144; 145; 147; 150; 153; 154A; 155, 158; 159; 162; 206 Max-Beer-Straße 2/4 Monbijoupark, Büste Chamisso Monbijouplatz 12 Monbijoustraße 2; 4, 4A Mulackstraße 22; 23 Münzstraße 8; 14/16; 18; 21/23 Neue Promenade 3; 5 Neue Schönhauser Straße 8; 10; 12; 13; 14; 15; 19; 20 Oranienburger Straße, S-Bahnhof; 1–3; 4; 23; 27; 28; 30; 31; 34; 35–36, 50; 54; 71–72; 73–76; 84, 86 Rosenthaler Platz, U-Bahnhof Rosa-Luxemburg-Platz, U-Bahnhof; 2–3 Rosa-Luxemburg-Straße 2/4; 14; 15; 39/41 Rosenthaler Straße 13; 31; 36; 37; 38; 39, 51; 72A Rückerstraße 4 Sophienstraße 2; 3; 5; 8; 9; 11; 18–18A; 22–22A; 28–29 Steinstraße 19; 21 Torstraße 138; 146; 164; 222 Tucholskystr. 6/14; 9; 22; 24; 31/33; 40 Weinmeisterstraße, U-Bahnhof; 15; 16–17 Weydingerstraße 18; 20/22 Ziegelstraße 5–9; 10–11; 12 Gartendenkmale siehe: Große Hamburger Straße (zwischen 25 und 26) Alter jüdischer Friedhof; 29–30 Kleine Rosenthaler Straße 3 Koppenplatz 11 Münzstraße 21/23 | 09035313 – Kleine Hamburger Straße 24 / Linienstraße 161, Mietshaus, vor 1839, Aufstockung 1867 |                                     |
| 09011331 | Spandauer Vorstadt begrenzt im Norden durch die Torstraße 6/230 und Weydingerstraße 20/22 im Süden durch S-Bahn, Spree, Dircksenstraße 32–51 und Neue Promenade / Am Zwirngraben im Osten durch die Karl-Liebknecht-Straße 15/33 und im Westen durch die Friedrichstraße 105–118 (Lage) | Spandauer Vorstadt Gesamtanlagen siehe: Gipsstraße 23A Große Hamburger Straße 5–11, 29–31 Linienstraße 16–21... Rosa-Luxemburg-Straße 30 Rosenthaler Straße 40–41 Spandauer Vorstadt Tucholskystraße 2 Baudenkmale siehe: Almstadtstraße 11, 16, 18, 43 Alte Schönhauser Straße 46, 48–49 Am Zwirngraben, S-Bahnhof Börse Auguststraße 9; 11–13; 14–16; 19, 21; 23; 24–25; 26B; 36; 53; 56–57; 69; 74; 76; 89; 90 Friedrichstraße 107; 112A Gipsstraße 11 Gormannstraße 12 Große Hamburger Straße 13–14; 15–16; 17; 19A; zwischen 25 und 26, Gedenkstätte; 27; 28; 29–31; Sophienkirche, 37 Hirtenstraße 4 Joachimstraße 6; 10; 11; 11A; 14; 15; 16; 20; 21 Johannisstraße 2 Karl-Liebknecht-Straße 27–29 Kleine Alexanderstraße 1–4 Kleine Präsidentenstraße 3 Kleine Rosenthaler Straße 2–3 Koppenplatz 6; 11; 12; 13 Krausnickstraße 3–3A Linienstraße 49; 62; 101; 110; 128–129, 137; 144; 145; 147; 150; 153; 154A; 155, 158; 159; 162; 206 Max-Beer-Straße 2/4 Monbijoupark, Büste Chamisso Monbijouplatz 12 Monbijoustraße 2; 4, 4A Mulackstraße 22; 23 Münzstraße 8; 14/16; 18; 21/23 Neue Promenade 3; 5 Neue Schönhauser Straße 8; 10; 12; 13; 14; 15; 19; 20 Oranienburger Straße, S-Bahnhof; 1–3; 4; 23; 27; 28; 30; 31; 34; 35–36, 50; 54; 71–72; 73–76; 84, 86 Rosenthaler Platz, U-Bahnhof Rosa-Luxemburg-Platz, U-Bahnhof; 2–3 Rosa-Luxemburg-Straße 2/4; 14; 15; 39/41 Rosenthaler Straße 13; 31; 36; 37; 38; 39, 51; 72A Rückerstraße 4 Sophienstraße 2; 3; 5; 8; 9; 11; 18–18A; 22–22A; 28–29 Steinstraße 19; 21 Torstraße 138; 146; 164; 222 Tucholskystr. 6/14; 9; 22; 24; 31/33; 40 Weinmeisterstraße, U-Bahnhof; 15; 16–17 Weydingerstraße 18; 20/22 Ziegelstraße 5–9; 10–11; 12 Gartendenkmale siehe: Große Hamburger Straße (zwischen 25 und 26) Alter jüdischer Friedhof; 29–30 Kleine Rosenthaler Straße 3 Koppenplatz 11 Münzstraße 21/23 | 09035314 – Kleine Hamburger Straße 25A / Linienstraße 105, Mietshaus, 1840 |                                     |
| 09011331 | Spandauer Vorstadt begrenzt im Norden durch die Torstraße 6/230 und Weydingerstraße 20/22 im Süden durch S-Bahn, Spree, Dircksenstraße 32–51 und Neue Promenade / Am Zwirngraben im Osten durch die Karl-Liebknecht-Straße 15/33 und im Westen durch die Friedrichstraße 105–118 (Lage) | Spandauer Vorstadt Gesamtanlagen siehe: Gipsstraße 23A Große Hamburger Straße 5–11, 29–31 Linienstraße 16–21... Rosa-Luxemburg-Straße 30 Rosenthaler Straße 40–41 Spandauer Vorstadt Tucholskystraße 2 Baudenkmale siehe: Almstadtstraße 11, 16, 18, 43 Alte Schönhauser Straße 46, 48–49 Am Zwirngraben, S-Bahnhof Börse Auguststraße 9; 11–13; 14–16; 19, 21; 23; 24–25; 26B; 36; 53; 56–57; 69; 74; 76; 89; 90 Friedrichstraße 107; 112A Gipsstraße 11 Gormannstraße 12 Große Hamburger Straße 13–14; 15–16; 17; 19A; zwischen 25 und 26, Gedenkstätte; 27; 28; 29–31; Sophienkirche, 37 Hirtenstraße 4 Joachimstraße 6; 10; 11; 11A; 14; 15; 16; 20; 21 Johannisstraße 2 Karl-Liebknecht-Straße 27–29 Kleine Alexanderstraße 1–4 Kleine Präsidentenstraße 3 Kleine Rosenthaler Straße 2–3 Koppenplatz 6; 11; 12; 13 Krausnickstraße 3–3A Linienstraße 49; 62; 101; 110; 128–129, 137; 144; 145; 147; 150; 153; 154A; 155, 158; 159; 162; 206 Max-Beer-Straße 2/4 Monbijoupark, Büste Chamisso Monbijouplatz 12 Monbijoustraße 2; 4, 4A Mulackstraße 22; 23 Münzstraße 8; 14/16; 18; 21/23 Neue Promenade 3; 5 Neue Schönhauser Straße 8; 10; 12; 13; 14; 15; 19; 20 Oranienburger Straße, S-Bahnhof; 1–3; 4; 23; 27; 28; 30; 31; 34; 35–36, 50; 54; 71–72; 73–76; 84, 86 Rosenthaler Platz, U-Bahnhof Rosa-Luxemburg-Platz, U-Bahnhof; 2–3 Rosa-Luxemburg-Straße 2/4; 14; 15; 39/41 Rosenthaler Straße 13; 31; 36; 37; 38; 39, 51; 72A Rückerstraße 4 Sophienstraße 2; 3; 5; 8; 9; 11; 18–18A; 22–22A; 28–29 Steinstraße 19; 21 Torstraße 138; 146; 164; 222 Tucholskystr. 6/14; 9; 22; 24; 31/33; 40 Weinmeisterstraße, U-Bahnhof; 15; 16–17 Weydingerstraße 18; 20/22 Ziegelstraße 5–9; 10–11; 12 Gartendenkmale siehe: Große Hamburger Straße (zwischen 25 und 26) Alter jüdischer Friedhof; 29–30 Kleine Rosenthaler Straße 3 Koppenplatz 11 Münzstraße 21/23 | 09035315 – Kleine Hamburger Straße 26, Mietshaus, 1840 |                                     |
| 09011331 | Spandauer Vorstadt begrenzt im Norden durch die Torstraße 6/230 und Weydingerstraße 20/22 im Süden durch S-Bahn, Spree, Dircksenstraße 32–51 und Neue Promenade / Am Zwirngraben im Osten durch die Karl-Liebknecht-Straße 15/33 und im Westen durch die Friedrichstraße 105–118 (Lage) | Spandauer Vorstadt Gesamtanlagen siehe: Gipsstraße 23A Große Hamburger Straße 5–11, 29–31 Linienstraße 16–21... Rosa-Luxemburg-Straße 30 Rosenthaler Straße 40–41 Spandauer Vorstadt Tucholskystraße 2 Baudenkmale siehe: Almstadtstraße 11, 16, 18, 43 Alte Schönhauser Straße 46, 48–49 Am Zwirngraben, S-Bahnhof Börse Auguststraße 9; 11–13; 14–16; 19, 21; 23; 24–25; 26B; 36; 53; 56–57; 69; 74; 76; 89; 90 Friedrichstraße 107; 112A Gipsstraße 11 Gormannstraße 12 Große Hamburger Straße 13–14; 15–16; 17; 19A; zwischen 25 und 26, Gedenkstätte; 27; 28; 29–31; Sophienkirche, 37 Hirtenstraße 4 Joachimstraße 6; 10; 11; 11A; 14; 15; 16; 20; 21 Johannisstraße 2 Karl-Liebknecht-Straße 27–29 Kleine Alexanderstraße 1–4 Kleine Präsidentenstraße 3 Kleine Rosenthaler Straße 2–3 Koppenplatz 6; 11; 12; 13 Krausnickstraße 3–3A Linienstraße 49; 62; 101; 110; 128–129, 137; 144; 145; 147; 150; 153; 154A; 155, 158; 159; 162; 206 Max-Beer-Straße 2/4 Monbijoupark, Büste Chamisso Monbijouplatz 12 Monbijoustraße 2; 4, 4A Mulackstraße 22; 23 Münzstraße 8; 14/16; 18; 21/23 Neue Promenade 3; 5 Neue Schönhauser Straße 8; 10; 12; 13; 14; 15; 19; 20 Oranienburger Straße, S-Bahnhof; 1–3; 4; 23; 27; 28; 30; 31; 34; 35–36, 50; 54; 71–72; 73–76; 84, 86 Rosenthaler Platz, U-Bahnhof Rosa-Luxemburg-Platz, U-Bahnhof; 2–3 Rosa-Luxemburg-Straße 2/4; 14; 15; 39/41 Rosenthaler Straße 13; 31; 36; 37; 38; 39, 51; 72A Rückerstraße 4 Sophienstraße 2; 3; 5; 8; 9; 11; 18–18A; 22–22A; 28–29 Steinstraße 19; 21 Torstraße 138; 146; 164; 222 Tucholskystr. 6/14; 9; 22; 24; 31/33; 40 Weinmeisterstraße, U-Bahnhof; 15; 16–17 Weydingerstraße 18; 20/22 Ziegelstraße 5–9; 10–11; 12 Gartendenkmale siehe: Große Hamburger Straße (zwischen 25 und 26) Alter jüdischer Friedhof; 29–30 Kleine Rosenthaler Straße 3 Koppenplatz 11 Münzstraße 21/23 | 09035305 – Kleine Hamburger Straße 27 / Torstraße 178, Mietshaus, 1840 |                                     |
| 09011331 | Spandauer Vorstadt begrenzt im Norden durch die Torstraße 6/230 und Weydingerstraße 20/22 im Süden durch S-Bahn, Spree, Dircksenstraße 32–51 und Neue Promenade / Am Zwirngraben im Osten durch die Karl-Liebknecht-Straße 15/33 und im Westen durch die Friedrichstraße 105–118 (Lage) | Spandauer Vorstadt Gesamtanlagen siehe: Gipsstraße 23A Große Hamburger Straße 5–11, 29–31 Linienstraße 16–21... Rosa-Luxemburg-Straße 30 Rosenthaler Straße 40–41 Spandauer Vorstadt Tucholskystraße 2 Baudenkmale siehe: Almstadtstraße 11, 16, 18, 43 Alte Schönhauser Straße 46, 48–49 Am Zwirngraben, S-Bahnhof Börse Auguststraße 9; 11–13; 14–16; 19, 21; 23; 24–25; 26B; 36; 53; 56–57; 69; 74; 76; 89; 90 Friedrichstraße 107; 112A Gipsstraße 11 Gormannstraße 12 Große Hamburger Straße 13–14; 15–16; 17; 19A; zwischen 25 und 26, Gedenkstätte; 27; 28; 29–31; Sophienkirche, 37 Hirtenstraße 4 Joachimstraße 6; 10; 11; 11A; 14; 15; 16; 20; 21 Johannisstraße 2 Karl-Liebknecht-Straße 27–29 Kleine Alexanderstraße 1–4 Kleine Präsidentenstraße 3 Kleine Rosenthaler Straße 2–3 Koppenplatz 6; 11; 12; 13 Krausnickstraße 3–3A Linienstraße 49; 62; 101; 110; 128–129, 137; 144; 145; 147; 150; 153; 154A; 155, 158; 159; 162; 206 Max-Beer-Straße 2/4 Monbijoupark, Büste Chamisso Monbijouplatz 12 Monbijoustraße 2; 4, 4A Mulackstraße 22; 23 Münzstraße 8; 14/16; 18; 21/23 Neue Promenade 3; 5 Neue Schönhauser Straße 8; 10; 12; 13; 14; 15; 19; 20 Oranienburger Straße, S-Bahnhof; 1–3; 4; 23; 27; 28; 30; 31; 34; 35–36, 50; 54; 71–72; 73–76; 84, 86 Rosenthaler Platz, U-Bahnhof Rosa-Luxemburg-Platz, U-Bahnhof; 2–3 Rosa-Luxemburg-Straße 2/4; 14; 15; 39/41 Rosenthaler Straße 13; 31; 36; 37; 38; 39, 51; 72A Rückerstraße 4 Sophienstraße 2; 3; 5; 8; 9; 11; 18–18A; 22–22A; 28–29 Steinstraße 19; 21 Torstraße 138; 146; 164; 222 Tucholskystr. 6/14; 9; 22; 24; 31/33; 40 Weinmeisterstraße, U-Bahnhof; 15; 16–17 Weydingerstraße 18; 20/22 Ziegelstraße 5–9; 10–11; 12 Gartendenkmale siehe: Große Hamburger Straße (zwischen 25 und 26) Alter jüdischer Friedhof; 29–30 Kleine Rosenthaler Straße 3 Koppenplatz 11 Münzstraße 21/23 | 09080031 – Kleine Rosenthaler Straße 11, Mietshaus, 1865 |                                     |
| 09011331 | Spandauer Vorstadt begrenzt im Norden durch die Torstraße 6/230 und Weydingerstraße 20/22 im Süden durch S-Bahn, Spree, Dircksenstraße 32–51 und Neue Promenade / Am Zwirngraben im Osten durch die Karl-Liebknecht-Straße 15/33 und im Westen durch die Friedrichstraße 105–118 (Lage) | Spandauer Vorstadt Gesamtanlagen siehe: Gipsstraße 23A Große Hamburger Straße 5–11, 29–31 Linienstraße 16–21... Rosa-Luxemburg-Straße 30 Rosenthaler Straße 40–41 Spandauer Vorstadt Tucholskystraße 2 Baudenkmale siehe: Almstadtstraße 11, 16, 18, 43 Alte Schönhauser Straße 46, 48–49 Am Zwirngraben, S-Bahnhof Börse Auguststraße 9; 11–13; 14–16; 19, 21; 23; 24–25; 26B; 36; 53; 56–57; 69; 74; 76; 89; 90 Friedrichstraße 107; 112A Gipsstraße 11 Gormannstraße 12 Große Hamburger Straße 13–14; 15–16; 17; 19A; zwischen 25 und 26, Gedenkstätte; 27; 28; 29–31; Sophienkirche, 37 Hirtenstraße 4 Joachimstraße 6; 10; 11; 11A; 14; 15; 16; 20; 21 Johannisstraße 2 Karl-Liebknecht-Straße 27–29 Kleine Alexanderstraße 1–4 Kleine Präsidentenstraße 3 Kleine Rosenthaler Straße 2–3 Koppenplatz 6; 11; 12; 13 Krausnickstraße 3–3A Linienstraße 49; 62; 101; 110; 128–129, 137; 144; 145; 147; 150; 153; 154A; 155, 158; 159; 162; 206 Max-Beer-Straße 2/4 Monbijoupark, Büste Chamisso Monbijouplatz 12 Monbijoustraße 2; 4, 4A Mulackstraße 22; 23 Münzstraße 8; 14/16; 18; 21/23 Neue Promenade 3; 5 Neue Schönhauser Straße 8; 10; 12; 13; 14; 15; 19; 20 Oranienburger Straße, S-Bahnhof; 1–3; 4; 23; 27; 28; 30; 31; 34; 35–36, 50; 54; 71–72; 73–76; 84, 86 Rosenthaler Platz, U-Bahnhof Rosa-Luxemburg-Platz, U-Bahnhof; 2–3 Rosa-Luxemburg-Straße 2/4; 14; 15; 39/41 Rosenthaler Straße 13; 31; 36; 37; 38; 39, 51; 72A Rückerstraße 4 Sophienstraße 2; 3; 5; 8; 9; 11; 18–18A; 22–22A; 28–29 Steinstraße 19; 21 Torstraße 138; 146; 164; 222 Tucholskystr. 6/14; 9; 22; 24; 31/33; 40 Weinmeisterstraße, U-Bahnhof; 15; 16–17 Weydingerstraße 18; 20/22 Ziegelstraße 5–9; 10–11; 12 Gartendenkmale siehe: Große Hamburger Straße (zwischen 25 und 26) Alter jüdischer Friedhof; 29–30 Kleine Rosenthaler Straße 3 Koppenplatz 11 Münzstraße 21/23 | 09065283 – Koppenplatz, Stadtplatz, seit 1850, vor 1900 von Hermann Mächtig, 1927 von Erwin Barth, Umgestaltung 1930er Jahre                                                                                               |                                     |
| 09011331 | Spandauer Vorstadt begrenzt im Norden durch die Torstraße 6/230 und Weydingerstraße 20/22 im Süden durch S-Bahn, Spree, Dircksenstraße 32–51 und Neue Promenade / Am Zwirngraben im Osten durch die Karl-Liebknecht-Straße 15/33 und im Westen durch die Friedrichstraße 105–118 (Lage) | Spandauer Vorstadt Gesamtanlagen siehe: Gipsstraße 23A Große Hamburger Straße 5–11, 29–31 Linienstraße 16–21... Rosa-Luxemburg-Straße 30 Rosenthaler Straße 40–41 Spandauer Vorstadt Tucholskystraße 2 Baudenkmale siehe: Almstadtstraße 11, 16, 18, 43 Alte Schönhauser Straße 46, 48–49 Am Zwirngraben, S-Bahnhof Börse Auguststraße 9; 11–13; 14–16; 19, 21; 23; 24–25; 26B; 36; 53; 56–57; 69; 74; 76; 89; 90 Friedrichstraße 107; 112A Gipsstraße 11 Gormannstraße 12 Große Hamburger Straße 13–14; 15–16; 17; 19A; zwischen 25 und 26, Gedenkstätte; 27; 28; 29–31; Sophienkirche, 37 Hirtenstraße 4 Joachimstraße 6; 10; 11; 11A; 14; 15; 16; 20; 21 Johannisstraße 2 Karl-Liebknecht-Straße 27–29 Kleine Alexanderstraße 1–4 Kleine Präsidentenstraße 3 Kleine Rosenthaler Straße 2–3 Koppenplatz 6; 11; 12; 13 Krausnickstraße 3–3A Linienstraße 49; 62; 101; 110; 128–129, 137; 144; 145; 147; 150; 153; 154A; 155, 158; 159; 162; 206 Max-Beer-Straße 2/4 Monbijoupark, Büste Chamisso Monbijouplatz 12 Monbijoustraße 2; 4, 4A Mulackstraße 22; 23 Münzstraße 8; 14/16; 18; 21/23 Neue Promenade 3; 5 Neue Schönhauser Straße 8; 10; 12; 13; 14; 15; 19; 20 Oranienburger Straße, S-Bahnhof; 1–3; 4; 23; 27; 28; 30; 31; 34; 35–36, 50; 54; 71–72; 73–76; 84, 86 Rosenthaler Platz, U-Bahnhof Rosa-Luxemburg-Platz, U-Bahnhof; 2–3 Rosa-Luxemburg-Straße 2/4; 14; 15; 39/41 Rosenthaler Straße 13; 31; 36; 37; 38; 39, 51; 72A Rückerstraße 4 Sophienstraße 2; 3; 5; 8; 9; 11; 18–18A; 22–22A; 28–29 Steinstraße 19; 21 Torstraße 138; 146; 164; 222 Tucholskystr. 6/14; 9; 22; 24; 31/33; 40 Weinmeisterstraße, U-Bahnhof; 15; 16–17 Weydingerstraße 18; 20/22 Ziegelstraße 5–9; 10–11; 12 Gartendenkmale siehe: Große Hamburger Straße (zwischen 25 und 26) Alter jüdischer Friedhof; 29–30 Kleine Rosenthaler Straße 3 Koppenplatz 11 Münzstraße 21/23 | 09035068 – Koppenplatz 1, Mietshaus, 1852 |                                     |
| 09011331 | Spandauer Vorstadt begrenzt im Norden durch die Torstraße 6/230 und Weydingerstraße 20/22 im Süden durch S-Bahn, Spree, Dircksenstraße 32–51 und Neue Promenade / Am Zwirngraben im Osten durch die Karl-Liebknecht-Straße 15/33 und im Westen durch die Friedrichstraße 105–118 (Lage) | Spandauer Vorstadt Gesamtanlagen siehe: Gipsstraße 23A Große Hamburger Straße 5–11, 29–31 Linienstraße 16–21... Rosa-Luxemburg-Straße 30 Rosenthaler Straße 40–41 Spandauer Vorstadt Tucholskystraße 2 Baudenkmale siehe: Almstadtstraße 11, 16, 18, 43 Alte Schönhauser Straße 46, 48–49 Am Zwirngraben, S-Bahnhof Börse Auguststraße 9; 11–13; 14–16; 19, 21; 23; 24–25; 26B; 36; 53; 56–57; 69; 74; 76; 89; 90 Friedrichstraße 107; 112A Gipsstraße 11 Gormannstraße 12 Große Hamburger Straße 13–14; 15–16; 17; 19A; zwischen 25 und 26, Gedenkstätte; 27; 28; 29–31; Sophienkirche, 37 Hirtenstraße 4 Joachimstraße 6; 10; 11; 11A; 14; 15; 16; 20; 21 Johannisstraße 2 Karl-Liebknecht-Straße 27–29 Kleine Alexanderstraße 1–4 Kleine Präsidentenstraße 3 Kleine Rosenthaler Straße 2–3 Koppenplatz 6; 11; 12; 13 Krausnickstraße 3–3A Linienstraße 49; 62; 101; 110; 128–129, 137; 144; 145; 147; 150; 153; 154A; 155, 158; 159; 162; 206 Max-Beer-Straße 2/4 Monbijoupark, Büste Chamisso Monbijouplatz 12 Monbijoustraße 2; 4, 4A Mulackstraße 22; 23 Münzstraße 8; 14/16; 18; 21/23 Neue Promenade 3; 5 Neue Schönhauser Straße 8; 10; 12; 13; 14; 15; 19; 20 Oranienburger Straße, S-Bahnhof; 1–3; 4; 23; 27; 28; 30; 31; 34; 35–36, 50; 54; 71–72; 73–76; 84, 86 Rosenthaler Platz, U-Bahnhof Rosa-Luxemburg-Platz, U-Bahnhof; 2–3 Rosa-Luxemburg-Straße 2/4; 14; 15; 39/41 Rosenthaler Straße 13; 31; 36; 37; 38; 39, 51; 72A Rückerstraße 4 Sophienstraße 2; 3; 5; 8; 9; 11; 18–18A; 22–22A; 28–29 Steinstraße 19; 21 Torstraße 138; 146; 164; 222 Tucholskystr. 6/14; 9; 22; 24; 31/33; 40 Weinmeisterstraße, U-Bahnhof; 15; 16–17 Weydingerstraße 18; 20/22 Ziegelstraße 5–9; 10–11; 12 Gartendenkmale siehe: Große Hamburger Straße (zwischen 25 und 26) Alter jüdischer Friedhof; 29–30 Kleine Rosenthaler Straße 3 Koppenplatz 11 Münzstraße 21/23 | 09035069 – Koppenplatz 2, Mietshaus, 1857, Aufstockung um 1905 |                                     |
| 09011331 | Spandauer Vorstadt begrenzt im Norden durch die Torstraße 6/230 und Weydingerstraße 20/22 im Süden durch S-Bahn, Spree, Dircksenstraße 32–51 und Neue Promenade / Am Zwirngraben im Osten durch die Karl-Liebknecht-Straße 15/33 und im Westen durch die Friedrichstraße 105–118 (Lage) | Spandauer Vorstadt Gesamtanlagen siehe: Gipsstraße 23A Große Hamburger Straße 5–11, 29–31 Linienstraße 16–21... Rosa-Luxemburg-Straße 30 Rosenthaler Straße 40–41 Spandauer Vorstadt Tucholskystraße 2 Baudenkmale siehe: Almstadtstraße 11, 16, 18, 43 Alte Schönhauser Straße 46, 48–49 Am Zwirngraben, S-Bahnhof Börse Auguststraße 9; 11–13; 14–16; 19, 21; 23; 24–25; 26B; 36; 53; 56–57; 69; 74; 76; 89; 90 Friedrichstraße 107; 112A Gipsstraße 11 Gormannstraße 12 Große Hamburger Straße 13–14; 15–16; 17; 19A; zwischen 25 und 26, Gedenkstätte; 27; 28; 29–31; Sophienkirche, 37 Hirtenstraße 4 Joachimstraße 6; 10; 11; 11A; 14; 15; 16; 20; 21 Johannisstraße 2 Karl-Liebknecht-Straße 27–29 Kleine Alexanderstraße 1–4 Kleine Präsidentenstraße 3 Kleine Rosenthaler Straße 2–3 Koppenplatz 6; 11; 12; 13 Krausnickstraße 3–3A Linienstraße 49; 62; 101; 110; 128–129, 137; 144; 145; 147; 150; 153; 154A; 155, 158; 159; 162; 206 Max-Beer-Straße 2/4 Monbijoupark, Büste Chamisso Monbijouplatz 12 Monbijoustraße 2; 4, 4A Mulackstraße 22; 23 Münzstraße 8; 14/16; 18; 21/23 Neue Promenade 3; 5 Neue Schönhauser Straße 8; 10; 12; 13; 14; 15; 19; 20 Oranienburger Straße, S-Bahnhof; 1–3; 4; 23; 27; 28; 30; 31; 34; 35–36, 50; 54; 71–72; 73–76; 84, 86 Rosenthaler Platz, U-Bahnhof Rosa-Luxemburg-Platz, U-Bahnhof; 2–3 Rosa-Luxemburg-Straße 2/4; 14; 15; 39/41 Rosenthaler Straße 13; 31; 36; 37; 38; 39, 51; 72A Rückerstraße 4 Sophienstraße 2; 3; 5; 8; 9; 11; 18–18A; 22–22A; 28–29 Steinstraße 19; 21 Torstraße 138; 146; 164; 222 Tucholskystr. 6/14; 9; 22; 24; 31/33; 40 Weinmeisterstraße, U-Bahnhof; 15; 16–17 Weydingerstraße 18; 20/22 Ziegelstraße 5–9; 10–11; 12 Gartendenkmale siehe: Große Hamburger Straße (zwischen 25 und 26) Alter jüdischer Friedhof; 29–30 Kleine Rosenthaler Straße 3 Koppenplatz 11 Münzstraße 21/23 | 09035071 – Koppenplatz 5, Mietshaus, 1891 |                                     |
| 09011331 | Spandauer Vorstadt begrenzt im Norden durch die Torstraße 6/230 und Weydingerstraße 20/22 im Süden durch S-Bahn, Spree, Dircksenstraße 32–51 und Neue Promenade / Am Zwirngraben im Osten durch die Karl-Liebknecht-Straße 15/33 und im Westen durch die Friedrichstraße 105–118 (Lage) | Spandauer Vorstadt Gesamtanlagen siehe: Gipsstraße 23A Große Hamburger Straße 5–11, 29–31 Linienstraße 16–21... Rosa-Luxemburg-Straße 30 Rosenthaler Straße 40–41 Spandauer Vorstadt Tucholskystraße 2 Baudenkmale siehe: Almstadtstraße 11, 16, 18, 43 Alte Schönhauser Straße 46, 48–49 Am Zwirngraben, S-Bahnhof Börse Auguststraße 9; 11–13; 14–16; 19, 21; 23; 24–25; 26B; 36; 53; 56–57; 69; 74; 76; 89; 90 Friedrichstraße 107; 112A Gipsstraße 11 Gormannstraße 12 Große Hamburger Straße 13–14; 15–16; 17; 19A; zwischen 25 und 26, Gedenkstätte; 27; 28; 29–31; Sophienkirche, 37 Hirtenstraße 4 Joachimstraße 6; 10; 11; 11A; 14; 15; 16; 20; 21 Johannisstraße 2 Karl-Liebknecht-Straße 27–29 Kleine Alexanderstraße 1–4 Kleine Präsidentenstraße 3 Kleine Rosenthaler Straße 2–3 Koppenplatz 6; 11; 12; 13 Krausnickstraße 3–3A Linienstraße 49; 62; 101; 110; 128–129, 137; 144; 145; 147; 150; 153; 154A; 155, 158; 159; 162; 206 Max-Beer-Straße 2/4 Monbijoupark, Büste Chamisso Monbijouplatz 12 Monbijoustraße 2; 4, 4A Mulackstraße 22; 23 Münzstraße 8; 14/16; 18; 21/23 Neue Promenade 3; 5 Neue Schönhauser Straße 8; 10; 12; 13; 14; 15; 19; 20 Oranienburger Straße, S-Bahnhof; 1–3; 4; 23; 27; 28; 30; 31; 34; 35–36, 50; 54; 71–72; 73–76; 84, 86 Rosenthaler Platz, U-Bahnhof Rosa-Luxemburg-Platz, U-Bahnhof; 2–3 Rosa-Luxemburg-Straße 2/4; 14; 15; 39/41 Rosenthaler Straße 13; 31; 36; 37; 38; 39, 51; 72A Rückerstraße 4 Sophienstraße 2; 3; 5; 8; 9; 11; 18–18A; 22–22A; 28–29 Steinstraße 19; 21 Torstraße 138; 146; 164; 222 Tucholskystr. 6/14; 9; 22; 24; 31/33; 40 Weinmeisterstraße, U-Bahnhof; 15; 16–17 Weydingerstraße 18; 20/22 Ziegelstraße 5–9; 10–11; 12 Gartendenkmale siehe: Große Hamburger Straße (zwischen 25 und 26) Alter jüdischer Friedhof; 29–30 Kleine Rosenthaler Straße 3 Koppenplatz 11 Münzstraße 21/23 | 09035073 – Koppenplatz 7, Mietshaus, 1863 |                                     |
| 09011331 | Spandauer Vorstadt begrenzt im Norden durch die Torstraße 6/230 und Weydingerstraße 20/22 im Süden durch S-Bahn, Spree, Dircksenstraße 32–51 und Neue Promenade / Am Zwirngraben im Osten durch die Karl-Liebknecht-Straße 15/33 und im Westen durch die Friedrichstraße 105–118 (Lage) | Spandauer Vorstadt Gesamtanlagen siehe: Gipsstraße 23A Große Hamburger Straße 5–11, 29–31 Linienstraße 16–21... Rosa-Luxemburg-Straße 30 Rosenthaler Straße 40–41 Spandauer Vorstadt Tucholskystraße 2 Baudenkmale siehe: Almstadtstraße 11, 16, 18, 43 Alte Schönhauser Straße 46, 48–49 Am Zwirngraben, S-Bahnhof Börse Auguststraße 9; 11–13; 14–16; 19, 21; 23; 24–25; 26B; 36; 53; 56–57; 69; 74; 76; 89; 90 Friedrichstraße 107; 112A Gipsstraße 11 Gormannstraße 12 Große Hamburger Straße 13–14; 15–16; 17; 19A; zwischen 25 und 26, Gedenkstätte; 27; 28; 29–31; Sophienkirche, 37 Hirtenstraße 4 Joachimstraße 6; 10; 11; 11A; 14; 15; 16; 20; 21 Johannisstraße 2 Karl-Liebknecht-Straße 27–29 Kleine Alexanderstraße 1–4 Kleine Präsidentenstraße 3 Kleine Rosenthaler Straße 2–3 Koppenplatz 6; 11; 12; 13 Krausnickstraße 3–3A Linienstraße 49; 62; 101; 110; 128–129, 137; 144; 145; 147; 150; 153; 154A; 155, 158; 159; 162; 206 Max-Beer-Straße 2/4 Monbijoupark, Büste Chamisso Monbijouplatz 12 Monbijoustraße 2; 4, 4A Mulackstraße 22; 23 Münzstraße 8; 14/16; 18; 21/23 Neue Promenade 3; 5 Neue Schönhauser Straße 8; 10; 12; 13; 14; 15; 19; 20 Oranienburger Straße, S-Bahnhof; 1–3; 4; 23; 27; 28; 30; 31; 34; 35–36, 50; 54; 71–72; 73–76; 84, 86 Rosenthaler Platz, U-Bahnhof Rosa-Luxemburg-Platz, U-Bahnhof; 2–3 Rosa-Luxemburg-Straße 2/4; 14; 15; 39/41 Rosenthaler Straße 13; 31; 36; 37; 38; 39, 51; 72A Rückerstraße 4 Sophienstraße 2; 3; 5; 8; 9; 11; 18–18A; 22–22A; 28–29 Steinstraße 19; 21 Torstraße 138; 146; 164; 222 Tucholskystr. 6/14; 9; 22; 24; 31/33; 40 Weinmeisterstraße, U-Bahnhof; 15; 16–17 Weydingerstraße 18; 20/22 Ziegelstraße 5–9; 10–11; 12 Gartendenkmale siehe: Große Hamburger Straße (zwischen 25 und 26) Alter jüdischer Friedhof; 29–30 Kleine Rosenthaler Straße 3 Koppenplatz 11 Münzstraße 21/23 | 09035074 – Koppenplatz 8, Mietshaus, 1863 |                                     |
| 09011331 | Spandauer Vorstadt begrenzt im Norden durch die Torstraße 6/230 und Weydingerstraße 20/22 im Süden durch S-Bahn, Spree, Dircksenstraße 32–51 und Neue Promenade / Am Zwirngraben im Osten durch die Karl-Liebknecht-Straße 15/33 und im Westen durch die Friedrichstraße 105–118 (Lage) | Spandauer Vorstadt Gesamtanlagen siehe: Gipsstraße 23A Große Hamburger Straße 5–11, 29–31 Linienstraße 16–21... Rosa-Luxemburg-Straße 30 Rosenthaler Straße 40–41 Spandauer Vorstadt Tucholskystraße 2 Baudenkmale siehe: Almstadtstraße 11, 16, 18, 43 Alte Schönhauser Straße 46, 48–49 Am Zwirngraben, S-Bahnhof Börse Auguststraße 9; 11–13; 14–16; 19, 21; 23; 24–25; 26B; 36; 53; 56–57; 69; 74; 76; 89; 90 Friedrichstraße 107; 112A Gipsstraße 11 Gormannstraße 12 Große Hamburger Straße 13–14; 15–16; 17; 19A; zwischen 25 und 26, Gedenkstätte; 27; 28; 29–31; Sophienkirche, 37 Hirtenstraße 4 Joachimstraße 6; 10; 11; 11A; 14; 15; 16; 20; 21 Johannisstraße 2 Karl-Liebknecht-Straße 27–29 Kleine Alexanderstraße 1–4 Kleine Präsidentenstraße 3 Kleine Rosenthaler Straße 2–3 Koppenplatz 6; 11; 12; 13 Krausnickstraße 3–3A Linienstraße 49; 62; 101; 110; 128–129, 137; 144; 145; 147; 150; 153; 154A; 155, 158; 159; 162; 206 Max-Beer-Straße 2/4 Monbijoupark, Büste Chamisso Monbijouplatz 12 Monbijoustraße 2; 4, 4A Mulackstraße 22; 23 Münzstraße 8; 14/16; 18; 21/23 Neue Promenade 3; 5 Neue Schönhauser Straße 8; 10; 12; 13; 14; 15; 19; 20 Oranienburger Straße, S-Bahnhof; 1–3; 4; 23; 27; 28; 30; 31; 34; 35–36, 50; 54; 71–72; 73–76; 84, 86 Rosenthaler Platz, U-Bahnhof Rosa-Luxemburg-Platz, U-Bahnhof; 2–3 Rosa-Luxemburg-Straße 2/4; 14; 15; 39/41 Rosenthaler Straße 13; 31; 36; 37; 38; 39, 51; 72A Rückerstraße 4 Sophienstraße 2; 3; 5; 8; 9; 11; 18–18A; 22–22A; 28–29 Steinstraße 19; 21 Torstraße 138; 146; 164; 222 Tucholskystr. 6/14; 9; 22; 24; 31/33; 40 Weinmeisterstraße, U-Bahnhof; 15; 16–17 Weydingerstraße 18; 20/22 Ziegelstraße 5–9; 10–11; 12 Gartendenkmale siehe: Große Hamburger Straße (zwischen 25 und 26) Alter jüdischer Friedhof; 29–30 Kleine Rosenthaler Straße 3 Koppenplatz 11 Münzstraße 21/23 | 09035076 – Koppenplatz 10, Mietshaus, 1878 |                                     |
| 09011331 | Spandauer Vorstadt begrenzt im Norden durch die Torstraße 6/230 und Weydingerstraße 20/22 im Süden durch S-Bahn, Spree, Dircksenstraße 32–51 und Neue Promenade / Am Zwirngraben im Osten durch die Karl-Liebknecht-Straße 15/33 und im Westen durch die Friedrichstraße 105–118 (Lage) | Spandauer Vorstadt Gesamtanlagen siehe: Gipsstraße 23A Große Hamburger Straße 5–11, 29–31 Linienstraße 16–21... Rosa-Luxemburg-Straße 30 Rosenthaler Straße 40–41 Spandauer Vorstadt Tucholskystraße 2 Baudenkmale siehe: Almstadtstraße 11, 16, 18, 43 Alte Schönhauser Straße 46, 48–49 Am Zwirngraben, S-Bahnhof Börse Auguststraße 9; 11–13; 14–16; 19, 21; 23; 24–25; 26B; 36; 53; 56–57; 69; 74; 76; 89; 90 Friedrichstraße 107; 112A Gipsstraße 11 Gormannstraße 12 Große Hamburger Straße 13–14; 15–16; 17; 19A; zwischen 25 und 26, Gedenkstätte; 27; 28; 29–31; Sophienkirche, 37 Hirtenstraße 4 Joachimstraße 6; 10; 11; 11A; 14; 15; 16; 20; 21 Johannisstraße 2 Karl-Liebknecht-Straße 27–29 Kleine Alexanderstraße 1–4 Kleine Präsidentenstraße 3 Kleine Rosenthaler Straße 2–3 Koppenplatz 6; 11; 12; 13 Krausnickstraße 3–3A Linienstraße 49; 62; 101; 110; 128–129, 137; 144; 145; 147; 150; 153; 154A; 155, 158; 159; 162; 206 Max-Beer-Straße 2/4 Monbijoupark, Büste Chamisso Monbijouplatz 12 Monbijoustraße 2; 4, 4A Mulackstraße 22; 23 Münzstraße 8; 14/16; 18; 21/23 Neue Promenade 3; 5 Neue Schönhauser Straße 8; 10; 12; 13; 14; 15; 19; 20 Oranienburger Straße, S-Bahnhof; 1–3; 4; 23; 27; 28; 30; 31; 34; 35–36, 50; 54; 71–72; 73–76; 84, 86 Rosenthaler Platz, U-Bahnhof Rosa-Luxemburg-Platz, U-Bahnhof; 2–3 Rosa-Luxemburg-Straße 2/4; 14; 15; 39/41 Rosenthaler Straße 13; 31; 36; 37; 38; 39, 51; 72A Rückerstraße 4 Sophienstraße 2; 3; 5; 8; 9; 11; 18–18A; 22–22A; 28–29 Steinstraße 19; 21 Torstraße 138; 146; 164; 222 Tucholskystr. 6/14; 9; 22; 24; 31/33; 40 Weinmeisterstraße, U-Bahnhof; 15; 16–17 Weydingerstraße 18; 20/22 Ziegelstraße 5–9; 10–11; 12 Gartendenkmale siehe: Große Hamburger Straße (zwischen 25 und 26) Alter jüdischer Friedhof; 29–30 Kleine Rosenthaler Straße 3 Koppenplatz 11 Münzstraße 21/23 | 09035247 – Krausnickstraße 1 / Oranienburger Straße, Mietshaus, 1862 |                                     |
| 09011331 | Spandauer Vorstadt begrenzt im Norden durch die Torstraße 6/230 und Weydingerstraße 20/22 im Süden durch S-Bahn, Spree, Dircksenstraße 32–51 und Neue Promenade / Am Zwirngraben im Osten durch die Karl-Liebknecht-Straße 15/33 und im Westen durch die Friedrichstraße 105–118 (Lage) | Spandauer Vorstadt Gesamtanlagen siehe: Gipsstraße 23A Große Hamburger Straße 5–11, 29–31 Linienstraße 16–21... Rosa-Luxemburg-Straße 30 Rosenthaler Straße 40–41 Spandauer Vorstadt Tucholskystraße 2 Baudenkmale siehe: Almstadtstraße 11, 16, 18, 43 Alte Schönhauser Straße 46, 48–49 Am Zwirngraben, S-Bahnhof Börse Auguststraße 9; 11–13; 14–16; 19, 21; 23; 24–25; 26B; 36; 53; 56–57; 69; 74; 76; 89; 90 Friedrichstraße 107; 112A Gipsstraße 11 Gormannstraße 12 Große Hamburger Straße 13–14; 15–16; 17; 19A; zwischen 25 und 26, Gedenkstätte; 27; 28; 29–31; Sophienkirche, 37 Hirtenstraße 4 Joachimstraße 6; 10; 11; 11A; 14; 15; 16; 20; 21 Johannisstraße 2 Karl-Liebknecht-Straße 27–29 Kleine Alexanderstraße 1–4 Kleine Präsidentenstraße 3 Kleine Rosenthaler Straße 2–3 Koppenplatz 6; 11; 12; 13 Krausnickstraße 3–3A Linienstraße 49; 62; 101; 110; 128–129, 137; 144; 145; 147; 150; 153; 154A; 155, 158; 159; 162; 206 Max-Beer-Straße 2/4 Monbijoupark, Büste Chamisso Monbijouplatz 12 Monbijoustraße 2; 4, 4A Mulackstraße 22; 23 Münzstraße 8; 14/16; 18; 21/23 Neue Promenade 3; 5 Neue Schönhauser Straße 8; 10; 12; 13; 14; 15; 19; 20 Oranienburger Straße, S-Bahnhof; 1–3; 4; 23; 27; 28; 30; 31; 34; 35–36, 50; 54; 71–72; 73–76; 84, 86 Rosenthaler Platz, U-Bahnhof Rosa-Luxemburg-Platz, U-Bahnhof; 2–3 Rosa-Luxemburg-Straße 2/4; 14; 15; 39/41 Rosenthaler Straße 13; 31; 36; 37; 38; 39, 51; 72A Rückerstraße 4 Sophienstraße 2; 3; 5; 8; 9; 11; 18–18A; 22–22A; 28–29 Steinstraße 19; 21 Torstraße 138; 146; 164; 222 Tucholskystr. 6/14; 9; 22; 24; 31/33; 40 Weinmeisterstraße, U-Bahnhof; 15; 16–17 Weydingerstraße 18; 20/22 Ziegelstraße 5–9; 10–11; 12 Gartendenkmale siehe: Große Hamburger Straße (zwischen 25 und 26) Alter jüdischer Friedhof; 29–30 Kleine Rosenthaler Straße 3 Koppenplatz 11 Münzstraße 21/23 | 09035248 – Krausnickstraße 2, Mietshaus, 1862 |                                     |
| 09011331 | Spandauer Vorstadt begrenzt im Norden durch die Torstraße 6/230 und Weydingerstraße 20/22 im Süden durch S-Bahn, Spree, Dircksenstraße 32–51 und Neue Promenade / Am Zwirngraben im Osten durch die Karl-Liebknecht-Straße 15/33 und im Westen durch die Friedrichstraße 105–118 (Lage) | Spandauer Vorstadt Gesamtanlagen siehe: Gipsstraße 23A Große Hamburger Straße 5–11, 29–31 Linienstraße 16–21... Rosa-Luxemburg-Straße 30 Rosenthaler Straße 40–41 Spandauer Vorstadt Tucholskystraße 2 Baudenkmale siehe: Almstadtstraße 11, 16, 18, 43 Alte Schönhauser Straße 46, 48–49 Am Zwirngraben, S-Bahnhof Börse Auguststraße 9; 11–13; 14–16; 19, 21; 23; 24–25; 26B; 36; 53; 56–57; 69; 74; 76; 89; 90 Friedrichstraße 107; 112A Gipsstraße 11 Gormannstraße 12 Große Hamburger Straße 13–14; 15–16; 17; 19A; zwischen 25 und 26, Gedenkstätte; 27; 28; 29–31; Sophienkirche, 37 Hirtenstraße 4 Joachimstraße 6; 10; 11; 11A; 14; 15; 16; 20; 21 Johannisstraße 2 Karl-Liebknecht-Straße 27–29 Kleine Alexanderstraße 1–4 Kleine Präsidentenstraße 3 Kleine Rosenthaler Straße 2–3 Koppenplatz 6; 11; 12; 13 Krausnickstraße 3–3A Linienstraße 49; 62; 101; 110; 128–129, 137; 144; 145; 147; 150; 153; 154A; 155, 158; 159; 162; 206 Max-Beer-Straße 2/4 Monbijoupark, Büste Chamisso Monbijouplatz 12 Monbijoustraße 2; 4, 4A Mulackstraße 22; 23 Münzstraße 8; 14/16; 18; 21/23 Neue Promenade 3; 5 Neue Schönhauser Straße 8; 10; 12; 13; 14; 15; 19; 20 Oranienburger Straße, S-Bahnhof; 1–3; 4; 23; 27; 28; 30; 31; 34; 35–36, 50; 54; 71–72; 73–76; 84, 86 Rosenthaler Platz, U-Bahnhof Rosa-Luxemburg-Platz, U-Bahnhof; 2–3 Rosa-Luxemburg-Straße 2/4; 14; 15; 39/41 Rosenthaler Straße 13; 31; 36; 37; 38; 39, 51; 72A Rückerstraße 4 Sophienstraße 2; 3; 5; 8; 9; 11; 18–18A; 22–22A; 28–29 Steinstraße 19; 21 Torstraße 138; 146; 164; 222 Tucholskystr. 6/14; 9; 22; 24; 31/33; 40 Weinmeisterstraße, U-Bahnhof; 15; 16–17 Weydingerstraße 18; 20/22 Ziegelstraße 5–9; 10–11; 12 Gartendenkmale siehe: Große Hamburger Straße (zwischen 25 und 26) Alter jüdischer Friedhof; 29–30 Kleine Rosenthaler Straße 3 Koppenplatz 11 Münzstraße 21/23 | 09035250 – Krausnickstraße 4, Mietshaus, 1862 |                                     |
| 09011331 | Spandauer Vorstadt begrenzt im Norden durch die Torstraße 6/230 und Weydingerstraße 20/22 im Süden durch S-Bahn, Spree, Dircksenstraße 32–51 und Neue Promenade / Am Zwirngraben im Osten durch die Karl-Liebknecht-Straße 15/33 und im Westen durch die Friedrichstraße 105–118 (Lage) | Spandauer Vorstadt Gesamtanlagen siehe: Gipsstraße 23A Große Hamburger Straße 5–11, 29–31 Linienstraße 16–21... Rosa-Luxemburg-Straße 30 Rosenthaler Straße 40–41 Spandauer Vorstadt Tucholskystraße 2 Baudenkmale siehe: Almstadtstraße 11, 16, 18, 43 Alte Schönhauser Straße 46, 48–49 Am Zwirngraben, S-Bahnhof Börse Auguststraße 9; 11–13; 14–16; 19, 21; 23; 24–25; 26B; 36; 53; 56–57; 69; 74; 76; 89; 90 Friedrichstraße 107; 112A Gipsstraße 11 Gormannstraße 12 Große Hamburger Straße 13–14; 15–16; 17; 19A; zwischen 25 und 26, Gedenkstätte; 27; 28; 29–31; Sophienkirche, 37 Hirtenstraße 4 Joachimstraße 6; 10; 11; 11A; 14; 15; 16; 20; 21 Johannisstraße 2 Karl-Liebknecht-Straße 27–29 Kleine Alexanderstraße 1–4 Kleine Präsidentenstraße 3 Kleine Rosenthaler Straße 2–3 Koppenplatz 6; 11; 12; 13 Krausnickstraße 3–3A Linienstraße 49; 62; 101; 110; 128–129, 137; 144; 145; 147; 150; 153; 154A; 155, 158; 159; 162; 206 Max-Beer-Straße 2/4 Monbijoupark, Büste Chamisso Monbijouplatz 12 Monbijoustraße 2; 4, 4A Mulackstraße 22; 23 Münzstraße 8; 14/16; 18; 21/23 Neue Promenade 3; 5 Neue Schönhauser Straße 8; 10; 12; 13; 14; 15; 19; 20 Oranienburger Straße, S-Bahnhof; 1–3; 4; 23; 27; 28; 30; 31; 34; 35–36, 50; 54; 71–72; 73–76; 84, 86 Rosenthaler Platz, U-Bahnhof Rosa-Luxemburg-Platz, U-Bahnhof; 2–3 Rosa-Luxemburg-Straße 2/4; 14; 15; 39/41 Rosenthaler Straße 13; 31; 36; 37; 38; 39, 51; 72A Rückerstraße 4 Sophienstraße 2; 3; 5; 8; 9; 11; 18–18A; 22–22A; 28–29 Steinstraße 19; 21 Torstraße 138; 146; 164; 222 Tucholskystr. 6/14; 9; 22; 24; 31/33; 40 Weinmeisterstraße, U-Bahnhof; 15; 16–17 Weydingerstraße 18; 20/22 Ziegelstraße 5–9; 10–11; 12 Gartendenkmale siehe: Große Hamburger Straße (zwischen 25 und 26) Alter jüdischer Friedhof; 29–30 Kleine Rosenthaler Straße 3 Koppenplatz 11 Münzstraße 21/23 | 09035251 – Krausnickstraße 5, Mietshaus, 1861 |                                     |
| 09011331 | Spandauer Vorstadt begrenzt im Norden durch die Torstraße 6/230 und Weydingerstraße 20/22 im Süden durch S-Bahn, Spree, Dircksenstraße 32–51 und Neue Promenade / Am Zwirngraben im Osten durch die Karl-Liebknecht-Straße 15/33 und im Westen durch die Friedrichstraße 105–118 (Lage) | Spandauer Vorstadt Gesamtanlagen siehe: Gipsstraße 23A Große Hamburger Straße 5–11, 29–31 Linienstraße 16–21... Rosa-Luxemburg-Straße 30 Rosenthaler Straße 40–41 Spandauer Vorstadt Tucholskystraße 2 Baudenkmale siehe: Almstadtstraße 11, 16, 18, 43 Alte Schönhauser Straße 46, 48–49 Am Zwirngraben, S-Bahnhof Börse Auguststraße 9; 11–13; 14–16; 19, 21; 23; 24–25; 26B; 36; 53; 56–57; 69; 74; 76; 89; 90 Friedrichstraße 107; 112A Gipsstraße 11 Gormannstraße 12 Große Hamburger Straße 13–14; 15–16; 17; 19A; zwischen 25 und 26, Gedenkstätte; 27; 28; 29–31; Sophienkirche, 37 Hirtenstraße 4 Joachimstraße 6; 10; 11; 11A; 14; 15; 16; 20; 21 Johannisstraße 2 Karl-Liebknecht-Straße 27–29 Kleine Alexanderstraße 1–4 Kleine Präsidentenstraße 3 Kleine Rosenthaler Straße 2–3 Koppenplatz 6; 11; 12; 13 Krausnickstraße 3–3A Linienstraße 49; 62; 101; 110; 128–129, 137; 144; 145; 147; 150; 153; 154A; 155, 158; 159; 162; 206 Max-Beer-Straße 2/4 Monbijoupark, Büste Chamisso Monbijouplatz 12 Monbijoustraße 2; 4, 4A Mulackstraße 22; 23 Münzstraße 8; 14/16; 18; 21/23 Neue Promenade 3; 5 Neue Schönhauser Straße 8; 10; 12; 13; 14; 15; 19; 20 Oranienburger Straße, S-Bahnhof; 1–3; 4; 23; 27; 28; 30; 31; 34; 35–36, 50; 54; 71–72; 73–76; 84, 86 Rosenthaler Platz, U-Bahnhof Rosa-Luxemburg-Platz, U-Bahnhof; 2–3 Rosa-Luxemburg-Straße 2/4; 14; 15; 39/41 Rosenthaler Straße 13; 31; 36; 37; 38; 39, 51; 72A Rückerstraße 4 Sophienstraße 2; 3; 5; 8; 9; 11; 18–18A; 22–22A; 28–29 Steinstraße 19; 21 Torstraße 138; 146; 164; 222 Tucholskystr. 6/14; 9; 22; 24; 31/33; 40 Weinmeisterstraße, U-Bahnhof; 15; 16–17 Weydingerstraße 18; 20/22 Ziegelstraße 5–9; 10–11; 12 Gartendenkmale siehe: Große Hamburger Straße (zwischen 25 und 26) Alter jüdischer Friedhof; 29–30 Kleine Rosenthaler Straße 3 Koppenplatz 11 Münzstraße 21/23 | 09035252 – Krausnickstraße 7, Mietshaus, 1862 |                                     |
| 09011331 | Spandauer Vorstadt begrenzt im Norden durch die Torstraße 6/230 und Weydingerstraße 20/22 im Süden durch S-Bahn, Spree, Dircksenstraße 32–51 und Neue Promenade / Am Zwirngraben im Osten durch die Karl-Liebknecht-Straße 15/33 und im Westen durch die Friedrichstraße 105–118 (Lage) | Spandauer Vorstadt Gesamtanlagen siehe: Gipsstraße 23A Große Hamburger Straße 5–11, 29–31 Linienstraße 16–21... Rosa-Luxemburg-Straße 30 Rosenthaler Straße 40–41 Spandauer Vorstadt Tucholskystraße 2 Baudenkmale siehe: Almstadtstraße 11, 16, 18, 43 Alte Schönhauser Straße 46, 48–49 Am Zwirngraben, S-Bahnhof Börse Auguststraße 9; 11–13; 14–16; 19, 21; 23; 24–25; 26B; 36; 53; 56–57; 69; 74; 76; 89; 90 Friedrichstraße 107; 112A Gipsstraße 11 Gormannstraße 12 Große Hamburger Straße 13–14; 15–16; 17; 19A; zwischen 25 und 26, Gedenkstätte; 27; 28; 29–31; Sophienkirche, 37 Hirtenstraße 4 Joachimstraße 6; 10; 11; 11A; 14; 15; 16; 20; 21 Johannisstraße 2 Karl-Liebknecht-Straße 27–29 Kleine Alexanderstraße 1–4 Kleine Präsidentenstraße 3 Kleine Rosenthaler Straße 2–3 Koppenplatz 6; 11; 12; 13 Krausnickstraße 3–3A Linienstraße 49; 62; 101; 110; 128–129, 137; 144; 145; 147; 150; 153; 154A; 155, 158; 159; 162; 206 Max-Beer-Straße 2/4 Monbijoupark, Büste Chamisso Monbijouplatz 12 Monbijoustraße 2; 4, 4A Mulackstraße 22; 23 Münzstraße 8; 14/16; 18; 21/23 Neue Promenade 3; 5 Neue Schönhauser Straße 8; 10; 12; 13; 14; 15; 19; 20 Oranienburger Straße, S-Bahnhof; 1–3; 4; 23; 27; 28; 30; 31; 34; 35–36, 50; 54; 71–72; 73–76; 84, 86 Rosenthaler Platz, U-Bahnhof Rosa-Luxemburg-Platz, U-Bahnhof; 2–3 Rosa-Luxemburg-Straße 2/4; 14; 15; 39/41 Rosenthaler Straße 13; 31; 36; 37; 38; 39, 51; 72A Rückerstraße 4 Sophienstraße 2; 3; 5; 8; 9; 11; 18–18A; 22–22A; 28–29 Steinstraße 19; 21 Torstraße 138; 146; 164; 222 Tucholskystr. 6/14; 9; 22; 24; 31/33; 40 Weinmeisterstraße, U-Bahnhof; 15; 16–17 Weydingerstraße 18; 20/22 Ziegelstraße 5–9; 10–11; 12 Gartendenkmale siehe: Große Hamburger Straße (zwischen 25 und 26) Alter jüdischer Friedhof; 29–30 Kleine Rosenthaler Straße 3 Koppenplatz 11 Münzstraße 21/23 | 09035221 – Krausnickstraße 9, Mietshaus, 1861 |                                     |
| 09011331 | Spandauer Vorstadt begrenzt im Norden durch die Torstraße 6/230 und Weydingerstraße 20/22 im Süden durch S-Bahn, Spree, Dircksenstraße 32–51 und Neue Promenade / Am Zwirngraben im Osten durch die Karl-Liebknecht-Straße 15/33 und im Westen durch die Friedrichstraße 105–118 (Lage) | Spandauer Vorstadt Gesamtanlagen siehe: Gipsstraße 23A Große Hamburger Straße 5–11, 29–31 Linienstraße 16–21... Rosa-Luxemburg-Straße 30 Rosenthaler Straße 40–41 Spandauer Vorstadt Tucholskystraße 2 Baudenkmale siehe: Almstadtstraße 11, 16, 18, 43 Alte Schönhauser Straße 46, 48–49 Am Zwirngraben, S-Bahnhof Börse Auguststraße 9; 11–13; 14–16; 19, 21; 23; 24–25; 26B; 36; 53; 56–57; 69; 74; 76; 89; 90 Friedrichstraße 107; 112A Gipsstraße 11 Gormannstraße 12 Große Hamburger Straße 13–14; 15–16; 17; 19A; zwischen 25 und 26, Gedenkstätte; 27; 28; 29–31; Sophienkirche, 37 Hirtenstraße 4 Joachimstraße 6; 10; 11; 11A; 14; 15; 16; 20; 21 Johannisstraße 2 Karl-Liebknecht-Straße 27–29 Kleine Alexanderstraße 1–4 Kleine Präsidentenstraße 3 Kleine Rosenthaler Straße 2–3 Koppenplatz 6; 11; 12; 13 Krausnickstraße 3–3A Linienstraße 49; 62; 101; 110; 128–129, 137; 144; 145; 147; 150; 153; 154A; 155, 158; 159; 162; 206 Max-Beer-Straße 2/4 Monbijoupark, Büste Chamisso Monbijouplatz 12 Monbijoustraße 2; 4, 4A Mulackstraße 22; 23 Münzstraße 8; 14/16; 18; 21/23 Neue Promenade 3; 5 Neue Schönhauser Straße 8; 10; 12; 13; 14; 15; 19; 20 Oranienburger Straße, S-Bahnhof; 1–3; 4; 23; 27; 28; 30; 31; 34; 35–36, 50; 54; 71–72; 73–76; 84, 86 Rosenthaler Platz, U-Bahnhof Rosa-Luxemburg-Platz, U-Bahnhof; 2–3 Rosa-Luxemburg-Straße 2/4; 14; 15; 39/41 Rosenthaler Straße 13; 31; 36; 37; 38; 39, 51; 72A Rückerstraße 4 Sophienstraße 2; 3; 5; 8; 9; 11; 18–18A; 22–22A; 28–29 Steinstraße 19; 21 Torstraße 138; 146; 164; 222 Tucholskystr. 6/14; 9; 22; 24; 31/33; 40 Weinmeisterstraße, U-Bahnhof; 15; 16–17 Weydingerstraße 18; 20/22 Ziegelstraße 5–9; 10–11; 12 Gartendenkmale siehe: Große Hamburger Straße (zwischen 25 und 26) Alter jüdischer Friedhof; 29–30 Kleine Rosenthaler Straße 3 Koppenplatz 11 Münzstraße 21/23 | 09035222 – Krausnickstraße 10, Mietshaus, 1863 |                                     |
| 09011331 | Spandauer Vorstadt begrenzt im Norden durch die Torstraße 6/230 und Weydingerstraße 20/22 im Süden durch S-Bahn, Spree, Dircksenstraße 32–51 und Neue Promenade / Am Zwirngraben im Osten durch die Karl-Liebknecht-Straße 15/33 und im Westen durch die Friedrichstraße 105–118 (Lage) | Spandauer Vorstadt Gesamtanlagen siehe: Gipsstraße 23A Große Hamburger Straße 5–11, 29–31 Linienstraße 16–21... Rosa-Luxemburg-Straße 30 Rosenthaler Straße 40–41 Spandauer Vorstadt Tucholskystraße 2 Baudenkmale siehe: Almstadtstraße 11, 16, 18, 43 Alte Schönhauser Straße 46, 48–49 Am Zwirngraben, S-Bahnhof Börse Auguststraße 9; 11–13; 14–16; 19, 21; 23; 24–25; 26B; 36; 53; 56–57; 69; 74; 76; 89; 90 Friedrichstraße 107; 112A Gipsstraße 11 Gormannstraße 12 Große Hamburger Straße 13–14; 15–16; 17; 19A; zwischen 25 und 26, Gedenkstätte; 27; 28; 29–31; Sophienkirche, 37 Hirtenstraße 4 Joachimstraße 6; 10; 11; 11A; 14; 15; 16; 20; 21 Johannisstraße 2 Karl-Liebknecht-Straße 27–29 Kleine Alexanderstraße 1–4 Kleine Präsidentenstraße 3 Kleine Rosenthaler Straße 2–3 Koppenplatz 6; 11; 12; 13 Krausnickstraße 3–3A Linienstraße 49; 62; 101; 110; 128–129, 137; 144; 145; 147; 150; 153; 154A; 155, 158; 159; 162; 206 Max-Beer-Straße 2/4 Monbijoupark, Büste Chamisso Monbijouplatz 12 Monbijoustraße 2; 4, 4A Mulackstraße 22; 23 Münzstraße 8; 14/16; 18; 21/23 Neue Promenade 3; 5 Neue Schönhauser Straße 8; 10; 12; 13; 14; 15; 19; 20 Oranienburger Straße, S-Bahnhof; 1–3; 4; 23; 27; 28; 30; 31; 34; 35–36, 50; 54; 71–72; 73–76; 84, 86 Rosenthaler Platz, U-Bahnhof Rosa-Luxemburg-Platz, U-Bahnhof; 2–3 Rosa-Luxemburg-Straße 2/4; 14; 15; 39/41 Rosenthaler Straße 13; 31; 36; 37; 38; 39, 51; 72A Rückerstraße 4 Sophienstraße 2; 3; 5; 8; 9; 11; 18–18A; 22–22A; 28–29 Steinstraße 19; 21 Torstraße 138; 146; 164; 222 Tucholskystr. 6/14; 9; 22; 24; 31/33; 40 Weinmeisterstraße, U-Bahnhof; 15; 16–17 Weydingerstraße 18; 20/22 Ziegelstraße 5–9; 10–11; 12 Gartendenkmale siehe: Große Hamburger Straße (zwischen 25 und 26) Alter jüdischer Friedhof; 29–30 Kleine Rosenthaler Straße 3 Koppenplatz 11 Münzstraße 21/23 | 09035223 – Krausnickstraße 11, Mietshaus, 1864 |                                     |
| 09011331 | Spandauer Vorstadt begrenzt im Norden durch die Torstraße 6/230 und Weydingerstraße 20/22 im Süden durch S-Bahn, Spree, Dircksenstraße 32–51 und Neue Promenade / Am Zwirngraben im Osten durch die Karl-Liebknecht-Straße 15/33 und im Westen durch die Friedrichstraße 105–118 (Lage) | Spandauer Vorstadt Gesamtanlagen siehe: Gipsstraße 23A Große Hamburger Straße 5–11, 29–31 Linienstraße 16–21... Rosa-Luxemburg-Straße 30 Rosenthaler Straße 40–41 Spandauer Vorstadt Tucholskystraße 2 Baudenkmale siehe: Almstadtstraße 11, 16, 18, 43 Alte Schönhauser Straße 46, 48–49 Am Zwirngraben, S-Bahnhof Börse Auguststraße 9; 11–13; 14–16; 19, 21; 23; 24–25; 26B; 36; 53; 56–57; 69; 74; 76; 89; 90 Friedrichstraße 107; 112A Gipsstraße 11 Gormannstraße 12 Große Hamburger Straße 13–14; 15–16; 17; 19A; zwischen 25 und 26, Gedenkstätte; 27; 28; 29–31; Sophienkirche, 37 Hirtenstraße 4 Joachimstraße 6; 10; 11; 11A; 14; 15; 16; 20; 21 Johannisstraße 2 Karl-Liebknecht-Straße 27–29 Kleine Alexanderstraße 1–4 Kleine Präsidentenstraße 3 Kleine Rosenthaler Straße 2–3 Koppenplatz 6; 11; 12; 13 Krausnickstraße 3–3A Linienstraße 49; 62; 101; 110; 128–129, 137; 144; 145; 147; 150; 153; 154A; 155, 158; 159; 162; 206 Max-Beer-Straße 2/4 Monbijoupark, Büste Chamisso Monbijouplatz 12 Monbijoustraße 2; 4, 4A Mulackstraße 22; 23 Münzstraße 8; 14/16; 18; 21/23 Neue Promenade 3; 5 Neue Schönhauser Straße 8; 10; 12; 13; 14; 15; 19; 20 Oranienburger Straße, S-Bahnhof; 1–3; 4; 23; 27; 28; 30; 31; 34; 35–36, 50; 54; 71–72; 73–76; 84, 86 Rosenthaler Platz, U-Bahnhof Rosa-Luxemburg-Platz, U-Bahnhof; 2–3 Rosa-Luxemburg-Straße 2/4; 14; 15; 39/41 Rosenthaler Straße 13; 31; 36; 37; 38; 39, 51; 72A Rückerstraße 4 Sophienstraße 2; 3; 5; 8; 9; 11; 18–18A; 22–22A; 28–29 Steinstraße 19; 21 Torstraße 138; 146; 164; 222 Tucholskystr. 6/14; 9; 22; 24; 31/33; 40 Weinmeisterstraße, U-Bahnhof; 15; 16–17 Weydingerstraße 18; 20/22 Ziegelstraße 5–9; 10–11; 12 Gartendenkmale siehe: Große Hamburger Straße (zwischen 25 und 26) Alter jüdischer Friedhof; 29–30 Kleine Rosenthaler Straße 3 Koppenplatz 11 Münzstraße 21/23 | 09035226 – Krausnickstraße 13, Mietshaus, 1882 |                                     |
| 09011331 | Spandauer Vorstadt begrenzt im Norden durch die Torstraße 6/230 und Weydingerstraße 20/22 im Süden durch S-Bahn, Spree, Dircksenstraße 32–51 und Neue Promenade / Am Zwirngraben im Osten durch die Karl-Liebknecht-Straße 15/33 und im Westen durch die Friedrichstraße 105–118 (Lage) | Spandauer Vorstadt Gesamtanlagen siehe: Gipsstraße 23A Große Hamburger Straße 5–11, 29–31 Linienstraße 16–21... Rosa-Luxemburg-Straße 30 Rosenthaler Straße 40–41 Spandauer Vorstadt Tucholskystraße 2 Baudenkmale siehe: Almstadtstraße 11, 16, 18, 43 Alte Schönhauser Straße 46, 48–49 Am Zwirngraben, S-Bahnhof Börse Auguststraße 9; 11–13; 14–16; 19, 21; 23; 24–25; 26B; 36; 53; 56–57; 69; 74; 76; 89; 90 Friedrichstraße 107; 112A Gipsstraße 11 Gormannstraße 12 Große Hamburger Straße 13–14; 15–16; 17; 19A; zwischen 25 und 26, Gedenkstätte; 27; 28; 29–31; Sophienkirche, 37 Hirtenstraße 4 Joachimstraße 6; 10; 11; 11A; 14; 15; 16; 20; 21 Johannisstraße 2 Karl-Liebknecht-Straße 27–29 Kleine Alexanderstraße 1–4 Kleine Präsidentenstraße 3 Kleine Rosenthaler Straße 2–3 Koppenplatz 6; 11; 12; 13 Krausnickstraße 3–3A Linienstraße 49; 62; 101; 110; 128–129, 137; 144; 145; 147; 150; 153; 154A; 155, 158; 159; 162; 206 Max-Beer-Straße 2/4 Monbijoupark, Büste Chamisso Monbijouplatz 12 Monbijoustraße 2; 4, 4A Mulackstraße 22; 23 Münzstraße 8; 14/16; 18; 21/23 Neue Promenade 3; 5 Neue Schönhauser Straße 8; 10; 12; 13; 14; 15; 19; 20 Oranienburger Straße, S-Bahnhof; 1–3; 4; 23; 27; 28; 30; 31; 34; 35–36, 50; 54; 71–72; 73–76; 84, 86 Rosenthaler Platz, U-Bahnhof Rosa-Luxemburg-Platz, U-Bahnhof; 2–3 Rosa-Luxemburg-Straße 2/4; 14; 15; 39/41 Rosenthaler Straße 13; 31; 36; 37; 38; 39, 51; 72A Rückerstraße 4 Sophienstraße 2; 3; 5; 8; 9; 11; 18–18A; 22–22A; 28–29 Steinstraße 19; 21 Torstraße 138; 146; 164; 222 Tucholskystr. 6/14; 9; 22; 24; 31/33; 40 Weinmeisterstraße, U-Bahnhof; 15; 16–17 Weydingerstraße 18; 20/22 Ziegelstraße 5–9; 10–11; 12 Gartendenkmale siehe: Große Hamburger Straße (zwischen 25 und 26) Alter jüdischer Friedhof; 29–30 Kleine Rosenthaler Straße 3 Koppenplatz 11 Münzstraße 21/23 | 09035227 – Krausnickstraße 14, Mietshaus, 1863 |                                     |
| 09011331 | Spandauer Vorstadt begrenzt im Norden durch die Torstraße 6/230 und Weydingerstraße 20/22 im Süden durch S-Bahn, Spree, Dircksenstraße 32–51 und Neue Promenade / Am Zwirngraben im Osten durch die Karl-Liebknecht-Straße 15/33 und im Westen durch die Friedrichstraße 105–118 (Lage) | Spandauer Vorstadt Gesamtanlagen siehe: Gipsstraße 23A Große Hamburger Straße 5–11, 29–31 Linienstraße 16–21... Rosa-Luxemburg-Straße 30 Rosenthaler Straße 40–41 Spandauer Vorstadt Tucholskystraße 2 Baudenkmale siehe: Almstadtstraße 11, 16, 18, 43 Alte Schönhauser Straße 46, 48–49 Am Zwirngraben, S-Bahnhof Börse Auguststraße 9; 11–13; 14–16; 19, 21; 23; 24–25; 26B; 36; 53; 56–57; 69; 74; 76; 89; 90 Friedrichstraße 107; 112A Gipsstraße 11 Gormannstraße 12 Große Hamburger Straße 13–14; 15–16; 17; 19A; zwischen 25 und 26, Gedenkstätte; 27; 28; 29–31; Sophienkirche, 37 Hirtenstraße 4 Joachimstraße 6; 10; 11; 11A; 14; 15; 16; 20; 21 Johannisstraße 2 Karl-Liebknecht-Straße 27–29 Kleine Alexanderstraße 1–4 Kleine Präsidentenstraße 3 Kleine Rosenthaler Straße 2–3 Koppenplatz 6; 11; 12; 13 Krausnickstraße 3–3A Linienstraße 49; 62; 101; 110; 128–129, 137; 144; 145; 147; 150; 153; 154A; 155, 158; 159; 162; 206 Max-Beer-Straße 2/4 Monbijoupark, Büste Chamisso Monbijouplatz 12 Monbijoustraße 2; 4, 4A Mulackstraße 22; 23 Münzstraße 8; 14/16; 18; 21/23 Neue Promenade 3; 5 Neue Schönhauser Straße 8; 10; 12; 13; 14; 15; 19; 20 Oranienburger Straße, S-Bahnhof; 1–3; 4; 23; 27; 28; 30; 31; 34; 35–36, 50; 54; 71–72; 73–76; 84, 86 Rosenthaler Platz, U-Bahnhof Rosa-Luxemburg-Platz, U-Bahnhof; 2–3 Rosa-Luxemburg-Straße 2/4; 14; 15; 39/41 Rosenthaler Straße 13; 31; 36; 37; 38; 39, 51; 72A Rückerstraße 4 Sophienstraße 2; 3; 5; 8; 9; 11; 18–18A; 22–22A; 28–29 Steinstraße 19; 21 Torstraße 138; 146; 164; 222 Tucholskystr. 6/14; 9; 22; 24; 31/33; 40 Weinmeisterstraße, U-Bahnhof; 15; 16–17 Weydingerstraße 18; 20/22 Ziegelstraße 5–9; 10–11; 12 Gartendenkmale siehe: Große Hamburger Straße (zwischen 25 und 26) Alter jüdischer Friedhof; 29–30 Kleine Rosenthaler Straße 3 Koppenplatz 11 Münzstraße 21/23 | 09035228 – Krausnickstraße 15, Mietshaus, 1863 |                                     |
| 09011331 | Spandauer Vorstadt begrenzt im Norden durch die Torstraße 6/230 und Weydingerstraße 20/22 im Süden durch S-Bahn, Spree, Dircksenstraße 32–51 und Neue Promenade / Am Zwirngraben im Osten durch die Karl-Liebknecht-Straße 15/33 und im Westen durch die Friedrichstraße 105–118 (Lage) | Spandauer Vorstadt Gesamtanlagen siehe: Gipsstraße 23A Große Hamburger Straße 5–11, 29–31 Linienstraße 16–21... Rosa-Luxemburg-Straße 30 Rosenthaler Straße 40–41 Spandauer Vorstadt Tucholskystraße 2 Baudenkmale siehe: Almstadtstraße 11, 16, 18, 43 Alte Schönhauser Straße 46, 48–49 Am Zwirngraben, S-Bahnhof Börse Auguststraße 9; 11–13; 14–16; 19, 21; 23; 24–25; 26B; 36; 53; 56–57; 69; 74; 76; 89; 90 Friedrichstraße 107; 112A Gipsstraße 11 Gormannstraße 12 Große Hamburger Straße 13–14; 15–16; 17; 19A; zwischen 25 und 26, Gedenkstätte; 27; 28; 29–31; Sophienkirche, 37 Hirtenstraße 4 Joachimstraße 6; 10; 11; 11A; 14; 15; 16; 20; 21 Johannisstraße 2 Karl-Liebknecht-Straße 27–29 Kleine Alexanderstraße 1–4 Kleine Präsidentenstraße 3 Kleine Rosenthaler Straße 2–3 Koppenplatz 6; 11; 12; 13 Krausnickstraße 3–3A Linienstraße 49; 62; 101; 110; 128–129, 137; 144; 145; 147; 150; 153; 154A; 155, 158; 159; 162; 206 Max-Beer-Straße 2/4 Monbijoupark, Büste Chamisso Monbijouplatz 12 Monbijoustraße 2; 4, 4A Mulackstraße 22; 23 Münzstraße 8; 14/16; 18; 21/23 Neue Promenade 3; 5 Neue Schönhauser Straße 8; 10; 12; 13; 14; 15; 19; 20 Oranienburger Straße, S-Bahnhof; 1–3; 4; 23; 27; 28; 30; 31; 34; 35–36, 50; 54; 71–72; 73–76; 84, 86 Rosenthaler Platz, U-Bahnhof Rosa-Luxemburg-Platz, U-Bahnhof; 2–3 Rosa-Luxemburg-Straße 2/4; 14; 15; 39/41 Rosenthaler Straße 13; 31; 36; 37; 38; 39, 51; 72A Rückerstraße 4 Sophienstraße 2; 3; 5; 8; 9; 11; 18–18A; 22–22A; 28–29 Steinstraße 19; 21 Torstraße 138; 146; 164; 222 Tucholskystr. 6/14; 9; 22; 24; 31/33; 40 Weinmeisterstraße, U-Bahnhof; 15; 16–17 Weydingerstraße 18; 20/22 Ziegelstraße 5–9; 10–11; 12 Gartendenkmale siehe: Große Hamburger Straße (zwischen 25 und 26) Alter jüdischer Friedhof; 29–30 Kleine Rosenthaler Straße 3 Koppenplatz 11 Münzstraße 21/23 | 09035229 – Krausnickstraße 16, Mietshaus, 1863 |                                     |
| 09011331 | Spandauer Vorstadt begrenzt im Norden durch die Torstraße 6/230 und Weydingerstraße 20/22 im Süden durch S-Bahn, Spree, Dircksenstraße 32–51 und Neue Promenade / Am Zwirngraben im Osten durch die Karl-Liebknecht-Straße 15/33 und im Westen durch die Friedrichstraße 105–118 (Lage) | Spandauer Vorstadt Gesamtanlagen siehe: Gipsstraße 23A Große Hamburger Straße 5–11, 29–31 Linienstraße 16–21... Rosa-Luxemburg-Straße 30 Rosenthaler Straße 40–41 Spandauer Vorstadt Tucholskystraße 2 Baudenkmale siehe: Almstadtstraße 11, 16, 18, 43 Alte Schönhauser Straße 46, 48–49 Am Zwirngraben, S-Bahnhof Börse Auguststraße 9; 11–13; 14–16; 19, 21; 23; 24–25; 26B; 36; 53; 56–57; 69; 74; 76; 89; 90 Friedrichstraße 107; 112A Gipsstraße 11 Gormannstraße 12 Große Hamburger Straße 13–14; 15–16; 17; 19A; zwischen 25 und 26, Gedenkstätte; 27; 28; 29–31; Sophienkirche, 37 Hirtenstraße 4 Joachimstraße 6; 10; 11; 11A; 14; 15; 16; 20; 21 Johannisstraße 2 Karl-Liebknecht-Straße 27–29 Kleine Alexanderstraße 1–4 Kleine Präsidentenstraße 3 Kleine Rosenthaler Straße 2–3 Koppenplatz 6; 11; 12; 13 Krausnickstraße 3–3A Linienstraße 49; 62; 101; 110; 128–129, 137; 144; 145; 147; 150; 153; 154A; 155, 158; 159; 162; 206 Max-Beer-Straße 2/4 Monbijoupark, Büste Chamisso Monbijouplatz 12 Monbijoustraße 2; 4, 4A Mulackstraße 22; 23 Münzstraße 8; 14/16; 18; 21/23 Neue Promenade 3; 5 Neue Schönhauser Straße 8; 10; 12; 13; 14; 15; 19; 20 Oranienburger Straße, S-Bahnhof; 1–3; 4; 23; 27; 28; 30; 31; 34; 35–36, 50; 54; 71–72; 73–76; 84, 86 Rosenthaler Platz, U-Bahnhof Rosa-Luxemburg-Platz, U-Bahnhof; 2–3 Rosa-Luxemburg-Straße 2/4; 14; 15; 39/41 Rosenthaler Straße 13; 31; 36; 37; 38; 39, 51; 72A Rückerstraße 4 Sophienstraße 2; 3; 5; 8; 9; 11; 18–18A; 22–22A; 28–29 Steinstraße 19; 21 Torstraße 138; 146; 164; 222 Tucholskystr. 6/14; 9; 22; 24; 31/33; 40 Weinmeisterstraße, U-Bahnhof; 15; 16–17 Weydingerstraße 18; 20/22 Ziegelstraße 5–9; 10–11; 12 Gartendenkmale siehe: Große Hamburger Straße (zwischen 25 und 26) Alter jüdischer Friedhof; 29–30 Kleine Rosenthaler Straße 3 Koppenplatz 11 Münzstraße 21/23 | 09035253 – Krausnickstraße 19, Mietshaus, 1863 |                                     |
| 09011331 | Spandauer Vorstadt begrenzt im Norden durch die Torstraße 6/230 und Weydingerstraße 20/22 im Süden durch S-Bahn, Spree, Dircksenstraße 32–51 und Neue Promenade / Am Zwirngraben im Osten durch die Karl-Liebknecht-Straße 15/33 und im Westen durch die Friedrichstraße 105–118 (Lage) | Spandauer Vorstadt Gesamtanlagen siehe: Gipsstraße 23A Große Hamburger Straße 5–11, 29–31 Linienstraße 16–21... Rosa-Luxemburg-Straße 30 Rosenthaler Straße 40–41 Spandauer Vorstadt Tucholskystraße 2 Baudenkmale siehe: Almstadtstraße 11, 16, 18, 43 Alte Schönhauser Straße 46, 48–49 Am Zwirngraben, S-Bahnhof Börse Auguststraße 9; 11–13; 14–16; 19, 21; 23; 24–25; 26B; 36; 53; 56–57; 69; 74; 76; 89; 90 Friedrichstraße 107; 112A Gipsstraße 11 Gormannstraße 12 Große Hamburger Straße 13–14; 15–16; 17; 19A; zwischen 25 und 26, Gedenkstätte; 27; 28; 29–31; Sophienkirche, 37 Hirtenstraße 4 Joachimstraße 6; 10; 11; 11A; 14; 15; 16; 20; 21 Johannisstraße 2 Karl-Liebknecht-Straße 27–29 Kleine Alexanderstraße 1–4 Kleine Präsidentenstraße 3 Kleine Rosenthaler Straße 2–3 Koppenplatz 6; 11; 12; 13 Krausnickstraße 3–3A Linienstraße 49; 62; 101; 110; 128–129, 137; 144; 145; 147; 150; 153; 154A; 155, 158; 159; 162; 206 Max-Beer-Straße 2/4 Monbijoupark, Büste Chamisso Monbijouplatz 12 Monbijoustraße 2; 4, 4A Mulackstraße 22; 23 Münzstraße 8; 14/16; 18; 21/23 Neue Promenade 3; 5 Neue Schönhauser Straße 8; 10; 12; 13; 14; 15; 19; 20 Oranienburger Straße, S-Bahnhof; 1–3; 4; 23; 27; 28; 30; 31; 34; 35–36, 50; 54; 71–72; 73–76; 84, 86 Rosenthaler Platz, U-Bahnhof Rosa-Luxemburg-Platz, U-Bahnhof; 2–3 Rosa-Luxemburg-Straße 2/4; 14; 15; 39/41 Rosenthaler Straße 13; 31; 36; 37; 38; 39, 51; 72A Rückerstraße 4 Sophienstraße 2; 3; 5; 8; 9; 11; 18–18A; 22–22A; 28–29 Steinstraße 19; 21 Torstraße 138; 146; 164; 222 Tucholskystr. 6/14; 9; 22; 24; 31/33; 40 Weinmeisterstraße, U-Bahnhof; 15; 16–17 Weydingerstraße 18; 20/22 Ziegelstraße 5–9; 10–11; 12 Gartendenkmale siehe: Große Hamburger Straße (zwischen 25 und 26) Alter jüdischer Friedhof; 29–30 Kleine Rosenthaler Straße 3 Koppenplatz 11 Münzstraße 21/23 | 09035254 – Krausnickstraße 21, Mietshaus, 1862 |                                     |
| 09011331 | Spandauer Vorstadt begrenzt im Norden durch die Torstraße 6/230 und Weydingerstraße 20/22 im Süden durch S-Bahn, Spree, Dircksenstraße 32–51 und Neue Promenade / Am Zwirngraben im Osten durch die Karl-Liebknecht-Straße 15/33 und im Westen durch die Friedrichstraße 105–118 (Lage) | Spandauer Vorstadt Gesamtanlagen siehe: Gipsstraße 23A Große Hamburger Straße 5–11, 29–31 Linienstraße 16–21... Rosa-Luxemburg-Straße 30 Rosenthaler Straße 40–41 Spandauer Vorstadt Tucholskystraße 2 Baudenkmale siehe: Almstadtstraße 11, 16, 18, 43 Alte Schönhauser Straße 46, 48–49 Am Zwirngraben, S-Bahnhof Börse Auguststraße 9; 11–13; 14–16; 19, 21; 23; 24–25; 26B; 36; 53; 56–57; 69; 74; 76; 89; 90 Friedrichstraße 107; 112A Gipsstraße 11 Gormannstraße 12 Große Hamburger Straße 13–14; 15–16; 17; 19A; zwischen 25 und 26, Gedenkstätte; 27; 28; 29–31; Sophienkirche, 37 Hirtenstraße 4 Joachimstraße 6; 10; 11; 11A; 14; 15; 16; 20; 21 Johannisstraße 2 Karl-Liebknecht-Straße 27–29 Kleine Alexanderstraße 1–4 Kleine Präsidentenstraße 3 Kleine Rosenthaler Straße 2–3 Koppenplatz 6; 11; 12; 13 Krausnickstraße 3–3A Linienstraße 49; 62; 101; 110; 128–129, 137; 144; 145; 147; 150; 153; 154A; 155, 158; 159; 162; 206 Max-Beer-Straße 2/4 Monbijoupark, Büste Chamisso Monbijouplatz 12 Monbijoustraße 2; 4, 4A Mulackstraße 22; 23 Münzstraße 8; 14/16; 18; 21/23 Neue Promenade 3; 5 Neue Schönhauser Straße 8; 10; 12; 13; 14; 15; 19; 20 Oranienburger Straße, S-Bahnhof; 1–3; 4; 23; 27; 28; 30; 31; 34; 35–36, 50; 54; 71–72; 73–76; 84, 86 Rosenthaler Platz, U-Bahnhof Rosa-Luxemburg-Platz, U-Bahnhof; 2–3 Rosa-Luxemburg-Straße 2/4; 14; 15; 39/41 Rosenthaler Straße 13; 31; 36; 37; 38; 39, 51; 72A Rückerstraße 4 Sophienstraße 2; 3; 5; 8; 9; 11; 18–18A; 22–22A; 28–29 Steinstraße 19; 21 Torstraße 138; 146; 164; 222 Tucholskystr. 6/14; 9; 22; 24; 31/33; 40 Weinmeisterstraße, U-Bahnhof; 15; 16–17 Weydingerstraße 18; 20/22 Ziegelstraße 5–9; 10–11; 12 Gartendenkmale siehe: Große Hamburger Straße (zwischen 25 und 26) Alter jüdischer Friedhof; 29–30 Kleine Rosenthaler Straße 3 Koppenplatz 11 Münzstraße 21/23 | 09035255 – Krausnickstraße 22, Mietshaus, 1862 |                                     |
| 09011331 | Spandauer Vorstadt begrenzt im Norden durch die Torstraße 6/230 und Weydingerstraße 20/22 im Süden durch S-Bahn, Spree, Dircksenstraße 32–51 und Neue Promenade / Am Zwirngraben im Osten durch die Karl-Liebknecht-Straße 15/33 und im Westen durch die Friedrichstraße 105–118 (Lage) | Spandauer Vorstadt Gesamtanlagen siehe: Gipsstraße 23A Große Hamburger Straße 5–11, 29–31 Linienstraße 16–21... Rosa-Luxemburg-Straße 30 Rosenthaler Straße 40–41 Spandauer Vorstadt Tucholskystraße 2 Baudenkmale siehe: Almstadtstraße 11, 16, 18, 43 Alte Schönhauser Straße 46, 48–49 Am Zwirngraben, S-Bahnhof Börse Auguststraße 9; 11–13; 14–16; 19, 21; 23; 24–25; 26B; 36; 53; 56–57; 69; 74; 76; 89; 90 Friedrichstraße 107; 112A Gipsstraße 11 Gormannstraße 12 Große Hamburger Straße 13–14; 15–16; 17; 19A; zwischen 25 und 26, Gedenkstätte; 27; 28; 29–31; Sophienkirche, 37 Hirtenstraße 4 Joachimstraße 6; 10; 11; 11A; 14; 15; 16; 20; 21 Johannisstraße 2 Karl-Liebknecht-Straße 27–29 Kleine Alexanderstraße 1–4 Kleine Präsidentenstraße 3 Kleine Rosenthaler Straße 2–3 Koppenplatz 6; 11; 12; 13 Krausnickstraße 3–3A Linienstraße 49; 62; 101; 110; 128–129, 137; 144; 145; 147; 150; 153; 154A; 155, 158; 159; 162; 206 Max-Beer-Straße 2/4 Monbijoupark, Büste Chamisso Monbijouplatz 12 Monbijoustraße 2; 4, 4A Mulackstraße 22; 23 Münzstraße 8; 14/16; 18; 21/23 Neue Promenade 3; 5 Neue Schönhauser Straße 8; 10; 12; 13; 14; 15; 19; 20 Oranienburger Straße, S-Bahnhof; 1–3; 4; 23; 27; 28; 30; 31; 34; 35–36, 50; 54; 71–72; 73–76; 84, 86 Rosenthaler Platz, U-Bahnhof Rosa-Luxemburg-Platz, U-Bahnhof; 2–3 Rosa-Luxemburg-Straße 2/4; 14; 15; 39/41 Rosenthaler Straße 13; 31; 36; 37; 38; 39, 51; 72A Rückerstraße 4 Sophienstraße 2; 3; 5; 8; 9; 11; 18–18A; 22–22A; 28–29 Steinstraße 19; 21 Torstraße 138; 146; 164; 222 Tucholskystr. 6/14; 9; 22; 24; 31/33; 40 Weinmeisterstraße, U-Bahnhof; 15; 16–17 Weydingerstraße 18; 20/22 Ziegelstraße 5–9; 10–11; 12 Gartendenkmale siehe: Große Hamburger Straße (zwischen 25 und 26) Alter jüdischer Friedhof; 29–30 Kleine Rosenthaler Straße 3 Koppenplatz 11 Münzstraße 21/23 | 09035256 – Krausnickstraße 24, Mietshaus, 1861 |                                     |
| 09011331 | Spandauer Vorstadt begrenzt im Norden durch die Torstraße 6/230 und Weydingerstraße 20/22 im Süden durch S-Bahn, Spree, Dircksenstraße 32–51 und Neue Promenade / Am Zwirngraben im Osten durch die Karl-Liebknecht-Straße 15/33 und im Westen durch die Friedrichstraße 105–118 (Lage) | Spandauer Vorstadt Gesamtanlagen siehe: Gipsstraße 23A Große Hamburger Straße 5–11, 29–31 Linienstraße 16–21... Rosa-Luxemburg-Straße 30 Rosenthaler Straße 40–41 Spandauer Vorstadt Tucholskystraße 2 Baudenkmale siehe: Almstadtstraße 11, 16, 18, 43 Alte Schönhauser Straße 46, 48–49 Am Zwirngraben, S-Bahnhof Börse Auguststraße 9; 11–13; 14–16; 19, 21; 23; 24–25; 26B; 36; 53; 56–57; 69; 74; 76; 89; 90 Friedrichstraße 107; 112A Gipsstraße 11 Gormannstraße 12 Große Hamburger Straße 13–14; 15–16; 17; 19A; zwischen 25 und 26, Gedenkstätte; 27; 28; 29–31; Sophienkirche, 37 Hirtenstraße 4 Joachimstraße 6; 10; 11; 11A; 14; 15; 16; 20; 21 Johannisstraße 2 Karl-Liebknecht-Straße 27–29 Kleine Alexanderstraße 1–4 Kleine Präsidentenstraße 3 Kleine Rosenthaler Straße 2–3 Koppenplatz 6; 11; 12; 13 Krausnickstraße 3–3A Linienstraße 49; 62; 101; 110; 128–129, 137; 144; 145; 147; 150; 153; 154A; 155, 158; 159; 162; 206 Max-Beer-Straße 2/4 Monbijoupark, Büste Chamisso Monbijouplatz 12 Monbijoustraße 2; 4, 4A Mulackstraße 22; 23 Münzstraße 8; 14/16; 18; 21/23 Neue Promenade 3; 5 Neue Schönhauser Straße 8; 10; 12; 13; 14; 15; 19; 20 Oranienburger Straße, S-Bahnhof; 1–3; 4; 23; 27; 28; 30; 31; 34; 35–36, 50; 54; 71–72; 73–76; 84, 86 Rosenthaler Platz, U-Bahnhof Rosa-Luxemburg-Platz, U-Bahnhof; 2–3 Rosa-Luxemburg-Straße 2/4; 14; 15; 39/41 Rosenthaler Straße 13; 31; 36; 37; 38; 39, 51; 72A Rückerstraße 4 Sophienstraße 2; 3; 5; 8; 9; 11; 18–18A; 22–22A; 28–29 Steinstraße 19; 21 Torstraße 138; 146; 164; 222 Tucholskystr. 6/14; 9; 22; 24; 31/33; 40 Weinmeisterstraße, U-Bahnhof; 15; 16–17 Weydingerstraße 18; 20/22 Ziegelstraße 5–9; 10–11; 12 Gartendenkmale siehe: Große Hamburger Straße (zwischen 25 und 26) Alter jüdischer Friedhof; 29–30 Kleine Rosenthaler Straße 3 Koppenplatz 11 Münzstraße 21/23 | 09080070 – Linienstraße 31 / Torstraße 40 / Zolastraße 1–1A, Wohnanlage, 1927 |                                     |
| 09011331 | Spandauer Vorstadt begrenzt im Norden durch die Torstraße 6/230 und Weydingerstraße 20/22 im Süden durch S-Bahn, Spree, Dircksenstraße 32–51 und Neue Promenade / Am Zwirngraben im Osten durch die Karl-Liebknecht-Straße 15/33 und im Westen durch die Friedrichstraße 105–118 (Lage) | Spandauer Vorstadt Gesamtanlagen siehe: Gipsstraße 23A Große Hamburger Straße 5–11, 29–31 Linienstraße 16–21... Rosa-Luxemburg-Straße 30 Rosenthaler Straße 40–41 Spandauer Vorstadt Tucholskystraße 2 Baudenkmale siehe: Almstadtstraße 11, 16, 18, 43 Alte Schönhauser Straße 46, 48–49 Am Zwirngraben, S-Bahnhof Börse Auguststraße 9; 11–13; 14–16; 19, 21; 23; 24–25; 26B; 36; 53; 56–57; 69; 74; 76; 89; 90 Friedrichstraße 107; 112A Gipsstraße 11 Gormannstraße 12 Große Hamburger Straße 13–14; 15–16; 17; 19A; zwischen 25 und 26, Gedenkstätte; 27; 28; 29–31; Sophienkirche, 37 Hirtenstraße 4 Joachimstraße 6; 10; 11; 11A; 14; 15; 16; 20; 21 Johannisstraße 2 Karl-Liebknecht-Straße 27–29 Kleine Alexanderstraße 1–4 Kleine Präsidentenstraße 3 Kleine Rosenthaler Straße 2–3 Koppenplatz 6; 11; 12; 13 Krausnickstraße 3–3A Linienstraße 49; 62; 101; 110; 128–129, 137; 144; 145; 147; 150; 153; 154A; 155, 158; 159; 162; 206 Max-Beer-Straße 2/4 Monbijoupark, Büste Chamisso Monbijouplatz 12 Monbijoustraße 2; 4, 4A Mulackstraße 22; 23 Münzstraße 8; 14/16; 18; 21/23 Neue Promenade 3; 5 Neue Schönhauser Straße 8; 10; 12; 13; 14; 15; 19; 20 Oranienburger Straße, S-Bahnhof; 1–3; 4; 23; 27; 28; 30; 31; 34; 35–36, 50; 54; 71–72; 73–76; 84, 86 Rosenthaler Platz, U-Bahnhof Rosa-Luxemburg-Platz, U-Bahnhof; 2–3 Rosa-Luxemburg-Straße 2/4; 14; 15; 39/41 Rosenthaler Straße 13; 31; 36; 37; 38; 39, 51; 72A Rückerstraße 4 Sophienstraße 2; 3; 5; 8; 9; 11; 18–18A; 22–22A; 28–29 Steinstraße 19; 21 Torstraße 138; 146; 164; 222 Tucholskystr. 6/14; 9; 22; 24; 31/33; 40 Weinmeisterstraße, U-Bahnhof; 15; 16–17 Weydingerstraße 18; 20/22 Ziegelstraße 5–9; 10–11; 12 Gartendenkmale siehe: Große Hamburger Straße (zwischen 25 und 26) Alter jüdischer Friedhof; 29–30 Kleine Rosenthaler Straße 3 Koppenplatz 11 Münzstraße 21/23 | 09080035 – Linienstraße 41, Mietshaus, um 1870 |                                     |
| 09011331 | Spandauer Vorstadt begrenzt im Norden durch die Torstraße 6/230 und Weydingerstraße 20/22 im Süden durch S-Bahn, Spree, Dircksenstraße 32–51 und Neue Promenade / Am Zwirngraben im Osten durch die Karl-Liebknecht-Straße 15/33 und im Westen durch die Friedrichstraße 105–118 (Lage) | Spandauer Vorstadt Gesamtanlagen siehe: Gipsstraße 23A Große Hamburger Straße 5–11, 29–31 Linienstraße 16–21... Rosa-Luxemburg-Straße 30 Rosenthaler Straße 40–41 Spandauer Vorstadt Tucholskystraße 2 Baudenkmale siehe: Almstadtstraße 11, 16, 18, 43 Alte Schönhauser Straße 46, 48–49 Am Zwirngraben, S-Bahnhof Börse Auguststraße 9; 11–13; 14–16; 19, 21; 23; 24–25; 26B; 36; 53; 56–57; 69; 74; 76; 89; 90 Friedrichstraße 107; 112A Gipsstraße 11 Gormannstraße 12 Große Hamburger Straße 13–14; 15–16; 17; 19A; zwischen 25 und 26, Gedenkstätte; 27; 28; 29–31; Sophienkirche, 37 Hirtenstraße 4 Joachimstraße 6; 10; 11; 11A; 14; 15; 16; 20; 21 Johannisstraße 2 Karl-Liebknecht-Straße 27–29 Kleine Alexanderstraße 1–4 Kleine Präsidentenstraße 3 Kleine Rosenthaler Straße 2–3 Koppenplatz 6; 11; 12; 13 Krausnickstraße 3–3A Linienstraße 49; 62; 101; 110; 128–129, 137; 144; 145; 147; 150; 153; 154A; 155, 158; 159; 162; 206 Max-Beer-Straße 2/4 Monbijoupark, Büste Chamisso Monbijouplatz 12 Monbijoustraße 2; 4, 4A Mulackstraße 22; 23 Münzstraße 8; 14/16; 18; 21/23 Neue Promenade 3; 5 Neue Schönhauser Straße 8; 10; 12; 13; 14; 15; 19; 20 Oranienburger Straße, S-Bahnhof; 1–3; 4; 23; 27; 28; 30; 31; 34; 35–36, 50; 54; 71–72; 73–76; 84, 86 Rosenthaler Platz, U-Bahnhof Rosa-Luxemburg-Platz, U-Bahnhof; 2–3 Rosa-Luxemburg-Straße 2/4; 14; 15; 39/41 Rosenthaler Straße 13; 31; 36; 37; 38; 39, 51; 72A Rückerstraße 4 Sophienstraße 2; 3; 5; 8; 9; 11; 18–18A; 22–22A; 28–29 Steinstraße 19; 21 Torstraße 138; 146; 164; 222 Tucholskystr. 6/14; 9; 22; 24; 31/33; 40 Weinmeisterstraße, U-Bahnhof; 15; 16–17 Weydingerstraße 18; 20/22 Ziegelstraße 5–9; 10–11; 12 Gartendenkmale siehe: Große Hamburger Straße (zwischen 25 und 26) Alter jüdischer Friedhof; 29–30 Kleine Rosenthaler Straße 3 Koppenplatz 11 Münzstraße 21/23 | 09080074 – Linienstraße 45, Mietshaus, 1885 |                                     |
| 09011331 | Spandauer Vorstadt begrenzt im Norden durch die Torstraße 6/230 und Weydingerstraße 20/22 im Süden durch S-Bahn, Spree, Dircksenstraße 32–51 und Neue Promenade / Am Zwirngraben im Osten durch die Karl-Liebknecht-Straße 15/33 und im Westen durch die Friedrichstraße 105–118 (Lage) | Spandauer Vorstadt Gesamtanlagen siehe: Gipsstraße 23A Große Hamburger Straße 5–11, 29–31 Linienstraße 16–21... Rosa-Luxemburg-Straße 30 Rosenthaler Straße 40–41 Spandauer Vorstadt Tucholskystraße 2 Baudenkmale siehe: Almstadtstraße 11, 16, 18, 43 Alte Schönhauser Straße 46, 48–49 Am Zwirngraben, S-Bahnhof Börse Auguststraße 9; 11–13; 14–16; 19, 21; 23; 24–25; 26B; 36; 53; 56–57; 69; 74; 76; 89; 90 Friedrichstraße 107; 112A Gipsstraße 11 Gormannstraße 12 Große Hamburger Straße 13–14; 15–16; 17; 19A; zwischen 25 und 26, Gedenkstätte; 27; 28; 29–31; Sophienkirche, 37 Hirtenstraße 4 Joachimstraße 6; 10; 11; 11A; 14; 15; 16; 20; 21 Johannisstraße 2 Karl-Liebknecht-Straße 27–29 Kleine Alexanderstraße 1–4 Kleine Präsidentenstraße 3 Kleine Rosenthaler Straße 2–3 Koppenplatz 6; 11; 12; 13 Krausnickstraße 3–3A Linienstraße 49; 62; 101; 110; 128–129, 137; 144; 145; 147; 150; 153; 154A; 155, 158; 159; 162; 206 Max-Beer-Straße 2/4 Monbijoupark, Büste Chamisso Monbijouplatz 12 Monbijoustraße 2; 4, 4A Mulackstraße 22; 23 Münzstraße 8; 14/16; 18; 21/23 Neue Promenade 3; 5 Neue Schönhauser Straße 8; 10; 12; 13; 14; 15; 19; 20 Oranienburger Straße, S-Bahnhof; 1–3; 4; 23; 27; 28; 30; 31; 34; 35–36, 50; 54; 71–72; 73–76; 84, 86 Rosenthaler Platz, U-Bahnhof Rosa-Luxemburg-Platz, U-Bahnhof; 2–3 Rosa-Luxemburg-Straße 2/4; 14; 15; 39/41 Rosenthaler Straße 13; 31; 36; 37; 38; 39, 51; 72A Rückerstraße 4 Sophienstraße 2; 3; 5; 8; 9; 11; 18–18A; 22–22A; 28–29 Steinstraße 19; 21 Torstraße 138; 146; 164; 222 Tucholskystr. 6/14; 9; 22; 24; 31/33; 40 Weinmeisterstraße, U-Bahnhof; 15; 16–17 Weydingerstraße 18; 20/22 Ziegelstraße 5–9; 10–11; 12 Gartendenkmale siehe: Große Hamburger Straße (zwischen 25 und 26) Alter jüdischer Friedhof; 29–30 Kleine Rosenthaler Straße 3 Koppenplatz 11 Münzstraße 21/23 | 09080075 – Linienstraße 46, Mietshaus, 1882 |                                     |
| 09011331 | Spandauer Vorstadt begrenzt im Norden durch die Torstraße 6/230 und Weydingerstraße 20/22 im Süden durch S-Bahn, Spree, Dircksenstraße 32–51 und Neue Promenade / Am Zwirngraben im Osten durch die Karl-Liebknecht-Straße 15/33 und im Westen durch die Friedrichstraße 105–118 (Lage) | Spandauer Vorstadt Gesamtanlagen siehe: Gipsstraße 23A Große Hamburger Straße 5–11, 29–31 Linienstraße 16–21... Rosa-Luxemburg-Straße 30 Rosenthaler Straße 40–41 Spandauer Vorstadt Tucholskystraße 2 Baudenkmale siehe: Almstadtstraße 11, 16, 18, 43 Alte Schönhauser Straße 46, 48–49 Am Zwirngraben, S-Bahnhof Börse Auguststraße 9; 11–13; 14–16; 19, 21; 23; 24–25; 26B; 36; 53; 56–57; 69; 74; 76; 89; 90 Friedrichstraße 107; 112A Gipsstraße 11 Gormannstraße 12 Große Hamburger Straße 13–14; 15–16; 17; 19A; zwischen 25 und 26, Gedenkstätte; 27; 28; 29–31; Sophienkirche, 37 Hirtenstraße 4 Joachimstraße 6; 10; 11; 11A; 14; 15; 16; 20; 21 Johannisstraße 2 Karl-Liebknecht-Straße 27–29 Kleine Alexanderstraße 1–4 Kleine Präsidentenstraße 3 Kleine Rosenthaler Straße 2–3 Koppenplatz 6; 11; 12; 13 Krausnickstraße 3–3A Linienstraße 49; 62; 101; 110; 128–129, 137; 144; 145; 147; 150; 153; 154A; 155, 158; 159; 162; 206 Max-Beer-Straße 2/4 Monbijoupark, Büste Chamisso Monbijouplatz 12 Monbijoustraße 2; 4, 4A Mulackstraße 22; 23 Münzstraße 8; 14/16; 18; 21/23 Neue Promenade 3; 5 Neue Schönhauser Straße 8; 10; 12; 13; 14; 15; 19; 20 Oranienburger Straße, S-Bahnhof; 1–3; 4; 23; 27; 28; 30; 31; 34; 35–36, 50; 54; 71–72; 73–76; 84, 86 Rosenthaler Platz, U-Bahnhof Rosa-Luxemburg-Platz, U-Bahnhof; 2–3 Rosa-Luxemburg-Straße 2/4; 14; 15; 39/41 Rosenthaler Straße 13; 31; 36; 37; 38; 39, 51; 72A Rückerstraße 4 Sophienstraße 2; 3; 5; 8; 9; 11; 18–18A; 22–22A; 28–29 Steinstraße 19; 21 Torstraße 138; 146; 164; 222 Tucholskystr. 6/14; 9; 22; 24; 31/33; 40 Weinmeisterstraße, U-Bahnhof; 15; 16–17 Weydingerstraße 18; 20/22 Ziegelstraße 5–9; 10–11; 12 Gartendenkmale siehe: Große Hamburger Straße (zwischen 25 und 26) Alter jüdischer Friedhof; 29–30 Kleine Rosenthaler Straße 3 Koppenplatz 11 Münzstraße 21/23 | 09080076 – Linienstraße 47, Mietshaus, 1858 |                                     |
| 09011331 | Spandauer Vorstadt begrenzt im Norden durch die Torstraße 6/230 und Weydingerstraße 20/22 im Süden durch S-Bahn, Spree, Dircksenstraße 32–51 und Neue Promenade / Am Zwirngraben im Osten durch die Karl-Liebknecht-Straße 15/33 und im Westen durch die Friedrichstraße 105–118 (Lage) | Spandauer Vorstadt Gesamtanlagen siehe: Gipsstraße 23A Große Hamburger Straße 5–11, 29–31 Linienstraße 16–21... Rosa-Luxemburg-Straße 30 Rosenthaler Straße 40–41 Spandauer Vorstadt Tucholskystraße 2 Baudenkmale siehe: Almstadtstraße 11, 16, 18, 43 Alte Schönhauser Straße 46, 48–49 Am Zwirngraben, S-Bahnhof Börse Auguststraße 9; 11–13; 14–16; 19, 21; 23; 24–25; 26B; 36; 53; 56–57; 69; 74; 76; 89; 90 Friedrichstraße 107; 112A Gipsstraße 11 Gormannstraße 12 Große Hamburger Straße 13–14; 15–16; 17; 19A; zwischen 25 und 26, Gedenkstätte; 27; 28; 29–31; Sophienkirche, 37 Hirtenstraße 4 Joachimstraße 6; 10; 11; 11A; 14; 15; 16; 20; 21 Johannisstraße 2 Karl-Liebknecht-Straße 27–29 Kleine Alexanderstraße 1–4 Kleine Präsidentenstraße 3 Kleine Rosenthaler Straße 2–3 Koppenplatz 6; 11; 12; 13 Krausnickstraße 3–3A Linienstraße 49; 62; 101; 110; 128–129, 137; 144; 145; 147; 150; 153; 154A; 155, 158; 159; 162; 206 Max-Beer-Straße 2/4 Monbijoupark, Büste Chamisso Monbijouplatz 12 Monbijoustraße 2; 4, 4A Mulackstraße 22; 23 Münzstraße 8; 14/16; 18; 21/23 Neue Promenade 3; 5 Neue Schönhauser Straße 8; 10; 12; 13; 14; 15; 19; 20 Oranienburger Straße, S-Bahnhof; 1–3; 4; 23; 27; 28; 30; 31; 34; 35–36, 50; 54; 71–72; 73–76; 84, 86 Rosenthaler Platz, U-Bahnhof Rosa-Luxemburg-Platz, U-Bahnhof; 2–3 Rosa-Luxemburg-Straße 2/4; 14; 15; 39/41 Rosenthaler Straße 13; 31; 36; 37; 38; 39, 51; 72A Rückerstraße 4 Sophienstraße 2; 3; 5; 8; 9; 11; 18–18A; 22–22A; 28–29 Steinstraße 19; 21 Torstraße 138; 146; 164; 222 Tucholskystr. 6/14; 9; 22; 24; 31/33; 40 Weinmeisterstraße, U-Bahnhof; 15; 16–17 Weydingerstraße 18; 20/22 Ziegelstraße 5–9; 10–11; 12 Gartendenkmale siehe: Große Hamburger Straße (zwischen 25 und 26) Alter jüdischer Friedhof; 29–30 Kleine Rosenthaler Straße 3 Koppenplatz 11 Münzstraße 21/23 | 09080077 – Linienstraße 48, Mietshaus, vor 1836 |                                     |
| 09011331 | Spandauer Vorstadt begrenzt im Norden durch die Torstraße 6/230 und Weydingerstraße 20/22 im Süden durch S-Bahn, Spree, Dircksenstraße 32–51 und Neue Promenade / Am Zwirngraben im Osten durch die Karl-Liebknecht-Straße 15/33 und im Westen durch die Friedrichstraße 105–118 (Lage) | Spandauer Vorstadt Gesamtanlagen siehe: Gipsstraße 23A Große Hamburger Straße 5–11, 29–31 Linienstraße 16–21... Rosa-Luxemburg-Straße 30 Rosenthaler Straße 40–41 Spandauer Vorstadt Tucholskystraße 2 Baudenkmale siehe: Almstadtstraße 11, 16, 18, 43 Alte Schönhauser Straße 46, 48–49 Am Zwirngraben, S-Bahnhof Börse Auguststraße 9; 11–13; 14–16; 19, 21; 23; 24–25; 26B; 36; 53; 56–57; 69; 74; 76; 89; 90 Friedrichstraße 107; 112A Gipsstraße 11 Gormannstraße 12 Große Hamburger Straße 13–14; 15–16; 17; 19A; zwischen 25 und 26, Gedenkstätte; 27; 28; 29–31; Sophienkirche, 37 Hirtenstraße 4 Joachimstraße 6; 10; 11; 11A; 14; 15; 16; 20; 21 Johannisstraße 2 Karl-Liebknecht-Straße 27–29 Kleine Alexanderstraße 1–4 Kleine Präsidentenstraße 3 Kleine Rosenthaler Straße 2–3 Koppenplatz 6; 11; 12; 13 Krausnickstraße 3–3A Linienstraße 49; 62; 101; 110; 128–129, 137; 144; 145; 147; 150; 153; 154A; 155, 158; 159; 162; 206 Max-Beer-Straße 2/4 Monbijoupark, Büste Chamisso Monbijouplatz 12 Monbijoustraße 2; 4, 4A Mulackstraße 22; 23 Münzstraße 8; 14/16; 18; 21/23 Neue Promenade 3; 5 Neue Schönhauser Straße 8; 10; 12; 13; 14; 15; 19; 20 Oranienburger Straße, S-Bahnhof; 1–3; 4; 23; 27; 28; 30; 31; 34; 35–36, 50; 54; 71–72; 73–76; 84, 86 Rosenthaler Platz, U-Bahnhof Rosa-Luxemburg-Platz, U-Bahnhof; 2–3 Rosa-Luxemburg-Straße 2/4; 14; 15; 39/41 Rosenthaler Straße 13; 31; 36; 37; 38; 39, 51; 72A Rückerstraße 4 Sophienstraße 2; 3; 5; 8; 9; 11; 18–18A; 22–22A; 28–29 Steinstraße 19; 21 Torstraße 138; 146; 164; 222 Tucholskystr. 6/14; 9; 22; 24; 31/33; 40 Weinmeisterstraße, U-Bahnhof; 15; 16–17 Weydingerstraße 18; 20/22 Ziegelstraße 5–9; 10–11; 12 Gartendenkmale siehe: Große Hamburger Straße (zwischen 25 und 26) Alter jüdischer Friedhof; 29–30 Kleine Rosenthaler Straße 3 Koppenplatz 11 Münzstraße 21/23 | 09080079 – Linienstraße 50, Mietshaus, 1882 |                                     |
| 09011331 | Spandauer Vorstadt begrenzt im Norden durch die Torstraße 6/230 und Weydingerstraße 20/22 im Süden durch S-Bahn, Spree, Dircksenstraße 32–51 und Neue Promenade / Am Zwirngraben im Osten durch die Karl-Liebknecht-Straße 15/33 und im Westen durch die Friedrichstraße 105–118 (Lage) | Spandauer Vorstadt Gesamtanlagen siehe: Gipsstraße 23A Große Hamburger Straße 5–11, 29–31 Linienstraße 16–21... Rosa-Luxemburg-Straße 30 Rosenthaler Straße 40–41 Spandauer Vorstadt Tucholskystraße 2 Baudenkmale siehe: Almstadtstraße 11, 16, 18, 43 Alte Schönhauser Straße 46, 48–49 Am Zwirngraben, S-Bahnhof Börse Auguststraße 9; 11–13; 14–16; 19, 21; 23; 24–25; 26B; 36; 53; 56–57; 69; 74; 76; 89; 90 Friedrichstraße 107; 112A Gipsstraße 11 Gormannstraße 12 Große Hamburger Straße 13–14; 15–16; 17; 19A; zwischen 25 und 26, Gedenkstätte; 27; 28; 29–31; Sophienkirche, 37 Hirtenstraße 4 Joachimstraße 6; 10; 11; 11A; 14; 15; 16; 20; 21 Johannisstraße 2 Karl-Liebknecht-Straße 27–29 Kleine Alexanderstraße 1–4 Kleine Präsidentenstraße 3 Kleine Rosenthaler Straße 2–3 Koppenplatz 6; 11; 12; 13 Krausnickstraße 3–3A Linienstraße 49; 62; 101; 110; 128–129, 137; 144; 145; 147; 150; 153; 154A; 155, 158; 159; 162; 206 Max-Beer-Straße 2/4 Monbijoupark, Büste Chamisso Monbijouplatz 12 Monbijoustraße 2; 4, 4A Mulackstraße 22; 23 Münzstraße 8; 14/16; 18; 21/23 Neue Promenade 3; 5 Neue Schönhauser Straße 8; 10; 12; 13; 14; 15; 19; 20 Oranienburger Straße, S-Bahnhof; 1–3; 4; 23; 27; 28; 30; 31; 34; 35–36, 50; 54; 71–72; 73–76; 84, 86 Rosenthaler Platz, U-Bahnhof Rosa-Luxemburg-Platz, U-Bahnhof; 2–3 Rosa-Luxemburg-Straße 2/4; 14; 15; 39/41 Rosenthaler Straße 13; 31; 36; 37; 38; 39, 51; 72A Rückerstraße 4 Sophienstraße 2; 3; 5; 8; 9; 11; 18–18A; 22–22A; 28–29 Steinstraße 19; 21 Torstraße 138; 146; 164; 222 Tucholskystr. 6/14; 9; 22; 24; 31/33; 40 Weinmeisterstraße, U-Bahnhof; 15; 16–17 Weydingerstraße 18; 20/22 Ziegelstraße 5–9; 10–11; 12 Gartendenkmale siehe: Große Hamburger Straße (zwischen 25 und 26) Alter jüdischer Friedhof; 29–30 Kleine Rosenthaler Straße 3 Koppenplatz 11 Münzstraße 21/23 | 09080080 – Linienstraße 51, Mietshaus, 1844 |                                     |
| 09011331 | Spandauer Vorstadt begrenzt im Norden durch die Torstraße 6/230 und Weydingerstraße 20/22 im Süden durch S-Bahn, Spree, Dircksenstraße 32–51 und Neue Promenade / Am Zwirngraben im Osten durch die Karl-Liebknecht-Straße 15/33 und im Westen durch die Friedrichstraße 105–118 (Lage) | Spandauer Vorstadt Gesamtanlagen siehe: Gipsstraße 23A Große Hamburger Straße 5–11, 29–31 Linienstraße 16–21... Rosa-Luxemburg-Straße 30 Rosenthaler Straße 40–41 Spandauer Vorstadt Tucholskystraße 2 Baudenkmale siehe: Almstadtstraße 11, 16, 18, 43 Alte Schönhauser Straße 46, 48–49 Am Zwirngraben, S-Bahnhof Börse Auguststraße 9; 11–13; 14–16; 19, 21; 23; 24–25; 26B; 36; 53; 56–57; 69; 74; 76; 89; 90 Friedrichstraße 107; 112A Gipsstraße 11 Gormannstraße 12 Große Hamburger Straße 13–14; 15–16; 17; 19A; zwischen 25 und 26, Gedenkstätte; 27; 28; 29–31; Sophienkirche, 37 Hirtenstraße 4 Joachimstraße 6; 10; 11; 11A; 14; 15; 16; 20; 21 Johannisstraße 2 Karl-Liebknecht-Straße 27–29 Kleine Alexanderstraße 1–4 Kleine Präsidentenstraße 3 Kleine Rosenthaler Straße 2–3 Koppenplatz 6; 11; 12; 13 Krausnickstraße 3–3A Linienstraße 49; 62; 101; 110; 128–129, 137; 144; 145; 147; 150; 153; 154A; 155, 158; 159; 162; 206 Max-Beer-Straße 2/4 Monbijoupark, Büste Chamisso Monbijouplatz 12 Monbijoustraße 2; 4, 4A Mulackstraße 22; 23 Münzstraße 8; 14/16; 18; 21/23 Neue Promenade 3; 5 Neue Schönhauser Straße 8; 10; 12; 13; 14; 15; 19; 20 Oranienburger Straße, S-Bahnhof; 1–3; 4; 23; 27; 28; 30; 31; 34; 35–36, 50; 54; 71–72; 73–76; 84, 86 Rosenthaler Platz, U-Bahnhof Rosa-Luxemburg-Platz, U-Bahnhof; 2–3 Rosa-Luxemburg-Straße 2/4; 14; 15; 39/41 Rosenthaler Straße 13; 31; 36; 37; 38; 39, 51; 72A Rückerstraße 4 Sophienstraße 2; 3; 5; 8; 9; 11; 18–18A; 22–22A; 28–29 Steinstraße 19; 21 Torstraße 138; 146; 164; 222 Tucholskystr. 6/14; 9; 22; 24; 31/33; 40 Weinmeisterstraße, U-Bahnhof; 15; 16–17 Weydingerstraße 18; 20/22 Ziegelstraße 5–9; 10–11; 12 Gartendenkmale siehe: Große Hamburger Straße (zwischen 25 und 26) Alter jüdischer Friedhof; 29–30 Kleine Rosenthaler Straße 3 Koppenplatz 11 Münzstraße 21/23 | 09080081 – Linienstraße 52, Mietshaus, 1879 |                                     |
| 09011331 | Spandauer Vorstadt begrenzt im Norden durch die Torstraße 6/230 und Weydingerstraße 20/22 im Süden durch S-Bahn, Spree, Dircksenstraße 32–51 und Neue Promenade / Am Zwirngraben im Osten durch die Karl-Liebknecht-Straße 15/33 und im Westen durch die Friedrichstraße 105–118 (Lage) | Spandauer Vorstadt Gesamtanlagen siehe: Gipsstraße 23A Große Hamburger Straße 5–11, 29–31 Linienstraße 16–21... Rosa-Luxemburg-Straße 30 Rosenthaler Straße 40–41 Spandauer Vorstadt Tucholskystraße 2 Baudenkmale siehe: Almstadtstraße 11, 16, 18, 43 Alte Schönhauser Straße 46, 48–49 Am Zwirngraben, S-Bahnhof Börse Auguststraße 9; 11–13; 14–16; 19, 21; 23; 24–25; 26B; 36; 53; 56–57; 69; 74; 76; 89; 90 Friedrichstraße 107; 112A Gipsstraße 11 Gormannstraße 12 Große Hamburger Straße 13–14; 15–16; 17; 19A; zwischen 25 und 26, Gedenkstätte; 27; 28; 29–31; Sophienkirche, 37 Hirtenstraße 4 Joachimstraße 6; 10; 11; 11A; 14; 15; 16; 20; 21 Johannisstraße 2 Karl-Liebknecht-Straße 27–29 Kleine Alexanderstraße 1–4 Kleine Präsidentenstraße 3 Kleine Rosenthaler Straße 2–3 Koppenplatz 6; 11; 12; 13 Krausnickstraße 3–3A Linienstraße 49; 62; 101; 110; 128–129, 137; 144; 145; 147; 150; 153; 154A; 155, 158; 159; 162; 206 Max-Beer-Straße 2/4 Monbijoupark, Büste Chamisso Monbijouplatz 12 Monbijoustraße 2; 4, 4A Mulackstraße 22; 23 Münzstraße 8; 14/16; 18; 21/23 Neue Promenade 3; 5 Neue Schönhauser Straße 8; 10; 12; 13; 14; 15; 19; 20 Oranienburger Straße, S-Bahnhof; 1–3; 4; 23; 27; 28; 30; 31; 34; 35–36, 50; 54; 71–72; 73–76; 84, 86 Rosenthaler Platz, U-Bahnhof Rosa-Luxemburg-Platz, U-Bahnhof; 2–3 Rosa-Luxemburg-Straße 2/4; 14; 15; 39/41 Rosenthaler Straße 13; 31; 36; 37; 38; 39, 51; 72A Rückerstraße 4 Sophienstraße 2; 3; 5; 8; 9; 11; 18–18A; 22–22A; 28–29 Steinstraße 19; 21 Torstraße 138; 146; 164; 222 Tucholskystr. 6/14; 9; 22; 24; 31/33; 40 Weinmeisterstraße, U-Bahnhof; 15; 16–17 Weydingerstraße 18; 20/22 Ziegelstraße 5–9; 10–11; 12 Gartendenkmale siehe: Große Hamburger Straße (zwischen 25 und 26) Alter jüdischer Friedhof; 29–30 Kleine Rosenthaler Straße 3 Koppenplatz 11 Münzstraße 21/23 | 09080082 – Linienstraße 53, Mietshaus, 1841 |                                     |
| 09011331 | Spandauer Vorstadt begrenzt im Norden durch die Torstraße 6/230 und Weydingerstraße 20/22 im Süden durch S-Bahn, Spree, Dircksenstraße 32–51 und Neue Promenade / Am Zwirngraben im Osten durch die Karl-Liebknecht-Straße 15/33 und im Westen durch die Friedrichstraße 105–118 (Lage) | Spandauer Vorstadt Gesamtanlagen siehe: Gipsstraße 23A Große Hamburger Straße 5–11, 29–31 Linienstraße 16–21... Rosa-Luxemburg-Straße 30 Rosenthaler Straße 40–41 Spandauer Vorstadt Tucholskystraße 2 Baudenkmale siehe: Almstadtstraße 11, 16, 18, 43 Alte Schönhauser Straße 46, 48–49 Am Zwirngraben, S-Bahnhof Börse Auguststraße 9; 11–13; 14–16; 19, 21; 23; 24–25; 26B; 36; 53; 56–57; 69; 74; 76; 89; 90 Friedrichstraße 107; 112A Gipsstraße 11 Gormannstraße 12 Große Hamburger Straße 13–14; 15–16; 17; 19A; zwischen 25 und 26, Gedenkstätte; 27; 28; 29–31; Sophienkirche, 37 Hirtenstraße 4 Joachimstraße 6; 10; 11; 11A; 14; 15; 16; 20; 21 Johannisstraße 2 Karl-Liebknecht-Straße 27–29 Kleine Alexanderstraße 1–4 Kleine Präsidentenstraße 3 Kleine Rosenthaler Straße 2–3 Koppenplatz 6; 11; 12; 13 Krausnickstraße 3–3A Linienstraße 49; 62; 101; 110; 128–129, 137; 144; 145; 147; 150; 153; 154A; 155, 158; 159; 162; 206 Max-Beer-Straße 2/4 Monbijoupark, Büste Chamisso Monbijouplatz 12 Monbijoustraße 2; 4, 4A Mulackstraße 22; 23 Münzstraße 8; 14/16; 18; 21/23 Neue Promenade 3; 5 Neue Schönhauser Straße 8; 10; 12; 13; 14; 15; 19; 20 Oranienburger Straße, S-Bahnhof; 1–3; 4; 23; 27; 28; 30; 31; 34; 35–36, 50; 54; 71–72; 73–76; 84, 86 Rosenthaler Platz, U-Bahnhof Rosa-Luxemburg-Platz, U-Bahnhof; 2–3 Rosa-Luxemburg-Straße 2/4; 14; 15; 39/41 Rosenthaler Straße 13; 31; 36; 37; 38; 39, 51; 72A Rückerstraße 4 Sophienstraße 2; 3; 5; 8; 9; 11; 18–18A; 22–22A; 28–29 Steinstraße 19; 21 Torstraße 138; 146; 164; 222 Tucholskystr. 6/14; 9; 22; 24; 31/33; 40 Weinmeisterstraße, U-Bahnhof; 15; 16–17 Weydingerstraße 18; 20/22 Ziegelstraße 5–9; 10–11; 12 Gartendenkmale siehe: Große Hamburger Straße (zwischen 25 und 26) Alter jüdischer Friedhof; 29–30 Kleine Rosenthaler Straße 3 Koppenplatz 11 Münzstraße 21/23 | 09080083 – Linienstraße 54, Mietshaus, 1879 |                                     |
| 09011331 | Spandauer Vorstadt begrenzt im Norden durch die Torstraße 6/230 und Weydingerstraße 20/22 im Süden durch S-Bahn, Spree, Dircksenstraße 32–51 und Neue Promenade / Am Zwirngraben im Osten durch die Karl-Liebknecht-Straße 15/33 und im Westen durch die Friedrichstraße 105–118 (Lage) | Spandauer Vorstadt Gesamtanlagen siehe: Gipsstraße 23A Große Hamburger Straße 5–11, 29–31 Linienstraße 16–21... Rosa-Luxemburg-Straße 30 Rosenthaler Straße 40–41 Spandauer Vorstadt Tucholskystraße 2 Baudenkmale siehe: Almstadtstraße 11, 16, 18, 43 Alte Schönhauser Straße 46, 48–49 Am Zwirngraben, S-Bahnhof Börse Auguststraße 9; 11–13; 14–16; 19, 21; 23; 24–25; 26B; 36; 53; 56–57; 69; 74; 76; 89; 90 Friedrichstraße 107; 112A Gipsstraße 11 Gormannstraße 12 Große Hamburger Straße 13–14; 15–16; 17; 19A; zwischen 25 und 26, Gedenkstätte; 27; 28; 29–31; Sophienkirche, 37 Hirtenstraße 4 Joachimstraße 6; 10; 11; 11A; 14; 15; 16; 20; 21 Johannisstraße 2 Karl-Liebknecht-Straße 27–29 Kleine Alexanderstraße 1–4 Kleine Präsidentenstraße 3 Kleine Rosenthaler Straße 2–3 Koppenplatz 6; 11; 12; 13 Krausnickstraße 3–3A Linienstraße 49; 62; 101; 110; 128–129, 137; 144; 145; 147; 150; 153; 154A; 155, 158; 159; 162; 206 Max-Beer-Straße 2/4 Monbijoupark, Büste Chamisso Monbijouplatz 12 Monbijoustraße 2; 4, 4A Mulackstraße 22; 23 Münzstraße 8; 14/16; 18; 21/23 Neue Promenade 3; 5 Neue Schönhauser Straße 8; 10; 12; 13; 14; 15; 19; 20 Oranienburger Straße, S-Bahnhof; 1–3; 4; 23; 27; 28; 30; 31; 34; 35–36, 50; 54; 71–72; 73–76; 84, 86 Rosenthaler Platz, U-Bahnhof Rosa-Luxemburg-Platz, U-Bahnhof; 2–3 Rosa-Luxemburg-Straße 2/4; 14; 15; 39/41 Rosenthaler Straße 13; 31; 36; 37; 38; 39, 51; 72A Rückerstraße 4 Sophienstraße 2; 3; 5; 8; 9; 11; 18–18A; 22–22A; 28–29 Steinstraße 19; 21 Torstraße 138; 146; 164; 222 Tucholskystr. 6/14; 9; 22; 24; 31/33; 40 Weinmeisterstraße, U-Bahnhof; 15; 16–17 Weydingerstraße 18; 20/22 Ziegelstraße 5–9; 10–11; 12 Gartendenkmale siehe: Große Hamburger Straße (zwischen 25 und 26) Alter jüdischer Friedhof; 29–30 Kleine Rosenthaler Straße 3 Koppenplatz 11 Münzstraße 21/23 | 09080084 – Linienstraße 55, Mietshaus, 1841 |                                     |
| 09011331 | Spandauer Vorstadt begrenzt im Norden durch die Torstraße 6/230 und Weydingerstraße 20/22 im Süden durch S-Bahn, Spree, Dircksenstraße 32–51 und Neue Promenade / Am Zwirngraben im Osten durch die Karl-Liebknecht-Straße 15/33 und im Westen durch die Friedrichstraße 105–118 (Lage) | Spandauer Vorstadt Gesamtanlagen siehe: Gipsstraße 23A Große Hamburger Straße 5–11, 29–31 Linienstraße 16–21... Rosa-Luxemburg-Straße 30 Rosenthaler Straße 40–41 Spandauer Vorstadt Tucholskystraße 2 Baudenkmale siehe: Almstadtstraße 11, 16, 18, 43 Alte Schönhauser Straße 46, 48–49 Am Zwirngraben, S-Bahnhof Börse Auguststraße 9; 11–13; 14–16; 19, 21; 23; 24–25; 26B; 36; 53; 56–57; 69; 74; 76; 89; 90 Friedrichstraße 107; 112A Gipsstraße 11 Gormannstraße 12 Große Hamburger Straße 13–14; 15–16; 17; 19A; zwischen 25 und 26, Gedenkstätte; 27; 28; 29–31; Sophienkirche, 37 Hirtenstraße 4 Joachimstraße 6; 10; 11; 11A; 14; 15; 16; 20; 21 Johannisstraße 2 Karl-Liebknecht-Straße 27–29 Kleine Alexanderstraße 1–4 Kleine Präsidentenstraße 3 Kleine Rosenthaler Straße 2–3 Koppenplatz 6; 11; 12; 13 Krausnickstraße 3–3A Linienstraße 49; 62; 101; 110; 128–129, 137; 144; 145; 147; 150; 153; 154A; 155, 158; 159; 162; 206 Max-Beer-Straße 2/4 Monbijoupark, Büste Chamisso Monbijouplatz 12 Monbijoustraße 2; 4, 4A Mulackstraße 22; 23 Münzstraße 8; 14/16; 18; 21/23 Neue Promenade 3; 5 Neue Schönhauser Straße 8; 10; 12; 13; 14; 15; 19; 20 Oranienburger Straße, S-Bahnhof; 1–3; 4; 23; 27; 28; 30; 31; 34; 35–36, 50; 54; 71–72; 73–76; 84, 86 Rosenthaler Platz, U-Bahnhof Rosa-Luxemburg-Platz, U-Bahnhof; 2–3 Rosa-Luxemburg-Straße 2/4; 14; 15; 39/41 Rosenthaler Straße 13; 31; 36; 37; 38; 39, 51; 72A Rückerstraße 4 Sophienstraße 2; 3; 5; 8; 9; 11; 18–18A; 22–22A; 28–29 Steinstraße 19; 21 Torstraße 138; 146; 164; 222 Tucholskystr. 6/14; 9; 22; 24; 31/33; 40 Weinmeisterstraße, U-Bahnhof; 15; 16–17 Weydingerstraße 18; 20/22 Ziegelstraße 5–9; 10–11; 12 Gartendenkmale siehe: Große Hamburger Straße (zwischen 25 und 26) Alter jüdischer Friedhof; 29–30 Kleine Rosenthaler Straße 3 Koppenplatz 11 Münzstraße 21/23 | 09080085 – Linienstraße 56, Mietshaus, 1874 |                                     |
| 09011331 | Spandauer Vorstadt begrenzt im Norden durch die Torstraße 6/230 und Weydingerstraße 20/22 im Süden durch S-Bahn, Spree, Dircksenstraße 32–51 und Neue Promenade / Am Zwirngraben im Osten durch die Karl-Liebknecht-Straße 15/33 und im Westen durch die Friedrichstraße 105–118 (Lage) | Spandauer Vorstadt Gesamtanlagen siehe: Gipsstraße 23A Große Hamburger Straße 5–11, 29–31 Linienstraße 16–21... Rosa-Luxemburg-Straße 30 Rosenthaler Straße 40–41 Spandauer Vorstadt Tucholskystraße 2 Baudenkmale siehe: Almstadtstraße 11, 16, 18, 43 Alte Schönhauser Straße 46, 48–49 Am Zwirngraben, S-Bahnhof Börse Auguststraße 9; 11–13; 14–16; 19, 21; 23; 24–25; 26B; 36; 53; 56–57; 69; 74; 76; 89; 90 Friedrichstraße 107; 112A Gipsstraße 11 Gormannstraße 12 Große Hamburger Straße 13–14; 15–16; 17; 19A; zwischen 25 und 26, Gedenkstätte; 27; 28; 29–31; Sophienkirche, 37 Hirtenstraße 4 Joachimstraße 6; 10; 11; 11A; 14; 15; 16; 20; 21 Johannisstraße 2 Karl-Liebknecht-Straße 27–29 Kleine Alexanderstraße 1–4 Kleine Präsidentenstraße 3 Kleine Rosenthaler Straße 2–3 Koppenplatz 6; 11; 12; 13 Krausnickstraße 3–3A Linienstraße 49; 62; 101; 110; 128–129, 137; 144; 145; 147; 150; 153; 154A; 155, 158; 159; 162; 206 Max-Beer-Straße 2/4 Monbijoupark, Büste Chamisso Monbijouplatz 12 Monbijoustraße 2; 4, 4A Mulackstraße 22; 23 Münzstraße 8; 14/16; 18; 21/23 Neue Promenade 3; 5 Neue Schönhauser Straße 8; 10; 12; 13; 14; 15; 19; 20 Oranienburger Straße, S-Bahnhof; 1–3; 4; 23; 27; 28; 30; 31; 34; 35–36, 50; 54; 71–72; 73–76; 84, 86 Rosenthaler Platz, U-Bahnhof Rosa-Luxemburg-Platz, U-Bahnhof; 2–3 Rosa-Luxemburg-Straße 2/4; 14; 15; 39/41 Rosenthaler Straße 13; 31; 36; 37; 38; 39, 51; 72A Rückerstraße 4 Sophienstraße 2; 3; 5; 8; 9; 11; 18–18A; 22–22A; 28–29 Steinstraße 19; 21 Torstraße 138; 146; 164; 222 Tucholskystr. 6/14; 9; 22; 24; 31/33; 40 Weinmeisterstraße, U-Bahnhof; 15; 16–17 Weydingerstraße 18; 20/22 Ziegelstraße 5–9; 10–11; 12 Gartendenkmale siehe: Große Hamburger Straße (zwischen 25 und 26) Alter jüdischer Friedhof; 29–30 Kleine Rosenthaler Straße 3 Koppenplatz 11 Münzstraße 21/23 | 09080086 – Linienstraße 57, Mietshaus, 1861 |                                     |
| 09011331 | Spandauer Vorstadt begrenzt im Norden durch die Torstraße 6/230 und Weydingerstraße 20/22 im Süden durch S-Bahn, Spree, Dircksenstraße 32–51 und Neue Promenade / Am Zwirngraben im Osten durch die Karl-Liebknecht-Straße 15/33 und im Westen durch die Friedrichstraße 105–118 (Lage) | Spandauer Vorstadt Gesamtanlagen siehe: Gipsstraße 23A Große Hamburger Straße 5–11, 29–31 Linienstraße 16–21... Rosa-Luxemburg-Straße 30 Rosenthaler Straße 40–41 Spandauer Vorstadt Tucholskystraße 2 Baudenkmale siehe: Almstadtstraße 11, 16, 18, 43 Alte Schönhauser Straße 46, 48–49 Am Zwirngraben, S-Bahnhof Börse Auguststraße 9; 11–13; 14–16; 19, 21; 23; 24–25; 26B; 36; 53; 56–57; 69; 74; 76; 89; 90 Friedrichstraße 107; 112A Gipsstraße 11 Gormannstraße 12 Große Hamburger Straße 13–14; 15–16; 17; 19A; zwischen 25 und 26, Gedenkstätte; 27; 28; 29–31; Sophienkirche, 37 Hirtenstraße 4 Joachimstraße 6; 10; 11; 11A; 14; 15; 16; 20; 21 Johannisstraße 2 Karl-Liebknecht-Straße 27–29 Kleine Alexanderstraße 1–4 Kleine Präsidentenstraße 3 Kleine Rosenthaler Straße 2–3 Koppenplatz 6; 11; 12; 13 Krausnickstraße 3–3A Linienstraße 49; 62; 101; 110; 128–129, 137; 144; 145; 147; 150; 153; 154A; 155, 158; 159; 162; 206 Max-Beer-Straße 2/4 Monbijoupark, Büste Chamisso Monbijouplatz 12 Monbijoustraße 2; 4, 4A Mulackstraße 22; 23 Münzstraße 8; 14/16; 18; 21/23 Neue Promenade 3; 5 Neue Schönhauser Straße 8; 10; 12; 13; 14; 15; 19; 20 Oranienburger Straße, S-Bahnhof; 1–3; 4; 23; 27; 28; 30; 31; 34; 35–36, 50; 54; 71–72; 73–76; 84, 86 Rosenthaler Platz, U-Bahnhof Rosa-Luxemburg-Platz, U-Bahnhof; 2–3 Rosa-Luxemburg-Straße 2/4; 14; 15; 39/41 Rosenthaler Straße 13; 31; 36; 37; 38; 39, 51; 72A Rückerstraße 4 Sophienstraße 2; 3; 5; 8; 9; 11; 18–18A; 22–22A; 28–29 Steinstraße 19; 21 Torstraße 138; 146; 164; 222 Tucholskystr. 6/14; 9; 22; 24; 31/33; 40 Weinmeisterstraße, U-Bahnhof; 15; 16–17 Weydingerstraße 18; 20/22 Ziegelstraße 5–9; 10–11; 12 Gartendenkmale siehe: Große Hamburger Straße (zwischen 25 und 26) Alter jüdischer Friedhof; 29–30 Kleine Rosenthaler Straße 3 Koppenplatz 11 Münzstraße 21/23 | 09080087 – Linienstraße 58, Mietshaus, 1886 |                                     |
| 09011331 | Spandauer Vorstadt begrenzt im Norden durch die Torstraße 6/230 und Weydingerstraße 20/22 im Süden durch S-Bahn, Spree, Dircksenstraße 32–51 und Neue Promenade / Am Zwirngraben im Osten durch die Karl-Liebknecht-Straße 15/33 und im Westen durch die Friedrichstraße 105–118 (Lage) | Spandauer Vorstadt Gesamtanlagen siehe: Gipsstraße 23A Große Hamburger Straße 5–11, 29–31 Linienstraße 16–21... Rosa-Luxemburg-Straße 30 Rosenthaler Straße 40–41 Spandauer Vorstadt Tucholskystraße 2 Baudenkmale siehe: Almstadtstraße 11, 16, 18, 43 Alte Schönhauser Straße 46, 48–49 Am Zwirngraben, S-Bahnhof Börse Auguststraße 9; 11–13; 14–16; 19, 21; 23; 24–25; 26B; 36; 53; 56–57; 69; 74; 76; 89; 90 Friedrichstraße 107; 112A Gipsstraße 11 Gormannstraße 12 Große Hamburger Straße 13–14; 15–16; 17; 19A; zwischen 25 und 26, Gedenkstätte; 27; 28; 29–31; Sophienkirche, 37 Hirtenstraße 4 Joachimstraße 6; 10; 11; 11A; 14; 15; 16; 20; 21 Johannisstraße 2 Karl-Liebknecht-Straße 27–29 Kleine Alexanderstraße 1–4 Kleine Präsidentenstraße 3 Kleine Rosenthaler Straße 2–3 Koppenplatz 6; 11; 12; 13 Krausnickstraße 3–3A Linienstraße 49; 62; 101; 110; 128–129, 137; 144; 145; 147; 150; 153; 154A; 155, 158; 159; 162; 206 Max-Beer-Straße 2/4 Monbijoupark, Büste Chamisso Monbijouplatz 12 Monbijoustraße 2; 4, 4A Mulackstraße 22; 23 Münzstraße 8; 14/16; 18; 21/23 Neue Promenade 3; 5 Neue Schönhauser Straße 8; 10; 12; 13; 14; 15; 19; 20 Oranienburger Straße, S-Bahnhof; 1–3; 4; 23; 27; 28; 30; 31; 34; 35–36, 50; 54; 71–72; 73–76; 84, 86 Rosenthaler Platz, U-Bahnhof Rosa-Luxemburg-Platz, U-Bahnhof; 2–3 Rosa-Luxemburg-Straße 2/4; 14; 15; 39/41 Rosenthaler Straße 13; 31; 36; 37; 38; 39, 51; 72A Rückerstraße 4 Sophienstraße 2; 3; 5; 8; 9; 11; 18–18A; 22–22A; 28–29 Steinstraße 19; 21 Torstraße 138; 146; 164; 222 Tucholskystr. 6/14; 9; 22; 24; 31/33; 40 Weinmeisterstraße, U-Bahnhof; 15; 16–17 Weydingerstraße 18; 20/22 Ziegelstraße 5–9; 10–11; 12 Gartendenkmale siehe: Große Hamburger Straße (zwischen 25 und 26) Alter jüdischer Friedhof; 29–30 Kleine Rosenthaler Straße 3 Koppenplatz 11 Münzstraße 21/23 | 09011362 – Linienstraße 65A, Etagenfabrik (Hofgebäude), um 1890 |                                     |
| 09011331 | Spandauer Vorstadt begrenzt im Norden durch die Torstraße 6/230 und Weydingerstraße 20/22 im Süden durch S-Bahn, Spree, Dircksenstraße 32–51 und Neue Promenade / Am Zwirngraben im Osten durch die Karl-Liebknecht-Straße 15/33 und im Westen durch die Friedrichstraße 105–118 (Lage) | Spandauer Vorstadt Gesamtanlagen siehe: Gipsstraße 23A Große Hamburger Straße 5–11, 29–31 Linienstraße 16–21... Rosa-Luxemburg-Straße 30 Rosenthaler Straße 40–41 Spandauer Vorstadt Tucholskystraße 2 Baudenkmale siehe: Almstadtstraße 11, 16, 18, 43 Alte Schönhauser Straße 46, 48–49 Am Zwirngraben, S-Bahnhof Börse Auguststraße 9; 11–13; 14–16; 19, 21; 23; 24–25; 26B; 36; 53; 56–57; 69; 74; 76; 89; 90 Friedrichstraße 107; 112A Gipsstraße 11 Gormannstraße 12 Große Hamburger Straße 13–14; 15–16; 17; 19A; zwischen 25 und 26, Gedenkstätte; 27; 28; 29–31; Sophienkirche, 37 Hirtenstraße 4 Joachimstraße 6; 10; 11; 11A; 14; 15; 16; 20; 21 Johannisstraße 2 Karl-Liebknecht-Straße 27–29 Kleine Alexanderstraße 1–4 Kleine Präsidentenstraße 3 Kleine Rosenthaler Straße 2–3 Koppenplatz 6; 11; 12; 13 Krausnickstraße 3–3A Linienstraße 49; 62; 101; 110; 128–129, 137; 144; 145; 147; 150; 153; 154A; 155, 158; 159; 162; 206 Max-Beer-Straße 2/4 Monbijoupark, Büste Chamisso Monbijouplatz 12 Monbijoustraße 2; 4, 4A Mulackstraße 22; 23 Münzstraße 8; 14/16; 18; 21/23 Neue Promenade 3; 5 Neue Schönhauser Straße 8; 10; 12; 13; 14; 15; 19; 20 Oranienburger Straße, S-Bahnhof; 1–3; 4; 23; 27; 28; 30; 31; 34; 35–36, 50; 54; 71–72; 73–76; 84, 86 Rosenthaler Platz, U-Bahnhof Rosa-Luxemburg-Platz, U-Bahnhof; 2–3 Rosa-Luxemburg-Straße 2/4; 14; 15; 39/41 Rosenthaler Straße 13; 31; 36; 37; 38; 39, 51; 72A Rückerstraße 4 Sophienstraße 2; 3; 5; 8; 9; 11; 18–18A; 22–22A; 28–29 Steinstraße 19; 21 Torstraße 138; 146; 164; 222 Tucholskystr. 6/14; 9; 22; 24; 31/33; 40 Weinmeisterstraße, U-Bahnhof; 15; 16–17 Weydingerstraße 18; 20/22 Ziegelstraße 5–9; 10–11; 12 Gartendenkmale siehe: Große Hamburger Straße (zwischen 25 und 26) Alter jüdischer Friedhof; 29–30 Kleine Rosenthaler Straße 3 Koppenplatz 11 Münzstraße 21/23 | 09011363 – Linienstraße 71, Mietshaus, 1887 |                                     |
| 09011331 | Spandauer Vorstadt begrenzt im Norden durch die Torstraße 6/230 und Weydingerstraße 20/22 im Süden durch S-Bahn, Spree, Dircksenstraße 32–51 und Neue Promenade / Am Zwirngraben im Osten durch die Karl-Liebknecht-Straße 15/33 und im Westen durch die Friedrichstraße 105–118 (Lage) | Spandauer Vorstadt Gesamtanlagen siehe: Gipsstraße 23A Große Hamburger Straße 5–11, 29–31 Linienstraße 16–21... Rosa-Luxemburg-Straße 30 Rosenthaler Straße 40–41 Spandauer Vorstadt Tucholskystraße 2 Baudenkmale siehe: Almstadtstraße 11, 16, 18, 43 Alte Schönhauser Straße 46, 48–49 Am Zwirngraben, S-Bahnhof Börse Auguststraße 9; 11–13; 14–16; 19, 21; 23; 24–25; 26B; 36; 53; 56–57; 69; 74; 76; 89; 90 Friedrichstraße 107; 112A Gipsstraße 11 Gormannstraße 12 Große Hamburger Straße 13–14; 15–16; 17; 19A; zwischen 25 und 26, Gedenkstätte; 27; 28; 29–31; Sophienkirche, 37 Hirtenstraße 4 Joachimstraße 6; 10; 11; 11A; 14; 15; 16; 20; 21 Johannisstraße 2 Karl-Liebknecht-Straße 27–29 Kleine Alexanderstraße 1–4 Kleine Präsidentenstraße 3 Kleine Rosenthaler Straße 2–3 Koppenplatz 6; 11; 12; 13 Krausnickstraße 3–3A Linienstraße 49; 62; 101; 110; 128–129, 137; 144; 145; 147; 150; 153; 154A; 155, 158; 159; 162; 206 Max-Beer-Straße 2/4 Monbijoupark, Büste Chamisso Monbijouplatz 12 Monbijoustraße 2; 4, 4A Mulackstraße 22; 23 Münzstraße 8; 14/16; 18; 21/23 Neue Promenade 3; 5 Neue Schönhauser Straße 8; 10; 12; 13; 14; 15; 19; 20 Oranienburger Straße, S-Bahnhof; 1–3; 4; 23; 27; 28; 30; 31; 34; 35–36, 50; 54; 71–72; 73–76; 84, 86 Rosenthaler Platz, U-Bahnhof Rosa-Luxemburg-Platz, U-Bahnhof; 2–3 Rosa-Luxemburg-Straße 2/4; 14; 15; 39/41 Rosenthaler Straße 13; 31; 36; 37; 38; 39, 51; 72A Rückerstraße 4 Sophienstraße 2; 3; 5; 8; 9; 11; 18–18A; 22–22A; 28–29 Steinstraße 19; 21 Torstraße 138; 146; 164; 222 Tucholskystr. 6/14; 9; 22; 24; 31/33; 40 Weinmeisterstraße, U-Bahnhof; 15; 16–17 Weydingerstraße 18; 20/22 Ziegelstraße 5–9; 10–11; 12 Gartendenkmale siehe: Große Hamburger Straße (zwischen 25 und 26) Alter jüdischer Friedhof; 29–30 Kleine Rosenthaler Straße 3 Koppenplatz 11 Münzstraße 21/23 | 09011364 – Linienstraße 73, Mietshaus, 1889 |                                     |
| 09011331 | Spandauer Vorstadt begrenzt im Norden durch die Torstraße 6/230 und Weydingerstraße 20/22 im Süden durch S-Bahn, Spree, Dircksenstraße 32–51 und Neue Promenade / Am Zwirngraben im Osten durch die Karl-Liebknecht-Straße 15/33 und im Westen durch die Friedrichstraße 105–118 (Lage) | Spandauer Vorstadt Gesamtanlagen siehe: Gipsstraße 23A Große Hamburger Straße 5–11, 29–31 Linienstraße 16–21... Rosa-Luxemburg-Straße 30 Rosenthaler Straße 40–41 Spandauer Vorstadt Tucholskystraße 2 Baudenkmale siehe: Almstadtstraße 11, 16, 18, 43 Alte Schönhauser Straße 46, 48–49 Am Zwirngraben, S-Bahnhof Börse Auguststraße 9; 11–13; 14–16; 19, 21; 23; 24–25; 26B; 36; 53; 56–57; 69; 74; 76; 89; 90 Friedrichstraße 107; 112A Gipsstraße 11 Gormannstraße 12 Große Hamburger Straße 13–14; 15–16; 17; 19A; zwischen 25 und 26, Gedenkstätte; 27; 28; 29–31; Sophienkirche, 37 Hirtenstraße 4 Joachimstraße 6; 10; 11; 11A; 14; 15; 16; 20; 21 Johannisstraße 2 Karl-Liebknecht-Straße 27–29 Kleine Alexanderstraße 1–4 Kleine Präsidentenstraße 3 Kleine Rosenthaler Straße 2–3 Koppenplatz 6; 11; 12; 13 Krausnickstraße 3–3A Linienstraße 49; 62; 101; 110; 128–129, 137; 144; 145; 147; 150; 153; 154A; 155, 158; 159; 162; 206 Max-Beer-Straße 2/4 Monbijoupark, Büste Chamisso Monbijouplatz 12 Monbijoustraße 2; 4, 4A Mulackstraße 22; 23 Münzstraße 8; 14/16; 18; 21/23 Neue Promenade 3; 5 Neue Schönhauser Straße 8; 10; 12; 13; 14; 15; 19; 20 Oranienburger Straße, S-Bahnhof; 1–3; 4; 23; 27; 28; 30; 31; 34; 35–36, 50; 54; 71–72; 73–76; 84, 86 Rosenthaler Platz, U-Bahnhof Rosa-Luxemburg-Platz, U-Bahnhof; 2–3 Rosa-Luxemburg-Straße 2/4; 14; 15; 39/41 Rosenthaler Straße 13; 31; 36; 37; 38; 39, 51; 72A Rückerstraße 4 Sophienstraße 2; 3; 5; 8; 9; 11; 18–18A; 22–22A; 28–29 Steinstraße 19; 21 Torstraße 138; 146; 164; 222 Tucholskystr. 6/14; 9; 22; 24; 31/33; 40 Weinmeisterstraße, U-Bahnhof; 15; 16–17 Weydingerstraße 18; 20/22 Ziegelstraße 5–9; 10–11; 12 Gartendenkmale siehe: Große Hamburger Straße (zwischen 25 und 26) Alter jüdischer Friedhof; 29–30 Kleine Rosenthaler Straße 3 Koppenplatz 11 Münzstraße 21/23 | 09080091 – Linienstraße 76, Mietshaus, 1840 |                                     |
| 09011331 | Spandauer Vorstadt begrenzt im Norden durch die Torstraße 6/230 und Weydingerstraße 20/22 im Süden durch S-Bahn, Spree, Dircksenstraße 32–51 und Neue Promenade / Am Zwirngraben im Osten durch die Karl-Liebknecht-Straße 15/33 und im Westen durch die Friedrichstraße 105–118 (Lage) | Spandauer Vorstadt Gesamtanlagen siehe: Gipsstraße 23A Große Hamburger Straße 5–11, 29–31 Linienstraße 16–21... Rosa-Luxemburg-Straße 30 Rosenthaler Straße 40–41 Spandauer Vorstadt Tucholskystraße 2 Baudenkmale siehe: Almstadtstraße 11, 16, 18, 43 Alte Schönhauser Straße 46, 48–49 Am Zwirngraben, S-Bahnhof Börse Auguststraße 9; 11–13; 14–16; 19, 21; 23; 24–25; 26B; 36; 53; 56–57; 69; 74; 76; 89; 90 Friedrichstraße 107; 112A Gipsstraße 11 Gormannstraße 12 Große Hamburger Straße 13–14; 15–16; 17; 19A; zwischen 25 und 26, Gedenkstätte; 27; 28; 29–31; Sophienkirche, 37 Hirtenstraße 4 Joachimstraße 6; 10; 11; 11A; 14; 15; 16; 20; 21 Johannisstraße 2 Karl-Liebknecht-Straße 27–29 Kleine Alexanderstraße 1–4 Kleine Präsidentenstraße 3 Kleine Rosenthaler Straße 2–3 Koppenplatz 6; 11; 12; 13 Krausnickstraße 3–3A Linienstraße 49; 62; 101; 110; 128–129, 137; 144; 145; 147; 150; 153; 154A; 155, 158; 159; 162; 206 Max-Beer-Straße 2/4 Monbijoupark, Büste Chamisso Monbijouplatz 12 Monbijoustraße 2; 4, 4A Mulackstraße 22; 23 Münzstraße 8; 14/16; 18; 21/23 Neue Promenade 3; 5 Neue Schönhauser Straße 8; 10; 12; 13; 14; 15; 19; 20 Oranienburger Straße, S-Bahnhof; 1–3; 4; 23; 27; 28; 30; 31; 34; 35–36, 50; 54; 71–72; 73–76; 84, 86 Rosenthaler Platz, U-Bahnhof Rosa-Luxemburg-Platz, U-Bahnhof; 2–3 Rosa-Luxemburg-Straße 2/4; 14; 15; 39/41 Rosenthaler Straße 13; 31; 36; 37; 38; 39, 51; 72A Rückerstraße 4 Sophienstraße 2; 3; 5; 8; 9; 11; 18–18A; 22–22A; 28–29 Steinstraße 19; 21 Torstraße 138; 146; 164; 222 Tucholskystr. 6/14; 9; 22; 24; 31/33; 40 Weinmeisterstraße, U-Bahnhof; 15; 16–17 Weydingerstraße 18; 20/22 Ziegelstraße 5–9; 10–11; 12 Gartendenkmale siehe: Große Hamburger Straße (zwischen 25 und 26) Alter jüdischer Friedhof; 29–30 Kleine Rosenthaler Straße 3 Koppenplatz 11 Münzstraße 21/23 | 09080092 – Linienstraße 77, Mietshaus, um 1905 |                                     |
| 09011331 | Spandauer Vorstadt begrenzt im Norden durch die Torstraße 6/230 und Weydingerstraße 20/22 im Süden durch S-Bahn, Spree, Dircksenstraße 32–51 und Neue Promenade / Am Zwirngraben im Osten durch die Karl-Liebknecht-Straße 15/33 und im Westen durch die Friedrichstraße 105–118 (Lage) | Spandauer Vorstadt Gesamtanlagen siehe: Gipsstraße 23A Große Hamburger Straße 5–11, 29–31 Linienstraße 16–21... Rosa-Luxemburg-Straße 30 Rosenthaler Straße 40–41 Spandauer Vorstadt Tucholskystraße 2 Baudenkmale siehe: Almstadtstraße 11, 16, 18, 43 Alte Schönhauser Straße 46, 48–49 Am Zwirngraben, S-Bahnhof Börse Auguststraße 9; 11–13; 14–16; 19, 21; 23; 24–25; 26B; 36; 53; 56–57; 69; 74; 76; 89; 90 Friedrichstraße 107; 112A Gipsstraße 11 Gormannstraße 12 Große Hamburger Straße 13–14; 15–16; 17; 19A; zwischen 25 und 26, Gedenkstätte; 27; 28; 29–31; Sophienkirche, 37 Hirtenstraße 4 Joachimstraße 6; 10; 11; 11A; 14; 15; 16; 20; 21 Johannisstraße 2 Karl-Liebknecht-Straße 27–29 Kleine Alexanderstraße 1–4 Kleine Präsidentenstraße 3 Kleine Rosenthaler Straße 2–3 Koppenplatz 6; 11; 12; 13 Krausnickstraße 3–3A Linienstraße 49; 62; 101; 110; 128–129, 137; 144; 145; 147; 150; 153; 154A; 155, 158; 159; 162; 206 Max-Beer-Straße 2/4 Monbijoupark, Büste Chamisso Monbijouplatz 12 Monbijoustraße 2; 4, 4A Mulackstraße 22; 23 Münzstraße 8; 14/16; 18; 21/23 Neue Promenade 3; 5 Neue Schönhauser Straße 8; 10; 12; 13; 14; 15; 19; 20 Oranienburger Straße, S-Bahnhof; 1–3; 4; 23; 27; 28; 30; 31; 34; 35–36, 50; 54; 71–72; 73–76; 84, 86 Rosenthaler Platz, U-Bahnhof Rosa-Luxemburg-Platz, U-Bahnhof; 2–3 Rosa-Luxemburg-Straße 2/4; 14; 15; 39/41 Rosenthaler Straße 13; 31; 36; 37; 38; 39, 51; 72A Rückerstraße 4 Sophienstraße 2; 3; 5; 8; 9; 11; 18–18A; 22–22A; 28–29 Steinstraße 19; 21 Torstraße 138; 146; 164; 222 Tucholskystr. 6/14; 9; 22; 24; 31/33; 40 Weinmeisterstraße, U-Bahnhof; 15; 16–17 Weydingerstraße 18; 20/22 Ziegelstraße 5–9; 10–11; 12 Gartendenkmale siehe: Große Hamburger Straße (zwischen 25 und 26) Alter jüdischer Friedhof; 29–30 Kleine Rosenthaler Straße 3 Koppenplatz 11 Münzstraße 21/23 | 09080109 – Linienstraße 99, Mietshaus, 1826 |                                     |
| 09011331 | Spandauer Vorstadt begrenzt im Norden durch die Torstraße 6/230 und Weydingerstraße 20/22 im Süden durch S-Bahn, Spree, Dircksenstraße 32–51 und Neue Promenade / Am Zwirngraben im Osten durch die Karl-Liebknecht-Straße 15/33 und im Westen durch die Friedrichstraße 105–118 (Lage) | Spandauer Vorstadt Gesamtanlagen siehe: Gipsstraße 23A Große Hamburger Straße 5–11, 29–31 Linienstraße 16–21... Rosa-Luxemburg-Straße 30 Rosenthaler Straße 40–41 Spandauer Vorstadt Tucholskystraße 2 Baudenkmale siehe: Almstadtstraße 11, 16, 18, 43 Alte Schönhauser Straße 46, 48–49 Am Zwirngraben, S-Bahnhof Börse Auguststraße 9; 11–13; 14–16; 19, 21; 23; 24–25; 26B; 36; 53; 56–57; 69; 74; 76; 89; 90 Friedrichstraße 107; 112A Gipsstraße 11 Gormannstraße 12 Große Hamburger Straße 13–14; 15–16; 17; 19A; zwischen 25 und 26, Gedenkstätte; 27; 28; 29–31; Sophienkirche, 37 Hirtenstraße 4 Joachimstraße 6; 10; 11; 11A; 14; 15; 16; 20; 21 Johannisstraße 2 Karl-Liebknecht-Straße 27–29 Kleine Alexanderstraße 1–4 Kleine Präsidentenstraße 3 Kleine Rosenthaler Straße 2–3 Koppenplatz 6; 11; 12; 13 Krausnickstraße 3–3A Linienstraße 49; 62; 101; 110; 128–129, 137; 144; 145; 147; 150; 153; 154A; 155, 158; 159; 162; 206 Max-Beer-Straße 2/4 Monbijoupark, Büste Chamisso Monbijouplatz 12 Monbijoustraße 2; 4, 4A Mulackstraße 22; 23 Münzstraße 8; 14/16; 18; 21/23 Neue Promenade 3; 5 Neue Schönhauser Straße 8; 10; 12; 13; 14; 15; 19; 20 Oranienburger Straße, S-Bahnhof; 1–3; 4; 23; 27; 28; 30; 31; 34; 35–36, 50; 54; 71–72; 73–76; 84, 86 Rosenthaler Platz, U-Bahnhof Rosa-Luxemburg-Platz, U-Bahnhof; 2–3 Rosa-Luxemburg-Straße 2/4; 14; 15; 39/41 Rosenthaler Straße 13; 31; 36; 37; 38; 39, 51; 72A Rückerstraße 4 Sophienstraße 2; 3; 5; 8; 9; 11; 18–18A; 22–22A; 28–29 Steinstraße 19; 21 Torstraße 138; 146; 164; 222 Tucholskystr. 6/14; 9; 22; 24; 31/33; 40 Weinmeisterstraße, U-Bahnhof; 15; 16–17 Weydingerstraße 18; 20/22 Ziegelstraße 5–9; 10–11; 12 Gartendenkmale siehe: Große Hamburger Straße (zwischen 25 und 26) Alter jüdischer Friedhof; 29–30 Kleine Rosenthaler Straße 3 Koppenplatz 11 Münzstraße 21/23 | 09080107 – Linienstraße 100, Mietshaus, 1854 |                                     |
| 09011331 | Spandauer Vorstadt begrenzt im Norden durch die Torstraße 6/230 und Weydingerstraße 20/22 im Süden durch S-Bahn, Spree, Dircksenstraße 32–51 und Neue Promenade / Am Zwirngraben im Osten durch die Karl-Liebknecht-Straße 15/33 und im Westen durch die Friedrichstraße 105–118 (Lage) | Spandauer Vorstadt Gesamtanlagen siehe: Gipsstraße 23A Große Hamburger Straße 5–11, 29–31 Linienstraße 16–21... Rosa-Luxemburg-Straße 30 Rosenthaler Straße 40–41 Spandauer Vorstadt Tucholskystraße 2 Baudenkmale siehe: Almstadtstraße 11, 16, 18, 43 Alte Schönhauser Straße 46, 48–49 Am Zwirngraben, S-Bahnhof Börse Auguststraße 9; 11–13; 14–16; 19, 21; 23; 24–25; 26B; 36; 53; 56–57; 69; 74; 76; 89; 90 Friedrichstraße 107; 112A Gipsstraße 11 Gormannstraße 12 Große Hamburger Straße 13–14; 15–16; 17; 19A; zwischen 25 und 26, Gedenkstätte; 27; 28; 29–31; Sophienkirche, 37 Hirtenstraße 4 Joachimstraße 6; 10; 11; 11A; 14; 15; 16; 20; 21 Johannisstraße 2 Karl-Liebknecht-Straße 27–29 Kleine Alexanderstraße 1–4 Kleine Präsidentenstraße 3 Kleine Rosenthaler Straße 2–3 Koppenplatz 6; 11; 12; 13 Krausnickstraße 3–3A Linienstraße 49; 62; 101; 110; 128–129, 137; 144; 145; 147; 150; 153; 154A; 155, 158; 159; 162; 206 Max-Beer-Straße 2/4 Monbijoupark, Büste Chamisso Monbijouplatz 12 Monbijoustraße 2; 4, 4A Mulackstraße 22; 23 Münzstraße 8; 14/16; 18; 21/23 Neue Promenade 3; 5 Neue Schönhauser Straße 8; 10; 12; 13; 14; 15; 19; 20 Oranienburger Straße, S-Bahnhof; 1–3; 4; 23; 27; 28; 30; 31; 34; 35–36, 50; 54; 71–72; 73–76; 84, 86 Rosenthaler Platz, U-Bahnhof Rosa-Luxemburg-Platz, U-Bahnhof; 2–3 Rosa-Luxemburg-Straße 2/4; 14; 15; 39/41 Rosenthaler Straße 13; 31; 36; 37; 38; 39, 51; 72A Rückerstraße 4 Sophienstraße 2; 3; 5; 8; 9; 11; 18–18A; 22–22A; 28–29 Steinstraße 19; 21 Torstraße 138; 146; 164; 222 Tucholskystr. 6/14; 9; 22; 24; 31/33; 40 Weinmeisterstraße, U-Bahnhof; 15; 16–17 Weydingerstraße 18; 20/22 Ziegelstraße 5–9; 10–11; 12 Gartendenkmale siehe: Große Hamburger Straße (zwischen 25 und 26) Alter jüdischer Friedhof; 29–30 Kleine Rosenthaler Straße 3 Koppenplatz 11 Münzstraße 21/23 | 09035316 – Linienstraße 103, Mietshaus, Fassade von 1840, Umbau 1994 |                                     |
| 09011331 | Spandauer Vorstadt begrenzt im Norden durch die Torstraße 6/230 und Weydingerstraße 20/22 im Süden durch S-Bahn, Spree, Dircksenstraße 32–51 und Neue Promenade / Am Zwirngraben im Osten durch die Karl-Liebknecht-Straße 15/33 und im Westen durch die Friedrichstraße 105–118 (Lage) | Spandauer Vorstadt Gesamtanlagen siehe: Gipsstraße 23A Große Hamburger Straße 5–11, 29–31 Linienstraße 16–21... Rosa-Luxemburg-Straße 30 Rosenthaler Straße 40–41 Spandauer Vorstadt Tucholskystraße 2 Baudenkmale siehe: Almstadtstraße 11, 16, 18, 43 Alte Schönhauser Straße 46, 48–49 Am Zwirngraben, S-Bahnhof Börse Auguststraße 9; 11–13; 14–16; 19, 21; 23; 24–25; 26B; 36; 53; 56–57; 69; 74; 76; 89; 90 Friedrichstraße 107; 112A Gipsstraße 11 Gormannstraße 12 Große Hamburger Straße 13–14; 15–16; 17; 19A; zwischen 25 und 26, Gedenkstätte; 27; 28; 29–31; Sophienkirche, 37 Hirtenstraße 4 Joachimstraße 6; 10; 11; 11A; 14; 15; 16; 20; 21 Johannisstraße 2 Karl-Liebknecht-Straße 27–29 Kleine Alexanderstraße 1–4 Kleine Präsidentenstraße 3 Kleine Rosenthaler Straße 2–3 Koppenplatz 6; 11; 12; 13 Krausnickstraße 3–3A Linienstraße 49; 62; 101; 110; 128–129, 137; 144; 145; 147; 150; 153; 154A; 155, 158; 159; 162; 206 Max-Beer-Straße 2/4 Monbijoupark, Büste Chamisso Monbijouplatz 12 Monbijoustraße 2; 4, 4A Mulackstraße 22; 23 Münzstraße 8; 14/16; 18; 21/23 Neue Promenade 3; 5 Neue Schönhauser Straße 8; 10; 12; 13; 14; 15; 19; 20 Oranienburger Straße, S-Bahnhof; 1–3; 4; 23; 27; 28; 30; 31; 34; 35–36, 50; 54; 71–72; 73–76; 84, 86 Rosenthaler Platz, U-Bahnhof Rosa-Luxemburg-Platz, U-Bahnhof; 2–3 Rosa-Luxemburg-Straße 2/4; 14; 15; 39/41 Rosenthaler Straße 13; 31; 36; 37; 38; 39, 51; 72A Rückerstraße 4 Sophienstraße 2; 3; 5; 8; 9; 11; 18–18A; 22–22A; 28–29 Steinstraße 19; 21 Torstraße 138; 146; 164; 222 Tucholskystr. 6/14; 9; 22; 24; 31/33; 40 Weinmeisterstraße, U-Bahnhof; 15; 16–17 Weydingerstraße 18; 20/22 Ziegelstraße 5–9; 10–11; 12 Gartendenkmale siehe: Große Hamburger Straße (zwischen 25 und 26) Alter jüdischer Friedhof; 29–30 Kleine Rosenthaler Straße 3 Koppenplatz 11 Münzstraße 21/23 | 09035317 – Linienstraße 104, Mietshaus, 1840 |                                     |
| 09011331 | Spandauer Vorstadt begrenzt im Norden durch die Torstraße 6/230 und Weydingerstraße 20/22 im Süden durch S-Bahn, Spree, Dircksenstraße 32–51 und Neue Promenade / Am Zwirngraben im Osten durch die Karl-Liebknecht-Straße 15/33 und im Westen durch die Friedrichstraße 105–118 (Lage) | Spandauer Vorstadt Gesamtanlagen siehe: Gipsstraße 23A Große Hamburger Straße 5–11, 29–31 Linienstraße 16–21... Rosa-Luxemburg-Straße 30 Rosenthaler Straße 40–41 Spandauer Vorstadt Tucholskystraße 2 Baudenkmale siehe: Almstadtstraße 11, 16, 18, 43 Alte Schönhauser Straße 46, 48–49 Am Zwirngraben, S-Bahnhof Börse Auguststraße 9; 11–13; 14–16; 19, 21; 23; 24–25; 26B; 36; 53; 56–57; 69; 74; 76; 89; 90 Friedrichstraße 107; 112A Gipsstraße 11 Gormannstraße 12 Große Hamburger Straße 13–14; 15–16; 17; 19A; zwischen 25 und 26, Gedenkstätte; 27; 28; 29–31; Sophienkirche, 37 Hirtenstraße 4 Joachimstraße 6; 10; 11; 11A; 14; 15; 16; 20; 21 Johannisstraße 2 Karl-Liebknecht-Straße 27–29 Kleine Alexanderstraße 1–4 Kleine Präsidentenstraße 3 Kleine Rosenthaler Straße 2–3 Koppenplatz 6; 11; 12; 13 Krausnickstraße 3–3A Linienstraße 49; 62; 101; 110; 128–129, 137; 144; 145; 147; 150; 153; 154A; 155, 158; 159; 162; 206 Max-Beer-Straße 2/4 Monbijoupark, Büste Chamisso Monbijouplatz 12 Monbijoustraße 2; 4, 4A Mulackstraße 22; 23 Münzstraße 8; 14/16; 18; 21/23 Neue Promenade 3; 5 Neue Schönhauser Straße 8; 10; 12; 13; 14; 15; 19; 20 Oranienburger Straße, S-Bahnhof; 1–3; 4; 23; 27; 28; 30; 31; 34; 35–36, 50; 54; 71–72; 73–76; 84, 86 Rosenthaler Platz, U-Bahnhof Rosa-Luxemburg-Platz, U-Bahnhof; 2–3 Rosa-Luxemburg-Straße 2/4; 14; 15; 39/41 Rosenthaler Straße 13; 31; 36; 37; 38; 39, 51; 72A Rückerstraße 4 Sophienstraße 2; 3; 5; 8; 9; 11; 18–18A; 22–22A; 28–29 Steinstraße 19; 21 Torstraße 138; 146; 164; 222 Tucholskystr. 6/14; 9; 22; 24; 31/33; 40 Weinmeisterstraße, U-Bahnhof; 15; 16–17 Weydingerstraße 18; 20/22 Ziegelstraße 5–9; 10–11; 12 Gartendenkmale siehe: Große Hamburger Straße (zwischen 25 und 26) Alter jüdischer Friedhof; 29–30 Kleine Rosenthaler Straße 3 Koppenplatz 11 Münzstraße 21/23 | 09035318 – Linienstraße 107–108, Mietshaus, 1845 |                                     |
| 09011331 | Spandauer Vorstadt begrenzt im Norden durch die Torstraße 6/230 und Weydingerstraße 20/22 im Süden durch S-Bahn, Spree, Dircksenstraße 32–51 und Neue Promenade / Am Zwirngraben im Osten durch die Karl-Liebknecht-Straße 15/33 und im Westen durch die Friedrichstraße 105–118 (Lage) | Spandauer Vorstadt Gesamtanlagen siehe: Gipsstraße 23A Große Hamburger Straße 5–11, 29–31 Linienstraße 16–21... Rosa-Luxemburg-Straße 30 Rosenthaler Straße 40–41 Spandauer Vorstadt Tucholskystraße 2 Baudenkmale siehe: Almstadtstraße 11, 16, 18, 43 Alte Schönhauser Straße 46, 48–49 Am Zwirngraben, S-Bahnhof Börse Auguststraße 9; 11–13; 14–16; 19, 21; 23; 24–25; 26B; 36; 53; 56–57; 69; 74; 76; 89; 90 Friedrichstraße 107; 112A Gipsstraße 11 Gormannstraße 12 Große Hamburger Straße 13–14; 15–16; 17; 19A; zwischen 25 und 26, Gedenkstätte; 27; 28; 29–31; Sophienkirche, 37 Hirtenstraße 4 Joachimstraße 6; 10; 11; 11A; 14; 15; 16; 20; 21 Johannisstraße 2 Karl-Liebknecht-Straße 27–29 Kleine Alexanderstraße 1–4 Kleine Präsidentenstraße 3 Kleine Rosenthaler Straße 2–3 Koppenplatz 6; 11; 12; 13 Krausnickstraße 3–3A Linienstraße 49; 62; 101; 110; 128–129, 137; 144; 145; 147; 150; 153; 154A; 155, 158; 159; 162; 206 Max-Beer-Straße 2/4 Monbijoupark, Büste Chamisso Monbijouplatz 12 Monbijoustraße 2; 4, 4A Mulackstraße 22; 23 Münzstraße 8; 14/16; 18; 21/23 Neue Promenade 3; 5 Neue Schönhauser Straße 8; 10; 12; 13; 14; 15; 19; 20 Oranienburger Straße, S-Bahnhof; 1–3; 4; 23; 27; 28; 30; 31; 34; 35–36, 50; 54; 71–72; 73–76; 84, 86 Rosenthaler Platz, U-Bahnhof Rosa-Luxemburg-Platz, U-Bahnhof; 2–3 Rosa-Luxemburg-Straße 2/4; 14; 15; 39/41 Rosenthaler Straße 13; 31; 36; 37; 38; 39, 51; 72A Rückerstraße 4 Sophienstraße 2; 3; 5; 8; 9; 11; 18–18A; 22–22A; 28–29 Steinstraße 19; 21 Torstraße 138; 146; 164; 222 Tucholskystr. 6/14; 9; 22; 24; 31/33; 40 Weinmeisterstraße, U-Bahnhof; 15; 16–17 Weydingerstraße 18; 20/22 Ziegelstraße 5–9; 10–11; 12 Gartendenkmale siehe: Große Hamburger Straße (zwischen 25 und 26) Alter jüdischer Friedhof; 29–30 Kleine Rosenthaler Straße 3 Koppenplatz 11 Münzstraße 21/23 | 09035319 – Linienstraße 109, Mietshaus, 1845 |                                     |
| 09011331 | Spandauer Vorstadt begrenzt im Norden durch die Torstraße 6/230 und Weydingerstraße 20/22 im Süden durch S-Bahn, Spree, Dircksenstraße 32–51 und Neue Promenade / Am Zwirngraben im Osten durch die Karl-Liebknecht-Straße 15/33 und im Westen durch die Friedrichstraße 105–118 (Lage) | Spandauer Vorstadt Gesamtanlagen siehe: Gipsstraße 23A Große Hamburger Straße 5–11, 29–31 Linienstraße 16–21... Rosa-Luxemburg-Straße 30 Rosenthaler Straße 40–41 Spandauer Vorstadt Tucholskystraße 2 Baudenkmale siehe: Almstadtstraße 11, 16, 18, 43 Alte Schönhauser Straße 46, 48–49 Am Zwirngraben, S-Bahnhof Börse Auguststraße 9; 11–13; 14–16; 19, 21; 23; 24–25; 26B; 36; 53; 56–57; 69; 74; 76; 89; 90 Friedrichstraße 107; 112A Gipsstraße 11 Gormannstraße 12 Große Hamburger Straße 13–14; 15–16; 17; 19A; zwischen 25 und 26, Gedenkstätte; 27; 28; 29–31; Sophienkirche, 37 Hirtenstraße 4 Joachimstraße 6; 10; 11; 11A; 14; 15; 16; 20; 21 Johannisstraße 2 Karl-Liebknecht-Straße 27–29 Kleine Alexanderstraße 1–4 Kleine Präsidentenstraße 3 Kleine Rosenthaler Straße 2–3 Koppenplatz 6; 11; 12; 13 Krausnickstraße 3–3A Linienstraße 49; 62; 101; 110; 128–129, 137; 144; 145; 147; 150; 153; 154A; 155, 158; 159; 162; 206 Max-Beer-Straße 2/4 Monbijoupark, Büste Chamisso Monbijouplatz 12 Monbijoustraße 2; 4, 4A Mulackstraße 22; 23 Münzstraße 8; 14/16; 18; 21/23 Neue Promenade 3; 5 Neue Schönhauser Straße 8; 10; 12; 13; 14; 15; 19; 20 Oranienburger Straße, S-Bahnhof; 1–3; 4; 23; 27; 28; 30; 31; 34; 35–36, 50; 54; 71–72; 73–76; 84, 86 Rosenthaler Platz, U-Bahnhof Rosa-Luxemburg-Platz, U-Bahnhof; 2–3 Rosa-Luxemburg-Straße 2/4; 14; 15; 39/41 Rosenthaler Straße 13; 31; 36; 37; 38; 39, 51; 72A Rückerstraße 4 Sophienstraße 2; 3; 5; 8; 9; 11; 18–18A; 22–22A; 28–29 Steinstraße 19; 21 Torstraße 138; 146; 164; 222 Tucholskystr. 6/14; 9; 22; 24; 31/33; 40 Weinmeisterstraße, U-Bahnhof; 15; 16–17 Weydingerstraße 18; 20/22 Ziegelstraße 5–9; 10–11; 12 Gartendenkmale siehe: Große Hamburger Straße (zwischen 25 und 26) Alter jüdischer Friedhof; 29–30 Kleine Rosenthaler Straße 3 Koppenplatz 11 Münzstraße 21/23 | 09035287 – Linienstraße 112 / Tucholskystraße 48, Mietshaus, 1905 von S. Weile |                                     |
| 09011331 | Spandauer Vorstadt begrenzt im Norden durch die Torstraße 6/230 und Weydingerstraße 20/22 im Süden durch S-Bahn, Spree, Dircksenstraße 32–51 und Neue Promenade / Am Zwirngraben im Osten durch die Karl-Liebknecht-Straße 15/33 und im Westen durch die Friedrichstraße 105–118 (Lage) | Spandauer Vorstadt Gesamtanlagen siehe: Gipsstraße 23A Große Hamburger Straße 5–11, 29–31 Linienstraße 16–21... Rosa-Luxemburg-Straße 30 Rosenthaler Straße 40–41 Spandauer Vorstadt Tucholskystraße 2 Baudenkmale siehe: Almstadtstraße 11, 16, 18, 43 Alte Schönhauser Straße 46, 48–49 Am Zwirngraben, S-Bahnhof Börse Auguststraße 9; 11–13; 14–16; 19, 21; 23; 24–25; 26B; 36; 53; 56–57; 69; 74; 76; 89; 90 Friedrichstraße 107; 112A Gipsstraße 11 Gormannstraße 12 Große Hamburger Straße 13–14; 15–16; 17; 19A; zwischen 25 und 26, Gedenkstätte; 27; 28; 29–31; Sophienkirche, 37 Hirtenstraße 4 Joachimstraße 6; 10; 11; 11A; 14; 15; 16; 20; 21 Johannisstraße 2 Karl-Liebknecht-Straße 27–29 Kleine Alexanderstraße 1–4 Kleine Präsidentenstraße 3 Kleine Rosenthaler Straße 2–3 Koppenplatz 6; 11; 12; 13 Krausnickstraße 3–3A Linienstraße 49; 62; 101; 110; 128–129, 137; 144; 145; 147; 150; 153; 154A; 155, 158; 159; 162; 206 Max-Beer-Straße 2/4 Monbijoupark, Büste Chamisso Monbijouplatz 12 Monbijoustraße 2; 4, 4A Mulackstraße 22; 23 Münzstraße 8; 14/16; 18; 21/23 Neue Promenade 3; 5 Neue Schönhauser Straße 8; 10; 12; 13; 14; 15; 19; 20 Oranienburger Straße, S-Bahnhof; 1–3; 4; 23; 27; 28; 30; 31; 34; 35–36, 50; 54; 71–72; 73–76; 84, 86 Rosenthaler Platz, U-Bahnhof Rosa-Luxemburg-Platz, U-Bahnhof; 2–3 Rosa-Luxemburg-Straße 2/4; 14; 15; 39/41 Rosenthaler Straße 13; 31; 36; 37; 38; 39, 51; 72A Rückerstraße 4 Sophienstraße 2; 3; 5; 8; 9; 11; 18–18A; 22–22A; 28–29 Steinstraße 19; 21 Torstraße 138; 146; 164; 222 Tucholskystr. 6/14; 9; 22; 24; 31/33; 40 Weinmeisterstraße, U-Bahnhof; 15; 16–17 Weydingerstraße 18; 20/22 Ziegelstraße 5–9; 10–11; 12 Gartendenkmale siehe: Große Hamburger Straße (zwischen 25 und 26) Alter jüdischer Friedhof; 29–30 Kleine Rosenthaler Straße 3 Koppenplatz 11 Münzstraße 21/23 | 09035288 – Linienstraße 113–114 / Tucholskystraße 47, Mietshaus, um 1905 |                                     |
| 09011331 | Spandauer Vorstadt begrenzt im Norden durch die Torstraße 6/230 und Weydingerstraße 20/22 im Süden durch S-Bahn, Spree, Dircksenstraße 32–51 und Neue Promenade / Am Zwirngraben im Osten durch die Karl-Liebknecht-Straße 15/33 und im Westen durch die Friedrichstraße 105–118 (Lage) | Spandauer Vorstadt Gesamtanlagen siehe: Gipsstraße 23A Große Hamburger Straße 5–11, 29–31 Linienstraße 16–21... Rosa-Luxemburg-Straße 30 Rosenthaler Straße 40–41 Spandauer Vorstadt Tucholskystraße 2 Baudenkmale siehe: Almstadtstraße 11, 16, 18, 43 Alte Schönhauser Straße 46, 48–49 Am Zwirngraben, S-Bahnhof Börse Auguststraße 9; 11–13; 14–16; 19, 21; 23; 24–25; 26B; 36; 53; 56–57; 69; 74; 76; 89; 90 Friedrichstraße 107; 112A Gipsstraße 11 Gormannstraße 12 Große Hamburger Straße 13–14; 15–16; 17; 19A; zwischen 25 und 26, Gedenkstätte; 27; 28; 29–31; Sophienkirche, 37 Hirtenstraße 4 Joachimstraße 6; 10; 11; 11A; 14; 15; 16; 20; 21 Johannisstraße 2 Karl-Liebknecht-Straße 27–29 Kleine Alexanderstraße 1–4 Kleine Präsidentenstraße 3 Kleine Rosenthaler Straße 2–3 Koppenplatz 6; 11; 12; 13 Krausnickstraße 3–3A Linienstraße 49; 62; 101; 110; 128–129, 137; 144; 145; 147; 150; 153; 154A; 155, 158; 159; 162; 206 Max-Beer-Straße 2/4 Monbijoupark, Büste Chamisso Monbijouplatz 12 Monbijoustraße 2; 4, 4A Mulackstraße 22; 23 Münzstraße 8; 14/16; 18; 21/23 Neue Promenade 3; 5 Neue Schönhauser Straße 8; 10; 12; 13; 14; 15; 19; 20 Oranienburger Straße, S-Bahnhof; 1–3; 4; 23; 27; 28; 30; 31; 34; 35–36, 50; 54; 71–72; 73–76; 84, 86 Rosenthaler Platz, U-Bahnhof Rosa-Luxemburg-Platz, U-Bahnhof; 2–3 Rosa-Luxemburg-Straße 2/4; 14; 15; 39/41 Rosenthaler Straße 13; 31; 36; 37; 38; 39, 51; 72A Rückerstraße 4 Sophienstraße 2; 3; 5; 8; 9; 11; 18–18A; 22–22A; 28–29 Steinstraße 19; 21 Torstraße 138; 146; 164; 222 Tucholskystr. 6/14; 9; 22; 24; 31/33; 40 Weinmeisterstraße, U-Bahnhof; 15; 16–17 Weydingerstraße 18; 20/22 Ziegelstraße 5–9; 10–11; 12 Gartendenkmale siehe: Große Hamburger Straße (zwischen 25 und 26) Alter jüdischer Friedhof; 29–30 Kleine Rosenthaler Straße 3 Koppenplatz 11 Münzstraße 21/23 | 09011365 – Linienstraße 115, Mietshaus, 1893 |                                     |
| 09011331 | Spandauer Vorstadt begrenzt im Norden durch die Torstraße 6/230 und Weydingerstraße 20/22 im Süden durch S-Bahn, Spree, Dircksenstraße 32–51 und Neue Promenade / Am Zwirngraben im Osten durch die Karl-Liebknecht-Straße 15/33 und im Westen durch die Friedrichstraße 105–118 (Lage) | Spandauer Vorstadt Gesamtanlagen siehe: Gipsstraße 23A Große Hamburger Straße 5–11, 29–31 Linienstraße 16–21... Rosa-Luxemburg-Straße 30 Rosenthaler Straße 40–41 Spandauer Vorstadt Tucholskystraße 2 Baudenkmale siehe: Almstadtstraße 11, 16, 18, 43 Alte Schönhauser Straße 46, 48–49 Am Zwirngraben, S-Bahnhof Börse Auguststraße 9; 11–13; 14–16; 19, 21; 23; 24–25; 26B; 36; 53; 56–57; 69; 74; 76; 89; 90 Friedrichstraße 107; 112A Gipsstraße 11 Gormannstraße 12 Große Hamburger Straße 13–14; 15–16; 17; 19A; zwischen 25 und 26, Gedenkstätte; 27; 28; 29–31; Sophienkirche, 37 Hirtenstraße 4 Joachimstraße 6; 10; 11; 11A; 14; 15; 16; 20; 21 Johannisstraße 2 Karl-Liebknecht-Straße 27–29 Kleine Alexanderstraße 1–4 Kleine Präsidentenstraße 3 Kleine Rosenthaler Straße 2–3 Koppenplatz 6; 11; 12; 13 Krausnickstraße 3–3A Linienstraße 49; 62; 101; 110; 128–129, 137; 144; 145; 147; 150; 153; 154A; 155, 158; 159; 162; 206 Max-Beer-Straße 2/4 Monbijoupark, Büste Chamisso Monbijouplatz 12 Monbijoustraße 2; 4, 4A Mulackstraße 22; 23 Münzstraße 8; 14/16; 18; 21/23 Neue Promenade 3; 5 Neue Schönhauser Straße 8; 10; 12; 13; 14; 15; 19; 20 Oranienburger Straße, S-Bahnhof; 1–3; 4; 23; 27; 28; 30; 31; 34; 35–36, 50; 54; 71–72; 73–76; 84, 86 Rosenthaler Platz, U-Bahnhof Rosa-Luxemburg-Platz, U-Bahnhof; 2–3 Rosa-Luxemburg-Straße 2/4; 14; 15; 39/41 Rosenthaler Straße 13; 31; 36; 37; 38; 39, 51; 72A Rückerstraße 4 Sophienstraße 2; 3; 5; 8; 9; 11; 18–18A; 22–22A; 28–29 Steinstraße 19; 21 Torstraße 138; 146; 164; 222 Tucholskystr. 6/14; 9; 22; 24; 31/33; 40 Weinmeisterstraße, U-Bahnhof; 15; 16–17 Weydingerstraße 18; 20/22 Ziegelstraße 5–9; 10–11; 12 Gartendenkmale siehe: Große Hamburger Straße (zwischen 25 und 26) Alter jüdischer Friedhof; 29–30 Kleine Rosenthaler Straße 3 Koppenplatz 11 Münzstraße 21/23 | 09011366 – Linienstraße 116, Mietshaus, um 1845, Umbau um 1865 |                                     |
| 09011331 | Spandauer Vorstadt begrenzt im Norden durch die Torstraße 6/230 und Weydingerstraße 20/22 im Süden durch S-Bahn, Spree, Dircksenstraße 32–51 und Neue Promenade / Am Zwirngraben im Osten durch die Karl-Liebknecht-Straße 15/33 und im Westen durch die Friedrichstraße 105–118 (Lage) | Spandauer Vorstadt Gesamtanlagen siehe: Gipsstraße 23A Große Hamburger Straße 5–11, 29–31 Linienstraße 16–21... Rosa-Luxemburg-Straße 30 Rosenthaler Straße 40–41 Spandauer Vorstadt Tucholskystraße 2 Baudenkmale siehe: Almstadtstraße 11, 16, 18, 43 Alte Schönhauser Straße 46, 48–49 Am Zwirngraben, S-Bahnhof Börse Auguststraße 9; 11–13; 14–16; 19, 21; 23; 24–25; 26B; 36; 53; 56–57; 69; 74; 76; 89; 90 Friedrichstraße 107; 112A Gipsstraße 11 Gormannstraße 12 Große Hamburger Straße 13–14; 15–16; 17; 19A; zwischen 25 und 26, Gedenkstätte; 27; 28; 29–31; Sophienkirche, 37 Hirtenstraße 4 Joachimstraße 6; 10; 11; 11A; 14; 15; 16; 20; 21 Johannisstraße 2 Karl-Liebknecht-Straße 27–29 Kleine Alexanderstraße 1–4 Kleine Präsidentenstraße 3 Kleine Rosenthaler Straße 2–3 Koppenplatz 6; 11; 12; 13 Krausnickstraße 3–3A Linienstraße 49; 62; 101; 110; 128–129, 137; 144; 145; 147; 150; 153; 154A; 155, 158; 159; 162; 206 Max-Beer-Straße 2/4 Monbijoupark, Büste Chamisso Monbijouplatz 12 Monbijoustraße 2; 4, 4A Mulackstraße 22; 23 Münzstraße 8; 14/16; 18; 21/23 Neue Promenade 3; 5 Neue Schönhauser Straße 8; 10; 12; 13; 14; 15; 19; 20 Oranienburger Straße, S-Bahnhof; 1–3; 4; 23; 27; 28; 30; 31; 34; 35–36, 50; 54; 71–72; 73–76; 84, 86 Rosenthaler Platz, U-Bahnhof Rosa-Luxemburg-Platz, U-Bahnhof; 2–3 Rosa-Luxemburg-Straße 2/4; 14; 15; 39/41 Rosenthaler Straße 13; 31; 36; 37; 38; 39, 51; 72A Rückerstraße 4 Sophienstraße 2; 3; 5; 8; 9; 11; 18–18A; 22–22A; 28–29 Steinstraße 19; 21 Torstraße 138; 146; 164; 222 Tucholskystr. 6/14; 9; 22; 24; 31/33; 40 Weinmeisterstraße, U-Bahnhof; 15; 16–17 Weydingerstraße 18; 20/22 Ziegelstraße 5–9; 10–11; 12 Gartendenkmale siehe: Große Hamburger Straße (zwischen 25 und 26) Alter jüdischer Friedhof; 29–30 Kleine Rosenthaler Straße 3 Koppenplatz 11 Münzstraße 21/23 | 09011367 – Linienstraße 117, Mietshaus, 1888 |                                     |
| 09011331 | Spandauer Vorstadt begrenzt im Norden durch die Torstraße 6/230 und Weydingerstraße 20/22 im Süden durch S-Bahn, Spree, Dircksenstraße 32–51 und Neue Promenade / Am Zwirngraben im Osten durch die Karl-Liebknecht-Straße 15/33 und im Westen durch die Friedrichstraße 105–118 (Lage) | Spandauer Vorstadt Gesamtanlagen siehe: Gipsstraße 23A Große Hamburger Straße 5–11, 29–31 Linienstraße 16–21... Rosa-Luxemburg-Straße 30 Rosenthaler Straße 40–41 Spandauer Vorstadt Tucholskystraße 2 Baudenkmale siehe: Almstadtstraße 11, 16, 18, 43 Alte Schönhauser Straße 46, 48–49 Am Zwirngraben, S-Bahnhof Börse Auguststraße 9; 11–13; 14–16; 19, 21; 23; 24–25; 26B; 36; 53; 56–57; 69; 74; 76; 89; 90 Friedrichstraße 107; 112A Gipsstraße 11 Gormannstraße 12 Große Hamburger Straße 13–14; 15–16; 17; 19A; zwischen 25 und 26, Gedenkstätte; 27; 28; 29–31; Sophienkirche, 37 Hirtenstraße 4 Joachimstraße 6; 10; 11; 11A; 14; 15; 16; 20; 21 Johannisstraße 2 Karl-Liebknecht-Straße 27–29 Kleine Alexanderstraße 1–4 Kleine Präsidentenstraße 3 Kleine Rosenthaler Straße 2–3 Koppenplatz 6; 11; 12; 13 Krausnickstraße 3–3A Linienstraße 49; 62; 101; 110; 128–129, 137; 144; 145; 147; 150; 153; 154A; 155, 158; 159; 162; 206 Max-Beer-Straße 2/4 Monbijoupark, Büste Chamisso Monbijouplatz 12 Monbijoustraße 2; 4, 4A Mulackstraße 22; 23 Münzstraße 8; 14/16; 18; 21/23 Neue Promenade 3; 5 Neue Schönhauser Straße 8; 10; 12; 13; 14; 15; 19; 20 Oranienburger Straße, S-Bahnhof; 1–3; 4; 23; 27; 28; 30; 31; 34; 35–36, 50; 54; 71–72; 73–76; 84, 86 Rosenthaler Platz, U-Bahnhof Rosa-Luxemburg-Platz, U-Bahnhof; 2–3 Rosa-Luxemburg-Straße 2/4; 14; 15; 39/41 Rosenthaler Straße 13; 31; 36; 37; 38; 39, 51; 72A Rückerstraße 4 Sophienstraße 2; 3; 5; 8; 9; 11; 18–18A; 22–22A; 28–29 Steinstraße 19; 21 Torstraße 138; 146; 164; 222 Tucholskystr. 6/14; 9; 22; 24; 31/33; 40 Weinmeisterstraße, U-Bahnhof; 15; 16–17 Weydingerstraße 18; 20/22 Ziegelstraße 5–9; 10–11; 12 Gartendenkmale siehe: Große Hamburger Straße (zwischen 25 und 26) Alter jüdischer Friedhof; 29–30 Kleine Rosenthaler Straße 3 Koppenplatz 11 Münzstraße 21/23 | 09050117 – Linienstraße 118, Mietshaus, 1910 |                                     |
| 09011331 | Spandauer Vorstadt begrenzt im Norden durch die Torstraße 6/230 und Weydingerstraße 20/22 im Süden durch S-Bahn, Spree, Dircksenstraße 32–51 und Neue Promenade / Am Zwirngraben im Osten durch die Karl-Liebknecht-Straße 15/33 und im Westen durch die Friedrichstraße 105–118 (Lage) | Spandauer Vorstadt Gesamtanlagen siehe: Gipsstraße 23A Große Hamburger Straße 5–11, 29–31 Linienstraße 16–21... Rosa-Luxemburg-Straße 30 Rosenthaler Straße 40–41 Spandauer Vorstadt Tucholskystraße 2 Baudenkmale siehe: Almstadtstraße 11, 16, 18, 43 Alte Schönhauser Straße 46, 48–49 Am Zwirngraben, S-Bahnhof Börse Auguststraße 9; 11–13; 14–16; 19, 21; 23; 24–25; 26B; 36; 53; 56–57; 69; 74; 76; 89; 90 Friedrichstraße 107; 112A Gipsstraße 11 Gormannstraße 12 Große Hamburger Straße 13–14; 15–16; 17; 19A; zwischen 25 und 26, Gedenkstätte; 27; 28; 29–31; Sophienkirche, 37 Hirtenstraße 4 Joachimstraße 6; 10; 11; 11A; 14; 15; 16; 20; 21 Johannisstraße 2 Karl-Liebknecht-Straße 27–29 Kleine Alexanderstraße 1–4 Kleine Präsidentenstraße 3 Kleine Rosenthaler Straße 2–3 Koppenplatz 6; 11; 12; 13 Krausnickstraße 3–3A Linienstraße 49; 62; 101; 110; 128–129, 137; 144; 145; 147; 150; 153; 154A; 155, 158; 159; 162; 206 Max-Beer-Straße 2/4 Monbijoupark, Büste Chamisso Monbijouplatz 12 Monbijoustraße 2; 4, 4A Mulackstraße 22; 23 Münzstraße 8; 14/16; 18; 21/23 Neue Promenade 3; 5 Neue Schönhauser Straße 8; 10; 12; 13; 14; 15; 19; 20 Oranienburger Straße, S-Bahnhof; 1–3; 4; 23; 27; 28; 30; 31; 34; 35–36, 50; 54; 71–72; 73–76; 84, 86 Rosenthaler Platz, U-Bahnhof Rosa-Luxemburg-Platz, U-Bahnhof; 2–3 Rosa-Luxemburg-Straße 2/4; 14; 15; 39/41 Rosenthaler Straße 13; 31; 36; 37; 38; 39, 51; 72A Rückerstraße 4 Sophienstraße 2; 3; 5; 8; 9; 11; 18–18A; 22–22A; 28–29 Steinstraße 19; 21 Torstraße 138; 146; 164; 222 Tucholskystr. 6/14; 9; 22; 24; 31/33; 40 Weinmeisterstraße, U-Bahnhof; 15; 16–17 Weydingerstraße 18; 20/22 Ziegelstraße 5–9; 10–11; 12 Gartendenkmale siehe: Große Hamburger Straße (zwischen 25 und 26) Alter jüdischer Friedhof; 29–30 Kleine Rosenthaler Straße 3 Koppenplatz 11 Münzstraße 21/23 | 09035291 – Linienstraße 121, Mietshaus, um 1900 |                                     |
| 09011331 | Spandauer Vorstadt begrenzt im Norden durch die Torstraße 6/230 und Weydingerstraße 20/22 im Süden durch S-Bahn, Spree, Dircksenstraße 32–51 und Neue Promenade / Am Zwirngraben im Osten durch die Karl-Liebknecht-Straße 15/33 und im Westen durch die Friedrichstraße 105–118 (Lage) | Spandauer Vorstadt Gesamtanlagen siehe: Gipsstraße 23A Große Hamburger Straße 5–11, 29–31 Linienstraße 16–21... Rosa-Luxemburg-Straße 30 Rosenthaler Straße 40–41 Spandauer Vorstadt Tucholskystraße 2 Baudenkmale siehe: Almstadtstraße 11, 16, 18, 43 Alte Schönhauser Straße 46, 48–49 Am Zwirngraben, S-Bahnhof Börse Auguststraße 9; 11–13; 14–16; 19, 21; 23; 24–25; 26B; 36; 53; 56–57; 69; 74; 76; 89; 90 Friedrichstraße 107; 112A Gipsstraße 11 Gormannstraße 12 Große Hamburger Straße 13–14; 15–16; 17; 19A; zwischen 25 und 26, Gedenkstätte; 27; 28; 29–31; Sophienkirche, 37 Hirtenstraße 4 Joachimstraße 6; 10; 11; 11A; 14; 15; 16; 20; 21 Johannisstraße 2 Karl-Liebknecht-Straße 27–29 Kleine Alexanderstraße 1–4 Kleine Präsidentenstraße 3 Kleine Rosenthaler Straße 2–3 Koppenplatz 6; 11; 12; 13 Krausnickstraße 3–3A Linienstraße 49; 62; 101; 110; 128–129, 137; 144; 145; 147; 150; 153; 154A; 155, 158; 159; 162; 206 Max-Beer-Straße 2/4 Monbijoupark, Büste Chamisso Monbijouplatz 12 Monbijoustraße 2; 4, 4A Mulackstraße 22; 23 Münzstraße 8; 14/16; 18; 21/23 Neue Promenade 3; 5 Neue Schönhauser Straße 8; 10; 12; 13; 14; 15; 19; 20 Oranienburger Straße, S-Bahnhof; 1–3; 4; 23; 27; 28; 30; 31; 34; 35–36, 50; 54; 71–72; 73–76; 84, 86 Rosenthaler Platz, U-Bahnhof Rosa-Luxemburg-Platz, U-Bahnhof; 2–3 Rosa-Luxemburg-Straße 2/4; 14; 15; 39/41 Rosenthaler Straße 13; 31; 36; 37; 38; 39, 51; 72A Rückerstraße 4 Sophienstraße 2; 3; 5; 8; 9; 11; 18–18A; 22–22A; 28–29 Steinstraße 19; 21 Torstraße 138; 146; 164; 222 Tucholskystr. 6/14; 9; 22; 24; 31/33; 40 Weinmeisterstraße, U-Bahnhof; 15; 16–17 Weydingerstraße 18; 20/22 Ziegelstraße 5–9; 10–11; 12 Gartendenkmale siehe: Große Hamburger Straße (zwischen 25 und 26) Alter jüdischer Friedhof; 29–30 Kleine Rosenthaler Straße 3 Koppenplatz 11 Münzstraße 21/23 | 09035292 – Linienstraße 126, Mietshaus 1844 |                                     |
| 09011331 | Spandauer Vorstadt begrenzt im Norden durch die Torstraße 6/230 und Weydingerstraße 20/22 im Süden durch S-Bahn, Spree, Dircksenstraße 32–51 und Neue Promenade / Am Zwirngraben im Osten durch die Karl-Liebknecht-Straße 15/33 und im Westen durch die Friedrichstraße 105–118 (Lage) | Spandauer Vorstadt Gesamtanlagen siehe: Gipsstraße 23A Große Hamburger Straße 5–11, 29–31 Linienstraße 16–21... Rosa-Luxemburg-Straße 30 Rosenthaler Straße 40–41 Spandauer Vorstadt Tucholskystraße 2 Baudenkmale siehe: Almstadtstraße 11, 16, 18, 43 Alte Schönhauser Straße 46, 48–49 Am Zwirngraben, S-Bahnhof Börse Auguststraße 9; 11–13; 14–16; 19, 21; 23; 24–25; 26B; 36; 53; 56–57; 69; 74; 76; 89; 90 Friedrichstraße 107; 112A Gipsstraße 11 Gormannstraße 12 Große Hamburger Straße 13–14; 15–16; 17; 19A; zwischen 25 und 26, Gedenkstätte; 27; 28; 29–31; Sophienkirche, 37 Hirtenstraße 4 Joachimstraße 6; 10; 11; 11A; 14; 15; 16; 20; 21 Johannisstraße 2 Karl-Liebknecht-Straße 27–29 Kleine Alexanderstraße 1–4 Kleine Präsidentenstraße 3 Kleine Rosenthaler Straße 2–3 Koppenplatz 6; 11; 12; 13 Krausnickstraße 3–3A Linienstraße 49; 62; 101; 110; 128–129, 137; 144; 145; 147; 150; 153; 154A; 155, 158; 159; 162; 206 Max-Beer-Straße 2/4 Monbijoupark, Büste Chamisso Monbijouplatz 12 Monbijoustraße 2; 4, 4A Mulackstraße 22; 23 Münzstraße 8; 14/16; 18; 21/23 Neue Promenade 3; 5 Neue Schönhauser Straße 8; 10; 12; 13; 14; 15; 19; 20 Oranienburger Straße, S-Bahnhof; 1–3; 4; 23; 27; 28; 30; 31; 34; 35–36, 50; 54; 71–72; 73–76; 84, 86 Rosenthaler Platz, U-Bahnhof Rosa-Luxemburg-Platz, U-Bahnhof; 2–3 Rosa-Luxemburg-Straße 2/4; 14; 15; 39/41 Rosenthaler Straße 13; 31; 36; 37; 38; 39, 51; 72A Rückerstraße 4 Sophienstraße 2; 3; 5; 8; 9; 11; 18–18A; 22–22A; 28–29 Steinstraße 19; 21 Torstraße 138; 146; 164; 222 Tucholskystr. 6/14; 9; 22; 24; 31/33; 40 Weinmeisterstraße, U-Bahnhof; 15; 16–17 Weydingerstraße 18; 20/22 Ziegelstraße 5–9; 10–11; 12 Gartendenkmale siehe: Große Hamburger Straße (zwischen 25 und 26) Alter jüdischer Friedhof; 29–30 Kleine Rosenthaler Straße 3 Koppenplatz 11 Münzstraße 21/23 | 09035293 – Linienstraße 127, Mietshaus, um 1880 |                                     |
| 09011331 | Spandauer Vorstadt begrenzt im Norden durch die Torstraße 6/230 und Weydingerstraße 20/22 im Süden durch S-Bahn, Spree, Dircksenstraße 32–51 und Neue Promenade / Am Zwirngraben im Osten durch die Karl-Liebknecht-Straße 15/33 und im Westen durch die Friedrichstraße 105–118 (Lage) | Spandauer Vorstadt Gesamtanlagen siehe: Gipsstraße 23A Große Hamburger Straße 5–11, 29–31 Linienstraße 16–21... Rosa-Luxemburg-Straße 30 Rosenthaler Straße 40–41 Spandauer Vorstadt Tucholskystraße 2 Baudenkmale siehe: Almstadtstraße 11, 16, 18, 43 Alte Schönhauser Straße 46, 48–49 Am Zwirngraben, S-Bahnhof Börse Auguststraße 9; 11–13; 14–16; 19, 21; 23; 24–25; 26B; 36; 53; 56–57; 69; 74; 76; 89; 90 Friedrichstraße 107; 112A Gipsstraße 11 Gormannstraße 12 Große Hamburger Straße 13–14; 15–16; 17; 19A; zwischen 25 und 26, Gedenkstätte; 27; 28; 29–31; Sophienkirche, 37 Hirtenstraße 4 Joachimstraße 6; 10; 11; 11A; 14; 15; 16; 20; 21 Johannisstraße 2 Karl-Liebknecht-Straße 27–29 Kleine Alexanderstraße 1–4 Kleine Präsidentenstraße 3 Kleine Rosenthaler Straße 2–3 Koppenplatz 6; 11; 12; 13 Krausnickstraße 3–3A Linienstraße 49; 62; 101; 110; 128–129, 137; 144; 145; 147; 150; 153; 154A; 155, 158; 159; 162; 206 Max-Beer-Straße 2/4 Monbijoupark, Büste Chamisso Monbijouplatz 12 Monbijoustraße 2; 4, 4A Mulackstraße 22; 23 Münzstraße 8; 14/16; 18; 21/23 Neue Promenade 3; 5 Neue Schönhauser Straße 8; 10; 12; 13; 14; 15; 19; 20 Oranienburger Straße, S-Bahnhof; 1–3; 4; 23; 27; 28; 30; 31; 34; 35–36, 50; 54; 71–72; 73–76; 84, 86 Rosenthaler Platz, U-Bahnhof Rosa-Luxemburg-Platz, U-Bahnhof; 2–3 Rosa-Luxemburg-Straße 2/4; 14; 15; 39/41 Rosenthaler Straße 13; 31; 36; 37; 38; 39, 51; 72A Rückerstraße 4 Sophienstraße 2; 3; 5; 8; 9; 11; 18–18A; 22–22A; 28–29 Steinstraße 19; 21 Torstraße 138; 146; 164; 222 Tucholskystr. 6/14; 9; 22; 24; 31/33; 40 Weinmeisterstraße, U-Bahnhof; 15; 16–17 Weydingerstraße 18; 20/22 Ziegelstraße 5–9; 10–11; 12 Gartendenkmale siehe: Große Hamburger Straße (zwischen 25 und 26) Alter jüdischer Friedhof; 29–30 Kleine Rosenthaler Straße 3 Koppenplatz 11 Münzstraße 21/23 | 09035132 – Linienstraße 130, Mietshaus, 1895 |                                     |
| 09011331 | Spandauer Vorstadt begrenzt im Norden durch die Torstraße 6/230 und Weydingerstraße 20/22 im Süden durch S-Bahn, Spree, Dircksenstraße 32–51 und Neue Promenade / Am Zwirngraben im Osten durch die Karl-Liebknecht-Straße 15/33 und im Westen durch die Friedrichstraße 105–118 (Lage) | Spandauer Vorstadt Gesamtanlagen siehe: Gipsstraße 23A Große Hamburger Straße 5–11, 29–31 Linienstraße 16–21... Rosa-Luxemburg-Straße 30 Rosenthaler Straße 40–41 Spandauer Vorstadt Tucholskystraße 2 Baudenkmale siehe: Almstadtstraße 11, 16, 18, 43 Alte Schönhauser Straße 46, 48–49 Am Zwirngraben, S-Bahnhof Börse Auguststraße 9; 11–13; 14–16; 19, 21; 23; 24–25; 26B; 36; 53; 56–57; 69; 74; 76; 89; 90 Friedrichstraße 107; 112A Gipsstraße 11 Gormannstraße 12 Große Hamburger Straße 13–14; 15–16; 17; 19A; zwischen 25 und 26, Gedenkstätte; 27; 28; 29–31; Sophienkirche, 37 Hirtenstraße 4 Joachimstraße 6; 10; 11; 11A; 14; 15; 16; 20; 21 Johannisstraße 2 Karl-Liebknecht-Straße 27–29 Kleine Alexanderstraße 1–4 Kleine Präsidentenstraße 3 Kleine Rosenthaler Straße 2–3 Koppenplatz 6; 11; 12; 13 Krausnickstraße 3–3A Linienstraße 49; 62; 101; 110; 128–129, 137; 144; 145; 147; 150; 153; 154A; 155, 158; 159; 162; 206 Max-Beer-Straße 2/4 Monbijoupark, Büste Chamisso Monbijouplatz 12 Monbijoustraße 2; 4, 4A Mulackstraße 22; 23 Münzstraße 8; 14/16; 18; 21/23 Neue Promenade 3; 5 Neue Schönhauser Straße 8; 10; 12; 13; 14; 15; 19; 20 Oranienburger Straße, S-Bahnhof; 1–3; 4; 23; 27; 28; 30; 31; 34; 35–36, 50; 54; 71–72; 73–76; 84, 86 Rosenthaler Platz, U-Bahnhof Rosa-Luxemburg-Platz, U-Bahnhof; 2–3 Rosa-Luxemburg-Straße 2/4; 14; 15; 39/41 Rosenthaler Straße 13; 31; 36; 37; 38; 39, 51; 72A Rückerstraße 4 Sophienstraße 2; 3; 5; 8; 9; 11; 18–18A; 22–22A; 28–29 Steinstraße 19; 21 Torstraße 138; 146; 164; 222 Tucholskystr. 6/14; 9; 22; 24; 31/33; 40 Weinmeisterstraße, U-Bahnhof; 15; 16–17 Weydingerstraße 18; 20/22 Ziegelstraße 5–9; 10–11; 12 Gartendenkmale siehe: Große Hamburger Straße (zwischen 25 und 26) Alter jüdischer Friedhof; 29–30 Kleine Rosenthaler Straße 3 Koppenplatz 11 Münzstraße 21/23 | Remise, 1895 |                                     |
| 09011331 | Spandauer Vorstadt begrenzt im Norden durch die Torstraße 6/230 und Weydingerstraße 20/22 im Süden durch S-Bahn, Spree, Dircksenstraße 32–51 und Neue Promenade / Am Zwirngraben im Osten durch die Karl-Liebknecht-Straße 15/33 und im Westen durch die Friedrichstraße 105–118 (Lage) | Spandauer Vorstadt Gesamtanlagen siehe: Gipsstraße 23A Große Hamburger Straße 5–11, 29–31 Linienstraße 16–21... Rosa-Luxemburg-Straße 30 Rosenthaler Straße 40–41 Spandauer Vorstadt Tucholskystraße 2 Baudenkmale siehe: Almstadtstraße 11, 16, 18, 43 Alte Schönhauser Straße 46, 48–49 Am Zwirngraben, S-Bahnhof Börse Auguststraße 9; 11–13; 14–16; 19, 21; 23; 24–25; 26B; 36; 53; 56–57; 69; 74; 76; 89; 90 Friedrichstraße 107; 112A Gipsstraße 11 Gormannstraße 12 Große Hamburger Straße 13–14; 15–16; 17; 19A; zwischen 25 und 26, Gedenkstätte; 27; 28; 29–31; Sophienkirche, 37 Hirtenstraße 4 Joachimstraße 6; 10; 11; 11A; 14; 15; 16; 20; 21 Johannisstraße 2 Karl-Liebknecht-Straße 27–29 Kleine Alexanderstraße 1–4 Kleine Präsidentenstraße 3 Kleine Rosenthaler Straße 2–3 Koppenplatz 6; 11; 12; 13 Krausnickstraße 3–3A Linienstraße 49; 62; 101; 110; 128–129, 137; 144; 145; 147; 150; 153; 154A; 155, 158; 159; 162; 206 Max-Beer-Straße 2/4 Monbijoupark, Büste Chamisso Monbijouplatz 12 Monbijoustraße 2; 4, 4A Mulackstraße 22; 23 Münzstraße 8; 14/16; 18; 21/23 Neue Promenade 3; 5 Neue Schönhauser Straße 8; 10; 12; 13; 14; 15; 19; 20 Oranienburger Straße, S-Bahnhof; 1–3; 4; 23; 27; 28; 30; 31; 34; 35–36, 50; 54; 71–72; 73–76; 84, 86 Rosenthaler Platz, U-Bahnhof Rosa-Luxemburg-Platz, U-Bahnhof; 2–3 Rosa-Luxemburg-Straße 2/4; 14; 15; 39/41 Rosenthaler Straße 13; 31; 36; 37; 38; 39, 51; 72A Rückerstraße 4 Sophienstraße 2; 3; 5; 8; 9; 11; 18–18A; 22–22A; 28–29 Steinstraße 19; 21 Torstraße 138; 146; 164; 222 Tucholskystr. 6/14; 9; 22; 24; 31/33; 40 Weinmeisterstraße, U-Bahnhof; 15; 16–17 Weydingerstraße 18; 20/22 Ziegelstraße 5–9; 10–11; 12 Gartendenkmale siehe: Große Hamburger Straße (zwischen 25 und 26) Alter jüdischer Friedhof; 29–30 Kleine Rosenthaler Straße 3 Koppenplatz 11 Münzstraße 21/23 | 09035133 – Linienstraße 131, Mietshaus, 1892 |                                     |
| 09011331 | Spandauer Vorstadt begrenzt im Norden durch die Torstraße 6/230 und Weydingerstraße 20/22 im Süden durch S-Bahn, Spree, Dircksenstraße 32–51 und Neue Promenade / Am Zwirngraben im Osten durch die Karl-Liebknecht-Straße 15/33 und im Westen durch die Friedrichstraße 105–118 (Lage) | Spandauer Vorstadt Gesamtanlagen siehe: Gipsstraße 23A Große Hamburger Straße 5–11, 29–31 Linienstraße 16–21... Rosa-Luxemburg-Straße 30 Rosenthaler Straße 40–41 Spandauer Vorstadt Tucholskystraße 2 Baudenkmale siehe: Almstadtstraße 11, 16, 18, 43 Alte Schönhauser Straße 46, 48–49 Am Zwirngraben, S-Bahnhof Börse Auguststraße 9; 11–13; 14–16; 19, 21; 23; 24–25; 26B; 36; 53; 56–57; 69; 74; 76; 89; 90 Friedrichstraße 107; 112A Gipsstraße 11 Gormannstraße 12 Große Hamburger Straße 13–14; 15–16; 17; 19A; zwischen 25 und 26, Gedenkstätte; 27; 28; 29–31; Sophienkirche, 37 Hirtenstraße 4 Joachimstraße 6; 10; 11; 11A; 14; 15; 16; 20; 21 Johannisstraße 2 Karl-Liebknecht-Straße 27–29 Kleine Alexanderstraße 1–4 Kleine Präsidentenstraße 3 Kleine Rosenthaler Straße 2–3 Koppenplatz 6; 11; 12; 13 Krausnickstraße 3–3A Linienstraße 49; 62; 101; 110; 128–129, 137; 144; 145; 147; 150; 153; 154A; 155, 158; 159; 162; 206 Max-Beer-Straße 2/4 Monbijoupark, Büste Chamisso Monbijouplatz 12 Monbijoustraße 2; 4, 4A Mulackstraße 22; 23 Münzstraße 8; 14/16; 18; 21/23 Neue Promenade 3; 5 Neue Schönhauser Straße 8; 10; 12; 13; 14; 15; 19; 20 Oranienburger Straße, S-Bahnhof; 1–3; 4; 23; 27; 28; 30; 31; 34; 35–36, 50; 54; 71–72; 73–76; 84, 86 Rosenthaler Platz, U-Bahnhof Rosa-Luxemburg-Platz, U-Bahnhof; 2–3 Rosa-Luxemburg-Straße 2/4; 14; 15; 39/41 Rosenthaler Straße 13; 31; 36; 37; 38; 39, 51; 72A Rückerstraße 4 Sophienstraße 2; 3; 5; 8; 9; 11; 18–18A; 22–22A; 28–29 Steinstraße 19; 21 Torstraße 138; 146; 164; 222 Tucholskystr. 6/14; 9; 22; 24; 31/33; 40 Weinmeisterstraße, U-Bahnhof; 15; 16–17 Weydingerstraße 18; 20/22 Ziegelstraße 5–9; 10–11; 12 Gartendenkmale siehe: Große Hamburger Straße (zwischen 25 und 26) Alter jüdischer Friedhof; 29–30 Kleine Rosenthaler Straße 3 Koppenplatz 11 Münzstraße 21/23 | Teilverlust: Abriss des Seitenflügels für Neubau 2012 |                                     |
| 09011331 | Spandauer Vorstadt begrenzt im Norden durch die Torstraße 6/230 und Weydingerstraße 20/22 im Süden durch S-Bahn, Spree, Dircksenstraße 32–51 und Neue Promenade / Am Zwirngraben im Osten durch die Karl-Liebknecht-Straße 15/33 und im Westen durch die Friedrichstraße 105–118 (Lage) | Spandauer Vorstadt Gesamtanlagen siehe: Gipsstraße 23A Große Hamburger Straße 5–11, 29–31 Linienstraße 16–21... Rosa-Luxemburg-Straße 30 Rosenthaler Straße 40–41 Spandauer Vorstadt Tucholskystraße 2 Baudenkmale siehe: Almstadtstraße 11, 16, 18, 43 Alte Schönhauser Straße 46, 48–49 Am Zwirngraben, S-Bahnhof Börse Auguststraße 9; 11–13; 14–16; 19, 21; 23; 24–25; 26B; 36; 53; 56–57; 69; 74; 76; 89; 90 Friedrichstraße 107; 112A Gipsstraße 11 Gormannstraße 12 Große Hamburger Straße 13–14; 15–16; 17; 19A; zwischen 25 und 26, Gedenkstätte; 27; 28; 29–31; Sophienkirche, 37 Hirtenstraße 4 Joachimstraße 6; 10; 11; 11A; 14; 15; 16; 20; 21 Johannisstraße 2 Karl-Liebknecht-Straße 27–29 Kleine Alexanderstraße 1–4 Kleine Präsidentenstraße 3 Kleine Rosenthaler Straße 2–3 Koppenplatz 6; 11; 12; 13 Krausnickstraße 3–3A Linienstraße 49; 62; 101; 110; 128–129, 137; 144; 145; 147; 150; 153; 154A; 155, 158; 159; 162; 206 Max-Beer-Straße 2/4 Monbijoupark, Büste Chamisso Monbijouplatz 12 Monbijoustraße 2; 4, 4A Mulackstraße 22; 23 Münzstraße 8; 14/16; 18; 21/23 Neue Promenade 3; 5 Neue Schönhauser Straße 8; 10; 12; 13; 14; 15; 19; 20 Oranienburger Straße, S-Bahnhof; 1–3; 4; 23; 27; 28; 30; 31; 34; 35–36, 50; 54; 71–72; 73–76; 84, 86 Rosenthaler Platz, U-Bahnhof Rosa-Luxemburg-Platz, U-Bahnhof; 2–3 Rosa-Luxemburg-Straße 2/4; 14; 15; 39/41 Rosenthaler Straße 13; 31; 36; 37; 38; 39, 51; 72A Rückerstraße 4 Sophienstraße 2; 3; 5; 8; 9; 11; 18–18A; 22–22A; 28–29 Steinstraße 19; 21 Torstraße 138; 146; 164; 222 Tucholskystr. 6/14; 9; 22; 24; 31/33; 40 Weinmeisterstraße, U-Bahnhof; 15; 16–17 Weydingerstraße 18; 20/22 Ziegelstraße 5–9; 10–11; 12 Gartendenkmale siehe: Große Hamburger Straße (zwischen 25 und 26) Alter jüdischer Friedhof; 29–30 Kleine Rosenthaler Straße 3 Koppenplatz 11 Münzstraße 21/23 | 09035134 – Linienstraße 132, Mietshaus, 1892 |                                     |
| 09011331 | Spandauer Vorstadt begrenzt im Norden durch die Torstraße 6/230 und Weydingerstraße 20/22 im Süden durch S-Bahn, Spree, Dircksenstraße 32–51 und Neue Promenade / Am Zwirngraben im Osten durch die Karl-Liebknecht-Straße 15/33 und im Westen durch die Friedrichstraße 105–118 (Lage) | Spandauer Vorstadt Gesamtanlagen siehe: Gipsstraße 23A Große Hamburger Straße 5–11, 29–31 Linienstraße 16–21... Rosa-Luxemburg-Straße 30 Rosenthaler Straße 40–41 Spandauer Vorstadt Tucholskystraße 2 Baudenkmale siehe: Almstadtstraße 11, 16, 18, 43 Alte Schönhauser Straße 46, 48–49 Am Zwirngraben, S-Bahnhof Börse Auguststraße 9; 11–13; 14–16; 19, 21; 23; 24–25; 26B; 36; 53; 56–57; 69; 74; 76; 89; 90 Friedrichstraße 107; 112A Gipsstraße 11 Gormannstraße 12 Große Hamburger Straße 13–14; 15–16; 17; 19A; zwischen 25 und 26, Gedenkstätte; 27; 28; 29–31; Sophienkirche, 37 Hirtenstraße 4 Joachimstraße 6; 10; 11; 11A; 14; 15; 16; 20; 21 Johannisstraße 2 Karl-Liebknecht-Straße 27–29 Kleine Alexanderstraße 1–4 Kleine Präsidentenstraße 3 Kleine Rosenthaler Straße 2–3 Koppenplatz 6; 11; 12; 13 Krausnickstraße 3–3A Linienstraße 49; 62; 101; 110; 128–129, 137; 144; 145; 147; 150; 153; 154A; 155, 158; 159; 162; 206 Max-Beer-Straße 2/4 Monbijoupark, Büste Chamisso Monbijouplatz 12 Monbijoustraße 2; 4, 4A Mulackstraße 22; 23 Münzstraße 8; 14/16; 18; 21/23 Neue Promenade 3; 5 Neue Schönhauser Straße 8; 10; 12; 13; 14; 15; 19; 20 Oranienburger Straße, S-Bahnhof; 1–3; 4; 23; 27; 28; 30; 31; 34; 35–36, 50; 54; 71–72; 73–76; 84, 86 Rosenthaler Platz, U-Bahnhof Rosa-Luxemburg-Platz, U-Bahnhof; 2–3 Rosa-Luxemburg-Straße 2/4; 14; 15; 39/41 Rosenthaler Straße 13; 31; 36; 37; 38; 39, 51; 72A Rückerstraße 4 Sophienstraße 2; 3; 5; 8; 9; 11; 18–18A; 22–22A; 28–29 Steinstraße 19; 21 Torstraße 138; 146; 164; 222 Tucholskystr. 6/14; 9; 22; 24; 31/33; 40 Weinmeisterstraße, U-Bahnhof; 15; 16–17 Weydingerstraße 18; 20/22 Ziegelstraße 5–9; 10–11; 12 Gartendenkmale siehe: Große Hamburger Straße (zwischen 25 und 26) Alter jüdischer Friedhof; 29–30 Kleine Rosenthaler Straße 3 Koppenplatz 11 Münzstraße 21/23 | Teilverlust: Torstraße 228, Hinterhaus, 2023 aberkannt |                                     |
| 09011331 | Spandauer Vorstadt begrenzt im Norden durch die Torstraße 6/230 und Weydingerstraße 20/22 im Süden durch S-Bahn, Spree, Dircksenstraße 32–51 und Neue Promenade / Am Zwirngraben im Osten durch die Karl-Liebknecht-Straße 15/33 und im Westen durch die Friedrichstraße 105–118 (Lage) | Spandauer Vorstadt Gesamtanlagen siehe: Gipsstraße 23A Große Hamburger Straße 5–11, 29–31 Linienstraße 16–21... Rosa-Luxemburg-Straße 30 Rosenthaler Straße 40–41 Spandauer Vorstadt Tucholskystraße 2 Baudenkmale siehe: Almstadtstraße 11, 16, 18, 43 Alte Schönhauser Straße 46, 48–49 Am Zwirngraben, S-Bahnhof Börse Auguststraße 9; 11–13; 14–16; 19, 21; 23; 24–25; 26B; 36; 53; 56–57; 69; 74; 76; 89; 90 Friedrichstraße 107; 112A Gipsstraße 11 Gormannstraße 12 Große Hamburger Straße 13–14; 15–16; 17; 19A; zwischen 25 und 26, Gedenkstätte; 27; 28; 29–31; Sophienkirche, 37 Hirtenstraße 4 Joachimstraße 6; 10; 11; 11A; 14; 15; 16; 20; 21 Johannisstraße 2 Karl-Liebknecht-Straße 27–29 Kleine Alexanderstraße 1–4 Kleine Präsidentenstraße 3 Kleine Rosenthaler Straße 2–3 Koppenplatz 6; 11; 12; 13 Krausnickstraße 3–3A Linienstraße 49; 62; 101; 110; 128–129, 137; 144; 145; 147; 150; 153; 154A; 155, 158; 159; 162; 206 Max-Beer-Straße 2/4 Monbijoupark, Büste Chamisso Monbijouplatz 12 Monbijoustraße 2; 4, 4A Mulackstraße 22; 23 Münzstraße 8; 14/16; 18; 21/23 Neue Promenade 3; 5 Neue Schönhauser Straße 8; 10; 12; 13; 14; 15; 19; 20 Oranienburger Straße, S-Bahnhof; 1–3; 4; 23; 27; 28; 30; 31; 34; 35–36, 50; 54; 71–72; 73–76; 84, 86 Rosenthaler Platz, U-Bahnhof Rosa-Luxemburg-Platz, U-Bahnhof; 2–3 Rosa-Luxemburg-Straße 2/4; 14; 15; 39/41 Rosenthaler Straße 13; 31; 36; 37; 38; 39, 51; 72A Rückerstraße 4 Sophienstraße 2; 3; 5; 8; 9; 11; 18–18A; 22–22A; 28–29 Steinstraße 19; 21 Torstraße 138; 146; 164; 222 Tucholskystr. 6/14; 9; 22; 24; 31/33; 40 Weinmeisterstraße, U-Bahnhof; 15; 16–17 Weydingerstraße 18; 20/22 Ziegelstraße 5–9; 10–11; 12 Gartendenkmale siehe: Große Hamburger Straße (zwischen 25 und 26) Alter jüdischer Friedhof; 29–30 Kleine Rosenthaler Straße 3 Koppenplatz 11 Münzstraße 21/23 | 09035135 – Linienstraße 133, Mietshaus, 1839 |                                     |
| 09011331 | Spandauer Vorstadt begrenzt im Norden durch die Torstraße 6/230 und Weydingerstraße 20/22 im Süden durch S-Bahn, Spree, Dircksenstraße 32–51 und Neue Promenade / Am Zwirngraben im Osten durch die Karl-Liebknecht-Straße 15/33 und im Westen durch die Friedrichstraße 105–118 (Lage) | Spandauer Vorstadt Gesamtanlagen siehe: Gipsstraße 23A Große Hamburger Straße 5–11, 29–31 Linienstraße 16–21... Rosa-Luxemburg-Straße 30 Rosenthaler Straße 40–41 Spandauer Vorstadt Tucholskystraße 2 Baudenkmale siehe: Almstadtstraße 11, 16, 18, 43 Alte Schönhauser Straße 46, 48–49 Am Zwirngraben, S-Bahnhof Börse Auguststraße 9; 11–13; 14–16; 19, 21; 23; 24–25; 26B; 36; 53; 56–57; 69; 74; 76; 89; 90 Friedrichstraße 107; 112A Gipsstraße 11 Gormannstraße 12 Große Hamburger Straße 13–14; 15–16; 17; 19A; zwischen 25 und 26, Gedenkstätte; 27; 28; 29–31; Sophienkirche, 37 Hirtenstraße 4 Joachimstraße 6; 10; 11; 11A; 14; 15; 16; 20; 21 Johannisstraße 2 Karl-Liebknecht-Straße 27–29 Kleine Alexanderstraße 1–4 Kleine Präsidentenstraße 3 Kleine Rosenthaler Straße 2–3 Koppenplatz 6; 11; 12; 13 Krausnickstraße 3–3A Linienstraße 49; 62; 101; 110; 128–129, 137; 144; 145; 147; 150; 153; 154A; 155, 158; 159; 162; 206 Max-Beer-Straße 2/4 Monbijoupark, Büste Chamisso Monbijouplatz 12 Monbijoustraße 2; 4, 4A Mulackstraße 22; 23 Münzstraße 8; 14/16; 18; 21/23 Neue Promenade 3; 5 Neue Schönhauser Straße 8; 10; 12; 13; 14; 15; 19; 20 Oranienburger Straße, S-Bahnhof; 1–3; 4; 23; 27; 28; 30; 31; 34; 35–36, 50; 54; 71–72; 73–76; 84, 86 Rosenthaler Platz, U-Bahnhof Rosa-Luxemburg-Platz, U-Bahnhof; 2–3 Rosa-Luxemburg-Straße 2/4; 14; 15; 39/41 Rosenthaler Straße 13; 31; 36; 37; 38; 39, 51; 72A Rückerstraße 4 Sophienstraße 2; 3; 5; 8; 9; 11; 18–18A; 22–22A; 28–29 Steinstraße 19; 21 Torstraße 138; 146; 164; 222 Tucholskystr. 6/14; 9; 22; 24; 31/33; 40 Weinmeisterstraße, U-Bahnhof; 15; 16–17 Weydingerstraße 18; 20/22 Ziegelstraße 5–9; 10–11; 12 Gartendenkmale siehe: Große Hamburger Straße (zwischen 25 und 26) Alter jüdischer Friedhof; 29–30 Kleine Rosenthaler Straße 3 Koppenplatz 11 Münzstraße 21/23 | 09035136 – Linienstraße 134, Mietshaus, 1863 |                                     |
| 09011331 | Spandauer Vorstadt begrenzt im Norden durch die Torstraße 6/230 und Weydingerstraße 20/22 im Süden durch S-Bahn, Spree, Dircksenstraße 32–51 und Neue Promenade / Am Zwirngraben im Osten durch die Karl-Liebknecht-Straße 15/33 und im Westen durch die Friedrichstraße 105–118 (Lage) | Spandauer Vorstadt Gesamtanlagen siehe: Gipsstraße 23A Große Hamburger Straße 5–11, 29–31 Linienstraße 16–21... Rosa-Luxemburg-Straße 30 Rosenthaler Straße 40–41 Spandauer Vorstadt Tucholskystraße 2 Baudenkmale siehe: Almstadtstraße 11, 16, 18, 43 Alte Schönhauser Straße 46, 48–49 Am Zwirngraben, S-Bahnhof Börse Auguststraße 9; 11–13; 14–16; 19, 21; 23; 24–25; 26B; 36; 53; 56–57; 69; 74; 76; 89; 90 Friedrichstraße 107; 112A Gipsstraße 11 Gormannstraße 12 Große Hamburger Straße 13–14; 15–16; 17; 19A; zwischen 25 und 26, Gedenkstätte; 27; 28; 29–31; Sophienkirche, 37 Hirtenstraße 4 Joachimstraße 6; 10; 11; 11A; 14; 15; 16; 20; 21 Johannisstraße 2 Karl-Liebknecht-Straße 27–29 Kleine Alexanderstraße 1–4 Kleine Präsidentenstraße 3 Kleine Rosenthaler Straße 2–3 Koppenplatz 6; 11; 12; 13 Krausnickstraße 3–3A Linienstraße 49; 62; 101; 110; 128–129, 137; 144; 145; 147; 150; 153; 154A; 155, 158; 159; 162; 206 Max-Beer-Straße 2/4 Monbijoupark, Büste Chamisso Monbijouplatz 12 Monbijoustraße 2; 4, 4A Mulackstraße 22; 23 Münzstraße 8; 14/16; 18; 21/23 Neue Promenade 3; 5 Neue Schönhauser Straße 8; 10; 12; 13; 14; 15; 19; 20 Oranienburger Straße, S-Bahnhof; 1–3; 4; 23; 27; 28; 30; 31; 34; 35–36, 50; 54; 71–72; 73–76; 84, 86 Rosenthaler Platz, U-Bahnhof Rosa-Luxemburg-Platz, U-Bahnhof; 2–3 Rosa-Luxemburg-Straße 2/4; 14; 15; 39/41 Rosenthaler Straße 13; 31; 36; 37; 38; 39, 51; 72A Rückerstraße 4 Sophienstraße 2; 3; 5; 8; 9; 11; 18–18A; 22–22A; 28–29 Steinstraße 19; 21 Torstraße 138; 146; 164; 222 Tucholskystr. 6/14; 9; 22; 24; 31/33; 40 Weinmeisterstraße, U-Bahnhof; 15; 16–17 Weydingerstraße 18; 20/22 Ziegelstraße 5–9; 10–11; 12 Gartendenkmale siehe: Große Hamburger Straße (zwischen 25 und 26) Alter jüdischer Friedhof; 29–30 Kleine Rosenthaler Straße 3 Koppenplatz 11 Münzstraße 21/23 | 09035137 – Linienstraße 136, Mietshaus, 1881 |                                     |
| 09011331 | Spandauer Vorstadt begrenzt im Norden durch die Torstraße 6/230 und Weydingerstraße 20/22 im Süden durch S-Bahn, Spree, Dircksenstraße 32–51 und Neue Promenade / Am Zwirngraben im Osten durch die Karl-Liebknecht-Straße 15/33 und im Westen durch die Friedrichstraße 105–118 (Lage) | Spandauer Vorstadt Gesamtanlagen siehe: Gipsstraße 23A Große Hamburger Straße 5–11, 29–31 Linienstraße 16–21... Rosa-Luxemburg-Straße 30 Rosenthaler Straße 40–41 Spandauer Vorstadt Tucholskystraße 2 Baudenkmale siehe: Almstadtstraße 11, 16, 18, 43 Alte Schönhauser Straße 46, 48–49 Am Zwirngraben, S-Bahnhof Börse Auguststraße 9; 11–13; 14–16; 19, 21; 23; 24–25; 26B; 36; 53; 56–57; 69; 74; 76; 89; 90 Friedrichstraße 107; 112A Gipsstraße 11 Gormannstraße 12 Große Hamburger Straße 13–14; 15–16; 17; 19A; zwischen 25 und 26, Gedenkstätte; 27; 28; 29–31; Sophienkirche, 37 Hirtenstraße 4 Joachimstraße 6; 10; 11; 11A; 14; 15; 16; 20; 21 Johannisstraße 2 Karl-Liebknecht-Straße 27–29 Kleine Alexanderstraße 1–4 Kleine Präsidentenstraße 3 Kleine Rosenthaler Straße 2–3 Koppenplatz 6; 11; 12; 13 Krausnickstraße 3–3A Linienstraße 49; 62; 101; 110; 128–129, 137; 144; 145; 147; 150; 153; 154A; 155, 158; 159; 162; 206 Max-Beer-Straße 2/4 Monbijoupark, Büste Chamisso Monbijouplatz 12 Monbijoustraße 2; 4, 4A Mulackstraße 22; 23 Münzstraße 8; 14/16; 18; 21/23 Neue Promenade 3; 5 Neue Schönhauser Straße 8; 10; 12; 13; 14; 15; 19; 20 Oranienburger Straße, S-Bahnhof; 1–3; 4; 23; 27; 28; 30; 31; 34; 35–36, 50; 54; 71–72; 73–76; 84, 86 Rosenthaler Platz, U-Bahnhof Rosa-Luxemburg-Platz, U-Bahnhof; 2–3 Rosa-Luxemburg-Straße 2/4; 14; 15; 39/41 Rosenthaler Straße 13; 31; 36; 37; 38; 39, 51; 72A Rückerstraße 4 Sophienstraße 2; 3; 5; 8; 9; 11; 18–18A; 22–22A; 28–29 Steinstraße 19; 21 Torstraße 138; 146; 164; 222 Tucholskystr. 6/14; 9; 22; 24; 31/33; 40 Weinmeisterstraße, U-Bahnhof; 15; 16–17 Weydingerstraße 18; 20/22 Ziegelstraße 5–9; 10–11; 12 Gartendenkmale siehe: Große Hamburger Straße (zwischen 25 und 26) Alter jüdischer Friedhof; 29–30 Kleine Rosenthaler Straße 3 Koppenplatz 11 Münzstraße 21/23 | 09035139 – Linienstraße 138, Mietshaus, vor 1800 |                                     |
| 09011331 | Spandauer Vorstadt begrenzt im Norden durch die Torstraße 6/230 und Weydingerstraße 20/22 im Süden durch S-Bahn, Spree, Dircksenstraße 32–51 und Neue Promenade / Am Zwirngraben im Osten durch die Karl-Liebknecht-Straße 15/33 und im Westen durch die Friedrichstraße 105–118 (Lage) | Spandauer Vorstadt Gesamtanlagen siehe: Gipsstraße 23A Große Hamburger Straße 5–11, 29–31 Linienstraße 16–21... Rosa-Luxemburg-Straße 30 Rosenthaler Straße 40–41 Spandauer Vorstadt Tucholskystraße 2 Baudenkmale siehe: Almstadtstraße 11, 16, 18, 43 Alte Schönhauser Straße 46, 48–49 Am Zwirngraben, S-Bahnhof Börse Auguststraße 9; 11–13; 14–16; 19, 21; 23; 24–25; 26B; 36; 53; 56–57; 69; 74; 76; 89; 90 Friedrichstraße 107; 112A Gipsstraße 11 Gormannstraße 12 Große Hamburger Straße 13–14; 15–16; 17; 19A; zwischen 25 und 26, Gedenkstätte; 27; 28; 29–31; Sophienkirche, 37 Hirtenstraße 4 Joachimstraße 6; 10; 11; 11A; 14; 15; 16; 20; 21 Johannisstraße 2 Karl-Liebknecht-Straße 27–29 Kleine Alexanderstraße 1–4 Kleine Präsidentenstraße 3 Kleine Rosenthaler Straße 2–3 Koppenplatz 6; 11; 12; 13 Krausnickstraße 3–3A Linienstraße 49; 62; 101; 110; 128–129, 137; 144; 145; 147; 150; 153; 154A; 155, 158; 159; 162; 206 Max-Beer-Straße 2/4 Monbijoupark, Büste Chamisso Monbijouplatz 12 Monbijoustraße 2; 4, 4A Mulackstraße 22; 23 Münzstraße 8; 14/16; 18; 21/23 Neue Promenade 3; 5 Neue Schönhauser Straße 8; 10; 12; 13; 14; 15; 19; 20 Oranienburger Straße, S-Bahnhof; 1–3; 4; 23; 27; 28; 30; 31; 34; 35–36, 50; 54; 71–72; 73–76; 84, 86 Rosenthaler Platz, U-Bahnhof Rosa-Luxemburg-Platz, U-Bahnhof; 2–3 Rosa-Luxemburg-Straße 2/4; 14; 15; 39/41 Rosenthaler Straße 13; 31; 36; 37; 38; 39, 51; 72A Rückerstraße 4 Sophienstraße 2; 3; 5; 8; 9; 11; 18–18A; 22–22A; 28–29 Steinstraße 19; 21 Torstraße 138; 146; 164; 222 Tucholskystr. 6/14; 9; 22; 24; 31/33; 40 Weinmeisterstraße, U-Bahnhof; 15; 16–17 Weydingerstraße 18; 20/22 Ziegelstraße 5–9; 10–11; 12 Gartendenkmale siehe: Große Hamburger Straße (zwischen 25 und 26) Alter jüdischer Friedhof; 29–30 Kleine Rosenthaler Straße 3 Koppenplatz 11 Münzstraße 21/23 | 09050118 – Linienstraße 139–140, Vorderhaus, 1908 |                                     |
| 09011331 | Spandauer Vorstadt begrenzt im Norden durch die Torstraße 6/230 und Weydingerstraße 20/22 im Süden durch S-Bahn, Spree, Dircksenstraße 32–51 und Neue Promenade / Am Zwirngraben im Osten durch die Karl-Liebknecht-Straße 15/33 und im Westen durch die Friedrichstraße 105–118 (Lage) | Spandauer Vorstadt Gesamtanlagen siehe: Gipsstraße 23A Große Hamburger Straße 5–11, 29–31 Linienstraße 16–21... Rosa-Luxemburg-Straße 30 Rosenthaler Straße 40–41 Spandauer Vorstadt Tucholskystraße 2 Baudenkmale siehe: Almstadtstraße 11, 16, 18, 43 Alte Schönhauser Straße 46, 48–49 Am Zwirngraben, S-Bahnhof Börse Auguststraße 9; 11–13; 14–16; 19, 21; 23; 24–25; 26B; 36; 53; 56–57; 69; 74; 76; 89; 90 Friedrichstraße 107; 112A Gipsstraße 11 Gormannstraße 12 Große Hamburger Straße 13–14; 15–16; 17; 19A; zwischen 25 und 26, Gedenkstätte; 27; 28; 29–31; Sophienkirche, 37 Hirtenstraße 4 Joachimstraße 6; 10; 11; 11A; 14; 15; 16; 20; 21 Johannisstraße 2 Karl-Liebknecht-Straße 27–29 Kleine Alexanderstraße 1–4 Kleine Präsidentenstraße 3 Kleine Rosenthaler Straße 2–3 Koppenplatz 6; 11; 12; 13 Krausnickstraße 3–3A Linienstraße 49; 62; 101; 110; 128–129, 137; 144; 145; 147; 150; 153; 154A; 155, 158; 159; 162; 206 Max-Beer-Straße 2/4 Monbijoupark, Büste Chamisso Monbijouplatz 12 Monbijoustraße 2; 4, 4A Mulackstraße 22; 23 Münzstraße 8; 14/16; 18; 21/23 Neue Promenade 3; 5 Neue Schönhauser Straße 8; 10; 12; 13; 14; 15; 19; 20 Oranienburger Straße, S-Bahnhof; 1–3; 4; 23; 27; 28; 30; 31; 34; 35–36, 50; 54; 71–72; 73–76; 84, 86 Rosenthaler Platz, U-Bahnhof Rosa-Luxemburg-Platz, U-Bahnhof; 2–3 Rosa-Luxemburg-Straße 2/4; 14; 15; 39/41 Rosenthaler Straße 13; 31; 36; 37; 38; 39, 51; 72A Rückerstraße 4 Sophienstraße 2; 3; 5; 8; 9; 11; 18–18A; 22–22A; 28–29 Steinstraße 19; 21 Torstraße 138; 146; 164; 222 Tucholskystr. 6/14; 9; 22; 24; 31/33; 40 Weinmeisterstraße, U-Bahnhof; 15; 16–17 Weydingerstraße 18; 20/22 Ziegelstraße 5–9; 10–11; 12 Gartendenkmale siehe: Große Hamburger Straße (zwischen 25 und 26) Alter jüdischer Friedhof; 29–30 Kleine Rosenthaler Straße 3 Koppenplatz 11 Münzstraße 21/23 | Gewerbebauten, 1908 |                                     |
| 09011331 | Spandauer Vorstadt begrenzt im Norden durch die Torstraße 6/230 und Weydingerstraße 20/22 im Süden durch S-Bahn, Spree, Dircksenstraße 32–51 und Neue Promenade / Am Zwirngraben im Osten durch die Karl-Liebknecht-Straße 15/33 und im Westen durch die Friedrichstraße 105–118 (Lage) | Spandauer Vorstadt Gesamtanlagen siehe: Gipsstraße 23A Große Hamburger Straße 5–11, 29–31 Linienstraße 16–21... Rosa-Luxemburg-Straße 30 Rosenthaler Straße 40–41 Spandauer Vorstadt Tucholskystraße 2 Baudenkmale siehe: Almstadtstraße 11, 16, 18, 43 Alte Schönhauser Straße 46, 48–49 Am Zwirngraben, S-Bahnhof Börse Auguststraße 9; 11–13; 14–16; 19, 21; 23; 24–25; 26B; 36; 53; 56–57; 69; 74; 76; 89; 90 Friedrichstraße 107; 112A Gipsstraße 11 Gormannstraße 12 Große Hamburger Straße 13–14; 15–16; 17; 19A; zwischen 25 und 26, Gedenkstätte; 27; 28; 29–31; Sophienkirche, 37 Hirtenstraße 4 Joachimstraße 6; 10; 11; 11A; 14; 15; 16; 20; 21 Johannisstraße 2 Karl-Liebknecht-Straße 27–29 Kleine Alexanderstraße 1–4 Kleine Präsidentenstraße 3 Kleine Rosenthaler Straße 2–3 Koppenplatz 6; 11; 12; 13 Krausnickstraße 3–3A Linienstraße 49; 62; 101; 110; 128–129, 137; 144; 145; 147; 150; 153; 154A; 155, 158; 159; 162; 206 Max-Beer-Straße 2/4 Monbijoupark, Büste Chamisso Monbijouplatz 12 Monbijoustraße 2; 4, 4A Mulackstraße 22; 23 Münzstraße 8; 14/16; 18; 21/23 Neue Promenade 3; 5 Neue Schönhauser Straße 8; 10; 12; 13; 14; 15; 19; 20 Oranienburger Straße, S-Bahnhof; 1–3; 4; 23; 27; 28; 30; 31; 34; 35–36, 50; 54; 71–72; 73–76; 84, 86 Rosenthaler Platz, U-Bahnhof Rosa-Luxemburg-Platz, U-Bahnhof; 2–3 Rosa-Luxemburg-Straße 2/4; 14; 15; 39/41 Rosenthaler Straße 13; 31; 36; 37; 38; 39, 51; 72A Rückerstraße 4 Sophienstraße 2; 3; 5; 8; 9; 11; 18–18A; 22–22A; 28–29 Steinstraße 19; 21 Torstraße 138; 146; 164; 222 Tucholskystr. 6/14; 9; 22; 24; 31/33; 40 Weinmeisterstraße, U-Bahnhof; 15; 16–17 Weydingerstraße 18; 20/22 Ziegelstraße 5–9; 10–11; 12 Gartendenkmale siehe: Große Hamburger Straße (zwischen 25 und 26) Alter jüdischer Friedhof; 29–30 Kleine Rosenthaler Straße 3 Koppenplatz 11 Münzstraße 21/23 | Mietshäuser im Hof, 1883 |                                     |
| 09011331 | Spandauer Vorstadt begrenzt im Norden durch die Torstraße 6/230 und Weydingerstraße 20/22 im Süden durch S-Bahn, Spree, Dircksenstraße 32–51 und Neue Promenade / Am Zwirngraben im Osten durch die Karl-Liebknecht-Straße 15/33 und im Westen durch die Friedrichstraße 105–118 (Lage) | Spandauer Vorstadt Gesamtanlagen siehe: Gipsstraße 23A Große Hamburger Straße 5–11, 29–31 Linienstraße 16–21... Rosa-Luxemburg-Straße 30 Rosenthaler Straße 40–41 Spandauer Vorstadt Tucholskystraße 2 Baudenkmale siehe: Almstadtstraße 11, 16, 18, 43 Alte Schönhauser Straße 46, 48–49 Am Zwirngraben, S-Bahnhof Börse Auguststraße 9; 11–13; 14–16; 19, 21; 23; 24–25; 26B; 36; 53; 56–57; 69; 74; 76; 89; 90 Friedrichstraße 107; 112A Gipsstraße 11 Gormannstraße 12 Große Hamburger Straße 13–14; 15–16; 17; 19A; zwischen 25 und 26, Gedenkstätte; 27; 28; 29–31; Sophienkirche, 37 Hirtenstraße 4 Joachimstraße 6; 10; 11; 11A; 14; 15; 16; 20; 21 Johannisstraße 2 Karl-Liebknecht-Straße 27–29 Kleine Alexanderstraße 1–4 Kleine Präsidentenstraße 3 Kleine Rosenthaler Straße 2–3 Koppenplatz 6; 11; 12; 13 Krausnickstraße 3–3A Linienstraße 49; 62; 101; 110; 128–129, 137; 144; 145; 147; 150; 153; 154A; 155, 158; 159; 162; 206 Max-Beer-Straße 2/4 Monbijoupark, Büste Chamisso Monbijouplatz 12 Monbijoustraße 2; 4, 4A Mulackstraße 22; 23 Münzstraße 8; 14/16; 18; 21/23 Neue Promenade 3; 5 Neue Schönhauser Straße 8; 10; 12; 13; 14; 15; 19; 20 Oranienburger Straße, S-Bahnhof; 1–3; 4; 23; 27; 28; 30; 31; 34; 35–36, 50; 54; 71–72; 73–76; 84, 86 Rosenthaler Platz, U-Bahnhof Rosa-Luxemburg-Platz, U-Bahnhof; 2–3 Rosa-Luxemburg-Straße 2/4; 14; 15; 39/41 Rosenthaler Straße 13; 31; 36; 37; 38; 39, 51; 72A Rückerstraße 4 Sophienstraße 2; 3; 5; 8; 9; 11; 18–18A; 22–22A; 28–29 Steinstraße 19; 21 Torstraße 138; 146; 164; 222 Tucholskystr. 6/14; 9; 22; 24; 31/33; 40 Weinmeisterstraße, U-Bahnhof; 15; 16–17 Weydingerstraße 18; 20/22 Ziegelstraße 5–9; 10–11; 12 Gartendenkmale siehe: Große Hamburger Straße (zwischen 25 und 26) Alter jüdischer Friedhof; 29–30 Kleine Rosenthaler Straße 3 Koppenplatz 11 Münzstraße 21/23 | 09050119 – Linienstraße 141, Mietshaus, 1888 |                                     |
| 09011331 | Spandauer Vorstadt begrenzt im Norden durch die Torstraße 6/230 und Weydingerstraße 20/22 im Süden durch S-Bahn, Spree, Dircksenstraße 32–51 und Neue Promenade / Am Zwirngraben im Osten durch die Karl-Liebknecht-Straße 15/33 und im Westen durch die Friedrichstraße 105–118 (Lage) | Spandauer Vorstadt Gesamtanlagen siehe: Gipsstraße 23A Große Hamburger Straße 5–11, 29–31 Linienstraße 16–21... Rosa-Luxemburg-Straße 30 Rosenthaler Straße 40–41 Spandauer Vorstadt Tucholskystraße 2 Baudenkmale siehe: Almstadtstraße 11, 16, 18, 43 Alte Schönhauser Straße 46, 48–49 Am Zwirngraben, S-Bahnhof Börse Auguststraße 9; 11–13; 14–16; 19, 21; 23; 24–25; 26B; 36; 53; 56–57; 69; 74; 76; 89; 90 Friedrichstraße 107; 112A Gipsstraße 11 Gormannstraße 12 Große Hamburger Straße 13–14; 15–16; 17; 19A; zwischen 25 und 26, Gedenkstätte; 27; 28; 29–31; Sophienkirche, 37 Hirtenstraße 4 Joachimstraße 6; 10; 11; 11A; 14; 15; 16; 20; 21 Johannisstraße 2 Karl-Liebknecht-Straße 27–29 Kleine Alexanderstraße 1–4 Kleine Präsidentenstraße 3 Kleine Rosenthaler Straße 2–3 Koppenplatz 6; 11; 12; 13 Krausnickstraße 3–3A Linienstraße 49; 62; 101; 110; 128–129, 137; 144; 145; 147; 150; 153; 154A; 155, 158; 159; 162; 206 Max-Beer-Straße 2/4 Monbijoupark, Büste Chamisso Monbijouplatz 12 Monbijoustraße 2; 4, 4A Mulackstraße 22; 23 Münzstraße 8; 14/16; 18; 21/23 Neue Promenade 3; 5 Neue Schönhauser Straße 8; 10; 12; 13; 14; 15; 19; 20 Oranienburger Straße, S-Bahnhof; 1–3; 4; 23; 27; 28; 30; 31; 34; 35–36, 50; 54; 71–72; 73–76; 84, 86 Rosenthaler Platz, U-Bahnhof Rosa-Luxemburg-Platz, U-Bahnhof; 2–3 Rosa-Luxemburg-Straße 2/4; 14; 15; 39/41 Rosenthaler Straße 13; 31; 36; 37; 38; 39, 51; 72A Rückerstraße 4 Sophienstraße 2; 3; 5; 8; 9; 11; 18–18A; 22–22A; 28–29 Steinstraße 19; 21 Torstraße 138; 146; 164; 222 Tucholskystr. 6/14; 9; 22; 24; 31/33; 40 Weinmeisterstraße, U-Bahnhof; 15; 16–17 Weydingerstraße 18; 20/22 Ziegelstraße 5–9; 10–11; 12 Gartendenkmale siehe: Große Hamburger Straße (zwischen 25 und 26) Alter jüdischer Friedhof; 29–30 Kleine Rosenthaler Straße 3 Koppenplatz 11 Münzstraße 21/23 | 09050120 – Linienstraße 142–143, Mietshaus (Hofgebäude), um 1890 |                                     |
| 09011331 | Spandauer Vorstadt begrenzt im Norden durch die Torstraße 6/230 und Weydingerstraße 20/22 im Süden durch S-Bahn, Spree, Dircksenstraße 32–51 und Neue Promenade / Am Zwirngraben im Osten durch die Karl-Liebknecht-Straße 15/33 und im Westen durch die Friedrichstraße 105–118 (Lage) | Spandauer Vorstadt Gesamtanlagen siehe: Gipsstraße 23A Große Hamburger Straße 5–11, 29–31 Linienstraße 16–21... Rosa-Luxemburg-Straße 30 Rosenthaler Straße 40–41 Spandauer Vorstadt Tucholskystraße 2 Baudenkmale siehe: Almstadtstraße 11, 16, 18, 43 Alte Schönhauser Straße 46, 48–49 Am Zwirngraben, S-Bahnhof Börse Auguststraße 9; 11–13; 14–16; 19, 21; 23; 24–25; 26B; 36; 53; 56–57; 69; 74; 76; 89; 90 Friedrichstraße 107; 112A Gipsstraße 11 Gormannstraße 12 Große Hamburger Straße 13–14; 15–16; 17; 19A; zwischen 25 und 26, Gedenkstätte; 27; 28; 29–31; Sophienkirche, 37 Hirtenstraße 4 Joachimstraße 6; 10; 11; 11A; 14; 15; 16; 20; 21 Johannisstraße 2 Karl-Liebknecht-Straße 27–29 Kleine Alexanderstraße 1–4 Kleine Präsidentenstraße 3 Kleine Rosenthaler Straße 2–3 Koppenplatz 6; 11; 12; 13 Krausnickstraße 3–3A Linienstraße 49; 62; 101; 110; 128–129, 137; 144; 145; 147; 150; 153; 154A; 155, 158; 159; 162; 206 Max-Beer-Straße 2/4 Monbijoupark, Büste Chamisso Monbijouplatz 12 Monbijoustraße 2; 4, 4A Mulackstraße 22; 23 Münzstraße 8; 14/16; 18; 21/23 Neue Promenade 3; 5 Neue Schönhauser Straße 8; 10; 12; 13; 14; 15; 19; 20 Oranienburger Straße, S-Bahnhof; 1–3; 4; 23; 27; 28; 30; 31; 34; 35–36, 50; 54; 71–72; 73–76; 84, 86 Rosenthaler Platz, U-Bahnhof Rosa-Luxemburg-Platz, U-Bahnhof; 2–3 Rosa-Luxemburg-Straße 2/4; 14; 15; 39/41 Rosenthaler Straße 13; 31; 36; 37; 38; 39, 51; 72A Rückerstraße 4 Sophienstraße 2; 3; 5; 8; 9; 11; 18–18A; 22–22A; 28–29 Steinstraße 19; 21 Torstraße 138; 146; 164; 222 Tucholskystr. 6/14; 9; 22; 24; 31/33; 40 Weinmeisterstraße, U-Bahnhof; 15; 16–17 Weydingerstraße 18; 20/22 Ziegelstraße 5–9; 10–11; 12 Gartendenkmale siehe: Große Hamburger Straße (zwischen 25 und 26) Alter jüdischer Friedhof; 29–30 Kleine Rosenthaler Straße 3 Koppenplatz 11 Münzstraße 21/23 | 09035297 – Linienstraße 146, Mietshaus, 1884 |                                     |
| 09011331 | Spandauer Vorstadt begrenzt im Norden durch die Torstraße 6/230 und Weydingerstraße 20/22 im Süden durch S-Bahn, Spree, Dircksenstraße 32–51 und Neue Promenade / Am Zwirngraben im Osten durch die Karl-Liebknecht-Straße 15/33 und im Westen durch die Friedrichstraße 105–118 (Lage) | Spandauer Vorstadt Gesamtanlagen siehe: Gipsstraße 23A Große Hamburger Straße 5–11, 29–31 Linienstraße 16–21... Rosa-Luxemburg-Straße 30 Rosenthaler Straße 40–41 Spandauer Vorstadt Tucholskystraße 2 Baudenkmale siehe: Almstadtstraße 11, 16, 18, 43 Alte Schönhauser Straße 46, 48–49 Am Zwirngraben, S-Bahnhof Börse Auguststraße 9; 11–13; 14–16; 19, 21; 23; 24–25; 26B; 36; 53; 56–57; 69; 74; 76; 89; 90 Friedrichstraße 107; 112A Gipsstraße 11 Gormannstraße 12 Große Hamburger Straße 13–14; 15–16; 17; 19A; zwischen 25 und 26, Gedenkstätte; 27; 28; 29–31; Sophienkirche, 37 Hirtenstraße 4 Joachimstraße 6; 10; 11; 11A; 14; 15; 16; 20; 21 Johannisstraße 2 Karl-Liebknecht-Straße 27–29 Kleine Alexanderstraße 1–4 Kleine Präsidentenstraße 3 Kleine Rosenthaler Straße 2–3 Koppenplatz 6; 11; 12; 13 Krausnickstraße 3–3A Linienstraße 49; 62; 101; 110; 128–129, 137; 144; 145; 147; 150; 153; 154A; 155, 158; 159; 162; 206 Max-Beer-Straße 2/4 Monbijoupark, Büste Chamisso Monbijouplatz 12 Monbijoustraße 2; 4, 4A Mulackstraße 22; 23 Münzstraße 8; 14/16; 18; 21/23 Neue Promenade 3; 5 Neue Schönhauser Straße 8; 10; 12; 13; 14; 15; 19; 20 Oranienburger Straße, S-Bahnhof; 1–3; 4; 23; 27; 28; 30; 31; 34; 35–36, 50; 54; 71–72; 73–76; 84, 86 Rosenthaler Platz, U-Bahnhof Rosa-Luxemburg-Platz, U-Bahnhof; 2–3 Rosa-Luxemburg-Straße 2/4; 14; 15; 39/41 Rosenthaler Straße 13; 31; 36; 37; 38; 39, 51; 72A Rückerstraße 4 Sophienstraße 2; 3; 5; 8; 9; 11; 18–18A; 22–22A; 28–29 Steinstraße 19; 21 Torstraße 138; 146; 164; 222 Tucholskystr. 6/14; 9; 22; 24; 31/33; 40 Weinmeisterstraße, U-Bahnhof; 15; 16–17 Weydingerstraße 18; 20/22 Ziegelstraße 5–9; 10–11; 12 Gartendenkmale siehe: Große Hamburger Straße (zwischen 25 und 26) Alter jüdischer Friedhof; 29–30 Kleine Rosenthaler Straße 3 Koppenplatz 11 Münzstraße 21/23 | Quergebäude, 1908 |                                     |
| 09011331 | Spandauer Vorstadt begrenzt im Norden durch die Torstraße 6/230 und Weydingerstraße 20/22 im Süden durch S-Bahn, Spree, Dircksenstraße 32–51 und Neue Promenade / Am Zwirngraben im Osten durch die Karl-Liebknecht-Straße 15/33 und im Westen durch die Friedrichstraße 105–118 (Lage) | Spandauer Vorstadt Gesamtanlagen siehe: Gipsstraße 23A Große Hamburger Straße 5–11, 29–31 Linienstraße 16–21... Rosa-Luxemburg-Straße 30 Rosenthaler Straße 40–41 Spandauer Vorstadt Tucholskystraße 2 Baudenkmale siehe: Almstadtstraße 11, 16, 18, 43 Alte Schönhauser Straße 46, 48–49 Am Zwirngraben, S-Bahnhof Börse Auguststraße 9; 11–13; 14–16; 19, 21; 23; 24–25; 26B; 36; 53; 56–57; 69; 74; 76; 89; 90 Friedrichstraße 107; 112A Gipsstraße 11 Gormannstraße 12 Große Hamburger Straße 13–14; 15–16; 17; 19A; zwischen 25 und 26, Gedenkstätte; 27; 28; 29–31; Sophienkirche, 37 Hirtenstraße 4 Joachimstraße 6; 10; 11; 11A; 14; 15; 16; 20; 21 Johannisstraße 2 Karl-Liebknecht-Straße 27–29 Kleine Alexanderstraße 1–4 Kleine Präsidentenstraße 3 Kleine Rosenthaler Straße 2–3 Koppenplatz 6; 11; 12; 13 Krausnickstraße 3–3A Linienstraße 49; 62; 101; 110; 128–129, 137; 144; 145; 147; 150; 153; 154A; 155, 158; 159; 162; 206 Max-Beer-Straße 2/4 Monbijoupark, Büste Chamisso Monbijouplatz 12 Monbijoustraße 2; 4, 4A Mulackstraße 22; 23 Münzstraße 8; 14/16; 18; 21/23 Neue Promenade 3; 5 Neue Schönhauser Straße 8; 10; 12; 13; 14; 15; 19; 20 Oranienburger Straße, S-Bahnhof; 1–3; 4; 23; 27; 28; 30; 31; 34; 35–36, 50; 54; 71–72; 73–76; 84, 86 Rosenthaler Platz, U-Bahnhof Rosa-Luxemburg-Platz, U-Bahnhof; 2–3 Rosa-Luxemburg-Straße 2/4; 14; 15; 39/41 Rosenthaler Straße 13; 31; 36; 37; 38; 39, 51; 72A Rückerstraße 4 Sophienstraße 2; 3; 5; 8; 9; 11; 18–18A; 22–22A; 28–29 Steinstraße 19; 21 Torstraße 138; 146; 164; 222 Tucholskystr. 6/14; 9; 22; 24; 31/33; 40 Weinmeisterstraße, U-Bahnhof; 15; 16–17 Weydingerstraße 18; 20/22 Ziegelstraße 5–9; 10–11; 12 Gartendenkmale siehe: Große Hamburger Straße (zwischen 25 und 26) Alter jüdischer Friedhof; 29–30 Kleine Rosenthaler Straße 3 Koppenplatz 11 Münzstraße 21/23 | 09035299 – Linienstraße 148, Mietshaus, 1877 |                                     |
| 09011331 | Spandauer Vorstadt begrenzt im Norden durch die Torstraße 6/230 und Weydingerstraße 20/22 im Süden durch S-Bahn, Spree, Dircksenstraße 32–51 und Neue Promenade / Am Zwirngraben im Osten durch die Karl-Liebknecht-Straße 15/33 und im Westen durch die Friedrichstraße 105–118 (Lage) | Spandauer Vorstadt Gesamtanlagen siehe: Gipsstraße 23A Große Hamburger Straße 5–11, 29–31 Linienstraße 16–21... Rosa-Luxemburg-Straße 30 Rosenthaler Straße 40–41 Spandauer Vorstadt Tucholskystraße 2 Baudenkmale siehe: Almstadtstraße 11, 16, 18, 43 Alte Schönhauser Straße 46, 48–49 Am Zwirngraben, S-Bahnhof Börse Auguststraße 9; 11–13; 14–16; 19, 21; 23; 24–25; 26B; 36; 53; 56–57; 69; 74; 76; 89; 90 Friedrichstraße 107; 112A Gipsstraße 11 Gormannstraße 12 Große Hamburger Straße 13–14; 15–16; 17; 19A; zwischen 25 und 26, Gedenkstätte; 27; 28; 29–31; Sophienkirche, 37 Hirtenstraße 4 Joachimstraße 6; 10; 11; 11A; 14; 15; 16; 20; 21 Johannisstraße 2 Karl-Liebknecht-Straße 27–29 Kleine Alexanderstraße 1–4 Kleine Präsidentenstraße 3 Kleine Rosenthaler Straße 2–3 Koppenplatz 6; 11; 12; 13 Krausnickstraße 3–3A Linienstraße 49; 62; 101; 110; 128–129, 137; 144; 145; 147; 150; 153; 154A; 155, 158; 159; 162; 206 Max-Beer-Straße 2/4 Monbijoupark, Büste Chamisso Monbijouplatz 12 Monbijoustraße 2; 4, 4A Mulackstraße 22; 23 Münzstraße 8; 14/16; 18; 21/23 Neue Promenade 3; 5 Neue Schönhauser Straße 8; 10; 12; 13; 14; 15; 19; 20 Oranienburger Straße, S-Bahnhof; 1–3; 4; 23; 27; 28; 30; 31; 34; 35–36, 50; 54; 71–72; 73–76; 84, 86 Rosenthaler Platz, U-Bahnhof Rosa-Luxemburg-Platz, U-Bahnhof; 2–3 Rosa-Luxemburg-Straße 2/4; 14; 15; 39/41 Rosenthaler Straße 13; 31; 36; 37; 38; 39, 51; 72A Rückerstraße 4 Sophienstraße 2; 3; 5; 8; 9; 11; 18–18A; 22–22A; 28–29 Steinstraße 19; 21 Torstraße 138; 146; 164; 222 Tucholskystr. 6/14; 9; 22; 24; 31/33; 40 Weinmeisterstraße, U-Bahnhof; 15; 16–17 Weydingerstraße 18; 20/22 Ziegelstraße 5–9; 10–11; 12 Gartendenkmale siehe: Große Hamburger Straße (zwischen 25 und 26) Alter jüdischer Friedhof; 29–30 Kleine Rosenthaler Straße 3 Koppenplatz 11 Münzstraße 21/23 | 09035300 – Linienstraße 149, Mietshaus, 1864 |                                     |
| 09011331 | Spandauer Vorstadt begrenzt im Norden durch die Torstraße 6/230 und Weydingerstraße 20/22 im Süden durch S-Bahn, Spree, Dircksenstraße 32–51 und Neue Promenade / Am Zwirngraben im Osten durch die Karl-Liebknecht-Straße 15/33 und im Westen durch die Friedrichstraße 105–118 (Lage) | Spandauer Vorstadt Gesamtanlagen siehe: Gipsstraße 23A Große Hamburger Straße 5–11, 29–31 Linienstraße 16–21... Rosa-Luxemburg-Straße 30 Rosenthaler Straße 40–41 Spandauer Vorstadt Tucholskystraße 2 Baudenkmale siehe: Almstadtstraße 11, 16, 18, 43 Alte Schönhauser Straße 46, 48–49 Am Zwirngraben, S-Bahnhof Börse Auguststraße 9; 11–13; 14–16; 19, 21; 23; 24–25; 26B; 36; 53; 56–57; 69; 74; 76; 89; 90 Friedrichstraße 107; 112A Gipsstraße 11 Gormannstraße 12 Große Hamburger Straße 13–14; 15–16; 17; 19A; zwischen 25 und 26, Gedenkstätte; 27; 28; 29–31; Sophienkirche, 37 Hirtenstraße 4 Joachimstraße 6; 10; 11; 11A; 14; 15; 16; 20; 21 Johannisstraße 2 Karl-Liebknecht-Straße 27–29 Kleine Alexanderstraße 1–4 Kleine Präsidentenstraße 3 Kleine Rosenthaler Straße 2–3 Koppenplatz 6; 11; 12; 13 Krausnickstraße 3–3A Linienstraße 49; 62; 101; 110; 128–129, 137; 144; 145; 147; 150; 153; 154A; 155, 158; 159; 162; 206 Max-Beer-Straße 2/4 Monbijoupark, Büste Chamisso Monbijouplatz 12 Monbijoustraße 2; 4, 4A Mulackstraße 22; 23 Münzstraße 8; 14/16; 18; 21/23 Neue Promenade 3; 5 Neue Schönhauser Straße 8; 10; 12; 13; 14; 15; 19; 20 Oranienburger Straße, S-Bahnhof; 1–3; 4; 23; 27; 28; 30; 31; 34; 35–36, 50; 54; 71–72; 73–76; 84, 86 Rosenthaler Platz, U-Bahnhof Rosa-Luxemburg-Platz, U-Bahnhof; 2–3 Rosa-Luxemburg-Straße 2/4; 14; 15; 39/41 Rosenthaler Straße 13; 31; 36; 37; 38; 39, 51; 72A Rückerstraße 4 Sophienstraße 2; 3; 5; 8; 9; 11; 18–18A; 22–22A; 28–29 Steinstraße 19; 21 Torstraße 138; 146; 164; 222 Tucholskystr. 6/14; 9; 22; 24; 31/33; 40 Weinmeisterstraße, U-Bahnhof; 15; 16–17 Weydingerstraße 18; 20/22 Ziegelstraße 5–9; 10–11; 12 Gartendenkmale siehe: Große Hamburger Straße (zwischen 25 und 26) Alter jüdischer Friedhof; 29–30 Kleine Rosenthaler Straße 3 Koppenplatz 11 Münzstraße 21/23 | 09035289 – Linienstraße 152 / Tucholskystraße 45, Mietshaus, um 1905 |                                     |
| 09011331 | Spandauer Vorstadt begrenzt im Norden durch die Torstraße 6/230 und Weydingerstraße 20/22 im Süden durch S-Bahn, Spree, Dircksenstraße 32–51 und Neue Promenade / Am Zwirngraben im Osten durch die Karl-Liebknecht-Straße 15/33 und im Westen durch die Friedrichstraße 105–118 (Lage) | Spandauer Vorstadt Gesamtanlagen siehe: Gipsstraße 23A Große Hamburger Straße 5–11, 29–31 Linienstraße 16–21... Rosa-Luxemburg-Straße 30 Rosenthaler Straße 40–41 Spandauer Vorstadt Tucholskystraße 2 Baudenkmale siehe: Almstadtstraße 11, 16, 18, 43 Alte Schönhauser Straße 46, 48–49 Am Zwirngraben, S-Bahnhof Börse Auguststraße 9; 11–13; 14–16; 19, 21; 23; 24–25; 26B; 36; 53; 56–57; 69; 74; 76; 89; 90 Friedrichstraße 107; 112A Gipsstraße 11 Gormannstraße 12 Große Hamburger Straße 13–14; 15–16; 17; 19A; zwischen 25 und 26, Gedenkstätte; 27; 28; 29–31; Sophienkirche, 37 Hirtenstraße 4 Joachimstraße 6; 10; 11; 11A; 14; 15; 16; 20; 21 Johannisstraße 2 Karl-Liebknecht-Straße 27–29 Kleine Alexanderstraße 1–4 Kleine Präsidentenstraße 3 Kleine Rosenthaler Straße 2–3 Koppenplatz 6; 11; 12; 13 Krausnickstraße 3–3A Linienstraße 49; 62; 101; 110; 128–129, 137; 144; 145; 147; 150; 153; 154A; 155, 158; 159; 162; 206 Max-Beer-Straße 2/4 Monbijoupark, Büste Chamisso Monbijouplatz 12 Monbijoustraße 2; 4, 4A Mulackstraße 22; 23 Münzstraße 8; 14/16; 18; 21/23 Neue Promenade 3; 5 Neue Schönhauser Straße 8; 10; 12; 13; 14; 15; 19; 20 Oranienburger Straße, S-Bahnhof; 1–3; 4; 23; 27; 28; 30; 31; 34; 35–36, 50; 54; 71–72; 73–76; 84, 86 Rosenthaler Platz, U-Bahnhof Rosa-Luxemburg-Platz, U-Bahnhof; 2–3 Rosa-Luxemburg-Straße 2/4; 14; 15; 39/41 Rosenthaler Straße 13; 31; 36; 37; 38; 39, 51; 72A Rückerstraße 4 Sophienstraße 2; 3; 5; 8; 9; 11; 18–18A; 22–22A; 28–29 Steinstraße 19; 21 Torstraße 138; 146; 164; 222 Tucholskystr. 6/14; 9; 22; 24; 31/33; 40 Weinmeisterstraße, U-Bahnhof; 15; 16–17 Weydingerstraße 18; 20/22 Ziegelstraße 5–9; 10–11; 12 Gartendenkmale siehe: Große Hamburger Straße (zwischen 25 und 26) Alter jüdischer Friedhof; 29–30 Kleine Rosenthaler Straße 3 Koppenplatz 11 Münzstraße 21/23 | Fabrik, Schornstein und Remise, um 1880 |                                     |
| 09011331 | Spandauer Vorstadt begrenzt im Norden durch die Torstraße 6/230 und Weydingerstraße 20/22 im Süden durch S-Bahn, Spree, Dircksenstraße 32–51 und Neue Promenade / Am Zwirngraben im Osten durch die Karl-Liebknecht-Straße 15/33 und im Westen durch die Friedrichstraße 105–118 (Lage) | Spandauer Vorstadt Gesamtanlagen siehe: Gipsstraße 23A Große Hamburger Straße 5–11, 29–31 Linienstraße 16–21... Rosa-Luxemburg-Straße 30 Rosenthaler Straße 40–41 Spandauer Vorstadt Tucholskystraße 2 Baudenkmale siehe: Almstadtstraße 11, 16, 18, 43 Alte Schönhauser Straße 46, 48–49 Am Zwirngraben, S-Bahnhof Börse Auguststraße 9; 11–13; 14–16; 19, 21; 23; 24–25; 26B; 36; 53; 56–57; 69; 74; 76; 89; 90 Friedrichstraße 107; 112A Gipsstraße 11 Gormannstraße 12 Große Hamburger Straße 13–14; 15–16; 17; 19A; zwischen 25 und 26, Gedenkstätte; 27; 28; 29–31; Sophienkirche, 37 Hirtenstraße 4 Joachimstraße 6; 10; 11; 11A; 14; 15; 16; 20; 21 Johannisstraße 2 Karl-Liebknecht-Straße 27–29 Kleine Alexanderstraße 1–4 Kleine Präsidentenstraße 3 Kleine Rosenthaler Straße 2–3 Koppenplatz 6; 11; 12; 13 Krausnickstraße 3–3A Linienstraße 49; 62; 101; 110; 128–129, 137; 144; 145; 147; 150; 153; 154A; 155, 158; 159; 162; 206 Max-Beer-Straße 2/4 Monbijoupark, Büste Chamisso Monbijouplatz 12 Monbijoustraße 2; 4, 4A Mulackstraße 22; 23 Münzstraße 8; 14/16; 18; 21/23 Neue Promenade 3; 5 Neue Schönhauser Straße 8; 10; 12; 13; 14; 15; 19; 20 Oranienburger Straße, S-Bahnhof; 1–3; 4; 23; 27; 28; 30; 31; 34; 35–36, 50; 54; 71–72; 73–76; 84, 86 Rosenthaler Platz, U-Bahnhof Rosa-Luxemburg-Platz, U-Bahnhof; 2–3 Rosa-Luxemburg-Straße 2/4; 14; 15; 39/41 Rosenthaler Straße 13; 31; 36; 37; 38; 39, 51; 72A Rückerstraße 4 Sophienstraße 2; 3; 5; 8; 9; 11; 18–18A; 22–22A; 28–29 Steinstraße 19; 21 Torstraße 138; 146; 164; 222 Tucholskystr. 6/14; 9; 22; 24; 31/33; 40 Weinmeisterstraße, U-Bahnhof; 15; 16–17 Weydingerstraße 18; 20/22 Ziegelstraße 5–9; 10–11; 12 Gartendenkmale siehe: Große Hamburger Straße (zwischen 25 und 26) Alter jüdischer Friedhof; 29–30 Kleine Rosenthaler Straße 3 Koppenplatz 11 Münzstraße 21/23 | 09080111 – Linienstraße 154, Mietshaus, 1879 |                                     |
| 09011331 | Spandauer Vorstadt begrenzt im Norden durch die Torstraße 6/230 und Weydingerstraße 20/22 im Süden durch S-Bahn, Spree, Dircksenstraße 32–51 und Neue Promenade / Am Zwirngraben im Osten durch die Karl-Liebknecht-Straße 15/33 und im Westen durch die Friedrichstraße 105–118 (Lage) | Spandauer Vorstadt Gesamtanlagen siehe: Gipsstraße 23A Große Hamburger Straße 5–11, 29–31 Linienstraße 16–21... Rosa-Luxemburg-Straße 30 Rosenthaler Straße 40–41 Spandauer Vorstadt Tucholskystraße 2 Baudenkmale siehe: Almstadtstraße 11, 16, 18, 43 Alte Schönhauser Straße 46, 48–49 Am Zwirngraben, S-Bahnhof Börse Auguststraße 9; 11–13; 14–16; 19, 21; 23; 24–25; 26B; 36; 53; 56–57; 69; 74; 76; 89; 90 Friedrichstraße 107; 112A Gipsstraße 11 Gormannstraße 12 Große Hamburger Straße 13–14; 15–16; 17; 19A; zwischen 25 und 26, Gedenkstätte; 27; 28; 29–31; Sophienkirche, 37 Hirtenstraße 4 Joachimstraße 6; 10; 11; 11A; 14; 15; 16; 20; 21 Johannisstraße 2 Karl-Liebknecht-Straße 27–29 Kleine Alexanderstraße 1–4 Kleine Präsidentenstraße 3 Kleine Rosenthaler Straße 2–3 Koppenplatz 6; 11; 12; 13 Krausnickstraße 3–3A Linienstraße 49; 62; 101; 110; 128–129, 137; 144; 145; 147; 150; 153; 154A; 155, 158; 159; 162; 206 Max-Beer-Straße 2/4 Monbijoupark, Büste Chamisso Monbijouplatz 12 Monbijoustraße 2; 4, 4A Mulackstraße 22; 23 Münzstraße 8; 14/16; 18; 21/23 Neue Promenade 3; 5 Neue Schönhauser Straße 8; 10; 12; 13; 14; 15; 19; 20 Oranienburger Straße, S-Bahnhof; 1–3; 4; 23; 27; 28; 30; 31; 34; 35–36, 50; 54; 71–72; 73–76; 84, 86 Rosenthaler Platz, U-Bahnhof Rosa-Luxemburg-Platz, U-Bahnhof; 2–3 Rosa-Luxemburg-Straße 2/4; 14; 15; 39/41 Rosenthaler Straße 13; 31; 36; 37; 38; 39, 51; 72A Rückerstraße 4 Sophienstraße 2; 3; 5; 8; 9; 11; 18–18A; 22–22A; 28–29 Steinstraße 19; 21 Torstraße 138; 146; 164; 222 Tucholskystr. 6/14; 9; 22; 24; 31/33; 40 Weinmeisterstraße, U-Bahnhof; 15; 16–17 Weydingerstraße 18; 20/22 Ziegelstraße 5–9; 10–11; 12 Gartendenkmale siehe: Große Hamburger Straße (zwischen 25 und 26) Alter jüdischer Friedhof; 29–30 Kleine Rosenthaler Straße 3 Koppenplatz 11 Münzstraße 21/23 | 09080114 – Linienstraße 156–157, Mietshaus, 1842, Umbau 1888 |                                     |
| 09011331 | Spandauer Vorstadt begrenzt im Norden durch die Torstraße 6/230 und Weydingerstraße 20/22 im Süden durch S-Bahn, Spree, Dircksenstraße 32–51 und Neue Promenade / Am Zwirngraben im Osten durch die Karl-Liebknecht-Straße 15/33 und im Westen durch die Friedrichstraße 105–118 (Lage) | Spandauer Vorstadt Gesamtanlagen siehe: Gipsstraße 23A Große Hamburger Straße 5–11, 29–31 Linienstraße 16–21... Rosa-Luxemburg-Straße 30 Rosenthaler Straße 40–41 Spandauer Vorstadt Tucholskystraße 2 Baudenkmale siehe: Almstadtstraße 11, 16, 18, 43 Alte Schönhauser Straße 46, 48–49 Am Zwirngraben, S-Bahnhof Börse Auguststraße 9; 11–13; 14–16; 19, 21; 23; 24–25; 26B; 36; 53; 56–57; 69; 74; 76; 89; 90 Friedrichstraße 107; 112A Gipsstraße 11 Gormannstraße 12 Große Hamburger Straße 13–14; 15–16; 17; 19A; zwischen 25 und 26, Gedenkstätte; 27; 28; 29–31; Sophienkirche, 37 Hirtenstraße 4 Joachimstraße 6; 10; 11; 11A; 14; 15; 16; 20; 21 Johannisstraße 2 Karl-Liebknecht-Straße 27–29 Kleine Alexanderstraße 1–4 Kleine Präsidentenstraße 3 Kleine Rosenthaler Straße 2–3 Koppenplatz 6; 11; 12; 13 Krausnickstraße 3–3A Linienstraße 49; 62; 101; 110; 128–129, 137; 144; 145; 147; 150; 153; 154A; 155, 158; 159; 162; 206 Max-Beer-Straße 2/4 Monbijoupark, Büste Chamisso Monbijouplatz 12 Monbijoustraße 2; 4, 4A Mulackstraße 22; 23 Münzstraße 8; 14/16; 18; 21/23 Neue Promenade 3; 5 Neue Schönhauser Straße 8; 10; 12; 13; 14; 15; 19; 20 Oranienburger Straße, S-Bahnhof; 1–3; 4; 23; 27; 28; 30; 31; 34; 35–36, 50; 54; 71–72; 73–76; 84, 86 Rosenthaler Platz, U-Bahnhof Rosa-Luxemburg-Platz, U-Bahnhof; 2–3 Rosa-Luxemburg-Straße 2/4; 14; 15; 39/41 Rosenthaler Straße 13; 31; 36; 37; 38; 39, 51; 72A Rückerstraße 4 Sophienstraße 2; 3; 5; 8; 9; 11; 18–18A; 22–22A; 28–29 Steinstraße 19; 21 Torstraße 138; 146; 164; 222 Tucholskystr. 6/14; 9; 22; 24; 31/33; 40 Weinmeisterstraße, U-Bahnhof; 15; 16–17 Weydingerstraße 18; 20/22 Ziegelstraße 5–9; 10–11; 12 Gartendenkmale siehe: Große Hamburger Straße (zwischen 25 und 26) Alter jüdischer Friedhof; 29–30 Kleine Rosenthaler Straße 3 Koppenplatz 11 Münzstraße 21/23 | 09080098 – Linienstraße 194 / Kleine Auguststraße 1, Mietshaus, 1804, Umbauten 1828 und 1876 |                                     |
| 09011331 | Spandauer Vorstadt begrenzt im Norden durch die Torstraße 6/230 und Weydingerstraße 20/22 im Süden durch S-Bahn, Spree, Dircksenstraße 32–51 und Neue Promenade / Am Zwirngraben im Osten durch die Karl-Liebknecht-Straße 15/33 und im Westen durch die Friedrichstraße 105–118 (Lage) | Spandauer Vorstadt Gesamtanlagen siehe: Gipsstraße 23A Große Hamburger Straße 5–11, 29–31 Linienstraße 16–21... Rosa-Luxemburg-Straße 30 Rosenthaler Straße 40–41 Spandauer Vorstadt Tucholskystraße 2 Baudenkmale siehe: Almstadtstraße 11, 16, 18, 43 Alte Schönhauser Straße 46, 48–49 Am Zwirngraben, S-Bahnhof Börse Auguststraße 9; 11–13; 14–16; 19, 21; 23; 24–25; 26B; 36; 53; 56–57; 69; 74; 76; 89; 90 Friedrichstraße 107; 112A Gipsstraße 11 Gormannstraße 12 Große Hamburger Straße 13–14; 15–16; 17; 19A; zwischen 25 und 26, Gedenkstätte; 27; 28; 29–31; Sophienkirche, 37 Hirtenstraße 4 Joachimstraße 6; 10; 11; 11A; 14; 15; 16; 20; 21 Johannisstraße 2 Karl-Liebknecht-Straße 27–29 Kleine Alexanderstraße 1–4 Kleine Präsidentenstraße 3 Kleine Rosenthaler Straße 2–3 Koppenplatz 6; 11; 12; 13 Krausnickstraße 3–3A Linienstraße 49; 62; 101; 110; 128–129, 137; 144; 145; 147; 150; 153; 154A; 155, 158; 159; 162; 206 Max-Beer-Straße 2/4 Monbijoupark, Büste Chamisso Monbijouplatz 12 Monbijoustraße 2; 4, 4A Mulackstraße 22; 23 Münzstraße 8; 14/16; 18; 21/23 Neue Promenade 3; 5 Neue Schönhauser Straße 8; 10; 12; 13; 14; 15; 19; 20 Oranienburger Straße, S-Bahnhof; 1–3; 4; 23; 27; 28; 30; 31; 34; 35–36, 50; 54; 71–72; 73–76; 84, 86 Rosenthaler Platz, U-Bahnhof Rosa-Luxemburg-Platz, U-Bahnhof; 2–3 Rosa-Luxemburg-Straße 2/4; 14; 15; 39/41 Rosenthaler Straße 13; 31; 36; 37; 38; 39, 51; 72A Rückerstraße 4 Sophienstraße 2; 3; 5; 8; 9; 11; 18–18A; 22–22A; 28–29 Steinstraße 19; 21 Torstraße 138; 146; 164; 222 Tucholskystr. 6/14; 9; 22; 24; 31/33; 40 Weinmeisterstraße, U-Bahnhof; 15; 16–17 Weydingerstraße 18; 20/22 Ziegelstraße 5–9; 10–11; 12 Gartendenkmale siehe: Große Hamburger Straße (zwischen 25 und 26) Alter jüdischer Friedhof; 29–30 Kleine Rosenthaler Straße 3 Koppenplatz 11 Münzstraße 21/23 | 09080099 – Linienstraße 196, Mietshaus, um 1905 |                                     |
| 09011331 | Spandauer Vorstadt begrenzt im Norden durch die Torstraße 6/230 und Weydingerstraße 20/22 im Süden durch S-Bahn, Spree, Dircksenstraße 32–51 und Neue Promenade / Am Zwirngraben im Osten durch die Karl-Liebknecht-Straße 15/33 und im Westen durch die Friedrichstraße 105–118 (Lage) | Spandauer Vorstadt Gesamtanlagen siehe: Gipsstraße 23A Große Hamburger Straße 5–11, 29–31 Linienstraße 16–21... Rosa-Luxemburg-Straße 30 Rosenthaler Straße 40–41 Spandauer Vorstadt Tucholskystraße 2 Baudenkmale siehe: Almstadtstraße 11, 16, 18, 43 Alte Schönhauser Straße 46, 48–49 Am Zwirngraben, S-Bahnhof Börse Auguststraße 9; 11–13; 14–16; 19, 21; 23; 24–25; 26B; 36; 53; 56–57; 69; 74; 76; 89; 90 Friedrichstraße 107; 112A Gipsstraße 11 Gormannstraße 12 Große Hamburger Straße 13–14; 15–16; 17; 19A; zwischen 25 und 26, Gedenkstätte; 27; 28; 29–31; Sophienkirche, 37 Hirtenstraße 4 Joachimstraße 6; 10; 11; 11A; 14; 15; 16; 20; 21 Johannisstraße 2 Karl-Liebknecht-Straße 27–29 Kleine Alexanderstraße 1–4 Kleine Präsidentenstraße 3 Kleine Rosenthaler Straße 2–3 Koppenplatz 6; 11; 12; 13 Krausnickstraße 3–3A Linienstraße 49; 62; 101; 110; 128–129, 137; 144; 145; 147; 150; 153; 154A; 155, 158; 159; 162; 206 Max-Beer-Straße 2/4 Monbijoupark, Büste Chamisso Monbijouplatz 12 Monbijoustraße 2; 4, 4A Mulackstraße 22; 23 Münzstraße 8; 14/16; 18; 21/23 Neue Promenade 3; 5 Neue Schönhauser Straße 8; 10; 12; 13; 14; 15; 19; 20 Oranienburger Straße, S-Bahnhof; 1–3; 4; 23; 27; 28; 30; 31; 34; 35–36, 50; 54; 71–72; 73–76; 84, 86 Rosenthaler Platz, U-Bahnhof Rosa-Luxemburg-Platz, U-Bahnhof; 2–3 Rosa-Luxemburg-Straße 2/4; 14; 15; 39/41 Rosenthaler Straße 13; 31; 36; 37; 38; 39, 51; 72A Rückerstraße 4 Sophienstraße 2; 3; 5; 8; 9; 11; 18–18A; 22–22A; 28–29 Steinstraße 19; 21 Torstraße 138; 146; 164; 222 Tucholskystr. 6/14; 9; 22; 24; 31/33; 40 Weinmeisterstraße, U-Bahnhof; 15; 16–17 Weydingerstraße 18; 20/22 Ziegelstraße 5–9; 10–11; 12 Gartendenkmale siehe: Große Hamburger Straße (zwischen 25 und 26) Alter jüdischer Friedhof; 29–30 Kleine Rosenthaler Straße 3 Koppenplatz 11 Münzstraße 21/23 | 09080093 – Linienstraße 199B, Mietshaus, 1827 |                                     |
| 09011331 | Spandauer Vorstadt begrenzt im Norden durch die Torstraße 6/230 und Weydingerstraße 20/22 im Süden durch S-Bahn, Spree, Dircksenstraße 32–51 und Neue Promenade / Am Zwirngraben im Osten durch die Karl-Liebknecht-Straße 15/33 und im Westen durch die Friedrichstraße 105–118 (Lage) | Spandauer Vorstadt Gesamtanlagen siehe: Gipsstraße 23A Große Hamburger Straße 5–11, 29–31 Linienstraße 16–21... Rosa-Luxemburg-Straße 30 Rosenthaler Straße 40–41 Spandauer Vorstadt Tucholskystraße 2 Baudenkmale siehe: Almstadtstraße 11, 16, 18, 43 Alte Schönhauser Straße 46, 48–49 Am Zwirngraben, S-Bahnhof Börse Auguststraße 9; 11–13; 14–16; 19, 21; 23; 24–25; 26B; 36; 53; 56–57; 69; 74; 76; 89; 90 Friedrichstraße 107; 112A Gipsstraße 11 Gormannstraße 12 Große Hamburger Straße 13–14; 15–16; 17; 19A; zwischen 25 und 26, Gedenkstätte; 27; 28; 29–31; Sophienkirche, 37 Hirtenstraße 4 Joachimstraße 6; 10; 11; 11A; 14; 15; 16; 20; 21 Johannisstraße 2 Karl-Liebknecht-Straße 27–29 Kleine Alexanderstraße 1–4 Kleine Präsidentenstraße 3 Kleine Rosenthaler Straße 2–3 Koppenplatz 6; 11; 12; 13 Krausnickstraße 3–3A Linienstraße 49; 62; 101; 110; 128–129, 137; 144; 145; 147; 150; 153; 154A; 155, 158; 159; 162; 206 Max-Beer-Straße 2/4 Monbijoupark, Büste Chamisso Monbijouplatz 12 Monbijoustraße 2; 4, 4A Mulackstraße 22; 23 Münzstraße 8; 14/16; 18; 21/23 Neue Promenade 3; 5 Neue Schönhauser Straße 8; 10; 12; 13; 14; 15; 19; 20 Oranienburger Straße, S-Bahnhof; 1–3; 4; 23; 27; 28; 30; 31; 34; 35–36, 50; 54; 71–72; 73–76; 84, 86 Rosenthaler Platz, U-Bahnhof Rosa-Luxemburg-Platz, U-Bahnhof; 2–3 Rosa-Luxemburg-Straße 2/4; 14; 15; 39/41 Rosenthaler Straße 13; 31; 36; 37; 38; 39, 51; 72A Rückerstraße 4 Sophienstraße 2; 3; 5; 8; 9; 11; 18–18A; 22–22A; 28–29 Steinstraße 19; 21 Torstraße 138; 146; 164; 222 Tucholskystr. 6/14; 9; 22; 24; 31/33; 40 Weinmeisterstraße, U-Bahnhof; 15; 16–17 Weydingerstraße 18; 20/22 Ziegelstraße 5–9; 10–11; 12 Gartendenkmale siehe: Große Hamburger Straße (zwischen 25 und 26) Alter jüdischer Friedhof; 29–30 Kleine Rosenthaler Straße 3 Koppenplatz 11 Münzstraße 21/23 | 09080072 – Linienstraße 213 / Gormannstraße 15, Mietshaus, 1901 |                                     |
| 09011331 | Spandauer Vorstadt begrenzt im Norden durch die Torstraße 6/230 und Weydingerstraße 20/22 im Süden durch S-Bahn, Spree, Dircksenstraße 32–51 und Neue Promenade / Am Zwirngraben im Osten durch die Karl-Liebknecht-Straße 15/33 und im Westen durch die Friedrichstraße 105–118 (Lage) | Spandauer Vorstadt Gesamtanlagen siehe: Gipsstraße 23A Große Hamburger Straße 5–11, 29–31 Linienstraße 16–21... Rosa-Luxemburg-Straße 30 Rosenthaler Straße 40–41 Spandauer Vorstadt Tucholskystraße 2 Baudenkmale siehe: Almstadtstraße 11, 16, 18, 43 Alte Schönhauser Straße 46, 48–49 Am Zwirngraben, S-Bahnhof Börse Auguststraße 9; 11–13; 14–16; 19, 21; 23; 24–25; 26B; 36; 53; 56–57; 69; 74; 76; 89; 90 Friedrichstraße 107; 112A Gipsstraße 11 Gormannstraße 12 Große Hamburger Straße 13–14; 15–16; 17; 19A; zwischen 25 und 26, Gedenkstätte; 27; 28; 29–31; Sophienkirche, 37 Hirtenstraße 4 Joachimstraße 6; 10; 11; 11A; 14; 15; 16; 20; 21 Johannisstraße 2 Karl-Liebknecht-Straße 27–29 Kleine Alexanderstraße 1–4 Kleine Präsidentenstraße 3 Kleine Rosenthaler Straße 2–3 Koppenplatz 6; 11; 12; 13 Krausnickstraße 3–3A Linienstraße 49; 62; 101; 110; 128–129, 137; 144; 145; 147; 150; 153; 154A; 155, 158; 159; 162; 206 Max-Beer-Straße 2/4 Monbijoupark, Büste Chamisso Monbijouplatz 12 Monbijoustraße 2; 4, 4A Mulackstraße 22; 23 Münzstraße 8; 14/16; 18; 21/23 Neue Promenade 3; 5 Neue Schönhauser Straße 8; 10; 12; 13; 14; 15; 19; 20 Oranienburger Straße, S-Bahnhof; 1–3; 4; 23; 27; 28; 30; 31; 34; 35–36, 50; 54; 71–72; 73–76; 84, 86 Rosenthaler Platz, U-Bahnhof Rosa-Luxemburg-Platz, U-Bahnhof; 2–3 Rosa-Luxemburg-Straße 2/4; 14; 15; 39/41 Rosenthaler Straße 13; 31; 36; 37; 38; 39, 51; 72A Rückerstraße 4 Sophienstraße 2; 3; 5; 8; 9; 11; 18–18A; 22–22A; 28–29 Steinstraße 19; 21 Torstraße 138; 146; 164; 222 Tucholskystr. 6/14; 9; 22; 24; 31/33; 40 Weinmeisterstraße, U-Bahnhof; 15; 16–17 Weydingerstraße 18; 20/22 Ziegelstraße 5–9; 10–11; 12 Gartendenkmale siehe: Große Hamburger Straße (zwischen 25 und 26) Alter jüdischer Friedhof; 29–30 Kleine Rosenthaler Straße 3 Koppenplatz 11 Münzstraße 21/23 | 09050121 – Linienstraße 214, Mietshaus (Seitengebäude), um 1900 |                                     |
| 09011331 | Spandauer Vorstadt begrenzt im Norden durch die Torstraße 6/230 und Weydingerstraße 20/22 im Süden durch S-Bahn, Spree, Dircksenstraße 32–51 und Neue Promenade / Am Zwirngraben im Osten durch die Karl-Liebknecht-Straße 15/33 und im Westen durch die Friedrichstraße 105–118 (Lage) | Spandauer Vorstadt Gesamtanlagen siehe: Gipsstraße 23A Große Hamburger Straße 5–11, 29–31 Linienstraße 16–21... Rosa-Luxemburg-Straße 30 Rosenthaler Straße 40–41 Spandauer Vorstadt Tucholskystraße 2 Baudenkmale siehe: Almstadtstraße 11, 16, 18, 43 Alte Schönhauser Straße 46, 48–49 Am Zwirngraben, S-Bahnhof Börse Auguststraße 9; 11–13; 14–16; 19, 21; 23; 24–25; 26B; 36; 53; 56–57; 69; 74; 76; 89; 90 Friedrichstraße 107; 112A Gipsstraße 11 Gormannstraße 12 Große Hamburger Straße 13–14; 15–16; 17; 19A; zwischen 25 und 26, Gedenkstätte; 27; 28; 29–31; Sophienkirche, 37 Hirtenstraße 4 Joachimstraße 6; 10; 11; 11A; 14; 15; 16; 20; 21 Johannisstraße 2 Karl-Liebknecht-Straße 27–29 Kleine Alexanderstraße 1–4 Kleine Präsidentenstraße 3 Kleine Rosenthaler Straße 2–3 Koppenplatz 6; 11; 12; 13 Krausnickstraße 3–3A Linienstraße 49; 62; 101; 110; 128–129, 137; 144; 145; 147; 150; 153; 154A; 155, 158; 159; 162; 206 Max-Beer-Straße 2/4 Monbijoupark, Büste Chamisso Monbijouplatz 12 Monbijoustraße 2; 4, 4A Mulackstraße 22; 23 Münzstraße 8; 14/16; 18; 21/23 Neue Promenade 3; 5 Neue Schönhauser Straße 8; 10; 12; 13; 14; 15; 19; 20 Oranienburger Straße, S-Bahnhof; 1–3; 4; 23; 27; 28; 30; 31; 34; 35–36, 50; 54; 71–72; 73–76; 84, 86 Rosenthaler Platz, U-Bahnhof Rosa-Luxemburg-Platz, U-Bahnhof; 2–3 Rosa-Luxemburg-Straße 2/4; 14; 15; 39/41 Rosenthaler Straße 13; 31; 36; 37; 38; 39, 51; 72A Rückerstraße 4 Sophienstraße 2; 3; 5; 8; 9; 11; 18–18A; 22–22A; 28–29 Steinstraße 19; 21 Torstraße 138; 146; 164; 222 Tucholskystr. 6/14; 9; 22; 24; 31/33; 40 Weinmeisterstraße, U-Bahnhof; 15; 16–17 Weydingerstraße 18; 20/22 Ziegelstraße 5–9; 10–11; 12 Gartendenkmale siehe: Große Hamburger Straße (zwischen 25 und 26) Alter jüdischer Friedhof; 29–30 Kleine Rosenthaler Straße 3 Koppenplatz 11 Münzstraße 21/23 | 09050122 – Linienstraße 215, Mietshaus (Hofbebauung), um 1902 |                                     |
| 09011331 | Spandauer Vorstadt begrenzt im Norden durch die Torstraße 6/230 und Weydingerstraße 20/22 im Süden durch S-Bahn, Spree, Dircksenstraße 32–51 und Neue Promenade / Am Zwirngraben im Osten durch die Karl-Liebknecht-Straße 15/33 und im Westen durch die Friedrichstraße 105–118 (Lage) | Spandauer Vorstadt Gesamtanlagen siehe: Gipsstraße 23A Große Hamburger Straße 5–11, 29–31 Linienstraße 16–21... Rosa-Luxemburg-Straße 30 Rosenthaler Straße 40–41 Spandauer Vorstadt Tucholskystraße 2 Baudenkmale siehe: Almstadtstraße 11, 16, 18, 43 Alte Schönhauser Straße 46, 48–49 Am Zwirngraben, S-Bahnhof Börse Auguststraße 9; 11–13; 14–16; 19, 21; 23; 24–25; 26B; 36; 53; 56–57; 69; 74; 76; 89; 90 Friedrichstraße 107; 112A Gipsstraße 11 Gormannstraße 12 Große Hamburger Straße 13–14; 15–16; 17; 19A; zwischen 25 und 26, Gedenkstätte; 27; 28; 29–31; Sophienkirche, 37 Hirtenstraße 4 Joachimstraße 6; 10; 11; 11A; 14; 15; 16; 20; 21 Johannisstraße 2 Karl-Liebknecht-Straße 27–29 Kleine Alexanderstraße 1–4 Kleine Präsidentenstraße 3 Kleine Rosenthaler Straße 2–3 Koppenplatz 6; 11; 12; 13 Krausnickstraße 3–3A Linienstraße 49; 62; 101; 110; 128–129, 137; 144; 145; 147; 150; 153; 154A; 155, 158; 159; 162; 206 Max-Beer-Straße 2/4 Monbijoupark, Büste Chamisso Monbijouplatz 12 Monbijoustraße 2; 4, 4A Mulackstraße 22; 23 Münzstraße 8; 14/16; 18; 21/23 Neue Promenade 3; 5 Neue Schönhauser Straße 8; 10; 12; 13; 14; 15; 19; 20 Oranienburger Straße, S-Bahnhof; 1–3; 4; 23; 27; 28; 30; 31; 34; 35–36, 50; 54; 71–72; 73–76; 84, 86 Rosenthaler Platz, U-Bahnhof Rosa-Luxemburg-Platz, U-Bahnhof; 2–3 Rosa-Luxemburg-Straße 2/4; 14; 15; 39/41 Rosenthaler Straße 13; 31; 36; 37; 38; 39, 51; 72A Rückerstraße 4 Sophienstraße 2; 3; 5; 8; 9; 11; 18–18A; 22–22A; 28–29 Steinstraße 19; 21 Torstraße 138; 146; 164; 222 Tucholskystr. 6/14; 9; 22; 24; 31/33; 40 Weinmeisterstraße, U-Bahnhof; 15; 16–17 Weydingerstraße 18; 20/22 Ziegelstraße 5–9; 10–11; 12 Gartendenkmale siehe: Große Hamburger Straße (zwischen 25 und 26) Alter jüdischer Friedhof; 29–30 Kleine Rosenthaler Straße 3 Koppenplatz 11 Münzstraße 21/23 | 09050124 – Linienstraße 223A / Max-Beer-Straße 56, Mietshaus, 1869 |                                     |
| 09011331 | Spandauer Vorstadt begrenzt im Norden durch die Torstraße 6/230 und Weydingerstraße 20/22 im Süden durch S-Bahn, Spree, Dircksenstraße 32–51 und Neue Promenade / Am Zwirngraben im Osten durch die Karl-Liebknecht-Straße 15/33 und im Westen durch die Friedrichstraße 105–118 (Lage) | Spandauer Vorstadt Gesamtanlagen siehe: Gipsstraße 23A Große Hamburger Straße 5–11, 29–31 Linienstraße 16–21... Rosa-Luxemburg-Straße 30 Rosenthaler Straße 40–41 Spandauer Vorstadt Tucholskystraße 2 Baudenkmale siehe: Almstadtstraße 11, 16, 18, 43 Alte Schönhauser Straße 46, 48–49 Am Zwirngraben, S-Bahnhof Börse Auguststraße 9; 11–13; 14–16; 19, 21; 23; 24–25; 26B; 36; 53; 56–57; 69; 74; 76; 89; 90 Friedrichstraße 107; 112A Gipsstraße 11 Gormannstraße 12 Große Hamburger Straße 13–14; 15–16; 17; 19A; zwischen 25 und 26, Gedenkstätte; 27; 28; 29–31; Sophienkirche, 37 Hirtenstraße 4 Joachimstraße 6; 10; 11; 11A; 14; 15; 16; 20; 21 Johannisstraße 2 Karl-Liebknecht-Straße 27–29 Kleine Alexanderstraße 1–4 Kleine Präsidentenstraße 3 Kleine Rosenthaler Straße 2–3 Koppenplatz 6; 11; 12; 13 Krausnickstraße 3–3A Linienstraße 49; 62; 101; 110; 128–129, 137; 144; 145; 147; 150; 153; 154A; 155, 158; 159; 162; 206 Max-Beer-Straße 2/4 Monbijoupark, Büste Chamisso Monbijouplatz 12 Monbijoustraße 2; 4, 4A Mulackstraße 22; 23 Münzstraße 8; 14/16; 18; 21/23 Neue Promenade 3; 5 Neue Schönhauser Straße 8; 10; 12; 13; 14; 15; 19; 20 Oranienburger Straße, S-Bahnhof; 1–3; 4; 23; 27; 28; 30; 31; 34; 35–36, 50; 54; 71–72; 73–76; 84, 86 Rosenthaler Platz, U-Bahnhof Rosa-Luxemburg-Platz, U-Bahnhof; 2–3 Rosa-Luxemburg-Straße 2/4; 14; 15; 39/41 Rosenthaler Straße 13; 31; 36; 37; 38; 39, 51; 72A Rückerstraße 4 Sophienstraße 2; 3; 5; 8; 9; 11; 18–18A; 22–22A; 28–29 Steinstraße 19; 21 Torstraße 138; 146; 164; 222 Tucholskystr. 6/14; 9; 22; 24; 31/33; 40 Weinmeisterstraße, U-Bahnhof; 15; 16–17 Weydingerstraße 18; 20/22 Ziegelstraße 5–9; 10–11; 12 Gartendenkmale siehe: Große Hamburger Straße (zwischen 25 und 26) Alter jüdischer Friedhof; 29–30 Kleine Rosenthaler Straße 3 Koppenplatz 11 Münzstraße 21/23 | 09080197 – Max-Beer-Straße 3, Wohn- und Geschäftshaus, um 1900 |                                     |
| 09011331 | Spandauer Vorstadt begrenzt im Norden durch die Torstraße 6/230 und Weydingerstraße 20/22 im Süden durch S-Bahn, Spree, Dircksenstraße 32–51 und Neue Promenade / Am Zwirngraben im Osten durch die Karl-Liebknecht-Straße 15/33 und im Westen durch die Friedrichstraße 105–118 (Lage) | Spandauer Vorstadt Gesamtanlagen siehe: Gipsstraße 23A Große Hamburger Straße 5–11, 29–31 Linienstraße 16–21... Rosa-Luxemburg-Straße 30 Rosenthaler Straße 40–41 Spandauer Vorstadt Tucholskystraße 2 Baudenkmale siehe: Almstadtstraße 11, 16, 18, 43 Alte Schönhauser Straße 46, 48–49 Am Zwirngraben, S-Bahnhof Börse Auguststraße 9; 11–13; 14–16; 19, 21; 23; 24–25; 26B; 36; 53; 56–57; 69; 74; 76; 89; 90 Friedrichstraße 107; 112A Gipsstraße 11 Gormannstraße 12 Große Hamburger Straße 13–14; 15–16; 17; 19A; zwischen 25 und 26, Gedenkstätte; 27; 28; 29–31; Sophienkirche, 37 Hirtenstraße 4 Joachimstraße 6; 10; 11; 11A; 14; 15; 16; 20; 21 Johannisstraße 2 Karl-Liebknecht-Straße 27–29 Kleine Alexanderstraße 1–4 Kleine Präsidentenstraße 3 Kleine Rosenthaler Straße 2–3 Koppenplatz 6; 11; 12; 13 Krausnickstraße 3–3A Linienstraße 49; 62; 101; 110; 128–129, 137; 144; 145; 147; 150; 153; 154A; 155, 158; 159; 162; 206 Max-Beer-Straße 2/4 Monbijoupark, Büste Chamisso Monbijouplatz 12 Monbijoustraße 2; 4, 4A Mulackstraße 22; 23 Münzstraße 8; 14/16; 18; 21/23 Neue Promenade 3; 5 Neue Schönhauser Straße 8; 10; 12; 13; 14; 15; 19; 20 Oranienburger Straße, S-Bahnhof; 1–3; 4; 23; 27; 28; 30; 31; 34; 35–36, 50; 54; 71–72; 73–76; 84, 86 Rosenthaler Platz, U-Bahnhof Rosa-Luxemburg-Platz, U-Bahnhof; 2–3 Rosa-Luxemburg-Straße 2/4; 14; 15; 39/41 Rosenthaler Straße 13; 31; 36; 37; 38; 39, 51; 72A Rückerstraße 4 Sophienstraße 2; 3; 5; 8; 9; 11; 18–18A; 22–22A; 28–29 Steinstraße 19; 21 Torstraße 138; 146; 164; 222 Tucholskystr. 6/14; 9; 22; 24; 31/33; 40 Weinmeisterstraße, U-Bahnhof; 15; 16–17 Weydingerstraße 18; 20/22 Ziegelstraße 5–9; 10–11; 12 Gartendenkmale siehe: Große Hamburger Straße (zwischen 25 und 26) Alter jüdischer Friedhof; 29–30 Kleine Rosenthaler Straße 3 Koppenplatz 11 Münzstraße 21/23 | 09080198 – Max-Beer-Straße 5, Mietshaus, 1842, Bauerweiterung 1857 |                                     |
| 09011331 | Spandauer Vorstadt begrenzt im Norden durch die Torstraße 6/230 und Weydingerstraße 20/22 im Süden durch S-Bahn, Spree, Dircksenstraße 32–51 und Neue Promenade / Am Zwirngraben im Osten durch die Karl-Liebknecht-Straße 15/33 und im Westen durch die Friedrichstraße 105–118 (Lage) | Spandauer Vorstadt Gesamtanlagen siehe: Gipsstraße 23A Große Hamburger Straße 5–11, 29–31 Linienstraße 16–21... Rosa-Luxemburg-Straße 30 Rosenthaler Straße 40–41 Spandauer Vorstadt Tucholskystraße 2 Baudenkmale siehe: Almstadtstraße 11, 16, 18, 43 Alte Schönhauser Straße 46, 48–49 Am Zwirngraben, S-Bahnhof Börse Auguststraße 9; 11–13; 14–16; 19, 21; 23; 24–25; 26B; 36; 53; 56–57; 69; 74; 76; 89; 90 Friedrichstraße 107; 112A Gipsstraße 11 Gormannstraße 12 Große Hamburger Straße 13–14; 15–16; 17; 19A; zwischen 25 und 26, Gedenkstätte; 27; 28; 29–31; Sophienkirche, 37 Hirtenstraße 4 Joachimstraße 6; 10; 11; 11A; 14; 15; 16; 20; 21 Johannisstraße 2 Karl-Liebknecht-Straße 27–29 Kleine Alexanderstraße 1–4 Kleine Präsidentenstraße 3 Kleine Rosenthaler Straße 2–3 Koppenplatz 6; 11; 12; 13 Krausnickstraße 3–3A Linienstraße 49; 62; 101; 110; 128–129, 137; 144; 145; 147; 150; 153; 154A; 155, 158; 159; 162; 206 Max-Beer-Straße 2/4 Monbijoupark, Büste Chamisso Monbijouplatz 12 Monbijoustraße 2; 4, 4A Mulackstraße 22; 23 Münzstraße 8; 14/16; 18; 21/23 Neue Promenade 3; 5 Neue Schönhauser Straße 8; 10; 12; 13; 14; 15; 19; 20 Oranienburger Straße, S-Bahnhof; 1–3; 4; 23; 27; 28; 30; 31; 34; 35–36, 50; 54; 71–72; 73–76; 84, 86 Rosenthaler Platz, U-Bahnhof Rosa-Luxemburg-Platz, U-Bahnhof; 2–3 Rosa-Luxemburg-Straße 2/4; 14; 15; 39/41 Rosenthaler Straße 13; 31; 36; 37; 38; 39, 51; 72A Rückerstraße 4 Sophienstraße 2; 3; 5; 8; 9; 11; 18–18A; 22–22A; 28–29 Steinstraße 19; 21 Torstraße 138; 146; 164; 222 Tucholskystr. 6/14; 9; 22; 24; 31/33; 40 Weinmeisterstraße, U-Bahnhof; 15; 16–17 Weydingerstraße 18; 20/22 Ziegelstraße 5–9; 10–11; 12 Gartendenkmale siehe: Große Hamburger Straße (zwischen 25 und 26) Alter jüdischer Friedhof; 29–30 Kleine Rosenthaler Straße 3 Koppenplatz 11 Münzstraße 21/23 | 09080199 – Max-Beer-Straße 6, Mietshaus, 1836 |                                     |
| 09011331 | Spandauer Vorstadt begrenzt im Norden durch die Torstraße 6/230 und Weydingerstraße 20/22 im Süden durch S-Bahn, Spree, Dircksenstraße 32–51 und Neue Promenade / Am Zwirngraben im Osten durch die Karl-Liebknecht-Straße 15/33 und im Westen durch die Friedrichstraße 105–118 (Lage) | Spandauer Vorstadt Gesamtanlagen siehe: Gipsstraße 23A Große Hamburger Straße 5–11, 29–31 Linienstraße 16–21... Rosa-Luxemburg-Straße 30 Rosenthaler Straße 40–41 Spandauer Vorstadt Tucholskystraße 2 Baudenkmale siehe: Almstadtstraße 11, 16, 18, 43 Alte Schönhauser Straße 46, 48–49 Am Zwirngraben, S-Bahnhof Börse Auguststraße 9; 11–13; 14–16; 19, 21; 23; 24–25; 26B; 36; 53; 56–57; 69; 74; 76; 89; 90 Friedrichstraße 107; 112A Gipsstraße 11 Gormannstraße 12 Große Hamburger Straße 13–14; 15–16; 17; 19A; zwischen 25 und 26, Gedenkstätte; 27; 28; 29–31; Sophienkirche, 37 Hirtenstraße 4 Joachimstraße 6; 10; 11; 11A; 14; 15; 16; 20; 21 Johannisstraße 2 Karl-Liebknecht-Straße 27–29 Kleine Alexanderstraße 1–4 Kleine Präsidentenstraße 3 Kleine Rosenthaler Straße 2–3 Koppenplatz 6; 11; 12; 13 Krausnickstraße 3–3A Linienstraße 49; 62; 101; 110; 128–129, 137; 144; 145; 147; 150; 153; 154A; 155, 158; 159; 162; 206 Max-Beer-Straße 2/4 Monbijoupark, Büste Chamisso Monbijouplatz 12 Monbijoustraße 2; 4, 4A Mulackstraße 22; 23 Münzstraße 8; 14/16; 18; 21/23 Neue Promenade 3; 5 Neue Schönhauser Straße 8; 10; 12; 13; 14; 15; 19; 20 Oranienburger Straße, S-Bahnhof; 1–3; 4; 23; 27; 28; 30; 31; 34; 35–36, 50; 54; 71–72; 73–76; 84, 86 Rosenthaler Platz, U-Bahnhof Rosa-Luxemburg-Platz, U-Bahnhof; 2–3 Rosa-Luxemburg-Straße 2/4; 14; 15; 39/41 Rosenthaler Straße 13; 31; 36; 37; 38; 39, 51; 72A Rückerstraße 4 Sophienstraße 2; 3; 5; 8; 9; 11; 18–18A; 22–22A; 28–29 Steinstraße 19; 21 Torstraße 138; 146; 164; 222 Tucholskystr. 6/14; 9; 22; 24; 31/33; 40 Weinmeisterstraße, U-Bahnhof; 15; 16–17 Weydingerstraße 18; 20/22 Ziegelstraße 5–9; 10–11; 12 Gartendenkmale siehe: Große Hamburger Straße (zwischen 25 und 26) Alter jüdischer Friedhof; 29–30 Kleine Rosenthaler Straße 3 Koppenplatz 11 Münzstraße 21/23 | 09080200 – Max-Beer-Straße 7, Mietshaus, 1859 |                                     |
| 09011331 | Spandauer Vorstadt begrenzt im Norden durch die Torstraße 6/230 und Weydingerstraße 20/22 im Süden durch S-Bahn, Spree, Dircksenstraße 32–51 und Neue Promenade / Am Zwirngraben im Osten durch die Karl-Liebknecht-Straße 15/33 und im Westen durch die Friedrichstraße 105–118 (Lage) | Spandauer Vorstadt Gesamtanlagen siehe: Gipsstraße 23A Große Hamburger Straße 5–11, 29–31 Linienstraße 16–21... Rosa-Luxemburg-Straße 30 Rosenthaler Straße 40–41 Spandauer Vorstadt Tucholskystraße 2 Baudenkmale siehe: Almstadtstraße 11, 16, 18, 43 Alte Schönhauser Straße 46, 48–49 Am Zwirngraben, S-Bahnhof Börse Auguststraße 9; 11–13; 14–16; 19, 21; 23; 24–25; 26B; 36; 53; 56–57; 69; 74; 76; 89; 90 Friedrichstraße 107; 112A Gipsstraße 11 Gormannstraße 12 Große Hamburger Straße 13–14; 15–16; 17; 19A; zwischen 25 und 26, Gedenkstätte; 27; 28; 29–31; Sophienkirche, 37 Hirtenstraße 4 Joachimstraße 6; 10; 11; 11A; 14; 15; 16; 20; 21 Johannisstraße 2 Karl-Liebknecht-Straße 27–29 Kleine Alexanderstraße 1–4 Kleine Präsidentenstraße 3 Kleine Rosenthaler Straße 2–3 Koppenplatz 6; 11; 12; 13 Krausnickstraße 3–3A Linienstraße 49; 62; 101; 110; 128–129, 137; 144; 145; 147; 150; 153; 154A; 155, 158; 159; 162; 206 Max-Beer-Straße 2/4 Monbijoupark, Büste Chamisso Monbijouplatz 12 Monbijoustraße 2; 4, 4A Mulackstraße 22; 23 Münzstraße 8; 14/16; 18; 21/23 Neue Promenade 3; 5 Neue Schönhauser Straße 8; 10; 12; 13; 14; 15; 19; 20 Oranienburger Straße, S-Bahnhof; 1–3; 4; 23; 27; 28; 30; 31; 34; 35–36, 50; 54; 71–72; 73–76; 84, 86 Rosenthaler Platz, U-Bahnhof Rosa-Luxemburg-Platz, U-Bahnhof; 2–3 Rosa-Luxemburg-Straße 2/4; 14; 15; 39/41 Rosenthaler Straße 13; 31; 36; 37; 38; 39, 51; 72A Rückerstraße 4 Sophienstraße 2; 3; 5; 8; 9; 11; 18–18A; 22–22A; 28–29 Steinstraße 19; 21 Torstraße 138; 146; 164; 222 Tucholskystr. 6/14; 9; 22; 24; 31/33; 40 Weinmeisterstraße, U-Bahnhof; 15; 16–17 Weydingerstraße 18; 20/22 Ziegelstraße 5–9; 10–11; 12 Gartendenkmale siehe: Große Hamburger Straße (zwischen 25 und 26) Alter jüdischer Friedhof; 29–30 Kleine Rosenthaler Straße 3 Koppenplatz 11 Münzstraße 21/23 | 09080201 – Max-Beer-Straße 8, Mietshaus, 1880 |                                     |
| 09011331 | Spandauer Vorstadt begrenzt im Norden durch die Torstraße 6/230 und Weydingerstraße 20/22 im Süden durch S-Bahn, Spree, Dircksenstraße 32–51 und Neue Promenade / Am Zwirngraben im Osten durch die Karl-Liebknecht-Straße 15/33 und im Westen durch die Friedrichstraße 105–118 (Lage) | Spandauer Vorstadt Gesamtanlagen siehe: Gipsstraße 23A Große Hamburger Straße 5–11, 29–31 Linienstraße 16–21... Rosa-Luxemburg-Straße 30 Rosenthaler Straße 40–41 Spandauer Vorstadt Tucholskystraße 2 Baudenkmale siehe: Almstadtstraße 11, 16, 18, 43 Alte Schönhauser Straße 46, 48–49 Am Zwirngraben, S-Bahnhof Börse Auguststraße 9; 11–13; 14–16; 19, 21; 23; 24–25; 26B; 36; 53; 56–57; 69; 74; 76; 89; 90 Friedrichstraße 107; 112A Gipsstraße 11 Gormannstraße 12 Große Hamburger Straße 13–14; 15–16; 17; 19A; zwischen 25 und 26, Gedenkstätte; 27; 28; 29–31; Sophienkirche, 37 Hirtenstraße 4 Joachimstraße 6; 10; 11; 11A; 14; 15; 16; 20; 21 Johannisstraße 2 Karl-Liebknecht-Straße 27–29 Kleine Alexanderstraße 1–4 Kleine Präsidentenstraße 3 Kleine Rosenthaler Straße 2–3 Koppenplatz 6; 11; 12; 13 Krausnickstraße 3–3A Linienstraße 49; 62; 101; 110; 128–129, 137; 144; 145; 147; 150; 153; 154A; 155, 158; 159; 162; 206 Max-Beer-Straße 2/4 Monbijoupark, Büste Chamisso Monbijouplatz 12 Monbijoustraße 2; 4, 4A Mulackstraße 22; 23 Münzstraße 8; 14/16; 18; 21/23 Neue Promenade 3; 5 Neue Schönhauser Straße 8; 10; 12; 13; 14; 15; 19; 20 Oranienburger Straße, S-Bahnhof; 1–3; 4; 23; 27; 28; 30; 31; 34; 35–36, 50; 54; 71–72; 73–76; 84, 86 Rosenthaler Platz, U-Bahnhof Rosa-Luxemburg-Platz, U-Bahnhof; 2–3 Rosa-Luxemburg-Straße 2/4; 14; 15; 39/41 Rosenthaler Straße 13; 31; 36; 37; 38; 39, 51; 72A Rückerstraße 4 Sophienstraße 2; 3; 5; 8; 9; 11; 18–18A; 22–22A; 28–29 Steinstraße 19; 21 Torstraße 138; 146; 164; 222 Tucholskystr. 6/14; 9; 22; 24; 31/33; 40 Weinmeisterstraße, U-Bahnhof; 15; 16–17 Weydingerstraße 18; 20/22 Ziegelstraße 5–9; 10–11; 12 Gartendenkmale siehe: Große Hamburger Straße (zwischen 25 und 26) Alter jüdischer Friedhof; 29–30 Kleine Rosenthaler Straße 3 Koppenplatz 11 Münzstraße 21/23 | 09080202 – Max-Beer-Straße 10, Mietshaus, 1842 |                                     |
| 09011331 | Spandauer Vorstadt begrenzt im Norden durch die Torstraße 6/230 und Weydingerstraße 20/22 im Süden durch S-Bahn, Spree, Dircksenstraße 32–51 und Neue Promenade / Am Zwirngraben im Osten durch die Karl-Liebknecht-Straße 15/33 und im Westen durch die Friedrichstraße 105–118 (Lage) | Spandauer Vorstadt Gesamtanlagen siehe: Gipsstraße 23A Große Hamburger Straße 5–11, 29–31 Linienstraße 16–21... Rosa-Luxemburg-Straße 30 Rosenthaler Straße 40–41 Spandauer Vorstadt Tucholskystraße 2 Baudenkmale siehe: Almstadtstraße 11, 16, 18, 43 Alte Schönhauser Straße 46, 48–49 Am Zwirngraben, S-Bahnhof Börse Auguststraße 9; 11–13; 14–16; 19, 21; 23; 24–25; 26B; 36; 53; 56–57; 69; 74; 76; 89; 90 Friedrichstraße 107; 112A Gipsstraße 11 Gormannstraße 12 Große Hamburger Straße 13–14; 15–16; 17; 19A; zwischen 25 und 26, Gedenkstätte; 27; 28; 29–31; Sophienkirche, 37 Hirtenstraße 4 Joachimstraße 6; 10; 11; 11A; 14; 15; 16; 20; 21 Johannisstraße 2 Karl-Liebknecht-Straße 27–29 Kleine Alexanderstraße 1–4 Kleine Präsidentenstraße 3 Kleine Rosenthaler Straße 2–3 Koppenplatz 6; 11; 12; 13 Krausnickstraße 3–3A Linienstraße 49; 62; 101; 110; 128–129, 137; 144; 145; 147; 150; 153; 154A; 155, 158; 159; 162; 206 Max-Beer-Straße 2/4 Monbijoupark, Büste Chamisso Monbijouplatz 12 Monbijoustraße 2; 4, 4A Mulackstraße 22; 23 Münzstraße 8; 14/16; 18; 21/23 Neue Promenade 3; 5 Neue Schönhauser Straße 8; 10; 12; 13; 14; 15; 19; 20 Oranienburger Straße, S-Bahnhof; 1–3; 4; 23; 27; 28; 30; 31; 34; 35–36, 50; 54; 71–72; 73–76; 84, 86 Rosenthaler Platz, U-Bahnhof Rosa-Luxemburg-Platz, U-Bahnhof; 2–3 Rosa-Luxemburg-Straße 2/4; 14; 15; 39/41 Rosenthaler Straße 13; 31; 36; 37; 38; 39, 51; 72A Rückerstraße 4 Sophienstraße 2; 3; 5; 8; 9; 11; 18–18A; 22–22A; 28–29 Steinstraße 19; 21 Torstraße 138; 146; 164; 222 Tucholskystr. 6/14; 9; 22; 24; 31/33; 40 Weinmeisterstraße, U-Bahnhof; 15; 16–17 Weydingerstraße 18; 20/22 Ziegelstraße 5–9; 10–11; 12 Gartendenkmale siehe: Große Hamburger Straße (zwischen 25 und 26) Alter jüdischer Friedhof; 29–30 Kleine Rosenthaler Straße 3 Koppenplatz 11 Münzstraße 21/23 | 09080204 – Max-Beer-Straße 13, Mietshaus, 1842 |                                     |
| 09011331 | Spandauer Vorstadt begrenzt im Norden durch die Torstraße 6/230 und Weydingerstraße 20/22 im Süden durch S-Bahn, Spree, Dircksenstraße 32–51 und Neue Promenade / Am Zwirngraben im Osten durch die Karl-Liebknecht-Straße 15/33 und im Westen durch die Friedrichstraße 105–118 (Lage) | Spandauer Vorstadt Gesamtanlagen siehe: Gipsstraße 23A Große Hamburger Straße 5–11, 29–31 Linienstraße 16–21... Rosa-Luxemburg-Straße 30 Rosenthaler Straße 40–41 Spandauer Vorstadt Tucholskystraße 2 Baudenkmale siehe: Almstadtstraße 11, 16, 18, 43 Alte Schönhauser Straße 46, 48–49 Am Zwirngraben, S-Bahnhof Börse Auguststraße 9; 11–13; 14–16; 19, 21; 23; 24–25; 26B; 36; 53; 56–57; 69; 74; 76; 89; 90 Friedrichstraße 107; 112A Gipsstraße 11 Gormannstraße 12 Große Hamburger Straße 13–14; 15–16; 17; 19A; zwischen 25 und 26, Gedenkstätte; 27; 28; 29–31; Sophienkirche, 37 Hirtenstraße 4 Joachimstraße 6; 10; 11; 11A; 14; 15; 16; 20; 21 Johannisstraße 2 Karl-Liebknecht-Straße 27–29 Kleine Alexanderstraße 1–4 Kleine Präsidentenstraße 3 Kleine Rosenthaler Straße 2–3 Koppenplatz 6; 11; 12; 13 Krausnickstraße 3–3A Linienstraße 49; 62; 101; 110; 128–129, 137; 144; 145; 147; 150; 153; 154A; 155, 158; 159; 162; 206 Max-Beer-Straße 2/4 Monbijoupark, Büste Chamisso Monbijouplatz 12 Monbijoustraße 2; 4, 4A Mulackstraße 22; 23 Münzstraße 8; 14/16; 18; 21/23 Neue Promenade 3; 5 Neue Schönhauser Straße 8; 10; 12; 13; 14; 15; 19; 20 Oranienburger Straße, S-Bahnhof; 1–3; 4; 23; 27; 28; 30; 31; 34; 35–36, 50; 54; 71–72; 73–76; 84, 86 Rosenthaler Platz, U-Bahnhof Rosa-Luxemburg-Platz, U-Bahnhof; 2–3 Rosa-Luxemburg-Straße 2/4; 14; 15; 39/41 Rosenthaler Straße 13; 31; 36; 37; 38; 39, 51; 72A Rückerstraße 4 Sophienstraße 2; 3; 5; 8; 9; 11; 18–18A; 22–22A; 28–29 Steinstraße 19; 21 Torstraße 138; 146; 164; 222 Tucholskystr. 6/14; 9; 22; 24; 31/33; 40 Weinmeisterstraße, U-Bahnhof; 15; 16–17 Weydingerstraße 18; 20/22 Ziegelstraße 5–9; 10–11; 12 Gartendenkmale siehe: Große Hamburger Straße (zwischen 25 und 26) Alter jüdischer Friedhof; 29–30 Kleine Rosenthaler Straße 3 Koppenplatz 11 Münzstraße 21/23 | 09080205 – Max-Beer-Straße 15, Mietshaus, 1848 |                                     |
| 09011331 | Spandauer Vorstadt begrenzt im Norden durch die Torstraße 6/230 und Weydingerstraße 20/22 im Süden durch S-Bahn, Spree, Dircksenstraße 32–51 und Neue Promenade / Am Zwirngraben im Osten durch die Karl-Liebknecht-Straße 15/33 und im Westen durch die Friedrichstraße 105–118 (Lage) | Spandauer Vorstadt Gesamtanlagen siehe: Gipsstraße 23A Große Hamburger Straße 5–11, 29–31 Linienstraße 16–21... Rosa-Luxemburg-Straße 30 Rosenthaler Straße 40–41 Spandauer Vorstadt Tucholskystraße 2 Baudenkmale siehe: Almstadtstraße 11, 16, 18, 43 Alte Schönhauser Straße 46, 48–49 Am Zwirngraben, S-Bahnhof Börse Auguststraße 9; 11–13; 14–16; 19, 21; 23; 24–25; 26B; 36; 53; 56–57; 69; 74; 76; 89; 90 Friedrichstraße 107; 112A Gipsstraße 11 Gormannstraße 12 Große Hamburger Straße 13–14; 15–16; 17; 19A; zwischen 25 und 26, Gedenkstätte; 27; 28; 29–31; Sophienkirche, 37 Hirtenstraße 4 Joachimstraße 6; 10; 11; 11A; 14; 15; 16; 20; 21 Johannisstraße 2 Karl-Liebknecht-Straße 27–29 Kleine Alexanderstraße 1–4 Kleine Präsidentenstraße 3 Kleine Rosenthaler Straße 2–3 Koppenplatz 6; 11; 12; 13 Krausnickstraße 3–3A Linienstraße 49; 62; 101; 110; 128–129, 137; 144; 145; 147; 150; 153; 154A; 155, 158; 159; 162; 206 Max-Beer-Straße 2/4 Monbijoupark, Büste Chamisso Monbijouplatz 12 Monbijoustraße 2; 4, 4A Mulackstraße 22; 23 Münzstraße 8; 14/16; 18; 21/23 Neue Promenade 3; 5 Neue Schönhauser Straße 8; 10; 12; 13; 14; 15; 19; 20 Oranienburger Straße, S-Bahnhof; 1–3; 4; 23; 27; 28; 30; 31; 34; 35–36, 50; 54; 71–72; 73–76; 84, 86 Rosenthaler Platz, U-Bahnhof Rosa-Luxemburg-Platz, U-Bahnhof; 2–3 Rosa-Luxemburg-Straße 2/4; 14; 15; 39/41 Rosenthaler Straße 13; 31; 36; 37; 38; 39, 51; 72A Rückerstraße 4 Sophienstraße 2; 3; 5; 8; 9; 11; 18–18A; 22–22A; 28–29 Steinstraße 19; 21 Torstraße 138; 146; 164; 222 Tucholskystr. 6/14; 9; 22; 24; 31/33; 40 Weinmeisterstraße, U-Bahnhof; 15; 16–17 Weydingerstraße 18; 20/22 Ziegelstraße 5–9; 10–11; 12 Gartendenkmale siehe: Große Hamburger Straße (zwischen 25 und 26) Alter jüdischer Friedhof; 29–30 Kleine Rosenthaler Straße 3 Koppenplatz 11 Münzstraße 21/23 | 09080206 – Max-Beer-Straße 17, Mietshaus, 1847 |                                     |
| 09011331 | Spandauer Vorstadt begrenzt im Norden durch die Torstraße 6/230 und Weydingerstraße 20/22 im Süden durch S-Bahn, Spree, Dircksenstraße 32–51 und Neue Promenade / Am Zwirngraben im Osten durch die Karl-Liebknecht-Straße 15/33 und im Westen durch die Friedrichstraße 105–118 (Lage) | Spandauer Vorstadt Gesamtanlagen siehe: Gipsstraße 23A Große Hamburger Straße 5–11, 29–31 Linienstraße 16–21... Rosa-Luxemburg-Straße 30 Rosenthaler Straße 40–41 Spandauer Vorstadt Tucholskystraße 2 Baudenkmale siehe: Almstadtstraße 11, 16, 18, 43 Alte Schönhauser Straße 46, 48–49 Am Zwirngraben, S-Bahnhof Börse Auguststraße 9; 11–13; 14–16; 19, 21; 23; 24–25; 26B; 36; 53; 56–57; 69; 74; 76; 89; 90 Friedrichstraße 107; 112A Gipsstraße 11 Gormannstraße 12 Große Hamburger Straße 13–14; 15–16; 17; 19A; zwischen 25 und 26, Gedenkstätte; 27; 28; 29–31; Sophienkirche, 37 Hirtenstraße 4 Joachimstraße 6; 10; 11; 11A; 14; 15; 16; 20; 21 Johannisstraße 2 Karl-Liebknecht-Straße 27–29 Kleine Alexanderstraße 1–4 Kleine Präsidentenstraße 3 Kleine Rosenthaler Straße 2–3 Koppenplatz 6; 11; 12; 13 Krausnickstraße 3–3A Linienstraße 49; 62; 101; 110; 128–129, 137; 144; 145; 147; 150; 153; 154A; 155, 158; 159; 162; 206 Max-Beer-Straße 2/4 Monbijoupark, Büste Chamisso Monbijouplatz 12 Monbijoustraße 2; 4, 4A Mulackstraße 22; 23 Münzstraße 8; 14/16; 18; 21/23 Neue Promenade 3; 5 Neue Schönhauser Straße 8; 10; 12; 13; 14; 15; 19; 20 Oranienburger Straße, S-Bahnhof; 1–3; 4; 23; 27; 28; 30; 31; 34; 35–36, 50; 54; 71–72; 73–76; 84, 86 Rosenthaler Platz, U-Bahnhof Rosa-Luxemburg-Platz, U-Bahnhof; 2–3 Rosa-Luxemburg-Straße 2/4; 14; 15; 39/41 Rosenthaler Straße 13; 31; 36; 37; 38; 39, 51; 72A Rückerstraße 4 Sophienstraße 2; 3; 5; 8; 9; 11; 18–18A; 22–22A; 28–29 Steinstraße 19; 21 Torstraße 138; 146; 164; 222 Tucholskystr. 6/14; 9; 22; 24; 31/33; 40 Weinmeisterstraße, U-Bahnhof; 15; 16–17 Weydingerstraße 18; 20/22 Ziegelstraße 5–9; 10–11; 12 Gartendenkmale siehe: Große Hamburger Straße (zwischen 25 und 26) Alter jüdischer Friedhof; 29–30 Kleine Rosenthaler Straße 3 Koppenplatz 11 Münzstraße 21/23 | 09080207 – Max-Beer-Straße 18, Mietshaus, 1879 |                                     |
| 09011331 | Spandauer Vorstadt begrenzt im Norden durch die Torstraße 6/230 und Weydingerstraße 20/22 im Süden durch S-Bahn, Spree, Dircksenstraße 32–51 und Neue Promenade / Am Zwirngraben im Osten durch die Karl-Liebknecht-Straße 15/33 und im Westen durch die Friedrichstraße 105–118 (Lage) | Spandauer Vorstadt Gesamtanlagen siehe: Gipsstraße 23A Große Hamburger Straße 5–11, 29–31 Linienstraße 16–21... Rosa-Luxemburg-Straße 30 Rosenthaler Straße 40–41 Spandauer Vorstadt Tucholskystraße 2 Baudenkmale siehe: Almstadtstraße 11, 16, 18, 43 Alte Schönhauser Straße 46, 48–49 Am Zwirngraben, S-Bahnhof Börse Auguststraße 9; 11–13; 14–16; 19, 21; 23; 24–25; 26B; 36; 53; 56–57; 69; 74; 76; 89; 90 Friedrichstraße 107; 112A Gipsstraße 11 Gormannstraße 12 Große Hamburger Straße 13–14; 15–16; 17; 19A; zwischen 25 und 26, Gedenkstätte; 27; 28; 29–31; Sophienkirche, 37 Hirtenstraße 4 Joachimstraße 6; 10; 11; 11A; 14; 15; 16; 20; 21 Johannisstraße 2 Karl-Liebknecht-Straße 27–29 Kleine Alexanderstraße 1–4 Kleine Präsidentenstraße 3 Kleine Rosenthaler Straße 2–3 Koppenplatz 6; 11; 12; 13 Krausnickstraße 3–3A Linienstraße 49; 62; 101; 110; 128–129, 137; 144; 145; 147; 150; 153; 154A; 155, 158; 159; 162; 206 Max-Beer-Straße 2/4 Monbijoupark, Büste Chamisso Monbijouplatz 12 Monbijoustraße 2; 4, 4A Mulackstraße 22; 23 Münzstraße 8; 14/16; 18; 21/23 Neue Promenade 3; 5 Neue Schönhauser Straße 8; 10; 12; 13; 14; 15; 19; 20 Oranienburger Straße, S-Bahnhof; 1–3; 4; 23; 27; 28; 30; 31; 34; 35–36, 50; 54; 71–72; 73–76; 84, 86 Rosenthaler Platz, U-Bahnhof Rosa-Luxemburg-Platz, U-Bahnhof; 2–3 Rosa-Luxemburg-Straße 2/4; 14; 15; 39/41 Rosenthaler Straße 13; 31; 36; 37; 38; 39, 51; 72A Rückerstraße 4 Sophienstraße 2; 3; 5; 8; 9; 11; 18–18A; 22–22A; 28–29 Steinstraße 19; 21 Torstraße 138; 146; 164; 222 Tucholskystr. 6/14; 9; 22; 24; 31/33; 40 Weinmeisterstraße, U-Bahnhof; 15; 16–17 Weydingerstraße 18; 20/22 Ziegelstraße 5–9; 10–11; 12 Gartendenkmale siehe: Große Hamburger Straße (zwischen 25 und 26) Alter jüdischer Friedhof; 29–30 Kleine Rosenthaler Straße 3 Koppenplatz 11 Münzstraße 21/23 | 09050125 – Max-Beer-Straße 19, Mietshaus, 1877 |                                     |
| 09011331 | Spandauer Vorstadt begrenzt im Norden durch die Torstraße 6/230 und Weydingerstraße 20/22 im Süden durch S-Bahn, Spree, Dircksenstraße 32–51 und Neue Promenade / Am Zwirngraben im Osten durch die Karl-Liebknecht-Straße 15/33 und im Westen durch die Friedrichstraße 105–118 (Lage) | Spandauer Vorstadt Gesamtanlagen siehe: Gipsstraße 23A Große Hamburger Straße 5–11, 29–31 Linienstraße 16–21... Rosa-Luxemburg-Straße 30 Rosenthaler Straße 40–41 Spandauer Vorstadt Tucholskystraße 2 Baudenkmale siehe: Almstadtstraße 11, 16, 18, 43 Alte Schönhauser Straße 46, 48–49 Am Zwirngraben, S-Bahnhof Börse Auguststraße 9; 11–13; 14–16; 19, 21; 23; 24–25; 26B; 36; 53; 56–57; 69; 74; 76; 89; 90 Friedrichstraße 107; 112A Gipsstraße 11 Gormannstraße 12 Große Hamburger Straße 13–14; 15–16; 17; 19A; zwischen 25 und 26, Gedenkstätte; 27; 28; 29–31; Sophienkirche, 37 Hirtenstraße 4 Joachimstraße 6; 10; 11; 11A; 14; 15; 16; 20; 21 Johannisstraße 2 Karl-Liebknecht-Straße 27–29 Kleine Alexanderstraße 1–4 Kleine Präsidentenstraße 3 Kleine Rosenthaler Straße 2–3 Koppenplatz 6; 11; 12; 13 Krausnickstraße 3–3A Linienstraße 49; 62; 101; 110; 128–129, 137; 144; 145; 147; 150; 153; 154A; 155, 158; 159; 162; 206 Max-Beer-Straße 2/4 Monbijoupark, Büste Chamisso Monbijouplatz 12 Monbijoustraße 2; 4, 4A Mulackstraße 22; 23 Münzstraße 8; 14/16; 18; 21/23 Neue Promenade 3; 5 Neue Schönhauser Straße 8; 10; 12; 13; 14; 15; 19; 20 Oranienburger Straße, S-Bahnhof; 1–3; 4; 23; 27; 28; 30; 31; 34; 35–36, 50; 54; 71–72; 73–76; 84, 86 Rosenthaler Platz, U-Bahnhof Rosa-Luxemburg-Platz, U-Bahnhof; 2–3 Rosa-Luxemburg-Straße 2/4; 14; 15; 39/41 Rosenthaler Straße 13; 31; 36; 37; 38; 39, 51; 72A Rückerstraße 4 Sophienstraße 2; 3; 5; 8; 9; 11; 18–18A; 22–22A; 28–29 Steinstraße 19; 21 Torstraße 138; 146; 164; 222 Tucholskystr. 6/14; 9; 22; 24; 31/33; 40 Weinmeisterstraße, U-Bahnhof; 15; 16–17 Weydingerstraße 18; 20/22 Ziegelstraße 5–9; 10–11; 12 Gartendenkmale siehe: Große Hamburger Straße (zwischen 25 und 26) Alter jüdischer Friedhof; 29–30 Kleine Rosenthaler Straße 3 Koppenplatz 11 Münzstraße 21/23 | 09080209 – Max-Beer-Straße 25, Mietshaus, 1880 |                                     |
| 09011331 | Spandauer Vorstadt begrenzt im Norden durch die Torstraße 6/230 und Weydingerstraße 20/22 im Süden durch S-Bahn, Spree, Dircksenstraße 32–51 und Neue Promenade / Am Zwirngraben im Osten durch die Karl-Liebknecht-Straße 15/33 und im Westen durch die Friedrichstraße 105–118 (Lage) | Spandauer Vorstadt Gesamtanlagen siehe: Gipsstraße 23A Große Hamburger Straße 5–11, 29–31 Linienstraße 16–21... Rosa-Luxemburg-Straße 30 Rosenthaler Straße 40–41 Spandauer Vorstadt Tucholskystraße 2 Baudenkmale siehe: Almstadtstraße 11, 16, 18, 43 Alte Schönhauser Straße 46, 48–49 Am Zwirngraben, S-Bahnhof Börse Auguststraße 9; 11–13; 14–16; 19, 21; 23; 24–25; 26B; 36; 53; 56–57; 69; 74; 76; 89; 90 Friedrichstraße 107; 112A Gipsstraße 11 Gormannstraße 12 Große Hamburger Straße 13–14; 15–16; 17; 19A; zwischen 25 und 26, Gedenkstätte; 27; 28; 29–31; Sophienkirche, 37 Hirtenstraße 4 Joachimstraße 6; 10; 11; 11A; 14; 15; 16; 20; 21 Johannisstraße 2 Karl-Liebknecht-Straße 27–29 Kleine Alexanderstraße 1–4 Kleine Präsidentenstraße 3 Kleine Rosenthaler Straße 2–3 Koppenplatz 6; 11; 12; 13 Krausnickstraße 3–3A Linienstraße 49; 62; 101; 110; 128–129, 137; 144; 145; 147; 150; 153; 154A; 155, 158; 159; 162; 206 Max-Beer-Straße 2/4 Monbijoupark, Büste Chamisso Monbijouplatz 12 Monbijoustraße 2; 4, 4A Mulackstraße 22; 23 Münzstraße 8; 14/16; 18; 21/23 Neue Promenade 3; 5 Neue Schönhauser Straße 8; 10; 12; 13; 14; 15; 19; 20 Oranienburger Straße, S-Bahnhof; 1–3; 4; 23; 27; 28; 30; 31; 34; 35–36, 50; 54; 71–72; 73–76; 84, 86 Rosenthaler Platz, U-Bahnhof Rosa-Luxemburg-Platz, U-Bahnhof; 2–3 Rosa-Luxemburg-Straße 2/4; 14; 15; 39/41 Rosenthaler Straße 13; 31; 36; 37; 38; 39, 51; 72A Rückerstraße 4 Sophienstraße 2; 3; 5; 8; 9; 11; 18–18A; 22–22A; 28–29 Steinstraße 19; 21 Torstraße 138; 146; 164; 222 Tucholskystr. 6/14; 9; 22; 24; 31/33; 40 Weinmeisterstraße, U-Bahnhof; 15; 16–17 Weydingerstraße 18; 20/22 Ziegelstraße 5–9; 10–11; 12 Gartendenkmale siehe: Große Hamburger Straße (zwischen 25 und 26) Alter jüdischer Friedhof; 29–30 Kleine Rosenthaler Straße 3 Koppenplatz 11 Münzstraße 21/23 | 09080210 – Max-Beer-Straße 27, Mietshaus, 1864 |                                     |
| 09011331 | Spandauer Vorstadt begrenzt im Norden durch die Torstraße 6/230 und Weydingerstraße 20/22 im Süden durch S-Bahn, Spree, Dircksenstraße 32–51 und Neue Promenade / Am Zwirngraben im Osten durch die Karl-Liebknecht-Straße 15/33 und im Westen durch die Friedrichstraße 105–118 (Lage) | Spandauer Vorstadt Gesamtanlagen siehe: Gipsstraße 23A Große Hamburger Straße 5–11, 29–31 Linienstraße 16–21... Rosa-Luxemburg-Straße 30 Rosenthaler Straße 40–41 Spandauer Vorstadt Tucholskystraße 2 Baudenkmale siehe: Almstadtstraße 11, 16, 18, 43 Alte Schönhauser Straße 46, 48–49 Am Zwirngraben, S-Bahnhof Börse Auguststraße 9; 11–13; 14–16; 19, 21; 23; 24–25; 26B; 36; 53; 56–57; 69; 74; 76; 89; 90 Friedrichstraße 107; 112A Gipsstraße 11 Gormannstraße 12 Große Hamburger Straße 13–14; 15–16; 17; 19A; zwischen 25 und 26, Gedenkstätte; 27; 28; 29–31; Sophienkirche, 37 Hirtenstraße 4 Joachimstraße 6; 10; 11; 11A; 14; 15; 16; 20; 21 Johannisstraße 2 Karl-Liebknecht-Straße 27–29 Kleine Alexanderstraße 1–4 Kleine Präsidentenstraße 3 Kleine Rosenthaler Straße 2–3 Koppenplatz 6; 11; 12; 13 Krausnickstraße 3–3A Linienstraße 49; 62; 101; 110; 128–129, 137; 144; 145; 147; 150; 153; 154A; 155, 158; 159; 162; 206 Max-Beer-Straße 2/4 Monbijoupark, Büste Chamisso Monbijouplatz 12 Monbijoustraße 2; 4, 4A Mulackstraße 22; 23 Münzstraße 8; 14/16; 18; 21/23 Neue Promenade 3; 5 Neue Schönhauser Straße 8; 10; 12; 13; 14; 15; 19; 20 Oranienburger Straße, S-Bahnhof; 1–3; 4; 23; 27; 28; 30; 31; 34; 35–36, 50; 54; 71–72; 73–76; 84, 86 Rosenthaler Platz, U-Bahnhof Rosa-Luxemburg-Platz, U-Bahnhof; 2–3 Rosa-Luxemburg-Straße 2/4; 14; 15; 39/41 Rosenthaler Straße 13; 31; 36; 37; 38; 39, 51; 72A Rückerstraße 4 Sophienstraße 2; 3; 5; 8; 9; 11; 18–18A; 22–22A; 28–29 Steinstraße 19; 21 Torstraße 138; 146; 164; 222 Tucholskystr. 6/14; 9; 22; 24; 31/33; 40 Weinmeisterstraße, U-Bahnhof; 15; 16–17 Weydingerstraße 18; 20/22 Ziegelstraße 5–9; 10–11; 12 Gartendenkmale siehe: Große Hamburger Straße (zwischen 25 und 26) Alter jüdischer Friedhof; 29–30 Kleine Rosenthaler Straße 3 Koppenplatz 11 Münzstraße 21/23 | 09080211 – Max-Beer-Straße 29, Mietshaus, 1831 |                                     |
| 09011331 | Spandauer Vorstadt begrenzt im Norden durch die Torstraße 6/230 und Weydingerstraße 20/22 im Süden durch S-Bahn, Spree, Dircksenstraße 32–51 und Neue Promenade / Am Zwirngraben im Osten durch die Karl-Liebknecht-Straße 15/33 und im Westen durch die Friedrichstraße 105–118 (Lage) | Spandauer Vorstadt Gesamtanlagen siehe: Gipsstraße 23A Große Hamburger Straße 5–11, 29–31 Linienstraße 16–21... Rosa-Luxemburg-Straße 30 Rosenthaler Straße 40–41 Spandauer Vorstadt Tucholskystraße 2 Baudenkmale siehe: Almstadtstraße 11, 16, 18, 43 Alte Schönhauser Straße 46, 48–49 Am Zwirngraben, S-Bahnhof Börse Auguststraße 9; 11–13; 14–16; 19, 21; 23; 24–25; 26B; 36; 53; 56–57; 69; 74; 76; 89; 90 Friedrichstraße 107; 112A Gipsstraße 11 Gormannstraße 12 Große Hamburger Straße 13–14; 15–16; 17; 19A; zwischen 25 und 26, Gedenkstätte; 27; 28; 29–31; Sophienkirche, 37 Hirtenstraße 4 Joachimstraße 6; 10; 11; 11A; 14; 15; 16; 20; 21 Johannisstraße 2 Karl-Liebknecht-Straße 27–29 Kleine Alexanderstraße 1–4 Kleine Präsidentenstraße 3 Kleine Rosenthaler Straße 2–3 Koppenplatz 6; 11; 12; 13 Krausnickstraße 3–3A Linienstraße 49; 62; 101; 110; 128–129, 137; 144; 145; 147; 150; 153; 154A; 155, 158; 159; 162; 206 Max-Beer-Straße 2/4 Monbijoupark, Büste Chamisso Monbijouplatz 12 Monbijoustraße 2; 4, 4A Mulackstraße 22; 23 Münzstraße 8; 14/16; 18; 21/23 Neue Promenade 3; 5 Neue Schönhauser Straße 8; 10; 12; 13; 14; 15; 19; 20 Oranienburger Straße, S-Bahnhof; 1–3; 4; 23; 27; 28; 30; 31; 34; 35–36, 50; 54; 71–72; 73–76; 84, 86 Rosenthaler Platz, U-Bahnhof Rosa-Luxemburg-Platz, U-Bahnhof; 2–3 Rosa-Luxemburg-Straße 2/4; 14; 15; 39/41 Rosenthaler Straße 13; 31; 36; 37; 38; 39, 51; 72A Rückerstraße 4 Sophienstraße 2; 3; 5; 8; 9; 11; 18–18A; 22–22A; 28–29 Steinstraße 19; 21 Torstraße 138; 146; 164; 222 Tucholskystr. 6/14; 9; 22; 24; 31/33; 40 Weinmeisterstraße, U-Bahnhof; 15; 16–17 Weydingerstraße 18; 20/22 Ziegelstraße 5–9; 10–11; 12 Gartendenkmale siehe: Große Hamburger Straße (zwischen 25 und 26) Alter jüdischer Friedhof; 29–30 Kleine Rosenthaler Straße 3 Koppenplatz 11 Münzstraße 21/23 | 09080212 – Max-Beer-Straße 31, Mietshaus, 1886 |                                     |
| 09011331 | Spandauer Vorstadt begrenzt im Norden durch die Torstraße 6/230 und Weydingerstraße 20/22 im Süden durch S-Bahn, Spree, Dircksenstraße 32–51 und Neue Promenade / Am Zwirngraben im Osten durch die Karl-Liebknecht-Straße 15/33 und im Westen durch die Friedrichstraße 105–118 (Lage) | Spandauer Vorstadt Gesamtanlagen siehe: Gipsstraße 23A Große Hamburger Straße 5–11, 29–31 Linienstraße 16–21... Rosa-Luxemburg-Straße 30 Rosenthaler Straße 40–41 Spandauer Vorstadt Tucholskystraße 2 Baudenkmale siehe: Almstadtstraße 11, 16, 18, 43 Alte Schönhauser Straße 46, 48–49 Am Zwirngraben, S-Bahnhof Börse Auguststraße 9; 11–13; 14–16; 19, 21; 23; 24–25; 26B; 36; 53; 56–57; 69; 74; 76; 89; 90 Friedrichstraße 107; 112A Gipsstraße 11 Gormannstraße 12 Große Hamburger Straße 13–14; 15–16; 17; 19A; zwischen 25 und 26, Gedenkstätte; 27; 28; 29–31; Sophienkirche, 37 Hirtenstraße 4 Joachimstraße 6; 10; 11; 11A; 14; 15; 16; 20; 21 Johannisstraße 2 Karl-Liebknecht-Straße 27–29 Kleine Alexanderstraße 1–4 Kleine Präsidentenstraße 3 Kleine Rosenthaler Straße 2–3 Koppenplatz 6; 11; 12; 13 Krausnickstraße 3–3A Linienstraße 49; 62; 101; 110; 128–129, 137; 144; 145; 147; 150; 153; 154A; 155, 158; 159; 162; 206 Max-Beer-Straße 2/4 Monbijoupark, Büste Chamisso Monbijouplatz 12 Monbijoustraße 2; 4, 4A Mulackstraße 22; 23 Münzstraße 8; 14/16; 18; 21/23 Neue Promenade 3; 5 Neue Schönhauser Straße 8; 10; 12; 13; 14; 15; 19; 20 Oranienburger Straße, S-Bahnhof; 1–3; 4; 23; 27; 28; 30; 31; 34; 35–36, 50; 54; 71–72; 73–76; 84, 86 Rosenthaler Platz, U-Bahnhof Rosa-Luxemburg-Platz, U-Bahnhof; 2–3 Rosa-Luxemburg-Straße 2/4; 14; 15; 39/41 Rosenthaler Straße 13; 31; 36; 37; 38; 39, 51; 72A Rückerstraße 4 Sophienstraße 2; 3; 5; 8; 9; 11; 18–18A; 22–22A; 28–29 Steinstraße 19; 21 Torstraße 138; 146; 164; 222 Tucholskystr. 6/14; 9; 22; 24; 31/33; 40 Weinmeisterstraße, U-Bahnhof; 15; 16–17 Weydingerstraße 18; 20/22 Ziegelstraße 5–9; 10–11; 12 Gartendenkmale siehe: Große Hamburger Straße (zwischen 25 und 26) Alter jüdischer Friedhof; 29–30 Kleine Rosenthaler Straße 3 Koppenplatz 11 Münzstraße 21/23 | 09080213 – Max-Beer-Straße 33, Mietshaus, 1842 |                                     |
| 09011331 | Spandauer Vorstadt begrenzt im Norden durch die Torstraße 6/230 und Weydingerstraße 20/22 im Süden durch S-Bahn, Spree, Dircksenstraße 32–51 und Neue Promenade / Am Zwirngraben im Osten durch die Karl-Liebknecht-Straße 15/33 und im Westen durch die Friedrichstraße 105–118 (Lage) | Spandauer Vorstadt Gesamtanlagen siehe: Gipsstraße 23A Große Hamburger Straße 5–11, 29–31 Linienstraße 16–21... Rosa-Luxemburg-Straße 30 Rosenthaler Straße 40–41 Spandauer Vorstadt Tucholskystraße 2 Baudenkmale siehe: Almstadtstraße 11, 16, 18, 43 Alte Schönhauser Straße 46, 48–49 Am Zwirngraben, S-Bahnhof Börse Auguststraße 9; 11–13; 14–16; 19, 21; 23; 24–25; 26B; 36; 53; 56–57; 69; 74; 76; 89; 90 Friedrichstraße 107; 112A Gipsstraße 11 Gormannstraße 12 Große Hamburger Straße 13–14; 15–16; 17; 19A; zwischen 25 und 26, Gedenkstätte; 27; 28; 29–31; Sophienkirche, 37 Hirtenstraße 4 Joachimstraße 6; 10; 11; 11A; 14; 15; 16; 20; 21 Johannisstraße 2 Karl-Liebknecht-Straße 27–29 Kleine Alexanderstraße 1–4 Kleine Präsidentenstraße 3 Kleine Rosenthaler Straße 2–3 Koppenplatz 6; 11; 12; 13 Krausnickstraße 3–3A Linienstraße 49; 62; 101; 110; 128–129, 137; 144; 145; 147; 150; 153; 154A; 155, 158; 159; 162; 206 Max-Beer-Straße 2/4 Monbijoupark, Büste Chamisso Monbijouplatz 12 Monbijoustraße 2; 4, 4A Mulackstraße 22; 23 Münzstraße 8; 14/16; 18; 21/23 Neue Promenade 3; 5 Neue Schönhauser Straße 8; 10; 12; 13; 14; 15; 19; 20 Oranienburger Straße, S-Bahnhof; 1–3; 4; 23; 27; 28; 30; 31; 34; 35–36, 50; 54; 71–72; 73–76; 84, 86 Rosenthaler Platz, U-Bahnhof Rosa-Luxemburg-Platz, U-Bahnhof; 2–3 Rosa-Luxemburg-Straße 2/4; 14; 15; 39/41 Rosenthaler Straße 13; 31; 36; 37; 38; 39, 51; 72A Rückerstraße 4 Sophienstraße 2; 3; 5; 8; 9; 11; 18–18A; 22–22A; 28–29 Steinstraße 19; 21 Torstraße 138; 146; 164; 222 Tucholskystr. 6/14; 9; 22; 24; 31/33; 40 Weinmeisterstraße, U-Bahnhof; 15; 16–17 Weydingerstraße 18; 20/22 Ziegelstraße 5–9; 10–11; 12 Gartendenkmale siehe: Große Hamburger Straße (zwischen 25 und 26) Alter jüdischer Friedhof; 29–30 Kleine Rosenthaler Straße 3 Koppenplatz 11 Münzstraße 21/23 | 09080148 – Monbijouplatz 1, Fabrikgebäude, 1894 |                                     |
| 09011331 | Spandauer Vorstadt begrenzt im Norden durch die Torstraße 6/230 und Weydingerstraße 20/22 im Süden durch S-Bahn, Spree, Dircksenstraße 32–51 und Neue Promenade / Am Zwirngraben im Osten durch die Karl-Liebknecht-Straße 15/33 und im Westen durch die Friedrichstraße 105–118 (Lage) | Spandauer Vorstadt Gesamtanlagen siehe: Gipsstraße 23A Große Hamburger Straße 5–11, 29–31 Linienstraße 16–21... Rosa-Luxemburg-Straße 30 Rosenthaler Straße 40–41 Spandauer Vorstadt Tucholskystraße 2 Baudenkmale siehe: Almstadtstraße 11, 16, 18, 43 Alte Schönhauser Straße 46, 48–49 Am Zwirngraben, S-Bahnhof Börse Auguststraße 9; 11–13; 14–16; 19, 21; 23; 24–25; 26B; 36; 53; 56–57; 69; 74; 76; 89; 90 Friedrichstraße 107; 112A Gipsstraße 11 Gormannstraße 12 Große Hamburger Straße 13–14; 15–16; 17; 19A; zwischen 25 und 26, Gedenkstätte; 27; 28; 29–31; Sophienkirche, 37 Hirtenstraße 4 Joachimstraße 6; 10; 11; 11A; 14; 15; 16; 20; 21 Johannisstraße 2 Karl-Liebknecht-Straße 27–29 Kleine Alexanderstraße 1–4 Kleine Präsidentenstraße 3 Kleine Rosenthaler Straße 2–3 Koppenplatz 6; 11; 12; 13 Krausnickstraße 3–3A Linienstraße 49; 62; 101; 110; 128–129, 137; 144; 145; 147; 150; 153; 154A; 155, 158; 159; 162; 206 Max-Beer-Straße 2/4 Monbijoupark, Büste Chamisso Monbijouplatz 12 Monbijoustraße 2; 4, 4A Mulackstraße 22; 23 Münzstraße 8; 14/16; 18; 21/23 Neue Promenade 3; 5 Neue Schönhauser Straße 8; 10; 12; 13; 14; 15; 19; 20 Oranienburger Straße, S-Bahnhof; 1–3; 4; 23; 27; 28; 30; 31; 34; 35–36, 50; 54; 71–72; 73–76; 84, 86 Rosenthaler Platz, U-Bahnhof Rosa-Luxemburg-Platz, U-Bahnhof; 2–3 Rosa-Luxemburg-Straße 2/4; 14; 15; 39/41 Rosenthaler Straße 13; 31; 36; 37; 38; 39, 51; 72A Rückerstraße 4 Sophienstraße 2; 3; 5; 8; 9; 11; 18–18A; 22–22A; 28–29 Steinstraße 19; 21 Torstraße 138; 146; 164; 222 Tucholskystr. 6/14; 9; 22; 24; 31/33; 40 Weinmeisterstraße, U-Bahnhof; 15; 16–17 Weydingerstraße 18; 20/22 Ziegelstraße 5–9; 10–11; 12 Gartendenkmale siehe: Große Hamburger Straße (zwischen 25 und 26) Alter jüdischer Friedhof; 29–30 Kleine Rosenthaler Straße 3 Koppenplatz 11 Münzstraße 21/23 | 09080149 – Monbijouplatz 2, Mietshaus, 1841 |                                     |
| 09011331 | Spandauer Vorstadt begrenzt im Norden durch die Torstraße 6/230 und Weydingerstraße 20/22 im Süden durch S-Bahn, Spree, Dircksenstraße 32–51 und Neue Promenade / Am Zwirngraben im Osten durch die Karl-Liebknecht-Straße 15/33 und im Westen durch die Friedrichstraße 105–118 (Lage) | Spandauer Vorstadt Gesamtanlagen siehe: Gipsstraße 23A Große Hamburger Straße 5–11, 29–31 Linienstraße 16–21... Rosa-Luxemburg-Straße 30 Rosenthaler Straße 40–41 Spandauer Vorstadt Tucholskystraße 2 Baudenkmale siehe: Almstadtstraße 11, 16, 18, 43 Alte Schönhauser Straße 46, 48–49 Am Zwirngraben, S-Bahnhof Börse Auguststraße 9; 11–13; 14–16; 19, 21; 23; 24–25; 26B; 36; 53; 56–57; 69; 74; 76; 89; 90 Friedrichstraße 107; 112A Gipsstraße 11 Gormannstraße 12 Große Hamburger Straße 13–14; 15–16; 17; 19A; zwischen 25 und 26, Gedenkstätte; 27; 28; 29–31; Sophienkirche, 37 Hirtenstraße 4 Joachimstraße 6; 10; 11; 11A; 14; 15; 16; 20; 21 Johannisstraße 2 Karl-Liebknecht-Straße 27–29 Kleine Alexanderstraße 1–4 Kleine Präsidentenstraße 3 Kleine Rosenthaler Straße 2–3 Koppenplatz 6; 11; 12; 13 Krausnickstraße 3–3A Linienstraße 49; 62; 101; 110; 128–129, 137; 144; 145; 147; 150; 153; 154A; 155, 158; 159; 162; 206 Max-Beer-Straße 2/4 Monbijoupark, Büste Chamisso Monbijouplatz 12 Monbijoustraße 2; 4, 4A Mulackstraße 22; 23 Münzstraße 8; 14/16; 18; 21/23 Neue Promenade 3; 5 Neue Schönhauser Straße 8; 10; 12; 13; 14; 15; 19; 20 Oranienburger Straße, S-Bahnhof; 1–3; 4; 23; 27; 28; 30; 31; 34; 35–36, 50; 54; 71–72; 73–76; 84, 86 Rosenthaler Platz, U-Bahnhof Rosa-Luxemburg-Platz, U-Bahnhof; 2–3 Rosa-Luxemburg-Straße 2/4; 14; 15; 39/41 Rosenthaler Straße 13; 31; 36; 37; 38; 39, 51; 72A Rückerstraße 4 Sophienstraße 2; 3; 5; 8; 9; 11; 18–18A; 22–22A; 28–29 Steinstraße 19; 21 Torstraße 138; 146; 164; 222 Tucholskystr. 6/14; 9; 22; 24; 31/33; 40 Weinmeisterstraße, U-Bahnhof; 15; 16–17 Weydingerstraße 18; 20/22 Ziegelstraße 5–9; 10–11; 12 Gartendenkmale siehe: Große Hamburger Straße (zwischen 25 und 26) Alter jüdischer Friedhof; 29–30 Kleine Rosenthaler Straße 3 Koppenplatz 11 Münzstraße 21/23 | 09080150 – Monbijouplatz 4, Mietshaus, 1880 |                                     |
| 09011331 | Spandauer Vorstadt begrenzt im Norden durch die Torstraße 6/230 und Weydingerstraße 20/22 im Süden durch S-Bahn, Spree, Dircksenstraße 32–51 und Neue Promenade / Am Zwirngraben im Osten durch die Karl-Liebknecht-Straße 15/33 und im Westen durch die Friedrichstraße 105–118 (Lage) | Spandauer Vorstadt Gesamtanlagen siehe: Gipsstraße 23A Große Hamburger Straße 5–11, 29–31 Linienstraße 16–21... Rosa-Luxemburg-Straße 30 Rosenthaler Straße 40–41 Spandauer Vorstadt Tucholskystraße 2 Baudenkmale siehe: Almstadtstraße 11, 16, 18, 43 Alte Schönhauser Straße 46, 48–49 Am Zwirngraben, S-Bahnhof Börse Auguststraße 9; 11–13; 14–16; 19, 21; 23; 24–25; 26B; 36; 53; 56–57; 69; 74; 76; 89; 90 Friedrichstraße 107; 112A Gipsstraße 11 Gormannstraße 12 Große Hamburger Straße 13–14; 15–16; 17; 19A; zwischen 25 und 26, Gedenkstätte; 27; 28; 29–31; Sophienkirche, 37 Hirtenstraße 4 Joachimstraße 6; 10; 11; 11A; 14; 15; 16; 20; 21 Johannisstraße 2 Karl-Liebknecht-Straße 27–29 Kleine Alexanderstraße 1–4 Kleine Präsidentenstraße 3 Kleine Rosenthaler Straße 2–3 Koppenplatz 6; 11; 12; 13 Krausnickstraße 3–3A Linienstraße 49; 62; 101; 110; 128–129, 137; 144; 145; 147; 150; 153; 154A; 155, 158; 159; 162; 206 Max-Beer-Straße 2/4 Monbijoupark, Büste Chamisso Monbijouplatz 12 Monbijoustraße 2; 4, 4A Mulackstraße 22; 23 Münzstraße 8; 14/16; 18; 21/23 Neue Promenade 3; 5 Neue Schönhauser Straße 8; 10; 12; 13; 14; 15; 19; 20 Oranienburger Straße, S-Bahnhof; 1–3; 4; 23; 27; 28; 30; 31; 34; 35–36, 50; 54; 71–72; 73–76; 84, 86 Rosenthaler Platz, U-Bahnhof Rosa-Luxemburg-Platz, U-Bahnhof; 2–3 Rosa-Luxemburg-Straße 2/4; 14; 15; 39/41 Rosenthaler Straße 13; 31; 36; 37; 38; 39, 51; 72A Rückerstraße 4 Sophienstraße 2; 3; 5; 8; 9; 11; 18–18A; 22–22A; 28–29 Steinstraße 19; 21 Torstraße 138; 146; 164; 222 Tucholskystr. 6/14; 9; 22; 24; 31/33; 40 Weinmeisterstraße, U-Bahnhof; 15; 16–17 Weydingerstraße 18; 20/22 Ziegelstraße 5–9; 10–11; 12 Gartendenkmale siehe: Große Hamburger Straße (zwischen 25 und 26) Alter jüdischer Friedhof; 29–30 Kleine Rosenthaler Straße 3 Koppenplatz 11 Münzstraße 21/23 | 09050126 – Mulackstraße 8, Mietshaus (Seitengebäude), 1883 |                                     |
| 09011331 | Spandauer Vorstadt begrenzt im Norden durch die Torstraße 6/230 und Weydingerstraße 20/22 im Süden durch S-Bahn, Spree, Dircksenstraße 32–51 und Neue Promenade / Am Zwirngraben im Osten durch die Karl-Liebknecht-Straße 15/33 und im Westen durch die Friedrichstraße 105–118 (Lage) | Spandauer Vorstadt Gesamtanlagen siehe: Gipsstraße 23A Große Hamburger Straße 5–11, 29–31 Linienstraße 16–21... Rosa-Luxemburg-Straße 30 Rosenthaler Straße 40–41 Spandauer Vorstadt Tucholskystraße 2 Baudenkmale siehe: Almstadtstraße 11, 16, 18, 43 Alte Schönhauser Straße 46, 48–49 Am Zwirngraben, S-Bahnhof Börse Auguststraße 9; 11–13; 14–16; 19, 21; 23; 24–25; 26B; 36; 53; 56–57; 69; 74; 76; 89; 90 Friedrichstraße 107; 112A Gipsstraße 11 Gormannstraße 12 Große Hamburger Straße 13–14; 15–16; 17; 19A; zwischen 25 und 26, Gedenkstätte; 27; 28; 29–31; Sophienkirche, 37 Hirtenstraße 4 Joachimstraße 6; 10; 11; 11A; 14; 15; 16; 20; 21 Johannisstraße 2 Karl-Liebknecht-Straße 27–29 Kleine Alexanderstraße 1–4 Kleine Präsidentenstraße 3 Kleine Rosenthaler Straße 2–3 Koppenplatz 6; 11; 12; 13 Krausnickstraße 3–3A Linienstraße 49; 62; 101; 110; 128–129, 137; 144; 145; 147; 150; 153; 154A; 155, 158; 159; 162; 206 Max-Beer-Straße 2/4 Monbijoupark, Büste Chamisso Monbijouplatz 12 Monbijoustraße 2; 4, 4A Mulackstraße 22; 23 Münzstraße 8; 14/16; 18; 21/23 Neue Promenade 3; 5 Neue Schönhauser Straße 8; 10; 12; 13; 14; 15; 19; 20 Oranienburger Straße, S-Bahnhof; 1–3; 4; 23; 27; 28; 30; 31; 34; 35–36, 50; 54; 71–72; 73–76; 84, 86 Rosenthaler Platz, U-Bahnhof Rosa-Luxemburg-Platz, U-Bahnhof; 2–3 Rosa-Luxemburg-Straße 2/4; 14; 15; 39/41 Rosenthaler Straße 13; 31; 36; 37; 38; 39, 51; 72A Rückerstraße 4 Sophienstraße 2; 3; 5; 8; 9; 11; 18–18A; 22–22A; 28–29 Steinstraße 19; 21 Torstraße 138; 146; 164; 222 Tucholskystr. 6/14; 9; 22; 24; 31/33; 40 Weinmeisterstraße, U-Bahnhof; 15; 16–17 Weydingerstraße 18; 20/22 Ziegelstraße 5–9; 10–11; 12 Gartendenkmale siehe: Große Hamburger Straße (zwischen 25 und 26) Alter jüdischer Friedhof; 29–30 Kleine Rosenthaler Straße 3 Koppenplatz 11 Münzstraße 21/23 | 09035200 – Mulackstraße 11, Mietshaus, um 1800 |                                     |
| 09011331 | Spandauer Vorstadt begrenzt im Norden durch die Torstraße 6/230 und Weydingerstraße 20/22 im Süden durch S-Bahn, Spree, Dircksenstraße 32–51 und Neue Promenade / Am Zwirngraben im Osten durch die Karl-Liebknecht-Straße 15/33 und im Westen durch die Friedrichstraße 105–118 (Lage) | Spandauer Vorstadt Gesamtanlagen siehe: Gipsstraße 23A Große Hamburger Straße 5–11, 29–31 Linienstraße 16–21... Rosa-Luxemburg-Straße 30 Rosenthaler Straße 40–41 Spandauer Vorstadt Tucholskystraße 2 Baudenkmale siehe: Almstadtstraße 11, 16, 18, 43 Alte Schönhauser Straße 46, 48–49 Am Zwirngraben, S-Bahnhof Börse Auguststraße 9; 11–13; 14–16; 19, 21; 23; 24–25; 26B; 36; 53; 56–57; 69; 74; 76; 89; 90 Friedrichstraße 107; 112A Gipsstraße 11 Gormannstraße 12 Große Hamburger Straße 13–14; 15–16; 17; 19A; zwischen 25 und 26, Gedenkstätte; 27; 28; 29–31; Sophienkirche, 37 Hirtenstraße 4 Joachimstraße 6; 10; 11; 11A; 14; 15; 16; 20; 21 Johannisstraße 2 Karl-Liebknecht-Straße 27–29 Kleine Alexanderstraße 1–4 Kleine Präsidentenstraße 3 Kleine Rosenthaler Straße 2–3 Koppenplatz 6; 11; 12; 13 Krausnickstraße 3–3A Linienstraße 49; 62; 101; 110; 128–129, 137; 144; 145; 147; 150; 153; 154A; 155, 158; 159; 162; 206 Max-Beer-Straße 2/4 Monbijoupark, Büste Chamisso Monbijouplatz 12 Monbijoustraße 2; 4, 4A Mulackstraße 22; 23 Münzstraße 8; 14/16; 18; 21/23 Neue Promenade 3; 5 Neue Schönhauser Straße 8; 10; 12; 13; 14; 15; 19; 20 Oranienburger Straße, S-Bahnhof; 1–3; 4; 23; 27; 28; 30; 31; 34; 35–36, 50; 54; 71–72; 73–76; 84, 86 Rosenthaler Platz, U-Bahnhof Rosa-Luxemburg-Platz, U-Bahnhof; 2–3 Rosa-Luxemburg-Straße 2/4; 14; 15; 39/41 Rosenthaler Straße 13; 31; 36; 37; 38; 39, 51; 72A Rückerstraße 4 Sophienstraße 2; 3; 5; 8; 9; 11; 18–18A; 22–22A; 28–29 Steinstraße 19; 21 Torstraße 138; 146; 164; 222 Tucholskystr. 6/14; 9; 22; 24; 31/33; 40 Weinmeisterstraße, U-Bahnhof; 15; 16–17 Weydingerstraße 18; 20/22 Ziegelstraße 5–9; 10–11; 12 Gartendenkmale siehe: Große Hamburger Straße (zwischen 25 und 26) Alter jüdischer Friedhof; 29–30 Kleine Rosenthaler Straße 3 Koppenplatz 11 Münzstraße 21/23 | 09035201 – Mulackstraße 13, Mietshaus, um 1840, Bauerweiterung um 1860 |                                     |
| 09011331 | Spandauer Vorstadt begrenzt im Norden durch die Torstraße 6/230 und Weydingerstraße 20/22 im Süden durch S-Bahn, Spree, Dircksenstraße 32–51 und Neue Promenade / Am Zwirngraben im Osten durch die Karl-Liebknecht-Straße 15/33 und im Westen durch die Friedrichstraße 105–118 (Lage) | Spandauer Vorstadt Gesamtanlagen siehe: Gipsstraße 23A Große Hamburger Straße 5–11, 29–31 Linienstraße 16–21... Rosa-Luxemburg-Straße 30 Rosenthaler Straße 40–41 Spandauer Vorstadt Tucholskystraße 2 Baudenkmale siehe: Almstadtstraße 11, 16, 18, 43 Alte Schönhauser Straße 46, 48–49 Am Zwirngraben, S-Bahnhof Börse Auguststraße 9; 11–13; 14–16; 19, 21; 23; 24–25; 26B; 36; 53; 56–57; 69; 74; 76; 89; 90 Friedrichstraße 107; 112A Gipsstraße 11 Gormannstraße 12 Große Hamburger Straße 13–14; 15–16; 17; 19A; zwischen 25 und 26, Gedenkstätte; 27; 28; 29–31; Sophienkirche, 37 Hirtenstraße 4 Joachimstraße 6; 10; 11; 11A; 14; 15; 16; 20; 21 Johannisstraße 2 Karl-Liebknecht-Straße 27–29 Kleine Alexanderstraße 1–4 Kleine Präsidentenstraße 3 Kleine Rosenthaler Straße 2–3 Koppenplatz 6; 11; 12; 13 Krausnickstraße 3–3A Linienstraße 49; 62; 101; 110; 128–129, 137; 144; 145; 147; 150; 153; 154A; 155, 158; 159; 162; 206 Max-Beer-Straße 2/4 Monbijoupark, Büste Chamisso Monbijouplatz 12 Monbijoustraße 2; 4, 4A Mulackstraße 22; 23 Münzstraße 8; 14/16; 18; 21/23 Neue Promenade 3; 5 Neue Schönhauser Straße 8; 10; 12; 13; 14; 15; 19; 20 Oranienburger Straße, S-Bahnhof; 1–3; 4; 23; 27; 28; 30; 31; 34; 35–36, 50; 54; 71–72; 73–76; 84, 86 Rosenthaler Platz, U-Bahnhof Rosa-Luxemburg-Platz, U-Bahnhof; 2–3 Rosa-Luxemburg-Straße 2/4; 14; 15; 39/41 Rosenthaler Straße 13; 31; 36; 37; 38; 39, 51; 72A Rückerstraße 4 Sophienstraße 2; 3; 5; 8; 9; 11; 18–18A; 22–22A; 28–29 Steinstraße 19; 21 Torstraße 138; 146; 164; 222 Tucholskystr. 6/14; 9; 22; 24; 31/33; 40 Weinmeisterstraße, U-Bahnhof; 15; 16–17 Weydingerstraße 18; 20/22 Ziegelstraße 5–9; 10–11; 12 Gartendenkmale siehe: Große Hamburger Straße (zwischen 25 und 26) Alter jüdischer Friedhof; 29–30 Kleine Rosenthaler Straße 3 Koppenplatz 11 Münzstraße 21/23 | 09035202 – Mulackstraße 14, Mietshaus, 1882 |                                     |
| 09011331 | Spandauer Vorstadt begrenzt im Norden durch die Torstraße 6/230 und Weydingerstraße 20/22 im Süden durch S-Bahn, Spree, Dircksenstraße 32–51 und Neue Promenade / Am Zwirngraben im Osten durch die Karl-Liebknecht-Straße 15/33 und im Westen durch die Friedrichstraße 105–118 (Lage) | Spandauer Vorstadt Gesamtanlagen siehe: Gipsstraße 23A Große Hamburger Straße 5–11, 29–31 Linienstraße 16–21... Rosa-Luxemburg-Straße 30 Rosenthaler Straße 40–41 Spandauer Vorstadt Tucholskystraße 2 Baudenkmale siehe: Almstadtstraße 11, 16, 18, 43 Alte Schönhauser Straße 46, 48–49 Am Zwirngraben, S-Bahnhof Börse Auguststraße 9; 11–13; 14–16; 19, 21; 23; 24–25; 26B; 36; 53; 56–57; 69; 74; 76; 89; 90 Friedrichstraße 107; 112A Gipsstraße 11 Gormannstraße 12 Große Hamburger Straße 13–14; 15–16; 17; 19A; zwischen 25 und 26, Gedenkstätte; 27; 28; 29–31; Sophienkirche, 37 Hirtenstraße 4 Joachimstraße 6; 10; 11; 11A; 14; 15; 16; 20; 21 Johannisstraße 2 Karl-Liebknecht-Straße 27–29 Kleine Alexanderstraße 1–4 Kleine Präsidentenstraße 3 Kleine Rosenthaler Straße 2–3 Koppenplatz 6; 11; 12; 13 Krausnickstraße 3–3A Linienstraße 49; 62; 101; 110; 128–129, 137; 144; 145; 147; 150; 153; 154A; 155, 158; 159; 162; 206 Max-Beer-Straße 2/4 Monbijoupark, Büste Chamisso Monbijouplatz 12 Monbijoustraße 2; 4, 4A Mulackstraße 22; 23 Münzstraße 8; 14/16; 18; 21/23 Neue Promenade 3; 5 Neue Schönhauser Straße 8; 10; 12; 13; 14; 15; 19; 20 Oranienburger Straße, S-Bahnhof; 1–3; 4; 23; 27; 28; 30; 31; 34; 35–36, 50; 54; 71–72; 73–76; 84, 86 Rosenthaler Platz, U-Bahnhof Rosa-Luxemburg-Platz, U-Bahnhof; 2–3 Rosa-Luxemburg-Straße 2/4; 14; 15; 39/41 Rosenthaler Straße 13; 31; 36; 37; 38; 39, 51; 72A Rückerstraße 4 Sophienstraße 2; 3; 5; 8; 9; 11; 18–18A; 22–22A; 28–29 Steinstraße 19; 21 Torstraße 138; 146; 164; 222 Tucholskystr. 6/14; 9; 22; 24; 31/33; 40 Weinmeisterstraße, U-Bahnhof; 15; 16–17 Weydingerstraße 18; 20/22 Ziegelstraße 5–9; 10–11; 12 Gartendenkmale siehe: Große Hamburger Straße (zwischen 25 und 26) Alter jüdischer Friedhof; 29–30 Kleine Rosenthaler Straße 3 Koppenplatz 11 Münzstraße 21/23 | 09035191 – Mulackstraße 17, Mietshaus (Seitengebäude), 1863 |                                     |
| 09011331 | Spandauer Vorstadt begrenzt im Norden durch die Torstraße 6/230 und Weydingerstraße 20/22 im Süden durch S-Bahn, Spree, Dircksenstraße 32–51 und Neue Promenade / Am Zwirngraben im Osten durch die Karl-Liebknecht-Straße 15/33 und im Westen durch die Friedrichstraße 105–118 (Lage) | Spandauer Vorstadt Gesamtanlagen siehe: Gipsstraße 23A Große Hamburger Straße 5–11, 29–31 Linienstraße 16–21... Rosa-Luxemburg-Straße 30 Rosenthaler Straße 40–41 Spandauer Vorstadt Tucholskystraße 2 Baudenkmale siehe: Almstadtstraße 11, 16, 18, 43 Alte Schönhauser Straße 46, 48–49 Am Zwirngraben, S-Bahnhof Börse Auguststraße 9; 11–13; 14–16; 19, 21; 23; 24–25; 26B; 36; 53; 56–57; 69; 74; 76; 89; 90 Friedrichstraße 107; 112A Gipsstraße 11 Gormannstraße 12 Große Hamburger Straße 13–14; 15–16; 17; 19A; zwischen 25 und 26, Gedenkstätte; 27; 28; 29–31; Sophienkirche, 37 Hirtenstraße 4 Joachimstraße 6; 10; 11; 11A; 14; 15; 16; 20; 21 Johannisstraße 2 Karl-Liebknecht-Straße 27–29 Kleine Alexanderstraße 1–4 Kleine Präsidentenstraße 3 Kleine Rosenthaler Straße 2–3 Koppenplatz 6; 11; 12; 13 Krausnickstraße 3–3A Linienstraße 49; 62; 101; 110; 128–129, 137; 144; 145; 147; 150; 153; 154A; 155, 158; 159; 162; 206 Max-Beer-Straße 2/4 Monbijoupark, Büste Chamisso Monbijouplatz 12 Monbijoustraße 2; 4, 4A Mulackstraße 22; 23 Münzstraße 8; 14/16; 18; 21/23 Neue Promenade 3; 5 Neue Schönhauser Straße 8; 10; 12; 13; 14; 15; 19; 20 Oranienburger Straße, S-Bahnhof; 1–3; 4; 23; 27; 28; 30; 31; 34; 35–36, 50; 54; 71–72; 73–76; 84, 86 Rosenthaler Platz, U-Bahnhof Rosa-Luxemburg-Platz, U-Bahnhof; 2–3 Rosa-Luxemburg-Straße 2/4; 14; 15; 39/41 Rosenthaler Straße 13; 31; 36; 37; 38; 39, 51; 72A Rückerstraße 4 Sophienstraße 2; 3; 5; 8; 9; 11; 18–18A; 22–22A; 28–29 Steinstraße 19; 21 Torstraße 138; 146; 164; 222 Tucholskystr. 6/14; 9; 22; 24; 31/33; 40 Weinmeisterstraße, U-Bahnhof; 15; 16–17 Weydingerstraße 18; 20/22 Ziegelstraße 5–9; 10–11; 12 Gartendenkmale siehe: Große Hamburger Straße (zwischen 25 und 26) Alter jüdischer Friedhof; 29–30 Kleine Rosenthaler Straße 3 Koppenplatz 11 Münzstraße 21/23 | 09035192 – Mulackstraße 18, Mietshaus, 1879 |                                     |
| 09011331 | Spandauer Vorstadt begrenzt im Norden durch die Torstraße 6/230 und Weydingerstraße 20/22 im Süden durch S-Bahn, Spree, Dircksenstraße 32–51 und Neue Promenade / Am Zwirngraben im Osten durch die Karl-Liebknecht-Straße 15/33 und im Westen durch die Friedrichstraße 105–118 (Lage) | Spandauer Vorstadt Gesamtanlagen siehe: Gipsstraße 23A Große Hamburger Straße 5–11, 29–31 Linienstraße 16–21... Rosa-Luxemburg-Straße 30 Rosenthaler Straße 40–41 Spandauer Vorstadt Tucholskystraße 2 Baudenkmale siehe: Almstadtstraße 11, 16, 18, 43 Alte Schönhauser Straße 46, 48–49 Am Zwirngraben, S-Bahnhof Börse Auguststraße 9; 11–13; 14–16; 19, 21; 23; 24–25; 26B; 36; 53; 56–57; 69; 74; 76; 89; 90 Friedrichstraße 107; 112A Gipsstraße 11 Gormannstraße 12 Große Hamburger Straße 13–14; 15–16; 17; 19A; zwischen 25 und 26, Gedenkstätte; 27; 28; 29–31; Sophienkirche, 37 Hirtenstraße 4 Joachimstraße 6; 10; 11; 11A; 14; 15; 16; 20; 21 Johannisstraße 2 Karl-Liebknecht-Straße 27–29 Kleine Alexanderstraße 1–4 Kleine Präsidentenstraße 3 Kleine Rosenthaler Straße 2–3 Koppenplatz 6; 11; 12; 13 Krausnickstraße 3–3A Linienstraße 49; 62; 101; 110; 128–129, 137; 144; 145; 147; 150; 153; 154A; 155, 158; 159; 162; 206 Max-Beer-Straße 2/4 Monbijoupark, Büste Chamisso Monbijouplatz 12 Monbijoustraße 2; 4, 4A Mulackstraße 22; 23 Münzstraße 8; 14/16; 18; 21/23 Neue Promenade 3; 5 Neue Schönhauser Straße 8; 10; 12; 13; 14; 15; 19; 20 Oranienburger Straße, S-Bahnhof; 1–3; 4; 23; 27; 28; 30; 31; 34; 35–36, 50; 54; 71–72; 73–76; 84, 86 Rosenthaler Platz, U-Bahnhof Rosa-Luxemburg-Platz, U-Bahnhof; 2–3 Rosa-Luxemburg-Straße 2/4; 14; 15; 39/41 Rosenthaler Straße 13; 31; 36; 37; 38; 39, 51; 72A Rückerstraße 4 Sophienstraße 2; 3; 5; 8; 9; 11; 18–18A; 22–22A; 28–29 Steinstraße 19; 21 Torstraße 138; 146; 164; 222 Tucholskystr. 6/14; 9; 22; 24; 31/33; 40 Weinmeisterstraße, U-Bahnhof; 15; 16–17 Weydingerstraße 18; 20/22 Ziegelstraße 5–9; 10–11; 12 Gartendenkmale siehe: Große Hamburger Straße (zwischen 25 und 26) Alter jüdischer Friedhof; 29–30 Kleine Rosenthaler Straße 3 Koppenplatz 11 Münzstraße 21/23 | 09035193 – Mulackstraße 19, Mietshaus, 1879 |                                     |
| 09011331 | Spandauer Vorstadt begrenzt im Norden durch die Torstraße 6/230 und Weydingerstraße 20/22 im Süden durch S-Bahn, Spree, Dircksenstraße 32–51 und Neue Promenade / Am Zwirngraben im Osten durch die Karl-Liebknecht-Straße 15/33 und im Westen durch die Friedrichstraße 105–118 (Lage) | Spandauer Vorstadt Gesamtanlagen siehe: Gipsstraße 23A Große Hamburger Straße 5–11, 29–31 Linienstraße 16–21... Rosa-Luxemburg-Straße 30 Rosenthaler Straße 40–41 Spandauer Vorstadt Tucholskystraße 2 Baudenkmale siehe: Almstadtstraße 11, 16, 18, 43 Alte Schönhauser Straße 46, 48–49 Am Zwirngraben, S-Bahnhof Börse Auguststraße 9; 11–13; 14–16; 19, 21; 23; 24–25; 26B; 36; 53; 56–57; 69; 74; 76; 89; 90 Friedrichstraße 107; 112A Gipsstraße 11 Gormannstraße 12 Große Hamburger Straße 13–14; 15–16; 17; 19A; zwischen 25 und 26, Gedenkstätte; 27; 28; 29–31; Sophienkirche, 37 Hirtenstraße 4 Joachimstraße 6; 10; 11; 11A; 14; 15; 16; 20; 21 Johannisstraße 2 Karl-Liebknecht-Straße 27–29 Kleine Alexanderstraße 1–4 Kleine Präsidentenstraße 3 Kleine Rosenthaler Straße 2–3 Koppenplatz 6; 11; 12; 13 Krausnickstraße 3–3A Linienstraße 49; 62; 101; 110; 128–129, 137; 144; 145; 147; 150; 153; 154A; 155, 158; 159; 162; 206 Max-Beer-Straße 2/4 Monbijoupark, Büste Chamisso Monbijouplatz 12 Monbijoustraße 2; 4, 4A Mulackstraße 22; 23 Münzstraße 8; 14/16; 18; 21/23 Neue Promenade 3; 5 Neue Schönhauser Straße 8; 10; 12; 13; 14; 15; 19; 20 Oranienburger Straße, S-Bahnhof; 1–3; 4; 23; 27; 28; 30; 31; 34; 35–36, 50; 54; 71–72; 73–76; 84, 86 Rosenthaler Platz, U-Bahnhof Rosa-Luxemburg-Platz, U-Bahnhof; 2–3 Rosa-Luxemburg-Straße 2/4; 14; 15; 39/41 Rosenthaler Straße 13; 31; 36; 37; 38; 39, 51; 72A Rückerstraße 4 Sophienstraße 2; 3; 5; 8; 9; 11; 18–18A; 22–22A; 28–29 Steinstraße 19; 21 Torstraße 138; 146; 164; 222 Tucholskystr. 6/14; 9; 22; 24; 31/33; 40 Weinmeisterstraße, U-Bahnhof; 15; 16–17 Weydingerstraße 18; 20/22 Ziegelstraße 5–9; 10–11; 12 Gartendenkmale siehe: Große Hamburger Straße (zwischen 25 und 26) Alter jüdischer Friedhof; 29–30 Kleine Rosenthaler Straße 3 Koppenplatz 11 Münzstraße 21/23 | 09035194 – Mulackstraße 20 / Kleine Rosenthaler Straße 1, Mietshaus, 1879 |                                     |
| 09011331 | Spandauer Vorstadt begrenzt im Norden durch die Torstraße 6/230 und Weydingerstraße 20/22 im Süden durch S-Bahn, Spree, Dircksenstraße 32–51 und Neue Promenade / Am Zwirngraben im Osten durch die Karl-Liebknecht-Straße 15/33 und im Westen durch die Friedrichstraße 105–118 (Lage) | Spandauer Vorstadt Gesamtanlagen siehe: Gipsstraße 23A Große Hamburger Straße 5–11, 29–31 Linienstraße 16–21... Rosa-Luxemburg-Straße 30 Rosenthaler Straße 40–41 Spandauer Vorstadt Tucholskystraße 2 Baudenkmale siehe: Almstadtstraße 11, 16, 18, 43 Alte Schönhauser Straße 46, 48–49 Am Zwirngraben, S-Bahnhof Börse Auguststraße 9; 11–13; 14–16; 19, 21; 23; 24–25; 26B; 36; 53; 56–57; 69; 74; 76; 89; 90 Friedrichstraße 107; 112A Gipsstraße 11 Gormannstraße 12 Große Hamburger Straße 13–14; 15–16; 17; 19A; zwischen 25 und 26, Gedenkstätte; 27; 28; 29–31; Sophienkirche, 37 Hirtenstraße 4 Joachimstraße 6; 10; 11; 11A; 14; 15; 16; 20; 21 Johannisstraße 2 Karl-Liebknecht-Straße 27–29 Kleine Alexanderstraße 1–4 Kleine Präsidentenstraße 3 Kleine Rosenthaler Straße 2–3 Koppenplatz 6; 11; 12; 13 Krausnickstraße 3–3A Linienstraße 49; 62; 101; 110; 128–129, 137; 144; 145; 147; 150; 153; 154A; 155, 158; 159; 162; 206 Max-Beer-Straße 2/4 Monbijoupark, Büste Chamisso Monbijouplatz 12 Monbijoustraße 2; 4, 4A Mulackstraße 22; 23 Münzstraße 8; 14/16; 18; 21/23 Neue Promenade 3; 5 Neue Schönhauser Straße 8; 10; 12; 13; 14; 15; 19; 20 Oranienburger Straße, S-Bahnhof; 1–3; 4; 23; 27; 28; 30; 31; 34; 35–36, 50; 54; 71–72; 73–76; 84, 86 Rosenthaler Platz, U-Bahnhof Rosa-Luxemburg-Platz, U-Bahnhof; 2–3 Rosa-Luxemburg-Straße 2/4; 14; 15; 39/41 Rosenthaler Straße 13; 31; 36; 37; 38; 39, 51; 72A Rückerstraße 4 Sophienstraße 2; 3; 5; 8; 9; 11; 18–18A; 22–22A; 28–29 Steinstraße 19; 21 Torstraße 138; 146; 164; 222 Tucholskystr. 6/14; 9; 22; 24; 31/33; 40 Weinmeisterstraße, U-Bahnhof; 15; 16–17 Weydingerstraße 18; 20/22 Ziegelstraße 5–9; 10–11; 12 Gartendenkmale siehe: Große Hamburger Straße (zwischen 25 und 26) Alter jüdischer Friedhof; 29–30 Kleine Rosenthaler Straße 3 Koppenplatz 11 Münzstraße 21/23 | 09035195 – Mulackstraße 21 / Rosenthaler Straße 62, Mietshaus, 1883 |                                     |
| 09011331 | Spandauer Vorstadt begrenzt im Norden durch die Torstraße 6/230 und Weydingerstraße 20/22 im Süden durch S-Bahn, Spree, Dircksenstraße 32–51 und Neue Promenade / Am Zwirngraben im Osten durch die Karl-Liebknecht-Straße 15/33 und im Westen durch die Friedrichstraße 105–118 (Lage) | Spandauer Vorstadt Gesamtanlagen siehe: Gipsstraße 23A Große Hamburger Straße 5–11, 29–31 Linienstraße 16–21... Rosa-Luxemburg-Straße 30 Rosenthaler Straße 40–41 Spandauer Vorstadt Tucholskystraße 2 Baudenkmale siehe: Almstadtstraße 11, 16, 18, 43 Alte Schönhauser Straße 46, 48–49 Am Zwirngraben, S-Bahnhof Börse Auguststraße 9; 11–13; 14–16; 19, 21; 23; 24–25; 26B; 36; 53; 56–57; 69; 74; 76; 89; 90 Friedrichstraße 107; 112A Gipsstraße 11 Gormannstraße 12 Große Hamburger Straße 13–14; 15–16; 17; 19A; zwischen 25 und 26, Gedenkstätte; 27; 28; 29–31; Sophienkirche, 37 Hirtenstraße 4 Joachimstraße 6; 10; 11; 11A; 14; 15; 16; 20; 21 Johannisstraße 2 Karl-Liebknecht-Straße 27–29 Kleine Alexanderstraße 1–4 Kleine Präsidentenstraße 3 Kleine Rosenthaler Straße 2–3 Koppenplatz 6; 11; 12; 13 Krausnickstraße 3–3A Linienstraße 49; 62; 101; 110; 128–129, 137; 144; 145; 147; 150; 153; 154A; 155, 158; 159; 162; 206 Max-Beer-Straße 2/4 Monbijoupark, Büste Chamisso Monbijouplatz 12 Monbijoustraße 2; 4, 4A Mulackstraße 22; 23 Münzstraße 8; 14/16; 18; 21/23 Neue Promenade 3; 5 Neue Schönhauser Straße 8; 10; 12; 13; 14; 15; 19; 20 Oranienburger Straße, S-Bahnhof; 1–3; 4; 23; 27; 28; 30; 31; 34; 35–36, 50; 54; 71–72; 73–76; 84, 86 Rosenthaler Platz, U-Bahnhof Rosa-Luxemburg-Platz, U-Bahnhof; 2–3 Rosa-Luxemburg-Straße 2/4; 14; 15; 39/41 Rosenthaler Straße 13; 31; 36; 37; 38; 39, 51; 72A Rückerstraße 4 Sophienstraße 2; 3; 5; 8; 9; 11; 18–18A; 22–22A; 28–29 Steinstraße 19; 21 Torstraße 138; 146; 164; 222 Tucholskystr. 6/14; 9; 22; 24; 31/33; 40 Weinmeisterstraße, U-Bahnhof; 15; 16–17 Weydingerstraße 18; 20/22 Ziegelstraße 5–9; 10–11; 12 Gartendenkmale siehe: Große Hamburger Straße (zwischen 25 und 26) Alter jüdischer Friedhof; 29–30 Kleine Rosenthaler Straße 3 Koppenplatz 11 Münzstraße 21/23 | 09035203 – Mulackstraße 25, Mietshaus, 1864 |                                     |
| 09011331 | Spandauer Vorstadt begrenzt im Norden durch die Torstraße 6/230 und Weydingerstraße 20/22 im Süden durch S-Bahn, Spree, Dircksenstraße 32–51 und Neue Promenade / Am Zwirngraben im Osten durch die Karl-Liebknecht-Straße 15/33 und im Westen durch die Friedrichstraße 105–118 (Lage) | Spandauer Vorstadt Gesamtanlagen siehe: Gipsstraße 23A Große Hamburger Straße 5–11, 29–31 Linienstraße 16–21... Rosa-Luxemburg-Straße 30 Rosenthaler Straße 40–41 Spandauer Vorstadt Tucholskystraße 2 Baudenkmale siehe: Almstadtstraße 11, 16, 18, 43 Alte Schönhauser Straße 46, 48–49 Am Zwirngraben, S-Bahnhof Börse Auguststraße 9; 11–13; 14–16; 19, 21; 23; 24–25; 26B; 36; 53; 56–57; 69; 74; 76; 89; 90 Friedrichstraße 107; 112A Gipsstraße 11 Gormannstraße 12 Große Hamburger Straße 13–14; 15–16; 17; 19A; zwischen 25 und 26, Gedenkstätte; 27; 28; 29–31; Sophienkirche, 37 Hirtenstraße 4 Joachimstraße 6; 10; 11; 11A; 14; 15; 16; 20; 21 Johannisstraße 2 Karl-Liebknecht-Straße 27–29 Kleine Alexanderstraße 1–4 Kleine Präsidentenstraße 3 Kleine Rosenthaler Straße 2–3 Koppenplatz 6; 11; 12; 13 Krausnickstraße 3–3A Linienstraße 49; 62; 101; 110; 128–129, 137; 144; 145; 147; 150; 153; 154A; 155, 158; 159; 162; 206 Max-Beer-Straße 2/4 Monbijoupark, Büste Chamisso Monbijouplatz 12 Monbijoustraße 2; 4, 4A Mulackstraße 22; 23 Münzstraße 8; 14/16; 18; 21/23 Neue Promenade 3; 5 Neue Schönhauser Straße 8; 10; 12; 13; 14; 15; 19; 20 Oranienburger Straße, S-Bahnhof; 1–3; 4; 23; 27; 28; 30; 31; 34; 35–36, 50; 54; 71–72; 73–76; 84, 86 Rosenthaler Platz, U-Bahnhof Rosa-Luxemburg-Platz, U-Bahnhof; 2–3 Rosa-Luxemburg-Straße 2/4; 14; 15; 39/41 Rosenthaler Straße 13; 31; 36; 37; 38; 39, 51; 72A Rückerstraße 4 Sophienstraße 2; 3; 5; 8; 9; 11; 18–18A; 22–22A; 28–29 Steinstraße 19; 21 Torstraße 138; 146; 164; 222 Tucholskystr. 6/14; 9; 22; 24; 31/33; 40 Weinmeisterstraße, U-Bahnhof; 15; 16–17 Weydingerstraße 18; 20/22 Ziegelstraße 5–9; 10–11; 12 Gartendenkmale siehe: Große Hamburger Straße (zwischen 25 und 26) Alter jüdischer Friedhof; 29–30 Kleine Rosenthaler Straße 3 Koppenplatz 11 Münzstraße 21/23 | 09035204 – Mulackstraße 26, Mietshaus, 1887 |                                     |
| 09011331 | Spandauer Vorstadt begrenzt im Norden durch die Torstraße 6/230 und Weydingerstraße 20/22 im Süden durch S-Bahn, Spree, Dircksenstraße 32–51 und Neue Promenade / Am Zwirngraben im Osten durch die Karl-Liebknecht-Straße 15/33 und im Westen durch die Friedrichstraße 105–118 (Lage) | Spandauer Vorstadt Gesamtanlagen siehe: Gipsstraße 23A Große Hamburger Straße 5–11, 29–31 Linienstraße 16–21... Rosa-Luxemburg-Straße 30 Rosenthaler Straße 40–41 Spandauer Vorstadt Tucholskystraße 2 Baudenkmale siehe: Almstadtstraße 11, 16, 18, 43 Alte Schönhauser Straße 46, 48–49 Am Zwirngraben, S-Bahnhof Börse Auguststraße 9; 11–13; 14–16; 19, 21; 23; 24–25; 26B; 36; 53; 56–57; 69; 74; 76; 89; 90 Friedrichstraße 107; 112A Gipsstraße 11 Gormannstraße 12 Große Hamburger Straße 13–14; 15–16; 17; 19A; zwischen 25 und 26, Gedenkstätte; 27; 28; 29–31; Sophienkirche, 37 Hirtenstraße 4 Joachimstraße 6; 10; 11; 11A; 14; 15; 16; 20; 21 Johannisstraße 2 Karl-Liebknecht-Straße 27–29 Kleine Alexanderstraße 1–4 Kleine Präsidentenstraße 3 Kleine Rosenthaler Straße 2–3 Koppenplatz 6; 11; 12; 13 Krausnickstraße 3–3A Linienstraße 49; 62; 101; 110; 128–129, 137; 144; 145; 147; 150; 153; 154A; 155, 158; 159; 162; 206 Max-Beer-Straße 2/4 Monbijoupark, Büste Chamisso Monbijouplatz 12 Monbijoustraße 2; 4, 4A Mulackstraße 22; 23 Münzstraße 8; 14/16; 18; 21/23 Neue Promenade 3; 5 Neue Schönhauser Straße 8; 10; 12; 13; 14; 15; 19; 20 Oranienburger Straße, S-Bahnhof; 1–3; 4; 23; 27; 28; 30; 31; 34; 35–36, 50; 54; 71–72; 73–76; 84, 86 Rosenthaler Platz, U-Bahnhof Rosa-Luxemburg-Platz, U-Bahnhof; 2–3 Rosa-Luxemburg-Straße 2/4; 14; 15; 39/41 Rosenthaler Straße 13; 31; 36; 37; 38; 39, 51; 72A Rückerstraße 4 Sophienstraße 2; 3; 5; 8; 9; 11; 18–18A; 22–22A; 28–29 Steinstraße 19; 21 Torstraße 138; 146; 164; 222 Tucholskystr. 6/14; 9; 22; 24; 31/33; 40 Weinmeisterstraße, U-Bahnhof; 15; 16–17 Weydingerstraße 18; 20/22 Ziegelstraße 5–9; 10–11; 12 Gartendenkmale siehe: Große Hamburger Straße (zwischen 25 und 26) Alter jüdischer Friedhof; 29–30 Kleine Rosenthaler Straße 3 Koppenplatz 11 Münzstraße 21/23 | 09035205 – Mulackstraße 27, Mietshaus, 1853, Erweiterung 1884 |                                     |
| 09011331 | Spandauer Vorstadt begrenzt im Norden durch die Torstraße 6/230 und Weydingerstraße 20/22 im Süden durch S-Bahn, Spree, Dircksenstraße 32–51 und Neue Promenade / Am Zwirngraben im Osten durch die Karl-Liebknecht-Straße 15/33 und im Westen durch die Friedrichstraße 105–118 (Lage) | Spandauer Vorstadt Gesamtanlagen siehe: Gipsstraße 23A Große Hamburger Straße 5–11, 29–31 Linienstraße 16–21... Rosa-Luxemburg-Straße 30 Rosenthaler Straße 40–41 Spandauer Vorstadt Tucholskystraße 2 Baudenkmale siehe: Almstadtstraße 11, 16, 18, 43 Alte Schönhauser Straße 46, 48–49 Am Zwirngraben, S-Bahnhof Börse Auguststraße 9; 11–13; 14–16; 19, 21; 23; 24–25; 26B; 36; 53; 56–57; 69; 74; 76; 89; 90 Friedrichstraße 107; 112A Gipsstraße 11 Gormannstraße 12 Große Hamburger Straße 13–14; 15–16; 17; 19A; zwischen 25 und 26, Gedenkstätte; 27; 28; 29–31; Sophienkirche, 37 Hirtenstraße 4 Joachimstraße 6; 10; 11; 11A; 14; 15; 16; 20; 21 Johannisstraße 2 Karl-Liebknecht-Straße 27–29 Kleine Alexanderstraße 1–4 Kleine Präsidentenstraße 3 Kleine Rosenthaler Straße 2–3 Koppenplatz 6; 11; 12; 13 Krausnickstraße 3–3A Linienstraße 49; 62; 101; 110; 128–129, 137; 144; 145; 147; 150; 153; 154A; 155, 158; 159; 162; 206 Max-Beer-Straße 2/4 Monbijoupark, Büste Chamisso Monbijouplatz 12 Monbijoustraße 2; 4, 4A Mulackstraße 22; 23 Münzstraße 8; 14/16; 18; 21/23 Neue Promenade 3; 5 Neue Schönhauser Straße 8; 10; 12; 13; 14; 15; 19; 20 Oranienburger Straße, S-Bahnhof; 1–3; 4; 23; 27; 28; 30; 31; 34; 35–36, 50; 54; 71–72; 73–76; 84, 86 Rosenthaler Platz, U-Bahnhof Rosa-Luxemburg-Platz, U-Bahnhof; 2–3 Rosa-Luxemburg-Straße 2/4; 14; 15; 39/41 Rosenthaler Straße 13; 31; 36; 37; 38; 39, 51; 72A Rückerstraße 4 Sophienstraße 2; 3; 5; 8; 9; 11; 18–18A; 22–22A; 28–29 Steinstraße 19; 21 Torstraße 138; 146; 164; 222 Tucholskystr. 6/14; 9; 22; 24; 31/33; 40 Weinmeisterstraße, U-Bahnhof; 15; 16–17 Weydingerstraße 18; 20/22 Ziegelstraße 5–9; 10–11; 12 Gartendenkmale siehe: Große Hamburger Straße (zwischen 25 und 26) Alter jüdischer Friedhof; 29–30 Kleine Rosenthaler Straße 3 Koppenplatz 11 Münzstraße 21/23 | 09035206 – Mulackstraße 29, Mietshaus, 1890 |                                     |
| 09011331 | Spandauer Vorstadt begrenzt im Norden durch die Torstraße 6/230 und Weydingerstraße 20/22 im Süden durch S-Bahn, Spree, Dircksenstraße 32–51 und Neue Promenade / Am Zwirngraben im Osten durch die Karl-Liebknecht-Straße 15/33 und im Westen durch die Friedrichstraße 105–118 (Lage) | Spandauer Vorstadt Gesamtanlagen siehe: Gipsstraße 23A Große Hamburger Straße 5–11, 29–31 Linienstraße 16–21... Rosa-Luxemburg-Straße 30 Rosenthaler Straße 40–41 Spandauer Vorstadt Tucholskystraße 2 Baudenkmale siehe: Almstadtstraße 11, 16, 18, 43 Alte Schönhauser Straße 46, 48–49 Am Zwirngraben, S-Bahnhof Börse Auguststraße 9; 11–13; 14–16; 19, 21; 23; 24–25; 26B; 36; 53; 56–57; 69; 74; 76; 89; 90 Friedrichstraße 107; 112A Gipsstraße 11 Gormannstraße 12 Große Hamburger Straße 13–14; 15–16; 17; 19A; zwischen 25 und 26, Gedenkstätte; 27; 28; 29–31; Sophienkirche, 37 Hirtenstraße 4 Joachimstraße 6; 10; 11; 11A; 14; 15; 16; 20; 21 Johannisstraße 2 Karl-Liebknecht-Straße 27–29 Kleine Alexanderstraße 1–4 Kleine Präsidentenstraße 3 Kleine Rosenthaler Straße 2–3 Koppenplatz 6; 11; 12; 13 Krausnickstraße 3–3A Linienstraße 49; 62; 101; 110; 128–129, 137; 144; 145; 147; 150; 153; 154A; 155, 158; 159; 162; 206 Max-Beer-Straße 2/4 Monbijoupark, Büste Chamisso Monbijouplatz 12 Monbijoustraße 2; 4, 4A Mulackstraße 22; 23 Münzstraße 8; 14/16; 18; 21/23 Neue Promenade 3; 5 Neue Schönhauser Straße 8; 10; 12; 13; 14; 15; 19; 20 Oranienburger Straße, S-Bahnhof; 1–3; 4; 23; 27; 28; 30; 31; 34; 35–36, 50; 54; 71–72; 73–76; 84, 86 Rosenthaler Platz, U-Bahnhof Rosa-Luxemburg-Platz, U-Bahnhof; 2–3 Rosa-Luxemburg-Straße 2/4; 14; 15; 39/41 Rosenthaler Straße 13; 31; 36; 37; 38; 39, 51; 72A Rückerstraße 4 Sophienstraße 2; 3; 5; 8; 9; 11; 18–18A; 22–22A; 28–29 Steinstraße 19; 21 Torstraße 138; 146; 164; 222 Tucholskystr. 6/14; 9; 22; 24; 31/33; 40 Weinmeisterstraße, U-Bahnhof; 15; 16–17 Weydingerstraße 18; 20/22 Ziegelstraße 5–9; 10–11; 12 Gartendenkmale siehe: Große Hamburger Straße (zwischen 25 und 26) Alter jüdischer Friedhof; 29–30 Kleine Rosenthaler Straße 3 Koppenplatz 11 Münzstraße 21/23 | 09035207 – Mulackstraße 32, Doppelmietshaus, 1841–1842, Erweiterung 1876 |                                     |
| 09011331 | Spandauer Vorstadt begrenzt im Norden durch die Torstraße 6/230 und Weydingerstraße 20/22 im Süden durch S-Bahn, Spree, Dircksenstraße 32–51 und Neue Promenade / Am Zwirngraben im Osten durch die Karl-Liebknecht-Straße 15/33 und im Westen durch die Friedrichstraße 105–118 (Lage) | Spandauer Vorstadt Gesamtanlagen siehe: Gipsstraße 23A Große Hamburger Straße 5–11, 29–31 Linienstraße 16–21... Rosa-Luxemburg-Straße 30 Rosenthaler Straße 40–41 Spandauer Vorstadt Tucholskystraße 2 Baudenkmale siehe: Almstadtstraße 11, 16, 18, 43 Alte Schönhauser Straße 46, 48–49 Am Zwirngraben, S-Bahnhof Börse Auguststraße 9; 11–13; 14–16; 19, 21; 23; 24–25; 26B; 36; 53; 56–57; 69; 74; 76; 89; 90 Friedrichstraße 107; 112A Gipsstraße 11 Gormannstraße 12 Große Hamburger Straße 13–14; 15–16; 17; 19A; zwischen 25 und 26, Gedenkstätte; 27; 28; 29–31; Sophienkirche, 37 Hirtenstraße 4 Joachimstraße 6; 10; 11; 11A; 14; 15; 16; 20; 21 Johannisstraße 2 Karl-Liebknecht-Straße 27–29 Kleine Alexanderstraße 1–4 Kleine Präsidentenstraße 3 Kleine Rosenthaler Straße 2–3 Koppenplatz 6; 11; 12; 13 Krausnickstraße 3–3A Linienstraße 49; 62; 101; 110; 128–129, 137; 144; 145; 147; 150; 153; 154A; 155, 158; 159; 162; 206 Max-Beer-Straße 2/4 Monbijoupark, Büste Chamisso Monbijouplatz 12 Monbijoustraße 2; 4, 4A Mulackstraße 22; 23 Münzstraße 8; 14/16; 18; 21/23 Neue Promenade 3; 5 Neue Schönhauser Straße 8; 10; 12; 13; 14; 15; 19; 20 Oranienburger Straße, S-Bahnhof; 1–3; 4; 23; 27; 28; 30; 31; 34; 35–36, 50; 54; 71–72; 73–76; 84, 86 Rosenthaler Platz, U-Bahnhof Rosa-Luxemburg-Platz, U-Bahnhof; 2–3 Rosa-Luxemburg-Straße 2/4; 14; 15; 39/41 Rosenthaler Straße 13; 31; 36; 37; 38; 39, 51; 72A Rückerstraße 4 Sophienstraße 2; 3; 5; 8; 9; 11; 18–18A; 22–22A; 28–29 Steinstraße 19; 21 Torstraße 138; 146; 164; 222 Tucholskystr. 6/14; 9; 22; 24; 31/33; 40 Weinmeisterstraße, U-Bahnhof; 15; 16–17 Weydingerstraße 18; 20/22 Ziegelstraße 5–9; 10–11; 12 Gartendenkmale siehe: Große Hamburger Straße (zwischen 25 und 26) Alter jüdischer Friedhof; 29–30 Kleine Rosenthaler Straße 3 Koppenplatz 11 Münzstraße 21/23 | 09035208 – Mulackstraße 37, Mietshaus, 1869 |                                     |
| 09011331 | Spandauer Vorstadt begrenzt im Norden durch die Torstraße 6/230 und Weydingerstraße 20/22 im Süden durch S-Bahn, Spree, Dircksenstraße 32–51 und Neue Promenade / Am Zwirngraben im Osten durch die Karl-Liebknecht-Straße 15/33 und im Westen durch die Friedrichstraße 105–118 (Lage) | Spandauer Vorstadt Gesamtanlagen siehe: Gipsstraße 23A Große Hamburger Straße 5–11, 29–31 Linienstraße 16–21... Rosa-Luxemburg-Straße 30 Rosenthaler Straße 40–41 Spandauer Vorstadt Tucholskystraße 2 Baudenkmale siehe: Almstadtstraße 11, 16, 18, 43 Alte Schönhauser Straße 46, 48–49 Am Zwirngraben, S-Bahnhof Börse Auguststraße 9; 11–13; 14–16; 19, 21; 23; 24–25; 26B; 36; 53; 56–57; 69; 74; 76; 89; 90 Friedrichstraße 107; 112A Gipsstraße 11 Gormannstraße 12 Große Hamburger Straße 13–14; 15–16; 17; 19A; zwischen 25 und 26, Gedenkstätte; 27; 28; 29–31; Sophienkirche, 37 Hirtenstraße 4 Joachimstraße 6; 10; 11; 11A; 14; 15; 16; 20; 21 Johannisstraße 2 Karl-Liebknecht-Straße 27–29 Kleine Alexanderstraße 1–4 Kleine Präsidentenstraße 3 Kleine Rosenthaler Straße 2–3 Koppenplatz 6; 11; 12; 13 Krausnickstraße 3–3A Linienstraße 49; 62; 101; 110; 128–129, 137; 144; 145; 147; 150; 153; 154A; 155, 158; 159; 162; 206 Max-Beer-Straße 2/4 Monbijoupark, Büste Chamisso Monbijouplatz 12 Monbijoustraße 2; 4, 4A Mulackstraße 22; 23 Münzstraße 8; 14/16; 18; 21/23 Neue Promenade 3; 5 Neue Schönhauser Straße 8; 10; 12; 13; 14; 15; 19; 20 Oranienburger Straße, S-Bahnhof; 1–3; 4; 23; 27; 28; 30; 31; 34; 35–36, 50; 54; 71–72; 73–76; 84, 86 Rosenthaler Platz, U-Bahnhof Rosa-Luxemburg-Platz, U-Bahnhof; 2–3 Rosa-Luxemburg-Straße 2/4; 14; 15; 39/41 Rosenthaler Straße 13; 31; 36; 37; 38; 39, 51; 72A Rückerstraße 4 Sophienstraße 2; 3; 5; 8; 9; 11; 18–18A; 22–22A; 28–29 Steinstraße 19; 21 Torstraße 138; 146; 164; 222 Tucholskystr. 6/14; 9; 22; 24; 31/33; 40 Weinmeisterstraße, U-Bahnhof; 15; 16–17 Weydingerstraße 18; 20/22 Ziegelstraße 5–9; 10–11; 12 Gartendenkmale siehe: Große Hamburger Straße (zwischen 25 und 26) Alter jüdischer Friedhof; 29–30 Kleine Rosenthaler Straße 3 Koppenplatz 11 Münzstraße 21/23 | 09035009 – Mulackstraße 41, Mietshaus, um 1900 |                                     |
| 09011331 | Spandauer Vorstadt begrenzt im Norden durch die Torstraße 6/230 und Weydingerstraße 20/22 im Süden durch S-Bahn, Spree, Dircksenstraße 32–51 und Neue Promenade / Am Zwirngraben im Osten durch die Karl-Liebknecht-Straße 15/33 und im Westen durch die Friedrichstraße 105–118 (Lage) | Spandauer Vorstadt Gesamtanlagen siehe: Gipsstraße 23A Große Hamburger Straße 5–11, 29–31 Linienstraße 16–21... Rosa-Luxemburg-Straße 30 Rosenthaler Straße 40–41 Spandauer Vorstadt Tucholskystraße 2 Baudenkmale siehe: Almstadtstraße 11, 16, 18, 43 Alte Schönhauser Straße 46, 48–49 Am Zwirngraben, S-Bahnhof Börse Auguststraße 9; 11–13; 14–16; 19, 21; 23; 24–25; 26B; 36; 53; 56–57; 69; 74; 76; 89; 90 Friedrichstraße 107; 112A Gipsstraße 11 Gormannstraße 12 Große Hamburger Straße 13–14; 15–16; 17; 19A; zwischen 25 und 26, Gedenkstätte; 27; 28; 29–31; Sophienkirche, 37 Hirtenstraße 4 Joachimstraße 6; 10; 11; 11A; 14; 15; 16; 20; 21 Johannisstraße 2 Karl-Liebknecht-Straße 27–29 Kleine Alexanderstraße 1–4 Kleine Präsidentenstraße 3 Kleine Rosenthaler Straße 2–3 Koppenplatz 6; 11; 12; 13 Krausnickstraße 3–3A Linienstraße 49; 62; 101; 110; 128–129, 137; 144; 145; 147; 150; 153; 154A; 155, 158; 159; 162; 206 Max-Beer-Straße 2/4 Monbijoupark, Büste Chamisso Monbijouplatz 12 Monbijoustraße 2; 4, 4A Mulackstraße 22; 23 Münzstraße 8; 14/16; 18; 21/23 Neue Promenade 3; 5 Neue Schönhauser Straße 8; 10; 12; 13; 14; 15; 19; 20 Oranienburger Straße, S-Bahnhof; 1–3; 4; 23; 27; 28; 30; 31; 34; 35–36, 50; 54; 71–72; 73–76; 84, 86 Rosenthaler Platz, U-Bahnhof Rosa-Luxemburg-Platz, U-Bahnhof; 2–3 Rosa-Luxemburg-Straße 2/4; 14; 15; 39/41 Rosenthaler Straße 13; 31; 36; 37; 38; 39, 51; 72A Rückerstraße 4 Sophienstraße 2; 3; 5; 8; 9; 11; 18–18A; 22–22A; 28–29 Steinstraße 19; 21 Torstraße 138; 146; 164; 222 Tucholskystr. 6/14; 9; 22; 24; 31/33; 40 Weinmeisterstraße, U-Bahnhof; 15; 16–17 Weydingerstraße 18; 20/22 Ziegelstraße 5–9; 10–11; 12 Gartendenkmale siehe: Große Hamburger Straße (zwischen 25 und 26) Alter jüdischer Friedhof; 29–30 Kleine Rosenthaler Straße 3 Koppenplatz 11 Münzstraße 21/23 | 09080216 – Münzstraße 1/5 / Rosa-Luxemburg-Straße 5/7, Wohn- und Geschäftshaus, um 1890 von August Leo Zaar, Fassadenüberformung um 1920                                                                                   |                                     |
| 09011331 | Spandauer Vorstadt begrenzt im Norden durch die Torstraße 6/230 und Weydingerstraße 20/22 im Süden durch S-Bahn, Spree, Dircksenstraße 32–51 und Neue Promenade / Am Zwirngraben im Osten durch die Karl-Liebknecht-Straße 15/33 und im Westen durch die Friedrichstraße 105–118 (Lage) | Spandauer Vorstadt Gesamtanlagen siehe: Gipsstraße 23A Große Hamburger Straße 5–11, 29–31 Linienstraße 16–21... Rosa-Luxemburg-Straße 30 Rosenthaler Straße 40–41 Spandauer Vorstadt Tucholskystraße 2 Baudenkmale siehe: Almstadtstraße 11, 16, 18, 43 Alte Schönhauser Straße 46, 48–49 Am Zwirngraben, S-Bahnhof Börse Auguststraße 9; 11–13; 14–16; 19, 21; 23; 24–25; 26B; 36; 53; 56–57; 69; 74; 76; 89; 90 Friedrichstraße 107; 112A Gipsstraße 11 Gormannstraße 12 Große Hamburger Straße 13–14; 15–16; 17; 19A; zwischen 25 und 26, Gedenkstätte; 27; 28; 29–31; Sophienkirche, 37 Hirtenstraße 4 Joachimstraße 6; 10; 11; 11A; 14; 15; 16; 20; 21 Johannisstraße 2 Karl-Liebknecht-Straße 27–29 Kleine Alexanderstraße 1–4 Kleine Präsidentenstraße 3 Kleine Rosenthaler Straße 2–3 Koppenplatz 6; 11; 12; 13 Krausnickstraße 3–3A Linienstraße 49; 62; 101; 110; 128–129, 137; 144; 145; 147; 150; 153; 154A; 155, 158; 159; 162; 206 Max-Beer-Straße 2/4 Monbijoupark, Büste Chamisso Monbijouplatz 12 Monbijoustraße 2; 4, 4A Mulackstraße 22; 23 Münzstraße 8; 14/16; 18; 21/23 Neue Promenade 3; 5 Neue Schönhauser Straße 8; 10; 12; 13; 14; 15; 19; 20 Oranienburger Straße, S-Bahnhof; 1–3; 4; 23; 27; 28; 30; 31; 34; 35–36, 50; 54; 71–72; 73–76; 84, 86 Rosenthaler Platz, U-Bahnhof Rosa-Luxemburg-Platz, U-Bahnhof; 2–3 Rosa-Luxemburg-Straße 2/4; 14; 15; 39/41 Rosenthaler Straße 13; 31; 36; 37; 38; 39, 51; 72A Rückerstraße 4 Sophienstraße 2; 3; 5; 8; 9; 11; 18–18A; 22–22A; 28–29 Steinstraße 19; 21 Torstraße 138; 146; 164; 222 Tucholskystr. 6/14; 9; 22; 24; 31/33; 40 Weinmeisterstraße, U-Bahnhof; 15; 16–17 Weydingerstraße 18; 20/22 Ziegelstraße 5–9; 10–11; 12 Gartendenkmale siehe: Große Hamburger Straße (zwischen 25 und 26) Alter jüdischer Friedhof; 29–30 Kleine Rosenthaler Straße 3 Koppenplatz 11 Münzstraße 21/23 | 09080218 – Münzstraße 10, Mietshaus, 1869 |                                     |
| 09011331 | Spandauer Vorstadt begrenzt im Norden durch die Torstraße 6/230 und Weydingerstraße 20/22 im Süden durch S-Bahn, Spree, Dircksenstraße 32–51 und Neue Promenade / Am Zwirngraben im Osten durch die Karl-Liebknecht-Straße 15/33 und im Westen durch die Friedrichstraße 105–118 (Lage) | Spandauer Vorstadt Gesamtanlagen siehe: Gipsstraße 23A Große Hamburger Straße 5–11, 29–31 Linienstraße 16–21... Rosa-Luxemburg-Straße 30 Rosenthaler Straße 40–41 Spandauer Vorstadt Tucholskystraße 2 Baudenkmale siehe: Almstadtstraße 11, 16, 18, 43 Alte Schönhauser Straße 46, 48–49 Am Zwirngraben, S-Bahnhof Börse Auguststraße 9; 11–13; 14–16; 19, 21; 23; 24–25; 26B; 36; 53; 56–57; 69; 74; 76; 89; 90 Friedrichstraße 107; 112A Gipsstraße 11 Gormannstraße 12 Große Hamburger Straße 13–14; 15–16; 17; 19A; zwischen 25 und 26, Gedenkstätte; 27; 28; 29–31; Sophienkirche, 37 Hirtenstraße 4 Joachimstraße 6; 10; 11; 11A; 14; 15; 16; 20; 21 Johannisstraße 2 Karl-Liebknecht-Straße 27–29 Kleine Alexanderstraße 1–4 Kleine Präsidentenstraße 3 Kleine Rosenthaler Straße 2–3 Koppenplatz 6; 11; 12; 13 Krausnickstraße 3–3A Linienstraße 49; 62; 101; 110; 128–129, 137; 144; 145; 147; 150; 153; 154A; 155, 158; 159; 162; 206 Max-Beer-Straße 2/4 Monbijoupark, Büste Chamisso Monbijouplatz 12 Monbijoustraße 2; 4, 4A Mulackstraße 22; 23 Münzstraße 8; 14/16; 18; 21/23 Neue Promenade 3; 5 Neue Schönhauser Straße 8; 10; 12; 13; 14; 15; 19; 20 Oranienburger Straße, S-Bahnhof; 1–3; 4; 23; 27; 28; 30; 31; 34; 35–36, 50; 54; 71–72; 73–76; 84, 86 Rosenthaler Platz, U-Bahnhof Rosa-Luxemburg-Platz, U-Bahnhof; 2–3 Rosa-Luxemburg-Straße 2/4; 14; 15; 39/41 Rosenthaler Straße 13; 31; 36; 37; 38; 39, 51; 72A Rückerstraße 4 Sophienstraße 2; 3; 5; 8; 9; 11; 18–18A; 22–22A; 28–29 Steinstraße 19; 21 Torstraße 138; 146; 164; 222 Tucholskystr. 6/14; 9; 22; 24; 31/33; 40 Weinmeisterstraße, U-Bahnhof; 15; 16–17 Weydingerstraße 18; 20/22 Ziegelstraße 5–9; 10–11; 12 Gartendenkmale siehe: Große Hamburger Straße (zwischen 25 und 26) Alter jüdischer Friedhof; 29–30 Kleine Rosenthaler Straße 3 Koppenplatz 11 Münzstraße 21/23 | 09080220 – Münzstraße 15, Gewerbebau, um 1905 |                                     |
| 09011331 | Spandauer Vorstadt begrenzt im Norden durch die Torstraße 6/230 und Weydingerstraße 20/22 im Süden durch S-Bahn, Spree, Dircksenstraße 32–51 und Neue Promenade / Am Zwirngraben im Osten durch die Karl-Liebknecht-Straße 15/33 und im Westen durch die Friedrichstraße 105–118 (Lage) | Spandauer Vorstadt Gesamtanlagen siehe: Gipsstraße 23A Große Hamburger Straße 5–11, 29–31 Linienstraße 16–21... Rosa-Luxemburg-Straße 30 Rosenthaler Straße 40–41 Spandauer Vorstadt Tucholskystraße 2 Baudenkmale siehe: Almstadtstraße 11, 16, 18, 43 Alte Schönhauser Straße 46, 48–49 Am Zwirngraben, S-Bahnhof Börse Auguststraße 9; 11–13; 14–16; 19, 21; 23; 24–25; 26B; 36; 53; 56–57; 69; 74; 76; 89; 90 Friedrichstraße 107; 112A Gipsstraße 11 Gormannstraße 12 Große Hamburger Straße 13–14; 15–16; 17; 19A; zwischen 25 und 26, Gedenkstätte; 27; 28; 29–31; Sophienkirche, 37 Hirtenstraße 4 Joachimstraße 6; 10; 11; 11A; 14; 15; 16; 20; 21 Johannisstraße 2 Karl-Liebknecht-Straße 27–29 Kleine Alexanderstraße 1–4 Kleine Präsidentenstraße 3 Kleine Rosenthaler Straße 2–3 Koppenplatz 6; 11; 12; 13 Krausnickstraße 3–3A Linienstraße 49; 62; 101; 110; 128–129, 137; 144; 145; 147; 150; 153; 154A; 155, 158; 159; 162; 206 Max-Beer-Straße 2/4 Monbijoupark, Büste Chamisso Monbijouplatz 12 Monbijoustraße 2; 4, 4A Mulackstraße 22; 23 Münzstraße 8; 14/16; 18; 21/23 Neue Promenade 3; 5 Neue Schönhauser Straße 8; 10; 12; 13; 14; 15; 19; 20 Oranienburger Straße, S-Bahnhof; 1–3; 4; 23; 27; 28; 30; 31; 34; 35–36, 50; 54; 71–72; 73–76; 84, 86 Rosenthaler Platz, U-Bahnhof Rosa-Luxemburg-Platz, U-Bahnhof; 2–3 Rosa-Luxemburg-Straße 2/4; 14; 15; 39/41 Rosenthaler Straße 13; 31; 36; 37; 38; 39, 51; 72A Rückerstraße 4 Sophienstraße 2; 3; 5; 8; 9; 11; 18–18A; 22–22A; 28–29 Steinstraße 19; 21 Torstraße 138; 146; 164; 222 Tucholskystr. 6/14; 9; 22; 24; 31/33; 40 Weinmeisterstraße, U-Bahnhof; 15; 16–17 Weydingerstraße 18; 20/22 Ziegelstraße 5–9; 10–11; 12 Gartendenkmale siehe: Große Hamburger Straße (zwischen 25 und 26) Alter jüdischer Friedhof; 29–30 Kleine Rosenthaler Straße 3 Koppenplatz 11 Münzstraße 21/23 | 09080222 – Münzstraße 19, Münzhof, Geschäftshaus, 1908–1910 |                                     |
| 09011331 | Spandauer Vorstadt begrenzt im Norden durch die Torstraße 6/230 und Weydingerstraße 20/22 im Süden durch S-Bahn, Spree, Dircksenstraße 32–51 und Neue Promenade / Am Zwirngraben im Osten durch die Karl-Liebknecht-Straße 15/33 und im Westen durch die Friedrichstraße 105–118 (Lage) | Spandauer Vorstadt Gesamtanlagen siehe: Gipsstraße 23A Große Hamburger Straße 5–11, 29–31 Linienstraße 16–21... Rosa-Luxemburg-Straße 30 Rosenthaler Straße 40–41 Spandauer Vorstadt Tucholskystraße 2 Baudenkmale siehe: Almstadtstraße 11, 16, 18, 43 Alte Schönhauser Straße 46, 48–49 Am Zwirngraben, S-Bahnhof Börse Auguststraße 9; 11–13; 14–16; 19, 21; 23; 24–25; 26B; 36; 53; 56–57; 69; 74; 76; 89; 90 Friedrichstraße 107; 112A Gipsstraße 11 Gormannstraße 12 Große Hamburger Straße 13–14; 15–16; 17; 19A; zwischen 25 und 26, Gedenkstätte; 27; 28; 29–31; Sophienkirche, 37 Hirtenstraße 4 Joachimstraße 6; 10; 11; 11A; 14; 15; 16; 20; 21 Johannisstraße 2 Karl-Liebknecht-Straße 27–29 Kleine Alexanderstraße 1–4 Kleine Präsidentenstraße 3 Kleine Rosenthaler Straße 2–3 Koppenplatz 6; 11; 12; 13 Krausnickstraße 3–3A Linienstraße 49; 62; 101; 110; 128–129, 137; 144; 145; 147; 150; 153; 154A; 155, 158; 159; 162; 206 Max-Beer-Straße 2/4 Monbijoupark, Büste Chamisso Monbijouplatz 12 Monbijoustraße 2; 4, 4A Mulackstraße 22; 23 Münzstraße 8; 14/16; 18; 21/23 Neue Promenade 3; 5 Neue Schönhauser Straße 8; 10; 12; 13; 14; 15; 19; 20 Oranienburger Straße, S-Bahnhof; 1–3; 4; 23; 27; 28; 30; 31; 34; 35–36, 50; 54; 71–72; 73–76; 84, 86 Rosenthaler Platz, U-Bahnhof Rosa-Luxemburg-Platz, U-Bahnhof; 2–3 Rosa-Luxemburg-Straße 2/4; 14; 15; 39/41 Rosenthaler Straße 13; 31; 36; 37; 38; 39, 51; 72A Rückerstraße 4 Sophienstraße 2; 3; 5; 8; 9; 11; 18–18A; 22–22A; 28–29 Steinstraße 19; 21 Torstraße 138; 146; 164; 222 Tucholskystr. 6/14; 9; 22; 24; 31/33; 40 Weinmeisterstraße, U-Bahnhof; 15; 16–17 Weydingerstraße 18; 20/22 Ziegelstraße 5–9; 10–11; 12 Gartendenkmale siehe: Große Hamburger Straße (zwischen 25 und 26) Alter jüdischer Friedhof; 29–30 Kleine Rosenthaler Straße 3 Koppenplatz 11 Münzstraße 21/23 | 09080223 – Münzstraße 20, Mietshaus, um 1880 |                                     |
| 09011331 | Spandauer Vorstadt begrenzt im Norden durch die Torstraße 6/230 und Weydingerstraße 20/22 im Süden durch S-Bahn, Spree, Dircksenstraße 32–51 und Neue Promenade / Am Zwirngraben im Osten durch die Karl-Liebknecht-Straße 15/33 und im Westen durch die Friedrichstraße 105–118 (Lage) | Spandauer Vorstadt Gesamtanlagen siehe: Gipsstraße 23A Große Hamburger Straße 5–11, 29–31 Linienstraße 16–21... Rosa-Luxemburg-Straße 30 Rosenthaler Straße 40–41 Spandauer Vorstadt Tucholskystraße 2 Baudenkmale siehe: Almstadtstraße 11, 16, 18, 43 Alte Schönhauser Straße 46, 48–49 Am Zwirngraben, S-Bahnhof Börse Auguststraße 9; 11–13; 14–16; 19, 21; 23; 24–25; 26B; 36; 53; 56–57; 69; 74; 76; 89; 90 Friedrichstraße 107; 112A Gipsstraße 11 Gormannstraße 12 Große Hamburger Straße 13–14; 15–16; 17; 19A; zwischen 25 und 26, Gedenkstätte; 27; 28; 29–31; Sophienkirche, 37 Hirtenstraße 4 Joachimstraße 6; 10; 11; 11A; 14; 15; 16; 20; 21 Johannisstraße 2 Karl-Liebknecht-Straße 27–29 Kleine Alexanderstraße 1–4 Kleine Präsidentenstraße 3 Kleine Rosenthaler Straße 2–3 Koppenplatz 6; 11; 12; 13 Krausnickstraße 3–3A Linienstraße 49; 62; 101; 110; 128–129, 137; 144; 145; 147; 150; 153; 154A; 155, 158; 159; 162; 206 Max-Beer-Straße 2/4 Monbijoupark, Büste Chamisso Monbijouplatz 12 Monbijoustraße 2; 4, 4A Mulackstraße 22; 23 Münzstraße 8; 14/16; 18; 21/23 Neue Promenade 3; 5 Neue Schönhauser Straße 8; 10; 12; 13; 14; 15; 19; 20 Oranienburger Straße, S-Bahnhof; 1–3; 4; 23; 27; 28; 30; 31; 34; 35–36, 50; 54; 71–72; 73–76; 84, 86 Rosenthaler Platz, U-Bahnhof Rosa-Luxemburg-Platz, U-Bahnhof; 2–3 Rosa-Luxemburg-Straße 2/4; 14; 15; 39/41 Rosenthaler Straße 13; 31; 36; 37; 38; 39, 51; 72A Rückerstraße 4 Sophienstraße 2; 3; 5; 8; 9; 11; 18–18A; 22–22A; 28–29 Steinstraße 19; 21 Torstraße 138; 146; 164; 222 Tucholskystr. 6/14; 9; 22; 24; 31/33; 40 Weinmeisterstraße, U-Bahnhof; 15; 16–17 Weydingerstraße 18; 20/22 Ziegelstraße 5–9; 10–11; 12 Gartendenkmale siehe: Große Hamburger Straße (zwischen 25 und 26) Alter jüdischer Friedhof; 29–30 Kleine Rosenthaler Straße 3 Koppenplatz 11 Münzstraße 21/23 | 09080224 – Münzstraße 22, Mietshaus, 1883 |                                     |
| 09011331 | Spandauer Vorstadt begrenzt im Norden durch die Torstraße 6/230 und Weydingerstraße 20/22 im Süden durch S-Bahn, Spree, Dircksenstraße 32–51 und Neue Promenade / Am Zwirngraben im Osten durch die Karl-Liebknecht-Straße 15/33 und im Westen durch die Friedrichstraße 105–118 (Lage) | Spandauer Vorstadt Gesamtanlagen siehe: Gipsstraße 23A Große Hamburger Straße 5–11, 29–31 Linienstraße 16–21... Rosa-Luxemburg-Straße 30 Rosenthaler Straße 40–41 Spandauer Vorstadt Tucholskystraße 2 Baudenkmale siehe: Almstadtstraße 11, 16, 18, 43 Alte Schönhauser Straße 46, 48–49 Am Zwirngraben, S-Bahnhof Börse Auguststraße 9; 11–13; 14–16; 19, 21; 23; 24–25; 26B; 36; 53; 56–57; 69; 74; 76; 89; 90 Friedrichstraße 107; 112A Gipsstraße 11 Gormannstraße 12 Große Hamburger Straße 13–14; 15–16; 17; 19A; zwischen 25 und 26, Gedenkstätte; 27; 28; 29–31; Sophienkirche, 37 Hirtenstraße 4 Joachimstraße 6; 10; 11; 11A; 14; 15; 16; 20; 21 Johannisstraße 2 Karl-Liebknecht-Straße 27–29 Kleine Alexanderstraße 1–4 Kleine Präsidentenstraße 3 Kleine Rosenthaler Straße 2–3 Koppenplatz 6; 11; 12; 13 Krausnickstraße 3–3A Linienstraße 49; 62; 101; 110; 128–129, 137; 144; 145; 147; 150; 153; 154A; 155, 158; 159; 162; 206 Max-Beer-Straße 2/4 Monbijoupark, Büste Chamisso Monbijouplatz 12 Monbijoustraße 2; 4, 4A Mulackstraße 22; 23 Münzstraße 8; 14/16; 18; 21/23 Neue Promenade 3; 5 Neue Schönhauser Straße 8; 10; 12; 13; 14; 15; 19; 20 Oranienburger Straße, S-Bahnhof; 1–3; 4; 23; 27; 28; 30; 31; 34; 35–36, 50; 54; 71–72; 73–76; 84, 86 Rosenthaler Platz, U-Bahnhof Rosa-Luxemburg-Platz, U-Bahnhof; 2–3 Rosa-Luxemburg-Straße 2/4; 14; 15; 39/41 Rosenthaler Straße 13; 31; 36; 37; 38; 39, 51; 72A Rückerstraße 4 Sophienstraße 2; 3; 5; 8; 9; 11; 18–18A; 22–22A; 28–29 Steinstraße 19; 21 Torstraße 138; 146; 164; 222 Tucholskystr. 6/14; 9; 22; 24; 31/33; 40 Weinmeisterstraße, U-Bahnhof; 15; 16–17 Weydingerstraße 18; 20/22 Ziegelstraße 5–9; 10–11; 12 Gartendenkmale siehe: Große Hamburger Straße (zwischen 25 und 26) Alter jüdischer Friedhof; 29–30 Kleine Rosenthaler Straße 3 Koppenplatz 11 Münzstraße 21/23 | 09080154 – Neue Promenade 6, Geschäftshaus, 1898 |                                     |
| 09011331 | Spandauer Vorstadt begrenzt im Norden durch die Torstraße 6/230 und Weydingerstraße 20/22 im Süden durch S-Bahn, Spree, Dircksenstraße 32–51 und Neue Promenade / Am Zwirngraben im Osten durch die Karl-Liebknecht-Straße 15/33 und im Westen durch die Friedrichstraße 105–118 (Lage) | Spandauer Vorstadt Gesamtanlagen siehe: Gipsstraße 23A Große Hamburger Straße 5–11, 29–31 Linienstraße 16–21... Rosa-Luxemburg-Straße 30 Rosenthaler Straße 40–41 Spandauer Vorstadt Tucholskystraße 2 Baudenkmale siehe: Almstadtstraße 11, 16, 18, 43 Alte Schönhauser Straße 46, 48–49 Am Zwirngraben, S-Bahnhof Börse Auguststraße 9; 11–13; 14–16; 19, 21; 23; 24–25; 26B; 36; 53; 56–57; 69; 74; 76; 89; 90 Friedrichstraße 107; 112A Gipsstraße 11 Gormannstraße 12 Große Hamburger Straße 13–14; 15–16; 17; 19A; zwischen 25 und 26, Gedenkstätte; 27; 28; 29–31; Sophienkirche, 37 Hirtenstraße 4 Joachimstraße 6; 10; 11; 11A; 14; 15; 16; 20; 21 Johannisstraße 2 Karl-Liebknecht-Straße 27–29 Kleine Alexanderstraße 1–4 Kleine Präsidentenstraße 3 Kleine Rosenthaler Straße 2–3 Koppenplatz 6; 11; 12; 13 Krausnickstraße 3–3A Linienstraße 49; 62; 101; 110; 128–129, 137; 144; 145; 147; 150; 153; 154A; 155, 158; 159; 162; 206 Max-Beer-Straße 2/4 Monbijoupark, Büste Chamisso Monbijouplatz 12 Monbijoustraße 2; 4, 4A Mulackstraße 22; 23 Münzstraße 8; 14/16; 18; 21/23 Neue Promenade 3; 5 Neue Schönhauser Straße 8; 10; 12; 13; 14; 15; 19; 20 Oranienburger Straße, S-Bahnhof; 1–3; 4; 23; 27; 28; 30; 31; 34; 35–36, 50; 54; 71–72; 73–76; 84, 86 Rosenthaler Platz, U-Bahnhof Rosa-Luxemburg-Platz, U-Bahnhof; 2–3 Rosa-Luxemburg-Straße 2/4; 14; 15; 39/41 Rosenthaler Straße 13; 31; 36; 37; 38; 39, 51; 72A Rückerstraße 4 Sophienstraße 2; 3; 5; 8; 9; 11; 18–18A; 22–22A; 28–29 Steinstraße 19; 21 Torstraße 138; 146; 164; 222 Tucholskystr. 6/14; 9; 22; 24; 31/33; 40 Weinmeisterstraße, U-Bahnhof; 15; 16–17 Weydingerstraße 18; 20/22 Ziegelstraße 5–9; 10–11; 12 Gartendenkmale siehe: Große Hamburger Straße (zwischen 25 und 26) Alter jüdischer Friedhof; 29–30 Kleine Rosenthaler Straße 3 Koppenplatz 11 Münzstraße 21/23 | 09035106 – Neue Schönhauser Straße 2, Wohn- und Geschäftshaus, 1896 von Carl Bäsell |                                     |
| 09011331 | Spandauer Vorstadt begrenzt im Norden durch die Torstraße 6/230 und Weydingerstraße 20/22 im Süden durch S-Bahn, Spree, Dircksenstraße 32–51 und Neue Promenade / Am Zwirngraben im Osten durch die Karl-Liebknecht-Straße 15/33 und im Westen durch die Friedrichstraße 105–118 (Lage) | Spandauer Vorstadt Gesamtanlagen siehe: Gipsstraße 23A Große Hamburger Straße 5–11, 29–31 Linienstraße 16–21... Rosa-Luxemburg-Straße 30 Rosenthaler Straße 40–41 Spandauer Vorstadt Tucholskystraße 2 Baudenkmale siehe: Almstadtstraße 11, 16, 18, 43 Alte Schönhauser Straße 46, 48–49 Am Zwirngraben, S-Bahnhof Börse Auguststraße 9; 11–13; 14–16; 19, 21; 23; 24–25; 26B; 36; 53; 56–57; 69; 74; 76; 89; 90 Friedrichstraße 107; 112A Gipsstraße 11 Gormannstraße 12 Große Hamburger Straße 13–14; 15–16; 17; 19A; zwischen 25 und 26, Gedenkstätte; 27; 28; 29–31; Sophienkirche, 37 Hirtenstraße 4 Joachimstraße 6; 10; 11; 11A; 14; 15; 16; 20; 21 Johannisstraße 2 Karl-Liebknecht-Straße 27–29 Kleine Alexanderstraße 1–4 Kleine Präsidentenstraße 3 Kleine Rosenthaler Straße 2–3 Koppenplatz 6; 11; 12; 13 Krausnickstraße 3–3A Linienstraße 49; 62; 101; 110; 128–129, 137; 144; 145; 147; 150; 153; 154A; 155, 158; 159; 162; 206 Max-Beer-Straße 2/4 Monbijoupark, Büste Chamisso Monbijouplatz 12 Monbijoustraße 2; 4, 4A Mulackstraße 22; 23 Münzstraße 8; 14/16; 18; 21/23 Neue Promenade 3; 5 Neue Schönhauser Straße 8; 10; 12; 13; 14; 15; 19; 20 Oranienburger Straße, S-Bahnhof; 1–3; 4; 23; 27; 28; 30; 31; 34; 35–36, 50; 54; 71–72; 73–76; 84, 86 Rosenthaler Platz, U-Bahnhof Rosa-Luxemburg-Platz, U-Bahnhof; 2–3 Rosa-Luxemburg-Straße 2/4; 14; 15; 39/41 Rosenthaler Straße 13; 31; 36; 37; 38; 39, 51; 72A Rückerstraße 4 Sophienstraße 2; 3; 5; 8; 9; 11; 18–18A; 22–22A; 28–29 Steinstraße 19; 21 Torstraße 138; 146; 164; 222 Tucholskystr. 6/14; 9; 22; 24; 31/33; 40 Weinmeisterstraße, U-Bahnhof; 15; 16–17 Weydingerstraße 18; 20/22 Ziegelstraße 5–9; 10–11; 12 Gartendenkmale siehe: Große Hamburger Straße (zwischen 25 und 26) Alter jüdischer Friedhof; 29–30 Kleine Rosenthaler Straße 3 Koppenplatz 11 Münzstraße 21/23 | 09035107 – Neue Schönhauser Straße 3, Wohn- und Geschäftshaus, 1892 von A. Kricke und Carl Grumbach |                                     |
| 09011331 | Spandauer Vorstadt begrenzt im Norden durch die Torstraße 6/230 und Weydingerstraße 20/22 im Süden durch S-Bahn, Spree, Dircksenstraße 32–51 und Neue Promenade / Am Zwirngraben im Osten durch die Karl-Liebknecht-Straße 15/33 und im Westen durch die Friedrichstraße 105–118 (Lage) | Spandauer Vorstadt Gesamtanlagen siehe: Gipsstraße 23A Große Hamburger Straße 5–11, 29–31 Linienstraße 16–21... Rosa-Luxemburg-Straße 30 Rosenthaler Straße 40–41 Spandauer Vorstadt Tucholskystraße 2 Baudenkmale siehe: Almstadtstraße 11, 16, 18, 43 Alte Schönhauser Straße 46, 48–49 Am Zwirngraben, S-Bahnhof Börse Auguststraße 9; 11–13; 14–16; 19, 21; 23; 24–25; 26B; 36; 53; 56–57; 69; 74; 76; 89; 90 Friedrichstraße 107; 112A Gipsstraße 11 Gormannstraße 12 Große Hamburger Straße 13–14; 15–16; 17; 19A; zwischen 25 und 26, Gedenkstätte; 27; 28; 29–31; Sophienkirche, 37 Hirtenstraße 4 Joachimstraße 6; 10; 11; 11A; 14; 15; 16; 20; 21 Johannisstraße 2 Karl-Liebknecht-Straße 27–29 Kleine Alexanderstraße 1–4 Kleine Präsidentenstraße 3 Kleine Rosenthaler Straße 2–3 Koppenplatz 6; 11; 12; 13 Krausnickstraße 3–3A Linienstraße 49; 62; 101; 110; 128–129, 137; 144; 145; 147; 150; 153; 154A; 155, 158; 159; 162; 206 Max-Beer-Straße 2/4 Monbijoupark, Büste Chamisso Monbijouplatz 12 Monbijoustraße 2; 4, 4A Mulackstraße 22; 23 Münzstraße 8; 14/16; 18; 21/23 Neue Promenade 3; 5 Neue Schönhauser Straße 8; 10; 12; 13; 14; 15; 19; 20 Oranienburger Straße, S-Bahnhof; 1–3; 4; 23; 27; 28; 30; 31; 34; 35–36, 50; 54; 71–72; 73–76; 84, 86 Rosenthaler Platz, U-Bahnhof Rosa-Luxemburg-Platz, U-Bahnhof; 2–3 Rosa-Luxemburg-Straße 2/4; 14; 15; 39/41 Rosenthaler Straße 13; 31; 36; 37; 38; 39, 51; 72A Rückerstraße 4 Sophienstraße 2; 3; 5; 8; 9; 11; 18–18A; 22–22A; 28–29 Steinstraße 19; 21 Torstraße 138; 146; 164; 222 Tucholskystr. 6/14; 9; 22; 24; 31/33; 40 Weinmeisterstraße, U-Bahnhof; 15; 16–17 Weydingerstraße 18; 20/22 Ziegelstraße 5–9; 10–11; 12 Gartendenkmale siehe: Große Hamburger Straße (zwischen 25 und 26) Alter jüdischer Friedhof; 29–30 Kleine Rosenthaler Straße 3 Koppenplatz 11 Münzstraße 21/23 | Geschäftshaus, 1912–1913 von Carl Hostert und Richard Bloos |                                     |
| 09011331 | Spandauer Vorstadt begrenzt im Norden durch die Torstraße 6/230 und Weydingerstraße 20/22 im Süden durch S-Bahn, Spree, Dircksenstraße 32–51 und Neue Promenade / Am Zwirngraben im Osten durch die Karl-Liebknecht-Straße 15/33 und im Westen durch die Friedrichstraße 105–118 (Lage) | Spandauer Vorstadt Gesamtanlagen siehe: Gipsstraße 23A Große Hamburger Straße 5–11, 29–31 Linienstraße 16–21... Rosa-Luxemburg-Straße 30 Rosenthaler Straße 40–41 Spandauer Vorstadt Tucholskystraße 2 Baudenkmale siehe: Almstadtstraße 11, 16, 18, 43 Alte Schönhauser Straße 46, 48–49 Am Zwirngraben, S-Bahnhof Börse Auguststraße 9; 11–13; 14–16; 19, 21; 23; 24–25; 26B; 36; 53; 56–57; 69; 74; 76; 89; 90 Friedrichstraße 107; 112A Gipsstraße 11 Gormannstraße 12 Große Hamburger Straße 13–14; 15–16; 17; 19A; zwischen 25 und 26, Gedenkstätte; 27; 28; 29–31; Sophienkirche, 37 Hirtenstraße 4 Joachimstraße 6; 10; 11; 11A; 14; 15; 16; 20; 21 Johannisstraße 2 Karl-Liebknecht-Straße 27–29 Kleine Alexanderstraße 1–4 Kleine Präsidentenstraße 3 Kleine Rosenthaler Straße 2–3 Koppenplatz 6; 11; 12; 13 Krausnickstraße 3–3A Linienstraße 49; 62; 101; 110; 128–129, 137; 144; 145; 147; 150; 153; 154A; 155, 158; 159; 162; 206 Max-Beer-Straße 2/4 Monbijoupark, Büste Chamisso Monbijouplatz 12 Monbijoustraße 2; 4, 4A Mulackstraße 22; 23 Münzstraße 8; 14/16; 18; 21/23 Neue Promenade 3; 5 Neue Schönhauser Straße 8; 10; 12; 13; 14; 15; 19; 20 Oranienburger Straße, S-Bahnhof; 1–3; 4; 23; 27; 28; 30; 31; 34; 35–36, 50; 54; 71–72; 73–76; 84, 86 Rosenthaler Platz, U-Bahnhof Rosa-Luxemburg-Platz, U-Bahnhof; 2–3 Rosa-Luxemburg-Straße 2/4; 14; 15; 39/41 Rosenthaler Straße 13; 31; 36; 37; 38; 39, 51; 72A Rückerstraße 4 Sophienstraße 2; 3; 5; 8; 9; 11; 18–18A; 22–22A; 28–29 Steinstraße 19; 21 Torstraße 138; 146; 164; 222 Tucholskystr. 6/14; 9; 22; 24; 31/33; 40 Weinmeisterstraße, U-Bahnhof; 15; 16–17 Weydingerstraße 18; 20/22 Ziegelstraße 5–9; 10–11; 12 Gartendenkmale siehe: Große Hamburger Straße (zwischen 25 und 26) Alter jüdischer Friedhof; 29–30 Kleine Rosenthaler Straße 3 Koppenplatz 11 Münzstraße 21/23 | 09035110 – Neue Schönhauser Straße 9, Mietshaus, 1865 |                                     |
| 09011331 | Spandauer Vorstadt begrenzt im Norden durch die Torstraße 6/230 und Weydingerstraße 20/22 im Süden durch S-Bahn, Spree, Dircksenstraße 32–51 und Neue Promenade / Am Zwirngraben im Osten durch die Karl-Liebknecht-Straße 15/33 und im Westen durch die Friedrichstraße 105–118 (Lage) | Spandauer Vorstadt Gesamtanlagen siehe: Gipsstraße 23A Große Hamburger Straße 5–11, 29–31 Linienstraße 16–21... Rosa-Luxemburg-Straße 30 Rosenthaler Straße 40–41 Spandauer Vorstadt Tucholskystraße 2 Baudenkmale siehe: Almstadtstraße 11, 16, 18, 43 Alte Schönhauser Straße 46, 48–49 Am Zwirngraben, S-Bahnhof Börse Auguststraße 9; 11–13; 14–16; 19, 21; 23; 24–25; 26B; 36; 53; 56–57; 69; 74; 76; 89; 90 Friedrichstraße 107; 112A Gipsstraße 11 Gormannstraße 12 Große Hamburger Straße 13–14; 15–16; 17; 19A; zwischen 25 und 26, Gedenkstätte; 27; 28; 29–31; Sophienkirche, 37 Hirtenstraße 4 Joachimstraße 6; 10; 11; 11A; 14; 15; 16; 20; 21 Johannisstraße 2 Karl-Liebknecht-Straße 27–29 Kleine Alexanderstraße 1–4 Kleine Präsidentenstraße 3 Kleine Rosenthaler Straße 2–3 Koppenplatz 6; 11; 12; 13 Krausnickstraße 3–3A Linienstraße 49; 62; 101; 110; 128–129, 137; 144; 145; 147; 150; 153; 154A; 155, 158; 159; 162; 206 Max-Beer-Straße 2/4 Monbijoupark, Büste Chamisso Monbijouplatz 12 Monbijoustraße 2; 4, 4A Mulackstraße 22; 23 Münzstraße 8; 14/16; 18; 21/23 Neue Promenade 3; 5 Neue Schönhauser Straße 8; 10; 12; 13; 14; 15; 19; 20 Oranienburger Straße, S-Bahnhof; 1–3; 4; 23; 27; 28; 30; 31; 34; 35–36, 50; 54; 71–72; 73–76; 84, 86 Rosenthaler Platz, U-Bahnhof Rosa-Luxemburg-Platz, U-Bahnhof; 2–3 Rosa-Luxemburg-Straße 2/4; 14; 15; 39/41 Rosenthaler Straße 13; 31; 36; 37; 38; 39, 51; 72A Rückerstraße 4 Sophienstraße 2; 3; 5; 8; 9; 11; 18–18A; 22–22A; 28–29 Steinstraße 19; 21 Torstraße 138; 146; 164; 222 Tucholskystr. 6/14; 9; 22; 24; 31/33; 40 Weinmeisterstraße, U-Bahnhof; 15; 16–17 Weydingerstraße 18; 20/22 Ziegelstraße 5–9; 10–11; 12 Gartendenkmale siehe: Große Hamburger Straße (zwischen 25 und 26) Alter jüdischer Friedhof; 29–30 Kleine Rosenthaler Straße 3 Koppenplatz 11 Münzstraße 21/23 | 09035112 – Neue Schönhauser Straße 11, Mietshaus, 1888 |                                     |
| 09011331 | Spandauer Vorstadt begrenzt im Norden durch die Torstraße 6/230 und Weydingerstraße 20/22 im Süden durch S-Bahn, Spree, Dircksenstraße 32–51 und Neue Promenade / Am Zwirngraben im Osten durch die Karl-Liebknecht-Straße 15/33 und im Westen durch die Friedrichstraße 105–118 (Lage) | Spandauer Vorstadt Gesamtanlagen siehe: Gipsstraße 23A Große Hamburger Straße 5–11, 29–31 Linienstraße 16–21... Rosa-Luxemburg-Straße 30 Rosenthaler Straße 40–41 Spandauer Vorstadt Tucholskystraße 2 Baudenkmale siehe: Almstadtstraße 11, 16, 18, 43 Alte Schönhauser Straße 46, 48–49 Am Zwirngraben, S-Bahnhof Börse Auguststraße 9; 11–13; 14–16; 19, 21; 23; 24–25; 26B; 36; 53; 56–57; 69; 74; 76; 89; 90 Friedrichstraße 107; 112A Gipsstraße 11 Gormannstraße 12 Große Hamburger Straße 13–14; 15–16; 17; 19A; zwischen 25 und 26, Gedenkstätte; 27; 28; 29–31; Sophienkirche, 37 Hirtenstraße 4 Joachimstraße 6; 10; 11; 11A; 14; 15; 16; 20; 21 Johannisstraße 2 Karl-Liebknecht-Straße 27–29 Kleine Alexanderstraße 1–4 Kleine Präsidentenstraße 3 Kleine Rosenthaler Straße 2–3 Koppenplatz 6; 11; 12; 13 Krausnickstraße 3–3A Linienstraße 49; 62; 101; 110; 128–129, 137; 144; 145; 147; 150; 153; 154A; 155, 158; 159; 162; 206 Max-Beer-Straße 2/4 Monbijoupark, Büste Chamisso Monbijouplatz 12 Monbijoustraße 2; 4, 4A Mulackstraße 22; 23 Münzstraße 8; 14/16; 18; 21/23 Neue Promenade 3; 5 Neue Schönhauser Straße 8; 10; 12; 13; 14; 15; 19; 20 Oranienburger Straße, S-Bahnhof; 1–3; 4; 23; 27; 28; 30; 31; 34; 35–36, 50; 54; 71–72; 73–76; 84, 86 Rosenthaler Platz, U-Bahnhof Rosa-Luxemburg-Platz, U-Bahnhof; 2–3 Rosa-Luxemburg-Straße 2/4; 14; 15; 39/41 Rosenthaler Straße 13; 31; 36; 37; 38; 39, 51; 72A Rückerstraße 4 Sophienstraße 2; 3; 5; 8; 9; 11; 18–18A; 22–22A; 28–29 Steinstraße 19; 21 Torstraße 138; 146; 164; 222 Tucholskystr. 6/14; 9; 22; 24; 31/33; 40 Weinmeisterstraße, U-Bahnhof; 15; 16–17 Weydingerstraße 18; 20/22 Ziegelstraße 5–9; 10–11; 12 Gartendenkmale siehe: Große Hamburger Straße (zwischen 25 und 26) Alter jüdischer Friedhof; 29–30 Kleine Rosenthaler Straße 3 Koppenplatz 11 Münzstraße 21/23 | 09035117 – Neue Schönhauser Straße 16, Mietshaus, 1894 |                                     |
| 09011331 | Spandauer Vorstadt begrenzt im Norden durch die Torstraße 6/230 und Weydingerstraße 20/22 im Süden durch S-Bahn, Spree, Dircksenstraße 32–51 und Neue Promenade / Am Zwirngraben im Osten durch die Karl-Liebknecht-Straße 15/33 und im Westen durch die Friedrichstraße 105–118 (Lage) | Spandauer Vorstadt Gesamtanlagen siehe: Gipsstraße 23A Große Hamburger Straße 5–11, 29–31 Linienstraße 16–21... Rosa-Luxemburg-Straße 30 Rosenthaler Straße 40–41 Spandauer Vorstadt Tucholskystraße 2 Baudenkmale siehe: Almstadtstraße 11, 16, 18, 43 Alte Schönhauser Straße 46, 48–49 Am Zwirngraben, S-Bahnhof Börse Auguststraße 9; 11–13; 14–16; 19, 21; 23; 24–25; 26B; 36; 53; 56–57; 69; 74; 76; 89; 90 Friedrichstraße 107; 112A Gipsstraße 11 Gormannstraße 12 Große Hamburger Straße 13–14; 15–16; 17; 19A; zwischen 25 und 26, Gedenkstätte; 27; 28; 29–31; Sophienkirche, 37 Hirtenstraße 4 Joachimstraße 6; 10; 11; 11A; 14; 15; 16; 20; 21 Johannisstraße 2 Karl-Liebknecht-Straße 27–29 Kleine Alexanderstraße 1–4 Kleine Präsidentenstraße 3 Kleine Rosenthaler Straße 2–3 Koppenplatz 6; 11; 12; 13 Krausnickstraße 3–3A Linienstraße 49; 62; 101; 110; 128–129, 137; 144; 145; 147; 150; 153; 154A; 155, 158; 159; 162; 206 Max-Beer-Straße 2/4 Monbijoupark, Büste Chamisso Monbijouplatz 12 Monbijoustraße 2; 4, 4A Mulackstraße 22; 23 Münzstraße 8; 14/16; 18; 21/23 Neue Promenade 3; 5 Neue Schönhauser Straße 8; 10; 12; 13; 14; 15; 19; 20 Oranienburger Straße, S-Bahnhof; 1–3; 4; 23; 27; 28; 30; 31; 34; 35–36, 50; 54; 71–72; 73–76; 84, 86 Rosenthaler Platz, U-Bahnhof Rosa-Luxemburg-Platz, U-Bahnhof; 2–3 Rosa-Luxemburg-Straße 2/4; 14; 15; 39/41 Rosenthaler Straße 13; 31; 36; 37; 38; 39, 51; 72A Rückerstraße 4 Sophienstraße 2; 3; 5; 8; 9; 11; 18–18A; 22–22A; 28–29 Steinstraße 19; 21 Torstraße 138; 146; 164; 222 Tucholskystr. 6/14; 9; 22; 24; 31/33; 40 Weinmeisterstraße, U-Bahnhof; 15; 16–17 Weydingerstraße 18; 20/22 Ziegelstraße 5–9; 10–11; 12 Gartendenkmale siehe: Große Hamburger Straße (zwischen 25 und 26) Alter jüdischer Friedhof; 29–30 Kleine Rosenthaler Straße 3 Koppenplatz 11 Münzstraße 21/23 | 09080231 – Oranienburger Straße 5–5C, Wohnbauten, 1846 |                                     |
| 09011331 | Spandauer Vorstadt begrenzt im Norden durch die Torstraße 6/230 und Weydingerstraße 20/22 im Süden durch S-Bahn, Spree, Dircksenstraße 32–51 und Neue Promenade / Am Zwirngraben im Osten durch die Karl-Liebknecht-Straße 15/33 und im Westen durch die Friedrichstraße 105–118 (Lage) | Spandauer Vorstadt Gesamtanlagen siehe: Gipsstraße 23A Große Hamburger Straße 5–11, 29–31 Linienstraße 16–21... Rosa-Luxemburg-Straße 30 Rosenthaler Straße 40–41 Spandauer Vorstadt Tucholskystraße 2 Baudenkmale siehe: Almstadtstraße 11, 16, 18, 43 Alte Schönhauser Straße 46, 48–49 Am Zwirngraben, S-Bahnhof Börse Auguststraße 9; 11–13; 14–16; 19, 21; 23; 24–25; 26B; 36; 53; 56–57; 69; 74; 76; 89; 90 Friedrichstraße 107; 112A Gipsstraße 11 Gormannstraße 12 Große Hamburger Straße 13–14; 15–16; 17; 19A; zwischen 25 und 26, Gedenkstätte; 27; 28; 29–31; Sophienkirche, 37 Hirtenstraße 4 Joachimstraße 6; 10; 11; 11A; 14; 15; 16; 20; 21 Johannisstraße 2 Karl-Liebknecht-Straße 27–29 Kleine Alexanderstraße 1–4 Kleine Präsidentenstraße 3 Kleine Rosenthaler Straße 2–3 Koppenplatz 6; 11; 12; 13 Krausnickstraße 3–3A Linienstraße 49; 62; 101; 110; 128–129, 137; 144; 145; 147; 150; 153; 154A; 155, 158; 159; 162; 206 Max-Beer-Straße 2/4 Monbijoupark, Büste Chamisso Monbijouplatz 12 Monbijoustraße 2; 4, 4A Mulackstraße 22; 23 Münzstraße 8; 14/16; 18; 21/23 Neue Promenade 3; 5 Neue Schönhauser Straße 8; 10; 12; 13; 14; 15; 19; 20 Oranienburger Straße, S-Bahnhof; 1–3; 4; 23; 27; 28; 30; 31; 34; 35–36, 50; 54; 71–72; 73–76; 84, 86 Rosenthaler Platz, U-Bahnhof Rosa-Luxemburg-Platz, U-Bahnhof; 2–3 Rosa-Luxemburg-Straße 2/4; 14; 15; 39/41 Rosenthaler Straße 13; 31; 36; 37; 38; 39, 51; 72A Rückerstraße 4 Sophienstraße 2; 3; 5; 8; 9; 11; 18–18A; 22–22A; 28–29 Steinstraße 19; 21 Torstraße 138; 146; 164; 222 Tucholskystr. 6/14; 9; 22; 24; 31/33; 40 Weinmeisterstraße, U-Bahnhof; 15; 16–17 Weydingerstraße 18; 20/22 Ziegelstraße 5–9; 10–11; 12 Gartendenkmale siehe: Große Hamburger Straße (zwischen 25 und 26) Alter jüdischer Friedhof; 29–30 Kleine Rosenthaler Straße 3 Koppenplatz 11 Münzstraße 21/23 | Gewerbebauten, 1846 |                                     |
| 09011331 | Spandauer Vorstadt begrenzt im Norden durch die Torstraße 6/230 und Weydingerstraße 20/22 im Süden durch S-Bahn, Spree, Dircksenstraße 32–51 und Neue Promenade / Am Zwirngraben im Osten durch die Karl-Liebknecht-Straße 15/33 und im Westen durch die Friedrichstraße 105–118 (Lage) | Spandauer Vorstadt Gesamtanlagen siehe: Gipsstraße 23A Große Hamburger Straße 5–11, 29–31 Linienstraße 16–21... Rosa-Luxemburg-Straße 30 Rosenthaler Straße 40–41 Spandauer Vorstadt Tucholskystraße 2 Baudenkmale siehe: Almstadtstraße 11, 16, 18, 43 Alte Schönhauser Straße 46, 48–49 Am Zwirngraben, S-Bahnhof Börse Auguststraße 9; 11–13; 14–16; 19, 21; 23; 24–25; 26B; 36; 53; 56–57; 69; 74; 76; 89; 90 Friedrichstraße 107; 112A Gipsstraße 11 Gormannstraße 12 Große Hamburger Straße 13–14; 15–16; 17; 19A; zwischen 25 und 26, Gedenkstätte; 27; 28; 29–31; Sophienkirche, 37 Hirtenstraße 4 Joachimstraße 6; 10; 11; 11A; 14; 15; 16; 20; 21 Johannisstraße 2 Karl-Liebknecht-Straße 27–29 Kleine Alexanderstraße 1–4 Kleine Präsidentenstraße 3 Kleine Rosenthaler Straße 2–3 Koppenplatz 6; 11; 12; 13 Krausnickstraße 3–3A Linienstraße 49; 62; 101; 110; 128–129, 137; 144; 145; 147; 150; 153; 154A; 155, 158; 159; 162; 206 Max-Beer-Straße 2/4 Monbijoupark, Büste Chamisso Monbijouplatz 12 Monbijoustraße 2; 4, 4A Mulackstraße 22; 23 Münzstraße 8; 14/16; 18; 21/23 Neue Promenade 3; 5 Neue Schönhauser Straße 8; 10; 12; 13; 14; 15; 19; 20 Oranienburger Straße, S-Bahnhof; 1–3; 4; 23; 27; 28; 30; 31; 34; 35–36, 50; 54; 71–72; 73–76; 84, 86 Rosenthaler Platz, U-Bahnhof Rosa-Luxemburg-Platz, U-Bahnhof; 2–3 Rosa-Luxemburg-Straße 2/4; 14; 15; 39/41 Rosenthaler Straße 13; 31; 36; 37; 38; 39, 51; 72A Rückerstraße 4 Sophienstraße 2; 3; 5; 8; 9; 11; 18–18A; 22–22A; 28–29 Steinstraße 19; 21 Torstraße 138; 146; 164; 222 Tucholskystr. 6/14; 9; 22; 24; 31/33; 40 Weinmeisterstraße, U-Bahnhof; 15; 16–17 Weydingerstraße 18; 20/22 Ziegelstraße 5–9; 10–11; 12 Gartendenkmale siehe: Große Hamburger Straße (zwischen 25 und 26) Alter jüdischer Friedhof; 29–30 Kleine Rosenthaler Straße 3 Koppenplatz 11 Münzstraße 21/23 | 09080232 – Oranienburger Straße 6, Mietshaus, 1835, Umbauten 1892 und um 1930 |                                     |
| 09011331 | Spandauer Vorstadt begrenzt im Norden durch die Torstraße 6/230 und Weydingerstraße 20/22 im Süden durch S-Bahn, Spree, Dircksenstraße 32–51 und Neue Promenade / Am Zwirngraben im Osten durch die Karl-Liebknecht-Straße 15/33 und im Westen durch die Friedrichstraße 105–118 (Lage) | Spandauer Vorstadt Gesamtanlagen siehe: Gipsstraße 23A Große Hamburger Straße 5–11, 29–31 Linienstraße 16–21... Rosa-Luxemburg-Straße 30 Rosenthaler Straße 40–41 Spandauer Vorstadt Tucholskystraße 2 Baudenkmale siehe: Almstadtstraße 11, 16, 18, 43 Alte Schönhauser Straße 46, 48–49 Am Zwirngraben, S-Bahnhof Börse Auguststraße 9; 11–13; 14–16; 19, 21; 23; 24–25; 26B; 36; 53; 56–57; 69; 74; 76; 89; 90 Friedrichstraße 107; 112A Gipsstraße 11 Gormannstraße 12 Große Hamburger Straße 13–14; 15–16; 17; 19A; zwischen 25 und 26, Gedenkstätte; 27; 28; 29–31; Sophienkirche, 37 Hirtenstraße 4 Joachimstraße 6; 10; 11; 11A; 14; 15; 16; 20; 21 Johannisstraße 2 Karl-Liebknecht-Straße 27–29 Kleine Alexanderstraße 1–4 Kleine Präsidentenstraße 3 Kleine Rosenthaler Straße 2–3 Koppenplatz 6; 11; 12; 13 Krausnickstraße 3–3A Linienstraße 49; 62; 101; 110; 128–129, 137; 144; 145; 147; 150; 153; 154A; 155, 158; 159; 162; 206 Max-Beer-Straße 2/4 Monbijoupark, Büste Chamisso Monbijouplatz 12 Monbijoustraße 2; 4, 4A Mulackstraße 22; 23 Münzstraße 8; 14/16; 18; 21/23 Neue Promenade 3; 5 Neue Schönhauser Straße 8; 10; 12; 13; 14; 15; 19; 20 Oranienburger Straße, S-Bahnhof; 1–3; 4; 23; 27; 28; 30; 31; 34; 35–36, 50; 54; 71–72; 73–76; 84, 86 Rosenthaler Platz, U-Bahnhof Rosa-Luxemburg-Platz, U-Bahnhof; 2–3 Rosa-Luxemburg-Straße 2/4; 14; 15; 39/41 Rosenthaler Straße 13; 31; 36; 37; 38; 39, 51; 72A Rückerstraße 4 Sophienstraße 2; 3; 5; 8; 9; 11; 18–18A; 22–22A; 28–29 Steinstraße 19; 21 Torstraße 138; 146; 164; 222 Tucholskystr. 6/14; 9; 22; 24; 31/33; 40 Weinmeisterstraße, U-Bahnhof; 15; 16–17 Weydingerstraße 18; 20/22 Ziegelstraße 5–9; 10–11; 12 Gartendenkmale siehe: Große Hamburger Straße (zwischen 25 und 26) Alter jüdischer Friedhof; 29–30 Kleine Rosenthaler Straße 3 Koppenplatz 11 Münzstraße 21/23 | 09080233 – Oranienburger Straße 7, Mietshaus, 1882 |                                     |
| 09011331 | Spandauer Vorstadt begrenzt im Norden durch die Torstraße 6/230 und Weydingerstraße 20/22 im Süden durch S-Bahn, Spree, Dircksenstraße 32–51 und Neue Promenade / Am Zwirngraben im Osten durch die Karl-Liebknecht-Straße 15/33 und im Westen durch die Friedrichstraße 105–118 (Lage) | Spandauer Vorstadt Gesamtanlagen siehe: Gipsstraße 23A Große Hamburger Straße 5–11, 29–31 Linienstraße 16–21... Rosa-Luxemburg-Straße 30 Rosenthaler Straße 40–41 Spandauer Vorstadt Tucholskystraße 2 Baudenkmale siehe: Almstadtstraße 11, 16, 18, 43 Alte Schönhauser Straße 46, 48–49 Am Zwirngraben, S-Bahnhof Börse Auguststraße 9; 11–13; 14–16; 19, 21; 23; 24–25; 26B; 36; 53; 56–57; 69; 74; 76; 89; 90 Friedrichstraße 107; 112A Gipsstraße 11 Gormannstraße 12 Große Hamburger Straße 13–14; 15–16; 17; 19A; zwischen 25 und 26, Gedenkstätte; 27; 28; 29–31; Sophienkirche, 37 Hirtenstraße 4 Joachimstraße 6; 10; 11; 11A; 14; 15; 16; 20; 21 Johannisstraße 2 Karl-Liebknecht-Straße 27–29 Kleine Alexanderstraße 1–4 Kleine Präsidentenstraße 3 Kleine Rosenthaler Straße 2–3 Koppenplatz 6; 11; 12; 13 Krausnickstraße 3–3A Linienstraße 49; 62; 101; 110; 128–129, 137; 144; 145; 147; 150; 153; 154A; 155, 158; 159; 162; 206 Max-Beer-Straße 2/4 Monbijoupark, Büste Chamisso Monbijouplatz 12 Monbijoustraße 2; 4, 4A Mulackstraße 22; 23 Münzstraße 8; 14/16; 18; 21/23 Neue Promenade 3; 5 Neue Schönhauser Straße 8; 10; 12; 13; 14; 15; 19; 20 Oranienburger Straße, S-Bahnhof; 1–3; 4; 23; 27; 28; 30; 31; 34; 35–36, 50; 54; 71–72; 73–76; 84, 86 Rosenthaler Platz, U-Bahnhof Rosa-Luxemburg-Platz, U-Bahnhof; 2–3 Rosa-Luxemburg-Straße 2/4; 14; 15; 39/41 Rosenthaler Straße 13; 31; 36; 37; 38; 39, 51; 72A Rückerstraße 4 Sophienstraße 2; 3; 5; 8; 9; 11; 18–18A; 22–22A; 28–29 Steinstraße 19; 21 Torstraße 138; 146; 164; 222 Tucholskystr. 6/14; 9; 22; 24; 31/33; 40 Weinmeisterstraße, U-Bahnhof; 15; 16–17 Weydingerstraße 18; 20/22 Ziegelstraße 5–9; 10–11; 12 Gartendenkmale siehe: Große Hamburger Straße (zwischen 25 und 26) Alter jüdischer Friedhof; 29–30 Kleine Rosenthaler Straße 3 Koppenplatz 11 Münzstraße 21/23 | 09080234 – Oranienburger Straße 8, Mietshaus, 1883 |                                     |
| 09011331 | Spandauer Vorstadt begrenzt im Norden durch die Torstraße 6/230 und Weydingerstraße 20/22 im Süden durch S-Bahn, Spree, Dircksenstraße 32–51 und Neue Promenade / Am Zwirngraben im Osten durch die Karl-Liebknecht-Straße 15/33 und im Westen durch die Friedrichstraße 105–118 (Lage) | Spandauer Vorstadt Gesamtanlagen siehe: Gipsstraße 23A Große Hamburger Straße 5–11, 29–31 Linienstraße 16–21... Rosa-Luxemburg-Straße 30 Rosenthaler Straße 40–41 Spandauer Vorstadt Tucholskystraße 2 Baudenkmale siehe: Almstadtstraße 11, 16, 18, 43 Alte Schönhauser Straße 46, 48–49 Am Zwirngraben, S-Bahnhof Börse Auguststraße 9; 11–13; 14–16; 19, 21; 23; 24–25; 26B; 36; 53; 56–57; 69; 74; 76; 89; 90 Friedrichstraße 107; 112A Gipsstraße 11 Gormannstraße 12 Große Hamburger Straße 13–14; 15–16; 17; 19A; zwischen 25 und 26, Gedenkstätte; 27; 28; 29–31; Sophienkirche, 37 Hirtenstraße 4 Joachimstraße 6; 10; 11; 11A; 14; 15; 16; 20; 21 Johannisstraße 2 Karl-Liebknecht-Straße 27–29 Kleine Alexanderstraße 1–4 Kleine Präsidentenstraße 3 Kleine Rosenthaler Straße 2–3 Koppenplatz 6; 11; 12; 13 Krausnickstraße 3–3A Linienstraße 49; 62; 101; 110; 128–129, 137; 144; 145; 147; 150; 153; 154A; 155, 158; 159; 162; 206 Max-Beer-Straße 2/4 Monbijoupark, Büste Chamisso Monbijouplatz 12 Monbijoustraße 2; 4, 4A Mulackstraße 22; 23 Münzstraße 8; 14/16; 18; 21/23 Neue Promenade 3; 5 Neue Schönhauser Straße 8; 10; 12; 13; 14; 15; 19; 20 Oranienburger Straße, S-Bahnhof; 1–3; 4; 23; 27; 28; 30; 31; 34; 35–36, 50; 54; 71–72; 73–76; 84, 86 Rosenthaler Platz, U-Bahnhof Rosa-Luxemburg-Platz, U-Bahnhof; 2–3 Rosa-Luxemburg-Straße 2/4; 14; 15; 39/41 Rosenthaler Straße 13; 31; 36; 37; 38; 39, 51; 72A Rückerstraße 4 Sophienstraße 2; 3; 5; 8; 9; 11; 18–18A; 22–22A; 28–29 Steinstraße 19; 21 Torstraße 138; 146; 164; 222 Tucholskystr. 6/14; 9; 22; 24; 31/33; 40 Weinmeisterstraße, U-Bahnhof; 15; 16–17 Weydingerstraße 18; 20/22 Ziegelstraße 5–9; 10–11; 12 Gartendenkmale siehe: Große Hamburger Straße (zwischen 25 und 26) Alter jüdischer Friedhof; 29–30 Kleine Rosenthaler Straße 3 Koppenplatz 11 Münzstraße 21/23 | 09080238 – Oranienburger Straße 12, Mietshaus, 1841, Umbau um 1910 |                                     |
| 09011331 | Spandauer Vorstadt begrenzt im Norden durch die Torstraße 6/230 und Weydingerstraße 20/22 im Süden durch S-Bahn, Spree, Dircksenstraße 32–51 und Neue Promenade / Am Zwirngraben im Osten durch die Karl-Liebknecht-Straße 15/33 und im Westen durch die Friedrichstraße 105–118 (Lage) | Spandauer Vorstadt Gesamtanlagen siehe: Gipsstraße 23A Große Hamburger Straße 5–11, 29–31 Linienstraße 16–21... Rosa-Luxemburg-Straße 30 Rosenthaler Straße 40–41 Spandauer Vorstadt Tucholskystraße 2 Baudenkmale siehe: Almstadtstraße 11, 16, 18, 43 Alte Schönhauser Straße 46, 48–49 Am Zwirngraben, S-Bahnhof Börse Auguststraße 9; 11–13; 14–16; 19, 21; 23; 24–25; 26B; 36; 53; 56–57; 69; 74; 76; 89; 90 Friedrichstraße 107; 112A Gipsstraße 11 Gormannstraße 12 Große Hamburger Straße 13–14; 15–16; 17; 19A; zwischen 25 und 26, Gedenkstätte; 27; 28; 29–31; Sophienkirche, 37 Hirtenstraße 4 Joachimstraße 6; 10; 11; 11A; 14; 15; 16; 20; 21 Johannisstraße 2 Karl-Liebknecht-Straße 27–29 Kleine Alexanderstraße 1–4 Kleine Präsidentenstraße 3 Kleine Rosenthaler Straße 2–3 Koppenplatz 6; 11; 12; 13 Krausnickstraße 3–3A Linienstraße 49; 62; 101; 110; 128–129, 137; 144; 145; 147; 150; 153; 154A; 155, 158; 159; 162; 206 Max-Beer-Straße 2/4 Monbijoupark, Büste Chamisso Monbijouplatz 12 Monbijoustraße 2; 4, 4A Mulackstraße 22; 23 Münzstraße 8; 14/16; 18; 21/23 Neue Promenade 3; 5 Neue Schönhauser Straße 8; 10; 12; 13; 14; 15; 19; 20 Oranienburger Straße, S-Bahnhof; 1–3; 4; 23; 27; 28; 30; 31; 34; 35–36, 50; 54; 71–72; 73–76; 84, 86 Rosenthaler Platz, U-Bahnhof Rosa-Luxemburg-Platz, U-Bahnhof; 2–3 Rosa-Luxemburg-Straße 2/4; 14; 15; 39/41 Rosenthaler Straße 13; 31; 36; 37; 38; 39, 51; 72A Rückerstraße 4 Sophienstraße 2; 3; 5; 8; 9; 11; 18–18A; 22–22A; 28–29 Steinstraße 19; 21 Torstraße 138; 146; 164; 222 Tucholskystr. 6/14; 9; 22; 24; 31/33; 40 Weinmeisterstraße, U-Bahnhof; 15; 16–17 Weydingerstraße 18; 20/22 Ziegelstraße 5–9; 10–11; 12 Gartendenkmale siehe: Große Hamburger Straße (zwischen 25 und 26) Alter jüdischer Friedhof; 29–30 Kleine Rosenthaler Straße 3 Koppenplatz 11 Münzstraße 21/23 | 09080239 – Oranienburger Straße 15, Mietshaus, 1838 von Eduard Knoblauch |                                     |
| 09011331 | Spandauer Vorstadt begrenzt im Norden durch die Torstraße 6/230 und Weydingerstraße 20/22 im Süden durch S-Bahn, Spree, Dircksenstraße 32–51 und Neue Promenade / Am Zwirngraben im Osten durch die Karl-Liebknecht-Straße 15/33 und im Westen durch die Friedrichstraße 105–118 (Lage) | Spandauer Vorstadt Gesamtanlagen siehe: Gipsstraße 23A Große Hamburger Straße 5–11, 29–31 Linienstraße 16–21... Rosa-Luxemburg-Straße 30 Rosenthaler Straße 40–41 Spandauer Vorstadt Tucholskystraße 2 Baudenkmale siehe: Almstadtstraße 11, 16, 18, 43 Alte Schönhauser Straße 46, 48–49 Am Zwirngraben, S-Bahnhof Börse Auguststraße 9; 11–13; 14–16; 19, 21; 23; 24–25; 26B; 36; 53; 56–57; 69; 74; 76; 89; 90 Friedrichstraße 107; 112A Gipsstraße 11 Gormannstraße 12 Große Hamburger Straße 13–14; 15–16; 17; 19A; zwischen 25 und 26, Gedenkstätte; 27; 28; 29–31; Sophienkirche, 37 Hirtenstraße 4 Joachimstraße 6; 10; 11; 11A; 14; 15; 16; 20; 21 Johannisstraße 2 Karl-Liebknecht-Straße 27–29 Kleine Alexanderstraße 1–4 Kleine Präsidentenstraße 3 Kleine Rosenthaler Straße 2–3 Koppenplatz 6; 11; 12; 13 Krausnickstraße 3–3A Linienstraße 49; 62; 101; 110; 128–129, 137; 144; 145; 147; 150; 153; 154A; 155, 158; 159; 162; 206 Max-Beer-Straße 2/4 Monbijoupark, Büste Chamisso Monbijouplatz 12 Monbijoustraße 2; 4, 4A Mulackstraße 22; 23 Münzstraße 8; 14/16; 18; 21/23 Neue Promenade 3; 5 Neue Schönhauser Straße 8; 10; 12; 13; 14; 15; 19; 20 Oranienburger Straße, S-Bahnhof; 1–3; 4; 23; 27; 28; 30; 31; 34; 35–36, 50; 54; 71–72; 73–76; 84, 86 Rosenthaler Platz, U-Bahnhof Rosa-Luxemburg-Platz, U-Bahnhof; 2–3 Rosa-Luxemburg-Straße 2/4; 14; 15; 39/41 Rosenthaler Straße 13; 31; 36; 37; 38; 39, 51; 72A Rückerstraße 4 Sophienstraße 2; 3; 5; 8; 9; 11; 18–18A; 22–22A; 28–29 Steinstraße 19; 21 Torstraße 138; 146; 164; 222 Tucholskystr. 6/14; 9; 22; 24; 31/33; 40 Weinmeisterstraße, U-Bahnhof; 15; 16–17 Weydingerstraße 18; 20/22 Ziegelstraße 5–9; 10–11; 12 Gartendenkmale siehe: Große Hamburger Straße (zwischen 25 und 26) Alter jüdischer Friedhof; 29–30 Kleine Rosenthaler Straße 3 Koppenplatz 11 Münzstraße 21/23 | 09080241 – Oranienburger Straße 16, Mietshaus, 1880 |                                     |
| 09011331 | Spandauer Vorstadt begrenzt im Norden durch die Torstraße 6/230 und Weydingerstraße 20/22 im Süden durch S-Bahn, Spree, Dircksenstraße 32–51 und Neue Promenade / Am Zwirngraben im Osten durch die Karl-Liebknecht-Straße 15/33 und im Westen durch die Friedrichstraße 105–118 (Lage) | Spandauer Vorstadt Gesamtanlagen siehe: Gipsstraße 23A Große Hamburger Straße 5–11, 29–31 Linienstraße 16–21... Rosa-Luxemburg-Straße 30 Rosenthaler Straße 40–41 Spandauer Vorstadt Tucholskystraße 2 Baudenkmale siehe: Almstadtstraße 11, 16, 18, 43 Alte Schönhauser Straße 46, 48–49 Am Zwirngraben, S-Bahnhof Börse Auguststraße 9; 11–13; 14–16; 19, 21; 23; 24–25; 26B; 36; 53; 56–57; 69; 74; 76; 89; 90 Friedrichstraße 107; 112A Gipsstraße 11 Gormannstraße 12 Große Hamburger Straße 13–14; 15–16; 17; 19A; zwischen 25 und 26, Gedenkstätte; 27; 28; 29–31; Sophienkirche, 37 Hirtenstraße 4 Joachimstraße 6; 10; 11; 11A; 14; 15; 16; 20; 21 Johannisstraße 2 Karl-Liebknecht-Straße 27–29 Kleine Alexanderstraße 1–4 Kleine Präsidentenstraße 3 Kleine Rosenthaler Straße 2–3 Koppenplatz 6; 11; 12; 13 Krausnickstraße 3–3A Linienstraße 49; 62; 101; 110; 128–129, 137; 144; 145; 147; 150; 153; 154A; 155, 158; 159; 162; 206 Max-Beer-Straße 2/4 Monbijoupark, Büste Chamisso Monbijouplatz 12 Monbijoustraße 2; 4, 4A Mulackstraße 22; 23 Münzstraße 8; 14/16; 18; 21/23 Neue Promenade 3; 5 Neue Schönhauser Straße 8; 10; 12; 13; 14; 15; 19; 20 Oranienburger Straße, S-Bahnhof; 1–3; 4; 23; 27; 28; 30; 31; 34; 35–36, 50; 54; 71–72; 73–76; 84, 86 Rosenthaler Platz, U-Bahnhof Rosa-Luxemburg-Platz, U-Bahnhof; 2–3 Rosa-Luxemburg-Straße 2/4; 14; 15; 39/41 Rosenthaler Straße 13; 31; 36; 37; 38; 39, 51; 72A Rückerstraße 4 Sophienstraße 2; 3; 5; 8; 9; 11; 18–18A; 22–22A; 28–29 Steinstraße 19; 21 Torstraße 138; 146; 164; 222 Tucholskystr. 6/14; 9; 22; 24; 31/33; 40 Weinmeisterstraße, U-Bahnhof; 15; 16–17 Weydingerstraße 18; 20/22 Ziegelstraße 5–9; 10–11; 12 Gartendenkmale siehe: Große Hamburger Straße (zwischen 25 und 26) Alter jüdischer Friedhof; 29–30 Kleine Rosenthaler Straße 3 Koppenplatz 11 Münzstraße 21/23 | 09080242 – Oranienburger Straße 17, Mietshaus, 1884 |                                     |
| 09011331 | Spandauer Vorstadt begrenzt im Norden durch die Torstraße 6/230 und Weydingerstraße 20/22 im Süden durch S-Bahn, Spree, Dircksenstraße 32–51 und Neue Promenade / Am Zwirngraben im Osten durch die Karl-Liebknecht-Straße 15/33 und im Westen durch die Friedrichstraße 105–118 (Lage) | Spandauer Vorstadt Gesamtanlagen siehe: Gipsstraße 23A Große Hamburger Straße 5–11, 29–31 Linienstraße 16–21... Rosa-Luxemburg-Straße 30 Rosenthaler Straße 40–41 Spandauer Vorstadt Tucholskystraße 2 Baudenkmale siehe: Almstadtstraße 11, 16, 18, 43 Alte Schönhauser Straße 46, 48–49 Am Zwirngraben, S-Bahnhof Börse Auguststraße 9; 11–13; 14–16; 19, 21; 23; 24–25; 26B; 36; 53; 56–57; 69; 74; 76; 89; 90 Friedrichstraße 107; 112A Gipsstraße 11 Gormannstraße 12 Große Hamburger Straße 13–14; 15–16; 17; 19A; zwischen 25 und 26, Gedenkstätte; 27; 28; 29–31; Sophienkirche, 37 Hirtenstraße 4 Joachimstraße 6; 10; 11; 11A; 14; 15; 16; 20; 21 Johannisstraße 2 Karl-Liebknecht-Straße 27–29 Kleine Alexanderstraße 1–4 Kleine Präsidentenstraße 3 Kleine Rosenthaler Straße 2–3 Koppenplatz 6; 11; 12; 13 Krausnickstraße 3–3A Linienstraße 49; 62; 101; 110; 128–129, 137; 144; 145; 147; 150; 153; 154A; 155, 158; 159; 162; 206 Max-Beer-Straße 2/4 Monbijoupark, Büste Chamisso Monbijouplatz 12 Monbijoustraße 2; 4, 4A Mulackstraße 22; 23 Münzstraße 8; 14/16; 18; 21/23 Neue Promenade 3; 5 Neue Schönhauser Straße 8; 10; 12; 13; 14; 15; 19; 20 Oranienburger Straße, S-Bahnhof; 1–3; 4; 23; 27; 28; 30; 31; 34; 35–36, 50; 54; 71–72; 73–76; 84, 86 Rosenthaler Platz, U-Bahnhof Rosa-Luxemburg-Platz, U-Bahnhof; 2–3 Rosa-Luxemburg-Straße 2/4; 14; 15; 39/41 Rosenthaler Straße 13; 31; 36; 37; 38; 39, 51; 72A Rückerstraße 4 Sophienstraße 2; 3; 5; 8; 9; 11; 18–18A; 22–22A; 28–29 Steinstraße 19; 21 Torstraße 138; 146; 164; 222 Tucholskystr. 6/14; 9; 22; 24; 31/33; 40 Weinmeisterstraße, U-Bahnhof; 15; 16–17 Weydingerstraße 18; 20/22 Ziegelstraße 5–9; 10–11; 12 Gartendenkmale siehe: Große Hamburger Straße (zwischen 25 und 26) Alter jüdischer Friedhof; 29–30 Kleine Rosenthaler Straße 3 Koppenplatz 11 Münzstraße 21/23 | 09080243 – Oranienburger Straße 18, Wohnhaus, 1842 von Karl Wilhelm Drewitz, Umbau 1932 von Fritz August Breuhaus de Groot                                                                                                 |                                     |
| 09011331 | Spandauer Vorstadt begrenzt im Norden durch die Torstraße 6/230 und Weydingerstraße 20/22 im Süden durch S-Bahn, Spree, Dircksenstraße 32–51 und Neue Promenade / Am Zwirngraben im Osten durch die Karl-Liebknecht-Straße 15/33 und im Westen durch die Friedrichstraße 105–118 (Lage) | Spandauer Vorstadt Gesamtanlagen siehe: Gipsstraße 23A Große Hamburger Straße 5–11, 29–31 Linienstraße 16–21... Rosa-Luxemburg-Straße 30 Rosenthaler Straße 40–41 Spandauer Vorstadt Tucholskystraße 2 Baudenkmale siehe: Almstadtstraße 11, 16, 18, 43 Alte Schönhauser Straße 46, 48–49 Am Zwirngraben, S-Bahnhof Börse Auguststraße 9; 11–13; 14–16; 19, 21; 23; 24–25; 26B; 36; 53; 56–57; 69; 74; 76; 89; 90 Friedrichstraße 107; 112A Gipsstraße 11 Gormannstraße 12 Große Hamburger Straße 13–14; 15–16; 17; 19A; zwischen 25 und 26, Gedenkstätte; 27; 28; 29–31; Sophienkirche, 37 Hirtenstraße 4 Joachimstraße 6; 10; 11; 11A; 14; 15; 16; 20; 21 Johannisstraße 2 Karl-Liebknecht-Straße 27–29 Kleine Alexanderstraße 1–4 Kleine Präsidentenstraße 3 Kleine Rosenthaler Straße 2–3 Koppenplatz 6; 11; 12; 13 Krausnickstraße 3–3A Linienstraße 49; 62; 101; 110; 128–129, 137; 144; 145; 147; 150; 153; 154A; 155, 158; 159; 162; 206 Max-Beer-Straße 2/4 Monbijoupark, Büste Chamisso Monbijouplatz 12 Monbijoustraße 2; 4, 4A Mulackstraße 22; 23 Münzstraße 8; 14/16; 18; 21/23 Neue Promenade 3; 5 Neue Schönhauser Straße 8; 10; 12; 13; 14; 15; 19; 20 Oranienburger Straße, S-Bahnhof; 1–3; 4; 23; 27; 28; 30; 31; 34; 35–36, 50; 54; 71–72; 73–76; 84, 86 Rosenthaler Platz, U-Bahnhof Rosa-Luxemburg-Platz, U-Bahnhof; 2–3 Rosa-Luxemburg-Straße 2/4; 14; 15; 39/41 Rosenthaler Straße 13; 31; 36; 37; 38; 39, 51; 72A Rückerstraße 4 Sophienstraße 2; 3; 5; 8; 9; 11; 18–18A; 22–22A; 28–29 Steinstraße 19; 21 Torstraße 138; 146; 164; 222 Tucholskystr. 6/14; 9; 22; 24; 31/33; 40 Weinmeisterstraße, U-Bahnhof; 15; 16–17 Weydingerstraße 18; 20/22 Ziegelstraße 5–9; 10–11; 12 Gartendenkmale siehe: Große Hamburger Straße (zwischen 25 und 26) Alter jüdischer Friedhof; 29–30 Kleine Rosenthaler Straße 3 Koppenplatz 11 Münzstraße 21/23 | Saalbau, ehem. „Therbusch’sche Ressource“, 1842 von Karl Wilhelm Drewitz |                                     |
| 09011331 | Spandauer Vorstadt begrenzt im Norden durch die Torstraße 6/230 und Weydingerstraße 20/22 im Süden durch S-Bahn, Spree, Dircksenstraße 32–51 und Neue Promenade / Am Zwirngraben im Osten durch die Karl-Liebknecht-Straße 15/33 und im Westen durch die Friedrichstraße 105–118 (Lage) | Spandauer Vorstadt Gesamtanlagen siehe: Gipsstraße 23A Große Hamburger Straße 5–11, 29–31 Linienstraße 16–21... Rosa-Luxemburg-Straße 30 Rosenthaler Straße 40–41 Spandauer Vorstadt Tucholskystraße 2 Baudenkmale siehe: Almstadtstraße 11, 16, 18, 43 Alte Schönhauser Straße 46, 48–49 Am Zwirngraben, S-Bahnhof Börse Auguststraße 9; 11–13; 14–16; 19, 21; 23; 24–25; 26B; 36; 53; 56–57; 69; 74; 76; 89; 90 Friedrichstraße 107; 112A Gipsstraße 11 Gormannstraße 12 Große Hamburger Straße 13–14; 15–16; 17; 19A; zwischen 25 und 26, Gedenkstätte; 27; 28; 29–31; Sophienkirche, 37 Hirtenstraße 4 Joachimstraße 6; 10; 11; 11A; 14; 15; 16; 20; 21 Johannisstraße 2 Karl-Liebknecht-Straße 27–29 Kleine Alexanderstraße 1–4 Kleine Präsidentenstraße 3 Kleine Rosenthaler Straße 2–3 Koppenplatz 6; 11; 12; 13 Krausnickstraße 3–3A Linienstraße 49; 62; 101; 110; 128–129, 137; 144; 145; 147; 150; 153; 154A; 155, 158; 159; 162; 206 Max-Beer-Straße 2/4 Monbijoupark, Büste Chamisso Monbijouplatz 12 Monbijoustraße 2; 4, 4A Mulackstraße 22; 23 Münzstraße 8; 14/16; 18; 21/23 Neue Promenade 3; 5 Neue Schönhauser Straße 8; 10; 12; 13; 14; 15; 19; 20 Oranienburger Straße, S-Bahnhof; 1–3; 4; 23; 27; 28; 30; 31; 34; 35–36, 50; 54; 71–72; 73–76; 84, 86 Rosenthaler Platz, U-Bahnhof Rosa-Luxemburg-Platz, U-Bahnhof; 2–3 Rosa-Luxemburg-Straße 2/4; 14; 15; 39/41 Rosenthaler Straße 13; 31; 36; 37; 38; 39, 51; 72A Rückerstraße 4 Sophienstraße 2; 3; 5; 8; 9; 11; 18–18A; 22–22A; 28–29 Steinstraße 19; 21 Torstraße 138; 146; 164; 222 Tucholskystr. 6/14; 9; 22; 24; 31/33; 40 Weinmeisterstraße, U-Bahnhof; 15; 16–17 Weydingerstraße 18; 20/22 Ziegelstraße 5–9; 10–11; 12 Gartendenkmale siehe: Große Hamburger Straße (zwischen 25 und 26) Alter jüdischer Friedhof; 29–30 Kleine Rosenthaler Straße 3 Koppenplatz 11 Münzstraße 21/23 | 09050127 – Oranienburger Straße 21, Mietshaus, 1884 |                                     |
| 09011331 | Spandauer Vorstadt begrenzt im Norden durch die Torstraße 6/230 und Weydingerstraße 20/22 im Süden durch S-Bahn, Spree, Dircksenstraße 32–51 und Neue Promenade / Am Zwirngraben im Osten durch die Karl-Liebknecht-Straße 15/33 und im Westen durch die Friedrichstraße 105–118 (Lage) | Spandauer Vorstadt Gesamtanlagen siehe: Gipsstraße 23A Große Hamburger Straße 5–11, 29–31 Linienstraße 16–21... Rosa-Luxemburg-Straße 30 Rosenthaler Straße 40–41 Spandauer Vorstadt Tucholskystraße 2 Baudenkmale siehe: Almstadtstraße 11, 16, 18, 43 Alte Schönhauser Straße 46, 48–49 Am Zwirngraben, S-Bahnhof Börse Auguststraße 9; 11–13; 14–16; 19, 21; 23; 24–25; 26B; 36; 53; 56–57; 69; 74; 76; 89; 90 Friedrichstraße 107; 112A Gipsstraße 11 Gormannstraße 12 Große Hamburger Straße 13–14; 15–16; 17; 19A; zwischen 25 und 26, Gedenkstätte; 27; 28; 29–31; Sophienkirche, 37 Hirtenstraße 4 Joachimstraße 6; 10; 11; 11A; 14; 15; 16; 20; 21 Johannisstraße 2 Karl-Liebknecht-Straße 27–29 Kleine Alexanderstraße 1–4 Kleine Präsidentenstraße 3 Kleine Rosenthaler Straße 2–3 Koppenplatz 6; 11; 12; 13 Krausnickstraße 3–3A Linienstraße 49; 62; 101; 110; 128–129, 137; 144; 145; 147; 150; 153; 154A; 155, 158; 159; 162; 206 Max-Beer-Straße 2/4 Monbijoupark, Büste Chamisso Monbijouplatz 12 Monbijoustraße 2; 4, 4A Mulackstraße 22; 23 Münzstraße 8; 14/16; 18; 21/23 Neue Promenade 3; 5 Neue Schönhauser Straße 8; 10; 12; 13; 14; 15; 19; 20 Oranienburger Straße, S-Bahnhof; 1–3; 4; 23; 27; 28; 30; 31; 34; 35–36, 50; 54; 71–72; 73–76; 84, 86 Rosenthaler Platz, U-Bahnhof Rosa-Luxemburg-Platz, U-Bahnhof; 2–3 Rosa-Luxemburg-Straße 2/4; 14; 15; 39/41 Rosenthaler Straße 13; 31; 36; 37; 38; 39, 51; 72A Rückerstraße 4 Sophienstraße 2; 3; 5; 8; 9; 11; 18–18A; 22–22A; 28–29 Steinstraße 19; 21 Torstraße 138; 146; 164; 222 Tucholskystr. 6/14; 9; 22; 24; 31/33; 40 Weinmeisterstraße, U-Bahnhof; 15; 16–17 Weydingerstraße 18; 20/22 Ziegelstraße 5–9; 10–11; 12 Gartendenkmale siehe: Große Hamburger Straße (zwischen 25 und 26) Alter jüdischer Friedhof; 29–30 Kleine Rosenthaler Straße 3 Koppenplatz 11 Münzstraße 21/23 | 09050128 – Oranienburger Straße 22, Mietshaus, 1888 |                                     |
| 09011331 | Spandauer Vorstadt begrenzt im Norden durch die Torstraße 6/230 und Weydingerstraße 20/22 im Süden durch S-Bahn, Spree, Dircksenstraße 32–51 und Neue Promenade / Am Zwirngraben im Osten durch die Karl-Liebknecht-Straße 15/33 und im Westen durch die Friedrichstraße 105–118 (Lage) | Spandauer Vorstadt Gesamtanlagen siehe: Gipsstraße 23A Große Hamburger Straße 5–11, 29–31 Linienstraße 16–21... Rosa-Luxemburg-Straße 30 Rosenthaler Straße 40–41 Spandauer Vorstadt Tucholskystraße 2 Baudenkmale siehe: Almstadtstraße 11, 16, 18, 43 Alte Schönhauser Straße 46, 48–49 Am Zwirngraben, S-Bahnhof Börse Auguststraße 9; 11–13; 14–16; 19, 21; 23; 24–25; 26B; 36; 53; 56–57; 69; 74; 76; 89; 90 Friedrichstraße 107; 112A Gipsstraße 11 Gormannstraße 12 Große Hamburger Straße 13–14; 15–16; 17; 19A; zwischen 25 und 26, Gedenkstätte; 27; 28; 29–31; Sophienkirche, 37 Hirtenstraße 4 Joachimstraße 6; 10; 11; 11A; 14; 15; 16; 20; 21 Johannisstraße 2 Karl-Liebknecht-Straße 27–29 Kleine Alexanderstraße 1–4 Kleine Präsidentenstraße 3 Kleine Rosenthaler Straße 2–3 Koppenplatz 6; 11; 12; 13 Krausnickstraße 3–3A Linienstraße 49; 62; 101; 110; 128–129, 137; 144; 145; 147; 150; 153; 154A; 155, 158; 159; 162; 206 Max-Beer-Straße 2/4 Monbijoupark, Büste Chamisso Monbijouplatz 12 Monbijoustraße 2; 4, 4A Mulackstraße 22; 23 Münzstraße 8; 14/16; 18; 21/23 Neue Promenade 3; 5 Neue Schönhauser Straße 8; 10; 12; 13; 14; 15; 19; 20 Oranienburger Straße, S-Bahnhof; 1–3; 4; 23; 27; 28; 30; 31; 34; 35–36, 50; 54; 71–72; 73–76; 84, 86 Rosenthaler Platz, U-Bahnhof Rosa-Luxemburg-Platz, U-Bahnhof; 2–3 Rosa-Luxemburg-Straße 2/4; 14; 15; 39/41 Rosenthaler Straße 13; 31; 36; 37; 38; 39, 51; 72A Rückerstraße 4 Sophienstraße 2; 3; 5; 8; 9; 11; 18–18A; 22–22A; 28–29 Steinstraße 19; 21 Torstraße 138; 146; 164; 222 Tucholskystr. 6/14; 9; 22; 24; 31/33; 40 Weinmeisterstraße, U-Bahnhof; 15; 16–17 Weydingerstraße 18; 20/22 Ziegelstraße 5–9; 10–11; 12 Gartendenkmale siehe: Große Hamburger Straße (zwischen 25 und 26) Alter jüdischer Friedhof; 29–30 Kleine Rosenthaler Straße 3 Koppenplatz 11 Münzstraße 21/23 | 09080248 – Oranienburger Straße 29, Geschäftshaus und Bibliothek der jüdischen Gemeinde, 1895 von Johann Hoeniger |                                     |
| 09011331 | Spandauer Vorstadt begrenzt im Norden durch die Torstraße 6/230 und Weydingerstraße 20/22 im Süden durch S-Bahn, Spree, Dircksenstraße 32–51 und Neue Promenade / Am Zwirngraben im Osten durch die Karl-Liebknecht-Straße 15/33 und im Westen durch die Friedrichstraße 105–118 (Lage) | Spandauer Vorstadt Gesamtanlagen siehe: Gipsstraße 23A Große Hamburger Straße 5–11, 29–31 Linienstraße 16–21... Rosa-Luxemburg-Straße 30 Rosenthaler Straße 40–41 Spandauer Vorstadt Tucholskystraße 2 Baudenkmale siehe: Almstadtstraße 11, 16, 18, 43 Alte Schönhauser Straße 46, 48–49 Am Zwirngraben, S-Bahnhof Börse Auguststraße 9; 11–13; 14–16; 19, 21; 23; 24–25; 26B; 36; 53; 56–57; 69; 74; 76; 89; 90 Friedrichstraße 107; 112A Gipsstraße 11 Gormannstraße 12 Große Hamburger Straße 13–14; 15–16; 17; 19A; zwischen 25 und 26, Gedenkstätte; 27; 28; 29–31; Sophienkirche, 37 Hirtenstraße 4 Joachimstraße 6; 10; 11; 11A; 14; 15; 16; 20; 21 Johannisstraße 2 Karl-Liebknecht-Straße 27–29 Kleine Alexanderstraße 1–4 Kleine Präsidentenstraße 3 Kleine Rosenthaler Straße 2–3 Koppenplatz 6; 11; 12; 13 Krausnickstraße 3–3A Linienstraße 49; 62; 101; 110; 128–129, 137; 144; 145; 147; 150; 153; 154A; 155, 158; 159; 162; 206 Max-Beer-Straße 2/4 Monbijoupark, Büste Chamisso Monbijouplatz 12 Monbijoustraße 2; 4, 4A Mulackstraße 22; 23 Münzstraße 8; 14/16; 18; 21/23 Neue Promenade 3; 5 Neue Schönhauser Straße 8; 10; 12; 13; 14; 15; 19; 20 Oranienburger Straße, S-Bahnhof; 1–3; 4; 23; 27; 28; 30; 31; 34; 35–36, 50; 54; 71–72; 73–76; 84, 86 Rosenthaler Platz, U-Bahnhof Rosa-Luxemburg-Platz, U-Bahnhof; 2–3 Rosa-Luxemburg-Straße 2/4; 14; 15; 39/41 Rosenthaler Straße 13; 31; 36; 37; 38; 39, 51; 72A Rückerstraße 4 Sophienstraße 2; 3; 5; 8; 9; 11; 18–18A; 22–22A; 28–29 Steinstraße 19; 21 Torstraße 138; 146; 164; 222 Tucholskystr. 6/14; 9; 22; 24; 31/33; 40 Weinmeisterstraße, U-Bahnhof; 15; 16–17 Weydingerstraße 18; 20/22 Ziegelstraße 5–9; 10–11; 12 Gartendenkmale siehe: Große Hamburger Straße (zwischen 25 und 26) Alter jüdischer Friedhof; 29–30 Kleine Rosenthaler Straße 3 Koppenplatz 11 Münzstraße 21/23 | rechter Seitenflügel |                                     |
| 09011331 | Spandauer Vorstadt begrenzt im Norden durch die Torstraße 6/230 und Weydingerstraße 20/22 im Süden durch S-Bahn, Spree, Dircksenstraße 32–51 und Neue Promenade / Am Zwirngraben im Osten durch die Karl-Liebknecht-Straße 15/33 und im Westen durch die Friedrichstraße 105–118 (Lage) | Spandauer Vorstadt Gesamtanlagen siehe: Gipsstraße 23A Große Hamburger Straße 5–11, 29–31 Linienstraße 16–21... Rosa-Luxemburg-Straße 30 Rosenthaler Straße 40–41 Spandauer Vorstadt Tucholskystraße 2 Baudenkmale siehe: Almstadtstraße 11, 16, 18, 43 Alte Schönhauser Straße 46, 48–49 Am Zwirngraben, S-Bahnhof Börse Auguststraße 9; 11–13; 14–16; 19, 21; 23; 24–25; 26B; 36; 53; 56–57; 69; 74; 76; 89; 90 Friedrichstraße 107; 112A Gipsstraße 11 Gormannstraße 12 Große Hamburger Straße 13–14; 15–16; 17; 19A; zwischen 25 und 26, Gedenkstätte; 27; 28; 29–31; Sophienkirche, 37 Hirtenstraße 4 Joachimstraße 6; 10; 11; 11A; 14; 15; 16; 20; 21 Johannisstraße 2 Karl-Liebknecht-Straße 27–29 Kleine Alexanderstraße 1–4 Kleine Präsidentenstraße 3 Kleine Rosenthaler Straße 2–3 Koppenplatz 6; 11; 12; 13 Krausnickstraße 3–3A Linienstraße 49; 62; 101; 110; 128–129, 137; 144; 145; 147; 150; 153; 154A; 155, 158; 159; 162; 206 Max-Beer-Straße 2/4 Monbijoupark, Büste Chamisso Monbijouplatz 12 Monbijoustraße 2; 4, 4A Mulackstraße 22; 23 Münzstraße 8; 14/16; 18; 21/23 Neue Promenade 3; 5 Neue Schönhauser Straße 8; 10; 12; 13; 14; 15; 19; 20 Oranienburger Straße, S-Bahnhof; 1–3; 4; 23; 27; 28; 30; 31; 34; 35–36, 50; 54; 71–72; 73–76; 84, 86 Rosenthaler Platz, U-Bahnhof Rosa-Luxemburg-Platz, U-Bahnhof; 2–3 Rosa-Luxemburg-Straße 2/4; 14; 15; 39/41 Rosenthaler Straße 13; 31; 36; 37; 38; 39, 51; 72A Rückerstraße 4 Sophienstraße 2; 3; 5; 8; 9; 11; 18–18A; 22–22A; 28–29 Steinstraße 19; 21 Torstraße 138; 146; 164; 222 Tucholskystr. 6/14; 9; 22; 24; 31/33; 40 Weinmeisterstraße, U-Bahnhof; 15; 16–17 Weydingerstraße 18; 20/22 Ziegelstraße 5–9; 10–11; 12 Gartendenkmale siehe: Große Hamburger Straße (zwischen 25 und 26) Alter jüdischer Friedhof; 29–30 Kleine Rosenthaler Straße 3 Koppenplatz 11 Münzstraße 21/23 | Treppenanlage |                                     |
| 09011331 | Spandauer Vorstadt begrenzt im Norden durch die Torstraße 6/230 und Weydingerstraße 20/22 im Süden durch S-Bahn, Spree, Dircksenstraße 32–51 und Neue Promenade / Am Zwirngraben im Osten durch die Karl-Liebknecht-Straße 15/33 und im Westen durch die Friedrichstraße 105–118 (Lage) | Spandauer Vorstadt Gesamtanlagen siehe: Gipsstraße 23A Große Hamburger Straße 5–11, 29–31 Linienstraße 16–21... Rosa-Luxemburg-Straße 30 Rosenthaler Straße 40–41 Spandauer Vorstadt Tucholskystraße 2 Baudenkmale siehe: Almstadtstraße 11, 16, 18, 43 Alte Schönhauser Straße 46, 48–49 Am Zwirngraben, S-Bahnhof Börse Auguststraße 9; 11–13; 14–16; 19, 21; 23; 24–25; 26B; 36; 53; 56–57; 69; 74; 76; 89; 90 Friedrichstraße 107; 112A Gipsstraße 11 Gormannstraße 12 Große Hamburger Straße 13–14; 15–16; 17; 19A; zwischen 25 und 26, Gedenkstätte; 27; 28; 29–31; Sophienkirche, 37 Hirtenstraße 4 Joachimstraße 6; 10; 11; 11A; 14; 15; 16; 20; 21 Johannisstraße 2 Karl-Liebknecht-Straße 27–29 Kleine Alexanderstraße 1–4 Kleine Präsidentenstraße 3 Kleine Rosenthaler Straße 2–3 Koppenplatz 6; 11; 12; 13 Krausnickstraße 3–3A Linienstraße 49; 62; 101; 110; 128–129, 137; 144; 145; 147; 150; 153; 154A; 155, 158; 159; 162; 206 Max-Beer-Straße 2/4 Monbijoupark, Büste Chamisso Monbijouplatz 12 Monbijoustraße 2; 4, 4A Mulackstraße 22; 23 Münzstraße 8; 14/16; 18; 21/23 Neue Promenade 3; 5 Neue Schönhauser Straße 8; 10; 12; 13; 14; 15; 19; 20 Oranienburger Straße, S-Bahnhof; 1–3; 4; 23; 27; 28; 30; 31; 34; 35–36, 50; 54; 71–72; 73–76; 84, 86 Rosenthaler Platz, U-Bahnhof Rosa-Luxemburg-Platz, U-Bahnhof; 2–3 Rosa-Luxemburg-Straße 2/4; 14; 15; 39/41 Rosenthaler Straße 13; 31; 36; 37; 38; 39, 51; 72A Rückerstraße 4 Sophienstraße 2; 3; 5; 8; 9; 11; 18–18A; 22–22A; 28–29 Steinstraße 19; 21 Torstraße 138; 146; 164; 222 Tucholskystr. 6/14; 9; 22; 24; 31/33; 40 Weinmeisterstraße, U-Bahnhof; 15; 16–17 Weydingerstraße 18; 20/22 Ziegelstraße 5–9; 10–11; 12 Gartendenkmale siehe: Große Hamburger Straße (zwischen 25 und 26) Alter jüdischer Friedhof; 29–30 Kleine Rosenthaler Straße 3 Koppenplatz 11 Münzstraße 21/23 | 09080251 – Oranienburger Straße 32, Mietshaus, um 1890 |                                     |
| 09011331 | Spandauer Vorstadt begrenzt im Norden durch die Torstraße 6/230 und Weydingerstraße 20/22 im Süden durch S-Bahn, Spree, Dircksenstraße 32–51 und Neue Promenade / Am Zwirngraben im Osten durch die Karl-Liebknecht-Straße 15/33 und im Westen durch die Friedrichstraße 105–118 (Lage) | Spandauer Vorstadt Gesamtanlagen siehe: Gipsstraße 23A Große Hamburger Straße 5–11, 29–31 Linienstraße 16–21... Rosa-Luxemburg-Straße 30 Rosenthaler Straße 40–41 Spandauer Vorstadt Tucholskystraße 2 Baudenkmale siehe: Almstadtstraße 11, 16, 18, 43 Alte Schönhauser Straße 46, 48–49 Am Zwirngraben, S-Bahnhof Börse Auguststraße 9; 11–13; 14–16; 19, 21; 23; 24–25; 26B; 36; 53; 56–57; 69; 74; 76; 89; 90 Friedrichstraße 107; 112A Gipsstraße 11 Gormannstraße 12 Große Hamburger Straße 13–14; 15–16; 17; 19A; zwischen 25 und 26, Gedenkstätte; 27; 28; 29–31; Sophienkirche, 37 Hirtenstraße 4 Joachimstraße 6; 10; 11; 11A; 14; 15; 16; 20; 21 Johannisstraße 2 Karl-Liebknecht-Straße 27–29 Kleine Alexanderstraße 1–4 Kleine Präsidentenstraße 3 Kleine Rosenthaler Straße 2–3 Koppenplatz 6; 11; 12; 13 Krausnickstraße 3–3A Linienstraße 49; 62; 101; 110; 128–129, 137; 144; 145; 147; 150; 153; 154A; 155, 158; 159; 162; 206 Max-Beer-Straße 2/4 Monbijoupark, Büste Chamisso Monbijouplatz 12 Monbijoustraße 2; 4, 4A Mulackstraße 22; 23 Münzstraße 8; 14/16; 18; 21/23 Neue Promenade 3; 5 Neue Schönhauser Straße 8; 10; 12; 13; 14; 15; 19; 20 Oranienburger Straße, S-Bahnhof; 1–3; 4; 23; 27; 28; 30; 31; 34; 35–36, 50; 54; 71–72; 73–76; 84, 86 Rosenthaler Platz, U-Bahnhof Rosa-Luxemburg-Platz, U-Bahnhof; 2–3 Rosa-Luxemburg-Straße 2/4; 14; 15; 39/41 Rosenthaler Straße 13; 31; 36; 37; 38; 39, 51; 72A Rückerstraße 4 Sophienstraße 2; 3; 5; 8; 9; 11; 18–18A; 22–22A; 28–29 Steinstraße 19; 21 Torstraße 138; 146; 164; 222 Tucholskystr. 6/14; 9; 22; 24; 31/33; 40 Weinmeisterstraße, U-Bahnhof; 15; 16–17 Weydingerstraße 18; 20/22 Ziegelstraße 5–9; 10–11; 12 Gartendenkmale siehe: Große Hamburger Straße (zwischen 25 und 26) Alter jüdischer Friedhof; 29–30 Kleine Rosenthaler Straße 3 Koppenplatz 11 Münzstraße 21/23 | Remise, um 1890 |                                     |
| 09011331 | Spandauer Vorstadt begrenzt im Norden durch die Torstraße 6/230 und Weydingerstraße 20/22 im Süden durch S-Bahn, Spree, Dircksenstraße 32–51 und Neue Promenade / Am Zwirngraben im Osten durch die Karl-Liebknecht-Straße 15/33 und im Westen durch die Friedrichstraße 105–118 (Lage) | Spandauer Vorstadt Gesamtanlagen siehe: Gipsstraße 23A Große Hamburger Straße 5–11, 29–31 Linienstraße 16–21... Rosa-Luxemburg-Straße 30 Rosenthaler Straße 40–41 Spandauer Vorstadt Tucholskystraße 2 Baudenkmale siehe: Almstadtstraße 11, 16, 18, 43 Alte Schönhauser Straße 46, 48–49 Am Zwirngraben, S-Bahnhof Börse Auguststraße 9; 11–13; 14–16; 19, 21; 23; 24–25; 26B; 36; 53; 56–57; 69; 74; 76; 89; 90 Friedrichstraße 107; 112A Gipsstraße 11 Gormannstraße 12 Große Hamburger Straße 13–14; 15–16; 17; 19A; zwischen 25 und 26, Gedenkstätte; 27; 28; 29–31; Sophienkirche, 37 Hirtenstraße 4 Joachimstraße 6; 10; 11; 11A; 14; 15; 16; 20; 21 Johannisstraße 2 Karl-Liebknecht-Straße 27–29 Kleine Alexanderstraße 1–4 Kleine Präsidentenstraße 3 Kleine Rosenthaler Straße 2–3 Koppenplatz 6; 11; 12; 13 Krausnickstraße 3–3A Linienstraße 49; 62; 101; 110; 128–129, 137; 144; 145; 147; 150; 153; 154A; 155, 158; 159; 162; 206 Max-Beer-Straße 2/4 Monbijoupark, Büste Chamisso Monbijouplatz 12 Monbijoustraße 2; 4, 4A Mulackstraße 22; 23 Münzstraße 8; 14/16; 18; 21/23 Neue Promenade 3; 5 Neue Schönhauser Straße 8; 10; 12; 13; 14; 15; 19; 20 Oranienburger Straße, S-Bahnhof; 1–3; 4; 23; 27; 28; 30; 31; 34; 35–36, 50; 54; 71–72; 73–76; 84, 86 Rosenthaler Platz, U-Bahnhof Rosa-Luxemburg-Platz, U-Bahnhof; 2–3 Rosa-Luxemburg-Straße 2/4; 14; 15; 39/41 Rosenthaler Straße 13; 31; 36; 37; 38; 39, 51; 72A Rückerstraße 4 Sophienstraße 2; 3; 5; 8; 9; 11; 18–18A; 22–22A; 28–29 Steinstraße 19; 21 Torstraße 138; 146; 164; 222 Tucholskystr. 6/14; 9; 22; 24; 31/33; 40 Weinmeisterstraße, U-Bahnhof; 15; 16–17 Weydingerstraße 18; 20/22 Ziegelstraße 5–9; 10–11; 12 Gartendenkmale siehe: Große Hamburger Straße (zwischen 25 und 26) Alter jüdischer Friedhof; 29–30 Kleine Rosenthaler Straße 3 Koppenplatz 11 Münzstraße 21/23 | 09080255 – Oranienburger Straße 37, Mietshaus, um 1886 |                                     |
| 09011331 | Spandauer Vorstadt begrenzt im Norden durch die Torstraße 6/230 und Weydingerstraße 20/22 im Süden durch S-Bahn, Spree, Dircksenstraße 32–51 und Neue Promenade / Am Zwirngraben im Osten durch die Karl-Liebknecht-Straße 15/33 und im Westen durch die Friedrichstraße 105–118 (Lage) | Spandauer Vorstadt Gesamtanlagen siehe: Gipsstraße 23A Große Hamburger Straße 5–11, 29–31 Linienstraße 16–21... Rosa-Luxemburg-Straße 30 Rosenthaler Straße 40–41 Spandauer Vorstadt Tucholskystraße 2 Baudenkmale siehe: Almstadtstraße 11, 16, 18, 43 Alte Schönhauser Straße 46, 48–49 Am Zwirngraben, S-Bahnhof Börse Auguststraße 9; 11–13; 14–16; 19, 21; 23; 24–25; 26B; 36; 53; 56–57; 69; 74; 76; 89; 90 Friedrichstraße 107; 112A Gipsstraße 11 Gormannstraße 12 Große Hamburger Straße 13–14; 15–16; 17; 19A; zwischen 25 und 26, Gedenkstätte; 27; 28; 29–31; Sophienkirche, 37 Hirtenstraße 4 Joachimstraße 6; 10; 11; 11A; 14; 15; 16; 20; 21 Johannisstraße 2 Karl-Liebknecht-Straße 27–29 Kleine Alexanderstraße 1–4 Kleine Präsidentenstraße 3 Kleine Rosenthaler Straße 2–3 Koppenplatz 6; 11; 12; 13 Krausnickstraße 3–3A Linienstraße 49; 62; 101; 110; 128–129, 137; 144; 145; 147; 150; 153; 154A; 155, 158; 159; 162; 206 Max-Beer-Straße 2/4 Monbijoupark, Büste Chamisso Monbijouplatz 12 Monbijoustraße 2; 4, 4A Mulackstraße 22; 23 Münzstraße 8; 14/16; 18; 21/23 Neue Promenade 3; 5 Neue Schönhauser Straße 8; 10; 12; 13; 14; 15; 19; 20 Oranienburger Straße, S-Bahnhof; 1–3; 4; 23; 27; 28; 30; 31; 34; 35–36, 50; 54; 71–72; 73–76; 84, 86 Rosenthaler Platz, U-Bahnhof Rosa-Luxemburg-Platz, U-Bahnhof; 2–3 Rosa-Luxemburg-Straße 2/4; 14; 15; 39/41 Rosenthaler Straße 13; 31; 36; 37; 38; 39, 51; 72A Rückerstraße 4 Sophienstraße 2; 3; 5; 8; 9; 11; 18–18A; 22–22A; 28–29 Steinstraße 19; 21 Torstraße 138; 146; 164; 222 Tucholskystr. 6/14; 9; 22; 24; 31/33; 40 Weinmeisterstraße, U-Bahnhof; 15; 16–17 Weydingerstraße 18; 20/22 Ziegelstraße 5–9; 10–11; 12 Gartendenkmale siehe: Große Hamburger Straße (zwischen 25 und 26) Alter jüdischer Friedhof; 29–30 Kleine Rosenthaler Straße 3 Koppenplatz 11 Münzstraße 21/23 | 09080256 – Oranienburger Straße 38 / Auguststraße 4, Mietshaus, nach 1897 |                                     |
| 09011331 | Spandauer Vorstadt begrenzt im Norden durch die Torstraße 6/230 und Weydingerstraße 20/22 im Süden durch S-Bahn, Spree, Dircksenstraße 32–51 und Neue Promenade / Am Zwirngraben im Osten durch die Karl-Liebknecht-Straße 15/33 und im Westen durch die Friedrichstraße 105–118 (Lage) | Spandauer Vorstadt Gesamtanlagen siehe: Gipsstraße 23A Große Hamburger Straße 5–11, 29–31 Linienstraße 16–21... Rosa-Luxemburg-Straße 30 Rosenthaler Straße 40–41 Spandauer Vorstadt Tucholskystraße 2 Baudenkmale siehe: Almstadtstraße 11, 16, 18, 43 Alte Schönhauser Straße 46, 48–49 Am Zwirngraben, S-Bahnhof Börse Auguststraße 9; 11–13; 14–16; 19, 21; 23; 24–25; 26B; 36; 53; 56–57; 69; 74; 76; 89; 90 Friedrichstraße 107; 112A Gipsstraße 11 Gormannstraße 12 Große Hamburger Straße 13–14; 15–16; 17; 19A; zwischen 25 und 26, Gedenkstätte; 27; 28; 29–31; Sophienkirche, 37 Hirtenstraße 4 Joachimstraße 6; 10; 11; 11A; 14; 15; 16; 20; 21 Johannisstraße 2 Karl-Liebknecht-Straße 27–29 Kleine Alexanderstraße 1–4 Kleine Präsidentenstraße 3 Kleine Rosenthaler Straße 2–3 Koppenplatz 6; 11; 12; 13 Krausnickstraße 3–3A Linienstraße 49; 62; 101; 110; 128–129, 137; 144; 145; 147; 150; 153; 154A; 155, 158; 159; 162; 206 Max-Beer-Straße 2/4 Monbijoupark, Büste Chamisso Monbijouplatz 12 Monbijoustraße 2; 4, 4A Mulackstraße 22; 23 Münzstraße 8; 14/16; 18; 21/23 Neue Promenade 3; 5 Neue Schönhauser Straße 8; 10; 12; 13; 14; 15; 19; 20 Oranienburger Straße, S-Bahnhof; 1–3; 4; 23; 27; 28; 30; 31; 34; 35–36, 50; 54; 71–72; 73–76; 84, 86 Rosenthaler Platz, U-Bahnhof Rosa-Luxemburg-Platz, U-Bahnhof; 2–3 Rosa-Luxemburg-Straße 2/4; 14; 15; 39/41 Rosenthaler Straße 13; 31; 36; 37; 38; 39, 51; 72A Rückerstraße 4 Sophienstraße 2; 3; 5; 8; 9; 11; 18–18A; 22–22A; 28–29 Steinstraße 19; 21 Torstraße 138; 146; 164; 222 Tucholskystr. 6/14; 9; 22; 24; 31/33; 40 Weinmeisterstraße, U-Bahnhof; 15; 16–17 Weydingerstraße 18; 20/22 Ziegelstraße 5–9; 10–11; 12 Gartendenkmale siehe: Große Hamburger Straße (zwischen 25 und 26) Alter jüdischer Friedhof; 29–30 Kleine Rosenthaler Straße 3 Koppenplatz 11 Münzstraße 21/23 | Gewerbebau, nach 1897 |                                     |
| 09011331 | Spandauer Vorstadt begrenzt im Norden durch die Torstraße 6/230 und Weydingerstraße 20/22 im Süden durch S-Bahn, Spree, Dircksenstraße 32–51 und Neue Promenade / Am Zwirngraben im Osten durch die Karl-Liebknecht-Straße 15/33 und im Westen durch die Friedrichstraße 105–118 (Lage) | Spandauer Vorstadt Gesamtanlagen siehe: Gipsstraße 23A Große Hamburger Straße 5–11, 29–31 Linienstraße 16–21... Rosa-Luxemburg-Straße 30 Rosenthaler Straße 40–41 Spandauer Vorstadt Tucholskystraße 2 Baudenkmale siehe: Almstadtstraße 11, 16, 18, 43 Alte Schönhauser Straße 46, 48–49 Am Zwirngraben, S-Bahnhof Börse Auguststraße 9; 11–13; 14–16; 19, 21; 23; 24–25; 26B; 36; 53; 56–57; 69; 74; 76; 89; 90 Friedrichstraße 107; 112A Gipsstraße 11 Gormannstraße 12 Große Hamburger Straße 13–14; 15–16; 17; 19A; zwischen 25 und 26, Gedenkstätte; 27; 28; 29–31; Sophienkirche, 37 Hirtenstraße 4 Joachimstraße 6; 10; 11; 11A; 14; 15; 16; 20; 21 Johannisstraße 2 Karl-Liebknecht-Straße 27–29 Kleine Alexanderstraße 1–4 Kleine Präsidentenstraße 3 Kleine Rosenthaler Straße 2–3 Koppenplatz 6; 11; 12; 13 Krausnickstraße 3–3A Linienstraße 49; 62; 101; 110; 128–129, 137; 144; 145; 147; 150; 153; 154A; 155, 158; 159; 162; 206 Max-Beer-Straße 2/4 Monbijoupark, Büste Chamisso Monbijouplatz 12 Monbijoustraße 2; 4, 4A Mulackstraße 22; 23 Münzstraße 8; 14/16; 18; 21/23 Neue Promenade 3; 5 Neue Schönhauser Straße 8; 10; 12; 13; 14; 15; 19; 20 Oranienburger Straße, S-Bahnhof; 1–3; 4; 23; 27; 28; 30; 31; 34; 35–36, 50; 54; 71–72; 73–76; 84, 86 Rosenthaler Platz, U-Bahnhof Rosa-Luxemburg-Platz, U-Bahnhof; 2–3 Rosa-Luxemburg-Straße 2/4; 14; 15; 39/41 Rosenthaler Straße 13; 31; 36; 37; 38; 39, 51; 72A Rückerstraße 4 Sophienstraße 2; 3; 5; 8; 9; 11; 18–18A; 22–22A; 28–29 Steinstraße 19; 21 Torstraße 138; 146; 164; 222 Tucholskystr. 6/14; 9; 22; 24; 31/33; 40 Weinmeisterstraße, U-Bahnhof; 15; 16–17 Weydingerstraße 18; 20/22 Ziegelstraße 5–9; 10–11; 12 Gartendenkmale siehe: Große Hamburger Straße (zwischen 25 und 26) Alter jüdischer Friedhof; 29–30 Kleine Rosenthaler Straße 3 Koppenplatz 11 Münzstraße 21/23 | 09080257 – Oranienburger Straße 39, Mietshaus, 1891 |                                     |
| 09011331 | Spandauer Vorstadt begrenzt im Norden durch die Torstraße 6/230 und Weydingerstraße 20/22 im Süden durch S-Bahn, Spree, Dircksenstraße 32–51 und Neue Promenade / Am Zwirngraben im Osten durch die Karl-Liebknecht-Straße 15/33 und im Westen durch die Friedrichstraße 105–118 (Lage) | Spandauer Vorstadt Gesamtanlagen siehe: Gipsstraße 23A Große Hamburger Straße 5–11, 29–31 Linienstraße 16–21... Rosa-Luxemburg-Straße 30 Rosenthaler Straße 40–41 Spandauer Vorstadt Tucholskystraße 2 Baudenkmale siehe: Almstadtstraße 11, 16, 18, 43 Alte Schönhauser Straße 46, 48–49 Am Zwirngraben, S-Bahnhof Börse Auguststraße 9; 11–13; 14–16; 19, 21; 23; 24–25; 26B; 36; 53; 56–57; 69; 74; 76; 89; 90 Friedrichstraße 107; 112A Gipsstraße 11 Gormannstraße 12 Große Hamburger Straße 13–14; 15–16; 17; 19A; zwischen 25 und 26, Gedenkstätte; 27; 28; 29–31; Sophienkirche, 37 Hirtenstraße 4 Joachimstraße 6; 10; 11; 11A; 14; 15; 16; 20; 21 Johannisstraße 2 Karl-Liebknecht-Straße 27–29 Kleine Alexanderstraße 1–4 Kleine Präsidentenstraße 3 Kleine Rosenthaler Straße 2–3 Koppenplatz 6; 11; 12; 13 Krausnickstraße 3–3A Linienstraße 49; 62; 101; 110; 128–129, 137; 144; 145; 147; 150; 153; 154A; 155, 158; 159; 162; 206 Max-Beer-Straße 2/4 Monbijoupark, Büste Chamisso Monbijouplatz 12 Monbijoustraße 2; 4, 4A Mulackstraße 22; 23 Münzstraße 8; 14/16; 18; 21/23 Neue Promenade 3; 5 Neue Schönhauser Straße 8; 10; 12; 13; 14; 15; 19; 20 Oranienburger Straße, S-Bahnhof; 1–3; 4; 23; 27; 28; 30; 31; 34; 35–36, 50; 54; 71–72; 73–76; 84, 86 Rosenthaler Platz, U-Bahnhof Rosa-Luxemburg-Platz, U-Bahnhof; 2–3 Rosa-Luxemburg-Straße 2/4; 14; 15; 39/41 Rosenthaler Straße 13; 31; 36; 37; 38; 39, 51; 72A Rückerstraße 4 Sophienstraße 2; 3; 5; 8; 9; 11; 18–18A; 22–22A; 28–29 Steinstraße 19; 21 Torstraße 138; 146; 164; 222 Tucholskystr. 6/14; 9; 22; 24; 31/33; 40 Weinmeisterstraße, U-Bahnhof; 15; 16–17 Weydingerstraße 18; 20/22 Ziegelstraße 5–9; 10–11; 12 Gartendenkmale siehe: Große Hamburger Straße (zwischen 25 und 26) Alter jüdischer Friedhof; 29–30 Kleine Rosenthaler Straße 3 Koppenplatz 11 Münzstraße 21/23 | 09050130 – Oranienburger Straße 40–41, Mietshaus, um 1875 |                                     |
| 09011331 | Spandauer Vorstadt begrenzt im Norden durch die Torstraße 6/230 und Weydingerstraße 20/22 im Süden durch S-Bahn, Spree, Dircksenstraße 32–51 und Neue Promenade / Am Zwirngraben im Osten durch die Karl-Liebknecht-Straße 15/33 und im Westen durch die Friedrichstraße 105–118 (Lage) | Spandauer Vorstadt Gesamtanlagen siehe: Gipsstraße 23A Große Hamburger Straße 5–11, 29–31 Linienstraße 16–21... Rosa-Luxemburg-Straße 30 Rosenthaler Straße 40–41 Spandauer Vorstadt Tucholskystraße 2 Baudenkmale siehe: Almstadtstraße 11, 16, 18, 43 Alte Schönhauser Straße 46, 48–49 Am Zwirngraben, S-Bahnhof Börse Auguststraße 9; 11–13; 14–16; 19, 21; 23; 24–25; 26B; 36; 53; 56–57; 69; 74; 76; 89; 90 Friedrichstraße 107; 112A Gipsstraße 11 Gormannstraße 12 Große Hamburger Straße 13–14; 15–16; 17; 19A; zwischen 25 und 26, Gedenkstätte; 27; 28; 29–31; Sophienkirche, 37 Hirtenstraße 4 Joachimstraße 6; 10; 11; 11A; 14; 15; 16; 20; 21 Johannisstraße 2 Karl-Liebknecht-Straße 27–29 Kleine Alexanderstraße 1–4 Kleine Präsidentenstraße 3 Kleine Rosenthaler Straße 2–3 Koppenplatz 6; 11; 12; 13 Krausnickstraße 3–3A Linienstraße 49; 62; 101; 110; 128–129, 137; 144; 145; 147; 150; 153; 154A; 155, 158; 159; 162; 206 Max-Beer-Straße 2/4 Monbijoupark, Büste Chamisso Monbijouplatz 12 Monbijoustraße 2; 4, 4A Mulackstraße 22; 23 Münzstraße 8; 14/16; 18; 21/23 Neue Promenade 3; 5 Neue Schönhauser Straße 8; 10; 12; 13; 14; 15; 19; 20 Oranienburger Straße, S-Bahnhof; 1–3; 4; 23; 27; 28; 30; 31; 34; 35–36, 50; 54; 71–72; 73–76; 84, 86 Rosenthaler Platz, U-Bahnhof Rosa-Luxemburg-Platz, U-Bahnhof; 2–3 Rosa-Luxemburg-Straße 2/4; 14; 15; 39/41 Rosenthaler Straße 13; 31; 36; 37; 38; 39, 51; 72A Rückerstraße 4 Sophienstraße 2; 3; 5; 8; 9; 11; 18–18A; 22–22A; 28–29 Steinstraße 19; 21 Torstraße 138; 146; 164; 222 Tucholskystr. 6/14; 9; 22; 24; 31/33; 40 Weinmeisterstraße, U-Bahnhof; 15; 16–17 Weydingerstraße 18; 20/22 Ziegelstraße 5–9; 10–11; 12 Gartendenkmale siehe: Große Hamburger Straße (zwischen 25 und 26) Alter jüdischer Friedhof; 29–30 Kleine Rosenthaler Straße 3 Koppenplatz 11 Münzstraße 21/23 | 09035140 – Oranienburger Straße 45, Mietshaus, 1889 |                                     |
| 09011331 | Spandauer Vorstadt begrenzt im Norden durch die Torstraße 6/230 und Weydingerstraße 20/22 im Süden durch S-Bahn, Spree, Dircksenstraße 32–51 und Neue Promenade / Am Zwirngraben im Osten durch die Karl-Liebknecht-Straße 15/33 und im Westen durch die Friedrichstraße 105–118 (Lage) | Spandauer Vorstadt Gesamtanlagen siehe: Gipsstraße 23A Große Hamburger Straße 5–11, 29–31 Linienstraße 16–21... Rosa-Luxemburg-Straße 30 Rosenthaler Straße 40–41 Spandauer Vorstadt Tucholskystraße 2 Baudenkmale siehe: Almstadtstraße 11, 16, 18, 43 Alte Schönhauser Straße 46, 48–49 Am Zwirngraben, S-Bahnhof Börse Auguststraße 9; 11–13; 14–16; 19, 21; 23; 24–25; 26B; 36; 53; 56–57; 69; 74; 76; 89; 90 Friedrichstraße 107; 112A Gipsstraße 11 Gormannstraße 12 Große Hamburger Straße 13–14; 15–16; 17; 19A; zwischen 25 und 26, Gedenkstätte; 27; 28; 29–31; Sophienkirche, 37 Hirtenstraße 4 Joachimstraße 6; 10; 11; 11A; 14; 15; 16; 20; 21 Johannisstraße 2 Karl-Liebknecht-Straße 27–29 Kleine Alexanderstraße 1–4 Kleine Präsidentenstraße 3 Kleine Rosenthaler Straße 2–3 Koppenplatz 6; 11; 12; 13 Krausnickstraße 3–3A Linienstraße 49; 62; 101; 110; 128–129, 137; 144; 145; 147; 150; 153; 154A; 155, 158; 159; 162; 206 Max-Beer-Straße 2/4 Monbijoupark, Büste Chamisso Monbijouplatz 12 Monbijoustraße 2; 4, 4A Mulackstraße 22; 23 Münzstraße 8; 14/16; 18; 21/23 Neue Promenade 3; 5 Neue Schönhauser Straße 8; 10; 12; 13; 14; 15; 19; 20 Oranienburger Straße, S-Bahnhof; 1–3; 4; 23; 27; 28; 30; 31; 34; 35–36, 50; 54; 71–72; 73–76; 84, 86 Rosenthaler Platz, U-Bahnhof Rosa-Luxemburg-Platz, U-Bahnhof; 2–3 Rosa-Luxemburg-Straße 2/4; 14; 15; 39/41 Rosenthaler Straße 13; 31; 36; 37; 38; 39, 51; 72A Rückerstraße 4 Sophienstraße 2; 3; 5; 8; 9; 11; 18–18A; 22–22A; 28–29 Steinstraße 19; 21 Torstraße 138; 146; 164; 222 Tucholskystr. 6/14; 9; 22; 24; 31/33; 40 Weinmeisterstraße, U-Bahnhof; 15; 16–17 Weydingerstraße 18; 20/22 Ziegelstraße 5–9; 10–11; 12 Gartendenkmale siehe: Große Hamburger Straße (zwischen 25 und 26) Alter jüdischer Friedhof; 29–30 Kleine Rosenthaler Straße 3 Koppenplatz 11 Münzstraße 21/23 | 09035141 – Oranienburger Straße 46–47, Mietshaus, 1884 |                                     |
| 09011331 | Spandauer Vorstadt begrenzt im Norden durch die Torstraße 6/230 und Weydingerstraße 20/22 im Süden durch S-Bahn, Spree, Dircksenstraße 32–51 und Neue Promenade / Am Zwirngraben im Osten durch die Karl-Liebknecht-Straße 15/33 und im Westen durch die Friedrichstraße 105–118 (Lage) | Spandauer Vorstadt Gesamtanlagen siehe: Gipsstraße 23A Große Hamburger Straße 5–11, 29–31 Linienstraße 16–21... Rosa-Luxemburg-Straße 30 Rosenthaler Straße 40–41 Spandauer Vorstadt Tucholskystraße 2 Baudenkmale siehe: Almstadtstraße 11, 16, 18, 43 Alte Schönhauser Straße 46, 48–49 Am Zwirngraben, S-Bahnhof Börse Auguststraße 9; 11–13; 14–16; 19, 21; 23; 24–25; 26B; 36; 53; 56–57; 69; 74; 76; 89; 90 Friedrichstraße 107; 112A Gipsstraße 11 Gormannstraße 12 Große Hamburger Straße 13–14; 15–16; 17; 19A; zwischen 25 und 26, Gedenkstätte; 27; 28; 29–31; Sophienkirche, 37 Hirtenstraße 4 Joachimstraße 6; 10; 11; 11A; 14; 15; 16; 20; 21 Johannisstraße 2 Karl-Liebknecht-Straße 27–29 Kleine Alexanderstraße 1–4 Kleine Präsidentenstraße 3 Kleine Rosenthaler Straße 2–3 Koppenplatz 6; 11; 12; 13 Krausnickstraße 3–3A Linienstraße 49; 62; 101; 110; 128–129, 137; 144; 145; 147; 150; 153; 154A; 155, 158; 159; 162; 206 Max-Beer-Straße 2/4 Monbijoupark, Büste Chamisso Monbijouplatz 12 Monbijoustraße 2; 4, 4A Mulackstraße 22; 23 Münzstraße 8; 14/16; 18; 21/23 Neue Promenade 3; 5 Neue Schönhauser Straße 8; 10; 12; 13; 14; 15; 19; 20 Oranienburger Straße, S-Bahnhof; 1–3; 4; 23; 27; 28; 30; 31; 34; 35–36, 50; 54; 71–72; 73–76; 84, 86 Rosenthaler Platz, U-Bahnhof Rosa-Luxemburg-Platz, U-Bahnhof; 2–3 Rosa-Luxemburg-Straße 2/4; 14; 15; 39/41 Rosenthaler Straße 13; 31; 36; 37; 38; 39, 51; 72A Rückerstraße 4 Sophienstraße 2; 3; 5; 8; 9; 11; 18–18A; 22–22A; 28–29 Steinstraße 19; 21 Torstraße 138; 146; 164; 222 Tucholskystr. 6/14; 9; 22; 24; 31/33; 40 Weinmeisterstraße, U-Bahnhof; 15; 16–17 Weydingerstraße 18; 20/22 Ziegelstraße 5–9; 10–11; 12 Gartendenkmale siehe: Große Hamburger Straße (zwischen 25 und 26) Alter jüdischer Friedhof; 29–30 Kleine Rosenthaler Straße 3 Koppenplatz 11 Münzstraße 21/23 | 09035142 – Oranienburger Straße 48–49, Mietshaus, 1847, Umbau 1930 |                                     |
| 09011331 | Spandauer Vorstadt begrenzt im Norden durch die Torstraße 6/230 und Weydingerstraße 20/22 im Süden durch S-Bahn, Spree, Dircksenstraße 32–51 und Neue Promenade / Am Zwirngraben im Osten durch die Karl-Liebknecht-Straße 15/33 und im Westen durch die Friedrichstraße 105–118 (Lage) | Spandauer Vorstadt Gesamtanlagen siehe: Gipsstraße 23A Große Hamburger Straße 5–11, 29–31 Linienstraße 16–21... Rosa-Luxemburg-Straße 30 Rosenthaler Straße 40–41 Spandauer Vorstadt Tucholskystraße 2 Baudenkmale siehe: Almstadtstraße 11, 16, 18, 43 Alte Schönhauser Straße 46, 48–49 Am Zwirngraben, S-Bahnhof Börse Auguststraße 9; 11–13; 14–16; 19, 21; 23; 24–25; 26B; 36; 53; 56–57; 69; 74; 76; 89; 90 Friedrichstraße 107; 112A Gipsstraße 11 Gormannstraße 12 Große Hamburger Straße 13–14; 15–16; 17; 19A; zwischen 25 und 26, Gedenkstätte; 27; 28; 29–31; Sophienkirche, 37 Hirtenstraße 4 Joachimstraße 6; 10; 11; 11A; 14; 15; 16; 20; 21 Johannisstraße 2 Karl-Liebknecht-Straße 27–29 Kleine Alexanderstraße 1–4 Kleine Präsidentenstraße 3 Kleine Rosenthaler Straße 2–3 Koppenplatz 6; 11; 12; 13 Krausnickstraße 3–3A Linienstraße 49; 62; 101; 110; 128–129, 137; 144; 145; 147; 150; 153; 154A; 155, 158; 159; 162; 206 Max-Beer-Straße 2/4 Monbijoupark, Büste Chamisso Monbijouplatz 12 Monbijoustraße 2; 4, 4A Mulackstraße 22; 23 Münzstraße 8; 14/16; 18; 21/23 Neue Promenade 3; 5 Neue Schönhauser Straße 8; 10; 12; 13; 14; 15; 19; 20 Oranienburger Straße, S-Bahnhof; 1–3; 4; 23; 27; 28; 30; 31; 34; 35–36, 50; 54; 71–72; 73–76; 84, 86 Rosenthaler Platz, U-Bahnhof Rosa-Luxemburg-Platz, U-Bahnhof; 2–3 Rosa-Luxemburg-Straße 2/4; 14; 15; 39/41 Rosenthaler Straße 13; 31; 36; 37; 38; 39, 51; 72A Rückerstraße 4 Sophienstraße 2; 3; 5; 8; 9; 11; 18–18A; 22–22A; 28–29 Steinstraße 19; 21 Torstraße 138; 146; 164; 222 Tucholskystr. 6/14; 9; 22; 24; 31/33; 40 Weinmeisterstraße, U-Bahnhof; 15; 16–17 Weydingerstraße 18; 20/22 Ziegelstraße 5–9; 10–11; 12 Gartendenkmale siehe: Große Hamburger Straße (zwischen 25 und 26) Alter jüdischer Friedhof; 29–30 Kleine Rosenthaler Straße 3 Koppenplatz 11 Münzstraße 21/23 | 09035277 – Oranienburger Straße 65, Gewerbebau (Quergebäude), um 1900 |                                     |
| 09011331 | Spandauer Vorstadt begrenzt im Norden durch die Torstraße 6/230 und Weydingerstraße 20/22 im Süden durch S-Bahn, Spree, Dircksenstraße 32–51 und Neue Promenade / Am Zwirngraben im Osten durch die Karl-Liebknecht-Straße 15/33 und im Westen durch die Friedrichstraße 105–118 (Lage) | Spandauer Vorstadt Gesamtanlagen siehe: Gipsstraße 23A Große Hamburger Straße 5–11, 29–31 Linienstraße 16–21... Rosa-Luxemburg-Straße 30 Rosenthaler Straße 40–41 Spandauer Vorstadt Tucholskystraße 2 Baudenkmale siehe: Almstadtstraße 11, 16, 18, 43 Alte Schönhauser Straße 46, 48–49 Am Zwirngraben, S-Bahnhof Börse Auguststraße 9; 11–13; 14–16; 19, 21; 23; 24–25; 26B; 36; 53; 56–57; 69; 74; 76; 89; 90 Friedrichstraße 107; 112A Gipsstraße 11 Gormannstraße 12 Große Hamburger Straße 13–14; 15–16; 17; 19A; zwischen 25 und 26, Gedenkstätte; 27; 28; 29–31; Sophienkirche, 37 Hirtenstraße 4 Joachimstraße 6; 10; 11; 11A; 14; 15; 16; 20; 21 Johannisstraße 2 Karl-Liebknecht-Straße 27–29 Kleine Alexanderstraße 1–4 Kleine Präsidentenstraße 3 Kleine Rosenthaler Straße 2–3 Koppenplatz 6; 11; 12; 13 Krausnickstraße 3–3A Linienstraße 49; 62; 101; 110; 128–129, 137; 144; 145; 147; 150; 153; 154A; 155, 158; 159; 162; 206 Max-Beer-Straße 2/4 Monbijoupark, Büste Chamisso Monbijouplatz 12 Monbijoustraße 2; 4, 4A Mulackstraße 22; 23 Münzstraße 8; 14/16; 18; 21/23 Neue Promenade 3; 5 Neue Schönhauser Straße 8; 10; 12; 13; 14; 15; 19; 20 Oranienburger Straße, S-Bahnhof; 1–3; 4; 23; 27; 28; 30; 31; 34; 35–36, 50; 54; 71–72; 73–76; 84, 86 Rosenthaler Platz, U-Bahnhof Rosa-Luxemburg-Platz, U-Bahnhof; 2–3 Rosa-Luxemburg-Straße 2/4; 14; 15; 39/41 Rosenthaler Straße 13; 31; 36; 37; 38; 39, 51; 72A Rückerstraße 4 Sophienstraße 2; 3; 5; 8; 9; 11; 18–18A; 22–22A; 28–29 Steinstraße 19; 21 Torstraße 138; 146; 164; 222 Tucholskystr. 6/14; 9; 22; 24; 31/33; 40 Weinmeisterstraße, U-Bahnhof; 15; 16–17 Weydingerstraße 18; 20/22 Ziegelstraße 5–9; 10–11; 12 Gartendenkmale siehe: Große Hamburger Straße (zwischen 25 und 26) Alter jüdischer Friedhof; 29–30 Kleine Rosenthaler Straße 3 Koppenplatz 11 Münzstraße 21/23 | 09035276 – Oranienburger Straße 69 / Tucholskystraße, Mietshaus, 1886 |                                     |
| 09011331 | Spandauer Vorstadt begrenzt im Norden durch die Torstraße 6/230 und Weydingerstraße 20/22 im Süden durch S-Bahn, Spree, Dircksenstraße 32–51 und Neue Promenade / Am Zwirngraben im Osten durch die Karl-Liebknecht-Straße 15/33 und im Westen durch die Friedrichstraße 105–118 (Lage) | Spandauer Vorstadt Gesamtanlagen siehe: Gipsstraße 23A Große Hamburger Straße 5–11, 29–31 Linienstraße 16–21... Rosa-Luxemburg-Straße 30 Rosenthaler Straße 40–41 Spandauer Vorstadt Tucholskystraße 2 Baudenkmale siehe: Almstadtstraße 11, 16, 18, 43 Alte Schönhauser Straße 46, 48–49 Am Zwirngraben, S-Bahnhof Börse Auguststraße 9; 11–13; 14–16; 19, 21; 23; 24–25; 26B; 36; 53; 56–57; 69; 74; 76; 89; 90 Friedrichstraße 107; 112A Gipsstraße 11 Gormannstraße 12 Große Hamburger Straße 13–14; 15–16; 17; 19A; zwischen 25 und 26, Gedenkstätte; 27; 28; 29–31; Sophienkirche, 37 Hirtenstraße 4 Joachimstraße 6; 10; 11; 11A; 14; 15; 16; 20; 21 Johannisstraße 2 Karl-Liebknecht-Straße 27–29 Kleine Alexanderstraße 1–4 Kleine Präsidentenstraße 3 Kleine Rosenthaler Straße 2–3 Koppenplatz 6; 11; 12; 13 Krausnickstraße 3–3A Linienstraße 49; 62; 101; 110; 128–129, 137; 144; 145; 147; 150; 153; 154A; 155, 158; 159; 162; 206 Max-Beer-Straße 2/4 Monbijoupark, Büste Chamisso Monbijouplatz 12 Monbijoustraße 2; 4, 4A Mulackstraße 22; 23 Münzstraße 8; 14/16; 18; 21/23 Neue Promenade 3; 5 Neue Schönhauser Straße 8; 10; 12; 13; 14; 15; 19; 20 Oranienburger Straße, S-Bahnhof; 1–3; 4; 23; 27; 28; 30; 31; 34; 35–36, 50; 54; 71–72; 73–76; 84, 86 Rosenthaler Platz, U-Bahnhof Rosa-Luxemburg-Platz, U-Bahnhof; 2–3 Rosa-Luxemburg-Straße 2/4; 14; 15; 39/41 Rosenthaler Straße 13; 31; 36; 37; 38; 39, 51; 72A Rückerstraße 4 Sophienstraße 2; 3; 5; 8; 9; 11; 18–18A; 22–22A; 28–29 Steinstraße 19; 21 Torstraße 138; 146; 164; 222 Tucholskystr. 6/14; 9; 22; 24; 31/33; 40 Weinmeisterstraße, U-Bahnhof; 15; 16–17 Weydingerstraße 18; 20/22 Ziegelstraße 5–9; 10–11; 12 Gartendenkmale siehe: Große Hamburger Straße (zwischen 25 und 26) Alter jüdischer Friedhof; 29–30 Kleine Rosenthaler Straße 3 Koppenplatz 11 Münzstraße 21/23 | Treppenanlage, 1886 |                                     |
| 09011331 | Spandauer Vorstadt begrenzt im Norden durch die Torstraße 6/230 und Weydingerstraße 20/22 im Süden durch S-Bahn, Spree, Dircksenstraße 32–51 und Neue Promenade / Am Zwirngraben im Osten durch die Karl-Liebknecht-Straße 15/33 und im Westen durch die Friedrichstraße 105–118 (Lage) | Spandauer Vorstadt Gesamtanlagen siehe: Gipsstraße 23A Große Hamburger Straße 5–11, 29–31 Linienstraße 16–21... Rosa-Luxemburg-Straße 30 Rosenthaler Straße 40–41 Spandauer Vorstadt Tucholskystraße 2 Baudenkmale siehe: Almstadtstraße 11, 16, 18, 43 Alte Schönhauser Straße 46, 48–49 Am Zwirngraben, S-Bahnhof Börse Auguststraße 9; 11–13; 14–16; 19, 21; 23; 24–25; 26B; 36; 53; 56–57; 69; 74; 76; 89; 90 Friedrichstraße 107; 112A Gipsstraße 11 Gormannstraße 12 Große Hamburger Straße 13–14; 15–16; 17; 19A; zwischen 25 und 26, Gedenkstätte; 27; 28; 29–31; Sophienkirche, 37 Hirtenstraße 4 Joachimstraße 6; 10; 11; 11A; 14; 15; 16; 20; 21 Johannisstraße 2 Karl-Liebknecht-Straße 27–29 Kleine Alexanderstraße 1–4 Kleine Präsidentenstraße 3 Kleine Rosenthaler Straße 2–3 Koppenplatz 6; 11; 12; 13 Krausnickstraße 3–3A Linienstraße 49; 62; 101; 110; 128–129, 137; 144; 145; 147; 150; 153; 154A; 155, 158; 159; 162; 206 Max-Beer-Straße 2/4 Monbijoupark, Büste Chamisso Monbijouplatz 12 Monbijoustraße 2; 4, 4A Mulackstraße 22; 23 Münzstraße 8; 14/16; 18; 21/23 Neue Promenade 3; 5 Neue Schönhauser Straße 8; 10; 12; 13; 14; 15; 19; 20 Oranienburger Straße, S-Bahnhof; 1–3; 4; 23; 27; 28; 30; 31; 34; 35–36, 50; 54; 71–72; 73–76; 84, 86 Rosenthaler Platz, U-Bahnhof Rosa-Luxemburg-Platz, U-Bahnhof; 2–3 Rosa-Luxemburg-Straße 2/4; 14; 15; 39/41 Rosenthaler Straße 13; 31; 36; 37; 38; 39, 51; 72A Rückerstraße 4 Sophienstraße 2; 3; 5; 8; 9; 11; 18–18A; 22–22A; 28–29 Steinstraße 19; 21 Torstraße 138; 146; 164; 222 Tucholskystr. 6/14; 9; 22; 24; 31/33; 40 Weinmeisterstraße, U-Bahnhof; 15; 16–17 Weydingerstraße 18; 20/22 Ziegelstraße 5–9; 10–11; 12 Gartendenkmale siehe: Große Hamburger Straße (zwischen 25 und 26) Alter jüdischer Friedhof; 29–30 Kleine Rosenthaler Straße 3 Koppenplatz 11 Münzstraße 21/23 | 09020488 – Oranienburger Straße 70 / Tucholskystraße 14, Institut für Post- und Fernmeldewesen, 1958–1963 von Köhler |                                     |
| 09011331 | Spandauer Vorstadt begrenzt im Norden durch die Torstraße 6/230 und Weydingerstraße 20/22 im Süden durch S-Bahn, Spree, Dircksenstraße 32–51 und Neue Promenade / Am Zwirngraben im Osten durch die Karl-Liebknecht-Straße 15/33 und im Westen durch die Friedrichstraße 105–118 (Lage) | Spandauer Vorstadt Gesamtanlagen siehe: Gipsstraße 23A Große Hamburger Straße 5–11, 29–31 Linienstraße 16–21... Rosa-Luxemburg-Straße 30 Rosenthaler Straße 40–41 Spandauer Vorstadt Tucholskystraße 2 Baudenkmale siehe: Almstadtstraße 11, 16, 18, 43 Alte Schönhauser Straße 46, 48–49 Am Zwirngraben, S-Bahnhof Börse Auguststraße 9; 11–13; 14–16; 19, 21; 23; 24–25; 26B; 36; 53; 56–57; 69; 74; 76; 89; 90 Friedrichstraße 107; 112A Gipsstraße 11 Gormannstraße 12 Große Hamburger Straße 13–14; 15–16; 17; 19A; zwischen 25 und 26, Gedenkstätte; 27; 28; 29–31; Sophienkirche, 37 Hirtenstraße 4 Joachimstraße 6; 10; 11; 11A; 14; 15; 16; 20; 21 Johannisstraße 2 Karl-Liebknecht-Straße 27–29 Kleine Alexanderstraße 1–4 Kleine Präsidentenstraße 3 Kleine Rosenthaler Straße 2–3 Koppenplatz 6; 11; 12; 13 Krausnickstraße 3–3A Linienstraße 49; 62; 101; 110; 128–129, 137; 144; 145; 147; 150; 153; 154A; 155, 158; 159; 162; 206 Max-Beer-Straße 2/4 Monbijoupark, Büste Chamisso Monbijouplatz 12 Monbijoustraße 2; 4, 4A Mulackstraße 22; 23 Münzstraße 8; 14/16; 18; 21/23 Neue Promenade 3; 5 Neue Schönhauser Straße 8; 10; 12; 13; 14; 15; 19; 20 Oranienburger Straße, S-Bahnhof; 1–3; 4; 23; 27; 28; 30; 31; 34; 35–36, 50; 54; 71–72; 73–76; 84, 86 Rosenthaler Platz, U-Bahnhof Rosa-Luxemburg-Platz, U-Bahnhof; 2–3 Rosa-Luxemburg-Straße 2/4; 14; 15; 39/41 Rosenthaler Straße 13; 31; 36; 37; 38; 39, 51; 72A Rückerstraße 4 Sophienstraße 2; 3; 5; 8; 9; 11; 18–18A; 22–22A; 28–29 Steinstraße 19; 21 Torstraße 138; 146; 164; 222 Tucholskystr. 6/14; 9; 22; 24; 31/33; 40 Weinmeisterstraße, U-Bahnhof; 15; 16–17 Weydingerstraße 18; 20/22 Ziegelstraße 5–9; 10–11; 12 Gartendenkmale siehe: Große Hamburger Straße (zwischen 25 und 26) Alter jüdischer Friedhof; 29–30 Kleine Rosenthaler Straße 3 Koppenplatz 11 Münzstraße 21/23 | 09080235 – Oranienburger Straße 85, Mietshaus, 1843 |                                     |
| 09011331 | Spandauer Vorstadt begrenzt im Norden durch die Torstraße 6/230 und Weydingerstraße 20/22 im Süden durch S-Bahn, Spree, Dircksenstraße 32–51 und Neue Promenade / Am Zwirngraben im Osten durch die Karl-Liebknecht-Straße 15/33 und im Westen durch die Friedrichstraße 105–118 (Lage) | Spandauer Vorstadt Gesamtanlagen siehe: Gipsstraße 23A Große Hamburger Straße 5–11, 29–31 Linienstraße 16–21... Rosa-Luxemburg-Straße 30 Rosenthaler Straße 40–41 Spandauer Vorstadt Tucholskystraße 2 Baudenkmale siehe: Almstadtstraße 11, 16, 18, 43 Alte Schönhauser Straße 46, 48–49 Am Zwirngraben, S-Bahnhof Börse Auguststraße 9; 11–13; 14–16; 19, 21; 23; 24–25; 26B; 36; 53; 56–57; 69; 74; 76; 89; 90 Friedrichstraße 107; 112A Gipsstraße 11 Gormannstraße 12 Große Hamburger Straße 13–14; 15–16; 17; 19A; zwischen 25 und 26, Gedenkstätte; 27; 28; 29–31; Sophienkirche, 37 Hirtenstraße 4 Joachimstraße 6; 10; 11; 11A; 14; 15; 16; 20; 21 Johannisstraße 2 Karl-Liebknecht-Straße 27–29 Kleine Alexanderstraße 1–4 Kleine Präsidentenstraße 3 Kleine Rosenthaler Straße 2–3 Koppenplatz 6; 11; 12; 13 Krausnickstraße 3–3A Linienstraße 49; 62; 101; 110; 128–129, 137; 144; 145; 147; 150; 153; 154A; 155, 158; 159; 162; 206 Max-Beer-Straße 2/4 Monbijoupark, Büste Chamisso Monbijouplatz 12 Monbijoustraße 2; 4, 4A Mulackstraße 22; 23 Münzstraße 8; 14/16; 18; 21/23 Neue Promenade 3; 5 Neue Schönhauser Straße 8; 10; 12; 13; 14; 15; 19; 20 Oranienburger Straße, S-Bahnhof; 1–3; 4; 23; 27; 28; 30; 31; 34; 35–36, 50; 54; 71–72; 73–76; 84, 86 Rosenthaler Platz, U-Bahnhof Rosa-Luxemburg-Platz, U-Bahnhof; 2–3 Rosa-Luxemburg-Straße 2/4; 14; 15; 39/41 Rosenthaler Straße 13; 31; 36; 37; 38; 39, 51; 72A Rückerstraße 4 Sophienstraße 2; 3; 5; 8; 9; 11; 18–18A; 22–22A; 28–29 Steinstraße 19; 21 Torstraße 138; 146; 164; 222 Tucholskystr. 6/14; 9; 22; 24; 31/33; 40 Weinmeisterstraße, U-Bahnhof; 15; 16–17 Weydingerstraße 18; 20/22 Ziegelstraße 5–9; 10–11; 12 Gartendenkmale siehe: Große Hamburger Straße (zwischen 25 und 26) Alter jüdischer Friedhof; 29–30 Kleine Rosenthaler Straße 3 Koppenplatz 11 Münzstraße 21/23 | 09050131 – Oranienburger Straße 87, 89, Mietshaus, um 1890 |                                     |
| 09011331 | Spandauer Vorstadt begrenzt im Norden durch die Torstraße 6/230 und Weydingerstraße 20/22 im Süden durch S-Bahn, Spree, Dircksenstraße 32–51 und Neue Promenade / Am Zwirngraben im Osten durch die Karl-Liebknecht-Straße 15/33 und im Westen durch die Friedrichstraße 105–118 (Lage) | Spandauer Vorstadt Gesamtanlagen siehe: Gipsstraße 23A Große Hamburger Straße 5–11, 29–31 Linienstraße 16–21... Rosa-Luxemburg-Straße 30 Rosenthaler Straße 40–41 Spandauer Vorstadt Tucholskystraße 2 Baudenkmale siehe: Almstadtstraße 11, 16, 18, 43 Alte Schönhauser Straße 46, 48–49 Am Zwirngraben, S-Bahnhof Börse Auguststraße 9; 11–13; 14–16; 19, 21; 23; 24–25; 26B; 36; 53; 56–57; 69; 74; 76; 89; 90 Friedrichstraße 107; 112A Gipsstraße 11 Gormannstraße 12 Große Hamburger Straße 13–14; 15–16; 17; 19A; zwischen 25 und 26, Gedenkstätte; 27; 28; 29–31; Sophienkirche, 37 Hirtenstraße 4 Joachimstraße 6; 10; 11; 11A; 14; 15; 16; 20; 21 Johannisstraße 2 Karl-Liebknecht-Straße 27–29 Kleine Alexanderstraße 1–4 Kleine Präsidentenstraße 3 Kleine Rosenthaler Straße 2–3 Koppenplatz 6; 11; 12; 13 Krausnickstraße 3–3A Linienstraße 49; 62; 101; 110; 128–129, 137; 144; 145; 147; 150; 153; 154A; 155, 158; 159; 162; 206 Max-Beer-Straße 2/4 Monbijoupark, Büste Chamisso Monbijouplatz 12 Monbijoustraße 2; 4, 4A Mulackstraße 22; 23 Münzstraße 8; 14/16; 18; 21/23 Neue Promenade 3; 5 Neue Schönhauser Straße 8; 10; 12; 13; 14; 15; 19; 20 Oranienburger Straße, S-Bahnhof; 1–3; 4; 23; 27; 28; 30; 31; 34; 35–36, 50; 54; 71–72; 73–76; 84, 86 Rosenthaler Platz, U-Bahnhof Rosa-Luxemburg-Platz, U-Bahnhof; 2–3 Rosa-Luxemburg-Straße 2/4; 14; 15; 39/41 Rosenthaler Straße 13; 31; 36; 37; 38; 39, 51; 72A Rückerstraße 4 Sophienstraße 2; 3; 5; 8; 9; 11; 18–18A; 22–22A; 28–29 Steinstraße 19; 21 Torstraße 138; 146; 164; 222 Tucholskystr. 6/14; 9; 22; 24; 31/33; 40 Weinmeisterstraße, U-Bahnhof; 15; 16–17 Weydingerstraße 18; 20/22 Ziegelstraße 5–9; 10–11; 12 Gartendenkmale siehe: Große Hamburger Straße (zwischen 25 und 26) Alter jüdischer Friedhof; 29–30 Kleine Rosenthaler Straße 3 Koppenplatz 11 Münzstraße 21/23 | 09080237 – Oranienburger Straße 91, Mietshaus, 1820 |                                     |
| 09011331 | Spandauer Vorstadt begrenzt im Norden durch die Torstraße 6/230 und Weydingerstraße 20/22 im Süden durch S-Bahn, Spree, Dircksenstraße 32–51 und Neue Promenade / Am Zwirngraben im Osten durch die Karl-Liebknecht-Straße 15/33 und im Westen durch die Friedrichstraße 105–118 (Lage) | Spandauer Vorstadt Gesamtanlagen siehe: Gipsstraße 23A Große Hamburger Straße 5–11, 29–31 Linienstraße 16–21... Rosa-Luxemburg-Straße 30 Rosenthaler Straße 40–41 Spandauer Vorstadt Tucholskystraße 2 Baudenkmale siehe: Almstadtstraße 11, 16, 18, 43 Alte Schönhauser Straße 46, 48–49 Am Zwirngraben, S-Bahnhof Börse Auguststraße 9; 11–13; 14–16; 19, 21; 23; 24–25; 26B; 36; 53; 56–57; 69; 74; 76; 89; 90 Friedrichstraße 107; 112A Gipsstraße 11 Gormannstraße 12 Große Hamburger Straße 13–14; 15–16; 17; 19A; zwischen 25 und 26, Gedenkstätte; 27; 28; 29–31; Sophienkirche, 37 Hirtenstraße 4 Joachimstraße 6; 10; 11; 11A; 14; 15; 16; 20; 21 Johannisstraße 2 Karl-Liebknecht-Straße 27–29 Kleine Alexanderstraße 1–4 Kleine Präsidentenstraße 3 Kleine Rosenthaler Straße 2–3 Koppenplatz 6; 11; 12; 13 Krausnickstraße 3–3A Linienstraße 49; 62; 101; 110; 128–129, 137; 144; 145; 147; 150; 153; 154A; 155, 158; 159; 162; 206 Max-Beer-Straße 2/4 Monbijoupark, Büste Chamisso Monbijouplatz 12 Monbijoustraße 2; 4, 4A Mulackstraße 22; 23 Münzstraße 8; 14/16; 18; 21/23 Neue Promenade 3; 5 Neue Schönhauser Straße 8; 10; 12; 13; 14; 15; 19; 20 Oranienburger Straße, S-Bahnhof; 1–3; 4; 23; 27; 28; 30; 31; 34; 35–36, 50; 54; 71–72; 73–76; 84, 86 Rosenthaler Platz, U-Bahnhof Rosa-Luxemburg-Platz, U-Bahnhof; 2–3 Rosa-Luxemburg-Straße 2/4; 14; 15; 39/41 Rosenthaler Straße 13; 31; 36; 37; 38; 39, 51; 72A Rückerstraße 4 Sophienstraße 2; 3; 5; 8; 9; 11; 18–18A; 22–22A; 28–29 Steinstraße 19; 21 Torstraße 138; 146; 164; 222 Tucholskystr. 6/14; 9; 22; 24; 31/33; 40 Weinmeisterstraße, U-Bahnhof; 15; 16–17 Weydingerstraße 18; 20/22 Ziegelstraße 5–9; 10–11; 12 Gartendenkmale siehe: Große Hamburger Straße (zwischen 25 und 26) Alter jüdischer Friedhof; 29–30 Kleine Rosenthaler Straße 3 Koppenplatz 11 Münzstraße 21/23 | 09080225 – Rochstraße 1, Mietshaus, 1889 |                                     |
| 09011331 | Spandauer Vorstadt begrenzt im Norden durch die Torstraße 6/230 und Weydingerstraße 20/22 im Süden durch S-Bahn, Spree, Dircksenstraße 32–51 und Neue Promenade / Am Zwirngraben im Osten durch die Karl-Liebknecht-Straße 15/33 und im Westen durch die Friedrichstraße 105–118 (Lage) | Spandauer Vorstadt Gesamtanlagen siehe: Gipsstraße 23A Große Hamburger Straße 5–11, 29–31 Linienstraße 16–21... Rosa-Luxemburg-Straße 30 Rosenthaler Straße 40–41 Spandauer Vorstadt Tucholskystraße 2 Baudenkmale siehe: Almstadtstraße 11, 16, 18, 43 Alte Schönhauser Straße 46, 48–49 Am Zwirngraben, S-Bahnhof Börse Auguststraße 9; 11–13; 14–16; 19, 21; 23; 24–25; 26B; 36; 53; 56–57; 69; 74; 76; 89; 90 Friedrichstraße 107; 112A Gipsstraße 11 Gormannstraße 12 Große Hamburger Straße 13–14; 15–16; 17; 19A; zwischen 25 und 26, Gedenkstätte; 27; 28; 29–31; Sophienkirche, 37 Hirtenstraße 4 Joachimstraße 6; 10; 11; 11A; 14; 15; 16; 20; 21 Johannisstraße 2 Karl-Liebknecht-Straße 27–29 Kleine Alexanderstraße 1–4 Kleine Präsidentenstraße 3 Kleine Rosenthaler Straße 2–3 Koppenplatz 6; 11; 12; 13 Krausnickstraße 3–3A Linienstraße 49; 62; 101; 110; 128–129, 137; 144; 145; 147; 150; 153; 154A; 155, 158; 159; 162; 206 Max-Beer-Straße 2/4 Monbijoupark, Büste Chamisso Monbijouplatz 12 Monbijoustraße 2; 4, 4A Mulackstraße 22; 23 Münzstraße 8; 14/16; 18; 21/23 Neue Promenade 3; 5 Neue Schönhauser Straße 8; 10; 12; 13; 14; 15; 19; 20 Oranienburger Straße, S-Bahnhof; 1–3; 4; 23; 27; 28; 30; 31; 34; 35–36, 50; 54; 71–72; 73–76; 84, 86 Rosenthaler Platz, U-Bahnhof Rosa-Luxemburg-Platz, U-Bahnhof; 2–3 Rosa-Luxemburg-Straße 2/4; 14; 15; 39/41 Rosenthaler Straße 13; 31; 36; 37; 38; 39, 51; 72A Rückerstraße 4 Sophienstraße 2; 3; 5; 8; 9; 11; 18–18A; 22–22A; 28–29 Steinstraße 19; 21 Torstraße 138; 146; 164; 222 Tucholskystr. 6/14; 9; 22; 24; 31/33; 40 Weinmeisterstraße, U-Bahnhof; 15; 16–17 Weydingerstraße 18; 20/22 Ziegelstraße 5–9; 10–11; 12 Gartendenkmale siehe: Große Hamburger Straße (zwischen 25 und 26) Alter jüdischer Friedhof; 29–30 Kleine Rosenthaler Straße 3 Koppenplatz 11 Münzstraße 21/23 | 09080226 – Rochstraße 2, Mietshaus, 1889 |                                     |
| 09011331 | Spandauer Vorstadt begrenzt im Norden durch die Torstraße 6/230 und Weydingerstraße 20/22 im Süden durch S-Bahn, Spree, Dircksenstraße 32–51 und Neue Promenade / Am Zwirngraben im Osten durch die Karl-Liebknecht-Straße 15/33 und im Westen durch die Friedrichstraße 105–118 (Lage) | Spandauer Vorstadt Gesamtanlagen siehe: Gipsstraße 23A Große Hamburger Straße 5–11, 29–31 Linienstraße 16–21... Rosa-Luxemburg-Straße 30 Rosenthaler Straße 40–41 Spandauer Vorstadt Tucholskystraße 2 Baudenkmale siehe: Almstadtstraße 11, 16, 18, 43 Alte Schönhauser Straße 46, 48–49 Am Zwirngraben, S-Bahnhof Börse Auguststraße 9; 11–13; 14–16; 19, 21; 23; 24–25; 26B; 36; 53; 56–57; 69; 74; 76; 89; 90 Friedrichstraße 107; 112A Gipsstraße 11 Gormannstraße 12 Große Hamburger Straße 13–14; 15–16; 17; 19A; zwischen 25 und 26, Gedenkstätte; 27; 28; 29–31; Sophienkirche, 37 Hirtenstraße 4 Joachimstraße 6; 10; 11; 11A; 14; 15; 16; 20; 21 Johannisstraße 2 Karl-Liebknecht-Straße 27–29 Kleine Alexanderstraße 1–4 Kleine Präsidentenstraße 3 Kleine Rosenthaler Straße 2–3 Koppenplatz 6; 11; 12; 13 Krausnickstraße 3–3A Linienstraße 49; 62; 101; 110; 128–129, 137; 144; 145; 147; 150; 153; 154A; 155, 158; 159; 162; 206 Max-Beer-Straße 2/4 Monbijoupark, Büste Chamisso Monbijouplatz 12 Monbijoustraße 2; 4, 4A Mulackstraße 22; 23 Münzstraße 8; 14/16; 18; 21/23 Neue Promenade 3; 5 Neue Schönhauser Straße 8; 10; 12; 13; 14; 15; 19; 20 Oranienburger Straße, S-Bahnhof; 1–3; 4; 23; 27; 28; 30; 31; 34; 35–36, 50; 54; 71–72; 73–76; 84, 86 Rosenthaler Platz, U-Bahnhof Rosa-Luxemburg-Platz, U-Bahnhof; 2–3 Rosa-Luxemburg-Straße 2/4; 14; 15; 39/41 Rosenthaler Straße 13; 31; 36; 37; 38; 39, 51; 72A Rückerstraße 4 Sophienstraße 2; 3; 5; 8; 9; 11; 18–18A; 22–22A; 28–29 Steinstraße 19; 21 Torstraße 138; 146; 164; 222 Tucholskystr. 6/14; 9; 22; 24; 31/33; 40 Weinmeisterstraße, U-Bahnhof; 15; 16–17 Weydingerstraße 18; 20/22 Ziegelstraße 5–9; 10–11; 12 Gartendenkmale siehe: Große Hamburger Straße (zwischen 25 und 26) Alter jüdischer Friedhof; 29–30 Kleine Rosenthaler Straße 3 Koppenplatz 11 Münzstraße 21/23 | 09050132 – Rochstraße 3, Mietshaus, 1889 |                                     |
| 09011331 | Spandauer Vorstadt begrenzt im Norden durch die Torstraße 6/230 und Weydingerstraße 20/22 im Süden durch S-Bahn, Spree, Dircksenstraße 32–51 und Neue Promenade / Am Zwirngraben im Osten durch die Karl-Liebknecht-Straße 15/33 und im Westen durch die Friedrichstraße 105–118 (Lage) | Spandauer Vorstadt Gesamtanlagen siehe: Gipsstraße 23A Große Hamburger Straße 5–11, 29–31 Linienstraße 16–21... Rosa-Luxemburg-Straße 30 Rosenthaler Straße 40–41 Spandauer Vorstadt Tucholskystraße 2 Baudenkmale siehe: Almstadtstraße 11, 16, 18, 43 Alte Schönhauser Straße 46, 48–49 Am Zwirngraben, S-Bahnhof Börse Auguststraße 9; 11–13; 14–16; 19, 21; 23; 24–25; 26B; 36; 53; 56–57; 69; 74; 76; 89; 90 Friedrichstraße 107; 112A Gipsstraße 11 Gormannstraße 12 Große Hamburger Straße 13–14; 15–16; 17; 19A; zwischen 25 und 26, Gedenkstätte; 27; 28; 29–31; Sophienkirche, 37 Hirtenstraße 4 Joachimstraße 6; 10; 11; 11A; 14; 15; 16; 20; 21 Johannisstraße 2 Karl-Liebknecht-Straße 27–29 Kleine Alexanderstraße 1–4 Kleine Präsidentenstraße 3 Kleine Rosenthaler Straße 2–3 Koppenplatz 6; 11; 12; 13 Krausnickstraße 3–3A Linienstraße 49; 62; 101; 110; 128–129, 137; 144; 145; 147; 150; 153; 154A; 155, 158; 159; 162; 206 Max-Beer-Straße 2/4 Monbijoupark, Büste Chamisso Monbijouplatz 12 Monbijoustraße 2; 4, 4A Mulackstraße 22; 23 Münzstraße 8; 14/16; 18; 21/23 Neue Promenade 3; 5 Neue Schönhauser Straße 8; 10; 12; 13; 14; 15; 19; 20 Oranienburger Straße, S-Bahnhof; 1–3; 4; 23; 27; 28; 30; 31; 34; 35–36, 50; 54; 71–72; 73–76; 84, 86 Rosenthaler Platz, U-Bahnhof Rosa-Luxemburg-Platz, U-Bahnhof; 2–3 Rosa-Luxemburg-Straße 2/4; 14; 15; 39/41 Rosenthaler Straße 13; 31; 36; 37; 38; 39, 51; 72A Rückerstraße 4 Sophienstraße 2; 3; 5; 8; 9; 11; 18–18A; 22–22A; 28–29 Steinstraße 19; 21 Torstraße 138; 146; 164; 222 Tucholskystr. 6/14; 9; 22; 24; 31/33; 40 Weinmeisterstraße, U-Bahnhof; 15; 16–17 Weydingerstraße 18; 20/22 Ziegelstraße 5–9; 10–11; 12 Gartendenkmale siehe: Große Hamburger Straße (zwischen 25 und 26) Alter jüdischer Friedhof; 29–30 Kleine Rosenthaler Straße 3 Koppenplatz 11 Münzstraße 21/23 | 09080227 – Rochstraße 4, Mietshaus, 1889 |                                     |
| 09011331 | Spandauer Vorstadt begrenzt im Norden durch die Torstraße 6/230 und Weydingerstraße 20/22 im Süden durch S-Bahn, Spree, Dircksenstraße 32–51 und Neue Promenade / Am Zwirngraben im Osten durch die Karl-Liebknecht-Straße 15/33 und im Westen durch die Friedrichstraße 105–118 (Lage) | Spandauer Vorstadt Gesamtanlagen siehe: Gipsstraße 23A Große Hamburger Straße 5–11, 29–31 Linienstraße 16–21... Rosa-Luxemburg-Straße 30 Rosenthaler Straße 40–41 Spandauer Vorstadt Tucholskystraße 2 Baudenkmale siehe: Almstadtstraße 11, 16, 18, 43 Alte Schönhauser Straße 46, 48–49 Am Zwirngraben, S-Bahnhof Börse Auguststraße 9; 11–13; 14–16; 19, 21; 23; 24–25; 26B; 36; 53; 56–57; 69; 74; 76; 89; 90 Friedrichstraße 107; 112A Gipsstraße 11 Gormannstraße 12 Große Hamburger Straße 13–14; 15–16; 17; 19A; zwischen 25 und 26, Gedenkstätte; 27; 28; 29–31; Sophienkirche, 37 Hirtenstraße 4 Joachimstraße 6; 10; 11; 11A; 14; 15; 16; 20; 21 Johannisstraße 2 Karl-Liebknecht-Straße 27–29 Kleine Alexanderstraße 1–4 Kleine Präsidentenstraße 3 Kleine Rosenthaler Straße 2–3 Koppenplatz 6; 11; 12; 13 Krausnickstraße 3–3A Linienstraße 49; 62; 101; 110; 128–129, 137; 144; 145; 147; 150; 153; 154A; 155, 158; 159; 162; 206 Max-Beer-Straße 2/4 Monbijoupark, Büste Chamisso Monbijouplatz 12 Monbijoustraße 2; 4, 4A Mulackstraße 22; 23 Münzstraße 8; 14/16; 18; 21/23 Neue Promenade 3; 5 Neue Schönhauser Straße 8; 10; 12; 13; 14; 15; 19; 20 Oranienburger Straße, S-Bahnhof; 1–3; 4; 23; 27; 28; 30; 31; 34; 35–36, 50; 54; 71–72; 73–76; 84, 86 Rosenthaler Platz, U-Bahnhof Rosa-Luxemburg-Platz, U-Bahnhof; 2–3 Rosa-Luxemburg-Straße 2/4; 14; 15; 39/41 Rosenthaler Straße 13; 31; 36; 37; 38; 39, 51; 72A Rückerstraße 4 Sophienstraße 2; 3; 5; 8; 9; 11; 18–18A; 22–22A; 28–29 Steinstraße 19; 21 Torstraße 138; 146; 164; 222 Tucholskystr. 6/14; 9; 22; 24; 31/33; 40 Weinmeisterstraße, U-Bahnhof; 15; 16–17 Weydingerstraße 18; 20/22 Ziegelstraße 5–9; 10–11; 12 Gartendenkmale siehe: Große Hamburger Straße (zwischen 25 und 26) Alter jüdischer Friedhof; 29–30 Kleine Rosenthaler Straße 3 Koppenplatz 11 Münzstraße 21/23 | 09050133 – Rochstraße 5, Mietshaus, 1889 |                                     |
| 09011331 | Spandauer Vorstadt begrenzt im Norden durch die Torstraße 6/230 und Weydingerstraße 20/22 im Süden durch S-Bahn, Spree, Dircksenstraße 32–51 und Neue Promenade / Am Zwirngraben im Osten durch die Karl-Liebknecht-Straße 15/33 und im Westen durch die Friedrichstraße 105–118 (Lage) | Spandauer Vorstadt Gesamtanlagen siehe: Gipsstraße 23A Große Hamburger Straße 5–11, 29–31 Linienstraße 16–21... Rosa-Luxemburg-Straße 30 Rosenthaler Straße 40–41 Spandauer Vorstadt Tucholskystraße 2 Baudenkmale siehe: Almstadtstraße 11, 16, 18, 43 Alte Schönhauser Straße 46, 48–49 Am Zwirngraben, S-Bahnhof Börse Auguststraße 9; 11–13; 14–16; 19, 21; 23; 24–25; 26B; 36; 53; 56–57; 69; 74; 76; 89; 90 Friedrichstraße 107; 112A Gipsstraße 11 Gormannstraße 12 Große Hamburger Straße 13–14; 15–16; 17; 19A; zwischen 25 und 26, Gedenkstätte; 27; 28; 29–31; Sophienkirche, 37 Hirtenstraße 4 Joachimstraße 6; 10; 11; 11A; 14; 15; 16; 20; 21 Johannisstraße 2 Karl-Liebknecht-Straße 27–29 Kleine Alexanderstraße 1–4 Kleine Präsidentenstraße 3 Kleine Rosenthaler Straße 2–3 Koppenplatz 6; 11; 12; 13 Krausnickstraße 3–3A Linienstraße 49; 62; 101; 110; 128–129, 137; 144; 145; 147; 150; 153; 154A; 155, 158; 159; 162; 206 Max-Beer-Straße 2/4 Monbijoupark, Büste Chamisso Monbijouplatz 12 Monbijoustraße 2; 4, 4A Mulackstraße 22; 23 Münzstraße 8; 14/16; 18; 21/23 Neue Promenade 3; 5 Neue Schönhauser Straße 8; 10; 12; 13; 14; 15; 19; 20 Oranienburger Straße, S-Bahnhof; 1–3; 4; 23; 27; 28; 30; 31; 34; 35–36, 50; 54; 71–72; 73–76; 84, 86 Rosenthaler Platz, U-Bahnhof Rosa-Luxemburg-Platz, U-Bahnhof; 2–3 Rosa-Luxemburg-Straße 2/4; 14; 15; 39/41 Rosenthaler Straße 13; 31; 36; 37; 38; 39, 51; 72A Rückerstraße 4 Sophienstraße 2; 3; 5; 8; 9; 11; 18–18A; 22–22A; 28–29 Steinstraße 19; 21 Torstraße 138; 146; 164; 222 Tucholskystr. 6/14; 9; 22; 24; 31/33; 40 Weinmeisterstraße, U-Bahnhof; 15; 16–17 Weydingerstraße 18; 20/22 Ziegelstraße 5–9; 10–11; 12 Gartendenkmale siehe: Große Hamburger Straße (zwischen 25 und 26) Alter jüdischer Friedhof; 29–30 Kleine Rosenthaler Straße 3 Koppenplatz 11 Münzstraße 21/23 | 09050134 – Rochstraße 16, Mietshaus, 1887 |                                     |
| 09011331 | Spandauer Vorstadt begrenzt im Norden durch die Torstraße 6/230 und Weydingerstraße 20/22 im Süden durch S-Bahn, Spree, Dircksenstraße 32–51 und Neue Promenade / Am Zwirngraben im Osten durch die Karl-Liebknecht-Straße 15/33 und im Westen durch die Friedrichstraße 105–118 (Lage) | Spandauer Vorstadt Gesamtanlagen siehe: Gipsstraße 23A Große Hamburger Straße 5–11, 29–31 Linienstraße 16–21... Rosa-Luxemburg-Straße 30 Rosenthaler Straße 40–41 Spandauer Vorstadt Tucholskystraße 2 Baudenkmale siehe: Almstadtstraße 11, 16, 18, 43 Alte Schönhauser Straße 46, 48–49 Am Zwirngraben, S-Bahnhof Börse Auguststraße 9; 11–13; 14–16; 19, 21; 23; 24–25; 26B; 36; 53; 56–57; 69; 74; 76; 89; 90 Friedrichstraße 107; 112A Gipsstraße 11 Gormannstraße 12 Große Hamburger Straße 13–14; 15–16; 17; 19A; zwischen 25 und 26, Gedenkstätte; 27; 28; 29–31; Sophienkirche, 37 Hirtenstraße 4 Joachimstraße 6; 10; 11; 11A; 14; 15; 16; 20; 21 Johannisstraße 2 Karl-Liebknecht-Straße 27–29 Kleine Alexanderstraße 1–4 Kleine Präsidentenstraße 3 Kleine Rosenthaler Straße 2–3 Koppenplatz 6; 11; 12; 13 Krausnickstraße 3–3A Linienstraße 49; 62; 101; 110; 128–129, 137; 144; 145; 147; 150; 153; 154A; 155, 158; 159; 162; 206 Max-Beer-Straße 2/4 Monbijoupark, Büste Chamisso Monbijouplatz 12 Monbijoustraße 2; 4, 4A Mulackstraße 22; 23 Münzstraße 8; 14/16; 18; 21/23 Neue Promenade 3; 5 Neue Schönhauser Straße 8; 10; 12; 13; 14; 15; 19; 20 Oranienburger Straße, S-Bahnhof; 1–3; 4; 23; 27; 28; 30; 31; 34; 35–36, 50; 54; 71–72; 73–76; 84, 86 Rosenthaler Platz, U-Bahnhof Rosa-Luxemburg-Platz, U-Bahnhof; 2–3 Rosa-Luxemburg-Straße 2/4; 14; 15; 39/41 Rosenthaler Straße 13; 31; 36; 37; 38; 39, 51; 72A Rückerstraße 4 Sophienstraße 2; 3; 5; 8; 9; 11; 18–18A; 22–22A; 28–29 Steinstraße 19; 21 Torstraße 138; 146; 164; 222 Tucholskystr. 6/14; 9; 22; 24; 31/33; 40 Weinmeisterstraße, U-Bahnhof; 15; 16–17 Weydingerstraße 18; 20/22 Ziegelstraße 5–9; 10–11; 12 Gartendenkmale siehe: Große Hamburger Straße (zwischen 25 und 26) Alter jüdischer Friedhof; 29–30 Kleine Rosenthaler Straße 3 Koppenplatz 11 Münzstraße 21/23 | 09050135 – Rochstraße 17, Mietshaus, 1887 |                                     |
| 09011331 | Spandauer Vorstadt begrenzt im Norden durch die Torstraße 6/230 und Weydingerstraße 20/22 im Süden durch S-Bahn, Spree, Dircksenstraße 32–51 und Neue Promenade / Am Zwirngraben im Osten durch die Karl-Liebknecht-Straße 15/33 und im Westen durch die Friedrichstraße 105–118 (Lage) | Spandauer Vorstadt Gesamtanlagen siehe: Gipsstraße 23A Große Hamburger Straße 5–11, 29–31 Linienstraße 16–21... Rosa-Luxemburg-Straße 30 Rosenthaler Straße 40–41 Spandauer Vorstadt Tucholskystraße 2 Baudenkmale siehe: Almstadtstraße 11, 16, 18, 43 Alte Schönhauser Straße 46, 48–49 Am Zwirngraben, S-Bahnhof Börse Auguststraße 9; 11–13; 14–16; 19, 21; 23; 24–25; 26B; 36; 53; 56–57; 69; 74; 76; 89; 90 Friedrichstraße 107; 112A Gipsstraße 11 Gormannstraße 12 Große Hamburger Straße 13–14; 15–16; 17; 19A; zwischen 25 und 26, Gedenkstätte; 27; 28; 29–31; Sophienkirche, 37 Hirtenstraße 4 Joachimstraße 6; 10; 11; 11A; 14; 15; 16; 20; 21 Johannisstraße 2 Karl-Liebknecht-Straße 27–29 Kleine Alexanderstraße 1–4 Kleine Präsidentenstraße 3 Kleine Rosenthaler Straße 2–3 Koppenplatz 6; 11; 12; 13 Krausnickstraße 3–3A Linienstraße 49; 62; 101; 110; 128–129, 137; 144; 145; 147; 150; 153; 154A; 155, 158; 159; 162; 206 Max-Beer-Straße 2/4 Monbijoupark, Büste Chamisso Monbijouplatz 12 Monbijoustraße 2; 4, 4A Mulackstraße 22; 23 Münzstraße 8; 14/16; 18; 21/23 Neue Promenade 3; 5 Neue Schönhauser Straße 8; 10; 12; 13; 14; 15; 19; 20 Oranienburger Straße, S-Bahnhof; 1–3; 4; 23; 27; 28; 30; 31; 34; 35–36, 50; 54; 71–72; 73–76; 84, 86 Rosenthaler Platz, U-Bahnhof Rosa-Luxemburg-Platz, U-Bahnhof; 2–3 Rosa-Luxemburg-Straße 2/4; 14; 15; 39/41 Rosenthaler Straße 13; 31; 36; 37; 38; 39, 51; 72A Rückerstraße 4 Sophienstraße 2; 3; 5; 8; 9; 11; 18–18A; 22–22A; 28–29 Steinstraße 19; 21 Torstraße 138; 146; 164; 222 Tucholskystr. 6/14; 9; 22; 24; 31/33; 40 Weinmeisterstraße, U-Bahnhof; 15; 16–17 Weydingerstraße 18; 20/22 Ziegelstraße 5–9; 10–11; 12 Gartendenkmale siehe: Große Hamburger Straße (zwischen 25 und 26) Alter jüdischer Friedhof; 29–30 Kleine Rosenthaler Straße 3 Koppenplatz 11 Münzstraße 21/23 | 09050136 – Rochstraße 18, Mietshaus, 1887 |                                     |
| 09011331 | Spandauer Vorstadt begrenzt im Norden durch die Torstraße 6/230 und Weydingerstraße 20/22 im Süden durch S-Bahn, Spree, Dircksenstraße 32–51 und Neue Promenade / Am Zwirngraben im Osten durch die Karl-Liebknecht-Straße 15/33 und im Westen durch die Friedrichstraße 105–118 (Lage) | Spandauer Vorstadt Gesamtanlagen siehe: Gipsstraße 23A Große Hamburger Straße 5–11, 29–31 Linienstraße 16–21... Rosa-Luxemburg-Straße 30 Rosenthaler Straße 40–41 Spandauer Vorstadt Tucholskystraße 2 Baudenkmale siehe: Almstadtstraße 11, 16, 18, 43 Alte Schönhauser Straße 46, 48–49 Am Zwirngraben, S-Bahnhof Börse Auguststraße 9; 11–13; 14–16; 19, 21; 23; 24–25; 26B; 36; 53; 56–57; 69; 74; 76; 89; 90 Friedrichstraße 107; 112A Gipsstraße 11 Gormannstraße 12 Große Hamburger Straße 13–14; 15–16; 17; 19A; zwischen 25 und 26, Gedenkstätte; 27; 28; 29–31; Sophienkirche, 37 Hirtenstraße 4 Joachimstraße 6; 10; 11; 11A; 14; 15; 16; 20; 21 Johannisstraße 2 Karl-Liebknecht-Straße 27–29 Kleine Alexanderstraße 1–4 Kleine Präsidentenstraße 3 Kleine Rosenthaler Straße 2–3 Koppenplatz 6; 11; 12; 13 Krausnickstraße 3–3A Linienstraße 49; 62; 101; 110; 128–129, 137; 144; 145; 147; 150; 153; 154A; 155, 158; 159; 162; 206 Max-Beer-Straße 2/4 Monbijoupark, Büste Chamisso Monbijouplatz 12 Monbijoustraße 2; 4, 4A Mulackstraße 22; 23 Münzstraße 8; 14/16; 18; 21/23 Neue Promenade 3; 5 Neue Schönhauser Straße 8; 10; 12; 13; 14; 15; 19; 20 Oranienburger Straße, S-Bahnhof; 1–3; 4; 23; 27; 28; 30; 31; 34; 35–36, 50; 54; 71–72; 73–76; 84, 86 Rosenthaler Platz, U-Bahnhof Rosa-Luxemburg-Platz, U-Bahnhof; 2–3 Rosa-Luxemburg-Straße 2/4; 14; 15; 39/41 Rosenthaler Straße 13; 31; 36; 37; 38; 39, 51; 72A Rückerstraße 4 Sophienstraße 2; 3; 5; 8; 9; 11; 18–18A; 22–22A; 28–29 Steinstraße 19; 21 Torstraße 138; 146; 164; 222 Tucholskystr. 6/14; 9; 22; 24; 31/33; 40 Weinmeisterstraße, U-Bahnhof; 15; 16–17 Weydingerstraße 18; 20/22 Ziegelstraße 5–9; 10–11; 12 Gartendenkmale siehe: Große Hamburger Straße (zwischen 25 und 26) Alter jüdischer Friedhof; 29–30 Kleine Rosenthaler Straße 3 Koppenplatz 11 Münzstraße 21/23 | 09080067 – Rosa-Luxemburg-Straße 3, Mietshaus, 1889 |                                     |
| 09011331 | Spandauer Vorstadt begrenzt im Norden durch die Torstraße 6/230 und Weydingerstraße 20/22 im Süden durch S-Bahn, Spree, Dircksenstraße 32–51 und Neue Promenade / Am Zwirngraben im Osten durch die Karl-Liebknecht-Straße 15/33 und im Westen durch die Friedrichstraße 105–118 (Lage) | Spandauer Vorstadt Gesamtanlagen siehe: Gipsstraße 23A Große Hamburger Straße 5–11, 29–31 Linienstraße 16–21... Rosa-Luxemburg-Straße 30 Rosenthaler Straße 40–41 Spandauer Vorstadt Tucholskystraße 2 Baudenkmale siehe: Almstadtstraße 11, 16, 18, 43 Alte Schönhauser Straße 46, 48–49 Am Zwirngraben, S-Bahnhof Börse Auguststraße 9; 11–13; 14–16; 19, 21; 23; 24–25; 26B; 36; 53; 56–57; 69; 74; 76; 89; 90 Friedrichstraße 107; 112A Gipsstraße 11 Gormannstraße 12 Große Hamburger Straße 13–14; 15–16; 17; 19A; zwischen 25 und 26, Gedenkstätte; 27; 28; 29–31; Sophienkirche, 37 Hirtenstraße 4 Joachimstraße 6; 10; 11; 11A; 14; 15; 16; 20; 21 Johannisstraße 2 Karl-Liebknecht-Straße 27–29 Kleine Alexanderstraße 1–4 Kleine Präsidentenstraße 3 Kleine Rosenthaler Straße 2–3 Koppenplatz 6; 11; 12; 13 Krausnickstraße 3–3A Linienstraße 49; 62; 101; 110; 128–129, 137; 144; 145; 147; 150; 153; 154A; 155, 158; 159; 162; 206 Max-Beer-Straße 2/4 Monbijoupark, Büste Chamisso Monbijouplatz 12 Monbijoustraße 2; 4, 4A Mulackstraße 22; 23 Münzstraße 8; 14/16; 18; 21/23 Neue Promenade 3; 5 Neue Schönhauser Straße 8; 10; 12; 13; 14; 15; 19; 20 Oranienburger Straße, S-Bahnhof; 1–3; 4; 23; 27; 28; 30; 31; 34; 35–36, 50; 54; 71–72; 73–76; 84, 86 Rosenthaler Platz, U-Bahnhof Rosa-Luxemburg-Platz, U-Bahnhof; 2–3 Rosa-Luxemburg-Straße 2/4; 14; 15; 39/41 Rosenthaler Straße 13; 31; 36; 37; 38; 39, 51; 72A Rückerstraße 4 Sophienstraße 2; 3; 5; 8; 9; 11; 18–18A; 22–22A; 28–29 Steinstraße 19; 21 Torstraße 138; 146; 164; 222 Tucholskystr. 6/14; 9; 22; 24; 31/33; 40 Weinmeisterstraße, U-Bahnhof; 15; 16–17 Weydingerstraße 18; 20/22 Ziegelstraße 5–9; 10–11; 12 Gartendenkmale siehe: Große Hamburger Straße (zwischen 25 und 26) Alter jüdischer Friedhof; 29–30 Kleine Rosenthaler Straße 3 Koppenplatz 11 Münzstraße 21/23 | 09080056 – Rosa-Luxemburg-Straße 9/13 / Münzstraße 2, Wohn- und Geschäftshaus, 1894 von Werner & Zaar |                                     |
| 09011331 | Spandauer Vorstadt begrenzt im Norden durch die Torstraße 6/230 und Weydingerstraße 20/22 im Süden durch S-Bahn, Spree, Dircksenstraße 32–51 und Neue Promenade / Am Zwirngraben im Osten durch die Karl-Liebknecht-Straße 15/33 und im Westen durch die Friedrichstraße 105–118 (Lage) | Spandauer Vorstadt Gesamtanlagen siehe: Gipsstraße 23A Große Hamburger Straße 5–11, 29–31 Linienstraße 16–21... Rosa-Luxemburg-Straße 30 Rosenthaler Straße 40–41 Spandauer Vorstadt Tucholskystraße 2 Baudenkmale siehe: Almstadtstraße 11, 16, 18, 43 Alte Schönhauser Straße 46, 48–49 Am Zwirngraben, S-Bahnhof Börse Auguststraße 9; 11–13; 14–16; 19, 21; 23; 24–25; 26B; 36; 53; 56–57; 69; 74; 76; 89; 90 Friedrichstraße 107; 112A Gipsstraße 11 Gormannstraße 12 Große Hamburger Straße 13–14; 15–16; 17; 19A; zwischen 25 und 26, Gedenkstätte; 27; 28; 29–31; Sophienkirche, 37 Hirtenstraße 4 Joachimstraße 6; 10; 11; 11A; 14; 15; 16; 20; 21 Johannisstraße 2 Karl-Liebknecht-Straße 27–29 Kleine Alexanderstraße 1–4 Kleine Präsidentenstraße 3 Kleine Rosenthaler Straße 2–3 Koppenplatz 6; 11; 12; 13 Krausnickstraße 3–3A Linienstraße 49; 62; 101; 110; 128–129, 137; 144; 145; 147; 150; 153; 154A; 155, 158; 159; 162; 206 Max-Beer-Straße 2/4 Monbijoupark, Büste Chamisso Monbijouplatz 12 Monbijoustraße 2; 4, 4A Mulackstraße 22; 23 Münzstraße 8; 14/16; 18; 21/23 Neue Promenade 3; 5 Neue Schönhauser Straße 8; 10; 12; 13; 14; 15; 19; 20 Oranienburger Straße, S-Bahnhof; 1–3; 4; 23; 27; 28; 30; 31; 34; 35–36, 50; 54; 71–72; 73–76; 84, 86 Rosenthaler Platz, U-Bahnhof Rosa-Luxemburg-Platz, U-Bahnhof; 2–3 Rosa-Luxemburg-Straße 2/4; 14; 15; 39/41 Rosenthaler Straße 13; 31; 36; 37; 38; 39, 51; 72A Rückerstraße 4 Sophienstraße 2; 3; 5; 8; 9; 11; 18–18A; 22–22A; 28–29 Steinstraße 19; 21 Torstraße 138; 146; 164; 222 Tucholskystr. 6/14; 9; 22; 24; 31/33; 40 Weinmeisterstraße, U-Bahnhof; 15; 16–17 Weydingerstraße 18; 20/22 Ziegelstraße 5–9; 10–11; 12 Gartendenkmale siehe: Große Hamburger Straße (zwischen 25 und 26) Alter jüdischer Friedhof; 29–30 Kleine Rosenthaler Straße 3 Koppenplatz 11 Münzstraße 21/23 | 09080061 – Rosa-Luxemburg-Straße 16, Mietshaus, um 1895 |                                     |
| 09011331 | Spandauer Vorstadt begrenzt im Norden durch die Torstraße 6/230 und Weydingerstraße 20/22 im Süden durch S-Bahn, Spree, Dircksenstraße 32–51 und Neue Promenade / Am Zwirngraben im Osten durch die Karl-Liebknecht-Straße 15/33 und im Westen durch die Friedrichstraße 105–118 (Lage) | Spandauer Vorstadt Gesamtanlagen siehe: Gipsstraße 23A Große Hamburger Straße 5–11, 29–31 Linienstraße 16–21... Rosa-Luxemburg-Straße 30 Rosenthaler Straße 40–41 Spandauer Vorstadt Tucholskystraße 2 Baudenkmale siehe: Almstadtstraße 11, 16, 18, 43 Alte Schönhauser Straße 46, 48–49 Am Zwirngraben, S-Bahnhof Börse Auguststraße 9; 11–13; 14–16; 19, 21; 23; 24–25; 26B; 36; 53; 56–57; 69; 74; 76; 89; 90 Friedrichstraße 107; 112A Gipsstraße 11 Gormannstraße 12 Große Hamburger Straße 13–14; 15–16; 17; 19A; zwischen 25 und 26, Gedenkstätte; 27; 28; 29–31; Sophienkirche, 37 Hirtenstraße 4 Joachimstraße 6; 10; 11; 11A; 14; 15; 16; 20; 21 Johannisstraße 2 Karl-Liebknecht-Straße 27–29 Kleine Alexanderstraße 1–4 Kleine Präsidentenstraße 3 Kleine Rosenthaler Straße 2–3 Koppenplatz 6; 11; 12; 13 Krausnickstraße 3–3A Linienstraße 49; 62; 101; 110; 128–129, 137; 144; 145; 147; 150; 153; 154A; 155, 158; 159; 162; 206 Max-Beer-Straße 2/4 Monbijoupark, Büste Chamisso Monbijouplatz 12 Monbijoustraße 2; 4, 4A Mulackstraße 22; 23 Münzstraße 8; 14/16; 18; 21/23 Neue Promenade 3; 5 Neue Schönhauser Straße 8; 10; 12; 13; 14; 15; 19; 20 Oranienburger Straße, S-Bahnhof; 1–3; 4; 23; 27; 28; 30; 31; 34; 35–36, 50; 54; 71–72; 73–76; 84, 86 Rosenthaler Platz, U-Bahnhof Rosa-Luxemburg-Platz, U-Bahnhof; 2–3 Rosa-Luxemburg-Straße 2/4; 14; 15; 39/41 Rosenthaler Straße 13; 31; 36; 37; 38; 39, 51; 72A Rückerstraße 4 Sophienstraße 2; 3; 5; 8; 9; 11; 18–18A; 22–22A; 28–29 Steinstraße 19; 21 Torstraße 138; 146; 164; 222 Tucholskystr. 6/14; 9; 22; 24; 31/33; 40 Weinmeisterstraße, U-Bahnhof; 15; 16–17 Weydingerstraße 18; 20/22 Ziegelstraße 5–9; 10–11; 12 Gartendenkmale siehe: Große Hamburger Straße (zwischen 25 und 26) Alter jüdischer Friedhof; 29–30 Kleine Rosenthaler Straße 3 Koppenplatz 11 Münzstraße 21/23 | 09080062 – Rosa-Luxemburg-Straße 17, Mietshaus, um 1895 |                                     |
| 09011331 | Spandauer Vorstadt begrenzt im Norden durch die Torstraße 6/230 und Weydingerstraße 20/22 im Süden durch S-Bahn, Spree, Dircksenstraße 32–51 und Neue Promenade / Am Zwirngraben im Osten durch die Karl-Liebknecht-Straße 15/33 und im Westen durch die Friedrichstraße 105–118 (Lage) | Spandauer Vorstadt Gesamtanlagen siehe: Gipsstraße 23A Große Hamburger Straße 5–11, 29–31 Linienstraße 16–21... Rosa-Luxemburg-Straße 30 Rosenthaler Straße 40–41 Spandauer Vorstadt Tucholskystraße 2 Baudenkmale siehe: Almstadtstraße 11, 16, 18, 43 Alte Schönhauser Straße 46, 48–49 Am Zwirngraben, S-Bahnhof Börse Auguststraße 9; 11–13; 14–16; 19, 21; 23; 24–25; 26B; 36; 53; 56–57; 69; 74; 76; 89; 90 Friedrichstraße 107; 112A Gipsstraße 11 Gormannstraße 12 Große Hamburger Straße 13–14; 15–16; 17; 19A; zwischen 25 und 26, Gedenkstätte; 27; 28; 29–31; Sophienkirche, 37 Hirtenstraße 4 Joachimstraße 6; 10; 11; 11A; 14; 15; 16; 20; 21 Johannisstraße 2 Karl-Liebknecht-Straße 27–29 Kleine Alexanderstraße 1–4 Kleine Präsidentenstraße 3 Kleine Rosenthaler Straße 2–3 Koppenplatz 6; 11; 12; 13 Krausnickstraße 3–3A Linienstraße 49; 62; 101; 110; 128–129, 137; 144; 145; 147; 150; 153; 154A; 155, 158; 159; 162; 206 Max-Beer-Straße 2/4 Monbijoupark, Büste Chamisso Monbijouplatz 12 Monbijoustraße 2; 4, 4A Mulackstraße 22; 23 Münzstraße 8; 14/16; 18; 21/23 Neue Promenade 3; 5 Neue Schönhauser Straße 8; 10; 12; 13; 14; 15; 19; 20 Oranienburger Straße, S-Bahnhof; 1–3; 4; 23; 27; 28; 30; 31; 34; 35–36, 50; 54; 71–72; 73–76; 84, 86 Rosenthaler Platz, U-Bahnhof Rosa-Luxemburg-Platz, U-Bahnhof; 2–3 Rosa-Luxemburg-Straße 2/4; 14; 15; 39/41 Rosenthaler Straße 13; 31; 36; 37; 38; 39, 51; 72A Rückerstraße 4 Sophienstraße 2; 3; 5; 8; 9; 11; 18–18A; 22–22A; 28–29 Steinstraße 19; 21 Torstraße 138; 146; 164; 222 Tucholskystr. 6/14; 9; 22; 24; 31/33; 40 Weinmeisterstraße, U-Bahnhof; 15; 16–17 Weydingerstraße 18; 20/22 Ziegelstraße 5–9; 10–11; 12 Gartendenkmale siehe: Große Hamburger Straße (zwischen 25 und 26) Alter jüdischer Friedhof; 29–30 Kleine Rosenthaler Straße 3 Koppenplatz 11 Münzstraße 21/23 | 09080063 – Rosa-Luxemburg-Straße 18, Mietshaus, um 1895 |                                     |
| 09011331 | Spandauer Vorstadt begrenzt im Norden durch die Torstraße 6/230 und Weydingerstraße 20/22 im Süden durch S-Bahn, Spree, Dircksenstraße 32–51 und Neue Promenade / Am Zwirngraben im Osten durch die Karl-Liebknecht-Straße 15/33 und im Westen durch die Friedrichstraße 105–118 (Lage) | Spandauer Vorstadt Gesamtanlagen siehe: Gipsstraße 23A Große Hamburger Straße 5–11, 29–31 Linienstraße 16–21... Rosa-Luxemburg-Straße 30 Rosenthaler Straße 40–41 Spandauer Vorstadt Tucholskystraße 2 Baudenkmale siehe: Almstadtstraße 11, 16, 18, 43 Alte Schönhauser Straße 46, 48–49 Am Zwirngraben, S-Bahnhof Börse Auguststraße 9; 11–13; 14–16; 19, 21; 23; 24–25; 26B; 36; 53; 56–57; 69; 74; 76; 89; 90 Friedrichstraße 107; 112A Gipsstraße 11 Gormannstraße 12 Große Hamburger Straße 13–14; 15–16; 17; 19A; zwischen 25 und 26, Gedenkstätte; 27; 28; 29–31; Sophienkirche, 37 Hirtenstraße 4 Joachimstraße 6; 10; 11; 11A; 14; 15; 16; 20; 21 Johannisstraße 2 Karl-Liebknecht-Straße 27–29 Kleine Alexanderstraße 1–4 Kleine Präsidentenstraße 3 Kleine Rosenthaler Straße 2–3 Koppenplatz 6; 11; 12; 13 Krausnickstraße 3–3A Linienstraße 49; 62; 101; 110; 128–129, 137; 144; 145; 147; 150; 153; 154A; 155, 158; 159; 162; 206 Max-Beer-Straße 2/4 Monbijoupark, Büste Chamisso Monbijouplatz 12 Monbijoustraße 2; 4, 4A Mulackstraße 22; 23 Münzstraße 8; 14/16; 18; 21/23 Neue Promenade 3; 5 Neue Schönhauser Straße 8; 10; 12; 13; 14; 15; 19; 20 Oranienburger Straße, S-Bahnhof; 1–3; 4; 23; 27; 28; 30; 31; 34; 35–36, 50; 54; 71–72; 73–76; 84, 86 Rosenthaler Platz, U-Bahnhof Rosa-Luxemburg-Platz, U-Bahnhof; 2–3 Rosa-Luxemburg-Straße 2/4; 14; 15; 39/41 Rosenthaler Straße 13; 31; 36; 37; 38; 39, 51; 72A Rückerstraße 4 Sophienstraße 2; 3; 5; 8; 9; 11; 18–18A; 22–22A; 28–29 Steinstraße 19; 21 Torstraße 138; 146; 164; 222 Tucholskystr. 6/14; 9; 22; 24; 31/33; 40 Weinmeisterstraße, U-Bahnhof; 15; 16–17 Weydingerstraße 18; 20/22 Ziegelstraße 5–9; 10–11; 12 Gartendenkmale siehe: Große Hamburger Straße (zwischen 25 und 26) Alter jüdischer Friedhof; 29–30 Kleine Rosenthaler Straße 3 Koppenplatz 11 Münzstraße 21/23 | 09080064 – Rosa-Luxemburg-Straße 20, Mietshaus, um 1895 |                                     |
| 09011331 | Spandauer Vorstadt begrenzt im Norden durch die Torstraße 6/230 und Weydingerstraße 20/22 im Süden durch S-Bahn, Spree, Dircksenstraße 32–51 und Neue Promenade / Am Zwirngraben im Osten durch die Karl-Liebknecht-Straße 15/33 und im Westen durch die Friedrichstraße 105–118 (Lage) | Spandauer Vorstadt Gesamtanlagen siehe: Gipsstraße 23A Große Hamburger Straße 5–11, 29–31 Linienstraße 16–21... Rosa-Luxemburg-Straße 30 Rosenthaler Straße 40–41 Spandauer Vorstadt Tucholskystraße 2 Baudenkmale siehe: Almstadtstraße 11, 16, 18, 43 Alte Schönhauser Straße 46, 48–49 Am Zwirngraben, S-Bahnhof Börse Auguststraße 9; 11–13; 14–16; 19, 21; 23; 24–25; 26B; 36; 53; 56–57; 69; 74; 76; 89; 90 Friedrichstraße 107; 112A Gipsstraße 11 Gormannstraße 12 Große Hamburger Straße 13–14; 15–16; 17; 19A; zwischen 25 und 26, Gedenkstätte; 27; 28; 29–31; Sophienkirche, 37 Hirtenstraße 4 Joachimstraße 6; 10; 11; 11A; 14; 15; 16; 20; 21 Johannisstraße 2 Karl-Liebknecht-Straße 27–29 Kleine Alexanderstraße 1–4 Kleine Präsidentenstraße 3 Kleine Rosenthaler Straße 2–3 Koppenplatz 6; 11; 12; 13 Krausnickstraße 3–3A Linienstraße 49; 62; 101; 110; 128–129, 137; 144; 145; 147; 150; 153; 154A; 155, 158; 159; 162; 206 Max-Beer-Straße 2/4 Monbijoupark, Büste Chamisso Monbijouplatz 12 Monbijoustraße 2; 4, 4A Mulackstraße 22; 23 Münzstraße 8; 14/16; 18; 21/23 Neue Promenade 3; 5 Neue Schönhauser Straße 8; 10; 12; 13; 14; 15; 19; 20 Oranienburger Straße, S-Bahnhof; 1–3; 4; 23; 27; 28; 30; 31; 34; 35–36, 50; 54; 71–72; 73–76; 84, 86 Rosenthaler Platz, U-Bahnhof Rosa-Luxemburg-Platz, U-Bahnhof; 2–3 Rosa-Luxemburg-Straße 2/4; 14; 15; 39/41 Rosenthaler Straße 13; 31; 36; 37; 38; 39, 51; 72A Rückerstraße 4 Sophienstraße 2; 3; 5; 8; 9; 11; 18–18A; 22–22A; 28–29 Steinstraße 19; 21 Torstraße 138; 146; 164; 222 Tucholskystr. 6/14; 9; 22; 24; 31/33; 40 Weinmeisterstraße, U-Bahnhof; 15; 16–17 Weydingerstraße 18; 20/22 Ziegelstraße 5–9; 10–11; 12 Gartendenkmale siehe: Große Hamburger Straße (zwischen 25 und 26) Alter jüdischer Friedhof; 29–30 Kleine Rosenthaler Straße 3 Koppenplatz 11 Münzstraße 21/23 | 09080059 – Rosa-Luxemburg-Straße 21, Mietshaus, um 1895 |                                     |
| 09011331 | Spandauer Vorstadt begrenzt im Norden durch die Torstraße 6/230 und Weydingerstraße 20/22 im Süden durch S-Bahn, Spree, Dircksenstraße 32–51 und Neue Promenade / Am Zwirngraben im Osten durch die Karl-Liebknecht-Straße 15/33 und im Westen durch die Friedrichstraße 105–118 (Lage) | Spandauer Vorstadt Gesamtanlagen siehe: Gipsstraße 23A Große Hamburger Straße 5–11, 29–31 Linienstraße 16–21... Rosa-Luxemburg-Straße 30 Rosenthaler Straße 40–41 Spandauer Vorstadt Tucholskystraße 2 Baudenkmale siehe: Almstadtstraße 11, 16, 18, 43 Alte Schönhauser Straße 46, 48–49 Am Zwirngraben, S-Bahnhof Börse Auguststraße 9; 11–13; 14–16; 19, 21; 23; 24–25; 26B; 36; 53; 56–57; 69; 74; 76; 89; 90 Friedrichstraße 107; 112A Gipsstraße 11 Gormannstraße 12 Große Hamburger Straße 13–14; 15–16; 17; 19A; zwischen 25 und 26, Gedenkstätte; 27; 28; 29–31; Sophienkirche, 37 Hirtenstraße 4 Joachimstraße 6; 10; 11; 11A; 14; 15; 16; 20; 21 Johannisstraße 2 Karl-Liebknecht-Straße 27–29 Kleine Alexanderstraße 1–4 Kleine Präsidentenstraße 3 Kleine Rosenthaler Straße 2–3 Koppenplatz 6; 11; 12; 13 Krausnickstraße 3–3A Linienstraße 49; 62; 101; 110; 128–129, 137; 144; 145; 147; 150; 153; 154A; 155, 158; 159; 162; 206 Max-Beer-Straße 2/4 Monbijoupark, Büste Chamisso Monbijouplatz 12 Monbijoustraße 2; 4, 4A Mulackstraße 22; 23 Münzstraße 8; 14/16; 18; 21/23 Neue Promenade 3; 5 Neue Schönhauser Straße 8; 10; 12; 13; 14; 15; 19; 20 Oranienburger Straße, S-Bahnhof; 1–3; 4; 23; 27; 28; 30; 31; 34; 35–36, 50; 54; 71–72; 73–76; 84, 86 Rosenthaler Platz, U-Bahnhof Rosa-Luxemburg-Platz, U-Bahnhof; 2–3 Rosa-Luxemburg-Straße 2/4; 14; 15; 39/41 Rosenthaler Straße 13; 31; 36; 37; 38; 39, 51; 72A Rückerstraße 4 Sophienstraße 2; 3; 5; 8; 9; 11; 18–18A; 22–22A; 28–29 Steinstraße 19; 21 Torstraße 138; 146; 164; 222 Tucholskystr. 6/14; 9; 22; 24; 31/33; 40 Weinmeisterstraße, U-Bahnhof; 15; 16–17 Weydingerstraße 18; 20/22 Ziegelstraße 5–9; 10–11; 12 Gartendenkmale siehe: Große Hamburger Straße (zwischen 25 und 26) Alter jüdischer Friedhof; 29–30 Kleine Rosenthaler Straße 3 Koppenplatz 11 Münzstraße 21/23 | 09080039 – Rosa-Luxemburg-Straße 22/28 / Hirtenstraße 15, Wohnanlage, um 1935 |                                     |
| 09011331 | Spandauer Vorstadt begrenzt im Norden durch die Torstraße 6/230 und Weydingerstraße 20/22 im Süden durch S-Bahn, Spree, Dircksenstraße 32–51 und Neue Promenade / Am Zwirngraben im Osten durch die Karl-Liebknecht-Straße 15/33 und im Westen durch die Friedrichstraße 105–118 (Lage) | Spandauer Vorstadt Gesamtanlagen siehe: Gipsstraße 23A Große Hamburger Straße 5–11, 29–31 Linienstraße 16–21... Rosa-Luxemburg-Straße 30 Rosenthaler Straße 40–41 Spandauer Vorstadt Tucholskystraße 2 Baudenkmale siehe: Almstadtstraße 11, 16, 18, 43 Alte Schönhauser Straße 46, 48–49 Am Zwirngraben, S-Bahnhof Börse Auguststraße 9; 11–13; 14–16; 19, 21; 23; 24–25; 26B; 36; 53; 56–57; 69; 74; 76; 89; 90 Friedrichstraße 107; 112A Gipsstraße 11 Gormannstraße 12 Große Hamburger Straße 13–14; 15–16; 17; 19A; zwischen 25 und 26, Gedenkstätte; 27; 28; 29–31; Sophienkirche, 37 Hirtenstraße 4 Joachimstraße 6; 10; 11; 11A; 14; 15; 16; 20; 21 Johannisstraße 2 Karl-Liebknecht-Straße 27–29 Kleine Alexanderstraße 1–4 Kleine Präsidentenstraße 3 Kleine Rosenthaler Straße 2–3 Koppenplatz 6; 11; 12; 13 Krausnickstraße 3–3A Linienstraße 49; 62; 101; 110; 128–129, 137; 144; 145; 147; 150; 153; 154A; 155, 158; 159; 162; 206 Max-Beer-Straße 2/4 Monbijoupark, Büste Chamisso Monbijouplatz 12 Monbijoustraße 2; 4, 4A Mulackstraße 22; 23 Münzstraße 8; 14/16; 18; 21/23 Neue Promenade 3; 5 Neue Schönhauser Straße 8; 10; 12; 13; 14; 15; 19; 20 Oranienburger Straße, S-Bahnhof; 1–3; 4; 23; 27; 28; 30; 31; 34; 35–36, 50; 54; 71–72; 73–76; 84, 86 Rosenthaler Platz, U-Bahnhof Rosa-Luxemburg-Platz, U-Bahnhof; 2–3 Rosa-Luxemburg-Straße 2/4; 14; 15; 39/41 Rosenthaler Straße 13; 31; 36; 37; 38; 39, 51; 72A Rückerstraße 4 Sophienstraße 2; 3; 5; 8; 9; 11; 18–18A; 22–22A; 28–29 Steinstraße 19; 21 Torstraße 138; 146; 164; 222 Tucholskystr. 6/14; 9; 22; 24; 31/33; 40 Weinmeisterstraße, U-Bahnhof; 15; 16–17 Weydingerstraße 18; 20/22 Ziegelstraße 5–9; 10–11; 12 Gartendenkmale siehe: Große Hamburger Straße (zwischen 25 und 26) Alter jüdischer Friedhof; 29–30 Kleine Rosenthaler Straße 3 Koppenplatz 11 Münzstraße 21/23 | 09080060 – Rosa-Luxemburg-Straße 23, Mietshaus, um 1895 |                                     |
| 09011331 | Spandauer Vorstadt begrenzt im Norden durch die Torstraße 6/230 und Weydingerstraße 20/22 im Süden durch S-Bahn, Spree, Dircksenstraße 32–51 und Neue Promenade / Am Zwirngraben im Osten durch die Karl-Liebknecht-Straße 15/33 und im Westen durch die Friedrichstraße 105–118 (Lage) | Spandauer Vorstadt Gesamtanlagen siehe: Gipsstraße 23A Große Hamburger Straße 5–11, 29–31 Linienstraße 16–21... Rosa-Luxemburg-Straße 30 Rosenthaler Straße 40–41 Spandauer Vorstadt Tucholskystraße 2 Baudenkmale siehe: Almstadtstraße 11, 16, 18, 43 Alte Schönhauser Straße 46, 48–49 Am Zwirngraben, S-Bahnhof Börse Auguststraße 9; 11–13; 14–16; 19, 21; 23; 24–25; 26B; 36; 53; 56–57; 69; 74; 76; 89; 90 Friedrichstraße 107; 112A Gipsstraße 11 Gormannstraße 12 Große Hamburger Straße 13–14; 15–16; 17; 19A; zwischen 25 und 26, Gedenkstätte; 27; 28; 29–31; Sophienkirche, 37 Hirtenstraße 4 Joachimstraße 6; 10; 11; 11A; 14; 15; 16; 20; 21 Johannisstraße 2 Karl-Liebknecht-Straße 27–29 Kleine Alexanderstraße 1–4 Kleine Präsidentenstraße 3 Kleine Rosenthaler Straße 2–3 Koppenplatz 6; 11; 12; 13 Krausnickstraße 3–3A Linienstraße 49; 62; 101; 110; 128–129, 137; 144; 145; 147; 150; 153; 154A; 155, 158; 159; 162; 206 Max-Beer-Straße 2/4 Monbijoupark, Büste Chamisso Monbijouplatz 12 Monbijoustraße 2; 4, 4A Mulackstraße 22; 23 Münzstraße 8; 14/16; 18; 21/23 Neue Promenade 3; 5 Neue Schönhauser Straße 8; 10; 12; 13; 14; 15; 19; 20 Oranienburger Straße, S-Bahnhof; 1–3; 4; 23; 27; 28; 30; 31; 34; 35–36, 50; 54; 71–72; 73–76; 84, 86 Rosenthaler Platz, U-Bahnhof Rosa-Luxemburg-Platz, U-Bahnhof; 2–3 Rosa-Luxemburg-Straße 2/4; 14; 15; 39/41 Rosenthaler Straße 13; 31; 36; 37; 38; 39, 51; 72A Rückerstraße 4 Sophienstraße 2; 3; 5; 8; 9; 11; 18–18A; 22–22A; 28–29 Steinstraße 19; 21 Torstraße 138; 146; 164; 222 Tucholskystr. 6/14; 9; 22; 24; 31/33; 40 Weinmeisterstraße, U-Bahnhof; 15; 16–17 Weydingerstraße 18; 20/22 Ziegelstraße 5–9; 10–11; 12 Gartendenkmale siehe: Große Hamburger Straße (zwischen 25 und 26) Alter jüdischer Friedhof; 29–30 Kleine Rosenthaler Straße 3 Koppenplatz 11 Münzstraße 21/23 | 09080038 – Rosa-Luxemburg-Straße 25/27 / Hirtenstraße 14, Wohnanlage, um 1935 |                                     |
| 09011331 | Spandauer Vorstadt begrenzt im Norden durch die Torstraße 6/230 und Weydingerstraße 20/22 im Süden durch S-Bahn, Spree, Dircksenstraße 32–51 und Neue Promenade / Am Zwirngraben im Osten durch die Karl-Liebknecht-Straße 15/33 und im Westen durch die Friedrichstraße 105–118 (Lage) | Spandauer Vorstadt Gesamtanlagen siehe: Gipsstraße 23A Große Hamburger Straße 5–11, 29–31 Linienstraße 16–21... Rosa-Luxemburg-Straße 30 Rosenthaler Straße 40–41 Spandauer Vorstadt Tucholskystraße 2 Baudenkmale siehe: Almstadtstraße 11, 16, 18, 43 Alte Schönhauser Straße 46, 48–49 Am Zwirngraben, S-Bahnhof Börse Auguststraße 9; 11–13; 14–16; 19, 21; 23; 24–25; 26B; 36; 53; 56–57; 69; 74; 76; 89; 90 Friedrichstraße 107; 112A Gipsstraße 11 Gormannstraße 12 Große Hamburger Straße 13–14; 15–16; 17; 19A; zwischen 25 und 26, Gedenkstätte; 27; 28; 29–31; Sophienkirche, 37 Hirtenstraße 4 Joachimstraße 6; 10; 11; 11A; 14; 15; 16; 20; 21 Johannisstraße 2 Karl-Liebknecht-Straße 27–29 Kleine Alexanderstraße 1–4 Kleine Präsidentenstraße 3 Kleine Rosenthaler Straße 2–3 Koppenplatz 6; 11; 12; 13 Krausnickstraße 3–3A Linienstraße 49; 62; 101; 110; 128–129, 137; 144; 145; 147; 150; 153; 154A; 155, 158; 159; 162; 206 Max-Beer-Straße 2/4 Monbijoupark, Büste Chamisso Monbijouplatz 12 Monbijoustraße 2; 4, 4A Mulackstraße 22; 23 Münzstraße 8; 14/16; 18; 21/23 Neue Promenade 3; 5 Neue Schönhauser Straße 8; 10; 12; 13; 14; 15; 19; 20 Oranienburger Straße, S-Bahnhof; 1–3; 4; 23; 27; 28; 30; 31; 34; 35–36, 50; 54; 71–72; 73–76; 84, 86 Rosenthaler Platz, U-Bahnhof Rosa-Luxemburg-Platz, U-Bahnhof; 2–3 Rosa-Luxemburg-Straße 2/4; 14; 15; 39/41 Rosenthaler Straße 13; 31; 36; 37; 38; 39, 51; 72A Rückerstraße 4 Sophienstraße 2; 3; 5; 8; 9; 11; 18–18A; 22–22A; 28–29 Steinstraße 19; 21 Torstraße 138; 146; 164; 222 Tucholskystr. 6/14; 9; 22; 24; 31/33; 40 Weinmeisterstraße, U-Bahnhof; 15; 16–17 Weydingerstraße 18; 20/22 Ziegelstraße 5–9; 10–11; 12 Gartendenkmale siehe: Große Hamburger Straße (zwischen 25 und 26) Alter jüdischer Friedhof; 29–30 Kleine Rosenthaler Straße 3 Koppenplatz 11 Münzstraße 21/23 | 09080040 – Rosa-Luxemburg-Straße 31/37 / Hirtenstraße 7–10, Wohnanlage, 1936 |                                     |
| 09011331 | Spandauer Vorstadt begrenzt im Norden durch die Torstraße 6/230 und Weydingerstraße 20/22 im Süden durch S-Bahn, Spree, Dircksenstraße 32–51 und Neue Promenade / Am Zwirngraben im Osten durch die Karl-Liebknecht-Straße 15/33 und im Westen durch die Friedrichstraße 105–118 (Lage) | Spandauer Vorstadt Gesamtanlagen siehe: Gipsstraße 23A Große Hamburger Straße 5–11, 29–31 Linienstraße 16–21... Rosa-Luxemburg-Straße 30 Rosenthaler Straße 40–41 Spandauer Vorstadt Tucholskystraße 2 Baudenkmale siehe: Almstadtstraße 11, 16, 18, 43 Alte Schönhauser Straße 46, 48–49 Am Zwirngraben, S-Bahnhof Börse Auguststraße 9; 11–13; 14–16; 19, 21; 23; 24–25; 26B; 36; 53; 56–57; 69; 74; 76; 89; 90 Friedrichstraße 107; 112A Gipsstraße 11 Gormannstraße 12 Große Hamburger Straße 13–14; 15–16; 17; 19A; zwischen 25 und 26, Gedenkstätte; 27; 28; 29–31; Sophienkirche, 37 Hirtenstraße 4 Joachimstraße 6; 10; 11; 11A; 14; 15; 16; 20; 21 Johannisstraße 2 Karl-Liebknecht-Straße 27–29 Kleine Alexanderstraße 1–4 Kleine Präsidentenstraße 3 Kleine Rosenthaler Straße 2–3 Koppenplatz 6; 11; 12; 13 Krausnickstraße 3–3A Linienstraße 49; 62; 101; 110; 128–129, 137; 144; 145; 147; 150; 153; 154A; 155, 158; 159; 162; 206 Max-Beer-Straße 2/4 Monbijoupark, Büste Chamisso Monbijouplatz 12 Monbijoustraße 2; 4, 4A Mulackstraße 22; 23 Münzstraße 8; 14/16; 18; 21/23 Neue Promenade 3; 5 Neue Schönhauser Straße 8; 10; 12; 13; 14; 15; 19; 20 Oranienburger Straße, S-Bahnhof; 1–3; 4; 23; 27; 28; 30; 31; 34; 35–36, 50; 54; 71–72; 73–76; 84, 86 Rosenthaler Platz, U-Bahnhof Rosa-Luxemburg-Platz, U-Bahnhof; 2–3 Rosa-Luxemburg-Straße 2/4; 14; 15; 39/41 Rosenthaler Straße 13; 31; 36; 37; 38; 39, 51; 72A Rückerstraße 4 Sophienstraße 2; 3; 5; 8; 9; 11; 18–18A; 22–22A; 28–29 Steinstraße 19; 21 Torstraße 138; 146; 164; 222 Tucholskystr. 6/14; 9; 22; 24; 31/33; 40 Weinmeisterstraße, U-Bahnhof; 15; 16–17 Weydingerstraße 18; 20/22 Ziegelstraße 5–9; 10–11; 12 Gartendenkmale siehe: Große Hamburger Straße (zwischen 25 und 26) Alter jüdischer Friedhof; 29–30 Kleine Rosenthaler Straße 3 Koppenplatz 11 Münzstraße 21/23 | 09080135 – Rosenthaler Straße 1 / Torstraße 122, Mietshaus, 1875 |                                     |
| 09011331 | Spandauer Vorstadt begrenzt im Norden durch die Torstraße 6/230 und Weydingerstraße 20/22 im Süden durch S-Bahn, Spree, Dircksenstraße 32–51 und Neue Promenade / Am Zwirngraben im Osten durch die Karl-Liebknecht-Straße 15/33 und im Westen durch die Friedrichstraße 105–118 (Lage) | Spandauer Vorstadt Gesamtanlagen siehe: Gipsstraße 23A Große Hamburger Straße 5–11, 29–31 Linienstraße 16–21... Rosa-Luxemburg-Straße 30 Rosenthaler Straße 40–41 Spandauer Vorstadt Tucholskystraße 2 Baudenkmale siehe: Almstadtstraße 11, 16, 18, 43 Alte Schönhauser Straße 46, 48–49 Am Zwirngraben, S-Bahnhof Börse Auguststraße 9; 11–13; 14–16; 19, 21; 23; 24–25; 26B; 36; 53; 56–57; 69; 74; 76; 89; 90 Friedrichstraße 107; 112A Gipsstraße 11 Gormannstraße 12 Große Hamburger Straße 13–14; 15–16; 17; 19A; zwischen 25 und 26, Gedenkstätte; 27; 28; 29–31; Sophienkirche, 37 Hirtenstraße 4 Joachimstraße 6; 10; 11; 11A; 14; 15; 16; 20; 21 Johannisstraße 2 Karl-Liebknecht-Straße 27–29 Kleine Alexanderstraße 1–4 Kleine Präsidentenstraße 3 Kleine Rosenthaler Straße 2–3 Koppenplatz 6; 11; 12; 13 Krausnickstraße 3–3A Linienstraße 49; 62; 101; 110; 128–129, 137; 144; 145; 147; 150; 153; 154A; 155, 158; 159; 162; 206 Max-Beer-Straße 2/4 Monbijoupark, Büste Chamisso Monbijouplatz 12 Monbijoustraße 2; 4, 4A Mulackstraße 22; 23 Münzstraße 8; 14/16; 18; 21/23 Neue Promenade 3; 5 Neue Schönhauser Straße 8; 10; 12; 13; 14; 15; 19; 20 Oranienburger Straße, S-Bahnhof; 1–3; 4; 23; 27; 28; 30; 31; 34; 35–36, 50; 54; 71–72; 73–76; 84, 86 Rosenthaler Platz, U-Bahnhof Rosa-Luxemburg-Platz, U-Bahnhof; 2–3 Rosa-Luxemburg-Straße 2/4; 14; 15; 39/41 Rosenthaler Straße 13; 31; 36; 37; 38; 39, 51; 72A Rückerstraße 4 Sophienstraße 2; 3; 5; 8; 9; 11; 18–18A; 22–22A; 28–29 Steinstraße 19; 21 Torstraße 138; 146; 164; 222 Tucholskystr. 6/14; 9; 22; 24; 31/33; 40 Weinmeisterstraße, U-Bahnhof; 15; 16–17 Weydingerstraße 18; 20/22 Ziegelstraße 5–9; 10–11; 12 Gartendenkmale siehe: Große Hamburger Straße (zwischen 25 und 26) Alter jüdischer Friedhof; 29–30 Kleine Rosenthaler Straße 3 Koppenplatz 11 Münzstraße 21/23 | 09080136 – Rosenthaler Straße 2 / Linienstraße 75, Mietshaus, 1866 |                                     |
| 09011331 | Spandauer Vorstadt begrenzt im Norden durch die Torstraße 6/230 und Weydingerstraße 20/22 im Süden durch S-Bahn, Spree, Dircksenstraße 32–51 und Neue Promenade / Am Zwirngraben im Osten durch die Karl-Liebknecht-Straße 15/33 und im Westen durch die Friedrichstraße 105–118 (Lage) | Spandauer Vorstadt Gesamtanlagen siehe: Gipsstraße 23A Große Hamburger Straße 5–11, 29–31 Linienstraße 16–21... Rosa-Luxemburg-Straße 30 Rosenthaler Straße 40–41 Spandauer Vorstadt Tucholskystraße 2 Baudenkmale siehe: Almstadtstraße 11, 16, 18, 43 Alte Schönhauser Straße 46, 48–49 Am Zwirngraben, S-Bahnhof Börse Auguststraße 9; 11–13; 14–16; 19, 21; 23; 24–25; 26B; 36; 53; 56–57; 69; 74; 76; 89; 90 Friedrichstraße 107; 112A Gipsstraße 11 Gormannstraße 12 Große Hamburger Straße 13–14; 15–16; 17; 19A; zwischen 25 und 26, Gedenkstätte; 27; 28; 29–31; Sophienkirche, 37 Hirtenstraße 4 Joachimstraße 6; 10; 11; 11A; 14; 15; 16; 20; 21 Johannisstraße 2 Karl-Liebknecht-Straße 27–29 Kleine Alexanderstraße 1–4 Kleine Präsidentenstraße 3 Kleine Rosenthaler Straße 2–3 Koppenplatz 6; 11; 12; 13 Krausnickstraße 3–3A Linienstraße 49; 62; 101; 110; 128–129, 137; 144; 145; 147; 150; 153; 154A; 155, 158; 159; 162; 206 Max-Beer-Straße 2/4 Monbijoupark, Büste Chamisso Monbijouplatz 12 Monbijoustraße 2; 4, 4A Mulackstraße 22; 23 Münzstraße 8; 14/16; 18; 21/23 Neue Promenade 3; 5 Neue Schönhauser Straße 8; 10; 12; 13; 14; 15; 19; 20 Oranienburger Straße, S-Bahnhof; 1–3; 4; 23; 27; 28; 30; 31; 34; 35–36, 50; 54; 71–72; 73–76; 84, 86 Rosenthaler Platz, U-Bahnhof Rosa-Luxemburg-Platz, U-Bahnhof; 2–3 Rosa-Luxemburg-Straße 2/4; 14; 15; 39/41 Rosenthaler Straße 13; 31; 36; 37; 38; 39, 51; 72A Rückerstraße 4 Sophienstraße 2; 3; 5; 8; 9; 11; 18–18A; 22–22A; 28–29 Steinstraße 19; 21 Torstraße 138; 146; 164; 222 Tucholskystr. 6/14; 9; 22; 24; 31/33; 40 Weinmeisterstraße, U-Bahnhof; 15; 16–17 Weydingerstraße 18; 20/22 Ziegelstraße 5–9; 10–11; 12 Gartendenkmale siehe: Große Hamburger Straße (zwischen 25 und 26) Alter jüdischer Friedhof; 29–30 Kleine Rosenthaler Straße 3 Koppenplatz 11 Münzstraße 21/23 | 09050137 – Rosenthaler Straße 9 / Auguststraße 41, Wohn- und Geschäftshaus, 1892 |                                     |
| 09011331 | Spandauer Vorstadt begrenzt im Norden durch die Torstraße 6/230 und Weydingerstraße 20/22 im Süden durch S-Bahn, Spree, Dircksenstraße 32–51 und Neue Promenade / Am Zwirngraben im Osten durch die Karl-Liebknecht-Straße 15/33 und im Westen durch die Friedrichstraße 105–118 (Lage) | Spandauer Vorstadt Gesamtanlagen siehe: Gipsstraße 23A Große Hamburger Straße 5–11, 29–31 Linienstraße 16–21... Rosa-Luxemburg-Straße 30 Rosenthaler Straße 40–41 Spandauer Vorstadt Tucholskystraße 2 Baudenkmale siehe: Almstadtstraße 11, 16, 18, 43 Alte Schönhauser Straße 46, 48–49 Am Zwirngraben, S-Bahnhof Börse Auguststraße 9; 11–13; 14–16; 19, 21; 23; 24–25; 26B; 36; 53; 56–57; 69; 74; 76; 89; 90 Friedrichstraße 107; 112A Gipsstraße 11 Gormannstraße 12 Große Hamburger Straße 13–14; 15–16; 17; 19A; zwischen 25 und 26, Gedenkstätte; 27; 28; 29–31; Sophienkirche, 37 Hirtenstraße 4 Joachimstraße 6; 10; 11; 11A; 14; 15; 16; 20; 21 Johannisstraße 2 Karl-Liebknecht-Straße 27–29 Kleine Alexanderstraße 1–4 Kleine Präsidentenstraße 3 Kleine Rosenthaler Straße 2–3 Koppenplatz 6; 11; 12; 13 Krausnickstraße 3–3A Linienstraße 49; 62; 101; 110; 128–129, 137; 144; 145; 147; 150; 153; 154A; 155, 158; 159; 162; 206 Max-Beer-Straße 2/4 Monbijoupark, Büste Chamisso Monbijouplatz 12 Monbijoustraße 2; 4, 4A Mulackstraße 22; 23 Münzstraße 8; 14/16; 18; 21/23 Neue Promenade 3; 5 Neue Schönhauser Straße 8; 10; 12; 13; 14; 15; 19; 20 Oranienburger Straße, S-Bahnhof; 1–3; 4; 23; 27; 28; 30; 31; 34; 35–36, 50; 54; 71–72; 73–76; 84, 86 Rosenthaler Platz, U-Bahnhof Rosa-Luxemburg-Platz, U-Bahnhof; 2–3 Rosa-Luxemburg-Straße 2/4; 14; 15; 39/41 Rosenthaler Straße 13; 31; 36; 37; 38; 39, 51; 72A Rückerstraße 4 Sophienstraße 2; 3; 5; 8; 9; 11; 18–18A; 22–22A; 28–29 Steinstraße 19; 21 Torstraße 138; 146; 164; 222 Tucholskystr. 6/14; 9; 22; 24; 31/33; 40 Weinmeisterstraße, U-Bahnhof; 15; 16–17 Weydingerstraße 18; 20/22 Ziegelstraße 5–9; 10–11; 12 Gartendenkmale siehe: Große Hamburger Straße (zwischen 25 und 26) Alter jüdischer Friedhof; 29–30 Kleine Rosenthaler Straße 3 Koppenplatz 11 Münzstraße 21/23 | 09050138 – Rosenthaler Straße 23, Mietshaus, 1878 |                                     |
| 09011331 | Spandauer Vorstadt begrenzt im Norden durch die Torstraße 6/230 und Weydingerstraße 20/22 im Süden durch S-Bahn, Spree, Dircksenstraße 32–51 und Neue Promenade / Am Zwirngraben im Osten durch die Karl-Liebknecht-Straße 15/33 und im Westen durch die Friedrichstraße 105–118 (Lage) | Spandauer Vorstadt Gesamtanlagen siehe: Gipsstraße 23A Große Hamburger Straße 5–11, 29–31 Linienstraße 16–21... Rosa-Luxemburg-Straße 30 Rosenthaler Straße 40–41 Spandauer Vorstadt Tucholskystraße 2 Baudenkmale siehe: Almstadtstraße 11, 16, 18, 43 Alte Schönhauser Straße 46, 48–49 Am Zwirngraben, S-Bahnhof Börse Auguststraße 9; 11–13; 14–16; 19, 21; 23; 24–25; 26B; 36; 53; 56–57; 69; 74; 76; 89; 90 Friedrichstraße 107; 112A Gipsstraße 11 Gormannstraße 12 Große Hamburger Straße 13–14; 15–16; 17; 19A; zwischen 25 und 26, Gedenkstätte; 27; 28; 29–31; Sophienkirche, 37 Hirtenstraße 4 Joachimstraße 6; 10; 11; 11A; 14; 15; 16; 20; 21 Johannisstraße 2 Karl-Liebknecht-Straße 27–29 Kleine Alexanderstraße 1–4 Kleine Präsidentenstraße 3 Kleine Rosenthaler Straße 2–3 Koppenplatz 6; 11; 12; 13 Krausnickstraße 3–3A Linienstraße 49; 62; 101; 110; 128–129, 137; 144; 145; 147; 150; 153; 154A; 155, 158; 159; 162; 206 Max-Beer-Straße 2/4 Monbijoupark, Büste Chamisso Monbijouplatz 12 Monbijoustraße 2; 4, 4A Mulackstraße 22; 23 Münzstraße 8; 14/16; 18; 21/23 Neue Promenade 3; 5 Neue Schönhauser Straße 8; 10; 12; 13; 14; 15; 19; 20 Oranienburger Straße, S-Bahnhof; 1–3; 4; 23; 27; 28; 30; 31; 34; 35–36, 50; 54; 71–72; 73–76; 84, 86 Rosenthaler Platz, U-Bahnhof Rosa-Luxemburg-Platz, U-Bahnhof; 2–3 Rosa-Luxemburg-Straße 2/4; 14; 15; 39/41 Rosenthaler Straße 13; 31; 36; 37; 38; 39, 51; 72A Rückerstraße 4 Sophienstraße 2; 3; 5; 8; 9; 11; 18–18A; 22–22A; 28–29 Steinstraße 19; 21 Torstraße 138; 146; 164; 222 Tucholskystr. 6/14; 9; 22; 24; 31/33; 40 Weinmeisterstraße, U-Bahnhof; 15; 16–17 Weydingerstraße 18; 20/22 Ziegelstraße 5–9; 10–11; 12 Gartendenkmale siehe: Große Hamburger Straße (zwischen 25 und 26) Alter jüdischer Friedhof; 29–30 Kleine Rosenthaler Straße 3 Koppenplatz 11 Münzstraße 21/23 | 09050139 – Rosenthaler Straße 24 / Gipsstraße 18A, Mietshaus, um 1880 |                                     |
| 09011331 | Spandauer Vorstadt begrenzt im Norden durch die Torstraße 6/230 und Weydingerstraße 20/22 im Süden durch S-Bahn, Spree, Dircksenstraße 32–51 und Neue Promenade / Am Zwirngraben im Osten durch die Karl-Liebknecht-Straße 15/33 und im Westen durch die Friedrichstraße 105–118 (Lage) | Spandauer Vorstadt Gesamtanlagen siehe: Gipsstraße 23A Große Hamburger Straße 5–11, 29–31 Linienstraße 16–21... Rosa-Luxemburg-Straße 30 Rosenthaler Straße 40–41 Spandauer Vorstadt Tucholskystraße 2 Baudenkmale siehe: Almstadtstraße 11, 16, 18, 43 Alte Schönhauser Straße 46, 48–49 Am Zwirngraben, S-Bahnhof Börse Auguststraße 9; 11–13; 14–16; 19, 21; 23; 24–25; 26B; 36; 53; 56–57; 69; 74; 76; 89; 90 Friedrichstraße 107; 112A Gipsstraße 11 Gormannstraße 12 Große Hamburger Straße 13–14; 15–16; 17; 19A; zwischen 25 und 26, Gedenkstätte; 27; 28; 29–31; Sophienkirche, 37 Hirtenstraße 4 Joachimstraße 6; 10; 11; 11A; 14; 15; 16; 20; 21 Johannisstraße 2 Karl-Liebknecht-Straße 27–29 Kleine Alexanderstraße 1–4 Kleine Präsidentenstraße 3 Kleine Rosenthaler Straße 2–3 Koppenplatz 6; 11; 12; 13 Krausnickstraße 3–3A Linienstraße 49; 62; 101; 110; 128–129, 137; 144; 145; 147; 150; 153; 154A; 155, 158; 159; 162; 206 Max-Beer-Straße 2/4 Monbijoupark, Büste Chamisso Monbijouplatz 12 Monbijoustraße 2; 4, 4A Mulackstraße 22; 23 Münzstraße 8; 14/16; 18; 21/23 Neue Promenade 3; 5 Neue Schönhauser Straße 8; 10; 12; 13; 14; 15; 19; 20 Oranienburger Straße, S-Bahnhof; 1–3; 4; 23; 27; 28; 30; 31; 34; 35–36, 50; 54; 71–72; 73–76; 84, 86 Rosenthaler Platz, U-Bahnhof Rosa-Luxemburg-Platz, U-Bahnhof; 2–3 Rosa-Luxemburg-Straße 2/4; 14; 15; 39/41 Rosenthaler Straße 13; 31; 36; 37; 38; 39, 51; 72A Rückerstraße 4 Sophienstraße 2; 3; 5; 8; 9; 11; 18–18A; 22–22A; 28–29 Steinstraße 19; 21 Torstraße 138; 146; 164; 222 Tucholskystr. 6/14; 9; 22; 24; 31/33; 40 Weinmeisterstraße, U-Bahnhof; 15; 16–17 Weydingerstraße 18; 20/22 Ziegelstraße 5–9; 10–11; 12 Gartendenkmale siehe: Große Hamburger Straße (zwischen 25 und 26) Alter jüdischer Friedhof; 29–30 Kleine Rosenthaler Straße 3 Koppenplatz 11 Münzstraße 21/23 | 09080157 – Rosenthaler Straße 32 / Sophienstraße, Mietshaus, 1846 |                                     |
| 09011331 | Spandauer Vorstadt begrenzt im Norden durch die Torstraße 6/230 und Weydingerstraße 20/22 im Süden durch S-Bahn, Spree, Dircksenstraße 32–51 und Neue Promenade / Am Zwirngraben im Osten durch die Karl-Liebknecht-Straße 15/33 und im Westen durch die Friedrichstraße 105–118 (Lage) | Spandauer Vorstadt Gesamtanlagen siehe: Gipsstraße 23A Große Hamburger Straße 5–11, 29–31 Linienstraße 16–21... Rosa-Luxemburg-Straße 30 Rosenthaler Straße 40–41 Spandauer Vorstadt Tucholskystraße 2 Baudenkmale siehe: Almstadtstraße 11, 16, 18, 43 Alte Schönhauser Straße 46, 48–49 Am Zwirngraben, S-Bahnhof Börse Auguststraße 9; 11–13; 14–16; 19, 21; 23; 24–25; 26B; 36; 53; 56–57; 69; 74; 76; 89; 90 Friedrichstraße 107; 112A Gipsstraße 11 Gormannstraße 12 Große Hamburger Straße 13–14; 15–16; 17; 19A; zwischen 25 und 26, Gedenkstätte; 27; 28; 29–31; Sophienkirche, 37 Hirtenstraße 4 Joachimstraße 6; 10; 11; 11A; 14; 15; 16; 20; 21 Johannisstraße 2 Karl-Liebknecht-Straße 27–29 Kleine Alexanderstraße 1–4 Kleine Präsidentenstraße 3 Kleine Rosenthaler Straße 2–3 Koppenplatz 6; 11; 12; 13 Krausnickstraße 3–3A Linienstraße 49; 62; 101; 110; 128–129, 137; 144; 145; 147; 150; 153; 154A; 155, 158; 159; 162; 206 Max-Beer-Straße 2/4 Monbijoupark, Büste Chamisso Monbijouplatz 12 Monbijoustraße 2; 4, 4A Mulackstraße 22; 23 Münzstraße 8; 14/16; 18; 21/23 Neue Promenade 3; 5 Neue Schönhauser Straße 8; 10; 12; 13; 14; 15; 19; 20 Oranienburger Straße, S-Bahnhof; 1–3; 4; 23; 27; 28; 30; 31; 34; 35–36, 50; 54; 71–72; 73–76; 84, 86 Rosenthaler Platz, U-Bahnhof Rosa-Luxemburg-Platz, U-Bahnhof; 2–3 Rosa-Luxemburg-Straße 2/4; 14; 15; 39/41 Rosenthaler Straße 13; 31; 36; 37; 38; 39, 51; 72A Rückerstraße 4 Sophienstraße 2; 3; 5; 8; 9; 11; 18–18A; 22–22A; 28–29 Steinstraße 19; 21 Torstraße 138; 146; 164; 222 Tucholskystr. 6/14; 9; 22; 24; 31/33; 40 Weinmeisterstraße, U-Bahnhof; 15; 16–17 Weydingerstraße 18; 20/22 Ziegelstraße 5–9; 10–11; 12 Gartendenkmale siehe: Große Hamburger Straße (zwischen 25 und 26) Alter jüdischer Friedhof; 29–30 Kleine Rosenthaler Straße 3 Koppenplatz 11 Münzstraße 21/23 | 09080158 – Rosenthaler Straße 33, Mietshaus, 1866 |                                     |
| 09011331 | Spandauer Vorstadt begrenzt im Norden durch die Torstraße 6/230 und Weydingerstraße 20/22 im Süden durch S-Bahn, Spree, Dircksenstraße 32–51 und Neue Promenade / Am Zwirngraben im Osten durch die Karl-Liebknecht-Straße 15/33 und im Westen durch die Friedrichstraße 105–118 (Lage) | Spandauer Vorstadt Gesamtanlagen siehe: Gipsstraße 23A Große Hamburger Straße 5–11, 29–31 Linienstraße 16–21... Rosa-Luxemburg-Straße 30 Rosenthaler Straße 40–41 Spandauer Vorstadt Tucholskystraße 2 Baudenkmale siehe: Almstadtstraße 11, 16, 18, 43 Alte Schönhauser Straße 46, 48–49 Am Zwirngraben, S-Bahnhof Börse Auguststraße 9; 11–13; 14–16; 19, 21; 23; 24–25; 26B; 36; 53; 56–57; 69; 74; 76; 89; 90 Friedrichstraße 107; 112A Gipsstraße 11 Gormannstraße 12 Große Hamburger Straße 13–14; 15–16; 17; 19A; zwischen 25 und 26, Gedenkstätte; 27; 28; 29–31; Sophienkirche, 37 Hirtenstraße 4 Joachimstraße 6; 10; 11; 11A; 14; 15; 16; 20; 21 Johannisstraße 2 Karl-Liebknecht-Straße 27–29 Kleine Alexanderstraße 1–4 Kleine Präsidentenstraße 3 Kleine Rosenthaler Straße 2–3 Koppenplatz 6; 11; 12; 13 Krausnickstraße 3–3A Linienstraße 49; 62; 101; 110; 128–129, 137; 144; 145; 147; 150; 153; 154A; 155, 158; 159; 162; 206 Max-Beer-Straße 2/4 Monbijoupark, Büste Chamisso Monbijouplatz 12 Monbijoustraße 2; 4, 4A Mulackstraße 22; 23 Münzstraße 8; 14/16; 18; 21/23 Neue Promenade 3; 5 Neue Schönhauser Straße 8; 10; 12; 13; 14; 15; 19; 20 Oranienburger Straße, S-Bahnhof; 1–3; 4; 23; 27; 28; 30; 31; 34; 35–36, 50; 54; 71–72; 73–76; 84, 86 Rosenthaler Platz, U-Bahnhof Rosa-Luxemburg-Platz, U-Bahnhof; 2–3 Rosa-Luxemburg-Straße 2/4; 14; 15; 39/41 Rosenthaler Straße 13; 31; 36; 37; 38; 39, 51; 72A Rückerstraße 4 Sophienstraße 2; 3; 5; 8; 9; 11; 18–18A; 22–22A; 28–29 Steinstraße 19; 21 Torstraße 138; 146; 164; 222 Tucholskystr. 6/14; 9; 22; 24; 31/33; 40 Weinmeisterstraße, U-Bahnhof; 15; 16–17 Weydingerstraße 18; 20/22 Ziegelstraße 5–9; 10–11; 12 Gartendenkmale siehe: Große Hamburger Straße (zwischen 25 und 26) Alter jüdischer Friedhof; 29–30 Kleine Rosenthaler Straße 3 Koppenplatz 11 Münzstraße 21/23 | 09050140 – Rosenthaler Straße 34–35, Mietshaus, 1886 |                                     |
| 09011331 | Spandauer Vorstadt begrenzt im Norden durch die Torstraße 6/230 und Weydingerstraße 20/22 im Süden durch S-Bahn, Spree, Dircksenstraße 32–51 und Neue Promenade / Am Zwirngraben im Osten durch die Karl-Liebknecht-Straße 15/33 und im Westen durch die Friedrichstraße 105–118 (Lage) | Spandauer Vorstadt Gesamtanlagen siehe: Gipsstraße 23A Große Hamburger Straße 5–11, 29–31 Linienstraße 16–21... Rosa-Luxemburg-Straße 30 Rosenthaler Straße 40–41 Spandauer Vorstadt Tucholskystraße 2 Baudenkmale siehe: Almstadtstraße 11, 16, 18, 43 Alte Schönhauser Straße 46, 48–49 Am Zwirngraben, S-Bahnhof Börse Auguststraße 9; 11–13; 14–16; 19, 21; 23; 24–25; 26B; 36; 53; 56–57; 69; 74; 76; 89; 90 Friedrichstraße 107; 112A Gipsstraße 11 Gormannstraße 12 Große Hamburger Straße 13–14; 15–16; 17; 19A; zwischen 25 und 26, Gedenkstätte; 27; 28; 29–31; Sophienkirche, 37 Hirtenstraße 4 Joachimstraße 6; 10; 11; 11A; 14; 15; 16; 20; 21 Johannisstraße 2 Karl-Liebknecht-Straße 27–29 Kleine Alexanderstraße 1–4 Kleine Präsidentenstraße 3 Kleine Rosenthaler Straße 2–3 Koppenplatz 6; 11; 12; 13 Krausnickstraße 3–3A Linienstraße 49; 62; 101; 110; 128–129, 137; 144; 145; 147; 150; 153; 154A; 155, 158; 159; 162; 206 Max-Beer-Straße 2/4 Monbijoupark, Büste Chamisso Monbijouplatz 12 Monbijoustraße 2; 4, 4A Mulackstraße 22; 23 Münzstraße 8; 14/16; 18; 21/23 Neue Promenade 3; 5 Neue Schönhauser Straße 8; 10; 12; 13; 14; 15; 19; 20 Oranienburger Straße, S-Bahnhof; 1–3; 4; 23; 27; 28; 30; 31; 34; 35–36, 50; 54; 71–72; 73–76; 84, 86 Rosenthaler Platz, U-Bahnhof Rosa-Luxemburg-Platz, U-Bahnhof; 2–3 Rosa-Luxemburg-Straße 2/4; 14; 15; 39/41 Rosenthaler Straße 13; 31; 36; 37; 38; 39, 51; 72A Rückerstraße 4 Sophienstraße 2; 3; 5; 8; 9; 11; 18–18A; 22–22A; 28–29 Steinstraße 19; 21 Torstraße 138; 146; 164; 222 Tucholskystr. 6/14; 9; 22; 24; 31/33; 40 Weinmeisterstraße, U-Bahnhof; 15; 16–17 Weydingerstraße 18; 20/22 Ziegelstraße 5–9; 10–11; 12 Gartendenkmale siehe: Große Hamburger Straße (zwischen 25 und 26) Alter jüdischer Friedhof; 29–30 Kleine Rosenthaler Straße 3 Koppenplatz 11 Münzstraße 21/23 | Treppenhaus, 1886 |                                     |
| 09011331 | Spandauer Vorstadt begrenzt im Norden durch die Torstraße 6/230 und Weydingerstraße 20/22 im Süden durch S-Bahn, Spree, Dircksenstraße 32–51 und Neue Promenade / Am Zwirngraben im Osten durch die Karl-Liebknecht-Straße 15/33 und im Westen durch die Friedrichstraße 105–118 (Lage) | Spandauer Vorstadt Gesamtanlagen siehe: Gipsstraße 23A Große Hamburger Straße 5–11, 29–31 Linienstraße 16–21... Rosa-Luxemburg-Straße 30 Rosenthaler Straße 40–41 Spandauer Vorstadt Tucholskystraße 2 Baudenkmale siehe: Almstadtstraße 11, 16, 18, 43 Alte Schönhauser Straße 46, 48–49 Am Zwirngraben, S-Bahnhof Börse Auguststraße 9; 11–13; 14–16; 19, 21; 23; 24–25; 26B; 36; 53; 56–57; 69; 74; 76; 89; 90 Friedrichstraße 107; 112A Gipsstraße 11 Gormannstraße 12 Große Hamburger Straße 13–14; 15–16; 17; 19A; zwischen 25 und 26, Gedenkstätte; 27; 28; 29–31; Sophienkirche, 37 Hirtenstraße 4 Joachimstraße 6; 10; 11; 11A; 14; 15; 16; 20; 21 Johannisstraße 2 Karl-Liebknecht-Straße 27–29 Kleine Alexanderstraße 1–4 Kleine Präsidentenstraße 3 Kleine Rosenthaler Straße 2–3 Koppenplatz 6; 11; 12; 13 Krausnickstraße 3–3A Linienstraße 49; 62; 101; 110; 128–129, 137; 144; 145; 147; 150; 153; 154A; 155, 158; 159; 162; 206 Max-Beer-Straße 2/4 Monbijoupark, Büste Chamisso Monbijouplatz 12 Monbijoustraße 2; 4, 4A Mulackstraße 22; 23 Münzstraße 8; 14/16; 18; 21/23 Neue Promenade 3; 5 Neue Schönhauser Straße 8; 10; 12; 13; 14; 15; 19; 20 Oranienburger Straße, S-Bahnhof; 1–3; 4; 23; 27; 28; 30; 31; 34; 35–36, 50; 54; 71–72; 73–76; 84, 86 Rosenthaler Platz, U-Bahnhof Rosa-Luxemburg-Platz, U-Bahnhof; 2–3 Rosa-Luxemburg-Straße 2/4; 14; 15; 39/41 Rosenthaler Straße 13; 31; 36; 37; 38; 39, 51; 72A Rückerstraße 4 Sophienstraße 2; 3; 5; 8; 9; 11; 18–18A; 22–22A; 28–29 Steinstraße 19; 21 Torstraße 138; 146; 164; 222 Tucholskystr. 6/14; 9; 22; 24; 31/33; 40 Weinmeisterstraße, U-Bahnhof; 15; 16–17 Weydingerstraße 18; 20/22 Ziegelstraße 5–9; 10–11; 12 Gartendenkmale siehe: Große Hamburger Straße (zwischen 25 und 26) Alter jüdischer Friedhof; 29–30 Kleine Rosenthaler Straße 3 Koppenplatz 11 Münzstraße 21/23 | Gewerbebau, 1886 |                                     |
| 09011331 | Spandauer Vorstadt begrenzt im Norden durch die Torstraße 6/230 und Weydingerstraße 20/22 im Süden durch S-Bahn, Spree, Dircksenstraße 32–51 und Neue Promenade / Am Zwirngraben im Osten durch die Karl-Liebknecht-Straße 15/33 und im Westen durch die Friedrichstraße 105–118 (Lage) | Spandauer Vorstadt Gesamtanlagen siehe: Gipsstraße 23A Große Hamburger Straße 5–11, 29–31 Linienstraße 16–21... Rosa-Luxemburg-Straße 30 Rosenthaler Straße 40–41 Spandauer Vorstadt Tucholskystraße 2 Baudenkmale siehe: Almstadtstraße 11, 16, 18, 43 Alte Schönhauser Straße 46, 48–49 Am Zwirngraben, S-Bahnhof Börse Auguststraße 9; 11–13; 14–16; 19, 21; 23; 24–25; 26B; 36; 53; 56–57; 69; 74; 76; 89; 90 Friedrichstraße 107; 112A Gipsstraße 11 Gormannstraße 12 Große Hamburger Straße 13–14; 15–16; 17; 19A; zwischen 25 und 26, Gedenkstätte; 27; 28; 29–31; Sophienkirche, 37 Hirtenstraße 4 Joachimstraße 6; 10; 11; 11A; 14; 15; 16; 20; 21 Johannisstraße 2 Karl-Liebknecht-Straße 27–29 Kleine Alexanderstraße 1–4 Kleine Präsidentenstraße 3 Kleine Rosenthaler Straße 2–3 Koppenplatz 6; 11; 12; 13 Krausnickstraße 3–3A Linienstraße 49; 62; 101; 110; 128–129, 137; 144; 145; 147; 150; 153; 154A; 155, 158; 159; 162; 206 Max-Beer-Straße 2/4 Monbijoupark, Büste Chamisso Monbijouplatz 12 Monbijoustraße 2; 4, 4A Mulackstraße 22; 23 Münzstraße 8; 14/16; 18; 21/23 Neue Promenade 3; 5 Neue Schönhauser Straße 8; 10; 12; 13; 14; 15; 19; 20 Oranienburger Straße, S-Bahnhof; 1–3; 4; 23; 27; 28; 30; 31; 34; 35–36, 50; 54; 71–72; 73–76; 84, 86 Rosenthaler Platz, U-Bahnhof Rosa-Luxemburg-Platz, U-Bahnhof; 2–3 Rosa-Luxemburg-Straße 2/4; 14; 15; 39/41 Rosenthaler Straße 13; 31; 36; 37; 38; 39, 51; 72A Rückerstraße 4 Sophienstraße 2; 3; 5; 8; 9; 11; 18–18A; 22–22A; 28–29 Steinstraße 19; 21 Torstraße 138; 146; 164; 222 Tucholskystr. 6/14; 9; 22; 24; 31/33; 40 Weinmeisterstraße, U-Bahnhof; 15; 16–17 Weydingerstraße 18; 20/22 Ziegelstraße 5–9; 10–11; 12 Gartendenkmale siehe: Große Hamburger Straße (zwischen 25 und 26) Alter jüdischer Friedhof; 29–30 Kleine Rosenthaler Straße 3 Koppenplatz 11 Münzstraße 21/23 | 09050143 – Rosenthaler Straße 49, Mietshaus, 1886 |                                     |
| 09011331 | Spandauer Vorstadt begrenzt im Norden durch die Torstraße 6/230 und Weydingerstraße 20/22 im Süden durch S-Bahn, Spree, Dircksenstraße 32–51 und Neue Promenade / Am Zwirngraben im Osten durch die Karl-Liebknecht-Straße 15/33 und im Westen durch die Friedrichstraße 105–118 (Lage) | Spandauer Vorstadt Gesamtanlagen siehe: Gipsstraße 23A Große Hamburger Straße 5–11, 29–31 Linienstraße 16–21... Rosa-Luxemburg-Straße 30 Rosenthaler Straße 40–41 Spandauer Vorstadt Tucholskystraße 2 Baudenkmale siehe: Almstadtstraße 11, 16, 18, 43 Alte Schönhauser Straße 46, 48–49 Am Zwirngraben, S-Bahnhof Börse Auguststraße 9; 11–13; 14–16; 19, 21; 23; 24–25; 26B; 36; 53; 56–57; 69; 74; 76; 89; 90 Friedrichstraße 107; 112A Gipsstraße 11 Gormannstraße 12 Große Hamburger Straße 13–14; 15–16; 17; 19A; zwischen 25 und 26, Gedenkstätte; 27; 28; 29–31; Sophienkirche, 37 Hirtenstraße 4 Joachimstraße 6; 10; 11; 11A; 14; 15; 16; 20; 21 Johannisstraße 2 Karl-Liebknecht-Straße 27–29 Kleine Alexanderstraße 1–4 Kleine Präsidentenstraße 3 Kleine Rosenthaler Straße 2–3 Koppenplatz 6; 11; 12; 13 Krausnickstraße 3–3A Linienstraße 49; 62; 101; 110; 128–129, 137; 144; 145; 147; 150; 153; 154A; 155, 158; 159; 162; 206 Max-Beer-Straße 2/4 Monbijoupark, Büste Chamisso Monbijouplatz 12 Monbijoustraße 2; 4, 4A Mulackstraße 22; 23 Münzstraße 8; 14/16; 18; 21/23 Neue Promenade 3; 5 Neue Schönhauser Straße 8; 10; 12; 13; 14; 15; 19; 20 Oranienburger Straße, S-Bahnhof; 1–3; 4; 23; 27; 28; 30; 31; 34; 35–36, 50; 54; 71–72; 73–76; 84, 86 Rosenthaler Platz, U-Bahnhof Rosa-Luxemburg-Platz, U-Bahnhof; 2–3 Rosa-Luxemburg-Straße 2/4; 14; 15; 39/41 Rosenthaler Straße 13; 31; 36; 37; 38; 39, 51; 72A Rückerstraße 4 Sophienstraße 2; 3; 5; 8; 9; 11; 18–18A; 22–22A; 28–29 Steinstraße 19; 21 Torstraße 138; 146; 164; 222 Tucholskystr. 6/14; 9; 22; 24; 31/33; 40 Weinmeisterstraße, U-Bahnhof; 15; 16–17 Weydingerstraße 18; 20/22 Ziegelstraße 5–9; 10–11; 12 Gartendenkmale siehe: Große Hamburger Straße (zwischen 25 und 26) Alter jüdischer Friedhof; 29–30 Kleine Rosenthaler Straße 3 Koppenplatz 11 Münzstraße 21/23 | 09050144 – Rosenthaler Straße 50, Mietshaus, 1873 |                                     |
| 09011331 | Spandauer Vorstadt begrenzt im Norden durch die Torstraße 6/230 und Weydingerstraße 20/22 im Süden durch S-Bahn, Spree, Dircksenstraße 32–51 und Neue Promenade / Am Zwirngraben im Osten durch die Karl-Liebknecht-Straße 15/33 und im Westen durch die Friedrichstraße 105–118 (Lage) | Spandauer Vorstadt Gesamtanlagen siehe: Gipsstraße 23A Große Hamburger Straße 5–11, 29–31 Linienstraße 16–21... Rosa-Luxemburg-Straße 30 Rosenthaler Straße 40–41 Spandauer Vorstadt Tucholskystraße 2 Baudenkmale siehe: Almstadtstraße 11, 16, 18, 43 Alte Schönhauser Straße 46, 48–49 Am Zwirngraben, S-Bahnhof Börse Auguststraße 9; 11–13; 14–16; 19, 21; 23; 24–25; 26B; 36; 53; 56–57; 69; 74; 76; 89; 90 Friedrichstraße 107; 112A Gipsstraße 11 Gormannstraße 12 Große Hamburger Straße 13–14; 15–16; 17; 19A; zwischen 25 und 26, Gedenkstätte; 27; 28; 29–31; Sophienkirche, 37 Hirtenstraße 4 Joachimstraße 6; 10; 11; 11A; 14; 15; 16; 20; 21 Johannisstraße 2 Karl-Liebknecht-Straße 27–29 Kleine Alexanderstraße 1–4 Kleine Präsidentenstraße 3 Kleine Rosenthaler Straße 2–3 Koppenplatz 6; 11; 12; 13 Krausnickstraße 3–3A Linienstraße 49; 62; 101; 110; 128–129, 137; 144; 145; 147; 150; 153; 154A; 155, 158; 159; 162; 206 Max-Beer-Straße 2/4 Monbijoupark, Büste Chamisso Monbijouplatz 12 Monbijoustraße 2; 4, 4A Mulackstraße 22; 23 Münzstraße 8; 14/16; 18; 21/23 Neue Promenade 3; 5 Neue Schönhauser Straße 8; 10; 12; 13; 14; 15; 19; 20 Oranienburger Straße, S-Bahnhof; 1–3; 4; 23; 27; 28; 30; 31; 34; 35–36, 50; 54; 71–72; 73–76; 84, 86 Rosenthaler Platz, U-Bahnhof Rosa-Luxemburg-Platz, U-Bahnhof; 2–3 Rosa-Luxemburg-Straße 2/4; 14; 15; 39/41 Rosenthaler Straße 13; 31; 36; 37; 38; 39, 51; 72A Rückerstraße 4 Sophienstraße 2; 3; 5; 8; 9; 11; 18–18A; 22–22A; 28–29 Steinstraße 19; 21 Torstraße 138; 146; 164; 222 Tucholskystr. 6/14; 9; 22; 24; 31/33; 40 Weinmeisterstraße, U-Bahnhof; 15; 16–17 Weydingerstraße 18; 20/22 Ziegelstraße 5–9; 10–11; 12 Gartendenkmale siehe: Große Hamburger Straße (zwischen 25 und 26) Alter jüdischer Friedhof; 29–30 Kleine Rosenthaler Straße 3 Koppenplatz 11 Münzstraße 21/23 | 09080163 – Rosenthaler Straße 52, Wohn- und Geschäftshaus, um 1890 |                                     |
| 09011331 | Spandauer Vorstadt begrenzt im Norden durch die Torstraße 6/230 und Weydingerstraße 20/22 im Süden durch S-Bahn, Spree, Dircksenstraße 32–51 und Neue Promenade / Am Zwirngraben im Osten durch die Karl-Liebknecht-Straße 15/33 und im Westen durch die Friedrichstraße 105–118 (Lage) | Spandauer Vorstadt Gesamtanlagen siehe: Gipsstraße 23A Große Hamburger Straße 5–11, 29–31 Linienstraße 16–21... Rosa-Luxemburg-Straße 30 Rosenthaler Straße 40–41 Spandauer Vorstadt Tucholskystraße 2 Baudenkmale siehe: Almstadtstraße 11, 16, 18, 43 Alte Schönhauser Straße 46, 48–49 Am Zwirngraben, S-Bahnhof Börse Auguststraße 9; 11–13; 14–16; 19, 21; 23; 24–25; 26B; 36; 53; 56–57; 69; 74; 76; 89; 90 Friedrichstraße 107; 112A Gipsstraße 11 Gormannstraße 12 Große Hamburger Straße 13–14; 15–16; 17; 19A; zwischen 25 und 26, Gedenkstätte; 27; 28; 29–31; Sophienkirche, 37 Hirtenstraße 4 Joachimstraße 6; 10; 11; 11A; 14; 15; 16; 20; 21 Johannisstraße 2 Karl-Liebknecht-Straße 27–29 Kleine Alexanderstraße 1–4 Kleine Präsidentenstraße 3 Kleine Rosenthaler Straße 2–3 Koppenplatz 6; 11; 12; 13 Krausnickstraße 3–3A Linienstraße 49; 62; 101; 110; 128–129, 137; 144; 145; 147; 150; 153; 154A; 155, 158; 159; 162; 206 Max-Beer-Straße 2/4 Monbijoupark, Büste Chamisso Monbijouplatz 12 Monbijoustraße 2; 4, 4A Mulackstraße 22; 23 Münzstraße 8; 14/16; 18; 21/23 Neue Promenade 3; 5 Neue Schönhauser Straße 8; 10; 12; 13; 14; 15; 19; 20 Oranienburger Straße, S-Bahnhof; 1–3; 4; 23; 27; 28; 30; 31; 34; 35–36, 50; 54; 71–72; 73–76; 84, 86 Rosenthaler Platz, U-Bahnhof Rosa-Luxemburg-Platz, U-Bahnhof; 2–3 Rosa-Luxemburg-Straße 2/4; 14; 15; 39/41 Rosenthaler Straße 13; 31; 36; 37; 38; 39, 51; 72A Rückerstraße 4 Sophienstraße 2; 3; 5; 8; 9; 11; 18–18A; 22–22A; 28–29 Steinstraße 19; 21 Torstraße 138; 146; 164; 222 Tucholskystr. 6/14; 9; 22; 24; 31/33; 40 Weinmeisterstraße, U-Bahnhof; 15; 16–17 Weydingerstraße 18; 20/22 Ziegelstraße 5–9; 10–11; 12 Gartendenkmale siehe: Große Hamburger Straße (zwischen 25 und 26) Alter jüdischer Friedhof; 29–30 Kleine Rosenthaler Straße 3 Koppenplatz 11 Münzstraße 21/23 | 09035196 – Rosenthaler Straße 61, Mietshaus, 1875 |                                     |
| 09011331 | Spandauer Vorstadt begrenzt im Norden durch die Torstraße 6/230 und Weydingerstraße 20/22 im Süden durch S-Bahn, Spree, Dircksenstraße 32–51 und Neue Promenade / Am Zwirngraben im Osten durch die Karl-Liebknecht-Straße 15/33 und im Westen durch die Friedrichstraße 105–118 (Lage) | Spandauer Vorstadt Gesamtanlagen siehe: Gipsstraße 23A Große Hamburger Straße 5–11, 29–31 Linienstraße 16–21... Rosa-Luxemburg-Straße 30 Rosenthaler Straße 40–41 Spandauer Vorstadt Tucholskystraße 2 Baudenkmale siehe: Almstadtstraße 11, 16, 18, 43 Alte Schönhauser Straße 46, 48–49 Am Zwirngraben, S-Bahnhof Börse Auguststraße 9; 11–13; 14–16; 19, 21; 23; 24–25; 26B; 36; 53; 56–57; 69; 74; 76; 89; 90 Friedrichstraße 107; 112A Gipsstraße 11 Gormannstraße 12 Große Hamburger Straße 13–14; 15–16; 17; 19A; zwischen 25 und 26, Gedenkstätte; 27; 28; 29–31; Sophienkirche, 37 Hirtenstraße 4 Joachimstraße 6; 10; 11; 11A; 14; 15; 16; 20; 21 Johannisstraße 2 Karl-Liebknecht-Straße 27–29 Kleine Alexanderstraße 1–4 Kleine Präsidentenstraße 3 Kleine Rosenthaler Straße 2–3 Koppenplatz 6; 11; 12; 13 Krausnickstraße 3–3A Linienstraße 49; 62; 101; 110; 128–129, 137; 144; 145; 147; 150; 153; 154A; 155, 158; 159; 162; 206 Max-Beer-Straße 2/4 Monbijoupark, Büste Chamisso Monbijouplatz 12 Monbijoustraße 2; 4, 4A Mulackstraße 22; 23 Münzstraße 8; 14/16; 18; 21/23 Neue Promenade 3; 5 Neue Schönhauser Straße 8; 10; 12; 13; 14; 15; 19; 20 Oranienburger Straße, S-Bahnhof; 1–3; 4; 23; 27; 28; 30; 31; 34; 35–36, 50; 54; 71–72; 73–76; 84, 86 Rosenthaler Platz, U-Bahnhof Rosa-Luxemburg-Platz, U-Bahnhof; 2–3 Rosa-Luxemburg-Straße 2/4; 14; 15; 39/41 Rosenthaler Straße 13; 31; 36; 37; 38; 39, 51; 72A Rückerstraße 4 Sophienstraße 2; 3; 5; 8; 9; 11; 18–18A; 22–22A; 28–29 Steinstraße 19; 21 Torstraße 138; 146; 164; 222 Tucholskystr. 6/14; 9; 22; 24; 31/33; 40 Weinmeisterstraße, U-Bahnhof; 15; 16–17 Weydingerstraße 18; 20/22 Ziegelstraße 5–9; 10–11; 12 Gartendenkmale siehe: Große Hamburger Straße (zwischen 25 und 26) Alter jüdischer Friedhof; 29–30 Kleine Rosenthaler Straße 3 Koppenplatz 11 Münzstraße 21/23 | 09080033 – Rosenthaler Straße 66, Mietshaus, um 1865 |                                     |
| 09011331 | Spandauer Vorstadt begrenzt im Norden durch die Torstraße 6/230 und Weydingerstraße 20/22 im Süden durch S-Bahn, Spree, Dircksenstraße 32–51 und Neue Promenade / Am Zwirngraben im Osten durch die Karl-Liebknecht-Straße 15/33 und im Westen durch die Friedrichstraße 105–118 (Lage) | Spandauer Vorstadt Gesamtanlagen siehe: Gipsstraße 23A Große Hamburger Straße 5–11, 29–31 Linienstraße 16–21... Rosa-Luxemburg-Straße 30 Rosenthaler Straße 40–41 Spandauer Vorstadt Tucholskystraße 2 Baudenkmale siehe: Almstadtstraße 11, 16, 18, 43 Alte Schönhauser Straße 46, 48–49 Am Zwirngraben, S-Bahnhof Börse Auguststraße 9; 11–13; 14–16; 19, 21; 23; 24–25; 26B; 36; 53; 56–57; 69; 74; 76; 89; 90 Friedrichstraße 107; 112A Gipsstraße 11 Gormannstraße 12 Große Hamburger Straße 13–14; 15–16; 17; 19A; zwischen 25 und 26, Gedenkstätte; 27; 28; 29–31; Sophienkirche, 37 Hirtenstraße 4 Joachimstraße 6; 10; 11; 11A; 14; 15; 16; 20; 21 Johannisstraße 2 Karl-Liebknecht-Straße 27–29 Kleine Alexanderstraße 1–4 Kleine Präsidentenstraße 3 Kleine Rosenthaler Straße 2–3 Koppenplatz 6; 11; 12; 13 Krausnickstraße 3–3A Linienstraße 49; 62; 101; 110; 128–129, 137; 144; 145; 147; 150; 153; 154A; 155, 158; 159; 162; 206 Max-Beer-Straße 2/4 Monbijoupark, Büste Chamisso Monbijouplatz 12 Monbijoustraße 2; 4, 4A Mulackstraße 22; 23 Münzstraße 8; 14/16; 18; 21/23 Neue Promenade 3; 5 Neue Schönhauser Straße 8; 10; 12; 13; 14; 15; 19; 20 Oranienburger Straße, S-Bahnhof; 1–3; 4; 23; 27; 28; 30; 31; 34; 35–36, 50; 54; 71–72; 73–76; 84, 86 Rosenthaler Platz, U-Bahnhof Rosa-Luxemburg-Platz, U-Bahnhof; 2–3 Rosa-Luxemburg-Straße 2/4; 14; 15; 39/41 Rosenthaler Straße 13; 31; 36; 37; 38; 39, 51; 72A Rückerstraße 4 Sophienstraße 2; 3; 5; 8; 9; 11; 18–18A; 22–22A; 28–29 Steinstraße 19; 21 Torstraße 138; 146; 164; 222 Tucholskystr. 6/14; 9; 22; 24; 31/33; 40 Weinmeisterstraße, U-Bahnhof; 15; 16–17 Weydingerstraße 18; 20/22 Ziegelstraße 5–9; 10–11; 12 Gartendenkmale siehe: Große Hamburger Straße (zwischen 25 und 26) Alter jüdischer Friedhof; 29–30 Kleine Rosenthaler Straße 3 Koppenplatz 11 Münzstraße 21/23 | 09080034 – Rosenthaler Straße 68, Mietshaus, um 1870 |                                     |
| 09011331 | Spandauer Vorstadt begrenzt im Norden durch die Torstraße 6/230 und Weydingerstraße 20/22 im Süden durch S-Bahn, Spree, Dircksenstraße 32–51 und Neue Promenade / Am Zwirngraben im Osten durch die Karl-Liebknecht-Straße 15/33 und im Westen durch die Friedrichstraße 105–118 (Lage) | Spandauer Vorstadt Gesamtanlagen siehe: Gipsstraße 23A Große Hamburger Straße 5–11, 29–31 Linienstraße 16–21... Rosa-Luxemburg-Straße 30 Rosenthaler Straße 40–41 Spandauer Vorstadt Tucholskystraße 2 Baudenkmale siehe: Almstadtstraße 11, 16, 18, 43 Alte Schönhauser Straße 46, 48–49 Am Zwirngraben, S-Bahnhof Börse Auguststraße 9; 11–13; 14–16; 19, 21; 23; 24–25; 26B; 36; 53; 56–57; 69; 74; 76; 89; 90 Friedrichstraße 107; 112A Gipsstraße 11 Gormannstraße 12 Große Hamburger Straße 13–14; 15–16; 17; 19A; zwischen 25 und 26, Gedenkstätte; 27; 28; 29–31; Sophienkirche, 37 Hirtenstraße 4 Joachimstraße 6; 10; 11; 11A; 14; 15; 16; 20; 21 Johannisstraße 2 Karl-Liebknecht-Straße 27–29 Kleine Alexanderstraße 1–4 Kleine Präsidentenstraße 3 Kleine Rosenthaler Straße 2–3 Koppenplatz 6; 11; 12; 13 Krausnickstraße 3–3A Linienstraße 49; 62; 101; 110; 128–129, 137; 144; 145; 147; 150; 153; 154A; 155, 158; 159; 162; 206 Max-Beer-Straße 2/4 Monbijoupark, Büste Chamisso Monbijouplatz 12 Monbijoustraße 2; 4, 4A Mulackstraße 22; 23 Münzstraße 8; 14/16; 18; 21/23 Neue Promenade 3; 5 Neue Schönhauser Straße 8; 10; 12; 13; 14; 15; 19; 20 Oranienburger Straße, S-Bahnhof; 1–3; 4; 23; 27; 28; 30; 31; 34; 35–36, 50; 54; 71–72; 73–76; 84, 86 Rosenthaler Platz, U-Bahnhof Rosa-Luxemburg-Platz, U-Bahnhof; 2–3 Rosa-Luxemburg-Straße 2/4; 14; 15; 39/41 Rosenthaler Straße 13; 31; 36; 37; 38; 39, 51; 72A Rückerstraße 4 Sophienstraße 2; 3; 5; 8; 9; 11; 18–18A; 22–22A; 28–29 Steinstraße 19; 21 Torstraße 138; 146; 164; 222 Tucholskystr. 6/14; 9; 22; 24; 31/33; 40 Weinmeisterstraße, U-Bahnhof; 15; 16–17 Weydingerstraße 18; 20/22 Ziegelstraße 5–9; 10–11; 12 Gartendenkmale siehe: Große Hamburger Straße (zwischen 25 und 26) Alter jüdischer Friedhof; 29–30 Kleine Rosenthaler Straße 3 Koppenplatz 11 Münzstraße 21/23 | 09080137 – Rosenthaler Straße 72, Wohn- und Geschäftshaus, um 1890 |                                     |
| 09011331 | Spandauer Vorstadt begrenzt im Norden durch die Torstraße 6/230 und Weydingerstraße 20/22 im Süden durch S-Bahn, Spree, Dircksenstraße 32–51 und Neue Promenade / Am Zwirngraben im Osten durch die Karl-Liebknecht-Straße 15/33 und im Westen durch die Friedrichstraße 105–118 (Lage) | Spandauer Vorstadt Gesamtanlagen siehe: Gipsstraße 23A Große Hamburger Straße 5–11, 29–31 Linienstraße 16–21... Rosa-Luxemburg-Straße 30 Rosenthaler Straße 40–41 Spandauer Vorstadt Tucholskystraße 2 Baudenkmale siehe: Almstadtstraße 11, 16, 18, 43 Alte Schönhauser Straße 46, 48–49 Am Zwirngraben, S-Bahnhof Börse Auguststraße 9; 11–13; 14–16; 19, 21; 23; 24–25; 26B; 36; 53; 56–57; 69; 74; 76; 89; 90 Friedrichstraße 107; 112A Gipsstraße 11 Gormannstraße 12 Große Hamburger Straße 13–14; 15–16; 17; 19A; zwischen 25 und 26, Gedenkstätte; 27; 28; 29–31; Sophienkirche, 37 Hirtenstraße 4 Joachimstraße 6; 10; 11; 11A; 14; 15; 16; 20; 21 Johannisstraße 2 Karl-Liebknecht-Straße 27–29 Kleine Alexanderstraße 1–4 Kleine Präsidentenstraße 3 Kleine Rosenthaler Straße 2–3 Koppenplatz 6; 11; 12; 13 Krausnickstraße 3–3A Linienstraße 49; 62; 101; 110; 128–129, 137; 144; 145; 147; 150; 153; 154A; 155, 158; 159; 162; 206 Max-Beer-Straße 2/4 Monbijoupark, Büste Chamisso Monbijouplatz 12 Monbijoustraße 2; 4, 4A Mulackstraße 22; 23 Münzstraße 8; 14/16; 18; 21/23 Neue Promenade 3; 5 Neue Schönhauser Straße 8; 10; 12; 13; 14; 15; 19; 20 Oranienburger Straße, S-Bahnhof; 1–3; 4; 23; 27; 28; 30; 31; 34; 35–36, 50; 54; 71–72; 73–76; 84, 86 Rosenthaler Platz, U-Bahnhof Rosa-Luxemburg-Platz, U-Bahnhof; 2–3 Rosa-Luxemburg-Straße 2/4; 14; 15; 39/41 Rosenthaler Straße 13; 31; 36; 37; 38; 39, 51; 72A Rückerstraße 4 Sophienstraße 2; 3; 5; 8; 9; 11; 18–18A; 22–22A; 28–29 Steinstraße 19; 21 Torstraße 138; 146; 164; 222 Tucholskystr. 6/14; 9; 22; 24; 31/33; 40 Weinmeisterstraße, U-Bahnhof; 15; 16–17 Weydingerstraße 18; 20/22 Ziegelstraße 5–9; 10–11; 12 Gartendenkmale siehe: Große Hamburger Straße (zwischen 25 und 26) Alter jüdischer Friedhof; 29–30 Kleine Rosenthaler Straße 3 Koppenplatz 11 Münzstraße 21/23 | 09035189 – Rückerstraße 7, Mietshaus, um 1890 |                                     |
| 09011331 | Spandauer Vorstadt begrenzt im Norden durch die Torstraße 6/230 und Weydingerstraße 20/22 im Süden durch S-Bahn, Spree, Dircksenstraße 32–51 und Neue Promenade / Am Zwirngraben im Osten durch die Karl-Liebknecht-Straße 15/33 und im Westen durch die Friedrichstraße 105–118 (Lage) | Spandauer Vorstadt Gesamtanlagen siehe: Gipsstraße 23A Große Hamburger Straße 5–11, 29–31 Linienstraße 16–21... Rosa-Luxemburg-Straße 30 Rosenthaler Straße 40–41 Spandauer Vorstadt Tucholskystraße 2 Baudenkmale siehe: Almstadtstraße 11, 16, 18, 43 Alte Schönhauser Straße 46, 48–49 Am Zwirngraben, S-Bahnhof Börse Auguststraße 9; 11–13; 14–16; 19, 21; 23; 24–25; 26B; 36; 53; 56–57; 69; 74; 76; 89; 90 Friedrichstraße 107; 112A Gipsstraße 11 Gormannstraße 12 Große Hamburger Straße 13–14; 15–16; 17; 19A; zwischen 25 und 26, Gedenkstätte; 27; 28; 29–31; Sophienkirche, 37 Hirtenstraße 4 Joachimstraße 6; 10; 11; 11A; 14; 15; 16; 20; 21 Johannisstraße 2 Karl-Liebknecht-Straße 27–29 Kleine Alexanderstraße 1–4 Kleine Präsidentenstraße 3 Kleine Rosenthaler Straße 2–3 Koppenplatz 6; 11; 12; 13 Krausnickstraße 3–3A Linienstraße 49; 62; 101; 110; 128–129, 137; 144; 145; 147; 150; 153; 154A; 155, 158; 159; 162; 206 Max-Beer-Straße 2/4 Monbijoupark, Büste Chamisso Monbijouplatz 12 Monbijoustraße 2; 4, 4A Mulackstraße 22; 23 Münzstraße 8; 14/16; 18; 21/23 Neue Promenade 3; 5 Neue Schönhauser Straße 8; 10; 12; 13; 14; 15; 19; 20 Oranienburger Straße, S-Bahnhof; 1–3; 4; 23; 27; 28; 30; 31; 34; 35–36, 50; 54; 71–72; 73–76; 84, 86 Rosenthaler Platz, U-Bahnhof Rosa-Luxemburg-Platz, U-Bahnhof; 2–3 Rosa-Luxemburg-Straße 2/4; 14; 15; 39/41 Rosenthaler Straße 13; 31; 36; 37; 38; 39, 51; 72A Rückerstraße 4 Sophienstraße 2; 3; 5; 8; 9; 11; 18–18A; 22–22A; 28–29 Steinstraße 19; 21 Torstraße 138; 146; 164; 222 Tucholskystr. 6/14; 9; 22; 24; 31/33; 40 Weinmeisterstraße, U-Bahnhof; 15; 16–17 Weydingerstraße 18; 20/22 Ziegelstraße 5–9; 10–11; 12 Gartendenkmale siehe: Große Hamburger Straße (zwischen 25 und 26) Alter jüdischer Friedhof; 29–30 Kleine Rosenthaler Straße 3 Koppenplatz 11 Münzstraße 21/23 | 09035186 – Rückerstraße 9, Verwaltungsbau, 1912–1913 von Carl Koeppen |                                     |
| 09011331 | Spandauer Vorstadt begrenzt im Norden durch die Torstraße 6/230 und Weydingerstraße 20/22 im Süden durch S-Bahn, Spree, Dircksenstraße 32–51 und Neue Promenade / Am Zwirngraben im Osten durch die Karl-Liebknecht-Straße 15/33 und im Westen durch die Friedrichstraße 105–118 (Lage) | Spandauer Vorstadt Gesamtanlagen siehe: Gipsstraße 23A Große Hamburger Straße 5–11, 29–31 Linienstraße 16–21... Rosa-Luxemburg-Straße 30 Rosenthaler Straße 40–41 Spandauer Vorstadt Tucholskystraße 2 Baudenkmale siehe: Almstadtstraße 11, 16, 18, 43 Alte Schönhauser Straße 46, 48–49 Am Zwirngraben, S-Bahnhof Börse Auguststraße 9; 11–13; 14–16; 19, 21; 23; 24–25; 26B; 36; 53; 56–57; 69; 74; 76; 89; 90 Friedrichstraße 107; 112A Gipsstraße 11 Gormannstraße 12 Große Hamburger Straße 13–14; 15–16; 17; 19A; zwischen 25 und 26, Gedenkstätte; 27; 28; 29–31; Sophienkirche, 37 Hirtenstraße 4 Joachimstraße 6; 10; 11; 11A; 14; 15; 16; 20; 21 Johannisstraße 2 Karl-Liebknecht-Straße 27–29 Kleine Alexanderstraße 1–4 Kleine Präsidentenstraße 3 Kleine Rosenthaler Straße 2–3 Koppenplatz 6; 11; 12; 13 Krausnickstraße 3–3A Linienstraße 49; 62; 101; 110; 128–129, 137; 144; 145; 147; 150; 153; 154A; 155, 158; 159; 162; 206 Max-Beer-Straße 2/4 Monbijoupark, Büste Chamisso Monbijouplatz 12 Monbijoustraße 2; 4, 4A Mulackstraße 22; 23 Münzstraße 8; 14/16; 18; 21/23 Neue Promenade 3; 5 Neue Schönhauser Straße 8; 10; 12; 13; 14; 15; 19; 20 Oranienburger Straße, S-Bahnhof; 1–3; 4; 23; 27; 28; 30; 31; 34; 35–36, 50; 54; 71–72; 73–76; 84, 86 Rosenthaler Platz, U-Bahnhof Rosa-Luxemburg-Platz, U-Bahnhof; 2–3 Rosa-Luxemburg-Straße 2/4; 14; 15; 39/41 Rosenthaler Straße 13; 31; 36; 37; 38; 39, 51; 72A Rückerstraße 4 Sophienstraße 2; 3; 5; 8; 9; 11; 18–18A; 22–22A; 28–29 Steinstraße 19; 21 Torstraße 138; 146; 164; 222 Tucholskystr. 6/14; 9; 22; 24; 31/33; 40 Weinmeisterstraße, U-Bahnhof; 15; 16–17 Weydingerstraße 18; 20/22 Ziegelstraße 5–9; 10–11; 12 Gartendenkmale siehe: Große Hamburger Straße (zwischen 25 und 26) Alter jüdischer Friedhof; 29–30 Kleine Rosenthaler Straße 3 Koppenplatz 11 Münzstraße 21/23 | 09080175 – Sophienstraße 4, Mietshaus, 1879 |                                     |
| 09011331 | Spandauer Vorstadt begrenzt im Norden durch die Torstraße 6/230 und Weydingerstraße 20/22 im Süden durch S-Bahn, Spree, Dircksenstraße 32–51 und Neue Promenade / Am Zwirngraben im Osten durch die Karl-Liebknecht-Straße 15/33 und im Westen durch die Friedrichstraße 105–118 (Lage) | Spandauer Vorstadt Gesamtanlagen siehe: Gipsstraße 23A Große Hamburger Straße 5–11, 29–31 Linienstraße 16–21... Rosa-Luxemburg-Straße 30 Rosenthaler Straße 40–41 Spandauer Vorstadt Tucholskystraße 2 Baudenkmale siehe: Almstadtstraße 11, 16, 18, 43 Alte Schönhauser Straße 46, 48–49 Am Zwirngraben, S-Bahnhof Börse Auguststraße 9; 11–13; 14–16; 19, 21; 23; 24–25; 26B; 36; 53; 56–57; 69; 74; 76; 89; 90 Friedrichstraße 107; 112A Gipsstraße 11 Gormannstraße 12 Große Hamburger Straße 13–14; 15–16; 17; 19A; zwischen 25 und 26, Gedenkstätte; 27; 28; 29–31; Sophienkirche, 37 Hirtenstraße 4 Joachimstraße 6; 10; 11; 11A; 14; 15; 16; 20; 21 Johannisstraße 2 Karl-Liebknecht-Straße 27–29 Kleine Alexanderstraße 1–4 Kleine Präsidentenstraße 3 Kleine Rosenthaler Straße 2–3 Koppenplatz 6; 11; 12; 13 Krausnickstraße 3–3A Linienstraße 49; 62; 101; 110; 128–129, 137; 144; 145; 147; 150; 153; 154A; 155, 158; 159; 162; 206 Max-Beer-Straße 2/4 Monbijoupark, Büste Chamisso Monbijouplatz 12 Monbijoustraße 2; 4, 4A Mulackstraße 22; 23 Münzstraße 8; 14/16; 18; 21/23 Neue Promenade 3; 5 Neue Schönhauser Straße 8; 10; 12; 13; 14; 15; 19; 20 Oranienburger Straße, S-Bahnhof; 1–3; 4; 23; 27; 28; 30; 31; 34; 35–36, 50; 54; 71–72; 73–76; 84, 86 Rosenthaler Platz, U-Bahnhof Rosa-Luxemburg-Platz, U-Bahnhof; 2–3 Rosa-Luxemburg-Straße 2/4; 14; 15; 39/41 Rosenthaler Straße 13; 31; 36; 37; 38; 39, 51; 72A Rückerstraße 4 Sophienstraße 2; 3; 5; 8; 9; 11; 18–18A; 22–22A; 28–29 Steinstraße 19; 21 Torstraße 138; 146; 164; 222 Tucholskystr. 6/14; 9; 22; 24; 31/33; 40 Weinmeisterstraße, U-Bahnhof; 15; 16–17 Weydingerstraße 18; 20/22 Ziegelstraße 5–9; 10–11; 12 Gartendenkmale siehe: Große Hamburger Straße (zwischen 25 und 26) Alter jüdischer Friedhof; 29–30 Kleine Rosenthaler Straße 3 Koppenplatz 11 Münzstraße 21/23 | 09080179 – Sophienstraße 10, Mietshaus, 1888 |                                     |
| 09011331 | Spandauer Vorstadt begrenzt im Norden durch die Torstraße 6/230 und Weydingerstraße 20/22 im Süden durch S-Bahn, Spree, Dircksenstraße 32–51 und Neue Promenade / Am Zwirngraben im Osten durch die Karl-Liebknecht-Straße 15/33 und im Westen durch die Friedrichstraße 105–118 (Lage) | Spandauer Vorstadt Gesamtanlagen siehe: Gipsstraße 23A Große Hamburger Straße 5–11, 29–31 Linienstraße 16–21... Rosa-Luxemburg-Straße 30 Rosenthaler Straße 40–41 Spandauer Vorstadt Tucholskystraße 2 Baudenkmale siehe: Almstadtstraße 11, 16, 18, 43 Alte Schönhauser Straße 46, 48–49 Am Zwirngraben, S-Bahnhof Börse Auguststraße 9; 11–13; 14–16; 19, 21; 23; 24–25; 26B; 36; 53; 56–57; 69; 74; 76; 89; 90 Friedrichstraße 107; 112A Gipsstraße 11 Gormannstraße 12 Große Hamburger Straße 13–14; 15–16; 17; 19A; zwischen 25 und 26, Gedenkstätte; 27; 28; 29–31; Sophienkirche, 37 Hirtenstraße 4 Joachimstraße 6; 10; 11; 11A; 14; 15; 16; 20; 21 Johannisstraße 2 Karl-Liebknecht-Straße 27–29 Kleine Alexanderstraße 1–4 Kleine Präsidentenstraße 3 Kleine Rosenthaler Straße 2–3 Koppenplatz 6; 11; 12; 13 Krausnickstraße 3–3A Linienstraße 49; 62; 101; 110; 128–129, 137; 144; 145; 147; 150; 153; 154A; 155, 158; 159; 162; 206 Max-Beer-Straße 2/4 Monbijoupark, Büste Chamisso Monbijouplatz 12 Monbijoustraße 2; 4, 4A Mulackstraße 22; 23 Münzstraße 8; 14/16; 18; 21/23 Neue Promenade 3; 5 Neue Schönhauser Straße 8; 10; 12; 13; 14; 15; 19; 20 Oranienburger Straße, S-Bahnhof; 1–3; 4; 23; 27; 28; 30; 31; 34; 35–36, 50; 54; 71–72; 73–76; 84, 86 Rosenthaler Platz, U-Bahnhof Rosa-Luxemburg-Platz, U-Bahnhof; 2–3 Rosa-Luxemburg-Straße 2/4; 14; 15; 39/41 Rosenthaler Straße 13; 31; 36; 37; 38; 39, 51; 72A Rückerstraße 4 Sophienstraße 2; 3; 5; 8; 9; 11; 18–18A; 22–22A; 28–29 Steinstraße 19; 21 Torstraße 138; 146; 164; 222 Tucholskystr. 6/14; 9; 22; 24; 31/33; 40 Weinmeisterstraße, U-Bahnhof; 15; 16–17 Weydingerstraße 18; 20/22 Ziegelstraße 5–9; 10–11; 12 Gartendenkmale siehe: Große Hamburger Straße (zwischen 25 und 26) Alter jüdischer Friedhof; 29–30 Kleine Rosenthaler Straße 3 Koppenplatz 11 Münzstraße 21/23 | 09080181 – Sophienstraße 16, Mietshaus, 1862 |                                     |
| 09011331 | Spandauer Vorstadt begrenzt im Norden durch die Torstraße 6/230 und Weydingerstraße 20/22 im Süden durch S-Bahn, Spree, Dircksenstraße 32–51 und Neue Promenade / Am Zwirngraben im Osten durch die Karl-Liebknecht-Straße 15/33 und im Westen durch die Friedrichstraße 105–118 (Lage) | Spandauer Vorstadt Gesamtanlagen siehe: Gipsstraße 23A Große Hamburger Straße 5–11, 29–31 Linienstraße 16–21... Rosa-Luxemburg-Straße 30 Rosenthaler Straße 40–41 Spandauer Vorstadt Tucholskystraße 2 Baudenkmale siehe: Almstadtstraße 11, 16, 18, 43 Alte Schönhauser Straße 46, 48–49 Am Zwirngraben, S-Bahnhof Börse Auguststraße 9; 11–13; 14–16; 19, 21; 23; 24–25; 26B; 36; 53; 56–57; 69; 74; 76; 89; 90 Friedrichstraße 107; 112A Gipsstraße 11 Gormannstraße 12 Große Hamburger Straße 13–14; 15–16; 17; 19A; zwischen 25 und 26, Gedenkstätte; 27; 28; 29–31; Sophienkirche, 37 Hirtenstraße 4 Joachimstraße 6; 10; 11; 11A; 14; 15; 16; 20; 21 Johannisstraße 2 Karl-Liebknecht-Straße 27–29 Kleine Alexanderstraße 1–4 Kleine Präsidentenstraße 3 Kleine Rosenthaler Straße 2–3 Koppenplatz 6; 11; 12; 13 Krausnickstraße 3–3A Linienstraße 49; 62; 101; 110; 128–129, 137; 144; 145; 147; 150; 153; 154A; 155, 158; 159; 162; 206 Max-Beer-Straße 2/4 Monbijoupark, Büste Chamisso Monbijouplatz 12 Monbijoustraße 2; 4, 4A Mulackstraße 22; 23 Münzstraße 8; 14/16; 18; 21/23 Neue Promenade 3; 5 Neue Schönhauser Straße 8; 10; 12; 13; 14; 15; 19; 20 Oranienburger Straße, S-Bahnhof; 1–3; 4; 23; 27; 28; 30; 31; 34; 35–36, 50; 54; 71–72; 73–76; 84, 86 Rosenthaler Platz, U-Bahnhof Rosa-Luxemburg-Platz, U-Bahnhof; 2–3 Rosa-Luxemburg-Straße 2/4; 14; 15; 39/41 Rosenthaler Straße 13; 31; 36; 37; 38; 39, 51; 72A Rückerstraße 4 Sophienstraße 2; 3; 5; 8; 9; 11; 18–18A; 22–22A; 28–29 Steinstraße 19; 21 Torstraße 138; 146; 164; 222 Tucholskystr. 6/14; 9; 22; 24; 31/33; 40 Weinmeisterstraße, U-Bahnhof; 15; 16–17 Weydingerstraße 18; 20/22 Ziegelstraße 5–9; 10–11; 12 Gartendenkmale siehe: Große Hamburger Straße (zwischen 25 und 26) Alter jüdischer Friedhof; 29–30 Kleine Rosenthaler Straße 3 Koppenplatz 11 Münzstraße 21/23 | 09080182 – Sophienstraße 17, Mietshaus, um 1850, Umbau um 1985 |                                     |
| 09011331 | Spandauer Vorstadt begrenzt im Norden durch die Torstraße 6/230 und Weydingerstraße 20/22 im Süden durch S-Bahn, Spree, Dircksenstraße 32–51 und Neue Promenade / Am Zwirngraben im Osten durch die Karl-Liebknecht-Straße 15/33 und im Westen durch die Friedrichstraße 105–118 (Lage) | Spandauer Vorstadt Gesamtanlagen siehe: Gipsstraße 23A Große Hamburger Straße 5–11, 29–31 Linienstraße 16–21... Rosa-Luxemburg-Straße 30 Rosenthaler Straße 40–41 Spandauer Vorstadt Tucholskystraße 2 Baudenkmale siehe: Almstadtstraße 11, 16, 18, 43 Alte Schönhauser Straße 46, 48–49 Am Zwirngraben, S-Bahnhof Börse Auguststraße 9; 11–13; 14–16; 19, 21; 23; 24–25; 26B; 36; 53; 56–57; 69; 74; 76; 89; 90 Friedrichstraße 107; 112A Gipsstraße 11 Gormannstraße 12 Große Hamburger Straße 13–14; 15–16; 17; 19A; zwischen 25 und 26, Gedenkstätte; 27; 28; 29–31; Sophienkirche, 37 Hirtenstraße 4 Joachimstraße 6; 10; 11; 11A; 14; 15; 16; 20; 21 Johannisstraße 2 Karl-Liebknecht-Straße 27–29 Kleine Alexanderstraße 1–4 Kleine Präsidentenstraße 3 Kleine Rosenthaler Straße 2–3 Koppenplatz 6; 11; 12; 13 Krausnickstraße 3–3A Linienstraße 49; 62; 101; 110; 128–129, 137; 144; 145; 147; 150; 153; 154A; 155, 158; 159; 162; 206 Max-Beer-Straße 2/4 Monbijoupark, Büste Chamisso Monbijouplatz 12 Monbijoustraße 2; 4, 4A Mulackstraße 22; 23 Münzstraße 8; 14/16; 18; 21/23 Neue Promenade 3; 5 Neue Schönhauser Straße 8; 10; 12; 13; 14; 15; 19; 20 Oranienburger Straße, S-Bahnhof; 1–3; 4; 23; 27; 28; 30; 31; 34; 35–36, 50; 54; 71–72; 73–76; 84, 86 Rosenthaler Platz, U-Bahnhof Rosa-Luxemburg-Platz, U-Bahnhof; 2–3 Rosa-Luxemburg-Straße 2/4; 14; 15; 39/41 Rosenthaler Straße 13; 31; 36; 37; 38; 39, 51; 72A Rückerstraße 4 Sophienstraße 2; 3; 5; 8; 9; 11; 18–18A; 22–22A; 28–29 Steinstraße 19; 21 Torstraße 138; 146; 164; 222 Tucholskystr. 6/14; 9; 22; 24; 31/33; 40 Weinmeisterstraße, U-Bahnhof; 15; 16–17 Weydingerstraße 18; 20/22 Ziegelstraße 5–9; 10–11; 12 Gartendenkmale siehe: Große Hamburger Straße (zwischen 25 und 26) Alter jüdischer Friedhof; 29–30 Kleine Rosenthaler Straße 3 Koppenplatz 11 Münzstraße 21/23 | 09080184 – Sophienstraße 19, Mietshaus, 1882 |                                     |
| 09011331 | Spandauer Vorstadt begrenzt im Norden durch die Torstraße 6/230 und Weydingerstraße 20/22 im Süden durch S-Bahn, Spree, Dircksenstraße 32–51 und Neue Promenade / Am Zwirngraben im Osten durch die Karl-Liebknecht-Straße 15/33 und im Westen durch die Friedrichstraße 105–118 (Lage) | Spandauer Vorstadt Gesamtanlagen siehe: Gipsstraße 23A Große Hamburger Straße 5–11, 29–31 Linienstraße 16–21... Rosa-Luxemburg-Straße 30 Rosenthaler Straße 40–41 Spandauer Vorstadt Tucholskystraße 2 Baudenkmale siehe: Almstadtstraße 11, 16, 18, 43 Alte Schönhauser Straße 46, 48–49 Am Zwirngraben, S-Bahnhof Börse Auguststraße 9; 11–13; 14–16; 19, 21; 23; 24–25; 26B; 36; 53; 56–57; 69; 74; 76; 89; 90 Friedrichstraße 107; 112A Gipsstraße 11 Gormannstraße 12 Große Hamburger Straße 13–14; 15–16; 17; 19A; zwischen 25 und 26, Gedenkstätte; 27; 28; 29–31; Sophienkirche, 37 Hirtenstraße 4 Joachimstraße 6; 10; 11; 11A; 14; 15; 16; 20; 21 Johannisstraße 2 Karl-Liebknecht-Straße 27–29 Kleine Alexanderstraße 1–4 Kleine Präsidentenstraße 3 Kleine Rosenthaler Straße 2–3 Koppenplatz 6; 11; 12; 13 Krausnickstraße 3–3A Linienstraße 49; 62; 101; 110; 128–129, 137; 144; 145; 147; 150; 153; 154A; 155, 158; 159; 162; 206 Max-Beer-Straße 2/4 Monbijoupark, Büste Chamisso Monbijouplatz 12 Monbijoustraße 2; 4, 4A Mulackstraße 22; 23 Münzstraße 8; 14/16; 18; 21/23 Neue Promenade 3; 5 Neue Schönhauser Straße 8; 10; 12; 13; 14; 15; 19; 20 Oranienburger Straße, S-Bahnhof; 1–3; 4; 23; 27; 28; 30; 31; 34; 35–36, 50; 54; 71–72; 73–76; 84, 86 Rosenthaler Platz, U-Bahnhof Rosa-Luxemburg-Platz, U-Bahnhof; 2–3 Rosa-Luxemburg-Straße 2/4; 14; 15; 39/41 Rosenthaler Straße 13; 31; 36; 37; 38; 39, 51; 72A Rückerstraße 4 Sophienstraße 2; 3; 5; 8; 9; 11; 18–18A; 22–22A; 28–29 Steinstraße 19; 21 Torstraße 138; 146; 164; 222 Tucholskystr. 6/14; 9; 22; 24; 31/33; 40 Weinmeisterstraße, U-Bahnhof; 15; 16–17 Weydingerstraße 18; 20/22 Ziegelstraße 5–9; 10–11; 12 Gartendenkmale siehe: Große Hamburger Straße (zwischen 25 und 26) Alter jüdischer Friedhof; 29–30 Kleine Rosenthaler Straße 3 Koppenplatz 11 Münzstraße 21/23 | 09080186 – Sophienstraße 20–21, Mietshaus, 1863 |                                     |
| 09011331 | Spandauer Vorstadt begrenzt im Norden durch die Torstraße 6/230 und Weydingerstraße 20/22 im Süden durch S-Bahn, Spree, Dircksenstraße 32–51 und Neue Promenade / Am Zwirngraben im Osten durch die Karl-Liebknecht-Straße 15/33 und im Westen durch die Friedrichstraße 105–118 (Lage) | Spandauer Vorstadt Gesamtanlagen siehe: Gipsstraße 23A Große Hamburger Straße 5–11, 29–31 Linienstraße 16–21... Rosa-Luxemburg-Straße 30 Rosenthaler Straße 40–41 Spandauer Vorstadt Tucholskystraße 2 Baudenkmale siehe: Almstadtstraße 11, 16, 18, 43 Alte Schönhauser Straße 46, 48–49 Am Zwirngraben, S-Bahnhof Börse Auguststraße 9; 11–13; 14–16; 19, 21; 23; 24–25; 26B; 36; 53; 56–57; 69; 74; 76; 89; 90 Friedrichstraße 107; 112A Gipsstraße 11 Gormannstraße 12 Große Hamburger Straße 13–14; 15–16; 17; 19A; zwischen 25 und 26, Gedenkstätte; 27; 28; 29–31; Sophienkirche, 37 Hirtenstraße 4 Joachimstraße 6; 10; 11; 11A; 14; 15; 16; 20; 21 Johannisstraße 2 Karl-Liebknecht-Straße 27–29 Kleine Alexanderstraße 1–4 Kleine Präsidentenstraße 3 Kleine Rosenthaler Straße 2–3 Koppenplatz 6; 11; 12; 13 Krausnickstraße 3–3A Linienstraße 49; 62; 101; 110; 128–129, 137; 144; 145; 147; 150; 153; 154A; 155, 158; 159; 162; 206 Max-Beer-Straße 2/4 Monbijoupark, Büste Chamisso Monbijouplatz 12 Monbijoustraße 2; 4, 4A Mulackstraße 22; 23 Münzstraße 8; 14/16; 18; 21/23 Neue Promenade 3; 5 Neue Schönhauser Straße 8; 10; 12; 13; 14; 15; 19; 20 Oranienburger Straße, S-Bahnhof; 1–3; 4; 23; 27; 28; 30; 31; 34; 35–36, 50; 54; 71–72; 73–76; 84, 86 Rosenthaler Platz, U-Bahnhof Rosa-Luxemburg-Platz, U-Bahnhof; 2–3 Rosa-Luxemburg-Straße 2/4; 14; 15; 39/41 Rosenthaler Straße 13; 31; 36; 37; 38; 39, 51; 72A Rückerstraße 4 Sophienstraße 2; 3; 5; 8; 9; 11; 18–18A; 22–22A; 28–29 Steinstraße 19; 21 Torstraße 138; 146; 164; 222 Tucholskystr. 6/14; 9; 22; 24; 31/33; 40 Weinmeisterstraße, U-Bahnhof; 15; 16–17 Weydingerstraße 18; 20/22 Ziegelstraße 5–9; 10–11; 12 Gartendenkmale siehe: Große Hamburger Straße (zwischen 25 und 26) Alter jüdischer Friedhof; 29–30 Kleine Rosenthaler Straße 3 Koppenplatz 11 Münzstraße 21/23 | Gewerbebau, um 1890 |                                     |
| 09011331 | Spandauer Vorstadt begrenzt im Norden durch die Torstraße 6/230 und Weydingerstraße 20/22 im Süden durch S-Bahn, Spree, Dircksenstraße 32–51 und Neue Promenade / Am Zwirngraben im Osten durch die Karl-Liebknecht-Straße 15/33 und im Westen durch die Friedrichstraße 105–118 (Lage) | Spandauer Vorstadt Gesamtanlagen siehe: Gipsstraße 23A Große Hamburger Straße 5–11, 29–31 Linienstraße 16–21... Rosa-Luxemburg-Straße 30 Rosenthaler Straße 40–41 Spandauer Vorstadt Tucholskystraße 2 Baudenkmale siehe: Almstadtstraße 11, 16, 18, 43 Alte Schönhauser Straße 46, 48–49 Am Zwirngraben, S-Bahnhof Börse Auguststraße 9; 11–13; 14–16; 19, 21; 23; 24–25; 26B; 36; 53; 56–57; 69; 74; 76; 89; 90 Friedrichstraße 107; 112A Gipsstraße 11 Gormannstraße 12 Große Hamburger Straße 13–14; 15–16; 17; 19A; zwischen 25 und 26, Gedenkstätte; 27; 28; 29–31; Sophienkirche, 37 Hirtenstraße 4 Joachimstraße 6; 10; 11; 11A; 14; 15; 16; 20; 21 Johannisstraße 2 Karl-Liebknecht-Straße 27–29 Kleine Alexanderstraße 1–4 Kleine Präsidentenstraße 3 Kleine Rosenthaler Straße 2–3 Koppenplatz 6; 11; 12; 13 Krausnickstraße 3–3A Linienstraße 49; 62; 101; 110; 128–129, 137; 144; 145; 147; 150; 153; 154A; 155, 158; 159; 162; 206 Max-Beer-Straße 2/4 Monbijoupark, Büste Chamisso Monbijouplatz 12 Monbijoustraße 2; 4, 4A Mulackstraße 22; 23 Münzstraße 8; 14/16; 18; 21/23 Neue Promenade 3; 5 Neue Schönhauser Straße 8; 10; 12; 13; 14; 15; 19; 20 Oranienburger Straße, S-Bahnhof; 1–3; 4; 23; 27; 28; 30; 31; 34; 35–36, 50; 54; 71–72; 73–76; 84, 86 Rosenthaler Platz, U-Bahnhof Rosa-Luxemburg-Platz, U-Bahnhof; 2–3 Rosa-Luxemburg-Straße 2/4; 14; 15; 39/41 Rosenthaler Straße 13; 31; 36; 37; 38; 39, 51; 72A Rückerstraße 4 Sophienstraße 2; 3; 5; 8; 9; 11; 18–18A; 22–22A; 28–29 Steinstraße 19; 21 Torstraße 138; 146; 164; 222 Tucholskystr. 6/14; 9; 22; 24; 31/33; 40 Weinmeisterstraße, U-Bahnhof; 15; 16–17 Weydingerstraße 18; 20/22 Ziegelstraße 5–9; 10–11; 12 Gartendenkmale siehe: Große Hamburger Straße (zwischen 25 und 26) Alter jüdischer Friedhof; 29–30 Kleine Rosenthaler Straße 3 Koppenplatz 11 Münzstraße 21/23 | 09080189 – Sophienstraße 24, Mietshaus, 1821 |                                     |
| 09011331 | Spandauer Vorstadt begrenzt im Norden durch die Torstraße 6/230 und Weydingerstraße 20/22 im Süden durch S-Bahn, Spree, Dircksenstraße 32–51 und Neue Promenade / Am Zwirngraben im Osten durch die Karl-Liebknecht-Straße 15/33 und im Westen durch die Friedrichstraße 105–118 (Lage) | Spandauer Vorstadt Gesamtanlagen siehe: Gipsstraße 23A Große Hamburger Straße 5–11, 29–31 Linienstraße 16–21... Rosa-Luxemburg-Straße 30 Rosenthaler Straße 40–41 Spandauer Vorstadt Tucholskystraße 2 Baudenkmale siehe: Almstadtstraße 11, 16, 18, 43 Alte Schönhauser Straße 46, 48–49 Am Zwirngraben, S-Bahnhof Börse Auguststraße 9; 11–13; 14–16; 19, 21; 23; 24–25; 26B; 36; 53; 56–57; 69; 74; 76; 89; 90 Friedrichstraße 107; 112A Gipsstraße 11 Gormannstraße 12 Große Hamburger Straße 13–14; 15–16; 17; 19A; zwischen 25 und 26, Gedenkstätte; 27; 28; 29–31; Sophienkirche, 37 Hirtenstraße 4 Joachimstraße 6; 10; 11; 11A; 14; 15; 16; 20; 21 Johannisstraße 2 Karl-Liebknecht-Straße 27–29 Kleine Alexanderstraße 1–4 Kleine Präsidentenstraße 3 Kleine Rosenthaler Straße 2–3 Koppenplatz 6; 11; 12; 13 Krausnickstraße 3–3A Linienstraße 49; 62; 101; 110; 128–129, 137; 144; 145; 147; 150; 153; 154A; 155, 158; 159; 162; 206 Max-Beer-Straße 2/4 Monbijoupark, Büste Chamisso Monbijouplatz 12 Monbijoustraße 2; 4, 4A Mulackstraße 22; 23 Münzstraße 8; 14/16; 18; 21/23 Neue Promenade 3; 5 Neue Schönhauser Straße 8; 10; 12; 13; 14; 15; 19; 20 Oranienburger Straße, S-Bahnhof; 1–3; 4; 23; 27; 28; 30; 31; 34; 35–36, 50; 54; 71–72; 73–76; 84, 86 Rosenthaler Platz, U-Bahnhof Rosa-Luxemburg-Platz, U-Bahnhof; 2–3 Rosa-Luxemburg-Straße 2/4; 14; 15; 39/41 Rosenthaler Straße 13; 31; 36; 37; 38; 39, 51; 72A Rückerstraße 4 Sophienstraße 2; 3; 5; 8; 9; 11; 18–18A; 22–22A; 28–29 Steinstraße 19; 21 Torstraße 138; 146; 164; 222 Tucholskystr. 6/14; 9; 22; 24; 31/33; 40 Weinmeisterstraße, U-Bahnhof; 15; 16–17 Weydingerstraße 18; 20/22 Ziegelstraße 5–9; 10–11; 12 Gartendenkmale siehe: Große Hamburger Straße (zwischen 25 und 26) Alter jüdischer Friedhof; 29–30 Kleine Rosenthaler Straße 3 Koppenplatz 11 Münzstraße 21/23 | 09080190 – Sophienstraße 25, Mietshaus, 1861 |                                     |
| 09011331 | Spandauer Vorstadt begrenzt im Norden durch die Torstraße 6/230 und Weydingerstraße 20/22 im Süden durch S-Bahn, Spree, Dircksenstraße 32–51 und Neue Promenade / Am Zwirngraben im Osten durch die Karl-Liebknecht-Straße 15/33 und im Westen durch die Friedrichstraße 105–118 (Lage) | Spandauer Vorstadt Gesamtanlagen siehe: Gipsstraße 23A Große Hamburger Straße 5–11, 29–31 Linienstraße 16–21... Rosa-Luxemburg-Straße 30 Rosenthaler Straße 40–41 Spandauer Vorstadt Tucholskystraße 2 Baudenkmale siehe: Almstadtstraße 11, 16, 18, 43 Alte Schönhauser Straße 46, 48–49 Am Zwirngraben, S-Bahnhof Börse Auguststraße 9; 11–13; 14–16; 19, 21; 23; 24–25; 26B; 36; 53; 56–57; 69; 74; 76; 89; 90 Friedrichstraße 107; 112A Gipsstraße 11 Gormannstraße 12 Große Hamburger Straße 13–14; 15–16; 17; 19A; zwischen 25 und 26, Gedenkstätte; 27; 28; 29–31; Sophienkirche, 37 Hirtenstraße 4 Joachimstraße 6; 10; 11; 11A; 14; 15; 16; 20; 21 Johannisstraße 2 Karl-Liebknecht-Straße 27–29 Kleine Alexanderstraße 1–4 Kleine Präsidentenstraße 3 Kleine Rosenthaler Straße 2–3 Koppenplatz 6; 11; 12; 13 Krausnickstraße 3–3A Linienstraße 49; 62; 101; 110; 128–129, 137; 144; 145; 147; 150; 153; 154A; 155, 158; 159; 162; 206 Max-Beer-Straße 2/4 Monbijoupark, Büste Chamisso Monbijouplatz 12 Monbijoustraße 2; 4, 4A Mulackstraße 22; 23 Münzstraße 8; 14/16; 18; 21/23 Neue Promenade 3; 5 Neue Schönhauser Straße 8; 10; 12; 13; 14; 15; 19; 20 Oranienburger Straße, S-Bahnhof; 1–3; 4; 23; 27; 28; 30; 31; 34; 35–36, 50; 54; 71–72; 73–76; 84, 86 Rosenthaler Platz, U-Bahnhof Rosa-Luxemburg-Platz, U-Bahnhof; 2–3 Rosa-Luxemburg-Straße 2/4; 14; 15; 39/41 Rosenthaler Straße 13; 31; 36; 37; 38; 39, 51; 72A Rückerstraße 4 Sophienstraße 2; 3; 5; 8; 9; 11; 18–18A; 22–22A; 28–29 Steinstraße 19; 21 Torstraße 138; 146; 164; 222 Tucholskystr. 6/14; 9; 22; 24; 31/33; 40 Weinmeisterstraße, U-Bahnhof; 15; 16–17 Weydingerstraße 18; 20/22 Ziegelstraße 5–9; 10–11; 12 Gartendenkmale siehe: Große Hamburger Straße (zwischen 25 und 26) Alter jüdischer Friedhof; 29–30 Kleine Rosenthaler Straße 3 Koppenplatz 11 Münzstraße 21/23 | 09080191 – Sophienstraße 26–27, Mietshaus, 1880 |                                     |
| 09011331 | Spandauer Vorstadt begrenzt im Norden durch die Torstraße 6/230 und Weydingerstraße 20/22 im Süden durch S-Bahn, Spree, Dircksenstraße 32–51 und Neue Promenade / Am Zwirngraben im Osten durch die Karl-Liebknecht-Straße 15/33 und im Westen durch die Friedrichstraße 105–118 (Lage) | Spandauer Vorstadt Gesamtanlagen siehe: Gipsstraße 23A Große Hamburger Straße 5–11, 29–31 Linienstraße 16–21... Rosa-Luxemburg-Straße 30 Rosenthaler Straße 40–41 Spandauer Vorstadt Tucholskystraße 2 Baudenkmale siehe: Almstadtstraße 11, 16, 18, 43 Alte Schönhauser Straße 46, 48–49 Am Zwirngraben, S-Bahnhof Börse Auguststraße 9; 11–13; 14–16; 19, 21; 23; 24–25; 26B; 36; 53; 56–57; 69; 74; 76; 89; 90 Friedrichstraße 107; 112A Gipsstraße 11 Gormannstraße 12 Große Hamburger Straße 13–14; 15–16; 17; 19A; zwischen 25 und 26, Gedenkstätte; 27; 28; 29–31; Sophienkirche, 37 Hirtenstraße 4 Joachimstraße 6; 10; 11; 11A; 14; 15; 16; 20; 21 Johannisstraße 2 Karl-Liebknecht-Straße 27–29 Kleine Alexanderstraße 1–4 Kleine Präsidentenstraße 3 Kleine Rosenthaler Straße 2–3 Koppenplatz 6; 11; 12; 13 Krausnickstraße 3–3A Linienstraße 49; 62; 101; 110; 128–129, 137; 144; 145; 147; 150; 153; 154A; 155, 158; 159; 162; 206 Max-Beer-Straße 2/4 Monbijoupark, Büste Chamisso Monbijouplatz 12 Monbijoustraße 2; 4, 4A Mulackstraße 22; 23 Münzstraße 8; 14/16; 18; 21/23 Neue Promenade 3; 5 Neue Schönhauser Straße 8; 10; 12; 13; 14; 15; 19; 20 Oranienburger Straße, S-Bahnhof; 1–3; 4; 23; 27; 28; 30; 31; 34; 35–36, 50; 54; 71–72; 73–76; 84, 86 Rosenthaler Platz, U-Bahnhof Rosa-Luxemburg-Platz, U-Bahnhof; 2–3 Rosa-Luxemburg-Straße 2/4; 14; 15; 39/41 Rosenthaler Straße 13; 31; 36; 37; 38; 39, 51; 72A Rückerstraße 4 Sophienstraße 2; 3; 5; 8; 9; 11; 18–18A; 22–22A; 28–29 Steinstraße 19; 21 Torstraße 138; 146; 164; 222 Tucholskystr. 6/14; 9; 22; 24; 31/33; 40 Weinmeisterstraße, U-Bahnhof; 15; 16–17 Weydingerstraße 18; 20/22 Ziegelstraße 5–9; 10–11; 12 Gartendenkmale siehe: Große Hamburger Straße (zwischen 25 und 26) Alter jüdischer Friedhof; 29–30 Kleine Rosenthaler Straße 3 Koppenplatz 11 Münzstraße 21/23 | 09080192 – Sophienstraße 28–29, Mietshaus (Vorderhaus), 1842 |                                     |
| 09011331 | Spandauer Vorstadt begrenzt im Norden durch die Torstraße 6/230 und Weydingerstraße 20/22 im Süden durch S-Bahn, Spree, Dircksenstraße 32–51 und Neue Promenade / Am Zwirngraben im Osten durch die Karl-Liebknecht-Straße 15/33 und im Westen durch die Friedrichstraße 105–118 (Lage) | Spandauer Vorstadt Gesamtanlagen siehe: Gipsstraße 23A Große Hamburger Straße 5–11, 29–31 Linienstraße 16–21... Rosa-Luxemburg-Straße 30 Rosenthaler Straße 40–41 Spandauer Vorstadt Tucholskystraße 2 Baudenkmale siehe: Almstadtstraße 11, 16, 18, 43 Alte Schönhauser Straße 46, 48–49 Am Zwirngraben, S-Bahnhof Börse Auguststraße 9; 11–13; 14–16; 19, 21; 23; 24–25; 26B; 36; 53; 56–57; 69; 74; 76; 89; 90 Friedrichstraße 107; 112A Gipsstraße 11 Gormannstraße 12 Große Hamburger Straße 13–14; 15–16; 17; 19A; zwischen 25 und 26, Gedenkstätte; 27; 28; 29–31; Sophienkirche, 37 Hirtenstraße 4 Joachimstraße 6; 10; 11; 11A; 14; 15; 16; 20; 21 Johannisstraße 2 Karl-Liebknecht-Straße 27–29 Kleine Alexanderstraße 1–4 Kleine Präsidentenstraße 3 Kleine Rosenthaler Straße 2–3 Koppenplatz 6; 11; 12; 13 Krausnickstraße 3–3A Linienstraße 49; 62; 101; 110; 128–129, 137; 144; 145; 147; 150; 153; 154A; 155, 158; 159; 162; 206 Max-Beer-Straße 2/4 Monbijoupark, Büste Chamisso Monbijouplatz 12 Monbijoustraße 2; 4, 4A Mulackstraße 22; 23 Münzstraße 8; 14/16; 18; 21/23 Neue Promenade 3; 5 Neue Schönhauser Straße 8; 10; 12; 13; 14; 15; 19; 20 Oranienburger Straße, S-Bahnhof; 1–3; 4; 23; 27; 28; 30; 31; 34; 35–36, 50; 54; 71–72; 73–76; 84, 86 Rosenthaler Platz, U-Bahnhof Rosa-Luxemburg-Platz, U-Bahnhof; 2–3 Rosa-Luxemburg-Straße 2/4; 14; 15; 39/41 Rosenthaler Straße 13; 31; 36; 37; 38; 39, 51; 72A Rückerstraße 4 Sophienstraße 2; 3; 5; 8; 9; 11; 18–18A; 22–22A; 28–29 Steinstraße 19; 21 Torstraße 138; 146; 164; 222 Tucholskystr. 6/14; 9; 22; 24; 31/33; 40 Weinmeisterstraße, U-Bahnhof; 15; 16–17 Weydingerstraße 18; 20/22 Ziegelstraße 5–9; 10–11; 12 Gartendenkmale siehe: Große Hamburger Straße (zwischen 25 und 26) Alter jüdischer Friedhof; 29–30 Kleine Rosenthaler Straße 3 Koppenplatz 11 Münzstraße 21/23 | 09080185 – Sophienstraße 30–31, Mietshaus, um 1860, Umbau um 1880 |                                     |
| 09011331 | Spandauer Vorstadt begrenzt im Norden durch die Torstraße 6/230 und Weydingerstraße 20/22 im Süden durch S-Bahn, Spree, Dircksenstraße 32–51 und Neue Promenade / Am Zwirngraben im Osten durch die Karl-Liebknecht-Straße 15/33 und im Westen durch die Friedrichstraße 105–118 (Lage) | Spandauer Vorstadt Gesamtanlagen siehe: Gipsstraße 23A Große Hamburger Straße 5–11, 29–31 Linienstraße 16–21... Rosa-Luxemburg-Straße 30 Rosenthaler Straße 40–41 Spandauer Vorstadt Tucholskystraße 2 Baudenkmale siehe: Almstadtstraße 11, 16, 18, 43 Alte Schönhauser Straße 46, 48–49 Am Zwirngraben, S-Bahnhof Börse Auguststraße 9; 11–13; 14–16; 19, 21; 23; 24–25; 26B; 36; 53; 56–57; 69; 74; 76; 89; 90 Friedrichstraße 107; 112A Gipsstraße 11 Gormannstraße 12 Große Hamburger Straße 13–14; 15–16; 17; 19A; zwischen 25 und 26, Gedenkstätte; 27; 28; 29–31; Sophienkirche, 37 Hirtenstraße 4 Joachimstraße 6; 10; 11; 11A; 14; 15; 16; 20; 21 Johannisstraße 2 Karl-Liebknecht-Straße 27–29 Kleine Alexanderstraße 1–4 Kleine Präsidentenstraße 3 Kleine Rosenthaler Straße 2–3 Koppenplatz 6; 11; 12; 13 Krausnickstraße 3–3A Linienstraße 49; 62; 101; 110; 128–129, 137; 144; 145; 147; 150; 153; 154A; 155, 158; 159; 162; 206 Max-Beer-Straße 2/4 Monbijoupark, Büste Chamisso Monbijouplatz 12 Monbijoustraße 2; 4, 4A Mulackstraße 22; 23 Münzstraße 8; 14/16; 18; 21/23 Neue Promenade 3; 5 Neue Schönhauser Straße 8; 10; 12; 13; 14; 15; 19; 20 Oranienburger Straße, S-Bahnhof; 1–3; 4; 23; 27; 28; 30; 31; 34; 35–36, 50; 54; 71–72; 73–76; 84, 86 Rosenthaler Platz, U-Bahnhof Rosa-Luxemburg-Platz, U-Bahnhof; 2–3 Rosa-Luxemburg-Straße 2/4; 14; 15; 39/41 Rosenthaler Straße 13; 31; 36; 37; 38; 39, 51; 72A Rückerstraße 4 Sophienstraße 2; 3; 5; 8; 9; 11; 18–18A; 22–22A; 28–29 Steinstraße 19; 21 Torstraße 138; 146; 164; 222 Tucholskystr. 6/14; 9; 22; 24; 31/33; 40 Weinmeisterstraße, U-Bahnhof; 15; 16–17 Weydingerstraße 18; 20/22 Ziegelstraße 5–9; 10–11; 12 Gartendenkmale siehe: Große Hamburger Straße (zwischen 25 und 26) Alter jüdischer Friedhof; 29–30 Kleine Rosenthaler Straße 3 Koppenplatz 11 Münzstraße 21/23 | 09080193 – Sophienstraße 32–33, Mietshaus, westl. Abschnitt 1859, östl. Abschnitt 1865, Umbau um 1880 |                                     |
| 09011331 | Spandauer Vorstadt begrenzt im Norden durch die Torstraße 6/230 und Weydingerstraße 20/22 im Süden durch S-Bahn, Spree, Dircksenstraße 32–51 und Neue Promenade / Am Zwirngraben im Osten durch die Karl-Liebknecht-Straße 15/33 und im Westen durch die Friedrichstraße 105–118 (Lage) | Spandauer Vorstadt Gesamtanlagen siehe: Gipsstraße 23A Große Hamburger Straße 5–11, 29–31 Linienstraße 16–21... Rosa-Luxemburg-Straße 30 Rosenthaler Straße 40–41 Spandauer Vorstadt Tucholskystraße 2 Baudenkmale siehe: Almstadtstraße 11, 16, 18, 43 Alte Schönhauser Straße 46, 48–49 Am Zwirngraben, S-Bahnhof Börse Auguststraße 9; 11–13; 14–16; 19, 21; 23; 24–25; 26B; 36; 53; 56–57; 69; 74; 76; 89; 90 Friedrichstraße 107; 112A Gipsstraße 11 Gormannstraße 12 Große Hamburger Straße 13–14; 15–16; 17; 19A; zwischen 25 und 26, Gedenkstätte; 27; 28; 29–31; Sophienkirche, 37 Hirtenstraße 4 Joachimstraße 6; 10; 11; 11A; 14; 15; 16; 20; 21 Johannisstraße 2 Karl-Liebknecht-Straße 27–29 Kleine Alexanderstraße 1–4 Kleine Präsidentenstraße 3 Kleine Rosenthaler Straße 2–3 Koppenplatz 6; 11; 12; 13 Krausnickstraße 3–3A Linienstraße 49; 62; 101; 110; 128–129, 137; 144; 145; 147; 150; 153; 154A; 155, 158; 159; 162; 206 Max-Beer-Straße 2/4 Monbijoupark, Büste Chamisso Monbijouplatz 12 Monbijoustraße 2; 4, 4A Mulackstraße 22; 23 Münzstraße 8; 14/16; 18; 21/23 Neue Promenade 3; 5 Neue Schönhauser Straße 8; 10; 12; 13; 14; 15; 19; 20 Oranienburger Straße, S-Bahnhof; 1–3; 4; 23; 27; 28; 30; 31; 34; 35–36, 50; 54; 71–72; 73–76; 84, 86 Rosenthaler Platz, U-Bahnhof Rosa-Luxemburg-Platz, U-Bahnhof; 2–3 Rosa-Luxemburg-Straße 2/4; 14; 15; 39/41 Rosenthaler Straße 13; 31; 36; 37; 38; 39, 51; 72A Rückerstraße 4 Sophienstraße 2; 3; 5; 8; 9; 11; 18–18A; 22–22A; 28–29 Steinstraße 19; 21 Torstraße 138; 146; 164; 222 Tucholskystr. 6/14; 9; 22; 24; 31/33; 40 Weinmeisterstraße, U-Bahnhof; 15; 16–17 Weydingerstraße 18; 20/22 Ziegelstraße 5–9; 10–11; 12 Gartendenkmale siehe: Große Hamburger Straße (zwischen 25 und 26) Alter jüdischer Friedhof; 29–30 Kleine Rosenthaler Straße 3 Koppenplatz 11 Münzstraße 21/23 | Quergebäude, um 1880 |                                     |
| 09011331 | Spandauer Vorstadt begrenzt im Norden durch die Torstraße 6/230 und Weydingerstraße 20/22 im Süden durch S-Bahn, Spree, Dircksenstraße 32–51 und Neue Promenade / Am Zwirngraben im Osten durch die Karl-Liebknecht-Straße 15/33 und im Westen durch die Friedrichstraße 105–118 (Lage) | Spandauer Vorstadt Gesamtanlagen siehe: Gipsstraße 23A Große Hamburger Straße 5–11, 29–31 Linienstraße 16–21... Rosa-Luxemburg-Straße 30 Rosenthaler Straße 40–41 Spandauer Vorstadt Tucholskystraße 2 Baudenkmale siehe: Almstadtstraße 11, 16, 18, 43 Alte Schönhauser Straße 46, 48–49 Am Zwirngraben, S-Bahnhof Börse Auguststraße 9; 11–13; 14–16; 19, 21; 23; 24–25; 26B; 36; 53; 56–57; 69; 74; 76; 89; 90 Friedrichstraße 107; 112A Gipsstraße 11 Gormannstraße 12 Große Hamburger Straße 13–14; 15–16; 17; 19A; zwischen 25 und 26, Gedenkstätte; 27; 28; 29–31; Sophienkirche, 37 Hirtenstraße 4 Joachimstraße 6; 10; 11; 11A; 14; 15; 16; 20; 21 Johannisstraße 2 Karl-Liebknecht-Straße 27–29 Kleine Alexanderstraße 1–4 Kleine Präsidentenstraße 3 Kleine Rosenthaler Straße 2–3 Koppenplatz 6; 11; 12; 13 Krausnickstraße 3–3A Linienstraße 49; 62; 101; 110; 128–129, 137; 144; 145; 147; 150; 153; 154A; 155, 158; 159; 162; 206 Max-Beer-Straße 2/4 Monbijoupark, Büste Chamisso Monbijouplatz 12 Monbijoustraße 2; 4, 4A Mulackstraße 22; 23 Münzstraße 8; 14/16; 18; 21/23 Neue Promenade 3; 5 Neue Schönhauser Straße 8; 10; 12; 13; 14; 15; 19; 20 Oranienburger Straße, S-Bahnhof; 1–3; 4; 23; 27; 28; 30; 31; 34; 35–36, 50; 54; 71–72; 73–76; 84, 86 Rosenthaler Platz, U-Bahnhof Rosa-Luxemburg-Platz, U-Bahnhof; 2–3 Rosa-Luxemburg-Straße 2/4; 14; 15; 39/41 Rosenthaler Straße 13; 31; 36; 37; 38; 39, 51; 72A Rückerstraße 4 Sophienstraße 2; 3; 5; 8; 9; 11; 18–18A; 22–22A; 28–29 Steinstraße 19; 21 Torstraße 138; 146; 164; 222 Tucholskystr. 6/14; 9; 22; 24; 31/33; 40 Weinmeisterstraße, U-Bahnhof; 15; 16–17 Weydingerstraße 18; 20/22 Ziegelstraße 5–9; 10–11; 12 Gartendenkmale siehe: Große Hamburger Straße (zwischen 25 und 26) Alter jüdischer Friedhof; 29–30 Kleine Rosenthaler Straße 3 Koppenplatz 11 Münzstraße 21/23 | 09080194 – Sophienstraße 34, Mietshaus, 1859 |                                     |
| 09011331 | Spandauer Vorstadt begrenzt im Norden durch die Torstraße 6/230 und Weydingerstraße 20/22 im Süden durch S-Bahn, Spree, Dircksenstraße 32–51 und Neue Promenade / Am Zwirngraben im Osten durch die Karl-Liebknecht-Straße 15/33 und im Westen durch die Friedrichstraße 105–118 (Lage) | Spandauer Vorstadt Gesamtanlagen siehe: Gipsstraße 23A Große Hamburger Straße 5–11, 29–31 Linienstraße 16–21... Rosa-Luxemburg-Straße 30 Rosenthaler Straße 40–41 Spandauer Vorstadt Tucholskystraße 2 Baudenkmale siehe: Almstadtstraße 11, 16, 18, 43 Alte Schönhauser Straße 46, 48–49 Am Zwirngraben, S-Bahnhof Börse Auguststraße 9; 11–13; 14–16; 19, 21; 23; 24–25; 26B; 36; 53; 56–57; 69; 74; 76; 89; 90 Friedrichstraße 107; 112A Gipsstraße 11 Gormannstraße 12 Große Hamburger Straße 13–14; 15–16; 17; 19A; zwischen 25 und 26, Gedenkstätte; 27; 28; 29–31; Sophienkirche, 37 Hirtenstraße 4 Joachimstraße 6; 10; 11; 11A; 14; 15; 16; 20; 21 Johannisstraße 2 Karl-Liebknecht-Straße 27–29 Kleine Alexanderstraße 1–4 Kleine Präsidentenstraße 3 Kleine Rosenthaler Straße 2–3 Koppenplatz 6; 11; 12; 13 Krausnickstraße 3–3A Linienstraße 49; 62; 101; 110; 128–129, 137; 144; 145; 147; 150; 153; 154A; 155, 158; 159; 162; 206 Max-Beer-Straße 2/4 Monbijoupark, Büste Chamisso Monbijouplatz 12 Monbijoustraße 2; 4, 4A Mulackstraße 22; 23 Münzstraße 8; 14/16; 18; 21/23 Neue Promenade 3; 5 Neue Schönhauser Straße 8; 10; 12; 13; 14; 15; 19; 20 Oranienburger Straße, S-Bahnhof; 1–3; 4; 23; 27; 28; 30; 31; 34; 35–36, 50; 54; 71–72; 73–76; 84, 86 Rosenthaler Platz, U-Bahnhof Rosa-Luxemburg-Platz, U-Bahnhof; 2–3 Rosa-Luxemburg-Straße 2/4; 14; 15; 39/41 Rosenthaler Straße 13; 31; 36; 37; 38; 39, 51; 72A Rückerstraße 4 Sophienstraße 2; 3; 5; 8; 9; 11; 18–18A; 22–22A; 28–29 Steinstraße 19; 21 Torstraße 138; 146; 164; 222 Tucholskystr. 6/14; 9; 22; 24; 31/33; 40 Weinmeisterstraße, U-Bahnhof; 15; 16–17 Weydingerstraße 18; 20/22 Ziegelstraße 5–9; 10–11; 12 Gartendenkmale siehe: Große Hamburger Straße (zwischen 25 und 26) Alter jüdischer Friedhof; 29–30 Kleine Rosenthaler Straße 3 Koppenplatz 11 Münzstraße 21/23 | linkes Seitengebäude, 1831 |                                     |
| 09011331 | Spandauer Vorstadt begrenzt im Norden durch die Torstraße 6/230 und Weydingerstraße 20/22 im Süden durch S-Bahn, Spree, Dircksenstraße 32–51 und Neue Promenade / Am Zwirngraben im Osten durch die Karl-Liebknecht-Straße 15/33 und im Westen durch die Friedrichstraße 105–118 (Lage) | Spandauer Vorstadt Gesamtanlagen siehe: Gipsstraße 23A Große Hamburger Straße 5–11, 29–31 Linienstraße 16–21... Rosa-Luxemburg-Straße 30 Rosenthaler Straße 40–41 Spandauer Vorstadt Tucholskystraße 2 Baudenkmale siehe: Almstadtstraße 11, 16, 18, 43 Alte Schönhauser Straße 46, 48–49 Am Zwirngraben, S-Bahnhof Börse Auguststraße 9; 11–13; 14–16; 19, 21; 23; 24–25; 26B; 36; 53; 56–57; 69; 74; 76; 89; 90 Friedrichstraße 107; 112A Gipsstraße 11 Gormannstraße 12 Große Hamburger Straße 13–14; 15–16; 17; 19A; zwischen 25 und 26, Gedenkstätte; 27; 28; 29–31; Sophienkirche, 37 Hirtenstraße 4 Joachimstraße 6; 10; 11; 11A; 14; 15; 16; 20; 21 Johannisstraße 2 Karl-Liebknecht-Straße 27–29 Kleine Alexanderstraße 1–4 Kleine Präsidentenstraße 3 Kleine Rosenthaler Straße 2–3 Koppenplatz 6; 11; 12; 13 Krausnickstraße 3–3A Linienstraße 49; 62; 101; 110; 128–129, 137; 144; 145; 147; 150; 153; 154A; 155, 158; 159; 162; 206 Max-Beer-Straße 2/4 Monbijoupark, Büste Chamisso Monbijouplatz 12 Monbijoustraße 2; 4, 4A Mulackstraße 22; 23 Münzstraße 8; 14/16; 18; 21/23 Neue Promenade 3; 5 Neue Schönhauser Straße 8; 10; 12; 13; 14; 15; 19; 20 Oranienburger Straße, S-Bahnhof; 1–3; 4; 23; 27; 28; 30; 31; 34; 35–36, 50; 54; 71–72; 73–76; 84, 86 Rosenthaler Platz, U-Bahnhof Rosa-Luxemburg-Platz, U-Bahnhof; 2–3 Rosa-Luxemburg-Straße 2/4; 14; 15; 39/41 Rosenthaler Straße 13; 31; 36; 37; 38; 39, 51; 72A Rückerstraße 4 Sophienstraße 2; 3; 5; 8; 9; 11; 18–18A; 22–22A; 28–29 Steinstraße 19; 21 Torstraße 138; 146; 164; 222 Tucholskystr. 6/14; 9; 22; 24; 31/33; 40 Weinmeisterstraße, U-Bahnhof; 15; 16–17 Weydingerstraße 18; 20/22 Ziegelstraße 5–9; 10–11; 12 Gartendenkmale siehe: Große Hamburger Straße (zwischen 25 und 26) Alter jüdischer Friedhof; 29–30 Kleine Rosenthaler Straße 3 Koppenplatz 11 Münzstraße 21/23 | 09035169 – Steinstraße 8, Mietshaus, 1882 |                                     |
| 09011331 | Spandauer Vorstadt begrenzt im Norden durch die Torstraße 6/230 und Weydingerstraße 20/22 im Süden durch S-Bahn, Spree, Dircksenstraße 32–51 und Neue Promenade / Am Zwirngraben im Osten durch die Karl-Liebknecht-Straße 15/33 und im Westen durch die Friedrichstraße 105–118 (Lage) | Spandauer Vorstadt Gesamtanlagen siehe: Gipsstraße 23A Große Hamburger Straße 5–11, 29–31 Linienstraße 16–21... Rosa-Luxemburg-Straße 30 Rosenthaler Straße 40–41 Spandauer Vorstadt Tucholskystraße 2 Baudenkmale siehe: Almstadtstraße 11, 16, 18, 43 Alte Schönhauser Straße 46, 48–49 Am Zwirngraben, S-Bahnhof Börse Auguststraße 9; 11–13; 14–16; 19, 21; 23; 24–25; 26B; 36; 53; 56–57; 69; 74; 76; 89; 90 Friedrichstraße 107; 112A Gipsstraße 11 Gormannstraße 12 Große Hamburger Straße 13–14; 15–16; 17; 19A; zwischen 25 und 26, Gedenkstätte; 27; 28; 29–31; Sophienkirche, 37 Hirtenstraße 4 Joachimstraße 6; 10; 11; 11A; 14; 15; 16; 20; 21 Johannisstraße 2 Karl-Liebknecht-Straße 27–29 Kleine Alexanderstraße 1–4 Kleine Präsidentenstraße 3 Kleine Rosenthaler Straße 2–3 Koppenplatz 6; 11; 12; 13 Krausnickstraße 3–3A Linienstraße 49; 62; 101; 110; 128–129, 137; 144; 145; 147; 150; 153; 154A; 155, 158; 159; 162; 206 Max-Beer-Straße 2/4 Monbijoupark, Büste Chamisso Monbijouplatz 12 Monbijoustraße 2; 4, 4A Mulackstraße 22; 23 Münzstraße 8; 14/16; 18; 21/23 Neue Promenade 3; 5 Neue Schönhauser Straße 8; 10; 12; 13; 14; 15; 19; 20 Oranienburger Straße, S-Bahnhof; 1–3; 4; 23; 27; 28; 30; 31; 34; 35–36, 50; 54; 71–72; 73–76; 84, 86 Rosenthaler Platz, U-Bahnhof Rosa-Luxemburg-Platz, U-Bahnhof; 2–3 Rosa-Luxemburg-Straße 2/4; 14; 15; 39/41 Rosenthaler Straße 13; 31; 36; 37; 38; 39, 51; 72A Rückerstraße 4 Sophienstraße 2; 3; 5; 8; 9; 11; 18–18A; 22–22A; 28–29 Steinstraße 19; 21 Torstraße 138; 146; 164; 222 Tucholskystr. 6/14; 9; 22; 24; 31/33; 40 Weinmeisterstraße, U-Bahnhof; 15; 16–17 Weydingerstraße 18; 20/22 Ziegelstraße 5–9; 10–11; 12 Gartendenkmale siehe: Große Hamburger Straße (zwischen 25 und 26) Alter jüdischer Friedhof; 29–30 Kleine Rosenthaler Straße 3 Koppenplatz 11 Münzstraße 21/23 | 09035170 – Steinstraße 9, Mietshaus (Quergebäude), um 1895 |                                     |
| 09011331 | Spandauer Vorstadt begrenzt im Norden durch die Torstraße 6/230 und Weydingerstraße 20/22 im Süden durch S-Bahn, Spree, Dircksenstraße 32–51 und Neue Promenade / Am Zwirngraben im Osten durch die Karl-Liebknecht-Straße 15/33 und im Westen durch die Friedrichstraße 105–118 (Lage) | Spandauer Vorstadt Gesamtanlagen siehe: Gipsstraße 23A Große Hamburger Straße 5–11, 29–31 Linienstraße 16–21... Rosa-Luxemburg-Straße 30 Rosenthaler Straße 40–41 Spandauer Vorstadt Tucholskystraße 2 Baudenkmale siehe: Almstadtstraße 11, 16, 18, 43 Alte Schönhauser Straße 46, 48–49 Am Zwirngraben, S-Bahnhof Börse Auguststraße 9; 11–13; 14–16; 19, 21; 23; 24–25; 26B; 36; 53; 56–57; 69; 74; 76; 89; 90 Friedrichstraße 107; 112A Gipsstraße 11 Gormannstraße 12 Große Hamburger Straße 13–14; 15–16; 17; 19A; zwischen 25 und 26, Gedenkstätte; 27; 28; 29–31; Sophienkirche, 37 Hirtenstraße 4 Joachimstraße 6; 10; 11; 11A; 14; 15; 16; 20; 21 Johannisstraße 2 Karl-Liebknecht-Straße 27–29 Kleine Alexanderstraße 1–4 Kleine Präsidentenstraße 3 Kleine Rosenthaler Straße 2–3 Koppenplatz 6; 11; 12; 13 Krausnickstraße 3–3A Linienstraße 49; 62; 101; 110; 128–129, 137; 144; 145; 147; 150; 153; 154A; 155, 158; 159; 162; 206 Max-Beer-Straße 2/4 Monbijoupark, Büste Chamisso Monbijouplatz 12 Monbijoustraße 2; 4, 4A Mulackstraße 22; 23 Münzstraße 8; 14/16; 18; 21/23 Neue Promenade 3; 5 Neue Schönhauser Straße 8; 10; 12; 13; 14; 15; 19; 20 Oranienburger Straße, S-Bahnhof; 1–3; 4; 23; 27; 28; 30; 31; 34; 35–36, 50; 54; 71–72; 73–76; 84, 86 Rosenthaler Platz, U-Bahnhof Rosa-Luxemburg-Platz, U-Bahnhof; 2–3 Rosa-Luxemburg-Straße 2/4; 14; 15; 39/41 Rosenthaler Straße 13; 31; 36; 37; 38; 39, 51; 72A Rückerstraße 4 Sophienstraße 2; 3; 5; 8; 9; 11; 18–18A; 22–22A; 28–29 Steinstraße 19; 21 Torstraße 138; 146; 164; 222 Tucholskystr. 6/14; 9; 22; 24; 31/33; 40 Weinmeisterstraße, U-Bahnhof; 15; 16–17 Weydingerstraße 18; 20/22 Ziegelstraße 5–9; 10–11; 12 Gartendenkmale siehe: Große Hamburger Straße (zwischen 25 und 26) Alter jüdischer Friedhof; 29–30 Kleine Rosenthaler Straße 3 Koppenplatz 11 Münzstraße 21/23 | 09035171 – Steinstraße 10, Mietshaus, 1861 |                                     |
| 09011331 | Spandauer Vorstadt begrenzt im Norden durch die Torstraße 6/230 und Weydingerstraße 20/22 im Süden durch S-Bahn, Spree, Dircksenstraße 32–51 und Neue Promenade / Am Zwirngraben im Osten durch die Karl-Liebknecht-Straße 15/33 und im Westen durch die Friedrichstraße 105–118 (Lage) | Spandauer Vorstadt Gesamtanlagen siehe: Gipsstraße 23A Große Hamburger Straße 5–11, 29–31 Linienstraße 16–21... Rosa-Luxemburg-Straße 30 Rosenthaler Straße 40–41 Spandauer Vorstadt Tucholskystraße 2 Baudenkmale siehe: Almstadtstraße 11, 16, 18, 43 Alte Schönhauser Straße 46, 48–49 Am Zwirngraben, S-Bahnhof Börse Auguststraße 9; 11–13; 14–16; 19, 21; 23; 24–25; 26B; 36; 53; 56–57; 69; 74; 76; 89; 90 Friedrichstraße 107; 112A Gipsstraße 11 Gormannstraße 12 Große Hamburger Straße 13–14; 15–16; 17; 19A; zwischen 25 und 26, Gedenkstätte; 27; 28; 29–31; Sophienkirche, 37 Hirtenstraße 4 Joachimstraße 6; 10; 11; 11A; 14; 15; 16; 20; 21 Johannisstraße 2 Karl-Liebknecht-Straße 27–29 Kleine Alexanderstraße 1–4 Kleine Präsidentenstraße 3 Kleine Rosenthaler Straße 2–3 Koppenplatz 6; 11; 12; 13 Krausnickstraße 3–3A Linienstraße 49; 62; 101; 110; 128–129, 137; 144; 145; 147; 150; 153; 154A; 155, 158; 159; 162; 206 Max-Beer-Straße 2/4 Monbijoupark, Büste Chamisso Monbijouplatz 12 Monbijoustraße 2; 4, 4A Mulackstraße 22; 23 Münzstraße 8; 14/16; 18; 21/23 Neue Promenade 3; 5 Neue Schönhauser Straße 8; 10; 12; 13; 14; 15; 19; 20 Oranienburger Straße, S-Bahnhof; 1–3; 4; 23; 27; 28; 30; 31; 34; 35–36, 50; 54; 71–72; 73–76; 84, 86 Rosenthaler Platz, U-Bahnhof Rosa-Luxemburg-Platz, U-Bahnhof; 2–3 Rosa-Luxemburg-Straße 2/4; 14; 15; 39/41 Rosenthaler Straße 13; 31; 36; 37; 38; 39, 51; 72A Rückerstraße 4 Sophienstraße 2; 3; 5; 8; 9; 11; 18–18A; 22–22A; 28–29 Steinstraße 19; 21 Torstraße 138; 146; 164; 222 Tucholskystr. 6/14; 9; 22; 24; 31/33; 40 Weinmeisterstraße, U-Bahnhof; 15; 16–17 Weydingerstraße 18; 20/22 Ziegelstraße 5–9; 10–11; 12 Gartendenkmale siehe: Große Hamburger Straße (zwischen 25 und 26) Alter jüdischer Friedhof; 29–30 Kleine Rosenthaler Straße 3 Koppenplatz 11 Münzstraße 21/23 | 09035172 – Steinstraße 11, Mietshaus, 1842 |                                     |
| 09011331 | Spandauer Vorstadt begrenzt im Norden durch die Torstraße 6/230 und Weydingerstraße 20/22 im Süden durch S-Bahn, Spree, Dircksenstraße 32–51 und Neue Promenade / Am Zwirngraben im Osten durch die Karl-Liebknecht-Straße 15/33 und im Westen durch die Friedrichstraße 105–118 (Lage) | Spandauer Vorstadt Gesamtanlagen siehe: Gipsstraße 23A Große Hamburger Straße 5–11, 29–31 Linienstraße 16–21... Rosa-Luxemburg-Straße 30 Rosenthaler Straße 40–41 Spandauer Vorstadt Tucholskystraße 2 Baudenkmale siehe: Almstadtstraße 11, 16, 18, 43 Alte Schönhauser Straße 46, 48–49 Am Zwirngraben, S-Bahnhof Börse Auguststraße 9; 11–13; 14–16; 19, 21; 23; 24–25; 26B; 36; 53; 56–57; 69; 74; 76; 89; 90 Friedrichstraße 107; 112A Gipsstraße 11 Gormannstraße 12 Große Hamburger Straße 13–14; 15–16; 17; 19A; zwischen 25 und 26, Gedenkstätte; 27; 28; 29–31; Sophienkirche, 37 Hirtenstraße 4 Joachimstraße 6; 10; 11; 11A; 14; 15; 16; 20; 21 Johannisstraße 2 Karl-Liebknecht-Straße 27–29 Kleine Alexanderstraße 1–4 Kleine Präsidentenstraße 3 Kleine Rosenthaler Straße 2–3 Koppenplatz 6; 11; 12; 13 Krausnickstraße 3–3A Linienstraße 49; 62; 101; 110; 128–129, 137; 144; 145; 147; 150; 153; 154A; 155, 158; 159; 162; 206 Max-Beer-Straße 2/4 Monbijoupark, Büste Chamisso Monbijouplatz 12 Monbijoustraße 2; 4, 4A Mulackstraße 22; 23 Münzstraße 8; 14/16; 18; 21/23 Neue Promenade 3; 5 Neue Schönhauser Straße 8; 10; 12; 13; 14; 15; 19; 20 Oranienburger Straße, S-Bahnhof; 1–3; 4; 23; 27; 28; 30; 31; 34; 35–36, 50; 54; 71–72; 73–76; 84, 86 Rosenthaler Platz, U-Bahnhof Rosa-Luxemburg-Platz, U-Bahnhof; 2–3 Rosa-Luxemburg-Straße 2/4; 14; 15; 39/41 Rosenthaler Straße 13; 31; 36; 37; 38; 39, 51; 72A Rückerstraße 4 Sophienstraße 2; 3; 5; 8; 9; 11; 18–18A; 22–22A; 28–29 Steinstraße 19; 21 Torstraße 138; 146; 164; 222 Tucholskystr. 6/14; 9; 22; 24; 31/33; 40 Weinmeisterstraße, U-Bahnhof; 15; 16–17 Weydingerstraße 18; 20/22 Ziegelstraße 5–9; 10–11; 12 Gartendenkmale siehe: Große Hamburger Straße (zwischen 25 und 26) Alter jüdischer Friedhof; 29–30 Kleine Rosenthaler Straße 3 Koppenplatz 11 Münzstraße 21/23 | 09035173 – Steinstraße 12, Mietshaus, 1864 |                                     |
| 09011331 | Spandauer Vorstadt begrenzt im Norden durch die Torstraße 6/230 und Weydingerstraße 20/22 im Süden durch S-Bahn, Spree, Dircksenstraße 32–51 und Neue Promenade / Am Zwirngraben im Osten durch die Karl-Liebknecht-Straße 15/33 und im Westen durch die Friedrichstraße 105–118 (Lage) | Spandauer Vorstadt Gesamtanlagen siehe: Gipsstraße 23A Große Hamburger Straße 5–11, 29–31 Linienstraße 16–21... Rosa-Luxemburg-Straße 30 Rosenthaler Straße 40–41 Spandauer Vorstadt Tucholskystraße 2 Baudenkmale siehe: Almstadtstraße 11, 16, 18, 43 Alte Schönhauser Straße 46, 48–49 Am Zwirngraben, S-Bahnhof Börse Auguststraße 9; 11–13; 14–16; 19, 21; 23; 24–25; 26B; 36; 53; 56–57; 69; 74; 76; 89; 90 Friedrichstraße 107; 112A Gipsstraße 11 Gormannstraße 12 Große Hamburger Straße 13–14; 15–16; 17; 19A; zwischen 25 und 26, Gedenkstätte; 27; 28; 29–31; Sophienkirche, 37 Hirtenstraße 4 Joachimstraße 6; 10; 11; 11A; 14; 15; 16; 20; 21 Johannisstraße 2 Karl-Liebknecht-Straße 27–29 Kleine Alexanderstraße 1–4 Kleine Präsidentenstraße 3 Kleine Rosenthaler Straße 2–3 Koppenplatz 6; 11; 12; 13 Krausnickstraße 3–3A Linienstraße 49; 62; 101; 110; 128–129, 137; 144; 145; 147; 150; 153; 154A; 155, 158; 159; 162; 206 Max-Beer-Straße 2/4 Monbijoupark, Büste Chamisso Monbijouplatz 12 Monbijoustraße 2; 4, 4A Mulackstraße 22; 23 Münzstraße 8; 14/16; 18; 21/23 Neue Promenade 3; 5 Neue Schönhauser Straße 8; 10; 12; 13; 14; 15; 19; 20 Oranienburger Straße, S-Bahnhof; 1–3; 4; 23; 27; 28; 30; 31; 34; 35–36, 50; 54; 71–72; 73–76; 84, 86 Rosenthaler Platz, U-Bahnhof Rosa-Luxemburg-Platz, U-Bahnhof; 2–3 Rosa-Luxemburg-Straße 2/4; 14; 15; 39/41 Rosenthaler Straße 13; 31; 36; 37; 38; 39, 51; 72A Rückerstraße 4 Sophienstraße 2; 3; 5; 8; 9; 11; 18–18A; 22–22A; 28–29 Steinstraße 19; 21 Torstraße 138; 146; 164; 222 Tucholskystr. 6/14; 9; 22; 24; 31/33; 40 Weinmeisterstraße, U-Bahnhof; 15; 16–17 Weydingerstraße 18; 20/22 Ziegelstraße 5–9; 10–11; 12 Gartendenkmale siehe: Große Hamburger Straße (zwischen 25 und 26) Alter jüdischer Friedhof; 29–30 Kleine Rosenthaler Straße 3 Koppenplatz 11 Münzstraße 21/23 | 09035174 – Steinstraße 13/15, Mietshaus, 1881 |                                     |
| 09011331 | Spandauer Vorstadt begrenzt im Norden durch die Torstraße 6/230 und Weydingerstraße 20/22 im Süden durch S-Bahn, Spree, Dircksenstraße 32–51 und Neue Promenade / Am Zwirngraben im Osten durch die Karl-Liebknecht-Straße 15/33 und im Westen durch die Friedrichstraße 105–118 (Lage) | Spandauer Vorstadt Gesamtanlagen siehe: Gipsstraße 23A Große Hamburger Straße 5–11, 29–31 Linienstraße 16–21... Rosa-Luxemburg-Straße 30 Rosenthaler Straße 40–41 Spandauer Vorstadt Tucholskystraße 2 Baudenkmale siehe: Almstadtstraße 11, 16, 18, 43 Alte Schönhauser Straße 46, 48–49 Am Zwirngraben, S-Bahnhof Börse Auguststraße 9; 11–13; 14–16; 19, 21; 23; 24–25; 26B; 36; 53; 56–57; 69; 74; 76; 89; 90 Friedrichstraße 107; 112A Gipsstraße 11 Gormannstraße 12 Große Hamburger Straße 13–14; 15–16; 17; 19A; zwischen 25 und 26, Gedenkstätte; 27; 28; 29–31; Sophienkirche, 37 Hirtenstraße 4 Joachimstraße 6; 10; 11; 11A; 14; 15; 16; 20; 21 Johannisstraße 2 Karl-Liebknecht-Straße 27–29 Kleine Alexanderstraße 1–4 Kleine Präsidentenstraße 3 Kleine Rosenthaler Straße 2–3 Koppenplatz 6; 11; 12; 13 Krausnickstraße 3–3A Linienstraße 49; 62; 101; 110; 128–129, 137; 144; 145; 147; 150; 153; 154A; 155, 158; 159; 162; 206 Max-Beer-Straße 2/4 Monbijoupark, Büste Chamisso Monbijouplatz 12 Monbijoustraße 2; 4, 4A Mulackstraße 22; 23 Münzstraße 8; 14/16; 18; 21/23 Neue Promenade 3; 5 Neue Schönhauser Straße 8; 10; 12; 13; 14; 15; 19; 20 Oranienburger Straße, S-Bahnhof; 1–3; 4; 23; 27; 28; 30; 31; 34; 35–36, 50; 54; 71–72; 73–76; 84, 86 Rosenthaler Platz, U-Bahnhof Rosa-Luxemburg-Platz, U-Bahnhof; 2–3 Rosa-Luxemburg-Straße 2/4; 14; 15; 39/41 Rosenthaler Straße 13; 31; 36; 37; 38; 39, 51; 72A Rückerstraße 4 Sophienstraße 2; 3; 5; 8; 9; 11; 18–18A; 22–22A; 28–29 Steinstraße 19; 21 Torstraße 138; 146; 164; 222 Tucholskystr. 6/14; 9; 22; 24; 31/33; 40 Weinmeisterstraße, U-Bahnhof; 15; 16–17 Weydingerstraße 18; 20/22 Ziegelstraße 5–9; 10–11; 12 Gartendenkmale siehe: Große Hamburger Straße (zwischen 25 und 26) Alter jüdischer Friedhof; 29–30 Kleine Rosenthaler Straße 3 Koppenplatz 11 Münzstraße 21/23 | 09035175 – Steinstraße 16, Mietshaus, 1828 |                                     |
| 09011331 | Spandauer Vorstadt begrenzt im Norden durch die Torstraße 6/230 und Weydingerstraße 20/22 im Süden durch S-Bahn, Spree, Dircksenstraße 32–51 und Neue Promenade / Am Zwirngraben im Osten durch die Karl-Liebknecht-Straße 15/33 und im Westen durch die Friedrichstraße 105–118 (Lage) | Spandauer Vorstadt Gesamtanlagen siehe: Gipsstraße 23A Große Hamburger Straße 5–11, 29–31 Linienstraße 16–21... Rosa-Luxemburg-Straße 30 Rosenthaler Straße 40–41 Spandauer Vorstadt Tucholskystraße 2 Baudenkmale siehe: Almstadtstraße 11, 16, 18, 43 Alte Schönhauser Straße 46, 48–49 Am Zwirngraben, S-Bahnhof Börse Auguststraße 9; 11–13; 14–16; 19, 21; 23; 24–25; 26B; 36; 53; 56–57; 69; 74; 76; 89; 90 Friedrichstraße 107; 112A Gipsstraße 11 Gormannstraße 12 Große Hamburger Straße 13–14; 15–16; 17; 19A; zwischen 25 und 26, Gedenkstätte; 27; 28; 29–31; Sophienkirche, 37 Hirtenstraße 4 Joachimstraße 6; 10; 11; 11A; 14; 15; 16; 20; 21 Johannisstraße 2 Karl-Liebknecht-Straße 27–29 Kleine Alexanderstraße 1–4 Kleine Präsidentenstraße 3 Kleine Rosenthaler Straße 2–3 Koppenplatz 6; 11; 12; 13 Krausnickstraße 3–3A Linienstraße 49; 62; 101; 110; 128–129, 137; 144; 145; 147; 150; 153; 154A; 155, 158; 159; 162; 206 Max-Beer-Straße 2/4 Monbijoupark, Büste Chamisso Monbijouplatz 12 Monbijoustraße 2; 4, 4A Mulackstraße 22; 23 Münzstraße 8; 14/16; 18; 21/23 Neue Promenade 3; 5 Neue Schönhauser Straße 8; 10; 12; 13; 14; 15; 19; 20 Oranienburger Straße, S-Bahnhof; 1–3; 4; 23; 27; 28; 30; 31; 34; 35–36, 50; 54; 71–72; 73–76; 84, 86 Rosenthaler Platz, U-Bahnhof Rosa-Luxemburg-Platz, U-Bahnhof; 2–3 Rosa-Luxemburg-Straße 2/4; 14; 15; 39/41 Rosenthaler Straße 13; 31; 36; 37; 38; 39, 51; 72A Rückerstraße 4 Sophienstraße 2; 3; 5; 8; 9; 11; 18–18A; 22–22A; 28–29 Steinstraße 19; 21 Torstraße 138; 146; 164; 222 Tucholskystr. 6/14; 9; 22; 24; 31/33; 40 Weinmeisterstraße, U-Bahnhof; 15; 16–17 Weydingerstraße 18; 20/22 Ziegelstraße 5–9; 10–11; 12 Gartendenkmale siehe: Große Hamburger Straße (zwischen 25 und 26) Alter jüdischer Friedhof; 29–30 Kleine Rosenthaler Straße 3 Koppenplatz 11 Münzstraße 21/23 | 09035211 – Steinstraße 20, Mietshaus, 1878 |                                     |
| 09011331 | Spandauer Vorstadt begrenzt im Norden durch die Torstraße 6/230 und Weydingerstraße 20/22 im Süden durch S-Bahn, Spree, Dircksenstraße 32–51 und Neue Promenade / Am Zwirngraben im Osten durch die Karl-Liebknecht-Straße 15/33 und im Westen durch die Friedrichstraße 105–118 (Lage) | Spandauer Vorstadt Gesamtanlagen siehe: Gipsstraße 23A Große Hamburger Straße 5–11, 29–31 Linienstraße 16–21... Rosa-Luxemburg-Straße 30 Rosenthaler Straße 40–41 Spandauer Vorstadt Tucholskystraße 2 Baudenkmale siehe: Almstadtstraße 11, 16, 18, 43 Alte Schönhauser Straße 46, 48–49 Am Zwirngraben, S-Bahnhof Börse Auguststraße 9; 11–13; 14–16; 19, 21; 23; 24–25; 26B; 36; 53; 56–57; 69; 74; 76; 89; 90 Friedrichstraße 107; 112A Gipsstraße 11 Gormannstraße 12 Große Hamburger Straße 13–14; 15–16; 17; 19A; zwischen 25 und 26, Gedenkstätte; 27; 28; 29–31; Sophienkirche, 37 Hirtenstraße 4 Joachimstraße 6; 10; 11; 11A; 14; 15; 16; 20; 21 Johannisstraße 2 Karl-Liebknecht-Straße 27–29 Kleine Alexanderstraße 1–4 Kleine Präsidentenstraße 3 Kleine Rosenthaler Straße 2–3 Koppenplatz 6; 11; 12; 13 Krausnickstraße 3–3A Linienstraße 49; 62; 101; 110; 128–129, 137; 144; 145; 147; 150; 153; 154A; 155, 158; 159; 162; 206 Max-Beer-Straße 2/4 Monbijoupark, Büste Chamisso Monbijouplatz 12 Monbijoustraße 2; 4, 4A Mulackstraße 22; 23 Münzstraße 8; 14/16; 18; 21/23 Neue Promenade 3; 5 Neue Schönhauser Straße 8; 10; 12; 13; 14; 15; 19; 20 Oranienburger Straße, S-Bahnhof; 1–3; 4; 23; 27; 28; 30; 31; 34; 35–36, 50; 54; 71–72; 73–76; 84, 86 Rosenthaler Platz, U-Bahnhof Rosa-Luxemburg-Platz, U-Bahnhof; 2–3 Rosa-Luxemburg-Straße 2/4; 14; 15; 39/41 Rosenthaler Straße 13; 31; 36; 37; 38; 39, 51; 72A Rückerstraße 4 Sophienstraße 2; 3; 5; 8; 9; 11; 18–18A; 22–22A; 28–29 Steinstraße 19; 21 Torstraße 138; 146; 164; 222 Tucholskystr. 6/14; 9; 22; 24; 31/33; 40 Weinmeisterstraße, U-Bahnhof; 15; 16–17 Weydingerstraße 18; 20/22 Ziegelstraße 5–9; 10–11; 12 Gartendenkmale siehe: Große Hamburger Straße (zwischen 25 und 26) Alter jüdischer Friedhof; 29–30 Kleine Rosenthaler Straße 3 Koppenplatz 11 Münzstraße 21/23 | 09035213 – Steinstraße 22, Mietshaus, 1876 |                                     |
| 09011331 | Spandauer Vorstadt begrenzt im Norden durch die Torstraße 6/230 und Weydingerstraße 20/22 im Süden durch S-Bahn, Spree, Dircksenstraße 32–51 und Neue Promenade / Am Zwirngraben im Osten durch die Karl-Liebknecht-Straße 15/33 und im Westen durch die Friedrichstraße 105–118 (Lage) | Spandauer Vorstadt Gesamtanlagen siehe: Gipsstraße 23A Große Hamburger Straße 5–11, 29–31 Linienstraße 16–21... Rosa-Luxemburg-Straße 30 Rosenthaler Straße 40–41 Spandauer Vorstadt Tucholskystraße 2 Baudenkmale siehe: Almstadtstraße 11, 16, 18, 43 Alte Schönhauser Straße 46, 48–49 Am Zwirngraben, S-Bahnhof Börse Auguststraße 9; 11–13; 14–16; 19, 21; 23; 24–25; 26B; 36; 53; 56–57; 69; 74; 76; 89; 90 Friedrichstraße 107; 112A Gipsstraße 11 Gormannstraße 12 Große Hamburger Straße 13–14; 15–16; 17; 19A; zwischen 25 und 26, Gedenkstätte; 27; 28; 29–31; Sophienkirche, 37 Hirtenstraße 4 Joachimstraße 6; 10; 11; 11A; 14; 15; 16; 20; 21 Johannisstraße 2 Karl-Liebknecht-Straße 27–29 Kleine Alexanderstraße 1–4 Kleine Präsidentenstraße 3 Kleine Rosenthaler Straße 2–3 Koppenplatz 6; 11; 12; 13 Krausnickstraße 3–3A Linienstraße 49; 62; 101; 110; 128–129, 137; 144; 145; 147; 150; 153; 154A; 155, 158; 159; 162; 206 Max-Beer-Straße 2/4 Monbijoupark, Büste Chamisso Monbijouplatz 12 Monbijoustraße 2; 4, 4A Mulackstraße 22; 23 Münzstraße 8; 14/16; 18; 21/23 Neue Promenade 3; 5 Neue Schönhauser Straße 8; 10; 12; 13; 14; 15; 19; 20 Oranienburger Straße, S-Bahnhof; 1–3; 4; 23; 27; 28; 30; 31; 34; 35–36, 50; 54; 71–72; 73–76; 84, 86 Rosenthaler Platz, U-Bahnhof Rosa-Luxemburg-Platz, U-Bahnhof; 2–3 Rosa-Luxemburg-Straße 2/4; 14; 15; 39/41 Rosenthaler Straße 13; 31; 36; 37; 38; 39, 51; 72A Rückerstraße 4 Sophienstraße 2; 3; 5; 8; 9; 11; 18–18A; 22–22A; 28–29 Steinstraße 19; 21 Torstraße 138; 146; 164; 222 Tucholskystr. 6/14; 9; 22; 24; 31/33; 40 Weinmeisterstraße, U-Bahnhof; 15; 16–17 Weydingerstraße 18; 20/22 Ziegelstraße 5–9; 10–11; 12 Gartendenkmale siehe: Große Hamburger Straße (zwischen 25 und 26) Alter jüdischer Friedhof; 29–30 Kleine Rosenthaler Straße 3 Koppenplatz 11 Münzstraße 21/23 | 09080071 – Torstraße 10/34 (12/34), Wohnanlage, 1935 |                                     |
| 09011331 | Spandauer Vorstadt begrenzt im Norden durch die Torstraße 6/230 und Weydingerstraße 20/22 im Süden durch S-Bahn, Spree, Dircksenstraße 32–51 und Neue Promenade / Am Zwirngraben im Osten durch die Karl-Liebknecht-Straße 15/33 und im Westen durch die Friedrichstraße 105–118 (Lage) | Spandauer Vorstadt Gesamtanlagen siehe: Gipsstraße 23A Große Hamburger Straße 5–11, 29–31 Linienstraße 16–21... Rosa-Luxemburg-Straße 30 Rosenthaler Straße 40–41 Spandauer Vorstadt Tucholskystraße 2 Baudenkmale siehe: Almstadtstraße 11, 16, 18, 43 Alte Schönhauser Straße 46, 48–49 Am Zwirngraben, S-Bahnhof Börse Auguststraße 9; 11–13; 14–16; 19, 21; 23; 24–25; 26B; 36; 53; 56–57; 69; 74; 76; 89; 90 Friedrichstraße 107; 112A Gipsstraße 11 Gormannstraße 12 Große Hamburger Straße 13–14; 15–16; 17; 19A; zwischen 25 und 26, Gedenkstätte; 27; 28; 29–31; Sophienkirche, 37 Hirtenstraße 4 Joachimstraße 6; 10; 11; 11A; 14; 15; 16; 20; 21 Johannisstraße 2 Karl-Liebknecht-Straße 27–29 Kleine Alexanderstraße 1–4 Kleine Präsidentenstraße 3 Kleine Rosenthaler Straße 2–3 Koppenplatz 6; 11; 12; 13 Krausnickstraße 3–3A Linienstraße 49; 62; 101; 110; 128–129, 137; 144; 145; 147; 150; 153; 154A; 155, 158; 159; 162; 206 Max-Beer-Straße 2/4 Monbijoupark, Büste Chamisso Monbijouplatz 12 Monbijoustraße 2; 4, 4A Mulackstraße 22; 23 Münzstraße 8; 14/16; 18; 21/23 Neue Promenade 3; 5 Neue Schönhauser Straße 8; 10; 12; 13; 14; 15; 19; 20 Oranienburger Straße, S-Bahnhof; 1–3; 4; 23; 27; 28; 30; 31; 34; 35–36, 50; 54; 71–72; 73–76; 84, 86 Rosenthaler Platz, U-Bahnhof Rosa-Luxemburg-Platz, U-Bahnhof; 2–3 Rosa-Luxemburg-Straße 2/4; 14; 15; 39/41 Rosenthaler Straße 13; 31; 36; 37; 38; 39, 51; 72A Rückerstraße 4 Sophienstraße 2; 3; 5; 8; 9; 11; 18–18A; 22–22A; 28–29 Steinstraße 19; 21 Torstraße 138; 146; 164; 222 Tucholskystr. 6/14; 9; 22; 24; 31/33; 40 Weinmeisterstraße, U-Bahnhof; 15; 16–17 Weydingerstraße 18; 20/22 Ziegelstraße 5–9; 10–11; 12 Gartendenkmale siehe: Große Hamburger Straße (zwischen 25 und 26) Alter jüdischer Friedhof; 29–30 Kleine Rosenthaler Straße 3 Koppenplatz 11 Münzstraße 21/23 | 09050145 – Torstraße 56, Mietshaus, um 1875 |                                     |
| 09011331 | Spandauer Vorstadt begrenzt im Norden durch die Torstraße 6/230 und Weydingerstraße 20/22 im Süden durch S-Bahn, Spree, Dircksenstraße 32–51 und Neue Promenade / Am Zwirngraben im Osten durch die Karl-Liebknecht-Straße 15/33 und im Westen durch die Friedrichstraße 105–118 (Lage) | Spandauer Vorstadt Gesamtanlagen siehe: Gipsstraße 23A Große Hamburger Straße 5–11, 29–31 Linienstraße 16–21... Rosa-Luxemburg-Straße 30 Rosenthaler Straße 40–41 Spandauer Vorstadt Tucholskystraße 2 Baudenkmale siehe: Almstadtstraße 11, 16, 18, 43 Alte Schönhauser Straße 46, 48–49 Am Zwirngraben, S-Bahnhof Börse Auguststraße 9; 11–13; 14–16; 19, 21; 23; 24–25; 26B; 36; 53; 56–57; 69; 74; 76; 89; 90 Friedrichstraße 107; 112A Gipsstraße 11 Gormannstraße 12 Große Hamburger Straße 13–14; 15–16; 17; 19A; zwischen 25 und 26, Gedenkstätte; 27; 28; 29–31; Sophienkirche, 37 Hirtenstraße 4 Joachimstraße 6; 10; 11; 11A; 14; 15; 16; 20; 21 Johannisstraße 2 Karl-Liebknecht-Straße 27–29 Kleine Alexanderstraße 1–4 Kleine Präsidentenstraße 3 Kleine Rosenthaler Straße 2–3 Koppenplatz 6; 11; 12; 13 Krausnickstraße 3–3A Linienstraße 49; 62; 101; 110; 128–129, 137; 144; 145; 147; 150; 153; 154A; 155, 158; 159; 162; 206 Max-Beer-Straße 2/4 Monbijoupark, Büste Chamisso Monbijouplatz 12 Monbijoustraße 2; 4, 4A Mulackstraße 22; 23 Münzstraße 8; 14/16; 18; 21/23 Neue Promenade 3; 5 Neue Schönhauser Straße 8; 10; 12; 13; 14; 15; 19; 20 Oranienburger Straße, S-Bahnhof; 1–3; 4; 23; 27; 28; 30; 31; 34; 35–36, 50; 54; 71–72; 73–76; 84, 86 Rosenthaler Platz, U-Bahnhof Rosa-Luxemburg-Platz, U-Bahnhof; 2–3 Rosa-Luxemburg-Straße 2/4; 14; 15; 39/41 Rosenthaler Straße 13; 31; 36; 37; 38; 39, 51; 72A Rückerstraße 4 Sophienstraße 2; 3; 5; 8; 9; 11; 18–18A; 22–22A; 28–29 Steinstraße 19; 21 Torstraße 138; 146; 164; 222 Tucholskystr. 6/14; 9; 22; 24; 31/33; 40 Weinmeisterstraße, U-Bahnhof; 15; 16–17 Weydingerstraße 18; 20/22 Ziegelstraße 5–9; 10–11; 12 Gartendenkmale siehe: Große Hamburger Straße (zwischen 25 und 26) Alter jüdischer Friedhof; 29–30 Kleine Rosenthaler Straße 3 Koppenplatz 11 Münzstraße 21/23 | 09080123 – Torstraße 58, Mietshaus, um 1875 |                                     |
| 09011331 | Spandauer Vorstadt begrenzt im Norden durch die Torstraße 6/230 und Weydingerstraße 20/22 im Süden durch S-Bahn, Spree, Dircksenstraße 32–51 und Neue Promenade / Am Zwirngraben im Osten durch die Karl-Liebknecht-Straße 15/33 und im Westen durch die Friedrichstraße 105–118 (Lage) | Spandauer Vorstadt Gesamtanlagen siehe: Gipsstraße 23A Große Hamburger Straße 5–11, 29–31 Linienstraße 16–21... Rosa-Luxemburg-Straße 30 Rosenthaler Straße 40–41 Spandauer Vorstadt Tucholskystraße 2 Baudenkmale siehe: Almstadtstraße 11, 16, 18, 43 Alte Schönhauser Straße 46, 48–49 Am Zwirngraben, S-Bahnhof Börse Auguststraße 9; 11–13; 14–16; 19, 21; 23; 24–25; 26B; 36; 53; 56–57; 69; 74; 76; 89; 90 Friedrichstraße 107; 112A Gipsstraße 11 Gormannstraße 12 Große Hamburger Straße 13–14; 15–16; 17; 19A; zwischen 25 und 26, Gedenkstätte; 27; 28; 29–31; Sophienkirche, 37 Hirtenstraße 4 Joachimstraße 6; 10; 11; 11A; 14; 15; 16; 20; 21 Johannisstraße 2 Karl-Liebknecht-Straße 27–29 Kleine Alexanderstraße 1–4 Kleine Präsidentenstraße 3 Kleine Rosenthaler Straße 2–3 Koppenplatz 6; 11; 12; 13 Krausnickstraße 3–3A Linienstraße 49; 62; 101; 110; 128–129, 137; 144; 145; 147; 150; 153; 154A; 155, 158; 159; 162; 206 Max-Beer-Straße 2/4 Monbijoupark, Büste Chamisso Monbijouplatz 12 Monbijoustraße 2; 4, 4A Mulackstraße 22; 23 Münzstraße 8; 14/16; 18; 21/23 Neue Promenade 3; 5 Neue Schönhauser Straße 8; 10; 12; 13; 14; 15; 19; 20 Oranienburger Straße, S-Bahnhof; 1–3; 4; 23; 27; 28; 30; 31; 34; 35–36, 50; 54; 71–72; 73–76; 84, 86 Rosenthaler Platz, U-Bahnhof Rosa-Luxemburg-Platz, U-Bahnhof; 2–3 Rosa-Luxemburg-Straße 2/4; 14; 15; 39/41 Rosenthaler Straße 13; 31; 36; 37; 38; 39, 51; 72A Rückerstraße 4 Sophienstraße 2; 3; 5; 8; 9; 11; 18–18A; 22–22A; 28–29 Steinstraße 19; 21 Torstraße 138; 146; 164; 222 Tucholskystr. 6/14; 9; 22; 24; 31/33; 40 Weinmeisterstraße, U-Bahnhof; 15; 16–17 Weydingerstraße 18; 20/22 Ziegelstraße 5–9; 10–11; 12 Gartendenkmale siehe: Große Hamburger Straße (zwischen 25 und 26) Alter jüdischer Friedhof; 29–30 Kleine Rosenthaler Straße 3 Koppenplatz 11 Münzstraße 21/23 | 09080124 – Torstraße 60, Mietshaus, um 1880 |                                     |
| 09011331 | Spandauer Vorstadt begrenzt im Norden durch die Torstraße 6/230 und Weydingerstraße 20/22 im Süden durch S-Bahn, Spree, Dircksenstraße 32–51 und Neue Promenade / Am Zwirngraben im Osten durch die Karl-Liebknecht-Straße 15/33 und im Westen durch die Friedrichstraße 105–118 (Lage) | Spandauer Vorstadt Gesamtanlagen siehe: Gipsstraße 23A Große Hamburger Straße 5–11, 29–31 Linienstraße 16–21... Rosa-Luxemburg-Straße 30 Rosenthaler Straße 40–41 Spandauer Vorstadt Tucholskystraße 2 Baudenkmale siehe: Almstadtstraße 11, 16, 18, 43 Alte Schönhauser Straße 46, 48–49 Am Zwirngraben, S-Bahnhof Börse Auguststraße 9; 11–13; 14–16; 19, 21; 23; 24–25; 26B; 36; 53; 56–57; 69; 74; 76; 89; 90 Friedrichstraße 107; 112A Gipsstraße 11 Gormannstraße 12 Große Hamburger Straße 13–14; 15–16; 17; 19A; zwischen 25 und 26, Gedenkstätte; 27; 28; 29–31; Sophienkirche, 37 Hirtenstraße 4 Joachimstraße 6; 10; 11; 11A; 14; 15; 16; 20; 21 Johannisstraße 2 Karl-Liebknecht-Straße 27–29 Kleine Alexanderstraße 1–4 Kleine Präsidentenstraße 3 Kleine Rosenthaler Straße 2–3 Koppenplatz 6; 11; 12; 13 Krausnickstraße 3–3A Linienstraße 49; 62; 101; 110; 128–129, 137; 144; 145; 147; 150; 153; 154A; 155, 158; 159; 162; 206 Max-Beer-Straße 2/4 Monbijoupark, Büste Chamisso Monbijouplatz 12 Monbijoustraße 2; 4, 4A Mulackstraße 22; 23 Münzstraße 8; 14/16; 18; 21/23 Neue Promenade 3; 5 Neue Schönhauser Straße 8; 10; 12; 13; 14; 15; 19; 20 Oranienburger Straße, S-Bahnhof; 1–3; 4; 23; 27; 28; 30; 31; 34; 35–36, 50; 54; 71–72; 73–76; 84, 86 Rosenthaler Platz, U-Bahnhof Rosa-Luxemburg-Platz, U-Bahnhof; 2–3 Rosa-Luxemburg-Straße 2/4; 14; 15; 39/41 Rosenthaler Straße 13; 31; 36; 37; 38; 39, 51; 72A Rückerstraße 4 Sophienstraße 2; 3; 5; 8; 9; 11; 18–18A; 22–22A; 28–29 Steinstraße 19; 21 Torstraße 138; 146; 164; 222 Tucholskystr. 6/14; 9; 22; 24; 31/33; 40 Weinmeisterstraße, U-Bahnhof; 15; 16–17 Weydingerstraße 18; 20/22 Ziegelstraße 5–9; 10–11; 12 Gartendenkmale siehe: Große Hamburger Straße (zwischen 25 und 26) Alter jüdischer Friedhof; 29–30 Kleine Rosenthaler Straße 3 Koppenplatz 11 Münzstraße 21/23 | 09080125 – Torstraße 62, Mietshaus, um 1885 |                                     |
| 09011331 | Spandauer Vorstadt begrenzt im Norden durch die Torstraße 6/230 und Weydingerstraße 20/22 im Süden durch S-Bahn, Spree, Dircksenstraße 32–51 und Neue Promenade / Am Zwirngraben im Osten durch die Karl-Liebknecht-Straße 15/33 und im Westen durch die Friedrichstraße 105–118 (Lage) | Spandauer Vorstadt Gesamtanlagen siehe: Gipsstraße 23A Große Hamburger Straße 5–11, 29–31 Linienstraße 16–21... Rosa-Luxemburg-Straße 30 Rosenthaler Straße 40–41 Spandauer Vorstadt Tucholskystraße 2 Baudenkmale siehe: Almstadtstraße 11, 16, 18, 43 Alte Schönhauser Straße 46, 48–49 Am Zwirngraben, S-Bahnhof Börse Auguststraße 9; 11–13; 14–16; 19, 21; 23; 24–25; 26B; 36; 53; 56–57; 69; 74; 76; 89; 90 Friedrichstraße 107; 112A Gipsstraße 11 Gormannstraße 12 Große Hamburger Straße 13–14; 15–16; 17; 19A; zwischen 25 und 26, Gedenkstätte; 27; 28; 29–31; Sophienkirche, 37 Hirtenstraße 4 Joachimstraße 6; 10; 11; 11A; 14; 15; 16; 20; 21 Johannisstraße 2 Karl-Liebknecht-Straße 27–29 Kleine Alexanderstraße 1–4 Kleine Präsidentenstraße 3 Kleine Rosenthaler Straße 2–3 Koppenplatz 6; 11; 12; 13 Krausnickstraße 3–3A Linienstraße 49; 62; 101; 110; 128–129, 137; 144; 145; 147; 150; 153; 154A; 155, 158; 159; 162; 206 Max-Beer-Straße 2/4 Monbijoupark, Büste Chamisso Monbijouplatz 12 Monbijoustraße 2; 4, 4A Mulackstraße 22; 23 Münzstraße 8; 14/16; 18; 21/23 Neue Promenade 3; 5 Neue Schönhauser Straße 8; 10; 12; 13; 14; 15; 19; 20 Oranienburger Straße, S-Bahnhof; 1–3; 4; 23; 27; 28; 30; 31; 34; 35–36, 50; 54; 71–72; 73–76; 84, 86 Rosenthaler Platz, U-Bahnhof Rosa-Luxemburg-Platz, U-Bahnhof; 2–3 Rosa-Luxemburg-Straße 2/4; 14; 15; 39/41 Rosenthaler Straße 13; 31; 36; 37; 38; 39, 51; 72A Rückerstraße 4 Sophienstraße 2; 3; 5; 8; 9; 11; 18–18A; 22–22A; 28–29 Steinstraße 19; 21 Torstraße 138; 146; 164; 222 Tucholskystr. 6/14; 9; 22; 24; 31/33; 40 Weinmeisterstraße, U-Bahnhof; 15; 16–17 Weydingerstraße 18; 20/22 Ziegelstraße 5–9; 10–11; 12 Gartendenkmale siehe: Große Hamburger Straße (zwischen 25 und 26) Alter jüdischer Friedhof; 29–30 Kleine Rosenthaler Straße 3 Koppenplatz 11 Münzstraße 21/23 | 09080126 – Torstraße 64, Mietshaus, um 1880 |                                     |
| 09011331 | Spandauer Vorstadt begrenzt im Norden durch die Torstraße 6/230 und Weydingerstraße 20/22 im Süden durch S-Bahn, Spree, Dircksenstraße 32–51 und Neue Promenade / Am Zwirngraben im Osten durch die Karl-Liebknecht-Straße 15/33 und im Westen durch die Friedrichstraße 105–118 (Lage) | Spandauer Vorstadt Gesamtanlagen siehe: Gipsstraße 23A Große Hamburger Straße 5–11, 29–31 Linienstraße 16–21... Rosa-Luxemburg-Straße 30 Rosenthaler Straße 40–41 Spandauer Vorstadt Tucholskystraße 2 Baudenkmale siehe: Almstadtstraße 11, 16, 18, 43 Alte Schönhauser Straße 46, 48–49 Am Zwirngraben, S-Bahnhof Börse Auguststraße 9; 11–13; 14–16; 19, 21; 23; 24–25; 26B; 36; 53; 56–57; 69; 74; 76; 89; 90 Friedrichstraße 107; 112A Gipsstraße 11 Gormannstraße 12 Große Hamburger Straße 13–14; 15–16; 17; 19A; zwischen 25 und 26, Gedenkstätte; 27; 28; 29–31; Sophienkirche, 37 Hirtenstraße 4 Joachimstraße 6; 10; 11; 11A; 14; 15; 16; 20; 21 Johannisstraße 2 Karl-Liebknecht-Straße 27–29 Kleine Alexanderstraße 1–4 Kleine Präsidentenstraße 3 Kleine Rosenthaler Straße 2–3 Koppenplatz 6; 11; 12; 13 Krausnickstraße 3–3A Linienstraße 49; 62; 101; 110; 128–129, 137; 144; 145; 147; 150; 153; 154A; 155, 158; 159; 162; 206 Max-Beer-Straße 2/4 Monbijoupark, Büste Chamisso Monbijouplatz 12 Monbijoustraße 2; 4, 4A Mulackstraße 22; 23 Münzstraße 8; 14/16; 18; 21/23 Neue Promenade 3; 5 Neue Schönhauser Straße 8; 10; 12; 13; 14; 15; 19; 20 Oranienburger Straße, S-Bahnhof; 1–3; 4; 23; 27; 28; 30; 31; 34; 35–36, 50; 54; 71–72; 73–76; 84, 86 Rosenthaler Platz, U-Bahnhof Rosa-Luxemburg-Platz, U-Bahnhof; 2–3 Rosa-Luxemburg-Straße 2/4; 14; 15; 39/41 Rosenthaler Straße 13; 31; 36; 37; 38; 39, 51; 72A Rückerstraße 4 Sophienstraße 2; 3; 5; 8; 9; 11; 18–18A; 22–22A; 28–29 Steinstraße 19; 21 Torstraße 138; 146; 164; 222 Tucholskystr. 6/14; 9; 22; 24; 31/33; 40 Weinmeisterstraße, U-Bahnhof; 15; 16–17 Weydingerstraße 18; 20/22 Ziegelstraße 5–9; 10–11; 12 Gartendenkmale siehe: Große Hamburger Straße (zwischen 25 und 26) Alter jüdischer Friedhof; 29–30 Kleine Rosenthaler Straße 3 Koppenplatz 11 Münzstraße 21/23 | 09080127 – Torstraße 66, Mietshaus, 1883 |                                     |
| 09011331 | Spandauer Vorstadt begrenzt im Norden durch die Torstraße 6/230 und Weydingerstraße 20/22 im Süden durch S-Bahn, Spree, Dircksenstraße 32–51 und Neue Promenade / Am Zwirngraben im Osten durch die Karl-Liebknecht-Straße 15/33 und im Westen durch die Friedrichstraße 105–118 (Lage) | Spandauer Vorstadt Gesamtanlagen siehe: Gipsstraße 23A Große Hamburger Straße 5–11, 29–31 Linienstraße 16–21... Rosa-Luxemburg-Straße 30 Rosenthaler Straße 40–41 Spandauer Vorstadt Tucholskystraße 2 Baudenkmale siehe: Almstadtstraße 11, 16, 18, 43 Alte Schönhauser Straße 46, 48–49 Am Zwirngraben, S-Bahnhof Börse Auguststraße 9; 11–13; 14–16; 19, 21; 23; 24–25; 26B; 36; 53; 56–57; 69; 74; 76; 89; 90 Friedrichstraße 107; 112A Gipsstraße 11 Gormannstraße 12 Große Hamburger Straße 13–14; 15–16; 17; 19A; zwischen 25 und 26, Gedenkstätte; 27; 28; 29–31; Sophienkirche, 37 Hirtenstraße 4 Joachimstraße 6; 10; 11; 11A; 14; 15; 16; 20; 21 Johannisstraße 2 Karl-Liebknecht-Straße 27–29 Kleine Alexanderstraße 1–4 Kleine Präsidentenstraße 3 Kleine Rosenthaler Straße 2–3 Koppenplatz 6; 11; 12; 13 Krausnickstraße 3–3A Linienstraße 49; 62; 101; 110; 128–129, 137; 144; 145; 147; 150; 153; 154A; 155, 158; 159; 162; 206 Max-Beer-Straße 2/4 Monbijoupark, Büste Chamisso Monbijouplatz 12 Monbijoustraße 2; 4, 4A Mulackstraße 22; 23 Münzstraße 8; 14/16; 18; 21/23 Neue Promenade 3; 5 Neue Schönhauser Straße 8; 10; 12; 13; 14; 15; 19; 20 Oranienburger Straße, S-Bahnhof; 1–3; 4; 23; 27; 28; 30; 31; 34; 35–36, 50; 54; 71–72; 73–76; 84, 86 Rosenthaler Platz, U-Bahnhof Rosa-Luxemburg-Platz, U-Bahnhof; 2–3 Rosa-Luxemburg-Straße 2/4; 14; 15; 39/41 Rosenthaler Straße 13; 31; 36; 37; 38; 39, 51; 72A Rückerstraße 4 Sophienstraße 2; 3; 5; 8; 9; 11; 18–18A; 22–22A; 28–29 Steinstraße 19; 21 Torstraße 138; 146; 164; 222 Tucholskystr. 6/14; 9; 22; 24; 31/33; 40 Weinmeisterstraße, U-Bahnhof; 15; 16–17 Weydingerstraße 18; 20/22 Ziegelstraße 5–9; 10–11; 12 Gartendenkmale siehe: Große Hamburger Straße (zwischen 25 und 26) Alter jüdischer Friedhof; 29–30 Kleine Rosenthaler Straße 3 Koppenplatz 11 Münzstraße 21/23 | 09080128 – Torstraße 68, Mietshaus, um 1885 |                                     |
| 09011331 | Spandauer Vorstadt begrenzt im Norden durch die Torstraße 6/230 und Weydingerstraße 20/22 im Süden durch S-Bahn, Spree, Dircksenstraße 32–51 und Neue Promenade / Am Zwirngraben im Osten durch die Karl-Liebknecht-Straße 15/33 und im Westen durch die Friedrichstraße 105–118 (Lage) | Spandauer Vorstadt Gesamtanlagen siehe: Gipsstraße 23A Große Hamburger Straße 5–11, 29–31 Linienstraße 16–21... Rosa-Luxemburg-Straße 30 Rosenthaler Straße 40–41 Spandauer Vorstadt Tucholskystraße 2 Baudenkmale siehe: Almstadtstraße 11, 16, 18, 43 Alte Schönhauser Straße 46, 48–49 Am Zwirngraben, S-Bahnhof Börse Auguststraße 9; 11–13; 14–16; 19, 21; 23; 24–25; 26B; 36; 53; 56–57; 69; 74; 76; 89; 90 Friedrichstraße 107; 112A Gipsstraße 11 Gormannstraße 12 Große Hamburger Straße 13–14; 15–16; 17; 19A; zwischen 25 und 26, Gedenkstätte; 27; 28; 29–31; Sophienkirche, 37 Hirtenstraße 4 Joachimstraße 6; 10; 11; 11A; 14; 15; 16; 20; 21 Johannisstraße 2 Karl-Liebknecht-Straße 27–29 Kleine Alexanderstraße 1–4 Kleine Präsidentenstraße 3 Kleine Rosenthaler Straße 2–3 Koppenplatz 6; 11; 12; 13 Krausnickstraße 3–3A Linienstraße 49; 62; 101; 110; 128–129, 137; 144; 145; 147; 150; 153; 154A; 155, 158; 159; 162; 206 Max-Beer-Straße 2/4 Monbijoupark, Büste Chamisso Monbijouplatz 12 Monbijoustraße 2; 4, 4A Mulackstraße 22; 23 Münzstraße 8; 14/16; 18; 21/23 Neue Promenade 3; 5 Neue Schönhauser Straße 8; 10; 12; 13; 14; 15; 19; 20 Oranienburger Straße, S-Bahnhof; 1–3; 4; 23; 27; 28; 30; 31; 34; 35–36, 50; 54; 71–72; 73–76; 84, 86 Rosenthaler Platz, U-Bahnhof Rosa-Luxemburg-Platz, U-Bahnhof; 2–3 Rosa-Luxemburg-Straße 2/4; 14; 15; 39/41 Rosenthaler Straße 13; 31; 36; 37; 38; 39, 51; 72A Rückerstraße 4 Sophienstraße 2; 3; 5; 8; 9; 11; 18–18A; 22–22A; 28–29 Steinstraße 19; 21 Torstraße 138; 146; 164; 222 Tucholskystr. 6/14; 9; 22; 24; 31/33; 40 Weinmeisterstraße, U-Bahnhof; 15; 16–17 Weydingerstraße 18; 20/22 Ziegelstraße 5–9; 10–11; 12 Gartendenkmale siehe: Große Hamburger Straße (zwischen 25 und 26) Alter jüdischer Friedhof; 29–30 Kleine Rosenthaler Straße 3 Koppenplatz 11 Münzstraße 21/23 | 09080129 – Torstraße 70, Mietshaus, 1888 |                                     |
| 09011331 | Spandauer Vorstadt begrenzt im Norden durch die Torstraße 6/230 und Weydingerstraße 20/22 im Süden durch S-Bahn, Spree, Dircksenstraße 32–51 und Neue Promenade / Am Zwirngraben im Osten durch die Karl-Liebknecht-Straße 15/33 und im Westen durch die Friedrichstraße 105–118 (Lage) | Spandauer Vorstadt Gesamtanlagen siehe: Gipsstraße 23A Große Hamburger Straße 5–11, 29–31 Linienstraße 16–21... Rosa-Luxemburg-Straße 30 Rosenthaler Straße 40–41 Spandauer Vorstadt Tucholskystraße 2 Baudenkmale siehe: Almstadtstraße 11, 16, 18, 43 Alte Schönhauser Straße 46, 48–49 Am Zwirngraben, S-Bahnhof Börse Auguststraße 9; 11–13; 14–16; 19, 21; 23; 24–25; 26B; 36; 53; 56–57; 69; 74; 76; 89; 90 Friedrichstraße 107; 112A Gipsstraße 11 Gormannstraße 12 Große Hamburger Straße 13–14; 15–16; 17; 19A; zwischen 25 und 26, Gedenkstätte; 27; 28; 29–31; Sophienkirche, 37 Hirtenstraße 4 Joachimstraße 6; 10; 11; 11A; 14; 15; 16; 20; 21 Johannisstraße 2 Karl-Liebknecht-Straße 27–29 Kleine Alexanderstraße 1–4 Kleine Präsidentenstraße 3 Kleine Rosenthaler Straße 2–3 Koppenplatz 6; 11; 12; 13 Krausnickstraße 3–3A Linienstraße 49; 62; 101; 110; 128–129, 137; 144; 145; 147; 150; 153; 154A; 155, 158; 159; 162; 206 Max-Beer-Straße 2/4 Monbijoupark, Büste Chamisso Monbijouplatz 12 Monbijoustraße 2; 4, 4A Mulackstraße 22; 23 Münzstraße 8; 14/16; 18; 21/23 Neue Promenade 3; 5 Neue Schönhauser Straße 8; 10; 12; 13; 14; 15; 19; 20 Oranienburger Straße, S-Bahnhof; 1–3; 4; 23; 27; 28; 30; 31; 34; 35–36, 50; 54; 71–72; 73–76; 84, 86 Rosenthaler Platz, U-Bahnhof Rosa-Luxemburg-Platz, U-Bahnhof; 2–3 Rosa-Luxemburg-Straße 2/4; 14; 15; 39/41 Rosenthaler Straße 13; 31; 36; 37; 38; 39, 51; 72A Rückerstraße 4 Sophienstraße 2; 3; 5; 8; 9; 11; 18–18A; 22–22A; 28–29 Steinstraße 19; 21 Torstraße 138; 146; 164; 222 Tucholskystr. 6/14; 9; 22; 24; 31/33; 40 Weinmeisterstraße, U-Bahnhof; 15; 16–17 Weydingerstraße 18; 20/22 Ziegelstraße 5–9; 10–11; 12 Gartendenkmale siehe: Große Hamburger Straße (zwischen 25 und 26) Alter jüdischer Friedhof; 29–30 Kleine Rosenthaler Straße 3 Koppenplatz 11 Münzstraße 21/23 | 09080130 – Torstraße 72, Mietshaus, 1879 |                                     |
| 09011331 | Spandauer Vorstadt begrenzt im Norden durch die Torstraße 6/230 und Weydingerstraße 20/22 im Süden durch S-Bahn, Spree, Dircksenstraße 32–51 und Neue Promenade / Am Zwirngraben im Osten durch die Karl-Liebknecht-Straße 15/33 und im Westen durch die Friedrichstraße 105–118 (Lage) | Spandauer Vorstadt Gesamtanlagen siehe: Gipsstraße 23A Große Hamburger Straße 5–11, 29–31 Linienstraße 16–21... Rosa-Luxemburg-Straße 30 Rosenthaler Straße 40–41 Spandauer Vorstadt Tucholskystraße 2 Baudenkmale siehe: Almstadtstraße 11, 16, 18, 43 Alte Schönhauser Straße 46, 48–49 Am Zwirngraben, S-Bahnhof Börse Auguststraße 9; 11–13; 14–16; 19, 21; 23; 24–25; 26B; 36; 53; 56–57; 69; 74; 76; 89; 90 Friedrichstraße 107; 112A Gipsstraße 11 Gormannstraße 12 Große Hamburger Straße 13–14; 15–16; 17; 19A; zwischen 25 und 26, Gedenkstätte; 27; 28; 29–31; Sophienkirche, 37 Hirtenstraße 4 Joachimstraße 6; 10; 11; 11A; 14; 15; 16; 20; 21 Johannisstraße 2 Karl-Liebknecht-Straße 27–29 Kleine Alexanderstraße 1–4 Kleine Präsidentenstraße 3 Kleine Rosenthaler Straße 2–3 Koppenplatz 6; 11; 12; 13 Krausnickstraße 3–3A Linienstraße 49; 62; 101; 110; 128–129, 137; 144; 145; 147; 150; 153; 154A; 155, 158; 159; 162; 206 Max-Beer-Straße 2/4 Monbijoupark, Büste Chamisso Monbijouplatz 12 Monbijoustraße 2; 4, 4A Mulackstraße 22; 23 Münzstraße 8; 14/16; 18; 21/23 Neue Promenade 3; 5 Neue Schönhauser Straße 8; 10; 12; 13; 14; 15; 19; 20 Oranienburger Straße, S-Bahnhof; 1–3; 4; 23; 27; 28; 30; 31; 34; 35–36, 50; 54; 71–72; 73–76; 84, 86 Rosenthaler Platz, U-Bahnhof Rosa-Luxemburg-Platz, U-Bahnhof; 2–3 Rosa-Luxemburg-Straße 2/4; 14; 15; 39/41 Rosenthaler Straße 13; 31; 36; 37; 38; 39, 51; 72A Rückerstraße 4 Sophienstraße 2; 3; 5; 8; 9; 11; 18–18A; 22–22A; 28–29 Steinstraße 19; 21 Torstraße 138; 146; 164; 222 Tucholskystr. 6/14; 9; 22; 24; 31/33; 40 Weinmeisterstraße, U-Bahnhof; 15; 16–17 Weydingerstraße 18; 20/22 Ziegelstraße 5–9; 10–11; 12 Gartendenkmale siehe: Große Hamburger Straße (zwischen 25 und 26) Alter jüdischer Friedhof; 29–30 Kleine Rosenthaler Straße 3 Koppenplatz 11 Münzstraße 21/23 | 09050146 – Torstraße 76, Mietshaus, um 1895 |                                     |
| 09011331 | Spandauer Vorstadt begrenzt im Norden durch die Torstraße 6/230 und Weydingerstraße 20/22 im Süden durch S-Bahn, Spree, Dircksenstraße 32–51 und Neue Promenade / Am Zwirngraben im Osten durch die Karl-Liebknecht-Straße 15/33 und im Westen durch die Friedrichstraße 105–118 (Lage) | Spandauer Vorstadt Gesamtanlagen siehe: Gipsstraße 23A Große Hamburger Straße 5–11, 29–31 Linienstraße 16–21... Rosa-Luxemburg-Straße 30 Rosenthaler Straße 40–41 Spandauer Vorstadt Tucholskystraße 2 Baudenkmale siehe: Almstadtstraße 11, 16, 18, 43 Alte Schönhauser Straße 46, 48–49 Am Zwirngraben, S-Bahnhof Börse Auguststraße 9; 11–13; 14–16; 19, 21; 23; 24–25; 26B; 36; 53; 56–57; 69; 74; 76; 89; 90 Friedrichstraße 107; 112A Gipsstraße 11 Gormannstraße 12 Große Hamburger Straße 13–14; 15–16; 17; 19A; zwischen 25 und 26, Gedenkstätte; 27; 28; 29–31; Sophienkirche, 37 Hirtenstraße 4 Joachimstraße 6; 10; 11; 11A; 14; 15; 16; 20; 21 Johannisstraße 2 Karl-Liebknecht-Straße 27–29 Kleine Alexanderstraße 1–4 Kleine Präsidentenstraße 3 Kleine Rosenthaler Straße 2–3 Koppenplatz 6; 11; 12; 13 Krausnickstraße 3–3A Linienstraße 49; 62; 101; 110; 128–129, 137; 144; 145; 147; 150; 153; 154A; 155, 158; 159; 162; 206 Max-Beer-Straße 2/4 Monbijoupark, Büste Chamisso Monbijouplatz 12 Monbijoustraße 2; 4, 4A Mulackstraße 22; 23 Münzstraße 8; 14/16; 18; 21/23 Neue Promenade 3; 5 Neue Schönhauser Straße 8; 10; 12; 13; 14; 15; 19; 20 Oranienburger Straße, S-Bahnhof; 1–3; 4; 23; 27; 28; 30; 31; 34; 35–36, 50; 54; 71–72; 73–76; 84, 86 Rosenthaler Platz, U-Bahnhof Rosa-Luxemburg-Platz, U-Bahnhof; 2–3 Rosa-Luxemburg-Straße 2/4; 14; 15; 39/41 Rosenthaler Straße 13; 31; 36; 37; 38; 39, 51; 72A Rückerstraße 4 Sophienstraße 2; 3; 5; 8; 9; 11; 18–18A; 22–22A; 28–29 Steinstraße 19; 21 Torstraße 138; 146; 164; 222 Tucholskystr. 6/14; 9; 22; 24; 31/33; 40 Weinmeisterstraße, U-Bahnhof; 15; 16–17 Weydingerstraße 18; 20/22 Ziegelstraße 5–9; 10–11; 12 Gartendenkmale siehe: Große Hamburger Straße (zwischen 25 und 26) Alter jüdischer Friedhof; 29–30 Kleine Rosenthaler Straße 3 Koppenplatz 11 Münzstraße 21/23 | 09050147 – Torstraße 78, Mietshaus, um 1880 |                                     |
| 09011331 | Spandauer Vorstadt begrenzt im Norden durch die Torstraße 6/230 und Weydingerstraße 20/22 im Süden durch S-Bahn, Spree, Dircksenstraße 32–51 und Neue Promenade / Am Zwirngraben im Osten durch die Karl-Liebknecht-Straße 15/33 und im Westen durch die Friedrichstraße 105–118 (Lage) | Spandauer Vorstadt Gesamtanlagen siehe: Gipsstraße 23A Große Hamburger Straße 5–11, 29–31 Linienstraße 16–21... Rosa-Luxemburg-Straße 30 Rosenthaler Straße 40–41 Spandauer Vorstadt Tucholskystraße 2 Baudenkmale siehe: Almstadtstraße 11, 16, 18, 43 Alte Schönhauser Straße 46, 48–49 Am Zwirngraben, S-Bahnhof Börse Auguststraße 9; 11–13; 14–16; 19, 21; 23; 24–25; 26B; 36; 53; 56–57; 69; 74; 76; 89; 90 Friedrichstraße 107; 112A Gipsstraße 11 Gormannstraße 12 Große Hamburger Straße 13–14; 15–16; 17; 19A; zwischen 25 und 26, Gedenkstätte; 27; 28; 29–31; Sophienkirche, 37 Hirtenstraße 4 Joachimstraße 6; 10; 11; 11A; 14; 15; 16; 20; 21 Johannisstraße 2 Karl-Liebknecht-Straße 27–29 Kleine Alexanderstraße 1–4 Kleine Präsidentenstraße 3 Kleine Rosenthaler Straße 2–3 Koppenplatz 6; 11; 12; 13 Krausnickstraße 3–3A Linienstraße 49; 62; 101; 110; 128–129, 137; 144; 145; 147; 150; 153; 154A; 155, 158; 159; 162; 206 Max-Beer-Straße 2/4 Monbijoupark, Büste Chamisso Monbijouplatz 12 Monbijoustraße 2; 4, 4A Mulackstraße 22; 23 Münzstraße 8; 14/16; 18; 21/23 Neue Promenade 3; 5 Neue Schönhauser Straße 8; 10; 12; 13; 14; 15; 19; 20 Oranienburger Straße, S-Bahnhof; 1–3; 4; 23; 27; 28; 30; 31; 34; 35–36, 50; 54; 71–72; 73–76; 84, 86 Rosenthaler Platz, U-Bahnhof Rosa-Luxemburg-Platz, U-Bahnhof; 2–3 Rosa-Luxemburg-Straße 2/4; 14; 15; 39/41 Rosenthaler Straße 13; 31; 36; 37; 38; 39, 51; 72A Rückerstraße 4 Sophienstraße 2; 3; 5; 8; 9; 11; 18–18A; 22–22A; 28–29 Steinstraße 19; 21 Torstraße 138; 146; 164; 222 Tucholskystr. 6/14; 9; 22; 24; 31/33; 40 Weinmeisterstraße, U-Bahnhof; 15; 16–17 Weydingerstraße 18; 20/22 Ziegelstraße 5–9; 10–11; 12 Gartendenkmale siehe: Große Hamburger Straße (zwischen 25 und 26) Alter jüdischer Friedhof; 29–30 Kleine Rosenthaler Straße 3 Koppenplatz 11 Münzstraße 21/23 | 09050148 – Torstraße 80, Mietshaus, um 1880 |                                     |
| 09011331 | Spandauer Vorstadt begrenzt im Norden durch die Torstraße 6/230 und Weydingerstraße 20/22 im Süden durch S-Bahn, Spree, Dircksenstraße 32–51 und Neue Promenade / Am Zwirngraben im Osten durch die Karl-Liebknecht-Straße 15/33 und im Westen durch die Friedrichstraße 105–118 (Lage) | Spandauer Vorstadt Gesamtanlagen siehe: Gipsstraße 23A Große Hamburger Straße 5–11, 29–31 Linienstraße 16–21... Rosa-Luxemburg-Straße 30 Rosenthaler Straße 40–41 Spandauer Vorstadt Tucholskystraße 2 Baudenkmale siehe: Almstadtstraße 11, 16, 18, 43 Alte Schönhauser Straße 46, 48–49 Am Zwirngraben, S-Bahnhof Börse Auguststraße 9; 11–13; 14–16; 19, 21; 23; 24–25; 26B; 36; 53; 56–57; 69; 74; 76; 89; 90 Friedrichstraße 107; 112A Gipsstraße 11 Gormannstraße 12 Große Hamburger Straße 13–14; 15–16; 17; 19A; zwischen 25 und 26, Gedenkstätte; 27; 28; 29–31; Sophienkirche, 37 Hirtenstraße 4 Joachimstraße 6; 10; 11; 11A; 14; 15; 16; 20; 21 Johannisstraße 2 Karl-Liebknecht-Straße 27–29 Kleine Alexanderstraße 1–4 Kleine Präsidentenstraße 3 Kleine Rosenthaler Straße 2–3 Koppenplatz 6; 11; 12; 13 Krausnickstraße 3–3A Linienstraße 49; 62; 101; 110; 128–129, 137; 144; 145; 147; 150; 153; 154A; 155, 158; 159; 162; 206 Max-Beer-Straße 2/4 Monbijoupark, Büste Chamisso Monbijouplatz 12 Monbijoustraße 2; 4, 4A Mulackstraße 22; 23 Münzstraße 8; 14/16; 18; 21/23 Neue Promenade 3; 5 Neue Schönhauser Straße 8; 10; 12; 13; 14; 15; 19; 20 Oranienburger Straße, S-Bahnhof; 1–3; 4; 23; 27; 28; 30; 31; 34; 35–36, 50; 54; 71–72; 73–76; 84, 86 Rosenthaler Platz, U-Bahnhof Rosa-Luxemburg-Platz, U-Bahnhof; 2–3 Rosa-Luxemburg-Straße 2/4; 14; 15; 39/41 Rosenthaler Straße 13; 31; 36; 37; 38; 39, 51; 72A Rückerstraße 4 Sophienstraße 2; 3; 5; 8; 9; 11; 18–18A; 22–22A; 28–29 Steinstraße 19; 21 Torstraße 138; 146; 164; 222 Tucholskystr. 6/14; 9; 22; 24; 31/33; 40 Weinmeisterstraße, U-Bahnhof; 15; 16–17 Weydingerstraße 18; 20/22 Ziegelstraße 5–9; 10–11; 12 Gartendenkmale siehe: Große Hamburger Straße (zwischen 25 und 26) Alter jüdischer Friedhof; 29–30 Kleine Rosenthaler Straße 3 Koppenplatz 11 Münzstraße 21/23 | Remise, um 1880 |                                     |
| 09011331 | Spandauer Vorstadt begrenzt im Norden durch die Torstraße 6/230 und Weydingerstraße 20/22 im Süden durch S-Bahn, Spree, Dircksenstraße 32–51 und Neue Promenade / Am Zwirngraben im Osten durch die Karl-Liebknecht-Straße 15/33 und im Westen durch die Friedrichstraße 105–118 (Lage) | Spandauer Vorstadt Gesamtanlagen siehe: Gipsstraße 23A Große Hamburger Straße 5–11, 29–31 Linienstraße 16–21... Rosa-Luxemburg-Straße 30 Rosenthaler Straße 40–41 Spandauer Vorstadt Tucholskystraße 2 Baudenkmale siehe: Almstadtstraße 11, 16, 18, 43 Alte Schönhauser Straße 46, 48–49 Am Zwirngraben, S-Bahnhof Börse Auguststraße 9; 11–13; 14–16; 19, 21; 23; 24–25; 26B; 36; 53; 56–57; 69; 74; 76; 89; 90 Friedrichstraße 107; 112A Gipsstraße 11 Gormannstraße 12 Große Hamburger Straße 13–14; 15–16; 17; 19A; zwischen 25 und 26, Gedenkstätte; 27; 28; 29–31; Sophienkirche, 37 Hirtenstraße 4 Joachimstraße 6; 10; 11; 11A; 14; 15; 16; 20; 21 Johannisstraße 2 Karl-Liebknecht-Straße 27–29 Kleine Alexanderstraße 1–4 Kleine Präsidentenstraße 3 Kleine Rosenthaler Straße 2–3 Koppenplatz 6; 11; 12; 13 Krausnickstraße 3–3A Linienstraße 49; 62; 101; 110; 128–129, 137; 144; 145; 147; 150; 153; 154A; 155, 158; 159; 162; 206 Max-Beer-Straße 2/4 Monbijoupark, Büste Chamisso Monbijouplatz 12 Monbijoustraße 2; 4, 4A Mulackstraße 22; 23 Münzstraße 8; 14/16; 18; 21/23 Neue Promenade 3; 5 Neue Schönhauser Straße 8; 10; 12; 13; 14; 15; 19; 20 Oranienburger Straße, S-Bahnhof; 1–3; 4; 23; 27; 28; 30; 31; 34; 35–36, 50; 54; 71–72; 73–76; 84, 86 Rosenthaler Platz, U-Bahnhof Rosa-Luxemburg-Platz, U-Bahnhof; 2–3 Rosa-Luxemburg-Straße 2/4; 14; 15; 39/41 Rosenthaler Straße 13; 31; 36; 37; 38; 39, 51; 72A Rückerstraße 4 Sophienstraße 2; 3; 5; 8; 9; 11; 18–18A; 22–22A; 28–29 Steinstraße 19; 21 Torstraße 138; 146; 164; 222 Tucholskystr. 6/14; 9; 22; 24; 31/33; 40 Weinmeisterstraße, U-Bahnhof; 15; 16–17 Weydingerstraße 18; 20/22 Ziegelstraße 5–9; 10–11; 12 Gartendenkmale siehe: Große Hamburger Straße (zwischen 25 und 26) Alter jüdischer Friedhof; 29–30 Kleine Rosenthaler Straße 3 Koppenplatz 11 Münzstraße 21/23 | 09050149 – Torstraße 82, Mietshaus, um 1880 |                                     |
| 09011331 | Spandauer Vorstadt begrenzt im Norden durch die Torstraße 6/230 und Weydingerstraße 20/22 im Süden durch S-Bahn, Spree, Dircksenstraße 32–51 und Neue Promenade / Am Zwirngraben im Osten durch die Karl-Liebknecht-Straße 15/33 und im Westen durch die Friedrichstraße 105–118 (Lage) | Spandauer Vorstadt Gesamtanlagen siehe: Gipsstraße 23A Große Hamburger Straße 5–11, 29–31 Linienstraße 16–21... Rosa-Luxemburg-Straße 30 Rosenthaler Straße 40–41 Spandauer Vorstadt Tucholskystraße 2 Baudenkmale siehe: Almstadtstraße 11, 16, 18, 43 Alte Schönhauser Straße 46, 48–49 Am Zwirngraben, S-Bahnhof Börse Auguststraße 9; 11–13; 14–16; 19, 21; 23; 24–25; 26B; 36; 53; 56–57; 69; 74; 76; 89; 90 Friedrichstraße 107; 112A Gipsstraße 11 Gormannstraße 12 Große Hamburger Straße 13–14; 15–16; 17; 19A; zwischen 25 und 26, Gedenkstätte; 27; 28; 29–31; Sophienkirche, 37 Hirtenstraße 4 Joachimstraße 6; 10; 11; 11A; 14; 15; 16; 20; 21 Johannisstraße 2 Karl-Liebknecht-Straße 27–29 Kleine Alexanderstraße 1–4 Kleine Präsidentenstraße 3 Kleine Rosenthaler Straße 2–3 Koppenplatz 6; 11; 12; 13 Krausnickstraße 3–3A Linienstraße 49; 62; 101; 110; 128–129, 137; 144; 145; 147; 150; 153; 154A; 155, 158; 159; 162; 206 Max-Beer-Straße 2/4 Monbijoupark, Büste Chamisso Monbijouplatz 12 Monbijoustraße 2; 4, 4A Mulackstraße 22; 23 Münzstraße 8; 14/16; 18; 21/23 Neue Promenade 3; 5 Neue Schönhauser Straße 8; 10; 12; 13; 14; 15; 19; 20 Oranienburger Straße, S-Bahnhof; 1–3; 4; 23; 27; 28; 30; 31; 34; 35–36, 50; 54; 71–72; 73–76; 84, 86 Rosenthaler Platz, U-Bahnhof Rosa-Luxemburg-Platz, U-Bahnhof; 2–3 Rosa-Luxemburg-Straße 2/4; 14; 15; 39/41 Rosenthaler Straße 13; 31; 36; 37; 38; 39, 51; 72A Rückerstraße 4 Sophienstraße 2; 3; 5; 8; 9; 11; 18–18A; 22–22A; 28–29 Steinstraße 19; 21 Torstraße 138; 146; 164; 222 Tucholskystr. 6/14; 9; 22; 24; 31/33; 40 Weinmeisterstraße, U-Bahnhof; 15; 16–17 Weydingerstraße 18; 20/22 Ziegelstraße 5–9; 10–11; 12 Gartendenkmale siehe: Große Hamburger Straße (zwischen 25 und 26) Alter jüdischer Friedhof; 29–30 Kleine Rosenthaler Straße 3 Koppenplatz 11 Münzstraße 21/23 | 09080088 – Torstraße 88 / Gormannstraße 16, Mietshaus, 1886 |                                     |
| 09011331 | Spandauer Vorstadt begrenzt im Norden durch die Torstraße 6/230 und Weydingerstraße 20/22 im Süden durch S-Bahn, Spree, Dircksenstraße 32–51 und Neue Promenade / Am Zwirngraben im Osten durch die Karl-Liebknecht-Straße 15/33 und im Westen durch die Friedrichstraße 105–118 (Lage) | Spandauer Vorstadt Gesamtanlagen siehe: Gipsstraße 23A Große Hamburger Straße 5–11, 29–31 Linienstraße 16–21... Rosa-Luxemburg-Straße 30 Rosenthaler Straße 40–41 Spandauer Vorstadt Tucholskystraße 2 Baudenkmale siehe: Almstadtstraße 11, 16, 18, 43 Alte Schönhauser Straße 46, 48–49 Am Zwirngraben, S-Bahnhof Börse Auguststraße 9; 11–13; 14–16; 19, 21; 23; 24–25; 26B; 36; 53; 56–57; 69; 74; 76; 89; 90 Friedrichstraße 107; 112A Gipsstraße 11 Gormannstraße 12 Große Hamburger Straße 13–14; 15–16; 17; 19A; zwischen 25 und 26, Gedenkstätte; 27; 28; 29–31; Sophienkirche, 37 Hirtenstraße 4 Joachimstraße 6; 10; 11; 11A; 14; 15; 16; 20; 21 Johannisstraße 2 Karl-Liebknecht-Straße 27–29 Kleine Alexanderstraße 1–4 Kleine Präsidentenstraße 3 Kleine Rosenthaler Straße 2–3 Koppenplatz 6; 11; 12; 13 Krausnickstraße 3–3A Linienstraße 49; 62; 101; 110; 128–129, 137; 144; 145; 147; 150; 153; 154A; 155, 158; 159; 162; 206 Max-Beer-Straße 2/4 Monbijoupark, Büste Chamisso Monbijouplatz 12 Monbijoustraße 2; 4, 4A Mulackstraße 22; 23 Münzstraße 8; 14/16; 18; 21/23 Neue Promenade 3; 5 Neue Schönhauser Straße 8; 10; 12; 13; 14; 15; 19; 20 Oranienburger Straße, S-Bahnhof; 1–3; 4; 23; 27; 28; 30; 31; 34; 35–36, 50; 54; 71–72; 73–76; 84, 86 Rosenthaler Platz, U-Bahnhof Rosa-Luxemburg-Platz, U-Bahnhof; 2–3 Rosa-Luxemburg-Straße 2/4; 14; 15; 39/41 Rosenthaler Straße 13; 31; 36; 37; 38; 39, 51; 72A Rückerstraße 4 Sophienstraße 2; 3; 5; 8; 9; 11; 18–18A; 22–22A; 28–29 Steinstraße 19; 21 Torstraße 138; 146; 164; 222 Tucholskystr. 6/14; 9; 22; 24; 31/33; 40 Weinmeisterstraße, U-Bahnhof; 15; 16–17 Weydingerstraße 18; 20/22 Ziegelstraße 5–9; 10–11; 12 Gartendenkmale siehe: Große Hamburger Straße (zwischen 25 und 26) Alter jüdischer Friedhof; 29–30 Kleine Rosenthaler Straße 3 Koppenplatz 11 Münzstraße 21/23 | 09050150 – Torstraße 92, Mietshaus, um 1875 |                                     |
| 09011331 | Spandauer Vorstadt begrenzt im Norden durch die Torstraße 6/230 und Weydingerstraße 20/22 im Süden durch S-Bahn, Spree, Dircksenstraße 32–51 und Neue Promenade / Am Zwirngraben im Osten durch die Karl-Liebknecht-Straße 15/33 und im Westen durch die Friedrichstraße 105–118 (Lage) | Spandauer Vorstadt Gesamtanlagen siehe: Gipsstraße 23A Große Hamburger Straße 5–11, 29–31 Linienstraße 16–21... Rosa-Luxemburg-Straße 30 Rosenthaler Straße 40–41 Spandauer Vorstadt Tucholskystraße 2 Baudenkmale siehe: Almstadtstraße 11, 16, 18, 43 Alte Schönhauser Straße 46, 48–49 Am Zwirngraben, S-Bahnhof Börse Auguststraße 9; 11–13; 14–16; 19, 21; 23; 24–25; 26B; 36; 53; 56–57; 69; 74; 76; 89; 90 Friedrichstraße 107; 112A Gipsstraße 11 Gormannstraße 12 Große Hamburger Straße 13–14; 15–16; 17; 19A; zwischen 25 und 26, Gedenkstätte; 27; 28; 29–31; Sophienkirche, 37 Hirtenstraße 4 Joachimstraße 6; 10; 11; 11A; 14; 15; 16; 20; 21 Johannisstraße 2 Karl-Liebknecht-Straße 27–29 Kleine Alexanderstraße 1–4 Kleine Präsidentenstraße 3 Kleine Rosenthaler Straße 2–3 Koppenplatz 6; 11; 12; 13 Krausnickstraße 3–3A Linienstraße 49; 62; 101; 110; 128–129, 137; 144; 145; 147; 150; 153; 154A; 155, 158; 159; 162; 206 Max-Beer-Straße 2/4 Monbijoupark, Büste Chamisso Monbijouplatz 12 Monbijoustraße 2; 4, 4A Mulackstraße 22; 23 Münzstraße 8; 14/16; 18; 21/23 Neue Promenade 3; 5 Neue Schönhauser Straße 8; 10; 12; 13; 14; 15; 19; 20 Oranienburger Straße, S-Bahnhof; 1–3; 4; 23; 27; 28; 30; 31; 34; 35–36, 50; 54; 71–72; 73–76; 84, 86 Rosenthaler Platz, U-Bahnhof Rosa-Luxemburg-Platz, U-Bahnhof; 2–3 Rosa-Luxemburg-Straße 2/4; 14; 15; 39/41 Rosenthaler Straße 13; 31; 36; 37; 38; 39, 51; 72A Rückerstraße 4 Sophienstraße 2; 3; 5; 8; 9; 11; 18–18A; 22–22A; 28–29 Steinstraße 19; 21 Torstraße 138; 146; 164; 222 Tucholskystr. 6/14; 9; 22; 24; 31/33; 40 Weinmeisterstraße, U-Bahnhof; 15; 16–17 Weydingerstraße 18; 20/22 Ziegelstraße 5–9; 10–11; 12 Gartendenkmale siehe: Große Hamburger Straße (zwischen 25 und 26) Alter jüdischer Friedhof; 29–30 Kleine Rosenthaler Straße 3 Koppenplatz 11 Münzstraße 21/23 | 09050151 – Torstraße 94, Mietshaus, um 1890 |                                     |
| 09011331 | Spandauer Vorstadt begrenzt im Norden durch die Torstraße 6/230 und Weydingerstraße 20/22 im Süden durch S-Bahn, Spree, Dircksenstraße 32–51 und Neue Promenade / Am Zwirngraben im Osten durch die Karl-Liebknecht-Straße 15/33 und im Westen durch die Friedrichstraße 105–118 (Lage) | Spandauer Vorstadt Gesamtanlagen siehe: Gipsstraße 23A Große Hamburger Straße 5–11, 29–31 Linienstraße 16–21... Rosa-Luxemburg-Straße 30 Rosenthaler Straße 40–41 Spandauer Vorstadt Tucholskystraße 2 Baudenkmale siehe: Almstadtstraße 11, 16, 18, 43 Alte Schönhauser Straße 46, 48–49 Am Zwirngraben, S-Bahnhof Börse Auguststraße 9; 11–13; 14–16; 19, 21; 23; 24–25; 26B; 36; 53; 56–57; 69; 74; 76; 89; 90 Friedrichstraße 107; 112A Gipsstraße 11 Gormannstraße 12 Große Hamburger Straße 13–14; 15–16; 17; 19A; zwischen 25 und 26, Gedenkstätte; 27; 28; 29–31; Sophienkirche, 37 Hirtenstraße 4 Joachimstraße 6; 10; 11; 11A; 14; 15; 16; 20; 21 Johannisstraße 2 Karl-Liebknecht-Straße 27–29 Kleine Alexanderstraße 1–4 Kleine Präsidentenstraße 3 Kleine Rosenthaler Straße 2–3 Koppenplatz 6; 11; 12; 13 Krausnickstraße 3–3A Linienstraße 49; 62; 101; 110; 128–129, 137; 144; 145; 147; 150; 153; 154A; 155, 158; 159; 162; 206 Max-Beer-Straße 2/4 Monbijoupark, Büste Chamisso Monbijouplatz 12 Monbijoustraße 2; 4, 4A Mulackstraße 22; 23 Münzstraße 8; 14/16; 18; 21/23 Neue Promenade 3; 5 Neue Schönhauser Straße 8; 10; 12; 13; 14; 15; 19; 20 Oranienburger Straße, S-Bahnhof; 1–3; 4; 23; 27; 28; 30; 31; 34; 35–36, 50; 54; 71–72; 73–76; 84, 86 Rosenthaler Platz, U-Bahnhof Rosa-Luxemburg-Platz, U-Bahnhof; 2–3 Rosa-Luxemburg-Straße 2/4; 14; 15; 39/41 Rosenthaler Straße 13; 31; 36; 37; 38; 39, 51; 72A Rückerstraße 4 Sophienstraße 2; 3; 5; 8; 9; 11; 18–18A; 22–22A; 28–29 Steinstraße 19; 21 Torstraße 138; 146; 164; 222 Tucholskystr. 6/14; 9; 22; 24; 31/33; 40 Weinmeisterstraße, U-Bahnhof; 15; 16–17 Weydingerstraße 18; 20/22 Ziegelstraße 5–9; 10–11; 12 Gartendenkmale siehe: Große Hamburger Straße (zwischen 25 und 26) Alter jüdischer Friedhof; 29–30 Kleine Rosenthaler Straße 3 Koppenplatz 11 Münzstraße 21/23 | 09050152 – Torstraße 96, Mietshaus, um 1890 |                                     |
| 09011331 | Spandauer Vorstadt begrenzt im Norden durch die Torstraße 6/230 und Weydingerstraße 20/22 im Süden durch S-Bahn, Spree, Dircksenstraße 32–51 und Neue Promenade / Am Zwirngraben im Osten durch die Karl-Liebknecht-Straße 15/33 und im Westen durch die Friedrichstraße 105–118 (Lage) | Spandauer Vorstadt Gesamtanlagen siehe: Gipsstraße 23A Große Hamburger Straße 5–11, 29–31 Linienstraße 16–21... Rosa-Luxemburg-Straße 30 Rosenthaler Straße 40–41 Spandauer Vorstadt Tucholskystraße 2 Baudenkmale siehe: Almstadtstraße 11, 16, 18, 43 Alte Schönhauser Straße 46, 48–49 Am Zwirngraben, S-Bahnhof Börse Auguststraße 9; 11–13; 14–16; 19, 21; 23; 24–25; 26B; 36; 53; 56–57; 69; 74; 76; 89; 90 Friedrichstraße 107; 112A Gipsstraße 11 Gormannstraße 12 Große Hamburger Straße 13–14; 15–16; 17; 19A; zwischen 25 und 26, Gedenkstätte; 27; 28; 29–31; Sophienkirche, 37 Hirtenstraße 4 Joachimstraße 6; 10; 11; 11A; 14; 15; 16; 20; 21 Johannisstraße 2 Karl-Liebknecht-Straße 27–29 Kleine Alexanderstraße 1–4 Kleine Präsidentenstraße 3 Kleine Rosenthaler Straße 2–3 Koppenplatz 6; 11; 12; 13 Krausnickstraße 3–3A Linienstraße 49; 62; 101; 110; 128–129, 137; 144; 145; 147; 150; 153; 154A; 155, 158; 159; 162; 206 Max-Beer-Straße 2/4 Monbijoupark, Büste Chamisso Monbijouplatz 12 Monbijoustraße 2; 4, 4A Mulackstraße 22; 23 Münzstraße 8; 14/16; 18; 21/23 Neue Promenade 3; 5 Neue Schönhauser Straße 8; 10; 12; 13; 14; 15; 19; 20 Oranienburger Straße, S-Bahnhof; 1–3; 4; 23; 27; 28; 30; 31; 34; 35–36, 50; 54; 71–72; 73–76; 84, 86 Rosenthaler Platz, U-Bahnhof Rosa-Luxemburg-Platz, U-Bahnhof; 2–3 Rosa-Luxemburg-Straße 2/4; 14; 15; 39/41 Rosenthaler Straße 13; 31; 36; 37; 38; 39, 51; 72A Rückerstraße 4 Sophienstraße 2; 3; 5; 8; 9; 11; 18–18A; 22–22A; 28–29 Steinstraße 19; 21 Torstraße 138; 146; 164; 222 Tucholskystr. 6/14; 9; 22; 24; 31/33; 40 Weinmeisterstraße, U-Bahnhof; 15; 16–17 Weydingerstraße 18; 20/22 Ziegelstraße 5–9; 10–11; 12 Gartendenkmale siehe: Große Hamburger Straße (zwischen 25 und 26) Alter jüdischer Friedhof; 29–30 Kleine Rosenthaler Straße 3 Koppenplatz 11 Münzstraße 21/23 | 09050153 – Torstraße 98, Mietshaus, um 1875 |                                     |
| 09011331 | Spandauer Vorstadt begrenzt im Norden durch die Torstraße 6/230 und Weydingerstraße 20/22 im Süden durch S-Bahn, Spree, Dircksenstraße 32–51 und Neue Promenade / Am Zwirngraben im Osten durch die Karl-Liebknecht-Straße 15/33 und im Westen durch die Friedrichstraße 105–118 (Lage) | Spandauer Vorstadt Gesamtanlagen siehe: Gipsstraße 23A Große Hamburger Straße 5–11, 29–31 Linienstraße 16–21... Rosa-Luxemburg-Straße 30 Rosenthaler Straße 40–41 Spandauer Vorstadt Tucholskystraße 2 Baudenkmale siehe: Almstadtstraße 11, 16, 18, 43 Alte Schönhauser Straße 46, 48–49 Am Zwirngraben, S-Bahnhof Börse Auguststraße 9; 11–13; 14–16; 19, 21; 23; 24–25; 26B; 36; 53; 56–57; 69; 74; 76; 89; 90 Friedrichstraße 107; 112A Gipsstraße 11 Gormannstraße 12 Große Hamburger Straße 13–14; 15–16; 17; 19A; zwischen 25 und 26, Gedenkstätte; 27; 28; 29–31; Sophienkirche, 37 Hirtenstraße 4 Joachimstraße 6; 10; 11; 11A; 14; 15; 16; 20; 21 Johannisstraße 2 Karl-Liebknecht-Straße 27–29 Kleine Alexanderstraße 1–4 Kleine Präsidentenstraße 3 Kleine Rosenthaler Straße 2–3 Koppenplatz 6; 11; 12; 13 Krausnickstraße 3–3A Linienstraße 49; 62; 101; 110; 128–129, 137; 144; 145; 147; 150; 153; 154A; 155, 158; 159; 162; 206 Max-Beer-Straße 2/4 Monbijoupark, Büste Chamisso Monbijouplatz 12 Monbijoustraße 2; 4, 4A Mulackstraße 22; 23 Münzstraße 8; 14/16; 18; 21/23 Neue Promenade 3; 5 Neue Schönhauser Straße 8; 10; 12; 13; 14; 15; 19; 20 Oranienburger Straße, S-Bahnhof; 1–3; 4; 23; 27; 28; 30; 31; 34; 35–36, 50; 54; 71–72; 73–76; 84, 86 Rosenthaler Platz, U-Bahnhof Rosa-Luxemburg-Platz, U-Bahnhof; 2–3 Rosa-Luxemburg-Straße 2/4; 14; 15; 39/41 Rosenthaler Straße 13; 31; 36; 37; 38; 39, 51; 72A Rückerstraße 4 Sophienstraße 2; 3; 5; 8; 9; 11; 18–18A; 22–22A; 28–29 Steinstraße 19; 21 Torstraße 138; 146; 164; 222 Tucholskystr. 6/14; 9; 22; 24; 31/33; 40 Weinmeisterstraße, U-Bahnhof; 15; 16–17 Weydingerstraße 18; 20/22 Ziegelstraße 5–9; 10–11; 12 Gartendenkmale siehe: Große Hamburger Straße (zwischen 25 und 26) Alter jüdischer Friedhof; 29–30 Kleine Rosenthaler Straße 3 Koppenplatz 11 Münzstraße 21/23 | 09050154 – Torstraße 100, Mietshaus, um 1875 |                                     |
| 09011331 | Spandauer Vorstadt begrenzt im Norden durch die Torstraße 6/230 und Weydingerstraße 20/22 im Süden durch S-Bahn, Spree, Dircksenstraße 32–51 und Neue Promenade / Am Zwirngraben im Osten durch die Karl-Liebknecht-Straße 15/33 und im Westen durch die Friedrichstraße 105–118 (Lage) | Spandauer Vorstadt Gesamtanlagen siehe: Gipsstraße 23A Große Hamburger Straße 5–11, 29–31 Linienstraße 16–21... Rosa-Luxemburg-Straße 30 Rosenthaler Straße 40–41 Spandauer Vorstadt Tucholskystraße 2 Baudenkmale siehe: Almstadtstraße 11, 16, 18, 43 Alte Schönhauser Straße 46, 48–49 Am Zwirngraben, S-Bahnhof Börse Auguststraße 9; 11–13; 14–16; 19, 21; 23; 24–25; 26B; 36; 53; 56–57; 69; 74; 76; 89; 90 Friedrichstraße 107; 112A Gipsstraße 11 Gormannstraße 12 Große Hamburger Straße 13–14; 15–16; 17; 19A; zwischen 25 und 26, Gedenkstätte; 27; 28; 29–31; Sophienkirche, 37 Hirtenstraße 4 Joachimstraße 6; 10; 11; 11A; 14; 15; 16; 20; 21 Johannisstraße 2 Karl-Liebknecht-Straße 27–29 Kleine Alexanderstraße 1–4 Kleine Präsidentenstraße 3 Kleine Rosenthaler Straße 2–3 Koppenplatz 6; 11; 12; 13 Krausnickstraße 3–3A Linienstraße 49; 62; 101; 110; 128–129, 137; 144; 145; 147; 150; 153; 154A; 155, 158; 159; 162; 206 Max-Beer-Straße 2/4 Monbijoupark, Büste Chamisso Monbijouplatz 12 Monbijoustraße 2; 4, 4A Mulackstraße 22; 23 Münzstraße 8; 14/16; 18; 21/23 Neue Promenade 3; 5 Neue Schönhauser Straße 8; 10; 12; 13; 14; 15; 19; 20 Oranienburger Straße, S-Bahnhof; 1–3; 4; 23; 27; 28; 30; 31; 34; 35–36, 50; 54; 71–72; 73–76; 84, 86 Rosenthaler Platz, U-Bahnhof Rosa-Luxemburg-Platz, U-Bahnhof; 2–3 Rosa-Luxemburg-Straße 2/4; 14; 15; 39/41 Rosenthaler Straße 13; 31; 36; 37; 38; 39, 51; 72A Rückerstraße 4 Sophienstraße 2; 3; 5; 8; 9; 11; 18–18A; 22–22A; 28–29 Steinstraße 19; 21 Torstraße 138; 146; 164; 222 Tucholskystr. 6/14; 9; 22; 24; 31/33; 40 Weinmeisterstraße, U-Bahnhof; 15; 16–17 Weydingerstraße 18; 20/22 Ziegelstraße 5–9; 10–11; 12 Gartendenkmale siehe: Große Hamburger Straße (zwischen 25 und 26) Alter jüdischer Friedhof; 29–30 Kleine Rosenthaler Straße 3 Koppenplatz 11 Münzstraße 21/23 | 09050156 – Torstraße 102, Mietshaus, um 1890 |                                     |
| 09011331 | Spandauer Vorstadt begrenzt im Norden durch die Torstraße 6/230 und Weydingerstraße 20/22 im Süden durch S-Bahn, Spree, Dircksenstraße 32–51 und Neue Promenade / Am Zwirngraben im Osten durch die Karl-Liebknecht-Straße 15/33 und im Westen durch die Friedrichstraße 105–118 (Lage) | Spandauer Vorstadt Gesamtanlagen siehe: Gipsstraße 23A Große Hamburger Straße 5–11, 29–31 Linienstraße 16–21... Rosa-Luxemburg-Straße 30 Rosenthaler Straße 40–41 Spandauer Vorstadt Tucholskystraße 2 Baudenkmale siehe: Almstadtstraße 11, 16, 18, 43 Alte Schönhauser Straße 46, 48–49 Am Zwirngraben, S-Bahnhof Börse Auguststraße 9; 11–13; 14–16; 19, 21; 23; 24–25; 26B; 36; 53; 56–57; 69; 74; 76; 89; 90 Friedrichstraße 107; 112A Gipsstraße 11 Gormannstraße 12 Große Hamburger Straße 13–14; 15–16; 17; 19A; zwischen 25 und 26, Gedenkstätte; 27; 28; 29–31; Sophienkirche, 37 Hirtenstraße 4 Joachimstraße 6; 10; 11; 11A; 14; 15; 16; 20; 21 Johannisstraße 2 Karl-Liebknecht-Straße 27–29 Kleine Alexanderstraße 1–4 Kleine Präsidentenstraße 3 Kleine Rosenthaler Straße 2–3 Koppenplatz 6; 11; 12; 13 Krausnickstraße 3–3A Linienstraße 49; 62; 101; 110; 128–129, 137; 144; 145; 147; 150; 153; 154A; 155, 158; 159; 162; 206 Max-Beer-Straße 2/4 Monbijoupark, Büste Chamisso Monbijouplatz 12 Monbijoustraße 2; 4, 4A Mulackstraße 22; 23 Münzstraße 8; 14/16; 18; 21/23 Neue Promenade 3; 5 Neue Schönhauser Straße 8; 10; 12; 13; 14; 15; 19; 20 Oranienburger Straße, S-Bahnhof; 1–3; 4; 23; 27; 28; 30; 31; 34; 35–36, 50; 54; 71–72; 73–76; 84, 86 Rosenthaler Platz, U-Bahnhof Rosa-Luxemburg-Platz, U-Bahnhof; 2–3 Rosa-Luxemburg-Straße 2/4; 14; 15; 39/41 Rosenthaler Straße 13; 31; 36; 37; 38; 39, 51; 72A Rückerstraße 4 Sophienstraße 2; 3; 5; 8; 9; 11; 18–18A; 22–22A; 28–29 Steinstraße 19; 21 Torstraße 138; 146; 164; 222 Tucholskystr. 6/14; 9; 22; 24; 31/33; 40 Weinmeisterstraße, U-Bahnhof; 15; 16–17 Weydingerstraße 18; 20/22 Ziegelstraße 5–9; 10–11; 12 Gartendenkmale siehe: Große Hamburger Straße (zwischen 25 und 26) Alter jüdischer Friedhof; 29–30 Kleine Rosenthaler Straße 3 Koppenplatz 11 Münzstraße 21/23 | 09050155 – Torstraße 104, Mietshaus, um 1875 |                                     |
| 09011331 | Spandauer Vorstadt begrenzt im Norden durch die Torstraße 6/230 und Weydingerstraße 20/22 im Süden durch S-Bahn, Spree, Dircksenstraße 32–51 und Neue Promenade / Am Zwirngraben im Osten durch die Karl-Liebknecht-Straße 15/33 und im Westen durch die Friedrichstraße 105–118 (Lage) | Spandauer Vorstadt Gesamtanlagen siehe: Gipsstraße 23A Große Hamburger Straße 5–11, 29–31 Linienstraße 16–21... Rosa-Luxemburg-Straße 30 Rosenthaler Straße 40–41 Spandauer Vorstadt Tucholskystraße 2 Baudenkmale siehe: Almstadtstraße 11, 16, 18, 43 Alte Schönhauser Straße 46, 48–49 Am Zwirngraben, S-Bahnhof Börse Auguststraße 9; 11–13; 14–16; 19, 21; 23; 24–25; 26B; 36; 53; 56–57; 69; 74; 76; 89; 90 Friedrichstraße 107; 112A Gipsstraße 11 Gormannstraße 12 Große Hamburger Straße 13–14; 15–16; 17; 19A; zwischen 25 und 26, Gedenkstätte; 27; 28; 29–31; Sophienkirche, 37 Hirtenstraße 4 Joachimstraße 6; 10; 11; 11A; 14; 15; 16; 20; 21 Johannisstraße 2 Karl-Liebknecht-Straße 27–29 Kleine Alexanderstraße 1–4 Kleine Präsidentenstraße 3 Kleine Rosenthaler Straße 2–3 Koppenplatz 6; 11; 12; 13 Krausnickstraße 3–3A Linienstraße 49; 62; 101; 110; 128–129, 137; 144; 145; 147; 150; 153; 154A; 155, 158; 159; 162; 206 Max-Beer-Straße 2/4 Monbijoupark, Büste Chamisso Monbijouplatz 12 Monbijoustraße 2; 4, 4A Mulackstraße 22; 23 Münzstraße 8; 14/16; 18; 21/23 Neue Promenade 3; 5 Neue Schönhauser Straße 8; 10; 12; 13; 14; 15; 19; 20 Oranienburger Straße, S-Bahnhof; 1–3; 4; 23; 27; 28; 30; 31; 34; 35–36, 50; 54; 71–72; 73–76; 84, 86 Rosenthaler Platz, U-Bahnhof Rosa-Luxemburg-Platz, U-Bahnhof; 2–3 Rosa-Luxemburg-Straße 2/4; 14; 15; 39/41 Rosenthaler Straße 13; 31; 36; 37; 38; 39, 51; 72A Rückerstraße 4 Sophienstraße 2; 3; 5; 8; 9; 11; 18–18A; 22–22A; 28–29 Steinstraße 19; 21 Torstraße 138; 146; 164; 222 Tucholskystr. 6/14; 9; 22; 24; 31/33; 40 Weinmeisterstraße, U-Bahnhof; 15; 16–17 Weydingerstraße 18; 20/22 Ziegelstraße 5–9; 10–11; 12 Gartendenkmale siehe: Große Hamburger Straße (zwischen 25 und 26) Alter jüdischer Friedhof; 29–30 Kleine Rosenthaler Straße 3 Koppenplatz 11 Münzstraße 21/23 | 09050157 – Torstraße 106, Mietshaus, um 1880 |                                     |
| 09011331 | Spandauer Vorstadt begrenzt im Norden durch die Torstraße 6/230 und Weydingerstraße 20/22 im Süden durch S-Bahn, Spree, Dircksenstraße 32–51 und Neue Promenade / Am Zwirngraben im Osten durch die Karl-Liebknecht-Straße 15/33 und im Westen durch die Friedrichstraße 105–118 (Lage) | Spandauer Vorstadt Gesamtanlagen siehe: Gipsstraße 23A Große Hamburger Straße 5–11, 29–31 Linienstraße 16–21... Rosa-Luxemburg-Straße 30 Rosenthaler Straße 40–41 Spandauer Vorstadt Tucholskystraße 2 Baudenkmale siehe: Almstadtstraße 11, 16, 18, 43 Alte Schönhauser Straße 46, 48–49 Am Zwirngraben, S-Bahnhof Börse Auguststraße 9; 11–13; 14–16; 19, 21; 23; 24–25; 26B; 36; 53; 56–57; 69; 74; 76; 89; 90 Friedrichstraße 107; 112A Gipsstraße 11 Gormannstraße 12 Große Hamburger Straße 13–14; 15–16; 17; 19A; zwischen 25 und 26, Gedenkstätte; 27; 28; 29–31; Sophienkirche, 37 Hirtenstraße 4 Joachimstraße 6; 10; 11; 11A; 14; 15; 16; 20; 21 Johannisstraße 2 Karl-Liebknecht-Straße 27–29 Kleine Alexanderstraße 1–4 Kleine Präsidentenstraße 3 Kleine Rosenthaler Straße 2–3 Koppenplatz 6; 11; 12; 13 Krausnickstraße 3–3A Linienstraße 49; 62; 101; 110; 128–129, 137; 144; 145; 147; 150; 153; 154A; 155, 158; 159; 162; 206 Max-Beer-Straße 2/4 Monbijoupark, Büste Chamisso Monbijouplatz 12 Monbijoustraße 2; 4, 4A Mulackstraße 22; 23 Münzstraße 8; 14/16; 18; 21/23 Neue Promenade 3; 5 Neue Schönhauser Straße 8; 10; 12; 13; 14; 15; 19; 20 Oranienburger Straße, S-Bahnhof; 1–3; 4; 23; 27; 28; 30; 31; 34; 35–36, 50; 54; 71–72; 73–76; 84, 86 Rosenthaler Platz, U-Bahnhof Rosa-Luxemburg-Platz, U-Bahnhof; 2–3 Rosa-Luxemburg-Straße 2/4; 14; 15; 39/41 Rosenthaler Straße 13; 31; 36; 37; 38; 39, 51; 72A Rückerstraße 4 Sophienstraße 2; 3; 5; 8; 9; 11; 18–18A; 22–22A; 28–29 Steinstraße 19; 21 Torstraße 138; 146; 164; 222 Tucholskystr. 6/14; 9; 22; 24; 31/33; 40 Weinmeisterstraße, U-Bahnhof; 15; 16–17 Weydingerstraße 18; 20/22 Ziegelstraße 5–9; 10–11; 12 Gartendenkmale siehe: Große Hamburger Straße (zwischen 25 und 26) Alter jüdischer Friedhof; 29–30 Kleine Rosenthaler Straße 3 Koppenplatz 11 Münzstraße 21/23 | 09050158 – Torstraße 110, Mietshaus, um 1885 |                                     |
| 09011331 | Spandauer Vorstadt begrenzt im Norden durch die Torstraße 6/230 und Weydingerstraße 20/22 im Süden durch S-Bahn, Spree, Dircksenstraße 32–51 und Neue Promenade / Am Zwirngraben im Osten durch die Karl-Liebknecht-Straße 15/33 und im Westen durch die Friedrichstraße 105–118 (Lage) | Spandauer Vorstadt Gesamtanlagen siehe: Gipsstraße 23A Große Hamburger Straße 5–11, 29–31 Linienstraße 16–21... Rosa-Luxemburg-Straße 30 Rosenthaler Straße 40–41 Spandauer Vorstadt Tucholskystraße 2 Baudenkmale siehe: Almstadtstraße 11, 16, 18, 43 Alte Schönhauser Straße 46, 48–49 Am Zwirngraben, S-Bahnhof Börse Auguststraße 9; 11–13; 14–16; 19, 21; 23; 24–25; 26B; 36; 53; 56–57; 69; 74; 76; 89; 90 Friedrichstraße 107; 112A Gipsstraße 11 Gormannstraße 12 Große Hamburger Straße 13–14; 15–16; 17; 19A; zwischen 25 und 26, Gedenkstätte; 27; 28; 29–31; Sophienkirche, 37 Hirtenstraße 4 Joachimstraße 6; 10; 11; 11A; 14; 15; 16; 20; 21 Johannisstraße 2 Karl-Liebknecht-Straße 27–29 Kleine Alexanderstraße 1–4 Kleine Präsidentenstraße 3 Kleine Rosenthaler Straße 2–3 Koppenplatz 6; 11; 12; 13 Krausnickstraße 3–3A Linienstraße 49; 62; 101; 110; 128–129, 137; 144; 145; 147; 150; 153; 154A; 155, 158; 159; 162; 206 Max-Beer-Straße 2/4 Monbijoupark, Büste Chamisso Monbijouplatz 12 Monbijoustraße 2; 4, 4A Mulackstraße 22; 23 Münzstraße 8; 14/16; 18; 21/23 Neue Promenade 3; 5 Neue Schönhauser Straße 8; 10; 12; 13; 14; 15; 19; 20 Oranienburger Straße, S-Bahnhof; 1–3; 4; 23; 27; 28; 30; 31; 34; 35–36, 50; 54; 71–72; 73–76; 84, 86 Rosenthaler Platz, U-Bahnhof Rosa-Luxemburg-Platz, U-Bahnhof; 2–3 Rosa-Luxemburg-Straße 2/4; 14; 15; 39/41 Rosenthaler Straße 13; 31; 36; 37; 38; 39, 51; 72A Rückerstraße 4 Sophienstraße 2; 3; 5; 8; 9; 11; 18–18A; 22–22A; 28–29 Steinstraße 19; 21 Torstraße 138; 146; 164; 222 Tucholskystr. 6/14; 9; 22; 24; 31/33; 40 Weinmeisterstraße, U-Bahnhof; 15; 16–17 Weydingerstraße 18; 20/22 Ziegelstraße 5–9; 10–11; 12 Gartendenkmale siehe: Große Hamburger Straße (zwischen 25 und 26) Alter jüdischer Friedhof; 29–30 Kleine Rosenthaler Straße 3 Koppenplatz 11 Münzstraße 21/23 | 09050159 – Torstraße 114, Mietshaus, um 1885 |                                     |
| 09011331 | Spandauer Vorstadt begrenzt im Norden durch die Torstraße 6/230 und Weydingerstraße 20/22 im Süden durch S-Bahn, Spree, Dircksenstraße 32–51 und Neue Promenade / Am Zwirngraben im Osten durch die Karl-Liebknecht-Straße 15/33 und im Westen durch die Friedrichstraße 105–118 (Lage) | Spandauer Vorstadt Gesamtanlagen siehe: Gipsstraße 23A Große Hamburger Straße 5–11, 29–31 Linienstraße 16–21... Rosa-Luxemburg-Straße 30 Rosenthaler Straße 40–41 Spandauer Vorstadt Tucholskystraße 2 Baudenkmale siehe: Almstadtstraße 11, 16, 18, 43 Alte Schönhauser Straße 46, 48–49 Am Zwirngraben, S-Bahnhof Börse Auguststraße 9; 11–13; 14–16; 19, 21; 23; 24–25; 26B; 36; 53; 56–57; 69; 74; 76; 89; 90 Friedrichstraße 107; 112A Gipsstraße 11 Gormannstraße 12 Große Hamburger Straße 13–14; 15–16; 17; 19A; zwischen 25 und 26, Gedenkstätte; 27; 28; 29–31; Sophienkirche, 37 Hirtenstraße 4 Joachimstraße 6; 10; 11; 11A; 14; 15; 16; 20; 21 Johannisstraße 2 Karl-Liebknecht-Straße 27–29 Kleine Alexanderstraße 1–4 Kleine Präsidentenstraße 3 Kleine Rosenthaler Straße 2–3 Koppenplatz 6; 11; 12; 13 Krausnickstraße 3–3A Linienstraße 49; 62; 101; 110; 128–129, 137; 144; 145; 147; 150; 153; 154A; 155, 158; 159; 162; 206 Max-Beer-Straße 2/4 Monbijoupark, Büste Chamisso Monbijouplatz 12 Monbijoustraße 2; 4, 4A Mulackstraße 22; 23 Münzstraße 8; 14/16; 18; 21/23 Neue Promenade 3; 5 Neue Schönhauser Straße 8; 10; 12; 13; 14; 15; 19; 20 Oranienburger Straße, S-Bahnhof; 1–3; 4; 23; 27; 28; 30; 31; 34; 35–36, 50; 54; 71–72; 73–76; 84, 86 Rosenthaler Platz, U-Bahnhof Rosa-Luxemburg-Platz, U-Bahnhof; 2–3 Rosa-Luxemburg-Straße 2/4; 14; 15; 39/41 Rosenthaler Straße 13; 31; 36; 37; 38; 39, 51; 72A Rückerstraße 4 Sophienstraße 2; 3; 5; 8; 9; 11; 18–18A; 22–22A; 28–29 Steinstraße 19; 21 Torstraße 138; 146; 164; 222 Tucholskystr. 6/14; 9; 22; 24; 31/33; 40 Weinmeisterstraße, U-Bahnhof; 15; 16–17 Weydingerstraße 18; 20/22 Ziegelstraße 5–9; 10–11; 12 Gartendenkmale siehe: Große Hamburger Straße (zwischen 25 und 26) Alter jüdischer Friedhof; 29–30 Kleine Rosenthaler Straße 3 Koppenplatz 11 Münzstraße 21/23 | 09050160 – Torstraße 126, Mietshaus, um 1875 |                                     |
| 09011331 | Spandauer Vorstadt begrenzt im Norden durch die Torstraße 6/230 und Weydingerstraße 20/22 im Süden durch S-Bahn, Spree, Dircksenstraße 32–51 und Neue Promenade / Am Zwirngraben im Osten durch die Karl-Liebknecht-Straße 15/33 und im Westen durch die Friedrichstraße 105–118 (Lage) | Spandauer Vorstadt Gesamtanlagen siehe: Gipsstraße 23A Große Hamburger Straße 5–11, 29–31 Linienstraße 16–21... Rosa-Luxemburg-Straße 30 Rosenthaler Straße 40–41 Spandauer Vorstadt Tucholskystraße 2 Baudenkmale siehe: Almstadtstraße 11, 16, 18, 43 Alte Schönhauser Straße 46, 48–49 Am Zwirngraben, S-Bahnhof Börse Auguststraße 9; 11–13; 14–16; 19, 21; 23; 24–25; 26B; 36; 53; 56–57; 69; 74; 76; 89; 90 Friedrichstraße 107; 112A Gipsstraße 11 Gormannstraße 12 Große Hamburger Straße 13–14; 15–16; 17; 19A; zwischen 25 und 26, Gedenkstätte; 27; 28; 29–31; Sophienkirche, 37 Hirtenstraße 4 Joachimstraße 6; 10; 11; 11A; 14; 15; 16; 20; 21 Johannisstraße 2 Karl-Liebknecht-Straße 27–29 Kleine Alexanderstraße 1–4 Kleine Präsidentenstraße 3 Kleine Rosenthaler Straße 2–3 Koppenplatz 6; 11; 12; 13 Krausnickstraße 3–3A Linienstraße 49; 62; 101; 110; 128–129, 137; 144; 145; 147; 150; 153; 154A; 155, 158; 159; 162; 206 Max-Beer-Straße 2/4 Monbijoupark, Büste Chamisso Monbijouplatz 12 Monbijoustraße 2; 4, 4A Mulackstraße 22; 23 Münzstraße 8; 14/16; 18; 21/23 Neue Promenade 3; 5 Neue Schönhauser Straße 8; 10; 12; 13; 14; 15; 19; 20 Oranienburger Straße, S-Bahnhof; 1–3; 4; 23; 27; 28; 30; 31; 34; 35–36, 50; 54; 71–72; 73–76; 84, 86 Rosenthaler Platz, U-Bahnhof Rosa-Luxemburg-Platz, U-Bahnhof; 2–3 Rosa-Luxemburg-Straße 2/4; 14; 15; 39/41 Rosenthaler Straße 13; 31; 36; 37; 38; 39, 51; 72A Rückerstraße 4 Sophienstraße 2; 3; 5; 8; 9; 11; 18–18A; 22–22A; 28–29 Steinstraße 19; 21 Torstraße 138; 146; 164; 222 Tucholskystr. 6/14; 9; 22; 24; 31/33; 40 Weinmeisterstraße, U-Bahnhof; 15; 16–17 Weydingerstraße 18; 20/22 Ziegelstraße 5–9; 10–11; 12 Gartendenkmale siehe: Große Hamburger Straße (zwischen 25 und 26) Alter jüdischer Friedhof; 29–30 Kleine Rosenthaler Straße 3 Koppenplatz 11 Münzstraße 21/23 | 09050161 – Torstraße 128, Mietshaus, um 1880 |                                     |
| 09011331 | Spandauer Vorstadt begrenzt im Norden durch die Torstraße 6/230 und Weydingerstraße 20/22 im Süden durch S-Bahn, Spree, Dircksenstraße 32–51 und Neue Promenade / Am Zwirngraben im Osten durch die Karl-Liebknecht-Straße 15/33 und im Westen durch die Friedrichstraße 105–118 (Lage) | Spandauer Vorstadt Gesamtanlagen siehe: Gipsstraße 23A Große Hamburger Straße 5–11, 29–31 Linienstraße 16–21... Rosa-Luxemburg-Straße 30 Rosenthaler Straße 40–41 Spandauer Vorstadt Tucholskystraße 2 Baudenkmale siehe: Almstadtstraße 11, 16, 18, 43 Alte Schönhauser Straße 46, 48–49 Am Zwirngraben, S-Bahnhof Börse Auguststraße 9; 11–13; 14–16; 19, 21; 23; 24–25; 26B; 36; 53; 56–57; 69; 74; 76; 89; 90 Friedrichstraße 107; 112A Gipsstraße 11 Gormannstraße 12 Große Hamburger Straße 13–14; 15–16; 17; 19A; zwischen 25 und 26, Gedenkstätte; 27; 28; 29–31; Sophienkirche, 37 Hirtenstraße 4 Joachimstraße 6; 10; 11; 11A; 14; 15; 16; 20; 21 Johannisstraße 2 Karl-Liebknecht-Straße 27–29 Kleine Alexanderstraße 1–4 Kleine Präsidentenstraße 3 Kleine Rosenthaler Straße 2–3 Koppenplatz 6; 11; 12; 13 Krausnickstraße 3–3A Linienstraße 49; 62; 101; 110; 128–129, 137; 144; 145; 147; 150; 153; 154A; 155, 158; 159; 162; 206 Max-Beer-Straße 2/4 Monbijoupark, Büste Chamisso Monbijouplatz 12 Monbijoustraße 2; 4, 4A Mulackstraße 22; 23 Münzstraße 8; 14/16; 18; 21/23 Neue Promenade 3; 5 Neue Schönhauser Straße 8; 10; 12; 13; 14; 15; 19; 20 Oranienburger Straße, S-Bahnhof; 1–3; 4; 23; 27; 28; 30; 31; 34; 35–36, 50; 54; 71–72; 73–76; 84, 86 Rosenthaler Platz, U-Bahnhof Rosa-Luxemburg-Platz, U-Bahnhof; 2–3 Rosa-Luxemburg-Straße 2/4; 14; 15; 39/41 Rosenthaler Straße 13; 31; 36; 37; 38; 39, 51; 72A Rückerstraße 4 Sophienstraße 2; 3; 5; 8; 9; 11; 18–18A; 22–22A; 28–29 Steinstraße 19; 21 Torstraße 138; 146; 164; 222 Tucholskystr. 6/14; 9; 22; 24; 31/33; 40 Weinmeisterstraße, U-Bahnhof; 15; 16–17 Weydingerstraße 18; 20/22 Ziegelstraße 5–9; 10–11; 12 Gartendenkmale siehe: Große Hamburger Straße (zwischen 25 und 26) Alter jüdischer Friedhof; 29–30 Kleine Rosenthaler Straße 3 Koppenplatz 11 Münzstraße 21/23 | 09050162 – Torstraße 130, Mietshaus, um 1875 |                                     |
| 09011331 | Spandauer Vorstadt begrenzt im Norden durch die Torstraße 6/230 und Weydingerstraße 20/22 im Süden durch S-Bahn, Spree, Dircksenstraße 32–51 und Neue Promenade / Am Zwirngraben im Osten durch die Karl-Liebknecht-Straße 15/33 und im Westen durch die Friedrichstraße 105–118 (Lage) | Spandauer Vorstadt Gesamtanlagen siehe: Gipsstraße 23A Große Hamburger Straße 5–11, 29–31 Linienstraße 16–21... Rosa-Luxemburg-Straße 30 Rosenthaler Straße 40–41 Spandauer Vorstadt Tucholskystraße 2 Baudenkmale siehe: Almstadtstraße 11, 16, 18, 43 Alte Schönhauser Straße 46, 48–49 Am Zwirngraben, S-Bahnhof Börse Auguststraße 9; 11–13; 14–16; 19, 21; 23; 24–25; 26B; 36; 53; 56–57; 69; 74; 76; 89; 90 Friedrichstraße 107; 112A Gipsstraße 11 Gormannstraße 12 Große Hamburger Straße 13–14; 15–16; 17; 19A; zwischen 25 und 26, Gedenkstätte; 27; 28; 29–31; Sophienkirche, 37 Hirtenstraße 4 Joachimstraße 6; 10; 11; 11A; 14; 15; 16; 20; 21 Johannisstraße 2 Karl-Liebknecht-Straße 27–29 Kleine Alexanderstraße 1–4 Kleine Präsidentenstraße 3 Kleine Rosenthaler Straße 2–3 Koppenplatz 6; 11; 12; 13 Krausnickstraße 3–3A Linienstraße 49; 62; 101; 110; 128–129, 137; 144; 145; 147; 150; 153; 154A; 155, 158; 159; 162; 206 Max-Beer-Straße 2/4 Monbijoupark, Büste Chamisso Monbijouplatz 12 Monbijoustraße 2; 4, 4A Mulackstraße 22; 23 Münzstraße 8; 14/16; 18; 21/23 Neue Promenade 3; 5 Neue Schönhauser Straße 8; 10; 12; 13; 14; 15; 19; 20 Oranienburger Straße, S-Bahnhof; 1–3; 4; 23; 27; 28; 30; 31; 34; 35–36, 50; 54; 71–72; 73–76; 84, 86 Rosenthaler Platz, U-Bahnhof Rosa-Luxemburg-Platz, U-Bahnhof; 2–3 Rosa-Luxemburg-Straße 2/4; 14; 15; 39/41 Rosenthaler Straße 13; 31; 36; 37; 38; 39, 51; 72A Rückerstraße 4 Sophienstraße 2; 3; 5; 8; 9; 11; 18–18A; 22–22A; 28–29 Steinstraße 19; 21 Torstraße 138; 146; 164; 222 Tucholskystr. 6/14; 9; 22; 24; 31/33; 40 Weinmeisterstraße, U-Bahnhof; 15; 16–17 Weydingerstraße 18; 20/22 Ziegelstraße 5–9; 10–11; 12 Gartendenkmale siehe: Große Hamburger Straße (zwischen 25 und 26) Alter jüdischer Friedhof; 29–30 Kleine Rosenthaler Straße 3 Koppenplatz 11 Münzstraße 21/23 | 09050163 – Torstraße 132, Mietshaus, um 1875 |                                     |
| 09011331 | Spandauer Vorstadt begrenzt im Norden durch die Torstraße 6/230 und Weydingerstraße 20/22 im Süden durch S-Bahn, Spree, Dircksenstraße 32–51 und Neue Promenade / Am Zwirngraben im Osten durch die Karl-Liebknecht-Straße 15/33 und im Westen durch die Friedrichstraße 105–118 (Lage) | Spandauer Vorstadt Gesamtanlagen siehe: Gipsstraße 23A Große Hamburger Straße 5–11, 29–31 Linienstraße 16–21... Rosa-Luxemburg-Straße 30 Rosenthaler Straße 40–41 Spandauer Vorstadt Tucholskystraße 2 Baudenkmale siehe: Almstadtstraße 11, 16, 18, 43 Alte Schönhauser Straße 46, 48–49 Am Zwirngraben, S-Bahnhof Börse Auguststraße 9; 11–13; 14–16; 19, 21; 23; 24–25; 26B; 36; 53; 56–57; 69; 74; 76; 89; 90 Friedrichstraße 107; 112A Gipsstraße 11 Gormannstraße 12 Große Hamburger Straße 13–14; 15–16; 17; 19A; zwischen 25 und 26, Gedenkstätte; 27; 28; 29–31; Sophienkirche, 37 Hirtenstraße 4 Joachimstraße 6; 10; 11; 11A; 14; 15; 16; 20; 21 Johannisstraße 2 Karl-Liebknecht-Straße 27–29 Kleine Alexanderstraße 1–4 Kleine Präsidentenstraße 3 Kleine Rosenthaler Straße 2–3 Koppenplatz 6; 11; 12; 13 Krausnickstraße 3–3A Linienstraße 49; 62; 101; 110; 128–129, 137; 144; 145; 147; 150; 153; 154A; 155, 158; 159; 162; 206 Max-Beer-Straße 2/4 Monbijoupark, Büste Chamisso Monbijouplatz 12 Monbijoustraße 2; 4, 4A Mulackstraße 22; 23 Münzstraße 8; 14/16; 18; 21/23 Neue Promenade 3; 5 Neue Schönhauser Straße 8; 10; 12; 13; 14; 15; 19; 20 Oranienburger Straße, S-Bahnhof; 1–3; 4; 23; 27; 28; 30; 31; 34; 35–36, 50; 54; 71–72; 73–76; 84, 86 Rosenthaler Platz, U-Bahnhof Rosa-Luxemburg-Platz, U-Bahnhof; 2–3 Rosa-Luxemburg-Straße 2/4; 14; 15; 39/41 Rosenthaler Straße 13; 31; 36; 37; 38; 39, 51; 72A Rückerstraße 4 Sophienstraße 2; 3; 5; 8; 9; 11; 18–18A; 22–22A; 28–29 Steinstraße 19; 21 Torstraße 138; 146; 164; 222 Tucholskystr. 6/14; 9; 22; 24; 31/33; 40 Weinmeisterstraße, U-Bahnhof; 15; 16–17 Weydingerstraße 18; 20/22 Ziegelstraße 5–9; 10–11; 12 Gartendenkmale siehe: Große Hamburger Straße (zwischen 25 und 26) Alter jüdischer Friedhof; 29–30 Kleine Rosenthaler Straße 3 Koppenplatz 11 Münzstraße 21/23 | 09080096 – Torstraße 140/144 / Linienstraße 83–85, Geschäftshaus, 1911–1912 von Friedrich Kristeller |                                     |
| 09011331 | Spandauer Vorstadt begrenzt im Norden durch die Torstraße 6/230 und Weydingerstraße 20/22 im Süden durch S-Bahn, Spree, Dircksenstraße 32–51 und Neue Promenade / Am Zwirngraben im Osten durch die Karl-Liebknecht-Straße 15/33 und im Westen durch die Friedrichstraße 105–118 (Lage) | Spandauer Vorstadt Gesamtanlagen siehe: Gipsstraße 23A Große Hamburger Straße 5–11, 29–31 Linienstraße 16–21... Rosa-Luxemburg-Straße 30 Rosenthaler Straße 40–41 Spandauer Vorstadt Tucholskystraße 2 Baudenkmale siehe: Almstadtstraße 11, 16, 18, 43 Alte Schönhauser Straße 46, 48–49 Am Zwirngraben, S-Bahnhof Börse Auguststraße 9; 11–13; 14–16; 19, 21; 23; 24–25; 26B; 36; 53; 56–57; 69; 74; 76; 89; 90 Friedrichstraße 107; 112A Gipsstraße 11 Gormannstraße 12 Große Hamburger Straße 13–14; 15–16; 17; 19A; zwischen 25 und 26, Gedenkstätte; 27; 28; 29–31; Sophienkirche, 37 Hirtenstraße 4 Joachimstraße 6; 10; 11; 11A; 14; 15; 16; 20; 21 Johannisstraße 2 Karl-Liebknecht-Straße 27–29 Kleine Alexanderstraße 1–4 Kleine Präsidentenstraße 3 Kleine Rosenthaler Straße 2–3 Koppenplatz 6; 11; 12; 13 Krausnickstraße 3–3A Linienstraße 49; 62; 101; 110; 128–129, 137; 144; 145; 147; 150; 153; 154A; 155, 158; 159; 162; 206 Max-Beer-Straße 2/4 Monbijoupark, Büste Chamisso Monbijouplatz 12 Monbijoustraße 2; 4, 4A Mulackstraße 22; 23 Münzstraße 8; 14/16; 18; 21/23 Neue Promenade 3; 5 Neue Schönhauser Straße 8; 10; 12; 13; 14; 15; 19; 20 Oranienburger Straße, S-Bahnhof; 1–3; 4; 23; 27; 28; 30; 31; 34; 35–36, 50; 54; 71–72; 73–76; 84, 86 Rosenthaler Platz, U-Bahnhof Rosa-Luxemburg-Platz, U-Bahnhof; 2–3 Rosa-Luxemburg-Straße 2/4; 14; 15; 39/41 Rosenthaler Straße 13; 31; 36; 37; 38; 39, 51; 72A Rückerstraße 4 Sophienstraße 2; 3; 5; 8; 9; 11; 18–18A; 22–22A; 28–29 Steinstraße 19; 21 Torstraße 138; 146; 164; 222 Tucholskystr. 6/14; 9; 22; 24; 31/33; 40 Weinmeisterstraße, U-Bahnhof; 15; 16–17 Weydingerstraße 18; 20/22 Ziegelstraße 5–9; 10–11; 12 Gartendenkmale siehe: Große Hamburger Straße (zwischen 25 und 26) Alter jüdischer Friedhof; 29–30 Kleine Rosenthaler Straße 3 Koppenplatz 11 Münzstraße 21/23 | 09080132 – Torstraße 154 / Ackerstraße 172, Mietshaus, 1878 |                                     |
| 09011331 | Spandauer Vorstadt begrenzt im Norden durch die Torstraße 6/230 und Weydingerstraße 20/22 im Süden durch S-Bahn, Spree, Dircksenstraße 32–51 und Neue Promenade / Am Zwirngraben im Osten durch die Karl-Liebknecht-Straße 15/33 und im Westen durch die Friedrichstraße 105–118 (Lage) | Spandauer Vorstadt Gesamtanlagen siehe: Gipsstraße 23A Große Hamburger Straße 5–11, 29–31 Linienstraße 16–21... Rosa-Luxemburg-Straße 30 Rosenthaler Straße 40–41 Spandauer Vorstadt Tucholskystraße 2 Baudenkmale siehe: Almstadtstraße 11, 16, 18, 43 Alte Schönhauser Straße 46, 48–49 Am Zwirngraben, S-Bahnhof Börse Auguststraße 9; 11–13; 14–16; 19, 21; 23; 24–25; 26B; 36; 53; 56–57; 69; 74; 76; 89; 90 Friedrichstraße 107; 112A Gipsstraße 11 Gormannstraße 12 Große Hamburger Straße 13–14; 15–16; 17; 19A; zwischen 25 und 26, Gedenkstätte; 27; 28; 29–31; Sophienkirche, 37 Hirtenstraße 4 Joachimstraße 6; 10; 11; 11A; 14; 15; 16; 20; 21 Johannisstraße 2 Karl-Liebknecht-Straße 27–29 Kleine Alexanderstraße 1–4 Kleine Präsidentenstraße 3 Kleine Rosenthaler Straße 2–3 Koppenplatz 6; 11; 12; 13 Krausnickstraße 3–3A Linienstraße 49; 62; 101; 110; 128–129, 137; 144; 145; 147; 150; 153; 154A; 155, 158; 159; 162; 206 Max-Beer-Straße 2/4 Monbijoupark, Büste Chamisso Monbijouplatz 12 Monbijoustraße 2; 4, 4A Mulackstraße 22; 23 Münzstraße 8; 14/16; 18; 21/23 Neue Promenade 3; 5 Neue Schönhauser Straße 8; 10; 12; 13; 14; 15; 19; 20 Oranienburger Straße, S-Bahnhof; 1–3; 4; 23; 27; 28; 30; 31; 34; 35–36, 50; 54; 71–72; 73–76; 84, 86 Rosenthaler Platz, U-Bahnhof Rosa-Luxemburg-Platz, U-Bahnhof; 2–3 Rosa-Luxemburg-Straße 2/4; 14; 15; 39/41 Rosenthaler Straße 13; 31; 36; 37; 38; 39, 51; 72A Rückerstraße 4 Sophienstraße 2; 3; 5; 8; 9; 11; 18–18A; 22–22A; 28–29 Steinstraße 19; 21 Torstraße 138; 146; 164; 222 Tucholskystr. 6/14; 9; 22; 24; 31/33; 40 Weinmeisterstraße, U-Bahnhof; 15; 16–17 Weydingerstraße 18; 20/22 Ziegelstraße 5–9; 10–11; 12 Gartendenkmale siehe: Große Hamburger Straße (zwischen 25 und 26) Alter jüdischer Friedhof; 29–30 Kleine Rosenthaler Straße 3 Koppenplatz 11 Münzstraße 21/23 | 09050164 – Torstraße 156, Mietshaus, um 1880 |                                     |
| 09011331 | Spandauer Vorstadt begrenzt im Norden durch die Torstraße 6/230 und Weydingerstraße 20/22 im Süden durch S-Bahn, Spree, Dircksenstraße 32–51 und Neue Promenade / Am Zwirngraben im Osten durch die Karl-Liebknecht-Straße 15/33 und im Westen durch die Friedrichstraße 105–118 (Lage) | Spandauer Vorstadt Gesamtanlagen siehe: Gipsstraße 23A Große Hamburger Straße 5–11, 29–31 Linienstraße 16–21... Rosa-Luxemburg-Straße 30 Rosenthaler Straße 40–41 Spandauer Vorstadt Tucholskystraße 2 Baudenkmale siehe: Almstadtstraße 11, 16, 18, 43 Alte Schönhauser Straße 46, 48–49 Am Zwirngraben, S-Bahnhof Börse Auguststraße 9; 11–13; 14–16; 19, 21; 23; 24–25; 26B; 36; 53; 56–57; 69; 74; 76; 89; 90 Friedrichstraße 107; 112A Gipsstraße 11 Gormannstraße 12 Große Hamburger Straße 13–14; 15–16; 17; 19A; zwischen 25 und 26, Gedenkstätte; 27; 28; 29–31; Sophienkirche, 37 Hirtenstraße 4 Joachimstraße 6; 10; 11; 11A; 14; 15; 16; 20; 21 Johannisstraße 2 Karl-Liebknecht-Straße 27–29 Kleine Alexanderstraße 1–4 Kleine Präsidentenstraße 3 Kleine Rosenthaler Straße 2–3 Koppenplatz 6; 11; 12; 13 Krausnickstraße 3–3A Linienstraße 49; 62; 101; 110; 128–129, 137; 144; 145; 147; 150; 153; 154A; 155, 158; 159; 162; 206 Max-Beer-Straße 2/4 Monbijoupark, Büste Chamisso Monbijouplatz 12 Monbijoustraße 2; 4, 4A Mulackstraße 22; 23 Münzstraße 8; 14/16; 18; 21/23 Neue Promenade 3; 5 Neue Schönhauser Straße 8; 10; 12; 13; 14; 15; 19; 20 Oranienburger Straße, S-Bahnhof; 1–3; 4; 23; 27; 28; 30; 31; 34; 35–36, 50; 54; 71–72; 73–76; 84, 86 Rosenthaler Platz, U-Bahnhof Rosa-Luxemburg-Platz, U-Bahnhof; 2–3 Rosa-Luxemburg-Straße 2/4; 14; 15; 39/41 Rosenthaler Straße 13; 31; 36; 37; 38; 39, 51; 72A Rückerstraße 4 Sophienstraße 2; 3; 5; 8; 9; 11; 18–18A; 22–22A; 28–29 Steinstraße 19; 21 Torstraße 138; 146; 164; 222 Tucholskystr. 6/14; 9; 22; 24; 31/33; 40 Weinmeisterstraße, U-Bahnhof; 15; 16–17 Weydingerstraße 18; 20/22 Ziegelstraße 5–9; 10–11; 12 Gartendenkmale siehe: Große Hamburger Straße (zwischen 25 und 26) Alter jüdischer Friedhof; 29–30 Kleine Rosenthaler Straße 3 Koppenplatz 11 Münzstraße 21/23 | 09080102 – Torstraße 162, Mietshaus, um 1875 |                                     |
| 09011331 | Spandauer Vorstadt begrenzt im Norden durch die Torstraße 6/230 und Weydingerstraße 20/22 im Süden durch S-Bahn, Spree, Dircksenstraße 32–51 und Neue Promenade / Am Zwirngraben im Osten durch die Karl-Liebknecht-Straße 15/33 und im Westen durch die Friedrichstraße 105–118 (Lage) | Spandauer Vorstadt Gesamtanlagen siehe: Gipsstraße 23A Große Hamburger Straße 5–11, 29–31 Linienstraße 16–21... Rosa-Luxemburg-Straße 30 Rosenthaler Straße 40–41 Spandauer Vorstadt Tucholskystraße 2 Baudenkmale siehe: Almstadtstraße 11, 16, 18, 43 Alte Schönhauser Straße 46, 48–49 Am Zwirngraben, S-Bahnhof Börse Auguststraße 9; 11–13; 14–16; 19, 21; 23; 24–25; 26B; 36; 53; 56–57; 69; 74; 76; 89; 90 Friedrichstraße 107; 112A Gipsstraße 11 Gormannstraße 12 Große Hamburger Straße 13–14; 15–16; 17; 19A; zwischen 25 und 26, Gedenkstätte; 27; 28; 29–31; Sophienkirche, 37 Hirtenstraße 4 Joachimstraße 6; 10; 11; 11A; 14; 15; 16; 20; 21 Johannisstraße 2 Karl-Liebknecht-Straße 27–29 Kleine Alexanderstraße 1–4 Kleine Präsidentenstraße 3 Kleine Rosenthaler Straße 2–3 Koppenplatz 6; 11; 12; 13 Krausnickstraße 3–3A Linienstraße 49; 62; 101; 110; 128–129, 137; 144; 145; 147; 150; 153; 154A; 155, 158; 159; 162; 206 Max-Beer-Straße 2/4 Monbijoupark, Büste Chamisso Monbijouplatz 12 Monbijoustraße 2; 4, 4A Mulackstraße 22; 23 Münzstraße 8; 14/16; 18; 21/23 Neue Promenade 3; 5 Neue Schönhauser Straße 8; 10; 12; 13; 14; 15; 19; 20 Oranienburger Straße, S-Bahnhof; 1–3; 4; 23; 27; 28; 30; 31; 34; 35–36, 50; 54; 71–72; 73–76; 84, 86 Rosenthaler Platz, U-Bahnhof Rosa-Luxemburg-Platz, U-Bahnhof; 2–3 Rosa-Luxemburg-Straße 2/4; 14; 15; 39/41 Rosenthaler Straße 13; 31; 36; 37; 38; 39, 51; 72A Rückerstraße 4 Sophienstraße 2; 3; 5; 8; 9; 11; 18–18A; 22–22A; 28–29 Steinstraße 19; 21 Torstraße 138; 146; 164; 222 Tucholskystr. 6/14; 9; 22; 24; 31/33; 40 Weinmeisterstraße, U-Bahnhof; 15; 16–17 Weydingerstraße 18; 20/22 Ziegelstraße 5–9; 10–11; 12 Gartendenkmale siehe: Große Hamburger Straße (zwischen 25 und 26) Alter jüdischer Friedhof; 29–30 Kleine Rosenthaler Straße 3 Koppenplatz 11 Münzstraße 21/23 | 09080103 – Torstraße 166, Mietshaus, um 1885 |                                     |
| 09011331 | Spandauer Vorstadt begrenzt im Norden durch die Torstraße 6/230 und Weydingerstraße 20/22 im Süden durch S-Bahn, Spree, Dircksenstraße 32–51 und Neue Promenade / Am Zwirngraben im Osten durch die Karl-Liebknecht-Straße 15/33 und im Westen durch die Friedrichstraße 105–118 (Lage) | Spandauer Vorstadt Gesamtanlagen siehe: Gipsstraße 23A Große Hamburger Straße 5–11, 29–31 Linienstraße 16–21... Rosa-Luxemburg-Straße 30 Rosenthaler Straße 40–41 Spandauer Vorstadt Tucholskystraße 2 Baudenkmale siehe: Almstadtstraße 11, 16, 18, 43 Alte Schönhauser Straße 46, 48–49 Am Zwirngraben, S-Bahnhof Börse Auguststraße 9; 11–13; 14–16; 19, 21; 23; 24–25; 26B; 36; 53; 56–57; 69; 74; 76; 89; 90 Friedrichstraße 107; 112A Gipsstraße 11 Gormannstraße 12 Große Hamburger Straße 13–14; 15–16; 17; 19A; zwischen 25 und 26, Gedenkstätte; 27; 28; 29–31; Sophienkirche, 37 Hirtenstraße 4 Joachimstraße 6; 10; 11; 11A; 14; 15; 16; 20; 21 Johannisstraße 2 Karl-Liebknecht-Straße 27–29 Kleine Alexanderstraße 1–4 Kleine Präsidentenstraße 3 Kleine Rosenthaler Straße 2–3 Koppenplatz 6; 11; 12; 13 Krausnickstraße 3–3A Linienstraße 49; 62; 101; 110; 128–129, 137; 144; 145; 147; 150; 153; 154A; 155, 158; 159; 162; 206 Max-Beer-Straße 2/4 Monbijoupark, Büste Chamisso Monbijouplatz 12 Monbijoustraße 2; 4, 4A Mulackstraße 22; 23 Münzstraße 8; 14/16; 18; 21/23 Neue Promenade 3; 5 Neue Schönhauser Straße 8; 10; 12; 13; 14; 15; 19; 20 Oranienburger Straße, S-Bahnhof; 1–3; 4; 23; 27; 28; 30; 31; 34; 35–36, 50; 54; 71–72; 73–76; 84, 86 Rosenthaler Platz, U-Bahnhof Rosa-Luxemburg-Platz, U-Bahnhof; 2–3 Rosa-Luxemburg-Straße 2/4; 14; 15; 39/41 Rosenthaler Straße 13; 31; 36; 37; 38; 39, 51; 72A Rückerstraße 4 Sophienstraße 2; 3; 5; 8; 9; 11; 18–18A; 22–22A; 28–29 Steinstraße 19; 21 Torstraße 138; 146; 164; 222 Tucholskystr. 6/14; 9; 22; 24; 31/33; 40 Weinmeisterstraße, U-Bahnhof; 15; 16–17 Weydingerstraße 18; 20/22 Ziegelstraße 5–9; 10–11; 12 Gartendenkmale siehe: Große Hamburger Straße (zwischen 25 und 26) Alter jüdischer Friedhof; 29–30 Kleine Rosenthaler Straße 3 Koppenplatz 11 Münzstraße 21/23 | 09080104 – Torstraße 168, Mietshaus, 1878 |                                     |
| 09011331 | Spandauer Vorstadt begrenzt im Norden durch die Torstraße 6/230 und Weydingerstraße 20/22 im Süden durch S-Bahn, Spree, Dircksenstraße 32–51 und Neue Promenade / Am Zwirngraben im Osten durch die Karl-Liebknecht-Straße 15/33 und im Westen durch die Friedrichstraße 105–118 (Lage) | Spandauer Vorstadt Gesamtanlagen siehe: Gipsstraße 23A Große Hamburger Straße 5–11, 29–31 Linienstraße 16–21... Rosa-Luxemburg-Straße 30 Rosenthaler Straße 40–41 Spandauer Vorstadt Tucholskystraße 2 Baudenkmale siehe: Almstadtstraße 11, 16, 18, 43 Alte Schönhauser Straße 46, 48–49 Am Zwirngraben, S-Bahnhof Börse Auguststraße 9; 11–13; 14–16; 19, 21; 23; 24–25; 26B; 36; 53; 56–57; 69; 74; 76; 89; 90 Friedrichstraße 107; 112A Gipsstraße 11 Gormannstraße 12 Große Hamburger Straße 13–14; 15–16; 17; 19A; zwischen 25 und 26, Gedenkstätte; 27; 28; 29–31; Sophienkirche, 37 Hirtenstraße 4 Joachimstraße 6; 10; 11; 11A; 14; 15; 16; 20; 21 Johannisstraße 2 Karl-Liebknecht-Straße 27–29 Kleine Alexanderstraße 1–4 Kleine Präsidentenstraße 3 Kleine Rosenthaler Straße 2–3 Koppenplatz 6; 11; 12; 13 Krausnickstraße 3–3A Linienstraße 49; 62; 101; 110; 128–129, 137; 144; 145; 147; 150; 153; 154A; 155, 158; 159; 162; 206 Max-Beer-Straße 2/4 Monbijoupark, Büste Chamisso Monbijouplatz 12 Monbijoustraße 2; 4, 4A Mulackstraße 22; 23 Münzstraße 8; 14/16; 18; 21/23 Neue Promenade 3; 5 Neue Schönhauser Straße 8; 10; 12; 13; 14; 15; 19; 20 Oranienburger Straße, S-Bahnhof; 1–3; 4; 23; 27; 28; 30; 31; 34; 35–36, 50; 54; 71–72; 73–76; 84, 86 Rosenthaler Platz, U-Bahnhof Rosa-Luxemburg-Platz, U-Bahnhof; 2–3 Rosa-Luxemburg-Straße 2/4; 14; 15; 39/41 Rosenthaler Straße 13; 31; 36; 37; 38; 39, 51; 72A Rückerstraße 4 Sophienstraße 2; 3; 5; 8; 9; 11; 18–18A; 22–22A; 28–29 Steinstraße 19; 21 Torstraße 138; 146; 164; 222 Tucholskystr. 6/14; 9; 22; 24; 31/33; 40 Weinmeisterstraße, U-Bahnhof; 15; 16–17 Weydingerstraße 18; 20/22 Ziegelstraße 5–9; 10–11; 12 Gartendenkmale siehe: Große Hamburger Straße (zwischen 25 und 26) Alter jüdischer Friedhof; 29–30 Kleine Rosenthaler Straße 3 Koppenplatz 11 Münzstraße 21/23 | 09050165 – Torstraße 170, Mietshaus, 1883 |                                     |
| 09011331 | Spandauer Vorstadt begrenzt im Norden durch die Torstraße 6/230 und Weydingerstraße 20/22 im Süden durch S-Bahn, Spree, Dircksenstraße 32–51 und Neue Promenade / Am Zwirngraben im Osten durch die Karl-Liebknecht-Straße 15/33 und im Westen durch die Friedrichstraße 105–118 (Lage) | Spandauer Vorstadt Gesamtanlagen siehe: Gipsstraße 23A Große Hamburger Straße 5–11, 29–31 Linienstraße 16–21... Rosa-Luxemburg-Straße 30 Rosenthaler Straße 40–41 Spandauer Vorstadt Tucholskystraße 2 Baudenkmale siehe: Almstadtstraße 11, 16, 18, 43 Alte Schönhauser Straße 46, 48–49 Am Zwirngraben, S-Bahnhof Börse Auguststraße 9; 11–13; 14–16; 19, 21; 23; 24–25; 26B; 36; 53; 56–57; 69; 74; 76; 89; 90 Friedrichstraße 107; 112A Gipsstraße 11 Gormannstraße 12 Große Hamburger Straße 13–14; 15–16; 17; 19A; zwischen 25 und 26, Gedenkstätte; 27; 28; 29–31; Sophienkirche, 37 Hirtenstraße 4 Joachimstraße 6; 10; 11; 11A; 14; 15; 16; 20; 21 Johannisstraße 2 Karl-Liebknecht-Straße 27–29 Kleine Alexanderstraße 1–4 Kleine Präsidentenstraße 3 Kleine Rosenthaler Straße 2–3 Koppenplatz 6; 11; 12; 13 Krausnickstraße 3–3A Linienstraße 49; 62; 101; 110; 128–129, 137; 144; 145; 147; 150; 153; 154A; 155, 158; 159; 162; 206 Max-Beer-Straße 2/4 Monbijoupark, Büste Chamisso Monbijouplatz 12 Monbijoustraße 2; 4, 4A Mulackstraße 22; 23 Münzstraße 8; 14/16; 18; 21/23 Neue Promenade 3; 5 Neue Schönhauser Straße 8; 10; 12; 13; 14; 15; 19; 20 Oranienburger Straße, S-Bahnhof; 1–3; 4; 23; 27; 28; 30; 31; 34; 35–36, 50; 54; 71–72; 73–76; 84, 86 Rosenthaler Platz, U-Bahnhof Rosa-Luxemburg-Platz, U-Bahnhof; 2–3 Rosa-Luxemburg-Straße 2/4; 14; 15; 39/41 Rosenthaler Straße 13; 31; 36; 37; 38; 39, 51; 72A Rückerstraße 4 Sophienstraße 2; 3; 5; 8; 9; 11; 18–18A; 22–22A; 28–29 Steinstraße 19; 21 Torstraße 138; 146; 164; 222 Tucholskystr. 6/14; 9; 22; 24; 31/33; 40 Weinmeisterstraße, U-Bahnhof; 15; 16–17 Weydingerstraße 18; 20/22 Ziegelstraße 5–9; 10–11; 12 Gartendenkmale siehe: Große Hamburger Straße (zwischen 25 und 26) Alter jüdischer Friedhof; 29–30 Kleine Rosenthaler Straße 3 Koppenplatz 11 Münzstraße 21/23 | 09035349 – Torstraße 172, Mietshaus, 1876 |                                     |
| 09011331 | Spandauer Vorstadt begrenzt im Norden durch die Torstraße 6/230 und Weydingerstraße 20/22 im Süden durch S-Bahn, Spree, Dircksenstraße 32–51 und Neue Promenade / Am Zwirngraben im Osten durch die Karl-Liebknecht-Straße 15/33 und im Westen durch die Friedrichstraße 105–118 (Lage) | Spandauer Vorstadt Gesamtanlagen siehe: Gipsstraße 23A Große Hamburger Straße 5–11, 29–31 Linienstraße 16–21... Rosa-Luxemburg-Straße 30 Rosenthaler Straße 40–41 Spandauer Vorstadt Tucholskystraße 2 Baudenkmale siehe: Almstadtstraße 11, 16, 18, 43 Alte Schönhauser Straße 46, 48–49 Am Zwirngraben, S-Bahnhof Börse Auguststraße 9; 11–13; 14–16; 19, 21; 23; 24–25; 26B; 36; 53; 56–57; 69; 74; 76; 89; 90 Friedrichstraße 107; 112A Gipsstraße 11 Gormannstraße 12 Große Hamburger Straße 13–14; 15–16; 17; 19A; zwischen 25 und 26, Gedenkstätte; 27; 28; 29–31; Sophienkirche, 37 Hirtenstraße 4 Joachimstraße 6; 10; 11; 11A; 14; 15; 16; 20; 21 Johannisstraße 2 Karl-Liebknecht-Straße 27–29 Kleine Alexanderstraße 1–4 Kleine Präsidentenstraße 3 Kleine Rosenthaler Straße 2–3 Koppenplatz 6; 11; 12; 13 Krausnickstraße 3–3A Linienstraße 49; 62; 101; 110; 128–129, 137; 144; 145; 147; 150; 153; 154A; 155, 158; 159; 162; 206 Max-Beer-Straße 2/4 Monbijoupark, Büste Chamisso Monbijouplatz 12 Monbijoustraße 2; 4, 4A Mulackstraße 22; 23 Münzstraße 8; 14/16; 18; 21/23 Neue Promenade 3; 5 Neue Schönhauser Straße 8; 10; 12; 13; 14; 15; 19; 20 Oranienburger Straße, S-Bahnhof; 1–3; 4; 23; 27; 28; 30; 31; 34; 35–36, 50; 54; 71–72; 73–76; 84, 86 Rosenthaler Platz, U-Bahnhof Rosa-Luxemburg-Platz, U-Bahnhof; 2–3 Rosa-Luxemburg-Straße 2/4; 14; 15; 39/41 Rosenthaler Straße 13; 31; 36; 37; 38; 39, 51; 72A Rückerstraße 4 Sophienstraße 2; 3; 5; 8; 9; 11; 18–18A; 22–22A; 28–29 Steinstraße 19; 21 Torstraße 138; 146; 164; 222 Tucholskystr. 6/14; 9; 22; 24; 31/33; 40 Weinmeisterstraße, U-Bahnhof; 15; 16–17 Weydingerstraße 18; 20/22 Ziegelstraße 5–9; 10–11; 12 Gartendenkmale siehe: Große Hamburger Straße (zwischen 25 und 26) Alter jüdischer Friedhof; 29–30 Kleine Rosenthaler Straße 3 Koppenplatz 11 Münzstraße 21/23 | 09035306 – Torstraße 174, Mietshaus, um 1855 |                                     |
| 09011331 | Spandauer Vorstadt begrenzt im Norden durch die Torstraße 6/230 und Weydingerstraße 20/22 im Süden durch S-Bahn, Spree, Dircksenstraße 32–51 und Neue Promenade / Am Zwirngraben im Osten durch die Karl-Liebknecht-Straße 15/33 und im Westen durch die Friedrichstraße 105–118 (Lage) | Spandauer Vorstadt Gesamtanlagen siehe: Gipsstraße 23A Große Hamburger Straße 5–11, 29–31 Linienstraße 16–21... Rosa-Luxemburg-Straße 30 Rosenthaler Straße 40–41 Spandauer Vorstadt Tucholskystraße 2 Baudenkmale siehe: Almstadtstraße 11, 16, 18, 43 Alte Schönhauser Straße 46, 48–49 Am Zwirngraben, S-Bahnhof Börse Auguststraße 9; 11–13; 14–16; 19, 21; 23; 24–25; 26B; 36; 53; 56–57; 69; 74; 76; 89; 90 Friedrichstraße 107; 112A Gipsstraße 11 Gormannstraße 12 Große Hamburger Straße 13–14; 15–16; 17; 19A; zwischen 25 und 26, Gedenkstätte; 27; 28; 29–31; Sophienkirche, 37 Hirtenstraße 4 Joachimstraße 6; 10; 11; 11A; 14; 15; 16; 20; 21 Johannisstraße 2 Karl-Liebknecht-Straße 27–29 Kleine Alexanderstraße 1–4 Kleine Präsidentenstraße 3 Kleine Rosenthaler Straße 2–3 Koppenplatz 6; 11; 12; 13 Krausnickstraße 3–3A Linienstraße 49; 62; 101; 110; 128–129, 137; 144; 145; 147; 150; 153; 154A; 155, 158; 159; 162; 206 Max-Beer-Straße 2/4 Monbijoupark, Büste Chamisso Monbijouplatz 12 Monbijoustraße 2; 4, 4A Mulackstraße 22; 23 Münzstraße 8; 14/16; 18; 21/23 Neue Promenade 3; 5 Neue Schönhauser Straße 8; 10; 12; 13; 14; 15; 19; 20 Oranienburger Straße, S-Bahnhof; 1–3; 4; 23; 27; 28; 30; 31; 34; 35–36, 50; 54; 71–72; 73–76; 84, 86 Rosenthaler Platz, U-Bahnhof Rosa-Luxemburg-Platz, U-Bahnhof; 2–3 Rosa-Luxemburg-Straße 2/4; 14; 15; 39/41 Rosenthaler Straße 13; 31; 36; 37; 38; 39, 51; 72A Rückerstraße 4 Sophienstraße 2; 3; 5; 8; 9; 11; 18–18A; 22–22A; 28–29 Steinstraße 19; 21 Torstraße 138; 146; 164; 222 Tucholskystr. 6/14; 9; 22; 24; 31/33; 40 Weinmeisterstraße, U-Bahnhof; 15; 16–17 Weydingerstraße 18; 20/22 Ziegelstraße 5–9; 10–11; 12 Gartendenkmale siehe: Große Hamburger Straße (zwischen 25 und 26) Alter jüdischer Friedhof; 29–30 Kleine Rosenthaler Straße 3 Koppenplatz 11 Münzstraße 21/23 | 09035307 – Torstraße 176, Mietshaus, um 1875 |                                     |
| 09011331 | Spandauer Vorstadt begrenzt im Norden durch die Torstraße 6/230 und Weydingerstraße 20/22 im Süden durch S-Bahn, Spree, Dircksenstraße 32–51 und Neue Promenade / Am Zwirngraben im Osten durch die Karl-Liebknecht-Straße 15/33 und im Westen durch die Friedrichstraße 105–118 (Lage) | Spandauer Vorstadt Gesamtanlagen siehe: Gipsstraße 23A Große Hamburger Straße 5–11, 29–31 Linienstraße 16–21... Rosa-Luxemburg-Straße 30 Rosenthaler Straße 40–41 Spandauer Vorstadt Tucholskystraße 2 Baudenkmale siehe: Almstadtstraße 11, 16, 18, 43 Alte Schönhauser Straße 46, 48–49 Am Zwirngraben, S-Bahnhof Börse Auguststraße 9; 11–13; 14–16; 19, 21; 23; 24–25; 26B; 36; 53; 56–57; 69; 74; 76; 89; 90 Friedrichstraße 107; 112A Gipsstraße 11 Gormannstraße 12 Große Hamburger Straße 13–14; 15–16; 17; 19A; zwischen 25 und 26, Gedenkstätte; 27; 28; 29–31; Sophienkirche, 37 Hirtenstraße 4 Joachimstraße 6; 10; 11; 11A; 14; 15; 16; 20; 21 Johannisstraße 2 Karl-Liebknecht-Straße 27–29 Kleine Alexanderstraße 1–4 Kleine Präsidentenstraße 3 Kleine Rosenthaler Straße 2–3 Koppenplatz 6; 11; 12; 13 Krausnickstraße 3–3A Linienstraße 49; 62; 101; 110; 128–129, 137; 144; 145; 147; 150; 153; 154A; 155, 158; 159; 162; 206 Max-Beer-Straße 2/4 Monbijoupark, Büste Chamisso Monbijouplatz 12 Monbijoustraße 2; 4, 4A Mulackstraße 22; 23 Münzstraße 8; 14/16; 18; 21/23 Neue Promenade 3; 5 Neue Schönhauser Straße 8; 10; 12; 13; 14; 15; 19; 20 Oranienburger Straße, S-Bahnhof; 1–3; 4; 23; 27; 28; 30; 31; 34; 35–36, 50; 54; 71–72; 73–76; 84, 86 Rosenthaler Platz, U-Bahnhof Rosa-Luxemburg-Platz, U-Bahnhof; 2–3 Rosa-Luxemburg-Straße 2/4; 14; 15; 39/41 Rosenthaler Straße 13; 31; 36; 37; 38; 39, 51; 72A Rückerstraße 4 Sophienstraße 2; 3; 5; 8; 9; 11; 18–18A; 22–22A; 28–29 Steinstraße 19; 21 Torstraße 138; 146; 164; 222 Tucholskystr. 6/14; 9; 22; 24; 31/33; 40 Weinmeisterstraße, U-Bahnhof; 15; 16–17 Weydingerstraße 18; 20/22 Ziegelstraße 5–9; 10–11; 12 Gartendenkmale siehe: Große Hamburger Straße (zwischen 25 und 26) Alter jüdischer Friedhof; 29–30 Kleine Rosenthaler Straße 3 Koppenplatz 11 Münzstraße 21/23 | 09035308 – Torstraße 182, Mietshaus, um 1875 |                                     |
| 09011331 | Spandauer Vorstadt begrenzt im Norden durch die Torstraße 6/230 und Weydingerstraße 20/22 im Süden durch S-Bahn, Spree, Dircksenstraße 32–51 und Neue Promenade / Am Zwirngraben im Osten durch die Karl-Liebknecht-Straße 15/33 und im Westen durch die Friedrichstraße 105–118 (Lage) | Spandauer Vorstadt Gesamtanlagen siehe: Gipsstraße 23A Große Hamburger Straße 5–11, 29–31 Linienstraße 16–21... Rosa-Luxemburg-Straße 30 Rosenthaler Straße 40–41 Spandauer Vorstadt Tucholskystraße 2 Baudenkmale siehe: Almstadtstraße 11, 16, 18, 43 Alte Schönhauser Straße 46, 48–49 Am Zwirngraben, S-Bahnhof Börse Auguststraße 9; 11–13; 14–16; 19, 21; 23; 24–25; 26B; 36; 53; 56–57; 69; 74; 76; 89; 90 Friedrichstraße 107; 112A Gipsstraße 11 Gormannstraße 12 Große Hamburger Straße 13–14; 15–16; 17; 19A; zwischen 25 und 26, Gedenkstätte; 27; 28; 29–31; Sophienkirche, 37 Hirtenstraße 4 Joachimstraße 6; 10; 11; 11A; 14; 15; 16; 20; 21 Johannisstraße 2 Karl-Liebknecht-Straße 27–29 Kleine Alexanderstraße 1–4 Kleine Präsidentenstraße 3 Kleine Rosenthaler Straße 2–3 Koppenplatz 6; 11; 12; 13 Krausnickstraße 3–3A Linienstraße 49; 62; 101; 110; 128–129, 137; 144; 145; 147; 150; 153; 154A; 155, 158; 159; 162; 206 Max-Beer-Straße 2/4 Monbijoupark, Büste Chamisso Monbijouplatz 12 Monbijoustraße 2; 4, 4A Mulackstraße 22; 23 Münzstraße 8; 14/16; 18; 21/23 Neue Promenade 3; 5 Neue Schönhauser Straße 8; 10; 12; 13; 14; 15; 19; 20 Oranienburger Straße, S-Bahnhof; 1–3; 4; 23; 27; 28; 30; 31; 34; 35–36, 50; 54; 71–72; 73–76; 84, 86 Rosenthaler Platz, U-Bahnhof Rosa-Luxemburg-Platz, U-Bahnhof; 2–3 Rosa-Luxemburg-Straße 2/4; 14; 15; 39/41 Rosenthaler Straße 13; 31; 36; 37; 38; 39, 51; 72A Rückerstraße 4 Sophienstraße 2; 3; 5; 8; 9; 11; 18–18A; 22–22A; 28–29 Steinstraße 19; 21 Torstraße 138; 146; 164; 222 Tucholskystr. 6/14; 9; 22; 24; 31/33; 40 Weinmeisterstraße, U-Bahnhof; 15; 16–17 Weydingerstraße 18; 20/22 Ziegelstraße 5–9; 10–11; 12 Gartendenkmale siehe: Große Hamburger Straße (zwischen 25 und 26) Alter jüdischer Friedhof; 29–30 Kleine Rosenthaler Straße 3 Koppenplatz 11 Münzstraße 21/23 | 09080118 – Torstraße 218, Mietshaus, 1883 |                                     |
| 09011331 | Spandauer Vorstadt begrenzt im Norden durch die Torstraße 6/230 und Weydingerstraße 20/22 im Süden durch S-Bahn, Spree, Dircksenstraße 32–51 und Neue Promenade / Am Zwirngraben im Osten durch die Karl-Liebknecht-Straße 15/33 und im Westen durch die Friedrichstraße 105–118 (Lage) | Spandauer Vorstadt Gesamtanlagen siehe: Gipsstraße 23A Große Hamburger Straße 5–11, 29–31 Linienstraße 16–21... Rosa-Luxemburg-Straße 30 Rosenthaler Straße 40–41 Spandauer Vorstadt Tucholskystraße 2 Baudenkmale siehe: Almstadtstraße 11, 16, 18, 43 Alte Schönhauser Straße 46, 48–49 Am Zwirngraben, S-Bahnhof Börse Auguststraße 9; 11–13; 14–16; 19, 21; 23; 24–25; 26B; 36; 53; 56–57; 69; 74; 76; 89; 90 Friedrichstraße 107; 112A Gipsstraße 11 Gormannstraße 12 Große Hamburger Straße 13–14; 15–16; 17; 19A; zwischen 25 und 26, Gedenkstätte; 27; 28; 29–31; Sophienkirche, 37 Hirtenstraße 4 Joachimstraße 6; 10; 11; 11A; 14; 15; 16; 20; 21 Johannisstraße 2 Karl-Liebknecht-Straße 27–29 Kleine Alexanderstraße 1–4 Kleine Präsidentenstraße 3 Kleine Rosenthaler Straße 2–3 Koppenplatz 6; 11; 12; 13 Krausnickstraße 3–3A Linienstraße 49; 62; 101; 110; 128–129, 137; 144; 145; 147; 150; 153; 154A; 155, 158; 159; 162; 206 Max-Beer-Straße 2/4 Monbijoupark, Büste Chamisso Monbijouplatz 12 Monbijoustraße 2; 4, 4A Mulackstraße 22; 23 Münzstraße 8; 14/16; 18; 21/23 Neue Promenade 3; 5 Neue Schönhauser Straße 8; 10; 12; 13; 14; 15; 19; 20 Oranienburger Straße, S-Bahnhof; 1–3; 4; 23; 27; 28; 30; 31; 34; 35–36, 50; 54; 71–72; 73–76; 84, 86 Rosenthaler Platz, U-Bahnhof Rosa-Luxemburg-Platz, U-Bahnhof; 2–3 Rosa-Luxemburg-Straße 2/4; 14; 15; 39/41 Rosenthaler Straße 13; 31; 36; 37; 38; 39, 51; 72A Rückerstraße 4 Sophienstraße 2; 3; 5; 8; 9; 11; 18–18A; 22–22A; 28–29 Steinstraße 19; 21 Torstraße 138; 146; 164; 222 Tucholskystr. 6/14; 9; 22; 24; 31/33; 40 Weinmeisterstraße, U-Bahnhof; 15; 16–17 Weydingerstraße 18; 20/22 Ziegelstraße 5–9; 10–11; 12 Gartendenkmale siehe: Große Hamburger Straße (zwischen 25 und 26) Alter jüdischer Friedhof; 29–30 Kleine Rosenthaler Straße 3 Koppenplatz 11 Münzstraße 21/23 | 09080119 – Torstraße 220, Mietshaus, um 1890 |                                     |
| 09011331 | Spandauer Vorstadt begrenzt im Norden durch die Torstraße 6/230 und Weydingerstraße 20/22 im Süden durch S-Bahn, Spree, Dircksenstraße 32–51 und Neue Promenade / Am Zwirngraben im Osten durch die Karl-Liebknecht-Straße 15/33 und im Westen durch die Friedrichstraße 105–118 (Lage) | Spandauer Vorstadt Gesamtanlagen siehe: Gipsstraße 23A Große Hamburger Straße 5–11, 29–31 Linienstraße 16–21... Rosa-Luxemburg-Straße 30 Rosenthaler Straße 40–41 Spandauer Vorstadt Tucholskystraße 2 Baudenkmale siehe: Almstadtstraße 11, 16, 18, 43 Alte Schönhauser Straße 46, 48–49 Am Zwirngraben, S-Bahnhof Börse Auguststraße 9; 11–13; 14–16; 19, 21; 23; 24–25; 26B; 36; 53; 56–57; 69; 74; 76; 89; 90 Friedrichstraße 107; 112A Gipsstraße 11 Gormannstraße 12 Große Hamburger Straße 13–14; 15–16; 17; 19A; zwischen 25 und 26, Gedenkstätte; 27; 28; 29–31; Sophienkirche, 37 Hirtenstraße 4 Joachimstraße 6; 10; 11; 11A; 14; 15; 16; 20; 21 Johannisstraße 2 Karl-Liebknecht-Straße 27–29 Kleine Alexanderstraße 1–4 Kleine Präsidentenstraße 3 Kleine Rosenthaler Straße 2–3 Koppenplatz 6; 11; 12; 13 Krausnickstraße 3–3A Linienstraße 49; 62; 101; 110; 128–129, 137; 144; 145; 147; 150; 153; 154A; 155, 158; 159; 162; 206 Max-Beer-Straße 2/4 Monbijoupark, Büste Chamisso Monbijouplatz 12 Monbijoustraße 2; 4, 4A Mulackstraße 22; 23 Münzstraße 8; 14/16; 18; 21/23 Neue Promenade 3; 5 Neue Schönhauser Straße 8; 10; 12; 13; 14; 15; 19; 20 Oranienburger Straße, S-Bahnhof; 1–3; 4; 23; 27; 28; 30; 31; 34; 35–36, 50; 54; 71–72; 73–76; 84, 86 Rosenthaler Platz, U-Bahnhof Rosa-Luxemburg-Platz, U-Bahnhof; 2–3 Rosa-Luxemburg-Straße 2/4; 14; 15; 39/41 Rosenthaler Straße 13; 31; 36; 37; 38; 39, 51; 72A Rückerstraße 4 Sophienstraße 2; 3; 5; 8; 9; 11; 18–18A; 22–22A; 28–29 Steinstraße 19; 21 Torstraße 138; 146; 164; 222 Tucholskystr. 6/14; 9; 22; 24; 31/33; 40 Weinmeisterstraße, U-Bahnhof; 15; 16–17 Weydingerstraße 18; 20/22 Ziegelstraße 5–9; 10–11; 12 Gartendenkmale siehe: Große Hamburger Straße (zwischen 25 und 26) Alter jüdischer Friedhof; 29–30 Kleine Rosenthaler Straße 3 Koppenplatz 11 Münzstraße 21/23 | 09080121 – Torstraße 224, Mietshaus, 1892 |                                     |
| 09011331 | Spandauer Vorstadt begrenzt im Norden durch die Torstraße 6/230 und Weydingerstraße 20/22 im Süden durch S-Bahn, Spree, Dircksenstraße 32–51 und Neue Promenade / Am Zwirngraben im Osten durch die Karl-Liebknecht-Straße 15/33 und im Westen durch die Friedrichstraße 105–118 (Lage) | Spandauer Vorstadt Gesamtanlagen siehe: Gipsstraße 23A Große Hamburger Straße 5–11, 29–31 Linienstraße 16–21... Rosa-Luxemburg-Straße 30 Rosenthaler Straße 40–41 Spandauer Vorstadt Tucholskystraße 2 Baudenkmale siehe: Almstadtstraße 11, 16, 18, 43 Alte Schönhauser Straße 46, 48–49 Am Zwirngraben, S-Bahnhof Börse Auguststraße 9; 11–13; 14–16; 19, 21; 23; 24–25; 26B; 36; 53; 56–57; 69; 74; 76; 89; 90 Friedrichstraße 107; 112A Gipsstraße 11 Gormannstraße 12 Große Hamburger Straße 13–14; 15–16; 17; 19A; zwischen 25 und 26, Gedenkstätte; 27; 28; 29–31; Sophienkirche, 37 Hirtenstraße 4 Joachimstraße 6; 10; 11; 11A; 14; 15; 16; 20; 21 Johannisstraße 2 Karl-Liebknecht-Straße 27–29 Kleine Alexanderstraße 1–4 Kleine Präsidentenstraße 3 Kleine Rosenthaler Straße 2–3 Koppenplatz 6; 11; 12; 13 Krausnickstraße 3–3A Linienstraße 49; 62; 101; 110; 128–129, 137; 144; 145; 147; 150; 153; 154A; 155, 158; 159; 162; 206 Max-Beer-Straße 2/4 Monbijoupark, Büste Chamisso Monbijouplatz 12 Monbijoustraße 2; 4, 4A Mulackstraße 22; 23 Münzstraße 8; 14/16; 18; 21/23 Neue Promenade 3; 5 Neue Schönhauser Straße 8; 10; 12; 13; 14; 15; 19; 20 Oranienburger Straße, S-Bahnhof; 1–3; 4; 23; 27; 28; 30; 31; 34; 35–36, 50; 54; 71–72; 73–76; 84, 86 Rosenthaler Platz, U-Bahnhof Rosa-Luxemburg-Platz, U-Bahnhof; 2–3 Rosa-Luxemburg-Straße 2/4; 14; 15; 39/41 Rosenthaler Straße 13; 31; 36; 37; 38; 39, 51; 72A Rückerstraße 4 Sophienstraße 2; 3; 5; 8; 9; 11; 18–18A; 22–22A; 28–29 Steinstraße 19; 21 Torstraße 138; 146; 164; 222 Tucholskystr. 6/14; 9; 22; 24; 31/33; 40 Weinmeisterstraße, U-Bahnhof; 15; 16–17 Weydingerstraße 18; 20/22 Ziegelstraße 5–9; 10–11; 12 Gartendenkmale siehe: Große Hamburger Straße (zwischen 25 und 26) Alter jüdischer Friedhof; 29–30 Kleine Rosenthaler Straße 3 Koppenplatz 11 Münzstraße 21/23 | 09080122 – Torstraße 230, Mietshaus, 1890 |                                     |
| 09011331 | Spandauer Vorstadt begrenzt im Norden durch die Torstraße 6/230 und Weydingerstraße 20/22 im Süden durch S-Bahn, Spree, Dircksenstraße 32–51 und Neue Promenade / Am Zwirngraben im Osten durch die Karl-Liebknecht-Straße 15/33 und im Westen durch die Friedrichstraße 105–118 (Lage) | Spandauer Vorstadt Gesamtanlagen siehe: Gipsstraße 23A Große Hamburger Straße 5–11, 29–31 Linienstraße 16–21... Rosa-Luxemburg-Straße 30 Rosenthaler Straße 40–41 Spandauer Vorstadt Tucholskystraße 2 Baudenkmale siehe: Almstadtstraße 11, 16, 18, 43 Alte Schönhauser Straße 46, 48–49 Am Zwirngraben, S-Bahnhof Börse Auguststraße 9; 11–13; 14–16; 19, 21; 23; 24–25; 26B; 36; 53; 56–57; 69; 74; 76; 89; 90 Friedrichstraße 107; 112A Gipsstraße 11 Gormannstraße 12 Große Hamburger Straße 13–14; 15–16; 17; 19A; zwischen 25 und 26, Gedenkstätte; 27; 28; 29–31; Sophienkirche, 37 Hirtenstraße 4 Joachimstraße 6; 10; 11; 11A; 14; 15; 16; 20; 21 Johannisstraße 2 Karl-Liebknecht-Straße 27–29 Kleine Alexanderstraße 1–4 Kleine Präsidentenstraße 3 Kleine Rosenthaler Straße 2–3 Koppenplatz 6; 11; 12; 13 Krausnickstraße 3–3A Linienstraße 49; 62; 101; 110; 128–129, 137; 144; 145; 147; 150; 153; 154A; 155, 158; 159; 162; 206 Max-Beer-Straße 2/4 Monbijoupark, Büste Chamisso Monbijouplatz 12 Monbijoustraße 2; 4, 4A Mulackstraße 22; 23 Münzstraße 8; 14/16; 18; 21/23 Neue Promenade 3; 5 Neue Schönhauser Straße 8; 10; 12; 13; 14; 15; 19; 20 Oranienburger Straße, S-Bahnhof; 1–3; 4; 23; 27; 28; 30; 31; 34; 35–36, 50; 54; 71–72; 73–76; 84, 86 Rosenthaler Platz, U-Bahnhof Rosa-Luxemburg-Platz, U-Bahnhof; 2–3 Rosa-Luxemburg-Straße 2/4; 14; 15; 39/41 Rosenthaler Straße 13; 31; 36; 37; 38; 39, 51; 72A Rückerstraße 4 Sophienstraße 2; 3; 5; 8; 9; 11; 18–18A; 22–22A; 28–29 Steinstraße 19; 21 Torstraße 138; 146; 164; 222 Tucholskystr. 6/14; 9; 22; 24; 31/33; 40 Weinmeisterstraße, U-Bahnhof; 15; 16–17 Weydingerstraße 18; 20/22 Ziegelstraße 5–9; 10–11; 12 Gartendenkmale siehe: Große Hamburger Straße (zwischen 25 und 26) Alter jüdischer Friedhof; 29–30 Kleine Rosenthaler Straße 3 Koppenplatz 11 Münzstraße 21/23 | 09035282 – Tucholskystraße 7, Gemeindehaus, ehem. Stiftung Johanneum, um 1900 |                                     |
| 09011331 | Spandauer Vorstadt begrenzt im Norden durch die Torstraße 6/230 und Weydingerstraße 20/22 im Süden durch S-Bahn, Spree, Dircksenstraße 32–51 und Neue Promenade / Am Zwirngraben im Osten durch die Karl-Liebknecht-Straße 15/33 und im Westen durch die Friedrichstraße 105–118 (Lage) | Spandauer Vorstadt Gesamtanlagen siehe: Gipsstraße 23A Große Hamburger Straße 5–11, 29–31 Linienstraße 16–21... Rosa-Luxemburg-Straße 30 Rosenthaler Straße 40–41 Spandauer Vorstadt Tucholskystraße 2 Baudenkmale siehe: Almstadtstraße 11, 16, 18, 43 Alte Schönhauser Straße 46, 48–49 Am Zwirngraben, S-Bahnhof Börse Auguststraße 9; 11–13; 14–16; 19, 21; 23; 24–25; 26B; 36; 53; 56–57; 69; 74; 76; 89; 90 Friedrichstraße 107; 112A Gipsstraße 11 Gormannstraße 12 Große Hamburger Straße 13–14; 15–16; 17; 19A; zwischen 25 und 26, Gedenkstätte; 27; 28; 29–31; Sophienkirche, 37 Hirtenstraße 4 Joachimstraße 6; 10; 11; 11A; 14; 15; 16; 20; 21 Johannisstraße 2 Karl-Liebknecht-Straße 27–29 Kleine Alexanderstraße 1–4 Kleine Präsidentenstraße 3 Kleine Rosenthaler Straße 2–3 Koppenplatz 6; 11; 12; 13 Krausnickstraße 3–3A Linienstraße 49; 62; 101; 110; 128–129, 137; 144; 145; 147; 150; 153; 154A; 155, 158; 159; 162; 206 Max-Beer-Straße 2/4 Monbijoupark, Büste Chamisso Monbijouplatz 12 Monbijoustraße 2; 4, 4A Mulackstraße 22; 23 Münzstraße 8; 14/16; 18; 21/23 Neue Promenade 3; 5 Neue Schönhauser Straße 8; 10; 12; 13; 14; 15; 19; 20 Oranienburger Straße, S-Bahnhof; 1–3; 4; 23; 27; 28; 30; 31; 34; 35–36, 50; 54; 71–72; 73–76; 84, 86 Rosenthaler Platz, U-Bahnhof Rosa-Luxemburg-Platz, U-Bahnhof; 2–3 Rosa-Luxemburg-Straße 2/4; 14; 15; 39/41 Rosenthaler Straße 13; 31; 36; 37; 38; 39, 51; 72A Rückerstraße 4 Sophienstraße 2; 3; 5; 8; 9; 11; 18–18A; 22–22A; 28–29 Steinstraße 19; 21 Torstraße 138; 146; 164; 222 Tucholskystr. 6/14; 9; 22; 24; 31/33; 40 Weinmeisterstraße, U-Bahnhof; 15; 16–17 Weydingerstraße 18; 20/22 Ziegelstraße 5–9; 10–11; 12 Gartendenkmale siehe: Große Hamburger Straße (zwischen 25 und 26) Alter jüdischer Friedhof; 29–30 Kleine Rosenthaler Straße 3 Koppenplatz 11 Münzstraße 21/23 | 09035275 – Tucholskystraße 15, Mietshaus, um 1880 |                                     |
| 09011331 | Spandauer Vorstadt begrenzt im Norden durch die Torstraße 6/230 und Weydingerstraße 20/22 im Süden durch S-Bahn, Spree, Dircksenstraße 32–51 und Neue Promenade / Am Zwirngraben im Osten durch die Karl-Liebknecht-Straße 15/33 und im Westen durch die Friedrichstraße 105–118 (Lage) | Spandauer Vorstadt Gesamtanlagen siehe: Gipsstraße 23A Große Hamburger Straße 5–11, 29–31 Linienstraße 16–21... Rosa-Luxemburg-Straße 30 Rosenthaler Straße 40–41 Spandauer Vorstadt Tucholskystraße 2 Baudenkmale siehe: Almstadtstraße 11, 16, 18, 43 Alte Schönhauser Straße 46, 48–49 Am Zwirngraben, S-Bahnhof Börse Auguststraße 9; 11–13; 14–16; 19, 21; 23; 24–25; 26B; 36; 53; 56–57; 69; 74; 76; 89; 90 Friedrichstraße 107; 112A Gipsstraße 11 Gormannstraße 12 Große Hamburger Straße 13–14; 15–16; 17; 19A; zwischen 25 und 26, Gedenkstätte; 27; 28; 29–31; Sophienkirche, 37 Hirtenstraße 4 Joachimstraße 6; 10; 11; 11A; 14; 15; 16; 20; 21 Johannisstraße 2 Karl-Liebknecht-Straße 27–29 Kleine Alexanderstraße 1–4 Kleine Präsidentenstraße 3 Kleine Rosenthaler Straße 2–3 Koppenplatz 6; 11; 12; 13 Krausnickstraße 3–3A Linienstraße 49; 62; 101; 110; 128–129, 137; 144; 145; 147; 150; 153; 154A; 155, 158; 159; 162; 206 Max-Beer-Straße 2/4 Monbijoupark, Büste Chamisso Monbijouplatz 12 Monbijoustraße 2; 4, 4A Mulackstraße 22; 23 Münzstraße 8; 14/16; 18; 21/23 Neue Promenade 3; 5 Neue Schönhauser Straße 8; 10; 12; 13; 14; 15; 19; 20 Oranienburger Straße, S-Bahnhof; 1–3; 4; 23; 27; 28; 30; 31; 34; 35–36, 50; 54; 71–72; 73–76; 84, 86 Rosenthaler Platz, U-Bahnhof Rosa-Luxemburg-Platz, U-Bahnhof; 2–3 Rosa-Luxemburg-Straße 2/4; 14; 15; 39/41 Rosenthaler Straße 13; 31; 36; 37; 38; 39, 51; 72A Rückerstraße 4 Sophienstraße 2; 3; 5; 8; 9; 11; 18–18A; 22–22A; 28–29 Steinstraße 19; 21 Torstraße 138; 146; 164; 222 Tucholskystr. 6/14; 9; 22; 24; 31/33; 40 Weinmeisterstraße, U-Bahnhof; 15; 16–17 Weydingerstraße 18; 20/22 Ziegelstraße 5–9; 10–11; 12 Gartendenkmale siehe: Große Hamburger Straße (zwischen 25 und 26) Alter jüdischer Friedhof; 29–30 Kleine Rosenthaler Straße 3 Koppenplatz 11 Münzstraße 21/23 | 09035061 – Tucholskystraße 26, Mietshaus, 1857 |                                     |
| 09011331 | Spandauer Vorstadt begrenzt im Norden durch die Torstraße 6/230 und Weydingerstraße 20/22 im Süden durch S-Bahn, Spree, Dircksenstraße 32–51 und Neue Promenade / Am Zwirngraben im Osten durch die Karl-Liebknecht-Straße 15/33 und im Westen durch die Friedrichstraße 105–118 (Lage) | Spandauer Vorstadt Gesamtanlagen siehe: Gipsstraße 23A Große Hamburger Straße 5–11, 29–31 Linienstraße 16–21... Rosa-Luxemburg-Straße 30 Rosenthaler Straße 40–41 Spandauer Vorstadt Tucholskystraße 2 Baudenkmale siehe: Almstadtstraße 11, 16, 18, 43 Alte Schönhauser Straße 46, 48–49 Am Zwirngraben, S-Bahnhof Börse Auguststraße 9; 11–13; 14–16; 19, 21; 23; 24–25; 26B; 36; 53; 56–57; 69; 74; 76; 89; 90 Friedrichstraße 107; 112A Gipsstraße 11 Gormannstraße 12 Große Hamburger Straße 13–14; 15–16; 17; 19A; zwischen 25 und 26, Gedenkstätte; 27; 28; 29–31; Sophienkirche, 37 Hirtenstraße 4 Joachimstraße 6; 10; 11; 11A; 14; 15; 16; 20; 21 Johannisstraße 2 Karl-Liebknecht-Straße 27–29 Kleine Alexanderstraße 1–4 Kleine Präsidentenstraße 3 Kleine Rosenthaler Straße 2–3 Koppenplatz 6; 11; 12; 13 Krausnickstraße 3–3A Linienstraße 49; 62; 101; 110; 128–129, 137; 144; 145; 147; 150; 153; 154A; 155, 158; 159; 162; 206 Max-Beer-Straße 2/4 Monbijoupark, Büste Chamisso Monbijouplatz 12 Monbijoustraße 2; 4, 4A Mulackstraße 22; 23 Münzstraße 8; 14/16; 18; 21/23 Neue Promenade 3; 5 Neue Schönhauser Straße 8; 10; 12; 13; 14; 15; 19; 20 Oranienburger Straße, S-Bahnhof; 1–3; 4; 23; 27; 28; 30; 31; 34; 35–36, 50; 54; 71–72; 73–76; 84, 86 Rosenthaler Platz, U-Bahnhof Rosa-Luxemburg-Platz, U-Bahnhof; 2–3 Rosa-Luxemburg-Straße 2/4; 14; 15; 39/41 Rosenthaler Straße 13; 31; 36; 37; 38; 39, 51; 72A Rückerstraße 4 Sophienstraße 2; 3; 5; 8; 9; 11; 18–18A; 22–22A; 28–29 Steinstraße 19; 21 Torstraße 138; 146; 164; 222 Tucholskystr. 6/14; 9; 22; 24; 31/33; 40 Weinmeisterstraße, U-Bahnhof; 15; 16–17 Weydingerstraße 18; 20/22 Ziegelstraße 5–9; 10–11; 12 Gartendenkmale siehe: Große Hamburger Straße (zwischen 25 und 26) Alter jüdischer Friedhof; 29–30 Kleine Rosenthaler Straße 3 Koppenplatz 11 Münzstraße 21/23 | 09035062 – Tucholskystraße 28, Mietshaus, 1844 |                                     |
| 09011331 | Spandauer Vorstadt begrenzt im Norden durch die Torstraße 6/230 und Weydingerstraße 20/22 im Süden durch S-Bahn, Spree, Dircksenstraße 32–51 und Neue Promenade / Am Zwirngraben im Osten durch die Karl-Liebknecht-Straße 15/33 und im Westen durch die Friedrichstraße 105–118 (Lage) | Spandauer Vorstadt Gesamtanlagen siehe: Gipsstraße 23A Große Hamburger Straße 5–11, 29–31 Linienstraße 16–21... Rosa-Luxemburg-Straße 30 Rosenthaler Straße 40–41 Spandauer Vorstadt Tucholskystraße 2 Baudenkmale siehe: Almstadtstraße 11, 16, 18, 43 Alte Schönhauser Straße 46, 48–49 Am Zwirngraben, S-Bahnhof Börse Auguststraße 9; 11–13; 14–16; 19, 21; 23; 24–25; 26B; 36; 53; 56–57; 69; 74; 76; 89; 90 Friedrichstraße 107; 112A Gipsstraße 11 Gormannstraße 12 Große Hamburger Straße 13–14; 15–16; 17; 19A; zwischen 25 und 26, Gedenkstätte; 27; 28; 29–31; Sophienkirche, 37 Hirtenstraße 4 Joachimstraße 6; 10; 11; 11A; 14; 15; 16; 20; 21 Johannisstraße 2 Karl-Liebknecht-Straße 27–29 Kleine Alexanderstraße 1–4 Kleine Präsidentenstraße 3 Kleine Rosenthaler Straße 2–3 Koppenplatz 6; 11; 12; 13 Krausnickstraße 3–3A Linienstraße 49; 62; 101; 110; 128–129, 137; 144; 145; 147; 150; 153; 154A; 155, 158; 159; 162; 206 Max-Beer-Straße 2/4 Monbijoupark, Büste Chamisso Monbijouplatz 12 Monbijoustraße 2; 4, 4A Mulackstraße 22; 23 Münzstraße 8; 14/16; 18; 21/23 Neue Promenade 3; 5 Neue Schönhauser Straße 8; 10; 12; 13; 14; 15; 19; 20 Oranienburger Straße, S-Bahnhof; 1–3; 4; 23; 27; 28; 30; 31; 34; 35–36, 50; 54; 71–72; 73–76; 84, 86 Rosenthaler Platz, U-Bahnhof Rosa-Luxemburg-Platz, U-Bahnhof; 2–3 Rosa-Luxemburg-Straße 2/4; 14; 15; 39/41 Rosenthaler Straße 13; 31; 36; 37; 38; 39, 51; 72A Rückerstraße 4 Sophienstraße 2; 3; 5; 8; 9; 11; 18–18A; 22–22A; 28–29 Steinstraße 19; 21 Torstraße 138; 146; 164; 222 Tucholskystr. 6/14; 9; 22; 24; 31/33; 40 Weinmeisterstraße, U-Bahnhof; 15; 16–17 Weydingerstraße 18; 20/22 Ziegelstraße 5–9; 10–11; 12 Gartendenkmale siehe: Große Hamburger Straße (zwischen 25 und 26) Alter jüdischer Friedhof; 29–30 Kleine Rosenthaler Straße 3 Koppenplatz 11 Münzstraße 21/23 | 09035063 – Tucholskystraße 30, Mietshaus, 1844 |                                     |
| 09011331 | Spandauer Vorstadt begrenzt im Norden durch die Torstraße 6/230 und Weydingerstraße 20/22 im Süden durch S-Bahn, Spree, Dircksenstraße 32–51 und Neue Promenade / Am Zwirngraben im Osten durch die Karl-Liebknecht-Straße 15/33 und im Westen durch die Friedrichstraße 105–118 (Lage) | Spandauer Vorstadt Gesamtanlagen siehe: Gipsstraße 23A Große Hamburger Straße 5–11, 29–31 Linienstraße 16–21... Rosa-Luxemburg-Straße 30 Rosenthaler Straße 40–41 Spandauer Vorstadt Tucholskystraße 2 Baudenkmale siehe: Almstadtstraße 11, 16, 18, 43 Alte Schönhauser Straße 46, 48–49 Am Zwirngraben, S-Bahnhof Börse Auguststraße 9; 11–13; 14–16; 19, 21; 23; 24–25; 26B; 36; 53; 56–57; 69; 74; 76; 89; 90 Friedrichstraße 107; 112A Gipsstraße 11 Gormannstraße 12 Große Hamburger Straße 13–14; 15–16; 17; 19A; zwischen 25 und 26, Gedenkstätte; 27; 28; 29–31; Sophienkirche, 37 Hirtenstraße 4 Joachimstraße 6; 10; 11; 11A; 14; 15; 16; 20; 21 Johannisstraße 2 Karl-Liebknecht-Straße 27–29 Kleine Alexanderstraße 1–4 Kleine Präsidentenstraße 3 Kleine Rosenthaler Straße 2–3 Koppenplatz 6; 11; 12; 13 Krausnickstraße 3–3A Linienstraße 49; 62; 101; 110; 128–129, 137; 144; 145; 147; 150; 153; 154A; 155, 158; 159; 162; 206 Max-Beer-Straße 2/4 Monbijoupark, Büste Chamisso Monbijouplatz 12 Monbijoustraße 2; 4, 4A Mulackstraße 22; 23 Münzstraße 8; 14/16; 18; 21/23 Neue Promenade 3; 5 Neue Schönhauser Straße 8; 10; 12; 13; 14; 15; 19; 20 Oranienburger Straße, S-Bahnhof; 1–3; 4; 23; 27; 28; 30; 31; 34; 35–36, 50; 54; 71–72; 73–76; 84, 86 Rosenthaler Platz, U-Bahnhof Rosa-Luxemburg-Platz, U-Bahnhof; 2–3 Rosa-Luxemburg-Straße 2/4; 14; 15; 39/41 Rosenthaler Straße 13; 31; 36; 37; 38; 39, 51; 72A Rückerstraße 4 Sophienstraße 2; 3; 5; 8; 9; 11; 18–18A; 22–22A; 28–29 Steinstraße 19; 21 Torstraße 138; 146; 164; 222 Tucholskystr. 6/14; 9; 22; 24; 31/33; 40 Weinmeisterstraße, U-Bahnhof; 15; 16–17 Weydingerstraße 18; 20/22 Ziegelstraße 5–9; 10–11; 12 Gartendenkmale siehe: Große Hamburger Straße (zwischen 25 und 26) Alter jüdischer Friedhof; 29–30 Kleine Rosenthaler Straße 3 Koppenplatz 11 Münzstraße 21/23 | 09035064 – Tucholskystraße 32, Mietshaus, 1844 |                                     |
| 09011331 | Spandauer Vorstadt begrenzt im Norden durch die Torstraße 6/230 und Weydingerstraße 20/22 im Süden durch S-Bahn, Spree, Dircksenstraße 32–51 und Neue Promenade / Am Zwirngraben im Osten durch die Karl-Liebknecht-Straße 15/33 und im Westen durch die Friedrichstraße 105–118 (Lage) | Spandauer Vorstadt Gesamtanlagen siehe: Gipsstraße 23A Große Hamburger Straße 5–11, 29–31 Linienstraße 16–21... Rosa-Luxemburg-Straße 30 Rosenthaler Straße 40–41 Spandauer Vorstadt Tucholskystraße 2 Baudenkmale siehe: Almstadtstraße 11, 16, 18, 43 Alte Schönhauser Straße 46, 48–49 Am Zwirngraben, S-Bahnhof Börse Auguststraße 9; 11–13; 14–16; 19, 21; 23; 24–25; 26B; 36; 53; 56–57; 69; 74; 76; 89; 90 Friedrichstraße 107; 112A Gipsstraße 11 Gormannstraße 12 Große Hamburger Straße 13–14; 15–16; 17; 19A; zwischen 25 und 26, Gedenkstätte; 27; 28; 29–31; Sophienkirche, 37 Hirtenstraße 4 Joachimstraße 6; 10; 11; 11A; 14; 15; 16; 20; 21 Johannisstraße 2 Karl-Liebknecht-Straße 27–29 Kleine Alexanderstraße 1–4 Kleine Präsidentenstraße 3 Kleine Rosenthaler Straße 2–3 Koppenplatz 6; 11; 12; 13 Krausnickstraße 3–3A Linienstraße 49; 62; 101; 110; 128–129, 137; 144; 145; 147; 150; 153; 154A; 155, 158; 159; 162; 206 Max-Beer-Straße 2/4 Monbijoupark, Büste Chamisso Monbijouplatz 12 Monbijoustraße 2; 4, 4A Mulackstraße 22; 23 Münzstraße 8; 14/16; 18; 21/23 Neue Promenade 3; 5 Neue Schönhauser Straße 8; 10; 12; 13; 14; 15; 19; 20 Oranienburger Straße, S-Bahnhof; 1–3; 4; 23; 27; 28; 30; 31; 34; 35–36, 50; 54; 71–72; 73–76; 84, 86 Rosenthaler Platz, U-Bahnhof Rosa-Luxemburg-Platz, U-Bahnhof; 2–3 Rosa-Luxemburg-Straße 2/4; 14; 15; 39/41 Rosenthaler Straße 13; 31; 36; 37; 38; 39, 51; 72A Rückerstraße 4 Sophienstraße 2; 3; 5; 8; 9; 11; 18–18A; 22–22A; 28–29 Steinstraße 19; 21 Torstraße 138; 146; 164; 222 Tucholskystr. 6/14; 9; 22; 24; 31/33; 40 Weinmeisterstraße, U-Bahnhof; 15; 16–17 Weydingerstraße 18; 20/22 Ziegelstraße 5–9; 10–11; 12 Gartendenkmale siehe: Große Hamburger Straße (zwischen 25 und 26) Alter jüdischer Friedhof; 29–30 Kleine Rosenthaler Straße 3 Koppenplatz 11 Münzstraße 21/23 | 09035091 – Tucholskystraße 35 / Auguststraße 77–78, Mietshaus, 1882 |                                     |
| 09011331 | Spandauer Vorstadt begrenzt im Norden durch die Torstraße 6/230 und Weydingerstraße 20/22 im Süden durch S-Bahn, Spree, Dircksenstraße 32–51 und Neue Promenade / Am Zwirngraben im Osten durch die Karl-Liebknecht-Straße 15/33 und im Westen durch die Friedrichstraße 105–118 (Lage) | Spandauer Vorstadt Gesamtanlagen siehe: Gipsstraße 23A Große Hamburger Straße 5–11, 29–31 Linienstraße 16–21... Rosa-Luxemburg-Straße 30 Rosenthaler Straße 40–41 Spandauer Vorstadt Tucholskystraße 2 Baudenkmale siehe: Almstadtstraße 11, 16, 18, 43 Alte Schönhauser Straße 46, 48–49 Am Zwirngraben, S-Bahnhof Börse Auguststraße 9; 11–13; 14–16; 19, 21; 23; 24–25; 26B; 36; 53; 56–57; 69; 74; 76; 89; 90 Friedrichstraße 107; 112A Gipsstraße 11 Gormannstraße 12 Große Hamburger Straße 13–14; 15–16; 17; 19A; zwischen 25 und 26, Gedenkstätte; 27; 28; 29–31; Sophienkirche, 37 Hirtenstraße 4 Joachimstraße 6; 10; 11; 11A; 14; 15; 16; 20; 21 Johannisstraße 2 Karl-Liebknecht-Straße 27–29 Kleine Alexanderstraße 1–4 Kleine Präsidentenstraße 3 Kleine Rosenthaler Straße 2–3 Koppenplatz 6; 11; 12; 13 Krausnickstraße 3–3A Linienstraße 49; 62; 101; 110; 128–129, 137; 144; 145; 147; 150; 153; 154A; 155, 158; 159; 162; 206 Max-Beer-Straße 2/4 Monbijoupark, Büste Chamisso Monbijouplatz 12 Monbijoustraße 2; 4, 4A Mulackstraße 22; 23 Münzstraße 8; 14/16; 18; 21/23 Neue Promenade 3; 5 Neue Schönhauser Straße 8; 10; 12; 13; 14; 15; 19; 20 Oranienburger Straße, S-Bahnhof; 1–3; 4; 23; 27; 28; 30; 31; 34; 35–36, 50; 54; 71–72; 73–76; 84, 86 Rosenthaler Platz, U-Bahnhof Rosa-Luxemburg-Platz, U-Bahnhof; 2–3 Rosa-Luxemburg-Straße 2/4; 14; 15; 39/41 Rosenthaler Straße 13; 31; 36; 37; 38; 39, 51; 72A Rückerstraße 4 Sophienstraße 2; 3; 5; 8; 9; 11; 18–18A; 22–22A; 28–29 Steinstraße 19; 21 Torstraße 138; 146; 164; 222 Tucholskystr. 6/14; 9; 22; 24; 31/33; 40 Weinmeisterstraße, U-Bahnhof; 15; 16–17 Weydingerstraße 18; 20/22 Ziegelstraße 5–9; 10–11; 12 Gartendenkmale siehe: Große Hamburger Straße (zwischen 25 und 26) Alter jüdischer Friedhof; 29–30 Kleine Rosenthaler Straße 3 Koppenplatz 11 Münzstraße 21/23 | 09035092 – Tucholskystraße 37, Mietshaus, 1883 |                                     |
| 09011331 | Spandauer Vorstadt begrenzt im Norden durch die Torstraße 6/230 und Weydingerstraße 20/22 im Süden durch S-Bahn, Spree, Dircksenstraße 32–51 und Neue Promenade / Am Zwirngraben im Osten durch die Karl-Liebknecht-Straße 15/33 und im Westen durch die Friedrichstraße 105–118 (Lage) | Spandauer Vorstadt Gesamtanlagen siehe: Gipsstraße 23A Große Hamburger Straße 5–11, 29–31 Linienstraße 16–21... Rosa-Luxemburg-Straße 30 Rosenthaler Straße 40–41 Spandauer Vorstadt Tucholskystraße 2 Baudenkmale siehe: Almstadtstraße 11, 16, 18, 43 Alte Schönhauser Straße 46, 48–49 Am Zwirngraben, S-Bahnhof Börse Auguststraße 9; 11–13; 14–16; 19, 21; 23; 24–25; 26B; 36; 53; 56–57; 69; 74; 76; 89; 90 Friedrichstraße 107; 112A Gipsstraße 11 Gormannstraße 12 Große Hamburger Straße 13–14; 15–16; 17; 19A; zwischen 25 und 26, Gedenkstätte; 27; 28; 29–31; Sophienkirche, 37 Hirtenstraße 4 Joachimstraße 6; 10; 11; 11A; 14; 15; 16; 20; 21 Johannisstraße 2 Karl-Liebknecht-Straße 27–29 Kleine Alexanderstraße 1–4 Kleine Präsidentenstraße 3 Kleine Rosenthaler Straße 2–3 Koppenplatz 6; 11; 12; 13 Krausnickstraße 3–3A Linienstraße 49; 62; 101; 110; 128–129, 137; 144; 145; 147; 150; 153; 154A; 155, 158; 159; 162; 206 Max-Beer-Straße 2/4 Monbijoupark, Büste Chamisso Monbijouplatz 12 Monbijoustraße 2; 4, 4A Mulackstraße 22; 23 Münzstraße 8; 14/16; 18; 21/23 Neue Promenade 3; 5 Neue Schönhauser Straße 8; 10; 12; 13; 14; 15; 19; 20 Oranienburger Straße, S-Bahnhof; 1–3; 4; 23; 27; 28; 30; 31; 34; 35–36, 50; 54; 71–72; 73–76; 84, 86 Rosenthaler Platz, U-Bahnhof Rosa-Luxemburg-Platz, U-Bahnhof; 2–3 Rosa-Luxemburg-Straße 2/4; 14; 15; 39/41 Rosenthaler Straße 13; 31; 36; 37; 38; 39, 51; 72A Rückerstraße 4 Sophienstraße 2; 3; 5; 8; 9; 11; 18–18A; 22–22A; 28–29 Steinstraße 19; 21 Torstraße 138; 146; 164; 222 Tucholskystr. 6/14; 9; 22; 24; 31/33; 40 Weinmeisterstraße, U-Bahnhof; 15; 16–17 Weydingerstraße 18; 20/22 Ziegelstraße 5–9; 10–11; 12 Gartendenkmale siehe: Große Hamburger Straße (zwischen 25 und 26) Alter jüdischer Friedhof; 29–30 Kleine Rosenthaler Straße 3 Koppenplatz 11 Münzstraße 21/23 | 09035087 – Tucholskystraße 38, Mietshaus, um 1880 |                                     |
| 09011331 | Spandauer Vorstadt begrenzt im Norden durch die Torstraße 6/230 und Weydingerstraße 20/22 im Süden durch S-Bahn, Spree, Dircksenstraße 32–51 und Neue Promenade / Am Zwirngraben im Osten durch die Karl-Liebknecht-Straße 15/33 und im Westen durch die Friedrichstraße 105–118 (Lage) | Spandauer Vorstadt Gesamtanlagen siehe: Gipsstraße 23A Große Hamburger Straße 5–11, 29–31 Linienstraße 16–21... Rosa-Luxemburg-Straße 30 Rosenthaler Straße 40–41 Spandauer Vorstadt Tucholskystraße 2 Baudenkmale siehe: Almstadtstraße 11, 16, 18, 43 Alte Schönhauser Straße 46, 48–49 Am Zwirngraben, S-Bahnhof Börse Auguststraße 9; 11–13; 14–16; 19, 21; 23; 24–25; 26B; 36; 53; 56–57; 69; 74; 76; 89; 90 Friedrichstraße 107; 112A Gipsstraße 11 Gormannstraße 12 Große Hamburger Straße 13–14; 15–16; 17; 19A; zwischen 25 und 26, Gedenkstätte; 27; 28; 29–31; Sophienkirche, 37 Hirtenstraße 4 Joachimstraße 6; 10; 11; 11A; 14; 15; 16; 20; 21 Johannisstraße 2 Karl-Liebknecht-Straße 27–29 Kleine Alexanderstraße 1–4 Kleine Präsidentenstraße 3 Kleine Rosenthaler Straße 2–3 Koppenplatz 6; 11; 12; 13 Krausnickstraße 3–3A Linienstraße 49; 62; 101; 110; 128–129, 137; 144; 145; 147; 150; 153; 154A; 155, 158; 159; 162; 206 Max-Beer-Straße 2/4 Monbijoupark, Büste Chamisso Monbijouplatz 12 Monbijoustraße 2; 4, 4A Mulackstraße 22; 23 Münzstraße 8; 14/16; 18; 21/23 Neue Promenade 3; 5 Neue Schönhauser Straße 8; 10; 12; 13; 14; 15; 19; 20 Oranienburger Straße, S-Bahnhof; 1–3; 4; 23; 27; 28; 30; 31; 34; 35–36, 50; 54; 71–72; 73–76; 84, 86 Rosenthaler Platz, U-Bahnhof Rosa-Luxemburg-Platz, U-Bahnhof; 2–3 Rosa-Luxemburg-Straße 2/4; 14; 15; 39/41 Rosenthaler Straße 13; 31; 36; 37; 38; 39, 51; 72A Rückerstraße 4 Sophienstraße 2; 3; 5; 8; 9; 11; 18–18A; 22–22A; 28–29 Steinstraße 19; 21 Torstraße 138; 146; 164; 222 Tucholskystr. 6/14; 9; 22; 24; 31/33; 40 Weinmeisterstraße, U-Bahnhof; 15; 16–17 Weydingerstraße 18; 20/22 Ziegelstraße 5–9; 10–11; 12 Gartendenkmale siehe: Große Hamburger Straße (zwischen 25 und 26) Alter jüdischer Friedhof; 29–30 Kleine Rosenthaler Straße 3 Koppenplatz 11 Münzstraße 21/23 | 09035093 – Tucholskystraße 39, Mietshaus, 1888 |                                     |
| 09011331 | Spandauer Vorstadt begrenzt im Norden durch die Torstraße 6/230 und Weydingerstraße 20/22 im Süden durch S-Bahn, Spree, Dircksenstraße 32–51 und Neue Promenade / Am Zwirngraben im Osten durch die Karl-Liebknecht-Straße 15/33 und im Westen durch die Friedrichstraße 105–118 (Lage) | Spandauer Vorstadt Gesamtanlagen siehe: Gipsstraße 23A Große Hamburger Straße 5–11, 29–31 Linienstraße 16–21... Rosa-Luxemburg-Straße 30 Rosenthaler Straße 40–41 Spandauer Vorstadt Tucholskystraße 2 Baudenkmale siehe: Almstadtstraße 11, 16, 18, 43 Alte Schönhauser Straße 46, 48–49 Am Zwirngraben, S-Bahnhof Börse Auguststraße 9; 11–13; 14–16; 19, 21; 23; 24–25; 26B; 36; 53; 56–57; 69; 74; 76; 89; 90 Friedrichstraße 107; 112A Gipsstraße 11 Gormannstraße 12 Große Hamburger Straße 13–14; 15–16; 17; 19A; zwischen 25 und 26, Gedenkstätte; 27; 28; 29–31; Sophienkirche, 37 Hirtenstraße 4 Joachimstraße 6; 10; 11; 11A; 14; 15; 16; 20; 21 Johannisstraße 2 Karl-Liebknecht-Straße 27–29 Kleine Alexanderstraße 1–4 Kleine Präsidentenstraße 3 Kleine Rosenthaler Straße 2–3 Koppenplatz 6; 11; 12; 13 Krausnickstraße 3–3A Linienstraße 49; 62; 101; 110; 128–129, 137; 144; 145; 147; 150; 153; 154A; 155, 158; 159; 162; 206 Max-Beer-Straße 2/4 Monbijoupark, Büste Chamisso Monbijouplatz 12 Monbijoustraße 2; 4, 4A Mulackstraße 22; 23 Münzstraße 8; 14/16; 18; 21/23 Neue Promenade 3; 5 Neue Schönhauser Straße 8; 10; 12; 13; 14; 15; 19; 20 Oranienburger Straße, S-Bahnhof; 1–3; 4; 23; 27; 28; 30; 31; 34; 35–36, 50; 54; 71–72; 73–76; 84, 86 Rosenthaler Platz, U-Bahnhof Rosa-Luxemburg-Platz, U-Bahnhof; 2–3 Rosa-Luxemburg-Straße 2/4; 14; 15; 39/41 Rosenthaler Straße 13; 31; 36; 37; 38; 39, 51; 72A Rückerstraße 4 Sophienstraße 2; 3; 5; 8; 9; 11; 18–18A; 22–22A; 28–29 Steinstraße 19; 21 Torstraße 138; 146; 164; 222 Tucholskystr. 6/14; 9; 22; 24; 31/33; 40 Weinmeisterstraße, U-Bahnhof; 15; 16–17 Weydingerstraße 18; 20/22 Ziegelstraße 5–9; 10–11; 12 Gartendenkmale siehe: Große Hamburger Straße (zwischen 25 und 26) Alter jüdischer Friedhof; 29–30 Kleine Rosenthaler Straße 3 Koppenplatz 11 Münzstraße 21/23 | 09035094 – Tucholskystraße 41, Mietshaus, 1888 |                                     |
| 09011331 | Spandauer Vorstadt begrenzt im Norden durch die Torstraße 6/230 und Weydingerstraße 20/22 im Süden durch S-Bahn, Spree, Dircksenstraße 32–51 und Neue Promenade / Am Zwirngraben im Osten durch die Karl-Liebknecht-Straße 15/33 und im Westen durch die Friedrichstraße 105–118 (Lage) | Spandauer Vorstadt Gesamtanlagen siehe: Gipsstraße 23A Große Hamburger Straße 5–11, 29–31 Linienstraße 16–21... Rosa-Luxemburg-Straße 30 Rosenthaler Straße 40–41 Spandauer Vorstadt Tucholskystraße 2 Baudenkmale siehe: Almstadtstraße 11, 16, 18, 43 Alte Schönhauser Straße 46, 48–49 Am Zwirngraben, S-Bahnhof Börse Auguststraße 9; 11–13; 14–16; 19, 21; 23; 24–25; 26B; 36; 53; 56–57; 69; 74; 76; 89; 90 Friedrichstraße 107; 112A Gipsstraße 11 Gormannstraße 12 Große Hamburger Straße 13–14; 15–16; 17; 19A; zwischen 25 und 26, Gedenkstätte; 27; 28; 29–31; Sophienkirche, 37 Hirtenstraße 4 Joachimstraße 6; 10; 11; 11A; 14; 15; 16; 20; 21 Johannisstraße 2 Karl-Liebknecht-Straße 27–29 Kleine Alexanderstraße 1–4 Kleine Präsidentenstraße 3 Kleine Rosenthaler Straße 2–3 Koppenplatz 6; 11; 12; 13 Krausnickstraße 3–3A Linienstraße 49; 62; 101; 110; 128–129, 137; 144; 145; 147; 150; 153; 154A; 155, 158; 159; 162; 206 Max-Beer-Straße 2/4 Monbijoupark, Büste Chamisso Monbijouplatz 12 Monbijoustraße 2; 4, 4A Mulackstraße 22; 23 Münzstraße 8; 14/16; 18; 21/23 Neue Promenade 3; 5 Neue Schönhauser Straße 8; 10; 12; 13; 14; 15; 19; 20 Oranienburger Straße, S-Bahnhof; 1–3; 4; 23; 27; 28; 30; 31; 34; 35–36, 50; 54; 71–72; 73–76; 84, 86 Rosenthaler Platz, U-Bahnhof Rosa-Luxemburg-Platz, U-Bahnhof; 2–3 Rosa-Luxemburg-Straße 2/4; 14; 15; 39/41 Rosenthaler Straße 13; 31; 36; 37; 38; 39, 51; 72A Rückerstraße 4 Sophienstraße 2; 3; 5; 8; 9; 11; 18–18A; 22–22A; 28–29 Steinstraße 19; 21 Torstraße 138; 146; 164; 222 Tucholskystr. 6/14; 9; 22; 24; 31/33; 40 Weinmeisterstraße, U-Bahnhof; 15; 16–17 Weydingerstraße 18; 20/22 Ziegelstraße 5–9; 10–11; 12 Gartendenkmale siehe: Große Hamburger Straße (zwischen 25 und 26) Alter jüdischer Friedhof; 29–30 Kleine Rosenthaler Straße 3 Koppenplatz 11 Münzstraße 21/23 | 09035089 – Tucholskystraße 42, Mietshaus, um 1860 |                                     |
| 09011331 | Spandauer Vorstadt begrenzt im Norden durch die Torstraße 6/230 und Weydingerstraße 20/22 im Süden durch S-Bahn, Spree, Dircksenstraße 32–51 und Neue Promenade / Am Zwirngraben im Osten durch die Karl-Liebknecht-Straße 15/33 und im Westen durch die Friedrichstraße 105–118 (Lage) | Spandauer Vorstadt Gesamtanlagen siehe: Gipsstraße 23A Große Hamburger Straße 5–11, 29–31 Linienstraße 16–21... Rosa-Luxemburg-Straße 30 Rosenthaler Straße 40–41 Spandauer Vorstadt Tucholskystraße 2 Baudenkmale siehe: Almstadtstraße 11, 16, 18, 43 Alte Schönhauser Straße 46, 48–49 Am Zwirngraben, S-Bahnhof Börse Auguststraße 9; 11–13; 14–16; 19, 21; 23; 24–25; 26B; 36; 53; 56–57; 69; 74; 76; 89; 90 Friedrichstraße 107; 112A Gipsstraße 11 Gormannstraße 12 Große Hamburger Straße 13–14; 15–16; 17; 19A; zwischen 25 und 26, Gedenkstätte; 27; 28; 29–31; Sophienkirche, 37 Hirtenstraße 4 Joachimstraße 6; 10; 11; 11A; 14; 15; 16; 20; 21 Johannisstraße 2 Karl-Liebknecht-Straße 27–29 Kleine Alexanderstraße 1–4 Kleine Präsidentenstraße 3 Kleine Rosenthaler Straße 2–3 Koppenplatz 6; 11; 12; 13 Krausnickstraße 3–3A Linienstraße 49; 62; 101; 110; 128–129, 137; 144; 145; 147; 150; 153; 154A; 155, 158; 159; 162; 206 Max-Beer-Straße 2/4 Monbijoupark, Büste Chamisso Monbijouplatz 12 Monbijoustraße 2; 4, 4A Mulackstraße 22; 23 Münzstraße 8; 14/16; 18; 21/23 Neue Promenade 3; 5 Neue Schönhauser Straße 8; 10; 12; 13; 14; 15; 19; 20 Oranienburger Straße, S-Bahnhof; 1–3; 4; 23; 27; 28; 30; 31; 34; 35–36, 50; 54; 71–72; 73–76; 84, 86 Rosenthaler Platz, U-Bahnhof Rosa-Luxemburg-Platz, U-Bahnhof; 2–3 Rosa-Luxemburg-Straße 2/4; 14; 15; 39/41 Rosenthaler Straße 13; 31; 36; 37; 38; 39, 51; 72A Rückerstraße 4 Sophienstraße 2; 3; 5; 8; 9; 11; 18–18A; 22–22A; 28–29 Steinstraße 19; 21 Torstraße 138; 146; 164; 222 Tucholskystr. 6/14; 9; 22; 24; 31/33; 40 Weinmeisterstraße, U-Bahnhof; 15; 16–17 Weydingerstraße 18; 20/22 Ziegelstraße 5–9; 10–11; 12 Gartendenkmale siehe: Große Hamburger Straße (zwischen 25 und 26) Alter jüdischer Friedhof; 29–30 Kleine Rosenthaler Straße 3 Koppenplatz 11 Münzstraße 21/23 | 09035285 – Tucholskystraße 43, Mietshaus, 1909 |                                     |
| 09011331 | Spandauer Vorstadt begrenzt im Norden durch die Torstraße 6/230 und Weydingerstraße 20/22 im Süden durch S-Bahn, Spree, Dircksenstraße 32–51 und Neue Promenade / Am Zwirngraben im Osten durch die Karl-Liebknecht-Straße 15/33 und im Westen durch die Friedrichstraße 105–118 (Lage) | Spandauer Vorstadt Gesamtanlagen siehe: Gipsstraße 23A Große Hamburger Straße 5–11, 29–31 Linienstraße 16–21... Rosa-Luxemburg-Straße 30 Rosenthaler Straße 40–41 Spandauer Vorstadt Tucholskystraße 2 Baudenkmale siehe: Almstadtstraße 11, 16, 18, 43 Alte Schönhauser Straße 46, 48–49 Am Zwirngraben, S-Bahnhof Börse Auguststraße 9; 11–13; 14–16; 19, 21; 23; 24–25; 26B; 36; 53; 56–57; 69; 74; 76; 89; 90 Friedrichstraße 107; 112A Gipsstraße 11 Gormannstraße 12 Große Hamburger Straße 13–14; 15–16; 17; 19A; zwischen 25 und 26, Gedenkstätte; 27; 28; 29–31; Sophienkirche, 37 Hirtenstraße 4 Joachimstraße 6; 10; 11; 11A; 14; 15; 16; 20; 21 Johannisstraße 2 Karl-Liebknecht-Straße 27–29 Kleine Alexanderstraße 1–4 Kleine Präsidentenstraße 3 Kleine Rosenthaler Straße 2–3 Koppenplatz 6; 11; 12; 13 Krausnickstraße 3–3A Linienstraße 49; 62; 101; 110; 128–129, 137; 144; 145; 147; 150; 153; 154A; 155, 158; 159; 162; 206 Max-Beer-Straße 2/4 Monbijoupark, Büste Chamisso Monbijouplatz 12 Monbijoustraße 2; 4, 4A Mulackstraße 22; 23 Münzstraße 8; 14/16; 18; 21/23 Neue Promenade 3; 5 Neue Schönhauser Straße 8; 10; 12; 13; 14; 15; 19; 20 Oranienburger Straße, S-Bahnhof; 1–3; 4; 23; 27; 28; 30; 31; 34; 35–36, 50; 54; 71–72; 73–76; 84, 86 Rosenthaler Platz, U-Bahnhof Rosa-Luxemburg-Platz, U-Bahnhof; 2–3 Rosa-Luxemburg-Straße 2/4; 14; 15; 39/41 Rosenthaler Straße 13; 31; 36; 37; 38; 39, 51; 72A Rückerstraße 4 Sophienstraße 2; 3; 5; 8; 9; 11; 18–18A; 22–22A; 28–29 Steinstraße 19; 21 Torstraße 138; 146; 164; 222 Tucholskystr. 6/14; 9; 22; 24; 31/33; 40 Weinmeisterstraße, U-Bahnhof; 15; 16–17 Weydingerstraße 18; 20/22 Ziegelstraße 5–9; 10–11; 12 Gartendenkmale siehe: Große Hamburger Straße (zwischen 25 und 26) Alter jüdischer Friedhof; 29–30 Kleine Rosenthaler Straße 3 Koppenplatz 11 Münzstraße 21/23 | 09035286 – Tucholskystraße 44, Mietshaus, um 1860 |                                     |
| 09011331 | Spandauer Vorstadt begrenzt im Norden durch die Torstraße 6/230 und Weydingerstraße 20/22 im Süden durch S-Bahn, Spree, Dircksenstraße 32–51 und Neue Promenade / Am Zwirngraben im Osten durch die Karl-Liebknecht-Straße 15/33 und im Westen durch die Friedrichstraße 105–118 (Lage) | Spandauer Vorstadt Gesamtanlagen siehe: Gipsstraße 23A Große Hamburger Straße 5–11, 29–31 Linienstraße 16–21... Rosa-Luxemburg-Straße 30 Rosenthaler Straße 40–41 Spandauer Vorstadt Tucholskystraße 2 Baudenkmale siehe: Almstadtstraße 11, 16, 18, 43 Alte Schönhauser Straße 46, 48–49 Am Zwirngraben, S-Bahnhof Börse Auguststraße 9; 11–13; 14–16; 19, 21; 23; 24–25; 26B; 36; 53; 56–57; 69; 74; 76; 89; 90 Friedrichstraße 107; 112A Gipsstraße 11 Gormannstraße 12 Große Hamburger Straße 13–14; 15–16; 17; 19A; zwischen 25 und 26, Gedenkstätte; 27; 28; 29–31; Sophienkirche, 37 Hirtenstraße 4 Joachimstraße 6; 10; 11; 11A; 14; 15; 16; 20; 21 Johannisstraße 2 Karl-Liebknecht-Straße 27–29 Kleine Alexanderstraße 1–4 Kleine Präsidentenstraße 3 Kleine Rosenthaler Straße 2–3 Koppenplatz 6; 11; 12; 13 Krausnickstraße 3–3A Linienstraße 49; 62; 101; 110; 128–129, 137; 144; 145; 147; 150; 153; 154A; 155, 158; 159; 162; 206 Max-Beer-Straße 2/4 Monbijoupark, Büste Chamisso Monbijouplatz 12 Monbijoustraße 2; 4, 4A Mulackstraße 22; 23 Münzstraße 8; 14/16; 18; 21/23 Neue Promenade 3; 5 Neue Schönhauser Straße 8; 10; 12; 13; 14; 15; 19; 20 Oranienburger Straße, S-Bahnhof; 1–3; 4; 23; 27; 28; 30; 31; 34; 35–36, 50; 54; 71–72; 73–76; 84, 86 Rosenthaler Platz, U-Bahnhof Rosa-Luxemburg-Platz, U-Bahnhof; 2–3 Rosa-Luxemburg-Straße 2/4; 14; 15; 39/41 Rosenthaler Straße 13; 31; 36; 37; 38; 39, 51; 72A Rückerstraße 4 Sophienstraße 2; 3; 5; 8; 9; 11; 18–18A; 22–22A; 28–29 Steinstraße 19; 21 Torstraße 138; 146; 164; 222 Tucholskystr. 6/14; 9; 22; 24; 31/33; 40 Weinmeisterstraße, U-Bahnhof; 15; 16–17 Weydingerstraße 18; 20/22 Ziegelstraße 5–9; 10–11; 12 Gartendenkmale siehe: Große Hamburger Straße (zwischen 25 und 26) Alter jüdischer Friedhof; 29–30 Kleine Rosenthaler Straße 3 Koppenplatz 11 Münzstraße 21/23 | 09080165 – Weinmeisterstraße 4, Mietshaus, 1827, Fassadenüberformung um 1950 |                                     |
| 09011331 | Spandauer Vorstadt begrenzt im Norden durch die Torstraße 6/230 und Weydingerstraße 20/22 im Süden durch S-Bahn, Spree, Dircksenstraße 32–51 und Neue Promenade / Am Zwirngraben im Osten durch die Karl-Liebknecht-Straße 15/33 und im Westen durch die Friedrichstraße 105–118 (Lage) | Spandauer Vorstadt Gesamtanlagen siehe: Gipsstraße 23A Große Hamburger Straße 5–11, 29–31 Linienstraße 16–21... Rosa-Luxemburg-Straße 30 Rosenthaler Straße 40–41 Spandauer Vorstadt Tucholskystraße 2 Baudenkmale siehe: Almstadtstraße 11, 16, 18, 43 Alte Schönhauser Straße 46, 48–49 Am Zwirngraben, S-Bahnhof Börse Auguststraße 9; 11–13; 14–16; 19, 21; 23; 24–25; 26B; 36; 53; 56–57; 69; 74; 76; 89; 90 Friedrichstraße 107; 112A Gipsstraße 11 Gormannstraße 12 Große Hamburger Straße 13–14; 15–16; 17; 19A; zwischen 25 und 26, Gedenkstätte; 27; 28; 29–31; Sophienkirche, 37 Hirtenstraße 4 Joachimstraße 6; 10; 11; 11A; 14; 15; 16; 20; 21 Johannisstraße 2 Karl-Liebknecht-Straße 27–29 Kleine Alexanderstraße 1–4 Kleine Präsidentenstraße 3 Kleine Rosenthaler Straße 2–3 Koppenplatz 6; 11; 12; 13 Krausnickstraße 3–3A Linienstraße 49; 62; 101; 110; 128–129, 137; 144; 145; 147; 150; 153; 154A; 155, 158; 159; 162; 206 Max-Beer-Straße 2/4 Monbijoupark, Büste Chamisso Monbijouplatz 12 Monbijoustraße 2; 4, 4A Mulackstraße 22; 23 Münzstraße 8; 14/16; 18; 21/23 Neue Promenade 3; 5 Neue Schönhauser Straße 8; 10; 12; 13; 14; 15; 19; 20 Oranienburger Straße, S-Bahnhof; 1–3; 4; 23; 27; 28; 30; 31; 34; 35–36, 50; 54; 71–72; 73–76; 84, 86 Rosenthaler Platz, U-Bahnhof Rosa-Luxemburg-Platz, U-Bahnhof; 2–3 Rosa-Luxemburg-Straße 2/4; 14; 15; 39/41 Rosenthaler Straße 13; 31; 36; 37; 38; 39, 51; 72A Rückerstraße 4 Sophienstraße 2; 3; 5; 8; 9; 11; 18–18A; 22–22A; 28–29 Steinstraße 19; 21 Torstraße 138; 146; 164; 222 Tucholskystr. 6/14; 9; 22; 24; 31/33; 40 Weinmeisterstraße, U-Bahnhof; 15; 16–17 Weydingerstraße 18; 20/22 Ziegelstraße 5–9; 10–11; 12 Gartendenkmale siehe: Große Hamburger Straße (zwischen 25 und 26) Alter jüdischer Friedhof; 29–30 Kleine Rosenthaler Straße 3 Koppenplatz 11 Münzstraße 21/23 | 09080166 – Weinmeisterstraße 5, Mietshaus, 1861 |                                     |
| 09011331 | Spandauer Vorstadt begrenzt im Norden durch die Torstraße 6/230 und Weydingerstraße 20/22 im Süden durch S-Bahn, Spree, Dircksenstraße 32–51 und Neue Promenade / Am Zwirngraben im Osten durch die Karl-Liebknecht-Straße 15/33 und im Westen durch die Friedrichstraße 105–118 (Lage) | Spandauer Vorstadt Gesamtanlagen siehe: Gipsstraße 23A Große Hamburger Straße 5–11, 29–31 Linienstraße 16–21... Rosa-Luxemburg-Straße 30 Rosenthaler Straße 40–41 Spandauer Vorstadt Tucholskystraße 2 Baudenkmale siehe: Almstadtstraße 11, 16, 18, 43 Alte Schönhauser Straße 46, 48–49 Am Zwirngraben, S-Bahnhof Börse Auguststraße 9; 11–13; 14–16; 19, 21; 23; 24–25; 26B; 36; 53; 56–57; 69; 74; 76; 89; 90 Friedrichstraße 107; 112A Gipsstraße 11 Gormannstraße 12 Große Hamburger Straße 13–14; 15–16; 17; 19A; zwischen 25 und 26, Gedenkstätte; 27; 28; 29–31; Sophienkirche, 37 Hirtenstraße 4 Joachimstraße 6; 10; 11; 11A; 14; 15; 16; 20; 21 Johannisstraße 2 Karl-Liebknecht-Straße 27–29 Kleine Alexanderstraße 1–4 Kleine Präsidentenstraße 3 Kleine Rosenthaler Straße 2–3 Koppenplatz 6; 11; 12; 13 Krausnickstraße 3–3A Linienstraße 49; 62; 101; 110; 128–129, 137; 144; 145; 147; 150; 153; 154A; 155, 158; 159; 162; 206 Max-Beer-Straße 2/4 Monbijoupark, Büste Chamisso Monbijouplatz 12 Monbijoustraße 2; 4, 4A Mulackstraße 22; 23 Münzstraße 8; 14/16; 18; 21/23 Neue Promenade 3; 5 Neue Schönhauser Straße 8; 10; 12; 13; 14; 15; 19; 20 Oranienburger Straße, S-Bahnhof; 1–3; 4; 23; 27; 28; 30; 31; 34; 35–36, 50; 54; 71–72; 73–76; 84, 86 Rosenthaler Platz, U-Bahnhof Rosa-Luxemburg-Platz, U-Bahnhof; 2–3 Rosa-Luxemburg-Straße 2/4; 14; 15; 39/41 Rosenthaler Straße 13; 31; 36; 37; 38; 39, 51; 72A Rückerstraße 4 Sophienstraße 2; 3; 5; 8; 9; 11; 18–18A; 22–22A; 28–29 Steinstraße 19; 21 Torstraße 138; 146; 164; 222 Tucholskystr. 6/14; 9; 22; 24; 31/33; 40 Weinmeisterstraße, U-Bahnhof; 15; 16–17 Weydingerstraße 18; 20/22 Ziegelstraße 5–9; 10–11; 12 Gartendenkmale siehe: Große Hamburger Straße (zwischen 25 und 26) Alter jüdischer Friedhof; 29–30 Kleine Rosenthaler Straße 3 Koppenplatz 11 Münzstraße 21/23 | 09080167 – Weinmeisterstraße 6, Mietshaus, 1878 |                                     |
| 09011331 | Spandauer Vorstadt begrenzt im Norden durch die Torstraße 6/230 und Weydingerstraße 20/22 im Süden durch S-Bahn, Spree, Dircksenstraße 32–51 und Neue Promenade / Am Zwirngraben im Osten durch die Karl-Liebknecht-Straße 15/33 und im Westen durch die Friedrichstraße 105–118 (Lage) | Spandauer Vorstadt Gesamtanlagen siehe: Gipsstraße 23A Große Hamburger Straße 5–11, 29–31 Linienstraße 16–21... Rosa-Luxemburg-Straße 30 Rosenthaler Straße 40–41 Spandauer Vorstadt Tucholskystraße 2 Baudenkmale siehe: Almstadtstraße 11, 16, 18, 43 Alte Schönhauser Straße 46, 48–49 Am Zwirngraben, S-Bahnhof Börse Auguststraße 9; 11–13; 14–16; 19, 21; 23; 24–25; 26B; 36; 53; 56–57; 69; 74; 76; 89; 90 Friedrichstraße 107; 112A Gipsstraße 11 Gormannstraße 12 Große Hamburger Straße 13–14; 15–16; 17; 19A; zwischen 25 und 26, Gedenkstätte; 27; 28; 29–31; Sophienkirche, 37 Hirtenstraße 4 Joachimstraße 6; 10; 11; 11A; 14; 15; 16; 20; 21 Johannisstraße 2 Karl-Liebknecht-Straße 27–29 Kleine Alexanderstraße 1–4 Kleine Präsidentenstraße 3 Kleine Rosenthaler Straße 2–3 Koppenplatz 6; 11; 12; 13 Krausnickstraße 3–3A Linienstraße 49; 62; 101; 110; 128–129, 137; 144; 145; 147; 150; 153; 154A; 155, 158; 159; 162; 206 Max-Beer-Straße 2/4 Monbijoupark, Büste Chamisso Monbijouplatz 12 Monbijoustraße 2; 4, 4A Mulackstraße 22; 23 Münzstraße 8; 14/16; 18; 21/23 Neue Promenade 3; 5 Neue Schönhauser Straße 8; 10; 12; 13; 14; 15; 19; 20 Oranienburger Straße, S-Bahnhof; 1–3; 4; 23; 27; 28; 30; 31; 34; 35–36, 50; 54; 71–72; 73–76; 84, 86 Rosenthaler Platz, U-Bahnhof Rosa-Luxemburg-Platz, U-Bahnhof; 2–3 Rosa-Luxemburg-Straße 2/4; 14; 15; 39/41 Rosenthaler Straße 13; 31; 36; 37; 38; 39, 51; 72A Rückerstraße 4 Sophienstraße 2; 3; 5; 8; 9; 11; 18–18A; 22–22A; 28–29 Steinstraße 19; 21 Torstraße 138; 146; 164; 222 Tucholskystr. 6/14; 9; 22; 24; 31/33; 40 Weinmeisterstraße, U-Bahnhof; 15; 16–17 Weydingerstraße 18; 20/22 Ziegelstraße 5–9; 10–11; 12 Gartendenkmale siehe: Große Hamburger Straße (zwischen 25 und 26) Alter jüdischer Friedhof; 29–30 Kleine Rosenthaler Straße 3 Koppenplatz 11 Münzstraße 21/23 | 09080168 – Weinmeisterstraße 7, Mietshaus, 1843 |                                     |
| 09011331 | Spandauer Vorstadt begrenzt im Norden durch die Torstraße 6/230 und Weydingerstraße 20/22 im Süden durch S-Bahn, Spree, Dircksenstraße 32–51 und Neue Promenade / Am Zwirngraben im Osten durch die Karl-Liebknecht-Straße 15/33 und im Westen durch die Friedrichstraße 105–118 (Lage) | Spandauer Vorstadt Gesamtanlagen siehe: Gipsstraße 23A Große Hamburger Straße 5–11, 29–31 Linienstraße 16–21... Rosa-Luxemburg-Straße 30 Rosenthaler Straße 40–41 Spandauer Vorstadt Tucholskystraße 2 Baudenkmale siehe: Almstadtstraße 11, 16, 18, 43 Alte Schönhauser Straße 46, 48–49 Am Zwirngraben, S-Bahnhof Börse Auguststraße 9; 11–13; 14–16; 19, 21; 23; 24–25; 26B; 36; 53; 56–57; 69; 74; 76; 89; 90 Friedrichstraße 107; 112A Gipsstraße 11 Gormannstraße 12 Große Hamburger Straße 13–14; 15–16; 17; 19A; zwischen 25 und 26, Gedenkstätte; 27; 28; 29–31; Sophienkirche, 37 Hirtenstraße 4 Joachimstraße 6; 10; 11; 11A; 14; 15; 16; 20; 21 Johannisstraße 2 Karl-Liebknecht-Straße 27–29 Kleine Alexanderstraße 1–4 Kleine Präsidentenstraße 3 Kleine Rosenthaler Straße 2–3 Koppenplatz 6; 11; 12; 13 Krausnickstraße 3–3A Linienstraße 49; 62; 101; 110; 128–129, 137; 144; 145; 147; 150; 153; 154A; 155, 158; 159; 162; 206 Max-Beer-Straße 2/4 Monbijoupark, Büste Chamisso Monbijouplatz 12 Monbijoustraße 2; 4, 4A Mulackstraße 22; 23 Münzstraße 8; 14/16; 18; 21/23 Neue Promenade 3; 5 Neue Schönhauser Straße 8; 10; 12; 13; 14; 15; 19; 20 Oranienburger Straße, S-Bahnhof; 1–3; 4; 23; 27; 28; 30; 31; 34; 35–36, 50; 54; 71–72; 73–76; 84, 86 Rosenthaler Platz, U-Bahnhof Rosa-Luxemburg-Platz, U-Bahnhof; 2–3 Rosa-Luxemburg-Straße 2/4; 14; 15; 39/41 Rosenthaler Straße 13; 31; 36; 37; 38; 39, 51; 72A Rückerstraße 4 Sophienstraße 2; 3; 5; 8; 9; 11; 18–18A; 22–22A; 28–29 Steinstraße 19; 21 Torstraße 138; 146; 164; 222 Tucholskystr. 6/14; 9; 22; 24; 31/33; 40 Weinmeisterstraße, U-Bahnhof; 15; 16–17 Weydingerstraße 18; 20/22 Ziegelstraße 5–9; 10–11; 12 Gartendenkmale siehe: Große Hamburger Straße (zwischen 25 und 26) Alter jüdischer Friedhof; 29–30 Kleine Rosenthaler Straße 3 Koppenplatz 11 Münzstraße 21/23 | 09080045 – Weydingerstraße 14/16 / Kleine Alexanderstraße 28 / Bartelstraße 1–5, Geschäftshaus (Karl-Liebknecht-Haus), 1912–1913, Umbauten 1935 von Keibel und 1949–1951 von Hans Schlüter                                 |                                     |
| 09011331 | Spandauer Vorstadt begrenzt im Norden durch die Torstraße 6/230 und Weydingerstraße 20/22 im Süden durch S-Bahn, Spree, Dircksenstraße 32–51 und Neue Promenade / Am Zwirngraben im Osten durch die Karl-Liebknecht-Straße 15/33 und im Westen durch die Friedrichstraße 105–118 (Lage) | Spandauer Vorstadt Gesamtanlagen siehe: Gipsstraße 23A Große Hamburger Straße 5–11, 29–31 Linienstraße 16–21... Rosa-Luxemburg-Straße 30 Rosenthaler Straße 40–41 Spandauer Vorstadt Tucholskystraße 2 Baudenkmale siehe: Almstadtstraße 11, 16, 18, 43 Alte Schönhauser Straße 46, 48–49 Am Zwirngraben, S-Bahnhof Börse Auguststraße 9; 11–13; 14–16; 19, 21; 23; 24–25; 26B; 36; 53; 56–57; 69; 74; 76; 89; 90 Friedrichstraße 107; 112A Gipsstraße 11 Gormannstraße 12 Große Hamburger Straße 13–14; 15–16; 17; 19A; zwischen 25 und 26, Gedenkstätte; 27; 28; 29–31; Sophienkirche, 37 Hirtenstraße 4 Joachimstraße 6; 10; 11; 11A; 14; 15; 16; 20; 21 Johannisstraße 2 Karl-Liebknecht-Straße 27–29 Kleine Alexanderstraße 1–4 Kleine Präsidentenstraße 3 Kleine Rosenthaler Straße 2–3 Koppenplatz 6; 11; 12; 13 Krausnickstraße 3–3A Linienstraße 49; 62; 101; 110; 128–129, 137; 144; 145; 147; 150; 153; 154A; 155, 158; 159; 162; 206 Max-Beer-Straße 2/4 Monbijoupark, Büste Chamisso Monbijouplatz 12 Monbijoustraße 2; 4, 4A Mulackstraße 22; 23 Münzstraße 8; 14/16; 18; 21/23 Neue Promenade 3; 5 Neue Schönhauser Straße 8; 10; 12; 13; 14; 15; 19; 20 Oranienburger Straße, S-Bahnhof; 1–3; 4; 23; 27; 28; 30; 31; 34; 35–36, 50; 54; 71–72; 73–76; 84, 86 Rosenthaler Platz, U-Bahnhof Rosa-Luxemburg-Platz, U-Bahnhof; 2–3 Rosa-Luxemburg-Straße 2/4; 14; 15; 39/41 Rosenthaler Straße 13; 31; 36; 37; 38; 39, 51; 72A Rückerstraße 4 Sophienstraße 2; 3; 5; 8; 9; 11; 18–18A; 22–22A; 28–29 Steinstraße 19; 21 Torstraße 138; 146; 164; 222 Tucholskystr. 6/14; 9; 22; 24; 31/33; 40 Weinmeisterstraße, U-Bahnhof; 15; 16–17 Weydingerstraße 18; 20/22 Ziegelstraße 5–9; 10–11; 12 Gartendenkmale siehe: Große Hamburger Straße (zwischen 25 und 26) Alter jüdischer Friedhof; 29–30 Kleine Rosenthaler Straße 3 Koppenplatz 11 Münzstraße 21/23 | 09050168 – Ziegelstraße 28, Gewerbebau, um 1900 |                                     |
| 09011331 | Spandauer Vorstadt begrenzt im Norden durch die Torstraße 6/230 und Weydingerstraße 20/22 im Süden durch S-Bahn, Spree, Dircksenstraße 32–51 und Neue Promenade / Am Zwirngraben im Osten durch die Karl-Liebknecht-Straße 15/33 und im Westen durch die Friedrichstraße 105–118 (Lage) | Spandauer Vorstadt Gesamtanlagen siehe: Gipsstraße 23A Große Hamburger Straße 5–11, 29–31 Linienstraße 16–21... Rosa-Luxemburg-Straße 30 Rosenthaler Straße 40–41 Spandauer Vorstadt Tucholskystraße 2 Baudenkmale siehe: Almstadtstraße 11, 16, 18, 43 Alte Schönhauser Straße 46, 48–49 Am Zwirngraben, S-Bahnhof Börse Auguststraße 9; 11–13; 14–16; 19, 21; 23; 24–25; 26B; 36; 53; 56–57; 69; 74; 76; 89; 90 Friedrichstraße 107; 112A Gipsstraße 11 Gormannstraße 12 Große Hamburger Straße 13–14; 15–16; 17; 19A; zwischen 25 und 26, Gedenkstätte; 27; 28; 29–31; Sophienkirche, 37 Hirtenstraße 4 Joachimstraße 6; 10; 11; 11A; 14; 15; 16; 20; 21 Johannisstraße 2 Karl-Liebknecht-Straße 27–29 Kleine Alexanderstraße 1–4 Kleine Präsidentenstraße 3 Kleine Rosenthaler Straße 2–3 Koppenplatz 6; 11; 12; 13 Krausnickstraße 3–3A Linienstraße 49; 62; 101; 110; 128–129, 137; 144; 145; 147; 150; 153; 154A; 155, 158; 159; 162; 206 Max-Beer-Straße 2/4 Monbijoupark, Büste Chamisso Monbijouplatz 12 Monbijoustraße 2; 4, 4A Mulackstraße 22; 23 Münzstraße 8; 14/16; 18; 21/23 Neue Promenade 3; 5 Neue Schönhauser Straße 8; 10; 12; 13; 14; 15; 19; 20 Oranienburger Straße, S-Bahnhof; 1–3; 4; 23; 27; 28; 30; 31; 34; 35–36, 50; 54; 71–72; 73–76; 84, 86 Rosenthaler Platz, U-Bahnhof Rosa-Luxemburg-Platz, U-Bahnhof; 2–3 Rosa-Luxemburg-Straße 2/4; 14; 15; 39/41 Rosenthaler Straße 13; 31; 36; 37; 38; 39, 51; 72A Rückerstraße 4 Sophienstraße 2; 3; 5; 8; 9; 11; 18–18A; 22–22A; 28–29 Steinstraße 19; 21 Torstraße 138; 146; 164; 222 Tucholskystr. 6/14; 9; 22; 24; 31/33; 40 Weinmeisterstraße, U-Bahnhof; 15; 16–17 Weydingerstraße 18; 20/22 Ziegelstraße 5–9; 10–11; 12 Gartendenkmale siehe: Große Hamburger Straße (zwischen 25 und 26) Alter jüdischer Friedhof; 29–30 Kleine Rosenthaler Straße 3 Koppenplatz 11 Münzstraße 21/23 | 09050169 – Ziegelstraße 29, Mietshaus, um 1910 |                                     |
| 09011331 | Spandauer Vorstadt begrenzt im Norden durch die Torstraße 6/230 und Weydingerstraße 20/22 im Süden durch S-Bahn, Spree, Dircksenstraße 32–51 und Neue Promenade / Am Zwirngraben im Osten durch die Karl-Liebknecht-Straße 15/33 und im Westen durch die Friedrichstraße 105–118 (Lage) | Spandauer Vorstadt Gesamtanlagen siehe: Gipsstraße 23A Große Hamburger Straße 5–11, 29–31 Linienstraße 16–21... Rosa-Luxemburg-Straße 30 Rosenthaler Straße 40–41 Spandauer Vorstadt Tucholskystraße 2 Baudenkmale siehe: Almstadtstraße 11, 16, 18, 43 Alte Schönhauser Straße 46, 48–49 Am Zwirngraben, S-Bahnhof Börse Auguststraße 9; 11–13; 14–16; 19, 21; 23; 24–25; 26B; 36; 53; 56–57; 69; 74; 76; 89; 90 Friedrichstraße 107; 112A Gipsstraße 11 Gormannstraße 12 Große Hamburger Straße 13–14; 15–16; 17; 19A; zwischen 25 und 26, Gedenkstätte; 27; 28; 29–31; Sophienkirche, 37 Hirtenstraße 4 Joachimstraße 6; 10; 11; 11A; 14; 15; 16; 20; 21 Johannisstraße 2 Karl-Liebknecht-Straße 27–29 Kleine Alexanderstraße 1–4 Kleine Präsidentenstraße 3 Kleine Rosenthaler Straße 2–3 Koppenplatz 6; 11; 12; 13 Krausnickstraße 3–3A Linienstraße 49; 62; 101; 110; 128–129, 137; 144; 145; 147; 150; 153; 154A; 155, 158; 159; 162; 206 Max-Beer-Straße 2/4 Monbijoupark, Büste Chamisso Monbijouplatz 12 Monbijoustraße 2; 4, 4A Mulackstraße 22; 23 Münzstraße 8; 14/16; 18; 21/23 Neue Promenade 3; 5 Neue Schönhauser Straße 8; 10; 12; 13; 14; 15; 19; 20 Oranienburger Straße, S-Bahnhof; 1–3; 4; 23; 27; 28; 30; 31; 34; 35–36, 50; 54; 71–72; 73–76; 84, 86 Rosenthaler Platz, U-Bahnhof Rosa-Luxemburg-Platz, U-Bahnhof; 2–3 Rosa-Luxemburg-Straße 2/4; 14; 15; 39/41 Rosenthaler Straße 13; 31; 36; 37; 38; 39, 51; 72A Rückerstraße 4 Sophienstraße 2; 3; 5; 8; 9; 11; 18–18A; 22–22A; 28–29 Steinstraße 19; 21 Torstraße 138; 146; 164; 222 Tucholskystr. 6/14; 9; 22; 24; 31/33; 40 Weinmeisterstraße, U-Bahnhof; 15; 16–17 Weydingerstraße 18; 20/22 Ziegelstraße 5–9; 10–11; 12 Gartendenkmale siehe: Große Hamburger Straße (zwischen 25 und 26) Alter jüdischer Friedhof; 29–30 Kleine Rosenthaler Straße 3 Koppenplatz 11 Münzstraße 21/23 | Ehemalige Bestandteile des Ensembles: |                                     |
| 09011331 | Spandauer Vorstadt begrenzt im Norden durch die Torstraße 6/230 und Weydingerstraße 20/22 im Süden durch S-Bahn, Spree, Dircksenstraße 32–51 und Neue Promenade / Am Zwirngraben im Osten durch die Karl-Liebknecht-Straße 15/33 und im Westen durch die Friedrichstraße 105–118 (Lage) | Spandauer Vorstadt Gesamtanlagen siehe: Gipsstraße 23A Große Hamburger Straße 5–11, 29–31 Linienstraße 16–21... Rosa-Luxemburg-Straße 30 Rosenthaler Straße 40–41 Spandauer Vorstadt Tucholskystraße 2 Baudenkmale siehe: Almstadtstraße 11, 16, 18, 43 Alte Schönhauser Straße 46, 48–49 Am Zwirngraben, S-Bahnhof Börse Auguststraße 9; 11–13; 14–16; 19, 21; 23; 24–25; 26B; 36; 53; 56–57; 69; 74; 76; 89; 90 Friedrichstraße 107; 112A Gipsstraße 11 Gormannstraße 12 Große Hamburger Straße 13–14; 15–16; 17; 19A; zwischen 25 und 26, Gedenkstätte; 27; 28; 29–31; Sophienkirche, 37 Hirtenstraße 4 Joachimstraße 6; 10; 11; 11A; 14; 15; 16; 20; 21 Johannisstraße 2 Karl-Liebknecht-Straße 27–29 Kleine Alexanderstraße 1–4 Kleine Präsidentenstraße 3 Kleine Rosenthaler Straße 2–3 Koppenplatz 6; 11; 12; 13 Krausnickstraße 3–3A Linienstraße 49; 62; 101; 110; 128–129, 137; 144; 145; 147; 150; 153; 154A; 155, 158; 159; 162; 206 Max-Beer-Straße 2/4 Monbijoupark, Büste Chamisso Monbijouplatz 12 Monbijoustraße 2; 4, 4A Mulackstraße 22; 23 Münzstraße 8; 14/16; 18; 21/23 Neue Promenade 3; 5 Neue Schönhauser Straße 8; 10; 12; 13; 14; 15; 19; 20 Oranienburger Straße, S-Bahnhof; 1–3; 4; 23; 27; 28; 30; 31; 34; 35–36, 50; 54; 71–72; 73–76; 84, 86 Rosenthaler Platz, U-Bahnhof Rosa-Luxemburg-Platz, U-Bahnhof; 2–3 Rosa-Luxemburg-Straße 2/4; 14; 15; 39/41 Rosenthaler Straße 13; 31; 36; 37; 38; 39, 51; 72A Rückerstraße 4 Sophienstraße 2; 3; 5; 8; 9; 11; 18–18A; 22–22A; 28–29 Steinstraße 19; 21 Torstraße 138; 146; 164; 222 Tucholskystr. 6/14; 9; 22; 24; 31/33; 40 Weinmeisterstraße, U-Bahnhof; 15; 16–17 Weydingerstraße 18; 20/22 Ziegelstraße 5–9; 10–11; 12 Gartendenkmale siehe: Große Hamburger Straße (zwischen 25 und 26) Alter jüdischer Friedhof; 29–30 Kleine Rosenthaler Straße 3 Koppenplatz 11 Münzstraße 21/23 | 09080051 – Hirtenstraße 12, Mietshaus, 1885 |                                     |
| 09011331 | Spandauer Vorstadt begrenzt im Norden durch die Torstraße 6/230 und Weydingerstraße 20/22 im Süden durch S-Bahn, Spree, Dircksenstraße 32–51 und Neue Promenade / Am Zwirngraben im Osten durch die Karl-Liebknecht-Straße 15/33 und im Westen durch die Friedrichstraße 105–118 (Lage) | Spandauer Vorstadt Gesamtanlagen siehe: Gipsstraße 23A Große Hamburger Straße 5–11, 29–31 Linienstraße 16–21... Rosa-Luxemburg-Straße 30 Rosenthaler Straße 40–41 Spandauer Vorstadt Tucholskystraße 2 Baudenkmale siehe: Almstadtstraße 11, 16, 18, 43 Alte Schönhauser Straße 46, 48–49 Am Zwirngraben, S-Bahnhof Börse Auguststraße 9; 11–13; 14–16; 19, 21; 23; 24–25; 26B; 36; 53; 56–57; 69; 74; 76; 89; 90 Friedrichstraße 107; 112A Gipsstraße 11 Gormannstraße 12 Große Hamburger Straße 13–14; 15–16; 17; 19A; zwischen 25 und 26, Gedenkstätte; 27; 28; 29–31; Sophienkirche, 37 Hirtenstraße 4 Joachimstraße 6; 10; 11; 11A; 14; 15; 16; 20; 21 Johannisstraße 2 Karl-Liebknecht-Straße 27–29 Kleine Alexanderstraße 1–4 Kleine Präsidentenstraße 3 Kleine Rosenthaler Straße 2–3 Koppenplatz 6; 11; 12; 13 Krausnickstraße 3–3A Linienstraße 49; 62; 101; 110; 128–129, 137; 144; 145; 147; 150; 153; 154A; 155, 158; 159; 162; 206 Max-Beer-Straße 2/4 Monbijoupark, Büste Chamisso Monbijouplatz 12 Monbijoustraße 2; 4, 4A Mulackstraße 22; 23 Münzstraße 8; 14/16; 18; 21/23 Neue Promenade 3; 5 Neue Schönhauser Straße 8; 10; 12; 13; 14; 15; 19; 20 Oranienburger Straße, S-Bahnhof; 1–3; 4; 23; 27; 28; 30; 31; 34; 35–36, 50; 54; 71–72; 73–76; 84, 86 Rosenthaler Platz, U-Bahnhof Rosa-Luxemburg-Platz, U-Bahnhof; 2–3 Rosa-Luxemburg-Straße 2/4; 14; 15; 39/41 Rosenthaler Straße 13; 31; 36; 37; 38; 39, 51; 72A Rückerstraße 4 Sophienstraße 2; 3; 5; 8; 9; 11; 18–18A; 22–22A; 28–29 Steinstraße 19; 21 Torstraße 138; 146; 164; 222 Tucholskystr. 6/14; 9; 22; 24; 31/33; 40 Weinmeisterstraße, U-Bahnhof; 15; 16–17 Weydingerstraße 18; 20/22 Ziegelstraße 5–9; 10–11; 12 Gartendenkmale siehe: Große Hamburger Straße (zwischen 25 und 26) Alter jüdischer Friedhof; 29–30 Kleine Rosenthaler Straße 3 Koppenplatz 11 Münzstraße 21/23 | 09011360 – Johannisstraße 19, West-Seitengebäude |                                     |
| 09011331 | Spandauer Vorstadt begrenzt im Norden durch die Torstraße 6/230 und Weydingerstraße 20/22 im Süden durch S-Bahn, Spree, Dircksenstraße 32–51 und Neue Promenade / Am Zwirngraben im Osten durch die Karl-Liebknecht-Straße 15/33 und im Westen durch die Friedrichstraße 105–118 (Lage) | Spandauer Vorstadt Gesamtanlagen siehe: Gipsstraße 23A Große Hamburger Straße 5–11, 29–31 Linienstraße 16–21... Rosa-Luxemburg-Straße 30 Rosenthaler Straße 40–41 Spandauer Vorstadt Tucholskystraße 2 Baudenkmale siehe: Almstadtstraße 11, 16, 18, 43 Alte Schönhauser Straße 46, 48–49 Am Zwirngraben, S-Bahnhof Börse Auguststraße 9; 11–13; 14–16; 19, 21; 23; 24–25; 26B; 36; 53; 56–57; 69; 74; 76; 89; 90 Friedrichstraße 107; 112A Gipsstraße 11 Gormannstraße 12 Große Hamburger Straße 13–14; 15–16; 17; 19A; zwischen 25 und 26, Gedenkstätte; 27; 28; 29–31; Sophienkirche, 37 Hirtenstraße 4 Joachimstraße 6; 10; 11; 11A; 14; 15; 16; 20; 21 Johannisstraße 2 Karl-Liebknecht-Straße 27–29 Kleine Alexanderstraße 1–4 Kleine Präsidentenstraße 3 Kleine Rosenthaler Straße 2–3 Koppenplatz 6; 11; 12; 13 Krausnickstraße 3–3A Linienstraße 49; 62; 101; 110; 128–129, 137; 144; 145; 147; 150; 153; 154A; 155, 158; 159; 162; 206 Max-Beer-Straße 2/4 Monbijoupark, Büste Chamisso Monbijouplatz 12 Monbijoustraße 2; 4, 4A Mulackstraße 22; 23 Münzstraße 8; 14/16; 18; 21/23 Neue Promenade 3; 5 Neue Schönhauser Straße 8; 10; 12; 13; 14; 15; 19; 20 Oranienburger Straße, S-Bahnhof; 1–3; 4; 23; 27; 28; 30; 31; 34; 35–36, 50; 54; 71–72; 73–76; 84, 86 Rosenthaler Platz, U-Bahnhof Rosa-Luxemburg-Platz, U-Bahnhof; 2–3 Rosa-Luxemburg-Straße 2/4; 14; 15; 39/41 Rosenthaler Straße 13; 31; 36; 37; 38; 39, 51; 72A Rückerstraße 4 Sophienstraße 2; 3; 5; 8; 9; 11; 18–18A; 22–22A; 28–29 Steinstraße 19; 21 Torstraße 138; 146; 164; 222 Tucholskystr. 6/14; 9; 22; 24; 31/33; 40 Weinmeisterstraße, U-Bahnhof; 15; 16–17 Weydingerstraße 18; 20/22 Ziegelstraße 5–9; 10–11; 12 Gartendenkmale siehe: Große Hamburger Straße (zwischen 25 und 26) Alter jüdischer Friedhof; 29–30 Kleine Rosenthaler Straße 3 Koppenplatz 11 Münzstraße 21/23 | 09040279 – Oranienburger Straße / Monbijouplatz, Litfaßsäule, um 1900 |                                     |
| 09011331 | Spandauer Vorstadt begrenzt im Norden durch die Torstraße 6/230 und Weydingerstraße 20/22 im Süden durch S-Bahn, Spree, Dircksenstraße 32–51 und Neue Promenade / Am Zwirngraben im Osten durch die Karl-Liebknecht-Straße 15/33 und im Westen durch die Friedrichstraße 105–118 (Lage) | Spandauer Vorstadt Gesamtanlagen siehe: Gipsstraße 23A Große Hamburger Straße 5–11, 29–31 Linienstraße 16–21... Rosa-Luxemburg-Straße 30 Rosenthaler Straße 40–41 Spandauer Vorstadt Tucholskystraße 2 Baudenkmale siehe: Almstadtstraße 11, 16, 18, 43 Alte Schönhauser Straße 46, 48–49 Am Zwirngraben, S-Bahnhof Börse Auguststraße 9; 11–13; 14–16; 19, 21; 23; 24–25; 26B; 36; 53; 56–57; 69; 74; 76; 89; 90 Friedrichstraße 107; 112A Gipsstraße 11 Gormannstraße 12 Große Hamburger Straße 13–14; 15–16; 17; 19A; zwischen 25 und 26, Gedenkstätte; 27; 28; 29–31; Sophienkirche, 37 Hirtenstraße 4 Joachimstraße 6; 10; 11; 11A; 14; 15; 16; 20; 21 Johannisstraße 2 Karl-Liebknecht-Straße 27–29 Kleine Alexanderstraße 1–4 Kleine Präsidentenstraße 3 Kleine Rosenthaler Straße 2–3 Koppenplatz 6; 11; 12; 13 Krausnickstraße 3–3A Linienstraße 49; 62; 101; 110; 128–129, 137; 144; 145; 147; 150; 153; 154A; 155, 158; 159; 162; 206 Max-Beer-Straße 2/4 Monbijoupark, Büste Chamisso Monbijouplatz 12 Monbijoustraße 2; 4, 4A Mulackstraße 22; 23 Münzstraße 8; 14/16; 18; 21/23 Neue Promenade 3; 5 Neue Schönhauser Straße 8; 10; 12; 13; 14; 15; 19; 20 Oranienburger Straße, S-Bahnhof; 1–3; 4; 23; 27; 28; 30; 31; 34; 35–36, 50; 54; 71–72; 73–76; 84, 86 Rosenthaler Platz, U-Bahnhof Rosa-Luxemburg-Platz, U-Bahnhof; 2–3 Rosa-Luxemburg-Straße 2/4; 14; 15; 39/41 Rosenthaler Straße 13; 31; 36; 37; 38; 39, 51; 72A Rückerstraße 4 Sophienstraße 2; 3; 5; 8; 9; 11; 18–18A; 22–22A; 28–29 Steinstraße 19; 21 Torstraße 138; 146; 164; 222 Tucholskystr. 6/14; 9; 22; 24; 31/33; 40 Weinmeisterstraße, U-Bahnhof; 15; 16–17 Weydingerstraße 18; 20/22 Ziegelstraße 5–9; 10–11; 12 Gartendenkmale siehe: Große Hamburger Straße (zwischen 25 und 26) Alter jüdischer Friedhof; 29–30 Kleine Rosenthaler Straße 3 Koppenplatz 11 Münzstraße 21/23 | 09035144 – Oranienburger Straße 52, Mietshaus, 1833, Abriss 2002 |                                     |
| 09011331 | Spandauer Vorstadt begrenzt im Norden durch die Torstraße 6/230 und Weydingerstraße 20/22 im Süden durch S-Bahn, Spree, Dircksenstraße 32–51 und Neue Promenade / Am Zwirngraben im Osten durch die Karl-Liebknecht-Straße 15/33 und im Westen durch die Friedrichstraße 105–118 (Lage) | Spandauer Vorstadt Gesamtanlagen siehe: Gipsstraße 23A Große Hamburger Straße 5–11, 29–31 Linienstraße 16–21... Rosa-Luxemburg-Straße 30 Rosenthaler Straße 40–41 Spandauer Vorstadt Tucholskystraße 2 Baudenkmale siehe: Almstadtstraße 11, 16, 18, 43 Alte Schönhauser Straße 46, 48–49 Am Zwirngraben, S-Bahnhof Börse Auguststraße 9; 11–13; 14–16; 19, 21; 23; 24–25; 26B; 36; 53; 56–57; 69; 74; 76; 89; 90 Friedrichstraße 107; 112A Gipsstraße 11 Gormannstraße 12 Große Hamburger Straße 13–14; 15–16; 17; 19A; zwischen 25 und 26, Gedenkstätte; 27; 28; 29–31; Sophienkirche, 37 Hirtenstraße 4 Joachimstraße 6; 10; 11; 11A; 14; 15; 16; 20; 21 Johannisstraße 2 Karl-Liebknecht-Straße 27–29 Kleine Alexanderstraße 1–4 Kleine Präsidentenstraße 3 Kleine Rosenthaler Straße 2–3 Koppenplatz 6; 11; 12; 13 Krausnickstraße 3–3A Linienstraße 49; 62; 101; 110; 128–129, 137; 144; 145; 147; 150; 153; 154A; 155, 158; 159; 162; 206 Max-Beer-Straße 2/4 Monbijoupark, Büste Chamisso Monbijouplatz 12 Monbijoustraße 2; 4, 4A Mulackstraße 22; 23 Münzstraße 8; 14/16; 18; 21/23 Neue Promenade 3; 5 Neue Schönhauser Straße 8; 10; 12; 13; 14; 15; 19; 20 Oranienburger Straße, S-Bahnhof; 1–3; 4; 23; 27; 28; 30; 31; 34; 35–36, 50; 54; 71–72; 73–76; 84, 86 Rosenthaler Platz, U-Bahnhof Rosa-Luxemburg-Platz, U-Bahnhof; 2–3 Rosa-Luxemburg-Straße 2/4; 14; 15; 39/41 Rosenthaler Straße 13; 31; 36; 37; 38; 39, 51; 72A Rückerstraße 4 Sophienstraße 2; 3; 5; 8; 9; 11; 18–18A; 22–22A; 28–29 Steinstraße 19; 21 Torstraße 138; 146; 164; 222 Tucholskystr. 6/14; 9; 22; 24; 31/33; 40 Weinmeisterstraße, U-Bahnhof; 15; 16–17 Weydingerstraße 18; 20/22 Ziegelstraße 5–9; 10–11; 12 Gartendenkmale siehe: Große Hamburger Straße (zwischen 25 und 26) Alter jüdischer Friedhof; 29–30 Kleine Rosenthaler Straße 3 Koppenplatz 11 Münzstraße 21/23 | 09035145 – Oranienburger Straße 53, Mietshaus, 1831, Abriss 2002 |                                     |
| 09011331 | Spandauer Vorstadt begrenzt im Norden durch die Torstraße 6/230 und Weydingerstraße 20/22 im Süden durch S-Bahn, Spree, Dircksenstraße 32–51 und Neue Promenade / Am Zwirngraben im Osten durch die Karl-Liebknecht-Straße 15/33 und im Westen durch die Friedrichstraße 105–118 (Lage) | Spandauer Vorstadt Gesamtanlagen siehe: Gipsstraße 23A Große Hamburger Straße 5–11, 29–31 Linienstraße 16–21... Rosa-Luxemburg-Straße 30 Rosenthaler Straße 40–41 Spandauer Vorstadt Tucholskystraße 2 Baudenkmale siehe: Almstadtstraße 11, 16, 18, 43 Alte Schönhauser Straße 46, 48–49 Am Zwirngraben, S-Bahnhof Börse Auguststraße 9; 11–13; 14–16; 19, 21; 23; 24–25; 26B; 36; 53; 56–57; 69; 74; 76; 89; 90 Friedrichstraße 107; 112A Gipsstraße 11 Gormannstraße 12 Große Hamburger Straße 13–14; 15–16; 17; 19A; zwischen 25 und 26, Gedenkstätte; 27; 28; 29–31; Sophienkirche, 37 Hirtenstraße 4 Joachimstraße 6; 10; 11; 11A; 14; 15; 16; 20; 21 Johannisstraße 2 Karl-Liebknecht-Straße 27–29 Kleine Alexanderstraße 1–4 Kleine Präsidentenstraße 3 Kleine Rosenthaler Straße 2–3 Koppenplatz 6; 11; 12; 13 Krausnickstraße 3–3A Linienstraße 49; 62; 101; 110; 128–129, 137; 144; 145; 147; 150; 153; 154A; 155, 158; 159; 162; 206 Max-Beer-Straße 2/4 Monbijoupark, Büste Chamisso Monbijouplatz 12 Monbijoustraße 2; 4, 4A Mulackstraße 22; 23 Münzstraße 8; 14/16; 18; 21/23 Neue Promenade 3; 5 Neue Schönhauser Straße 8; 10; 12; 13; 14; 15; 19; 20 Oranienburger Straße, S-Bahnhof; 1–3; 4; 23; 27; 28; 30; 31; 34; 35–36, 50; 54; 71–72; 73–76; 84, 86 Rosenthaler Platz, U-Bahnhof Rosa-Luxemburg-Platz, U-Bahnhof; 2–3 Rosa-Luxemburg-Straße 2/4; 14; 15; 39/41 Rosenthaler Straße 13; 31; 36; 37; 38; 39, 51; 72A Rückerstraße 4 Sophienstraße 2; 3; 5; 8; 9; 11; 18–18A; 22–22A; 28–29 Steinstraße 19; 21 Torstraße 138; 146; 164; 222 Tucholskystr. 6/14; 9; 22; 24; 31/33; 40 Weinmeisterstraße, U-Bahnhof; 15; 16–17 Weydingerstraße 18; 20/22 Ziegelstraße 5–9; 10–11; 12 Gartendenkmale siehe: Große Hamburger Straße (zwischen 25 und 26) Alter jüdischer Friedhof; 29–30 Kleine Rosenthaler Straße 3 Koppenplatz 11 Münzstraße 21/23 | 09050123 – Linienstraße 216, Mietshaus, um 1902, Umbau des Vorderhauses um 1960, Abriss 2010 |                                     |
| 09011331 | Spandauer Vorstadt begrenzt im Norden durch die Torstraße 6/230 und Weydingerstraße 20/22 im Süden durch S-Bahn, Spree, Dircksenstraße 32–51 und Neue Promenade / Am Zwirngraben im Osten durch die Karl-Liebknecht-Straße 15/33 und im Westen durch die Friedrichstraße 105–118 (Lage) | Spandauer Vorstadt Gesamtanlagen siehe: Gipsstraße 23A Große Hamburger Straße 5–11, 29–31 Linienstraße 16–21... Rosa-Luxemburg-Straße 30 Rosenthaler Straße 40–41 Spandauer Vorstadt Tucholskystraße 2 Baudenkmale siehe: Almstadtstraße 11, 16, 18, 43 Alte Schönhauser Straße 46, 48–49 Am Zwirngraben, S-Bahnhof Börse Auguststraße 9; 11–13; 14–16; 19, 21; 23; 24–25; 26B; 36; 53; 56–57; 69; 74; 76; 89; 90 Friedrichstraße 107; 112A Gipsstraße 11 Gormannstraße 12 Große Hamburger Straße 13–14; 15–16; 17; 19A; zwischen 25 und 26, Gedenkstätte; 27; 28; 29–31; Sophienkirche, 37 Hirtenstraße 4 Joachimstraße 6; 10; 11; 11A; 14; 15; 16; 20; 21 Johannisstraße 2 Karl-Liebknecht-Straße 27–29 Kleine Alexanderstraße 1–4 Kleine Präsidentenstraße 3 Kleine Rosenthaler Straße 2–3 Koppenplatz 6; 11; 12; 13 Krausnickstraße 3–3A Linienstraße 49; 62; 101; 110; 128–129, 137; 144; 145; 147; 150; 153; 154A; 155, 158; 159; 162; 206 Max-Beer-Straße 2/4 Monbijoupark, Büste Chamisso Monbijouplatz 12 Monbijoustraße 2; 4, 4A Mulackstraße 22; 23 Münzstraße 8; 14/16; 18; 21/23 Neue Promenade 3; 5 Neue Schönhauser Straße 8; 10; 12; 13; 14; 15; 19; 20 Oranienburger Straße, S-Bahnhof; 1–3; 4; 23; 27; 28; 30; 31; 34; 35–36, 50; 54; 71–72; 73–76; 84, 86 Rosenthaler Platz, U-Bahnhof Rosa-Luxemburg-Platz, U-Bahnhof; 2–3 Rosa-Luxemburg-Straße 2/4; 14; 15; 39/41 Rosenthaler Straße 13; 31; 36; 37; 38; 39, 51; 72A Rückerstraße 4 Sophienstraße 2; 3; 5; 8; 9; 11; 18–18A; 22–22A; 28–29 Steinstraße 19; 21 Torstraße 138; 146; 164; 222 Tucholskystr. 6/14; 9; 22; 24; 31/33; 40 Weinmeisterstraße, U-Bahnhof; 15; 16–17 Weydingerstraße 18; 20/22 Ziegelstraße 5–9; 10–11; 12 Gartendenkmale siehe: Große Hamburger Straße (zwischen 25 und 26) Alter jüdischer Friedhof; 29–30 Kleine Rosenthaler Straße 3 Koppenplatz 11 Münzstraße 21/23 | Remise, um 1902 |                                     |
| 09011331 | Spandauer Vorstadt begrenzt im Norden durch die Torstraße 6/230 und Weydingerstraße 20/22 im Süden durch S-Bahn, Spree, Dircksenstraße 32–51 und Neue Promenade / Am Zwirngraben im Osten durch die Karl-Liebknecht-Straße 15/33 und im Westen durch die Friedrichstraße 105–118 (Lage) | Spandauer Vorstadt Gesamtanlagen siehe: Gipsstraße 23A Große Hamburger Straße 5–11, 29–31 Linienstraße 16–21... Rosa-Luxemburg-Straße 30 Rosenthaler Straße 40–41 Spandauer Vorstadt Tucholskystraße 2 Baudenkmale siehe: Almstadtstraße 11, 16, 18, 43 Alte Schönhauser Straße 46, 48–49 Am Zwirngraben, S-Bahnhof Börse Auguststraße 9; 11–13; 14–16; 19, 21; 23; 24–25; 26B; 36; 53; 56–57; 69; 74; 76; 89; 90 Friedrichstraße 107; 112A Gipsstraße 11 Gormannstraße 12 Große Hamburger Straße 13–14; 15–16; 17; 19A; zwischen 25 und 26, Gedenkstätte; 27; 28; 29–31; Sophienkirche, 37 Hirtenstraße 4 Joachimstraße 6; 10; 11; 11A; 14; 15; 16; 20; 21 Johannisstraße 2 Karl-Liebknecht-Straße 27–29 Kleine Alexanderstraße 1–4 Kleine Präsidentenstraße 3 Kleine Rosenthaler Straße 2–3 Koppenplatz 6; 11; 12; 13 Krausnickstraße 3–3A Linienstraße 49; 62; 101; 110; 128–129, 137; 144; 145; 147; 150; 153; 154A; 155, 158; 159; 162; 206 Max-Beer-Straße 2/4 Monbijoupark, Büste Chamisso Monbijouplatz 12 Monbijoustraße 2; 4, 4A Mulackstraße 22; 23 Münzstraße 8; 14/16; 18; 21/23 Neue Promenade 3; 5 Neue Schönhauser Straße 8; 10; 12; 13; 14; 15; 19; 20 Oranienburger Straße, S-Bahnhof; 1–3; 4; 23; 27; 28; 30; 31; 34; 35–36, 50; 54; 71–72; 73–76; 84, 86 Rosenthaler Platz, U-Bahnhof Rosa-Luxemburg-Platz, U-Bahnhof; 2–3 Rosa-Luxemburg-Straße 2/4; 14; 15; 39/41 Rosenthaler Straße 13; 31; 36; 37; 38; 39, 51; 72A Rückerstraße 4 Sophienstraße 2; 3; 5; 8; 9; 11; 18–18A; 22–22A; 28–29 Steinstraße 19; 21 Torstraße 138; 146; 164; 222 Tucholskystr. 6/14; 9; 22; 24; 31/33; 40 Weinmeisterstraße, U-Bahnhof; 15; 16–17 Weydingerstraße 18; 20/22 Ziegelstraße 5–9; 10–11; 12 Gartendenkmale siehe: Große Hamburger Straße (zwischen 25 und 26) Alter jüdischer Friedhof; 29–30 Kleine Rosenthaler Straße 3 Koppenplatz 11 Münzstraße 21/23 | 09050167 – Ziegelstraße 22, Wagenhalle, um 1925, Abriss 2011 |                                     |

## Denkmalbereiche (Gesamtanlagen)
| Nr.                | Lage | Offizielle Bezeichnung                                                               | Beschreibung | Bild                                                            |
| ------------------ | --- | ------------------------------------------------------------------------------------ | --- | --------------------------------------------------------------- |
| 09035166           | Gipsstraße 23A (Lage) | 8. und 63. Gemeindeschule Bestandteil des Ensembles: Spandauer Vorstadt              | Direktorenwohnhaus, 1872–1873 von Hermann Blankenstein |                                                                 |
| 09035166           | Gipsstraße 23A (Lage) | 8. und 63. Gemeindeschule Bestandteil des Ensembles: Spandauer Vorstadt              | Schulgebäude |                                                                 |
| 09035219           | Große Hamburger Straße 5–11 (Lage)                                                                                         | St. Hedwigs-Krankenhaus Bestandteil des Ensembles: Spandauer Vorstadt                | Hauptgebäude im Grundstücksinneren, 1851–1855 von Vinzenz Statz und Albert Kinel, Aufstockung 1925–1928 von Wilhelm Fahlbusch                                                           |                                                                 |
| 09035219           | Große Hamburger Straße 5–11 (Lage)                                                                                         | St. Hedwigs-Krankenhaus Bestandteil des Ensembles: Spandauer Vorstadt                | Kapelle, Ausmalungen 1874 von Nowag |                                                                 |
| 09035219           | Große Hamburger Straße 5–11 (Lage)                                                                                         | St. Hedwigs-Krankenhaus Bestandteil des Ensembles: Spandauer Vorstadt                | Operationsgebäude (südliche Erweiterung), 1899–1900 von August Menken |                                                                 |
| 09035219           | Große Hamburger Straße 5–11 (Lage)                                                                                         | St. Hedwigs-Krankenhaus Bestandteil des Ensembles: Spandauer Vorstadt                | Innenhof |                                                                 |
| 09035219           | Große Hamburger Straße 5–11 (Lage)                                                                                         | St. Hedwigs-Krankenhaus Bestandteil des Ensembles: Spandauer Vorstadt                | Karolusbau (nordwestliche Erweiterung), 1910–1911 |                                                                 |
| 09035219           | Große Hamburger Straße 5–11 (Lage)                                                                                         | St. Hedwigs-Krankenhaus Bestandteil des Ensembles: Spandauer Vorstadt                | Frauenhaus (südliches Vorderhaus), 1879–1881 von Vinzenz Statz |                                                                 |
| 09035219           | Große Hamburger Straße 5–11 (Lage)                                                                                         | St. Hedwigs-Krankenhaus Bestandteil des Ensembles: Spandauer Vorstadt                | Josephbau (mittleres Vorderhaus), 1904–1905 von Carl Moritz | St. Hedwigs-Krankhaus, Frauenhaus, Josephsbau und Elisabethhaus |
| 09035219           | Große Hamburger Straße 5–11 (Lage)                                                                                         | St. Hedwigs-Krankenhaus Bestandteil des Ensembles: Spandauer Vorstadt                | Vorgarten |                                                                 |
| 09035219           | Große Hamburger Straße 5–11 (Lage)                                                                                         | St. Hedwigs-Krankenhaus Bestandteil des Ensembles: Spandauer Vorstadt                | Elisabethhaus (nördliches Vorderhaus und Seitengebäude), 1887–1889 von Max Hasak, Umbau 1936–1937                                                                                       |                                                                 |
| 09035219           | Große Hamburger Straße 5–11 (Lage)                                                                                         | St. Hedwigs-Krankenhaus Bestandteil des Ensembles: Spandauer Vorstadt                | St. Michael Stift |                                                                 |
| 09035219           | Große Hamburger Straße 5–11 (Lage)                                                                                         | St. Hedwigs-Krankenhaus Bestandteil des Ensembles: Spandauer Vorstadt                | Haus Maria |                                                                 |
| 09035219           | Große Hamburger Straße 5–11 (Lage)                                                                                         | St. Hedwigs-Krankenhaus Bestandteil des Ensembles: Spandauer Vorstadt                | Leichenhalle |                                                                 |
| 09035219           | Große Hamburger Straße 5–11 (Lage)                                                                                         | St. Hedwigs-Krankenhaus Bestandteil des Ensembles: Spandauer Vorstadt                | Kesselhaus, 1913–1914 |                                                                 |
| 09035219           | Große Hamburger Straße 5–11 (Lage)                                                                                         | St. Hedwigs-Krankenhaus Bestandteil des Ensembles: Spandauer Vorstadt                | Kollonaden |                                                                 |
| 09035219           | Große Hamburger Straße 5–11 (Lage)                                                                                         | St. Hedwigs-Krankenhaus Bestandteil des Ensembles: Spandauer Vorstadt                | Krankenhaushof mit Brunnen |                                                                 |
| 09035237           | Große Hamburger Straße 29–31 (Lage)                                                                                        | Wohnhäuser der Sophiengemeinde Bestandteil des Ensembles: Spandauer Vorstadt         | westlich, 1902–1905 von Gustav Clemens | Grosse Hamburger Strasse 30–31                                  |
| 09035237           | Große Hamburger Straße 29–31 (Lage)                                                                                        | Wohnhäuser der Sophiengemeinde Bestandteil des Ensembles: Spandauer Vorstadt         | östlich |                                                                 |
| 09080069           | Linienstraße 16–21, 225–226B, 228–230A (Lage)                                                                              | Wohnanlage Bestandteil des Ensembles: Spandauer Vorstadt                             | Linienstraße 16–21, 1934–1935 von Richard Ermisch | Linienstraße 16–21                                              |
| 09080069           | Linienstraße 16–21, 225–226B, 228–230A (Lage)                                                                              | Wohnanlage Bestandteil des Ensembles: Spandauer Vorstadt                             | Linienstraße 228–230A | Linienstraße 228–230A                                           |
| 09080069           | Linienstraße 16–21, 225–226B, 228–230A (Lage)                                                                              | Wohnanlage Bestandteil des Ensembles: Spandauer Vorstadt                             | Linienstraße 225–226B |                                                                 |
| 09080043           | Rosa-Luxemburg-Straße 30 Hirtenstraße 6 Weydingerstraße 2/10 (Lage)                                                        | Wohnanlage und Kino Babylon Bestandteil des Ensembles: Spandauer Vorstadt            | 1928–1929 von Hans Poelzig |                                                                 |
| 09080043           | Rosa-Luxemburg-Straße 30 Hirtenstraße 6 Weydingerstraße 2/10 (Lage)                                                        | Wohnanlage und Kino Babylon Bestandteil des Ensembles: Spandauer Vorstadt            | Kino Babylon |                                                                 |
| 09080215           | Rosenthaler Straße 40–41 Sophienstraße 6 (Lage)                                                                            | Hackesche Höfe Bestandteil des Ensembles: Spandauer Vorstadt                         | Haus am Hackeschen Markt, 1906–1907 von Kurt Berndt | Straßenansicht vom Hackeschen Markt                             |
| 09080215           | Rosenthaler Straße 40–41 Sophienstraße 6 (Lage)                                                                            | Hackesche Höfe Bestandteil des Ensembles: Spandauer Vorstadt                         | Fassade Hof 1 von August Endell | Fassade Hof 1                                                   |
| 09080215           | Rosenthaler Straße 40–41 Sophienstraße 6 (Lage)                                                                            | Hackesche Höfe Bestandteil des Ensembles: Spandauer Vorstadt                         | Hof 2 von August Endell |                                                                 |
| 09080215           | Rosenthaler Straße 40–41 Sophienstraße 6 (Lage)                                                                            | Hackesche Höfe Bestandteil des Ensembles: Spandauer Vorstadt                         | 2 Wohnhöfe |                                                                 |
| 09080215           | Rosenthaler Straße 40–41 Sophienstraße 6 (Lage)                                                                            | Hackesche Höfe Bestandteil des Ensembles: Spandauer Vorstadt                         | Sophienstraße 6 |                                                                 |
| 09080215           | Rosenthaler Straße 40–41 Sophienstraße 6 (Lage)                                                                            | Hackesche Höfe Bestandteil des Ensembles: Spandauer Vorstadt                         | Brunnen- und Gartenhof |                                                                 |
| 09097899 (11/2024) | Spandauer Vorstadt | Ersatzneubauten und Lückenschließungen Bestandteil des Ensembles: Spandauer Vorstadt | 1984–1989, Leitplanung Büro für Städtebau Berlin | 1984–1989, Leitplanung Büro für Städtebau Berlin                |
| 09097899 (11/2024) | Ackerstraße 174 Linienstraße 88, 94–97, 193 Torstraße 148/152, 158/160 ()                                                  | Ersatzneubauten und Lückenschließungen Bestandteil des Ensembles: Spandauer Vorstadt | Wohn- und Geschäftshäuser vom Büro des Stadtarchitekten und Wohnungsbaukombinat Gera |                                                                 |
| 09097899 (11/2024) | Almstadtstraße 26/28 Hirtenstraße 11 A–B ()                                                                                | Ersatzneubauten und Lückenschließungen Bestandteil des Ensembles: Spandauer Vorstadt | Wohn- und Geschäftshäuser vom Büro des Stadtarchitekten und Wohnungsbaukombinat Gera |                                                                 |
| 09097899 (11/2024) | Münzstraße 7, 11 A–C () | Ersatzneubauten und Lückenschließungen Bestandteil des Ensembles: Spandauer Vorstadt | Wohn- und Geschäftshäuser vom Büro des Stadtarchitekten und Wohnungsbaukombinat Gera |                                                                 |
| 09097899 (11/2024) | Almstadtstraße 51–53, 55 Max-Beer-Straße 48 Rosa-Luxemburg-Straße 43/45 (Lage)                                             | Ersatzneubauten und Lückenschließungen Bestandteil des Ensembles: Spandauer Vorstadt | Wohn- und Geschäftshäuser vom Büro des Stadtarchitekten und Wohnungsbaukombinat Gera, mit Vorfläche Vorfläche Almstadtstraße 52, von 12/2023-11/2024 eigenständiges Baudenkmal 09020098 |                                                                 |
| 09097899 (11/2024) | Alte Schönhauser Straße 30–32C Neue Schönhauser Straße 1–1B, 17–18 Münzstraße 24 Weinmeisterstraße 9A-B ()                 | Ersatzneubauten und Lückenschließungen Bestandteil des Ensembles: Spandauer Vorstadt | Wohn- und Geschäftshäuser vom Büro des Stadtarchitekten und Wohnungsbaukombinat Erfurt                                                                                                  |                                                                 |
| 09097899 (11/2024) | Auguststraße 29 A–C Gipsstraße 1 Große Hamburger Straße 38–42 ()                                                           | Ersatzneubauten und Lückenschließungen Bestandteil des Ensembles: Spandauer Vorstadt | Wohn- und Geschäftshäuser vom Büro des Stadtarchitekten und Wohnungsbaukombinat Cottbus                                                                                                 |                                                                 |
| 09097899 (11/2024) | Borsigstraße 34 Linienstraße 119 A–C Novalisstraße 1, 1a Torstraße 184/190, 201, 203, 204–210 Tucholskystraße 49/51, 52 () | Ersatzneubauten und Lückenschließungen Bestandteil des Ensembles: Spandauer Vorstadt | Wohn- und Geschäftshäuser vom Büro für Städtebau und Architektur und Wohnungsbaukombinat Neubrandenburg                                                                                 |                                                                 |
| 09097899 (11/2024) | Dircksenstraße 38 () | Ersatzneubauten und Lückenschließungen Bestandteil des Ensembles: Spandauer Vorstadt | Geschäftshaus mit Nebengebäude, vom Bau- und Montagekombinat Kohle und Energie |                                                                 |
| 09097899 (11/2024) | Joachimstraße 12A-13B Linienstraße 78–81, 197–198 ()                                                                       | Ersatzneubauten und Lückenschließungen Bestandteil des Ensembles: Spandauer Vorstadt | Wohn- und Geschäftshäuser vom Büro des Stadtarchitekten und Wohnungsbaukombinat Cottbus                                                                                                 |                                                                 |
| 09080143           | Tucholskystraße 2 Monbijoustraße 1/5 Ziegelstraße 15–17 (Lage)                                                             | Universitäts-Frauenklinik Bestandteil des Ensembles: Spandauer Vorstadt              | Klinik für Geburtshilfe und Frauenkrankheiten, 1879–1883 von Gropius & Schmieden, 1893–1894 von Küster und Bloens, Umbau durch David Chipperfield seit 2012                             | Verwaltungsgebäude an der Tucholskystraße                       |
| 09080143           | Tucholskystraße 2 Monbijoustraße 1/5 Ziegelstraße 15–17 (Lage)                                                             | Universitäts-Frauenklinik Bestandteil des Ensembles: Spandauer Vorstadt              | III. Medizinische Abteilung, 1902–1906 von Georg Thür |                                                                 |
| 09080143           | Tucholskystraße 2 Monbijoustraße 1/5 Ziegelstraße 15–17 (Lage)                                                             | Universitäts-Frauenklinik Bestandteil des Ensembles: Spandauer Vorstadt              | Poliklinisches Institut, um 1905 |                                                                 |
| 09080143           | Tucholskystraße 2 Monbijoustraße 1/5 Ziegelstraße 15–17 (Lage)                                                             | Universitäts-Frauenklinik Bestandteil des Ensembles: Spandauer Vorstadt              | Ida-Simon-Stiftung, 1908–1910 von Georg Thür und Brüstlein, bis 2013 eigenständiges Baudenkmal 09080392                                                                                 |                                                                 |
| 09080143           | Tucholskystraße 2 Monbijoustraße 1/5 Ziegelstraße 15–17 (Lage)                                                             | Universitäts-Frauenklinik Bestandteil des Ensembles: Spandauer Vorstadt              | Universitäts-Frauenklinik, 1928–1933 von Walter Wolff |                                                                 |

## Baudenkmale
| Nr.      | Lage                                                                    | Offizielle Bezeichnung | Beschreibung | Bild                                    |
| -------- | ----------------------------------------------------------------------- | --- | --- | --------------------------------------- |
| 09020019 | Almstadtstraße 11 (Lage)                                                | Wohn- und Geschäftshaus (Essig- und Senffabrik Heinn) Bestandteil des Ensembles: Spandauer Vorstadt                       | 1902 von Gustav Lanzendorf |                                         |
| 09020020 | Almstadtstraße 16 (Lage)                                                | Mietshaus Bestandteil des Ensembles: Spandauer Vorstadt                                                                   | 1841, Umbau 1864 von Carl Wilhelm Hoffmann                                                                                                  |                                         |
| 09020021 | Almstadtstraße 18 (Lage)                                                | Mietshaus Bestandteil des Ensembles: Spandauer Vorstadt                                                                   | 1845 von Carl Wilhelm Hoffmann |                                         |
| 09020028 | Almstadtstraße 43 Schendelgasse (Lage)                                  | Mietshaus Bestandteil des Ensembles: Spandauer Vorstadt                                                                   | 1866 |                                         |
| 09035022 | Alte Schönhauser Straße 46 (Lage)                                       | Mietshaus Bestandteil des Ensembles: Spandauer Vorstadt                                                                   | 1890 von Rinkel & Zadek |                                         |
| 09035024 | Alte Schönhauser Straße 48 (Lage)                                       | Mietshaus Bestandteil des Ensembles: Spandauer Vorstadt                                                                   | um 1890 |                                         |
| 09011325 | Am Zwirngraben (Lage)                                                   | S-Bahnhof Börse, heute S-Bahnhof Hackescher Markt Bestandteil des Ensembles: Spandauer Vorstadt                           | S-Bahn Bögen, 1878–1882 von Johannes Vollmer (siehe auch Gesamtanlage Stadtbahntrasse)                                                      |                                         |
| 09011325 | Am Zwirngraben (Lage)                                                   | S-Bahnhof Börse, heute S-Bahnhof Hackescher Markt Bestandteil des Ensembles: Spandauer Vorstadt                           | S-Bahnhof |                                         |
| 09035042 | Auguststraße 9 Tucholskystraße 34 (Lage)                                | Mietshaus Bestandteil des Ensembles: Spandauer Vorstadt                                                                   | um 1845 |                                         |
| 09035033 | Auguststraße 11–13 (Lage)                                               | Jüdische Mädchenschule Bestandteil des Ensembles: Spandauer Vorstadt                                                      | 1927–1928 von Alexander Beer |                                         |
| 09035034 | Auguststraße 14–16 (Lage)                                               | Krankenhaus der jüdischen Gemeinde und Verwaltungsgebäude Bestandteil des Ensembles: Spandauer Vorstadt                   | Verwaltungsgebäude, 1858–1861 von Eduard Knoblauch                                                                                          |                                         |
| 09035034 | Auguststraße 14–16 (Lage)                                               | Krankenhaus der jüdischen Gemeinde und Verwaltungsgebäude Bestandteil des Ensembles: Spandauer Vorstadt                   | Krankenhaus |                                         |
| 09035034 | Auguststraße 14–16 (Lage)                                               | Krankenhaus der jüdischen Gemeinde und Verwaltungsgebäude Bestandteil des Ensembles: Spandauer Vorstadt                   | Seitenflügel, 1875 |                                         |
| 09035036 | Auguststraße 19 (Lage)                                                  | Mietshaus Bestandteil des Ensembles: Spandauer Vorstadt                                                                   | 1884, vermutlich von Karl Quast |                                         |
| 09035038 | Auguststraße 21 (Lage)                                                  | 10. Realschule mit Lehrerwohnhaus Bestandteil des Ensembles: Spandauer Vorstadt                                           | Lehrerwohnhaus, 1895 von Hermann Blankenstein und Paul Hesse                                                                                | Schulgebäude im Hof                     |
| 09035038 | Auguststraße 21 (Lage)                                                  | 10. Realschule mit Lehrerwohnhaus Bestandteil des Ensembles: Spandauer Vorstadt                                           | Schulgebäude |                                         |
| 09035040 | Auguststraße 23 (Lage)                                                  | Mietshaus und Gewerbebau Bestandteil des Ensembles: Spandauer Vorstadt                                                    | 1837 |                                         |
| 09035040 | Auguststraße 23 (Lage)                                                  | Mietshaus und Gewerbebau Bestandteil des Ensembles: Spandauer Vorstadt                                                    | Gewerbebauten |                                         |
| 09035040 | Auguststraße 23 (Lage)                                                  | Mietshaus und Gewerbebau Bestandteil des Ensembles: Spandauer Vorstadt                                                    | Abdruck der verlorenen Nachbarbebauung an der Brandwand, um 1885                                                                            |                                         |
| 09011340 | Auguststraße 24–25 (Lage)                                               | Clärchens Ballhaus Bestandteil des Ensembles: Spandauer Vorstadt                                                          | Quergebäude mit Saal- und Küchenanbauten, 1890–1891, Erweiterung um 1925                                                                    |                                         |
| 09011340 | Auguststraße 24–25 (Lage)                                               | Clärchens Ballhaus Bestandteil des Ensembles: Spandauer Vorstadt                                                          | Vordere Hofunterkellerung |                                         |
| 09011340 | Auguststraße 24–25 (Lage)                                               | Clärchens Ballhaus Bestandteil des Ensembles: Spandauer Vorstadt                                                          | Hintere Hofmauer |                                         |
| 09011340 | Auguststraße 24–25 (Lage)                                               | Clärchens Ballhaus Bestandteil des Ensembles: Spandauer Vorstadt                                                          | Freifläche an der Auguststraße, 1965 |                                         |
| 09035045 | Auguststraße 26B (Lage)                                                 | Mietshaus Bestandteil des Ensembles: Spandauer Vorstadt                                                                   | 1829 |                                         |
| 09035045 | Auguststraße 26B (Lage)                                                 | Mietshaus Bestandteil des Ensembles: Spandauer Vorstadt                                                                   | Hofgebäude 1872–1876 |                                         |
| 09035049 | Auguststraße 36 (Lage)                                                  | Mietshaus Bestandteil des Ensembles: Spandauer Vorstadt                                                                   | um 1860 |                                         |
| 09035052 | Auguststraße 53 Kleine Auguststraße 8 (Lage)                            | Wohnhaus Bestandteil des Ensembles: Spandauer Vorstadt                                                                    | 1828 |                                         |
| 09035070 | Auguststraße 56–57 Koppenplatz 3–4 (Lage)                               | Ab- und Umspannwerk, Umformwerk Koppenplatz Bestandteil des Ensembles: Spandauer Vorstadt                                 | Ab- und Umspannwerk, nach 1906 von Franz Schwechten                                                                                         | Ab- und Umspannwerk an der Auguststraße |
| 09035070 | Auguststraße 56–57 Koppenplatz 3–4 (Lage)                               | Ab- und Umspannwerk, Umformwerk Koppenplatz Bestandteil des Ensembles: Spandauer Vorstadt                                 | Umformwerk Koppenplatz, 1926 von Hans Heinrich Müller                                                                                       |                                         |
| 09035057 | Auguststraße 69 (Lage)                                                  | Wohn- und Gewerbebau (Kunst-Werke Berlin) Bestandteil des Ensembles: Spandauer Vorstadt                                   | 1794 |                                         |
| 09035057 | Auguststraße 69 (Lage)                                                  | Wohn- und Gewerbebau (Kunst-Werke Berlin) Bestandteil des Ensembles: Spandauer Vorstadt                                   | Seitengebäude 1832 und 1839 |                                         |
| 09035057 | Auguststraße 69 (Lage)                                                  | Wohn- und Gewerbebau (Kunst-Werke Berlin) Bestandteil des Ensembles: Spandauer Vorstadt                                   | Quergebäude (Fabrik), 1842 |                                         |
| 09035084 | Auguststraße 74 (Lage)                                                  | Wohnhaus Bestandteil des Ensembles: Spandauer Vorstadt                                                                    | 1794, Umbauten 1827 und 1876 |                                         |
| 09035086 | Auguststraße 76 Tucholskystraße 36 (Lage)                               | Mietshaus Bestandteil des Ensembles: Spandauer Vorstadt                                                                   | 1795, Umbauten 1827 und 1881 |                                         |
| 09035098 | Auguststraße 89 (Lage)                                                  | Mietshaus mit geschlossener Hofanlage Bestandteil des Ensembles: Spandauer Vorstadt                                       | 1832 |                                         |
| 09035098 | Auguststraße 89 (Lage)                                                  | Mietshaus mit geschlossener Hofanlage Bestandteil des Ensembles: Spandauer Vorstadt                                       | geschlossene Hofanlage |                                         |
| 09035099 | Auguststraße 90 (Lage)                                                  | St.-Johannes-Evangelist-Kirche (Berlin) Bestandteil des Ensembles: Spandauer Vorstadt                                     | 1898–1900 von Max Spitta |                                         |
| 09035099 | Auguststraße 90 (Lage)                                                  | St.-Johannes-Evangelist-Kirche (Berlin) Bestandteil des Ensembles: Spandauer Vorstadt                                     | Kircheninneres |                                         |
| 09030074 | Friedrichstraße (Lage)                                                  | Weidendammer Brücke | 1895–1897 von Otto Stahn, 1914–1922 verbreitert                                                                                             |                                         |
| 09065000 | Friedrichstraße 107 Ziegelstraße 32 (Lage)                              | Friedrichstadt-Palast Bestandteil des Ensembles: Spandauer Vorstadt                                                       | 1981–1984 von Manfred Prasser, unter Leitung von Erhardt Gißke (Baudirektion Hauptstadt Berlin des Ministeriums für Bauwesen)               |                                         |
| 09035124 | Friedrichstraße 112A (Lage)                                             | Wohn- und Geschäftshaus Bestandteil des Ensembles: Spandauer Vorstadt                                                     | um 1900 |                                         |
| 09035157 | Gipsstraße 11 (Lage)                                                    | Bürgerhaus Bestandteil des Ensembles: Spandauer Vorstadt                                                                  | 1800, Umbauten 1886 und um 1900 |                                         |
| 09035157 | Gipsstraße 11 (Lage)                                                    | Bürgerhaus Bestandteil des Ensembles: Spandauer Vorstadt                                                                  | Quergebäude 1872 |                                         |
| 09035180 | Gormannstraße 12 (Lage)                                                 | Mietshaus Bestandteil des Ensembles: Spandauer Vorstadt                                                                   | 1882 |                                         |
| 09035224 | Große Hamburger Straße 13–14 Krausnickstraße 12 (Lage)                  | Bürgerhaus Bestandteil des Ensembles: Spandauer Vorstadt                                                                  | 1755, Umbau 1820, Bauerweiterung 1862 |                                         |
| 09035215 | Große Hamburger Straße 15–16 (Lage)                                     | Mietshausanlage Bestandteil des Ensembles: Spandauer Vorstadt                                                             | 1910–1911 von Edmund Fuchs |                                         |
| 09035215 | Große Hamburger Straße 15–16 (Lage)                                     | Mietshausanlage Bestandteil des Ensembles: Spandauer Vorstadt                                                             | Kunstwerk „The Missing House“, 1990 von Christian Boltanski                                                                                 |                                         |
| 09035216 | Große Hamburger Straße 17 (Lage)                                        | Bürgerhaus Bestandteil des Ensembles: Spandauer Vorstadt                                                                  | 1828 |                                         |
| 09035216 | Große Hamburger Straße 17 (Lage)                                        | Bürgerhaus Bestandteil des Ensembles: Spandauer Vorstadt                                                                  | Gewerbebauten, um 1870 und um 1885 |                                         |
| 09035218 | Große Hamburger Straße 19A (Lage)                                       | Bürgerhaus Bestandteil des Ensembles: Spandauer Vorstadt                                                                  | um 1692, Umbau 1827 |                                         |
| 09035218 | Große Hamburger Straße 19A (Lage)                                       | Bürgerhaus Bestandteil des Ensembles: Spandauer Vorstadt                                                                  | Gewerbebauten, 1859 |                                         |
| 09035233 | Große Hamburger Straße (zwischen 25 und 26) (Lage)                      | Gedenkstätte Bestandteil des Ensembles: Spandauer Vorstadt                                                                | 1957 von Will Lammert, aufgestellt 1985 auf dem Gelände des ehem. jüdischen Altersheims (siehe auch Gartendenkmal Alter Jüdischer Friedhof) | Skulptur Jüdische Opfer des Faschismus  |
| 09035234 | Große Hamburger Straße 27 (Lage)                                        | Jüdische Knabenschule Bestandteil des Ensembles: Spandauer Vorstadt                                                       | 1906 von Johann Hoeniger |                                         |
| 09035236 | Große Hamburger Straße 28 (Lage)                                        | Wohnhaus Bestandteil des Ensembles: Spandauer Vorstadt                                                                    | 1901–1902 von Kurt Berndt |                                         |
| 09011358 | Große Hamburger Straße 29–31 Sophienstraße (Lage)                       | Sophienkirche Bestandteil des Ensembles: Spandauer Vorstadt                                                               | 1712–1713 von Philipp Gerlach (?), Turm, 1732–1734 von Johann Friedrich Grael (siehe auch Gartendenkmal Kirchhof an der Sophienkirche)      |                                         |
| 09011358 | Große Hamburger Straße 29–31 Sophienstraße (Lage)                       | Sophienkirche Bestandteil des Ensembles: Spandauer Vorstadt                                                               | 1892 Ausbau von Friedrich Schulze, Adolf Heyden und Kurt Berndt                                                                             |                                         |
| 09035245 | Große Hamburger Straße 37 Sophienstraße (Lage)                          | Mietshaus Bestandteil des Ensembles: Spandauer Vorstadt                                                                   | 1892 |                                         |
| 09035267 | Hirtenstraße 4, 9/10. Kleine Alexanderstraße (Lage)                     | Communal-Armen-Schule Bestandteil des Ensembles: Spandauer Vorstadt                                                       | 1842 |                                         |
| 09035257 | Joachimstraße 6 (Lage)                                                  | Mietshaus Bestandteil des Ensembles: Spandauer Vorstadt                                                                   | 1838 |                                         |
| 09035259 | Joachimstraße 10 (Lage)                                                 | Mietshaus Bestandteil des Ensembles: Spandauer Vorstadt                                                                   | 1841 |                                         |
| 09035261 | Joachimstraße 11A (Lage)                                                | Mietshaus Bestandteil des Ensembles: Spandauer Vorstadt                                                                   | 1838, Umbau um 1890 |                                         |
| 09035262 | Joachimstraße 14 (Lage)                                                 | Mietshaus Bestandteil des Ensembles: Spandauer Vorstadt                                                                   | um 1830, Umbauten (Aufstockung) 1842 und 1862                                                                                               |                                         |
| 09035263 | Joachimstraße 15 (Lage)                                                 | Mietshaus Bestandteil des Ensembles: Spandauer Vorstadt                                                                   | vor 1831 |                                         |
| 09035264 | Joachimstraße 16 (Lage)                                                 | Mietshaus Bestandteil des Ensembles: Spandauer Vorstadt                                                                   | 1833 von August Adolph Günther (?) |                                         |
| 09035265 | Joachimstraße 20 (Lage)                                                 | Bürgerhaus Bestandteil des Ensembles: Spandauer Vorstadt                                                                  | um 1780, Aufstockung 1822 |                                         |
| 09035266 | Joachimstraße 21 (Lage)                                                 | Bürgerhaus Bestandteil des Ensembles: Spandauer Vorstadt                                                                  | 1803, Aufstockung 1822 |                                         |
| 09035269 | Johannisstraße 2 Kalkscheunenstraße 4–5 (Lage)                          | Wohnhaus und Fabrik Bestandteil des Ensembles: Spandauer Vorstadt                                                         | Wohnhaus, 1831, heute Kalkscheune |                                         |
| 09035269 | Johannisstraße 2 Kalkscheunenstraße 4–5 (Lage)                          | Wohnhaus und Fabrik Bestandteil des Ensembles: Spandauer Vorstadt                                                         | Fabrikgebäude, Um- und Erweiterungsbauten, 1855 und 1925                                                                                    |                                         |
| 09035269 | Johannisstraße 2 Kalkscheunenstraße 4–5 (Lage)                          | Wohnhaus und Fabrik Bestandteil des Ensembles: Spandauer Vorstadt                                                         | Fabrikzeile im Innenhof |                                         |
| 09020853 | Karl-Liebknecht-Straße 27/29 (Lage)                                     | Haus des Berliner Verlages Bestandteil des Ensembles: Spandauer Vorstadt                                                  | 1970–1973 von Karl-Ernst Swora, Rainer Hanslik, Günter Derdau, Waldemar Seifert, Gerhard Voss                                               |                                         |
| 09020853 | Karl-Liebknecht-Straße 27/29 (Lage)                                     | Haus des Berliner Verlages Bestandteil des Ensembles: Spandauer Vorstadt                                                  | Pressecafé und Wandbild „Die Presse als Organisator“, 1969–1973 von Willi Neubert                                                           |                                         |
| 09080054 | Kleine Alexanderstraße 1–3 (Lage)                                       | Wohnanlage Bestandteil des Ensembles: Spandauer Vorstadt                                                                  | 1928–1929 von Hans Poelzig |                                         |
| 09035321 | Kleine Präsidentenstraße 3 Große Präsidentenstraße 4 (Lage)             | Mietshaus und Gewerbebau Bestandteil des Ensembles: Spandauer Vorstadt                                                    | 1881 |                                         |
| 09035321 | Kleine Präsidentenstraße 3 Große Präsidentenstraße 4 (Lage)             | Mietshaus und Gewerbebau Bestandteil des Ensembles: Spandauer Vorstadt                                                    | Gewerbebau |                                         |
| 09080030 | Kleine Rosenthaler Straße 2–3 Linienstraße 207–212 (Lage)               | Wärterhaus des Garnisonfriedhofs Bestandteil des Ensembles: Spandauer Vorstadt                                            | um 1850 (siehe auch Gartendenkmal Alter Garnisonfriedhof)                                                                                   |                                         |
| 09035072 | Koppenplatz 6 (Lage)                                                    | Mietshaus Bestandteil des Ensembles: Spandauer Vorstadt                                                                   | 1897 |                                         |
| 09035075 | Koppenplatz 9 (Lage)                                                    | Mietshaus | um 1900 |                                         |
| 09035077 | Koppenplatz 11 Linienstraße 163–165 (Lage)                              | Hollmannsche Wilhelminen-Amalien-Stiftung Bestandteil des Ensembles: Spandauer Vorstadt                                   | um 1839, weiterer Gebäudeteil am Koppenplatz, 1869 (siehe auch Gartendenkmal Garten an der Hollmannschen Wilhelminen-Amalien-Stiftung)      | Gebäudeteil Koppenplatz                 |
| 09035077 | Koppenplatz 11 Linienstraße 163–165 (Lage)                              | Hollmannsche Wilhelminen-Amalien-Stiftung Bestandteil des Ensembles: Spandauer Vorstadt                                   | Eckbau, 1850 |                                         |
| 09035077 | Koppenplatz 11 Linienstraße 163–165 (Lage)                              | Hollmannsche Wilhelminen-Amalien-Stiftung Bestandteil des Ensembles: Spandauer Vorstadt                                   | Linienstraße 163–164, 1873 |                                         |
| 09035078 | Koppenplatz 12 (Lage)                                                   | 1. Gemeindeschule Bestandteil des Ensembles: Spandauer Vorstadt                                                           | 1907 von Ludwig Hoffmann |                                         |
| 09035079 | Koppenplatz 13 (Lage)                                                   | Denkmal Christian Koppe Bestandteil des Ensembles: Spandauer Vorstadt                                                     | 1855 von Friedrich August Stüler |                                         |
| 09035249 | Krausnickstraße 3–3A (Lage)                                             | Mietshaus Bestandteil des Ensembles: Spandauer Vorstadt                                                                   | 1862 |                                         |
| 09080078 | Linienstraße 49 (Lage)                                                  | Mietshaus, Treppenanlage Bestandteil des Ensembles: Spandauer Vorstadt                                                    | 1859 |                                         |
| 09080078 | Linienstraße 49 (Lage)                                                  | Mietshaus, Treppenanlage Bestandteil des Ensembles: Spandauer Vorstadt                                                    | Treppenanlage |                                         |
| 09080089 | Linienstraße 62 (Lage)                                                  | Mietshaus Bestandteil des Ensembles: Spandauer Vorstadt                                                                   | 1825 |                                         |
| 09080108 | Linienstraße 101 (Lage)                                                 | Kath. St.-Adalbert-Kirche Bestandteil des Ensembles: Spandauer Vorstadt                                                   | 1932–1933 von Clemens Holzmeister |                                         |
| 09035320 | Linienstraße 110 (Lage)                                                 | Mietshaus Bestandteil des Ensembles: Spandauer Vorstadt                                                                   | 1864 |                                         |
| 09035131 | Linienstraße 128–129 (Lage)                                             | Feuerwache Stettin Bestandteil des Ensembles: Spandauer Vorstadt                                                          | 1859 |                                         |
| 09035138 | Linienstraße 137 (Lage)                                                 | Mietshaus Bestandteil des Ensembles: Spandauer Vorstadt                                                                   | 1838 |                                         |
| 09035295 | Linienstraße 144 (Lage)                                                 | Bürgerhaus mit Seitenflügel Bestandteil des Ensembles: Spandauer Vorstadt                                                 | 1794 |                                         |
| 09035295 | Linienstraße 144 (Lage)                                                 | Bürgerhaus mit Seitenflügel Bestandteil des Ensembles: Spandauer Vorstadt                                                 | Seitenflügel 1861 und Fabrikflügel 1889 |                                         |
| 09035296 | Linienstraße 145 (Lage)                                                 | Mietshaus Bestandteil des Ensembles: Spandauer Vorstadt                                                                   | 1796, Aufstockung 1862 |                                         |
| 09035298 | Linienstraße 147 (Lage)                                                 | Mietshaus und Remise Bestandteil des Ensembles: Spandauer Vorstadt                                                        | 1887 |                                         |
| 09035298 | Linienstraße 147 (Lage)                                                 | Mietshaus und Remise Bestandteil des Ensembles: Spandauer Vorstadt                                                        | Remise |                                         |
| 09035301 | Linienstraße 150 (Lage)                                                 | Mietshaus Bestandteil des Ensembles: Spandauer Vorstadt                                                                   | 1826 |                                         |
| 09035301 | Linienstraße 150 (Lage)                                                 | Mietshaus Bestandteil des Ensembles: Spandauer Vorstadt                                                                   | 1. Quergebäude, 1857 |                                         |
| 09035301 | Linienstraße 150 (Lage)                                                 | Mietshaus Bestandteil des Ensembles: Spandauer Vorstadt                                                                   | 2. Quergebäude Korpshaus AG Normannia, 1909 von Fedor Veit                                                                                  |                                         |
| 09035290 | Linienstraße 153 Tucholskystraße 46 (Lage)                              | Mietshaus Bestandteil des Ensembles: Spandauer Vorstadt                                                                   | um 1830, Überformung nach 1850 |                                         |
| 09080112 | Linienstraße 154A (Lage)                                                | Mietshaus Bestandteil des Ensembles: Spandauer Vorstadt                                                                   | 1842 |                                         |
| 09080112 | Linienstraße 154A (Lage)                                                | Mietshaus Bestandteil des Ensembles: Spandauer Vorstadt                                                                   | Gewerbebau, 1859 |                                         |
| 09080113 | Linienstraße 155 (Lage)                                                 | Mietshaus, Fabrikgebäude und Schornstein Bestandteil des Ensembles: Spandauer Vorstadt                                    | 1892 |                                         |
| 09080113 | Linienstraße 155 (Lage)                                                 | Mietshaus, Fabrikgebäude und Schornstein Bestandteil des Ensembles: Spandauer Vorstadt                                    | Fabrikgebäude und Schornstein |                                         |
| 09080115 | Linienstraße 158 (Lage)                                                 | Mietshaus Bestandteil des Ensembles: Spandauer Vorstadt                                                                   | 1794, Aufstockung um 1870 |                                         |
| 09080116 | Linienstraße 159 (Lage)                                                 | Mietshaus Bestandteil des Ensembles: Spandauer Vorstadt                                                                   | 1794, Aufstockung um 1870 |                                         |
| 09080117 | Linienstraße 162 (Lage)                                                 | Fach- und Fortbildungsschule Bestandteil des Ensembles: Spandauer Vorstadt                                                | 1910–1911 von Ludwig Hoffmann |                                         |
| 09080032 | Linienstraße 206 Kleine Rosenthaler Straße 8 (Lage)                     | Mietshaus Bestandteil des Ensembles: Spandauer Vorstadt                                                                   | 1826 |                                         |
| 09080196 | Max-Beer-Straße 2/4 Münzstraße 12 (Lage)                                | Geschäftshaus Bestandteil des Ensembles: Spandauer Vorstadt                                                               | 1909–1910 von Albert Wehe |                                         |
| 09060099 | Monbijoupark Kleine Präsidentenstraße (Lage)                            | Büste Adalbert Chamisso Bestandteil des Ensembles: Spandauer Vorstadt                                                     | 1888 von Julius Moser |                                         |
| 09080151 | Monbijouplatz 12 (Lage)                                                 | Mietshaus Bestandteil des Ensembles: Spandauer Vorstadt                                                                   | 1872 |                                         |
| 09080147 | Monbijoustraße 4, 4A (Lage)                                             | Wohnhaus für Hofbeamte Bestandteil des Ensembles: Spandauer Vorstadt                                                      | 1912 |                                         |
| 09035197 | Mulackstraße 22 (Lage)                                                  | Mietshaus Bestandteil des Ensembles: Spandauer Vorstadt                                                                   | 1862 |                                         |
| 09035198 | Mulackstraße 23 (Lage)                                                  | Mietshaus Bestandteil des Ensembles: Spandauer Vorstadt                                                                   | 1882 |                                         |
| 09080217 | Münzstraße 8 Almstadtstraße 1/3 (Lage)                                  | Wohn- und Geschäftshaus Bestandteil des Ensembles: Spandauer Vorstadt                                                     | 1866 |                                         |
| 09080217 | Münzstraße 8 Almstadtstraße 1/3 (Lage)                                  | Wohn- und Geschäftshaus Bestandteil des Ensembles: Spandauer Vorstadt                                                     | Treppenhaus |                                         |
| 09080219 | Münzstraße 14/16 Max-Beer-Straße (Lage)                                 | Wohn- und Geschäftshaus Bestandteil des Ensembles: Spandauer Vorstadt                                                     | 1883 |                                         |
| 09080221 | Münzstraße 18 (Lage)                                                    | Geschäftshaus Bestandteil des Ensembles: Spandauer Vorstadt                                                               | 1908 von Hinderer |                                         |
| 09035121 | Münzstraße 21/23 Neue Schönhauser Straße 21 (Lage)                      | Wohn- und Geschäftshaus Bestandteil des Ensembles: Spandauer Vorstadt                                                     | 1891–1893 von Poetsch & Bohnstedt (siehe auch Gartendenkmal Gartenhof)                                                                      |                                         |
| 09035121 | Münzstraße 21/23 Neue Schönhauser Straße 21 (Lage)                      | Wohn- und Geschäftshaus Bestandteil des Ensembles: Spandauer Vorstadt                                                     | 2. Gewerbehof |                                         |
| 09080152 | Neue Promenade 3 Große Präsidentenstraße 10 Hackescher Markt 4 (Lage)   | Wohn- und Geschäftshaus Bestandteil des Ensembles: Spandauer Vorstadt                                                     | 1873 |                                         |
| 09080152 | Neue Promenade 3 Große Präsidentenstraße 10 Hackescher Markt 4 (Lage)   | Wohn- und Geschäftshaus Bestandteil des Ensembles: Spandauer Vorstadt                                                     | Treppenhaus |                                         |
| 09080153 | Neue Promenade 5 (Lage)                                                 | Bürgerhaus und Gewerbebau Bestandteil des Ensembles: Spandauer Vorstadt                                                   | 1768, Umbauten 1829 und 1863 |                                         |
| 09080153 | Neue Promenade 5 (Lage)                                                 | Bürgerhaus und Gewerbebau Bestandteil des Ensembles: Spandauer Vorstadt                                                   | Gewerbebau |                                         |
| 09035109 | Neue Schönhauser Straße 8 (Lage)                                        | Bürgerhaus Bestandteil des Ensembles: Spandauer Vorstadt                                                                  | zwischen 1785 und 1794 von Georg Christian Unger                                                                                            |                                         |
| 09035111 | Neue Schönhauser Straße 10 Rosenthaler Straße 46–47 (Lage)              | Wohn- und Geschäftshaus Bestandteil des Ensembles: Spandauer Vorstadt                                                     | Mietshaus, 1887, Fassadengestaltung 1929 |                                         |
| 09035111 | Neue Schönhauser Straße 10 Rosenthaler Straße 46–47 (Lage)              | Wohn- und Geschäftshaus Bestandteil des Ensembles: Spandauer Vorstadt                                                     | Apotheke, 1887 |                                         |
| 09035113 | Neue Schönhauser Straße 12 (Lage)                                       | Mietshaus Bestandteil des Ensembles: Spandauer Vorstadt                                                                   | Vorderhaus, um 1755, Umbau 1857 |                                         |
| 09035113 | Neue Schönhauser Straße 12 (Lage)                                       | Mietshaus Bestandteil des Ensembles: Spandauer Vorstadt                                                                   | Hofgebäude |                                         |
| 09035114 | Neue Schönhauser Straße 13 (Lage)                                       | Volks-Kaffee- und Speisehallen-Gesellschaft Bestandteil des Ensembles: Spandauer Vorstadt                                 | 1890–1891 von Alfred Messel |                                         |
| 09035114 | Neue Schönhauser Straße 13 (Lage)                                       | Volks-Kaffee- und Speisehallen-Gesellschaft Bestandteil des Ensembles: Spandauer Vorstadt                                 | Kaffeehallen |                                         |
| 09035115 | Neue Schönhauser Straße 14 (Lage)                                       | Mietshaus Bestandteil des Ensembles: Spandauer Vorstadt                                                                   | 1767, Aufstockung 1869 |                                         |
| 09035116 | Neue Schönhauser Straße 15 (Lage)                                       | Mietshaus Bestandteil des Ensembles: Spandauer Vorstadt                                                                   | um 1755 |                                         |
| 09035119 | Neue Schönhauser Straße 19 (Lage)                                       | Wohn- und Geschäftshaus Bestandteil des Ensembles: Spandauer Vorstadt                                                     | 1905 von Hermann Schwiertz |                                         |
| 09035120 | Neue Schönhauser Straße 20 (Lage)                                       | Geschäftshaus und Fabrik Bestandteil des Ensembles: Spandauer Vorstadt                                                    | 1911–1912 von Kurt Berndt |                                         |
| 09035120 | Neue Schönhauser Straße 20 (Lage)                                       | Geschäftshaus und Fabrik Bestandteil des Ensembles: Spandauer Vorstadt                                                    | Fabrik |                                         |
| 09050129 | Oranienburger Straße (Lage)                                             | S-Bahnhof Oranienburger Straße Bestandteil des Ensembles: Spandauer Vorstadt                                              | 1934–1936 von Richard Brademann |                                         |
| 09050129 | Oranienburger Straße (Lage)                                             | S-Bahnhof Oranienburger Straße Bestandteil des Ensembles: Spandauer Vorstadt                                              | 2 Eingänge |                                         |
| 09080229 | Oranienburger Straße 1–3 (Lage)                                         | Wohn- und Geschäftshaus Bestandteil des Ensembles: Spandauer Vorstadt                                                     | 1888 |                                         |
| 09080230 | Oranienburger Straße 4 (Lage)                                           | Wohn- und Geschäftshaus Bestandteil des Ensembles: Spandauer Vorstadt                                                     | 1897 |                                         |
| 09080244 | Oranienburger Straße 23 (Lage)                                          | Mietshaus Bestandteil des Ensembles: Spandauer Vorstadt                                                                   | 1835, Erweiterung 1872 |                                         |
| 09080245 | Oranienburger Straße 27 (Lage)                                          | Mietshaus und Gewerbehof Bestandteil des Ensembles: Spandauer Vorstadt                                                    | 1840 |                                         |
| 09080245 | Oranienburger Straße 27 (Lage)                                          | Mietshaus und Gewerbehof Bestandteil des Ensembles: Spandauer Vorstadt                                                    | Seitenflügel, Umbau- und Erweiterungsbauten 1855 und 1866                                                                                   |                                         |
| 09080245 | Oranienburger Straße 27 (Lage)                                          | Mietshaus und Gewerbehof Bestandteil des Ensembles: Spandauer Vorstadt                                                    | Gewerbehof, Umbau- und Erweiterungsbauten 1855 und 1866                                                                                     |                                         |
| 09080247 | Oranienburger Straße 28 (Lage)                                          | Verwaltungsgebäude (Jüdisches Zentralarchiv) Bestandteil des Ensembles: Spandauer Vorstadt                                | 1908–1909 |                                         |
| 09080249 | Oranienburger Straße 30 (Lage)                                          | Neue Synagoge Bestandteil des Ensembles: Spandauer Vorstadt                                                               | 1859–1866 von Eduard Knoblauch und Friedrich August Stüler, Wiederaufbau 1988–1995                                                          |                                         |
| 09080249 | Oranienburger Straße 30 (Lage)                                          | Neue Synagoge Bestandteil des Ensembles: Spandauer Vorstadt                                                               | Glaskonstruktion |                                         |
| 09080250 | Oranienburger Straße 31 (Lage)                                          | Geschäftshaus (ehem. Jüdisches Museum) Bestandteil des Ensembles: Spandauer Vorstadt                                      | um 1900 |                                         |
| 09035058 | Oranienburger Straße 34 Tucholskystraße 18 (Lage)                       | Mietshaus Bestandteil des Ensembles: Spandauer Vorstadt                                                                   | 1792, Umbau 1860 von Carl Schwatlo |                                         |
| 09080253 | Oranienburger Straße 35–36 Tucholskystraße 19/21 Auguststraße 5A (Lage) | Postfuhramt Bestandteil des Ensembles: Spandauer Vorstadt                                                                 | 1875–1881 von Carl Schwatlo und Wilhelm Tuckermann                                                                                          |                                         |
| 09080253 | Oranienburger Straße 35–36 Tucholskystraße 19/21 Auguststraße 5A (Lage) | Postfuhramt Bestandteil des Ensembles: Spandauer Vorstadt                                                                 | Einfahrt Auguststraße |                                         |
| 09080253 | Oranienburger Straße 35–36 Tucholskystraße 19/21 Auguststraße 5A (Lage) | Postfuhramt Bestandteil des Ensembles: Spandauer Vorstadt                                                                 | Pferdebahnhof |                                         |
| 09080253 | Oranienburger Straße 35–36 Tucholskystraße 19/21 Auguststraße 5A (Lage) | Postfuhramt Bestandteil des Ensembles: Spandauer Vorstadt                                                                 | Stallgebäude |                                         |
| 09035143 | Oranienburger Straße 50 Linienstraße (Lage)                             | Mietshaus Bestandteil des Ensembles: Spandauer Vorstadt                                                                   | 1886 |                                         |
| 09035146 | Oranienburger Straße 54 (Lage)                                          | Ruine der Friedrichstraßen-Passage (ehemaliges Kunsthaus Tacheles) Bestandteil des Ensembles: Spandauer Vorstadt          | 1907–1909 von Franz Ahrens | Vorderseite                             |
| 09080258 | Oranienburger Straße 71–72 (Lage)                                       | Logenhaus Bestandteil des Ensembles: Spandauer Vorstadt                                                                   | 1789–1791 von Christian Friedrich Becherer, Umbauten 1839 und 1867                                                                          |                                         |
| 09080259 | Oranienburger Straße 73–76 Monbijoustraße 1 Ziegelstraße 20–21 (Lage)   | Haupt-Telegraphenamt Bestandteil des Ensembles: Spandauer Vorstadt                                                        | 1910–1916 von Wilhelm Walter |                                         |
| 09080259 | Oranienburger Straße 73–76 Monbijoustraße 1 Ziegelstraße 20–21 (Lage)   | Haupt-Telegraphenamt Bestandteil des Ensembles: Spandauer Vorstadt                                                        | Stadtrohrpostzentrale, 1919 (im Keller) |                                         |
| 09080260 | Oranienburger Straße 84 (Lage)                                          | Mietshaus Bestandteil des Ensembles: Spandauer Vorstadt                                                                   | 1887 |                                         |
| 09080236 | Oranienburger Straße 86 (Lage)                                          | Mietshaus Bestandteil des Ensembles: Spandauer Vorstadt                                                                   | 1818 |                                         |
| 09080044 | Rosa-Luxemburg-Platz (Lage)                                             | U-Bahnhof Rosa-Luxemburg-Platz Bestandteil des Ensembles: Spandauer Vorstadt                                              | 1911–1913 von Alfred Grenander |                                         |
| 09080044 | Rosa-Luxemburg-Platz (Lage)                                             | U-Bahnhof Rosa-Luxemburg-Platz Bestandteil des Ensembles: Spandauer Vorstadt                                              | Eingänge |                                         |
| 09080037 | Rosa-Luxemburg-Platz 1 Linienstraße 227 (Lage)                          | Volksbühne Bestandteil des Ensembles: Spandauer Vorstadt                                                                  | 1913–1914 von Oskar Kaufmann, 1952–1954 Wiederaufbau von Hans Richter                                                                       |                                         |
| 09080037 | Rosa-Luxemburg-Platz 1 Linienstraße 227 (Lage)                          | Volksbühne Bestandteil des Ensembles: Spandauer Vorstadt                                                                  | Theater |                                         |
| 09080066 | Rosa-Luxemburg-Straße 2 Dircksenstraße 35 (Lage)                        | Verwaltungsbau Bestandteil des Ensembles: Spandauer Vorstadt                                                              | 1928–1930 von Alfred Grenander |                                         |
| 09080066 | Rosa-Luxemburg-Straße 2 Dircksenstraße 35 (Lage)                        | Verwaltungsbau Bestandteil des Ensembles: Spandauer Vorstadt                                                              | Umformwerk |                                         |
| 09080057 | Rosa-Luxemburg-Straße 14 (Lage)                                         | Wohn- und Geschäftshaus Bestandteil des Ensembles: Spandauer Vorstadt                                                     | 1908–1909 |                                         |
| 09080058 | Rosa-Luxemburg-Straße 15 (Lage)                                         | Wohn- und Geschäftshaus Bestandteil des Ensembles: Spandauer Vorstadt                                                     | 1928 von Hans Poelzig |                                         |
| 09080041 | Rosa-Luxemburg-Straße 39/41 (Lage)                                      | Wohn- und Geschäftshaus Bestandteil des Ensembles: Spandauer Vorstadt                                                     | südliches Gebäude 1913, von Schmidt & Freund                                                                                                |                                         |
| 09080041 | Rosa-Luxemburg-Straße 39/41 (Lage)                                      | Wohn- und Geschäftshaus Bestandteil des Ensembles: Spandauer Vorstadt                                                     | nördliches Gebäude, 1928 von Schmidt & Freund                                                                                               |                                         |
| 09080134 | Rosenthaler Platz (Lage)                                                | U-Bahnhof Rosenthaler Platz Bestandteil des Ensembles: Spandauer Vorstadt                                                 | 1927–1930 von Alfred Grenander und A. Fehse                                                                                                 |                                         |
| 09080134 | Rosenthaler Platz (Lage)                                                | U-Bahnhof Rosenthaler Platz Bestandteil des Ensembles: Spandauer Vorstadt                                                 | Zwischenebene |                                         |
| 09080155 | Rosenthaler Straße 13 (Lage)                                            | Geschäftshaus (heute b-flat) Bestandteil des Ensembles: Spandauer Vorstadt                                                | 1912 von Louis Fränkel und Adolf Sommerfeld                                                                                                 |                                         |
| 09080156 | Rosenthaler Straße 31 Sophienstraße 12–15 (Lage)                        | Warenhaus Wertheim Bestandteil des Ensembles: Spandauer Vorstadt                                                          | 1903–1905 von Alfred Messel |                                         |
| 09080156 | Rosenthaler Straße 31 Sophienstraße 12–15 (Lage)                        | Warenhaus Wertheim Bestandteil des Ensembles: Spandauer Vorstadt                                                          | Alte Fassade Sophienstraße | Fassade Sophienstraße                   |
| 09080159 | Rosenthaler Straße 36 (Lage)                                            | Bürgerhaus Bestandteil des Ensembles: Spandauer Vorstadt                                                                  | 1781, Aufstockung um 1910 |                                         |
| 09080159 | Rosenthaler Straße 36 (Lage)                                            | Bürgerhaus Bestandteil des Ensembles: Spandauer Vorstadt                                                                  | Treppenanlage |                                         |
| 09080160 | Rosenthaler Straße 37 (Lage)                                            | Bürgerhaus Bestandteil des Ensembles: Spandauer Vorstadt                                                                  | 1787 |                                         |
| 09080160 | Rosenthaler Straße 37 (Lage)                                            | Bürgerhaus Bestandteil des Ensembles: Spandauer Vorstadt                                                                  | Treppenanlage |                                         |
| 09050141 | Rosenthaler Straße 38 (Lage)                                            | Wohn- und Geschäftshaus Bestandteil des Ensembles: Spandauer Vorstadt                                                     | um 1905 |                                         |
| 09050141 | Rosenthaler Straße 38 (Lage)                                            | Wohn- und Geschäftshaus Bestandteil des Ensembles: Spandauer Vorstadt                                                     | Hofgebäude, Vereinshaus junger Kaufleute von Berlin, 1867 von Carl Schwatlo                                                                 |                                         |
| 09050142 | Rosenthaler Straße 39 (Lage)                                            | Mietshaus und Gewerbebauten Bestandteil des Ensembles: Spandauer Vorstadt                                                 | Vorderhaus 1864 |                                         |
| 09050142 | Rosenthaler Straße 39 (Lage)                                            | Mietshaus und Gewerbebauten Bestandteil des Ensembles: Spandauer Vorstadt                                                 | Seitenflügel, 1831 |                                         |
| 09050142 | Rosenthaler Straße 39 (Lage)                                            | Mietshaus und Gewerbebauten Bestandteil des Ensembles: Spandauer Vorstadt                                                 | Gewerbehof, 1907, Stätte des Widerstandes gegen das NS-Regime                                                                               |                                         |
| 09080162 | Rosenthaler Straße 51 (Lage)                                            | Wohn- und Geschäftshaus, Kreiskulturhaus Mitte Bestandteil des Ensembles: Spandauer Vorstadt                              | 1877 |                                         |
| 09080162 | Rosenthaler Straße 51 (Lage)                                            | Wohn- und Geschäftshaus, Kreiskulturhaus Mitte Bestandteil des Ensembles: Spandauer Vorstadt                              | Etagenfabrik |                                         |
| 09080138 | Rosenthaler Straße 72A Torstraße 120 (Lage)                             | Wohn- und Geschäftshaus (ehem. Aschingers Bierquelle) Bestandteil des Ensembles: Spandauer Vorstadt                       | um 1890 |                                         |
| 09080138 | Rosenthaler Straße 72A Torstraße 120 (Lage)                             | Wohn- und Geschäftshaus (ehem. Aschingers Bierquelle) Bestandteil des Ensembles: Spandauer Vorstadt                       | ehem. Aschingers Bierquelle |                                         |
| 09035188 | Rückerstraße 4 (Lage)                                                   | Mietshaus und Fabrik Bestandteil des Ensembles: Spandauer Vorstadt                                                        | um 1885 |                                         |
| 09035188 | Rückerstraße 4 (Lage)                                                   | Mietshaus und Fabrik Bestandteil des Ensembles: Spandauer Vorstadt                                                        | Fabrik |                                         |
| 09080173 | Sophienstraße 2 (Lage)                                                  | Pfarrhaus der Sophiengemeinde Bestandteil des Ensembles: Spandauer Vorstadt                                               | 1884 |                                         |
| 09080174 | Sophienstraße 3 (Lage)                                                  | Pfarrhaus der Sophiengemeinde Bestandteil des Ensembles: Spandauer Vorstadt                                               | 1881 |                                         |
| 09080176 | Sophienstraße 5 (Lage)                                                  | Mietshaus Bestandteil des Ensembles: Spandauer Vorstadt                                                                   | 1894 |                                         |
| 09080178 | Sophienstraße 8 (Lage)                                                  | Mietshaus und Gewerbebau Bestandteil des Ensembles: Spandauer Vorstadt                                                    | 1878 |                                         |
| 09080178 | Sophienstraße 8 (Lage)                                                  | Mietshaus und Gewerbebau Bestandteil des Ensembles: Spandauer Vorstadt                                                    | Gewerbebau, 1887 |                                         |
| 09080177 | Sophienstraße 9 (Lage)                                                  | Mietshaus und Gewerbebau Bestandteil des Ensembles: Spandauer Vorstadt                                                    | 1879 |                                         |
| 09080177 | Sophienstraße 9 (Lage)                                                  | Mietshaus und Gewerbebau Bestandteil des Ensembles: Spandauer Vorstadt                                                    | Gewerbebau, 1878 |                                         |
| 09080180 | Sophienstraße 11 (Lage)                                                 | Bürgerhaus Bestandteil des Ensembles: Spandauer Vorstadt                                                                  | um 1750 |                                         |
| 09080183 | Sophienstraße 18 (Lage)                                                 | Handwerkervereinshaus Bestandteil des Ensembles: Spandauer Vorstadt                                                       | östliches Mietshaus, 1852 |                                         |
| 09080183 | Sophienstraße 18 (Lage)                                                 | Handwerkervereinshaus Bestandteil des Ensembles: Spandauer Vorstadt                                                       | westliches Mietshaus, 1852 |                                         |
| 09080183 | Sophienstraße 18 (Lage)                                                 | Handwerkervereinshaus Bestandteil des Ensembles: Spandauer Vorstadt                                                       | Einfahrtsportal, 1905 |                                         |
| 09080183 | Sophienstraße 18 (Lage)                                                 | Handwerkervereinshaus Bestandteil des Ensembles: Spandauer Vorstadt                                                       | Seitenflügel, 1861 und 1864 |                                         |
| 09080183 | Sophienstraße 18 (Lage)                                                 | Handwerkervereinshaus Bestandteil des Ensembles: Spandauer Vorstadt                                                       | Handwerkervereinshaus mit Saalgebäude, 1905 von Joseph Fraenkel und Theodor Kampffmeyer (heute: Sophiensaele)                               |                                         |
| 09080187 | Sophienstraße 22–22A (Lage)                                             | Mietshaus und Fabrikgebäude Bestandteil des Ensembles: Spandauer Vorstadt                                                 | 1899 von Gebert & Söhne |                                         |
| 09080187 | Sophienstraße 22–22A (Lage)                                             | Mietshaus und Fabrikgebäude Bestandteil des Ensembles: Spandauer Vorstadt                                                 | Fabrikgebäude |                                         |
| 09080263 | Sophienstraße 28–29 (Lage)                                              | Hinterhaus mit Bohlenbinderdach Bestandteil des Ensembles: Spandauer Vorstadt                                             | 1842 |                                         |
| 09035210 | Steinstraße 19 (Lage)                                                   | Mietshaus Bestandteil des Ensembles: Spandauer Vorstadt                                                                   | 1882 von Joseph Grund |                                         |
| 09035212 | Steinstraße 21 (Lage)                                                   | Mietshaus Bestandteil des Ensembles: Spandauer Vorstadt                                                                   | 1862 |                                         |
| 09080095 | Torstraße 138 Linienstraße 83A (Lage)                                   | Mietshaus Bestandteil des Ensembles: Spandauer Vorstadt                                                                   | Torstraße, 1904–1905 von C. Eichholtz |                                         |
| 09080095 | Torstraße 138 Linienstraße 83A (Lage)                                   | Mietshaus Bestandteil des Ensembles: Spandauer Vorstadt                                                                   | Linienstraße |                                         |
| 09080097 | Torstraße 146 Linienstraße 86 (Lage)                                    | Israelitisches Krankenheim Bestandteil des Ensembles: Spandauer Vorstadt                                                  | 1884 von Ernst Schmid, Umbau 1908–1909 von Max Fraenkel                                                                                     |                                         |
| 09080097 | Torstraße 146 Linienstraße 86 (Lage)                                    | Israelitisches Krankenheim Bestandteil des Ensembles: Spandauer Vorstadt                                                  | Gebäude an der Linienstraße |                                         |
| 09080101 | Torstraße 164 Linienstraße 98 (Lage)                                    | Königliches Leihamt, III. Abt. Bestandteil des Ensembles: Spandauer Vorstadt                                              | 1847 | Hauptfassade Torstraße                  |
| 09080101 | Torstraße 164 Linienstraße 98 (Lage)                                    | Königliches Leihamt, III. Abt. Bestandteil des Ensembles: Spandauer Vorstadt                                              | Gebäude an der Linienstraße |                                         |
| 09080120 | Torstraße 222 (Lage)                                                    | Mietshaus und Treppenanlage Bestandteil des Ensembles: Spandauer Vorstadt                                                 | Mietshaus, 1890 |                                         |
| 09080120 | Torstraße 222 (Lage)                                                    | Mietshaus und Treppenanlage Bestandteil des Ensembles: Spandauer Vorstadt                                                 | Treppenanlage, 1890 |                                         |
| 09035281 | Tucholskystraße 6/14 (Lage)                                             | Fernsprechamt Bestandteil des Ensembles: Spandauer Vorstadt                                                               | 1926 von Felix Gentzen |                                         |
| 09035283 | Tucholskystraße 9 (Lage)                                                | Hochschule für die Wissenschaft des Judentums Bestandteil des Ensembles: Spandauer Vorstadt                               | 1906–1907 von Johann Hoeniger |                                         |
| 09035059 | Tucholskystraße 22 (Lage)                                               | Mietshaus und Werkstatt Bestandteil des Ensembles: Spandauer Vorstadt                                                     | 1859–1861 |                                         |
| 09035059 | Tucholskystraße 22 (Lage)                                               | Mietshaus und Werkstatt Bestandteil des Ensembles: Spandauer Vorstadt                                                     | Werkstatt |                                         |
| 09035060 | Tucholskystraße 24 (Lage)                                               | Mietshaus Bestandteil des Ensembles: Spandauer Vorstadt                                                                   | 1859–1861 |                                         |
| 09035065 | Tucholskystraße 31/33 Auguststraße 7–8 (Lage)                           | Mietshaus Bestandteil des Ensembles: Spandauer Vorstadt                                                                   | 1893 |                                         |
| 09035088 | Tucholskystraße 40 (Lage)                                               | Verwaltungsgebäude für die Israelitische Synagogen-Gemeinde (Adass Jisroel) Bestandteil des Ensembles: Spandauer Vorstadt | 1903–1904 von Hoeniger & Sedelmeier |                                         |
| 09080170 | Weinmeisterstraße (Lage)                                                | U-Bahnhof Weinmeisterstraße Bestandteil des Ensembles: Spandauer Vorstadt                                                 | 1928–1930 von Alfred Grenander |                                         |
| 09080170 | Weinmeisterstraße (Lage)                                                | U-Bahnhof Weinmeisterstraße Bestandteil des Ensembles: Spandauer Vorstadt                                                 | 2 Eingänge |                                         |
| 09080169 | Weinmeisterstraße 15 (Lage)                                             | Direktoratsgebäude des Sophien-Gymnasiums Bestandteil des Ensembles: Spandauer Vorstadt                                   | 1867 von Adolf Gerstenberg |                                         |
| 09080171 | Weinmeisterstraße 16 Steinstraße 29–36 (Lage)                           | Grundschule Weinmeisterstraße Bestandteil des Ensembles: Spandauer Vorstadt                                               | 1. Bauabschnitt Steinstraße, 1950–1951 von Rudolf Ullrich                                                                                   |                                         |
| 09080171 | Weinmeisterstraße 16 Steinstraße 29–36 (Lage)                           | Grundschule Weinmeisterstraße Bestandteil des Ensembles: Spandauer Vorstadt                                               | 2. Bauabschnitt Weinmeisterstraße, 1951–1953 von Gerhard Eichler                                                                            |                                         |
| 09080171 | Weinmeisterstraße 16 Steinstraße 29–36 (Lage)                           | Grundschule Weinmeisterstraße Bestandteil des Ensembles: Spandauer Vorstadt                                               | Figurenrelief der Attika |                                         |
| 09080046 | Weydingerstraße 18 Linienstraße 237 (Lage)                              | Wohn- und Geschäftshaus Bestandteil des Ensembles: Spandauer Vorstadt                                                     | 1928–1929 von Hans Poelzig |                                         |
| 09080047 | Weydingerstraße 20/22 Linienstraße 13 (Lage)                            | Wohngebäude Bestandteil des Ensembles: Spandauer Vorstadt                                                                 | 1928–1929 von Hans Poelzig |                                         |
| 09080142 | Ziegelstraße 5–9 (Lage)                                                 | Universitäts-Klinikum Bestandteil des Ensembles: Spandauer Vorstadt                                                       | Verwaltungsgebäude, 1878–1883 von Gropius & Schmieden                                                                                       |                                         |
| 09080142 | Ziegelstraße 5–9 (Lage)                                                 | Universitäts-Klinikum Bestandteil des Ensembles: Spandauer Vorstadt                                                       | westlicher Flügel |                                         |
| 09080142 | Ziegelstraße 5–9 (Lage)                                                 | Universitäts-Klinikum Bestandteil des Ensembles: Spandauer Vorstadt                                                       | östlicher Flügel |                                         |
| 09080142 | Ziegelstraße 5–9 (Lage)                                                 | Universitäts-Klinikum Bestandteil des Ensembles: Spandauer Vorstadt                                                       | westlicher Pavillon |                                         |
| 09080142 | Ziegelstraße 5–9 (Lage)                                                 | Universitäts-Klinikum Bestandteil des Ensembles: Spandauer Vorstadt                                                       | östlicher Pavillon |                                         |
| 09080142 | Ziegelstraße 5–9 (Lage)                                                 | Universitäts-Klinikum Bestandteil des Ensembles: Spandauer Vorstadt                                                       | Zwischenbau |                                         |
| 09080391 | Ziegelstraße 10–11 (Lage)                                               | Chirurgische Poliklinik Bestandteil des Ensembles: Spandauer Vorstadt                                                     | 1893 von Eduard Haesecke und Friedeberg |                                         |
| 09080391 | Ziegelstraße 10–11 (Lage)                                               | Chirurgische Poliklinik Bestandteil des Ensembles: Spandauer Vorstadt                                                     | Hofgebäude |                                         |
| 09080390 | Ziegelstraße 12 (Lage)                                                  | Luisen-Lyzeum Bestandteil des Ensembles: Spandauer Vorstadt                                                               | 1873, 1894–1895 von Hermann Blankenstein |                                         |

## Gartendenkmale
| Nr.      | Lage                                                    | Offizielle Bezeichnung                                                                                 | Beschreibung | Bild |
| -------- | ------------------------------------------------------- | --- | --- | ---- |
| 09010188 | Große Hamburger Straße (zwischen 25 und 26) (Lage)      | Alter Jüdischer Friedhof Bestandteil des Ensembles: Spandauer Vorstadt                                 | angelegt 1672, zerstört 1943; Neugestaltung 1950–1951; mit Grabsteinen und Gedenktafeln (siehe auch Baudenkmal Gedenkstätte) |      |
| 09010188 | Große Hamburger Straße (zwischen 25 und 26) (Lage)      | Alter Jüdischer Friedhof Bestandteil des Ensembles: Spandauer Vorstadt                                 | Vorplatz |      |
| 09010188 | Große Hamburger Straße (zwischen 25 und 26) (Lage)      | Alter Jüdischer Friedhof Bestandteil des Ensembles: Spandauer Vorstadt                                 | Begräbniswand |      |
| 09010189 | Große Hamburger Straße 29–30 Sophienstraße 2–3 (Lage)   | Kirchhof an der Sophienkirche Bestandteil des Ensembles: Spandauer Vorstadt                            | angelegt 1713 (siehe auch Baudenkmal Sophienkirche)                                                                          |      |
| 09010189 | Große Hamburger Straße 29–30 Sophienstraße 2–3 (Lage)   | Kirchhof an der Sophienkirche Bestandteil des Ensembles: Spandauer Vorstadt                            | Eingangsbereich |      |
| 09010189 | Große Hamburger Straße 29–30 Sophienstraße 2–3 (Lage)   | Kirchhof an der Sophienkirche Bestandteil des Ensembles: Spandauer Vorstadt                            | Grab- und Erinnerungsstätten                                                                                                 |      |
| 09010191 | Kleine Rosenthaler Straße 3 Linienstraße 207–212 (Lage) | Alter Garnisonfriedhof Bestandteil des Ensembles: Spandauer Vorstadt                                   | angelegt um 1706, umgestaltet 1978 (siehe auch Baudenkmal Wärterhaus)                                                        |      |
| 09010191 | Kleine Rosenthaler Straße 3 Linienstraße 207–212 (Lage) | Alter Garnisonfriedhof Bestandteil des Ensembles: Spandauer Vorstadt                                   | Einfriedungsmauer |      |
| 09010191 | Kleine Rosenthaler Straße 3 Linienstraße 207–212 (Lage) | Alter Garnisonfriedhof Bestandteil des Ensembles: Spandauer Vorstadt                                   | Portal |      |
| 09010191 | Kleine Rosenthaler Straße 3 Linienstraße 207–212 (Lage) | Alter Garnisonfriedhof Bestandteil des Ensembles: Spandauer Vorstadt                                   | Grabstätten |      |
| 09010192 | Koppenplatz 11 Linienstraße 163–165 (Lage)              | Garten an der Hollmannschen Wilhelminen-Amalien-Stiftung Bestandteil des Ensembles: Spandauer Vorstadt | 1839 und um 1930 (siehe auch Baudenkmal Hollmannschen Wilhelminen-Amalien-Stiftung)                                          |      |
| 09010202 | Münzstraße 21/23 Neue Schönhauser Straße 21 (Lage)      | Gartenhof des Wohn- und Geschäftshauses Bestandteil des Ensembles: Spandauer Vorstadt                  | 1892 (siehe auch Baudenkmal Wohn- und Geschäftshaus)                                                                         |      |

## Bodendenkmale
| Nr.      | Lage                          | Offizielle Bezeichnung       | Beschreibung  | Bild |
| -------- | ----------------------------- | ---------------------------- | ------------- | ---- |
| 09010164 | Almstadtstraße 16 (Lage)      | Ziegelsteinbrunnen           | Mitte 18. Jh. |      |
| 09097813 | Karl-Liebknecht-Straße (Lage) | Fundament des Lutherdenkmals | 1895          |      |